# Iconographie des modillons romans
L'iconographie des modillons romans décrit les modillons recensés par les nombreuses études consacrées à l'art roman ; ils sont essentiellement visibles à l'extérieur des églises de l'Arc atlantique allant du nord-ouest de l'Espagne à l'Angleterre et l'Irlande, en passant par l'Aquitaine, la région Poitou-Charentes, le Maine et la Normandie.
L'imagerie développée, d'abord décorative, est souvent figurative et chargée d'une symbolique dont la signification est parfois difficile d'accès. Leur description accompagnée d'une tentative de classification donne des pistes d'interprétation.
Un recensement des églises de France, d'Espagne, d'Angleterre et d'Irlande associé à cette classification permet un panorama de cet aspect de l'art roman occidental.

## Introduction
Le terme « modillon » désigne un support ornemental placé en saillie au faîte des murs afin de soutenir une corniche, du chevet, de la nef et, assez souvent, sur la façade, au-dessus du portail. On parle aussi, selon la taille et la forme, de corbeau ou de console. Les modillons faisaient partie de la technique de l'architecture romane entre les XIe et XIIe siècles et, dans certaines régions, au XIIIe siècle. Ces éléments sont l’héritage architectural et figuratif des constructions romaines ; les corbeaux sont largement utilisés dans l’architecture romaine mais ne sont pas sculptés, les modillons ornés et les sculptures romanes doivent beaucoup à l’art gallo-romain.
Les modillons sont parfois complétés par des métopes : la métope est une pierre rectangulaire entre deux corbeaux ou modillons, elle peut être décorée d’entrelacs, de damiers ou de motifs végétaux comme à l’église Notre-Dame d'Échillais formant une frise ; sur le chevet l’ensemble modillons métopes peut également être surmonté d’une autre frise ; plus rarement la métope est ornée de sculptures figuratives par exemple sur la façade de l’église Notre-Dame de Surgères ou le chevet de l'Église Notre-Dame de Fleuriel.

## Formes et usages des modillons
L'usage des modillons sculptés pour soutenir les corniches semble avoir débuté en Espagne, à la grande mosquée de Cordoue, au VIIIe siècle. Ils ont été adoptés ensuite pour les églises du nord de l'Espagne et du sud-ouest de la France au début du XIe siècle, puis partout en Europe au XIIe siècle.
Les premiers modillons avaient une décoration géométrique (rouleaux, barres, feuilles, etc.). Vers le milieu du XIe siècle, il y avait des animaux et des figures humaines. Ces figures pouvaient avoir une fonction didactique, promouvoir la mission éthique de l’Église en illustrant les péchés et la damnation qui s'ensuivra. Les plus anciens exemples se trouvent sur les édifices associés aux chemins de Compostelle. L'inspiration graphique des sculpteurs romans puise dans les enluminures et l'orfèvrerie mérovingiennes et carolingiennes inaccessibles au peuple laïc ; on retrouve une influence plutôt gréco-romaine en Italie et en région méditerranéenne et celtique ou normande pour l'Arc atlantique (Blanc)(Prache). Malgré leurs disposition à l'extérieur ces éléments pouvaient être peints comme en témoignent les traces visibles sur l'Église Notre-Dame de Fleuriel illustrée plus bas.
À partir du XIIIe siècle, avec le style gothique, les chapiteaux historiés disparaissent et les modillons figurés font place aux gargouilles tout en haut des édifices ou en culs-de-lampe grotesques, sans signification apparente.

Origine des modillons romans
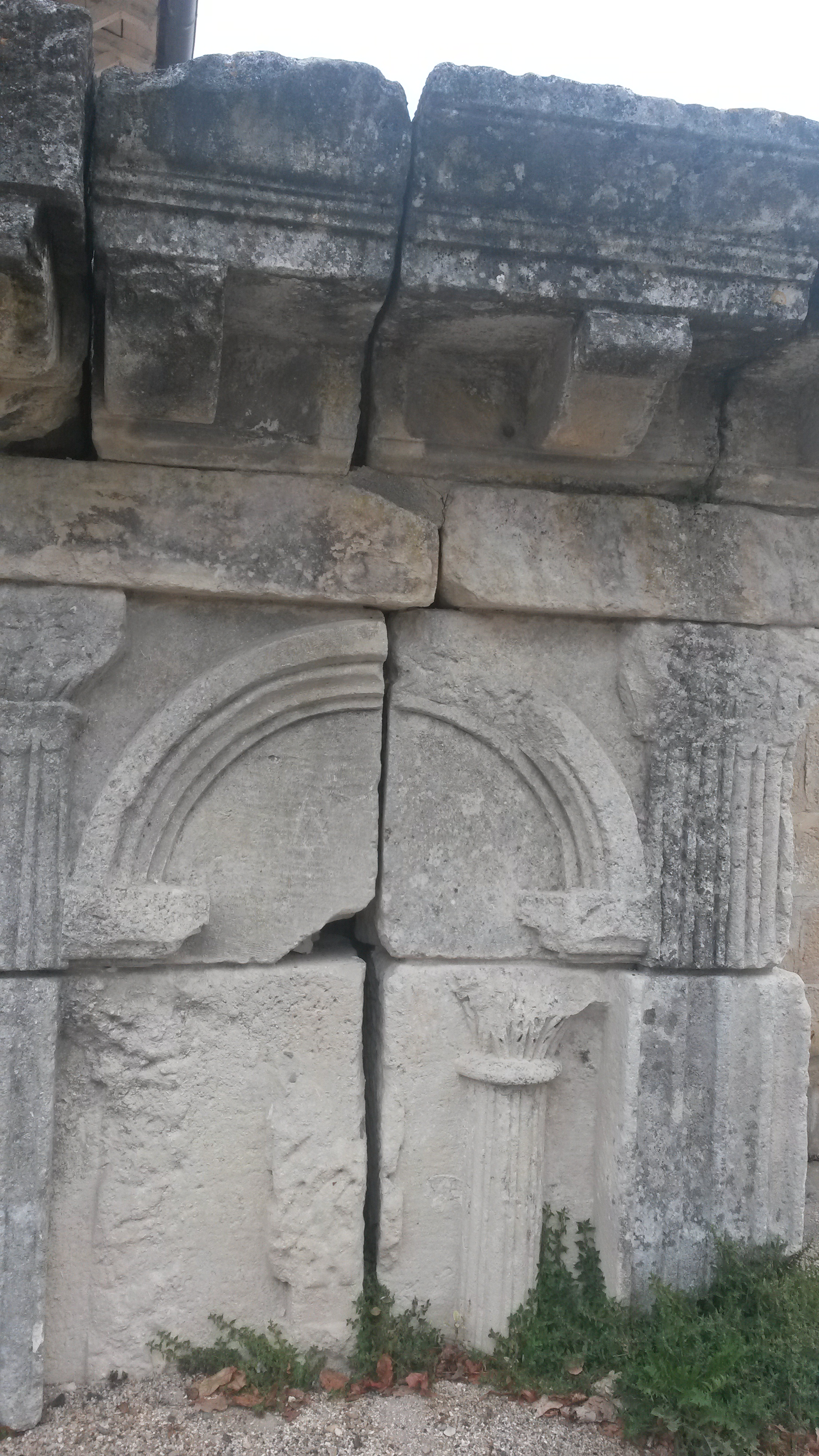
Saintes IIe siècle
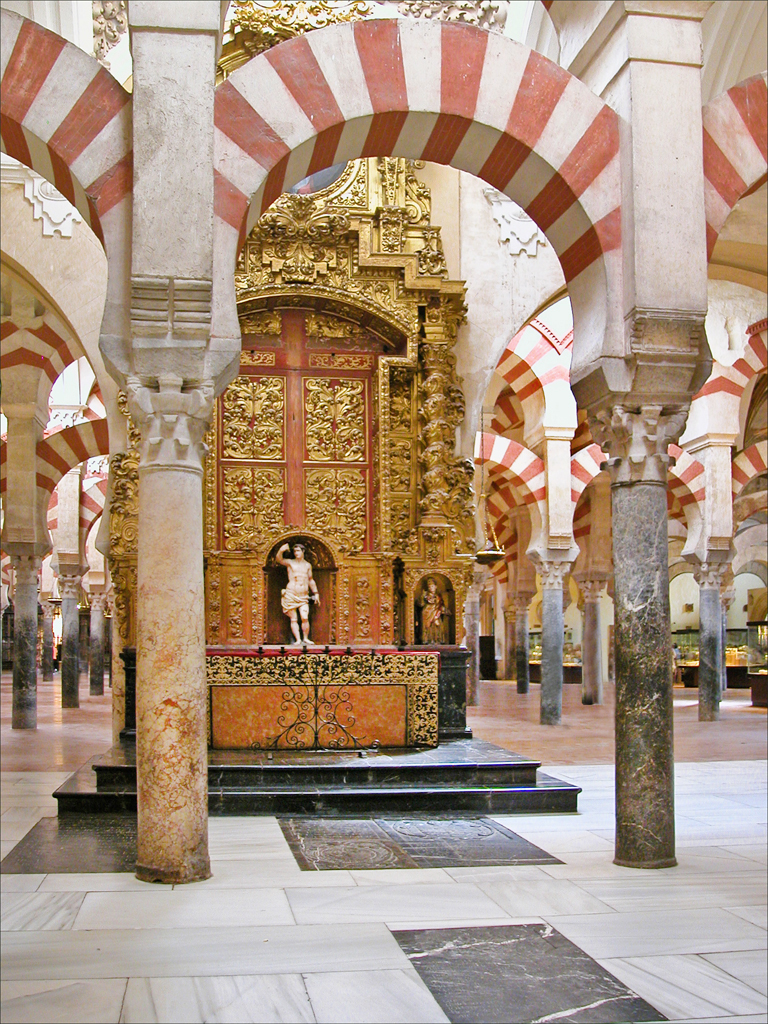
Cordoue VIIIe siècle
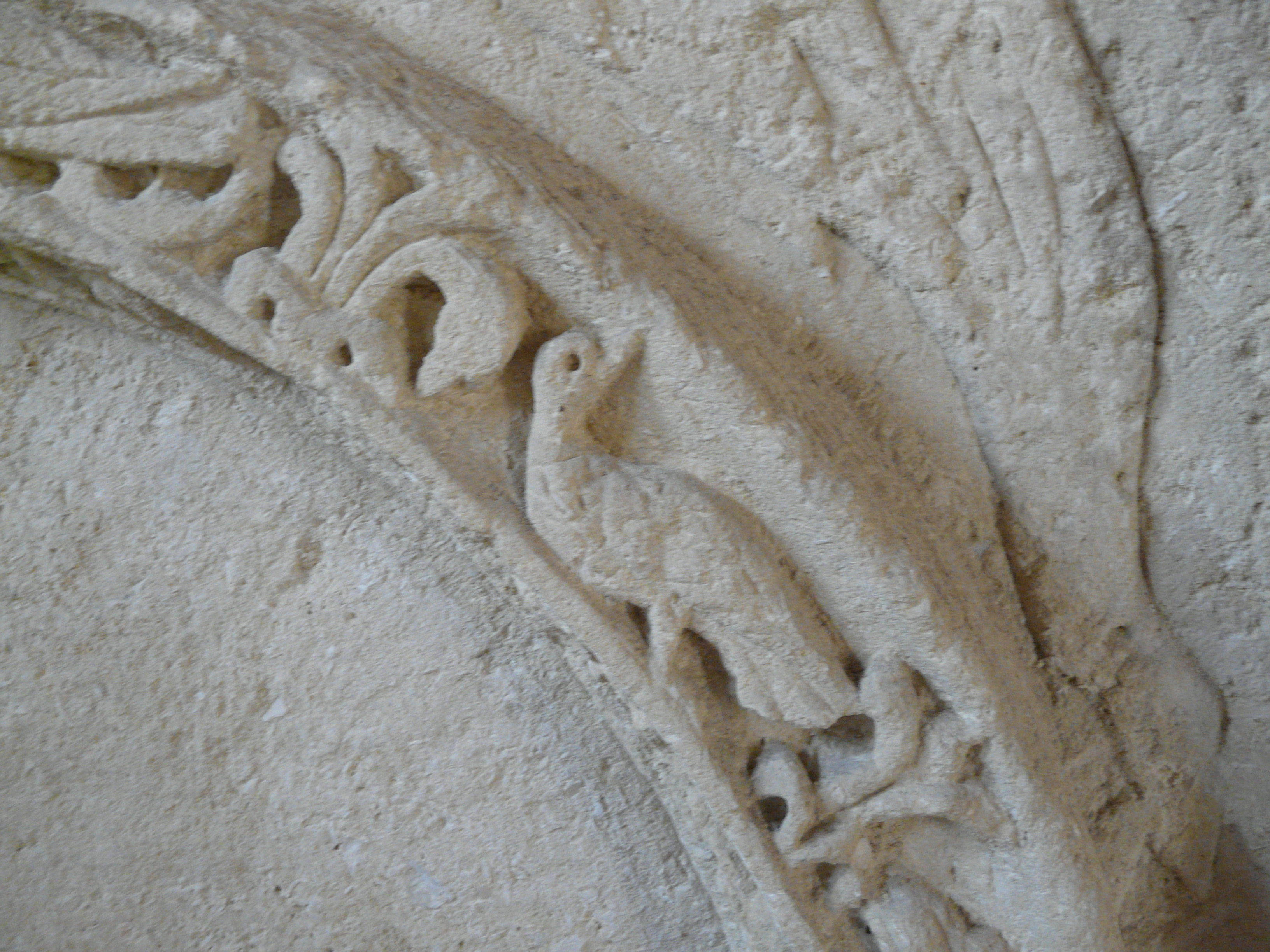
Saintes IIe siècle

On remarque là des corbeaux romains, des modillons sculptés à copeaux Wisigoth et des bas reliefs romains proche de l'iconographie romane.

Modillons et métopes romans
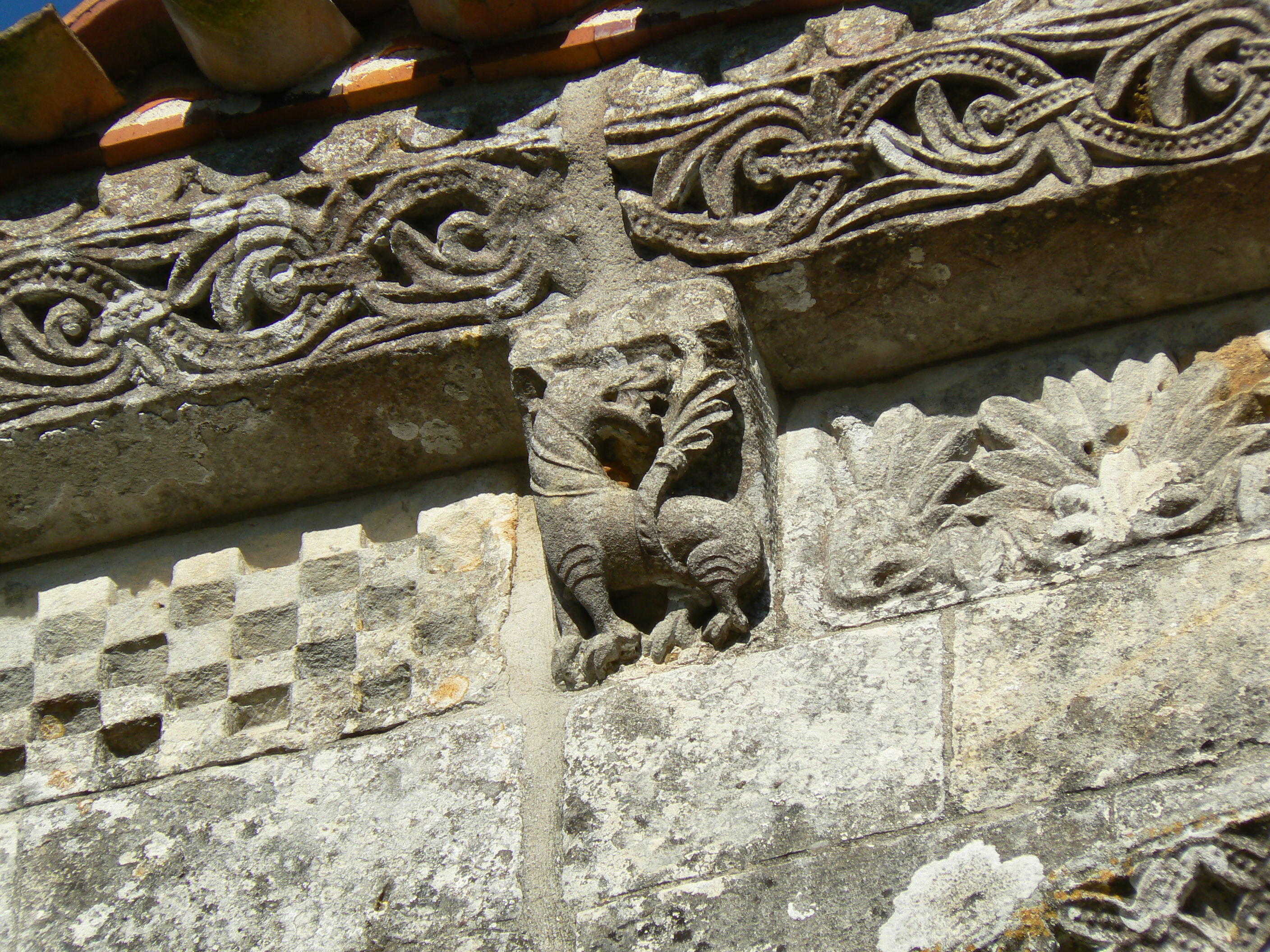
Échillais, Charente-Maritime
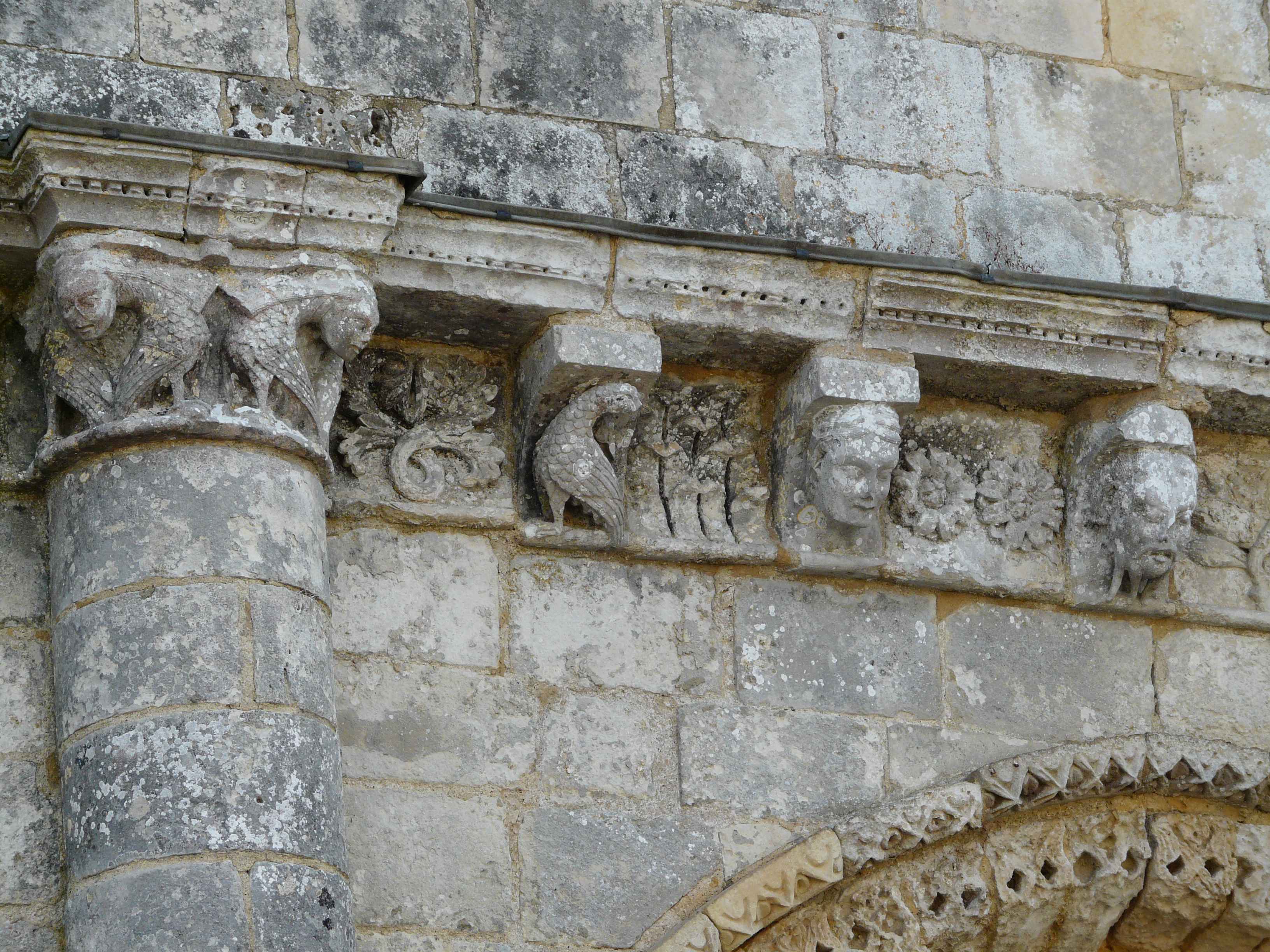
Rétaud, Charente-Maritime
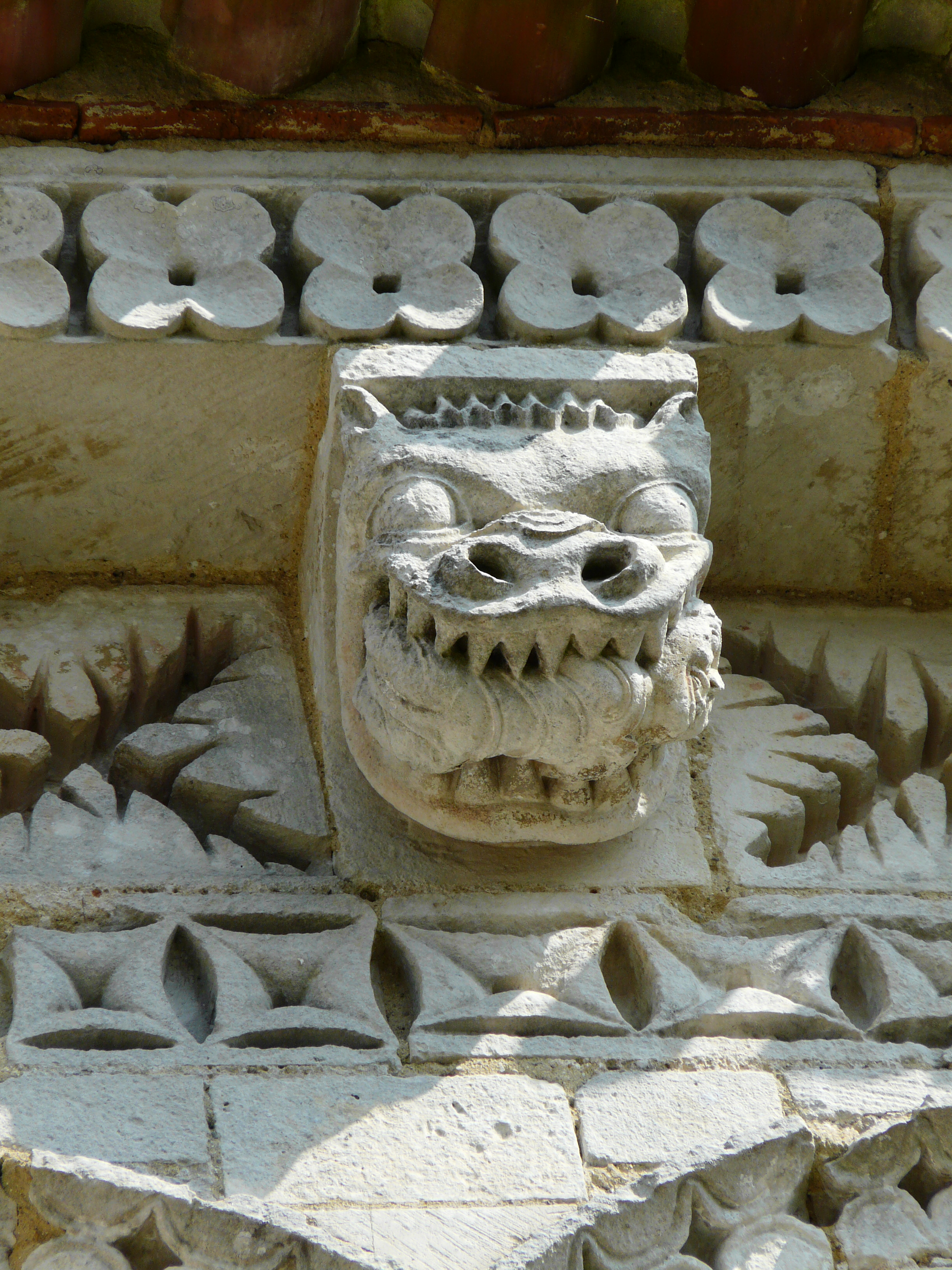
Rétaud, Charente-Maritime
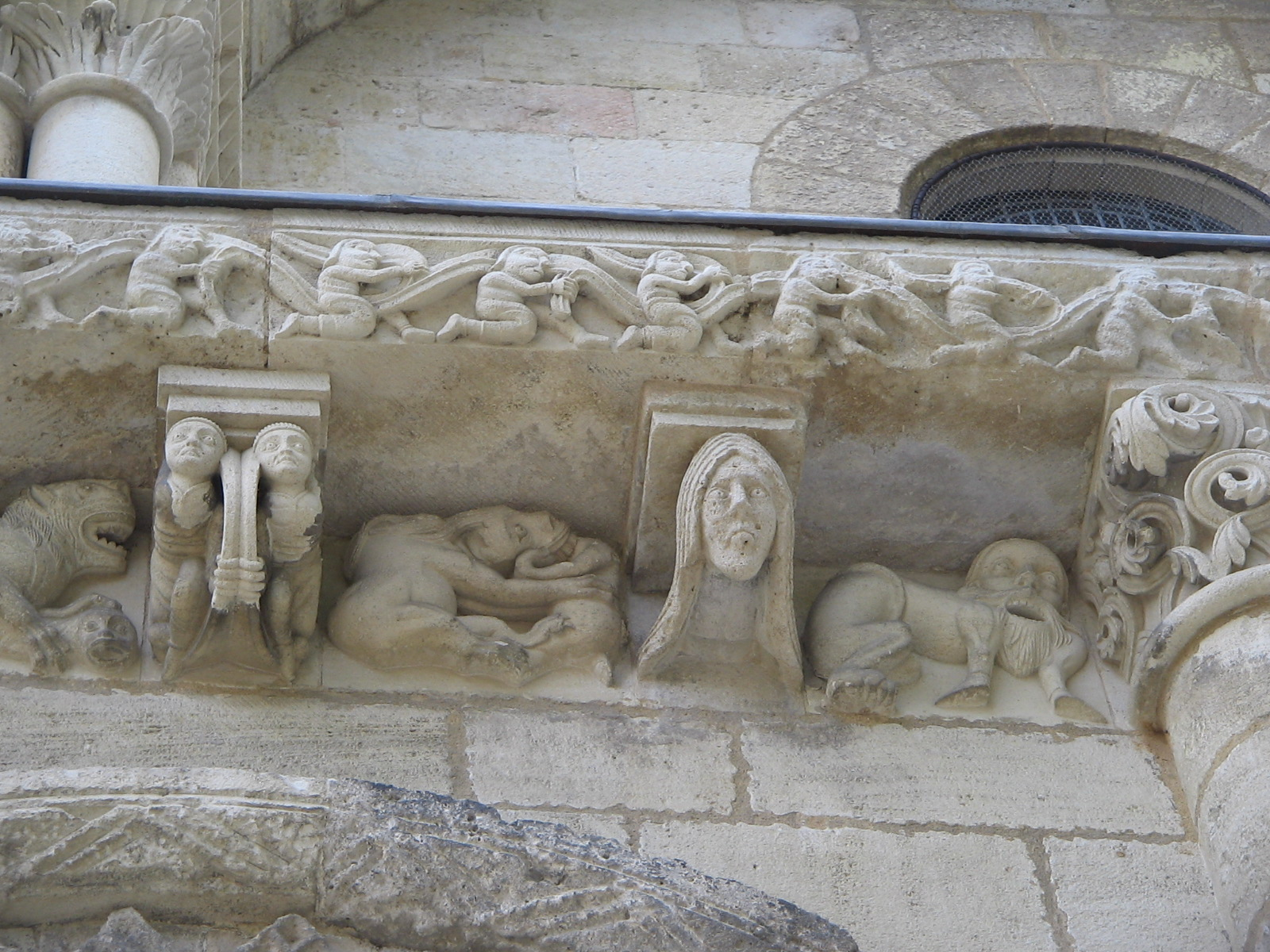
Surgères, Charente-Maritime
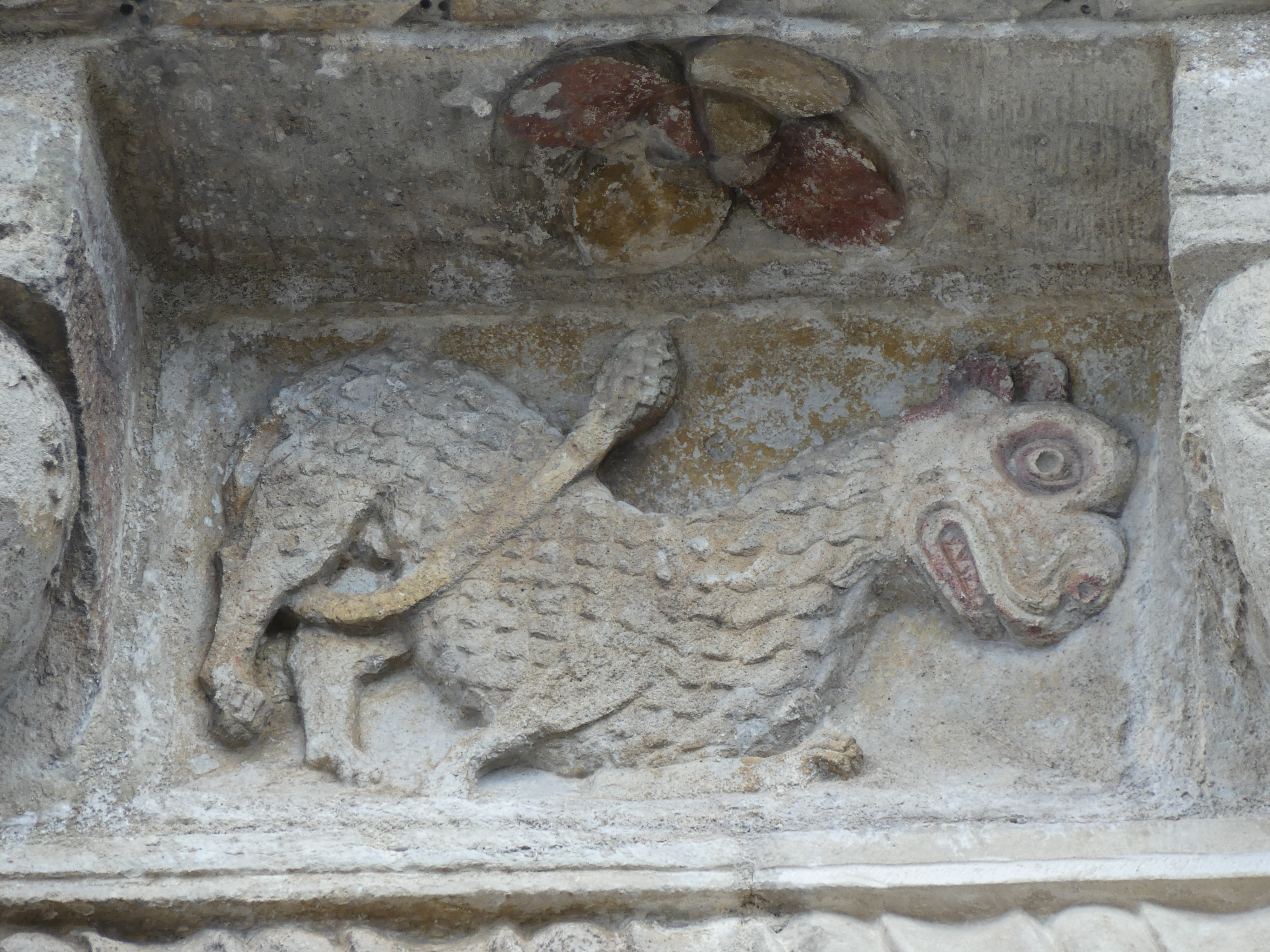
Fleuriel, Allier

Modillons en chevet et en façade
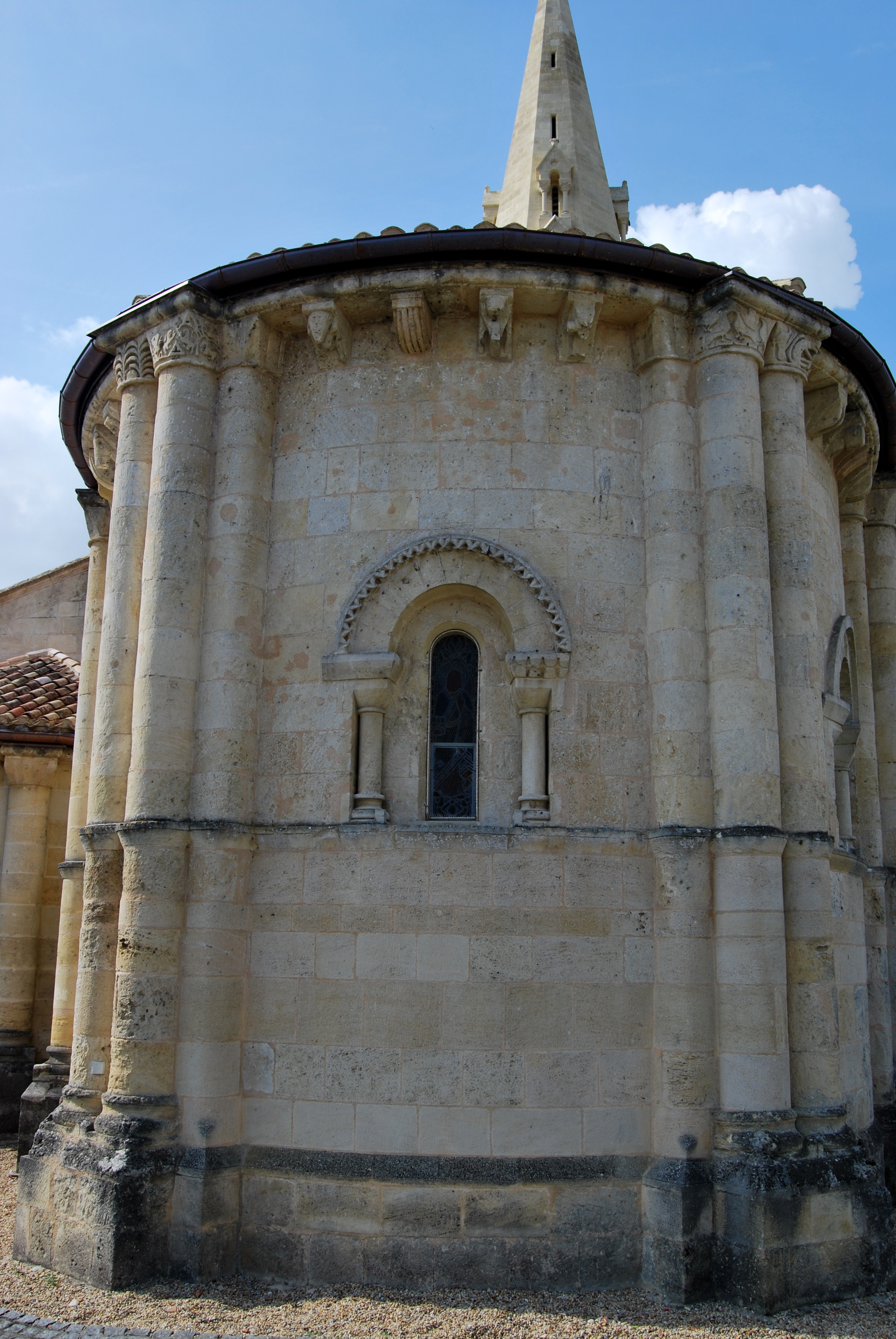
Izon, Gironde
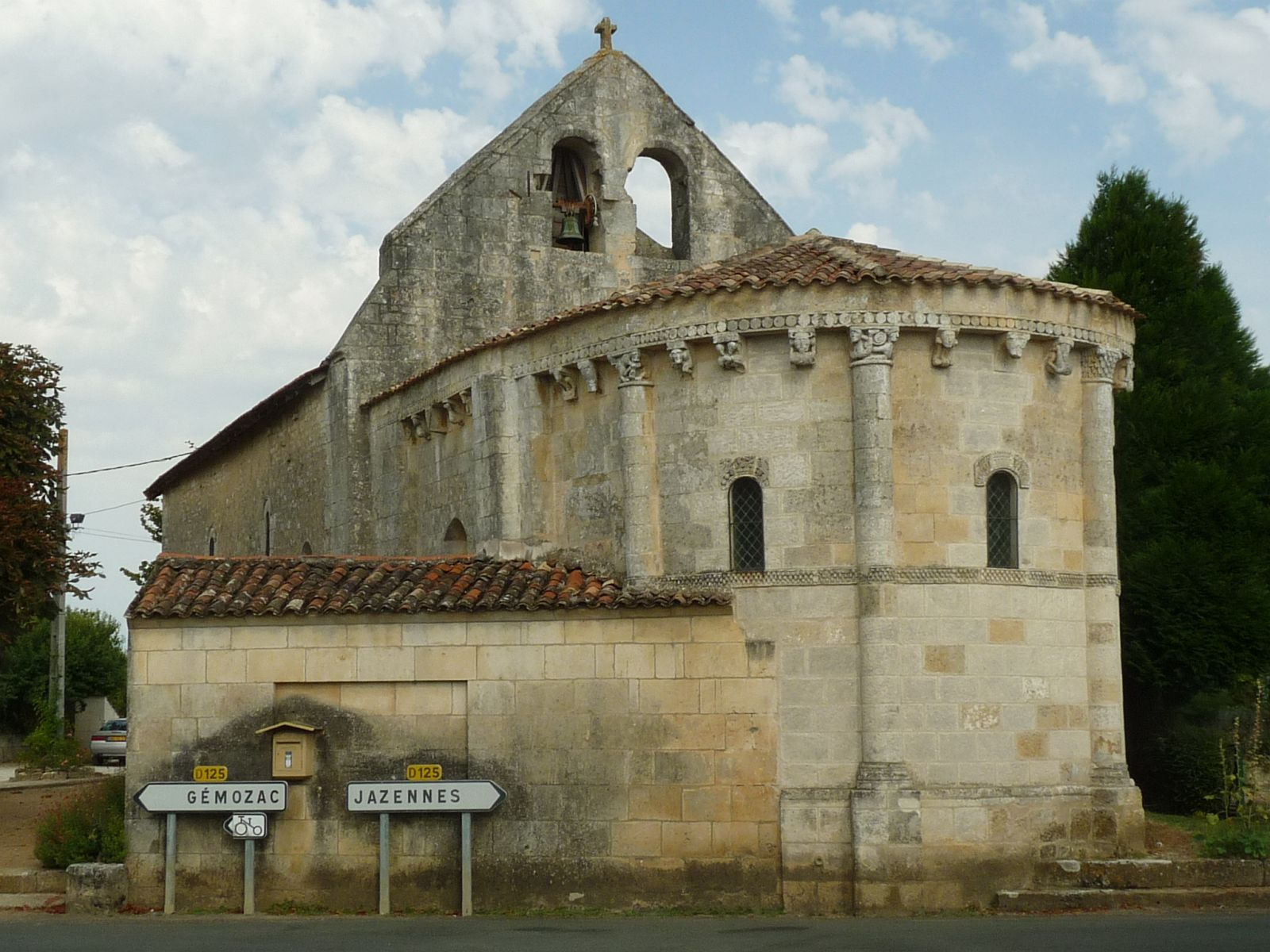
Givrezac, Charente-Maritime
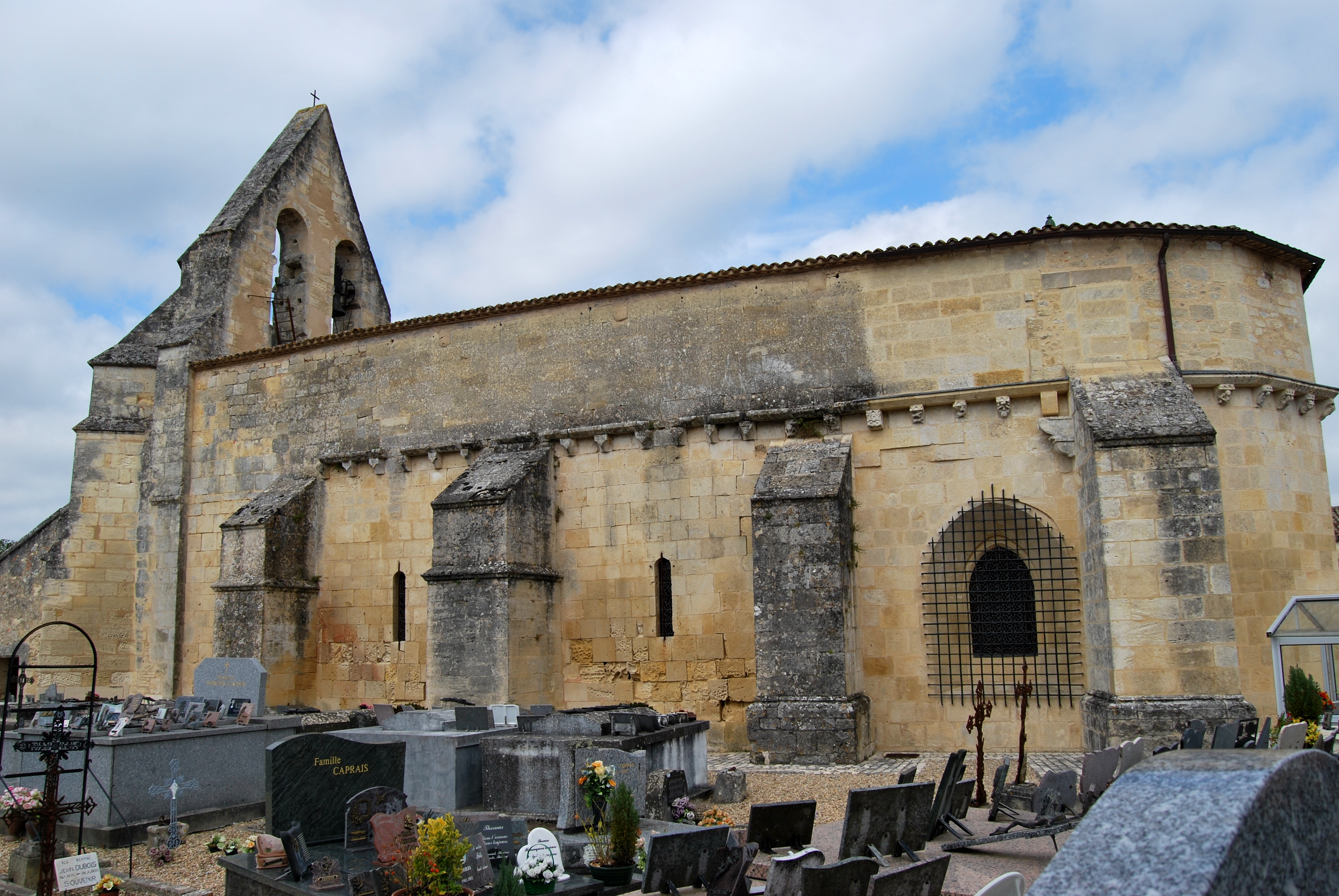
Lugaignac, Gironde
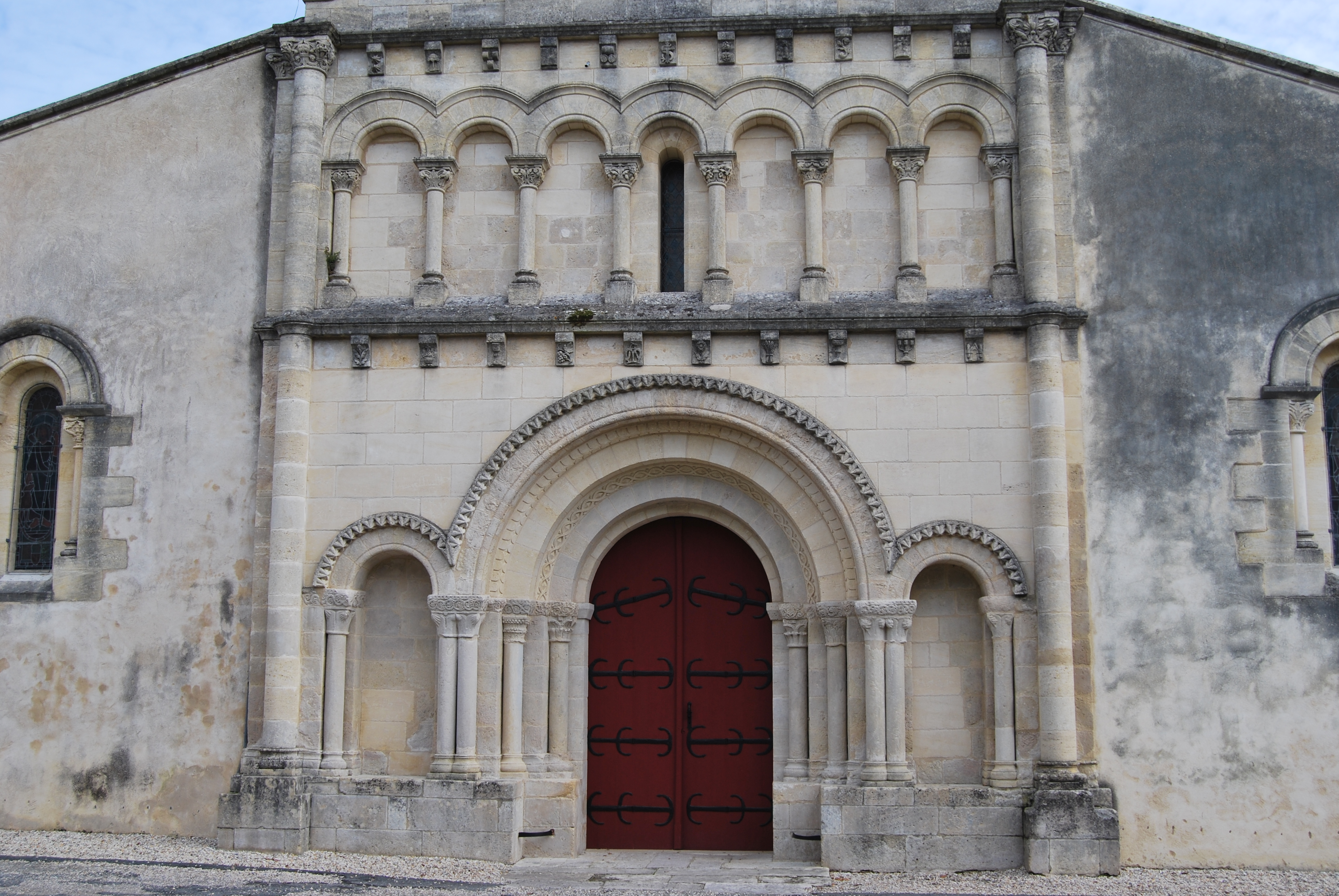
Beautiran, Gironde
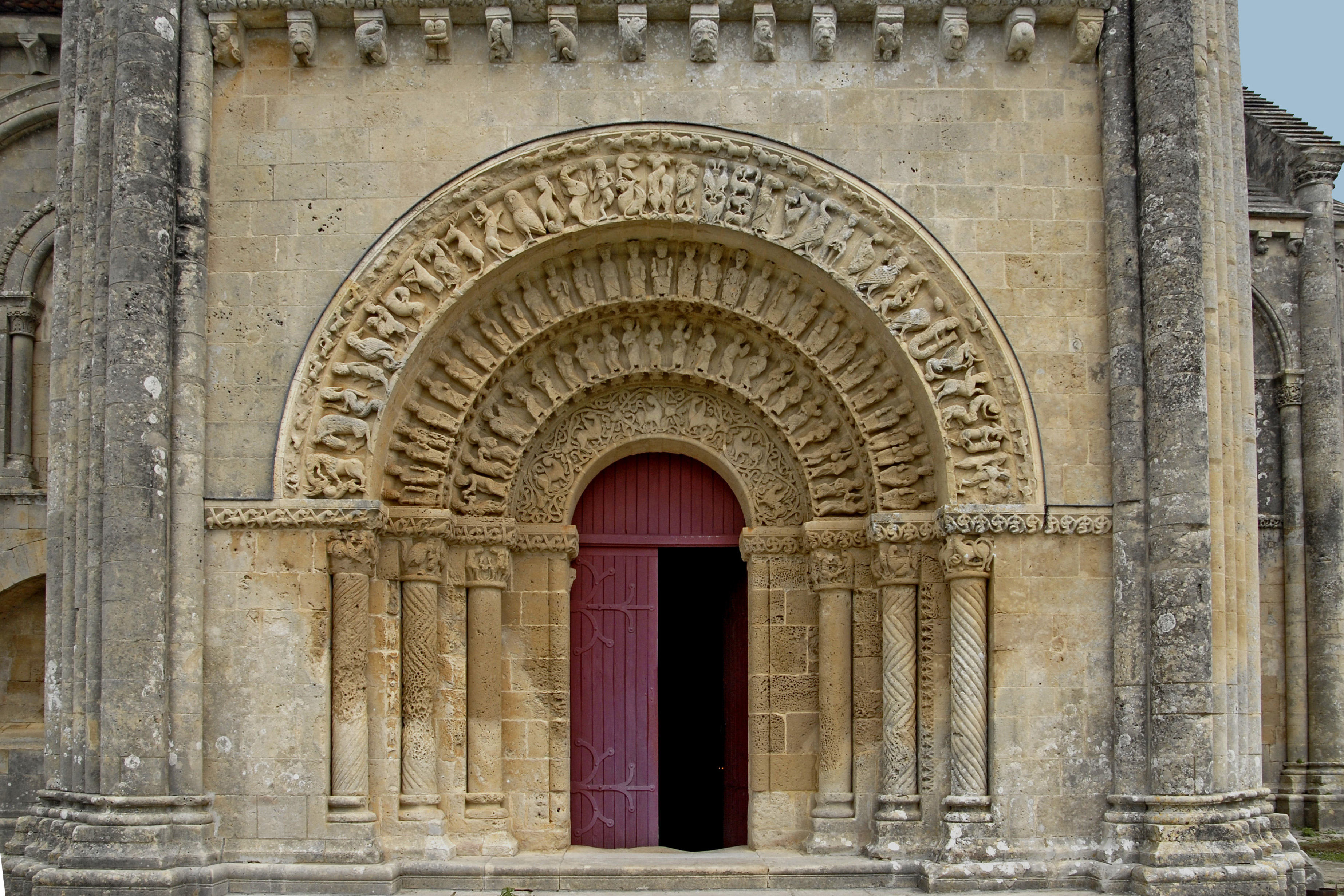
Aulnay, Charente-Maritime

Les modillons subsistant au XXIe siècle se trouvent principalement autour des chevets, secondairement sur certains murs de la nef et finalement au-dessus du portail. Cette distribution des modillons peut s'expliquer : la construction d'une église commençait avec l'abside, pour abriter au plus vite le sanctuaire, de sorte que la façade ouest (en général, celle où se trouve le portail) attendait parfois un siècle le financement permettant de l'achever et les modillons étaient passés de mode. De même, lors de la reconstruction des églises, c'était, le plus souvent, la nef qui était refaite, avec sauvegarde de l'ancien chœur et de l'abside. Les modillons déjà présents dans la nef étaient arrachés ou utilisés ailleurs comme décorations. Qui plus est, au cours des siècles, les modillons « impudiques » étaient victimes des iconoclastes puritains, surtout ceux placés au-dessus du portail, immédiatement visibles lorsqu'on entre dans l'église.

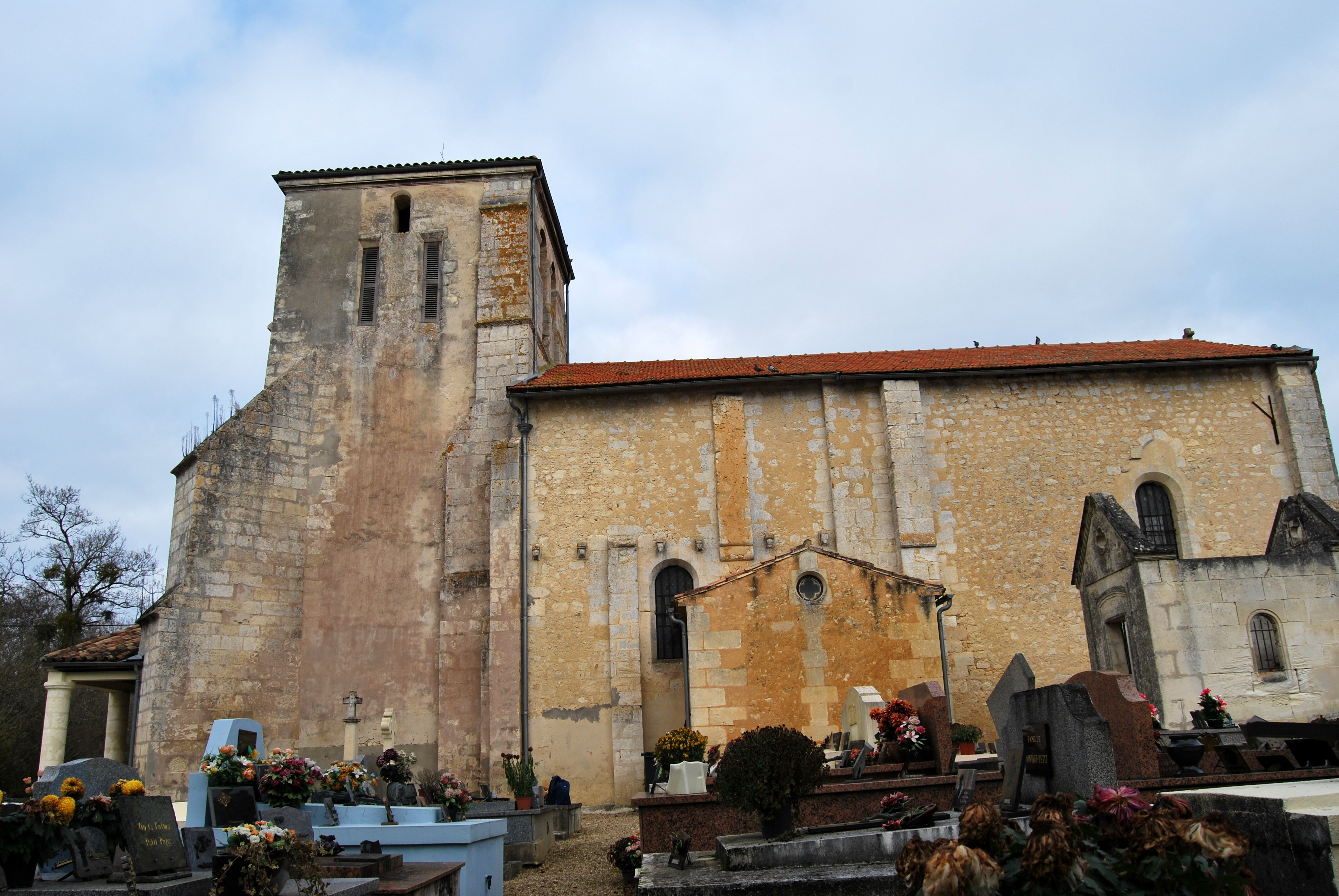
Bonnetan, Gironde

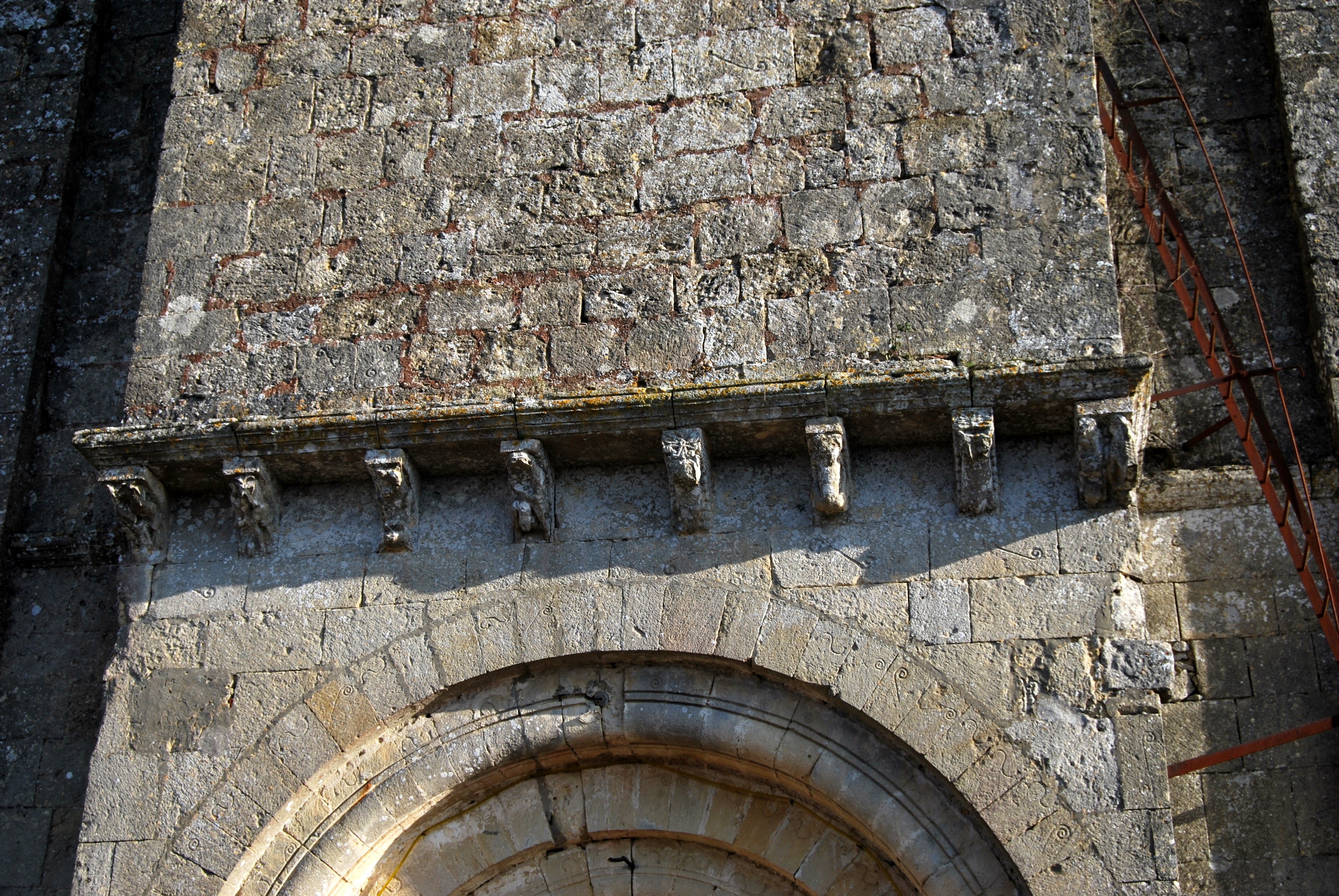
Mourens, Gironde

Un exemple typique de la réutilisation des modillons se trouve sur la façade sud de la nef de l'église Saint-Martin de Bonnetan, en Gironde. Lors de la reconstruction, six des modillons romans furent réutilisés à des fins décoratives.
La façade de l'église Saint-Martin de Mourens, en Gironde également, est un exemple de la destruction des modillons sur place. L'ensemble des modillons, de très bonne facture, a été martelé, y compris les têtes des personnages qui figuraient sur les chapiteaux du portail. En comparant les restes avec d'autres modillons de la région, on peut déduire que ces modillons étaient des « impudiques ».
Les églises dont la décoration romane est quasi complète se trouvent dans les petites communes où la paroisse n'a jamais eu le financement nécessaire pour « moderniser » l'édifice dans le style gothique. Dans les églises qui ont été reconstruites ou remaniées, le chevet était souvent laissé intact avec ses modillons. La nef était reconstruite ou un bas-côté ajouté, en style gothique ou ultérieurement en style néo-gothique, sans modillons.

### Figures décoratives et adaptation au support
Une des finalités du modillon est décorative, cette intention peut guider le sculpteur dans le choix de ses motifs. Il doit s'adapter à la pierre : granite, grès, calcaire, et le choix du motif doit être approprié à la forme du support. La fréquence de certaines représentations: visages, acrobates, objets, motifs non figurés peut se comprendre par cette adaptation. La finesse de ces décors et leur transmission jusqu'à nous, mises à part les destructions ou mutilations volontaires, dépendent de ces contraintes. Dans l'observation et la tentative d'interprétation que nous en faisons, certains spécialistes recommandent d'apprécier la représentation telle qu'elle est avant de l'enfermer dans une interprétation symbolique qui doit nécessairement être prudente car il existe toujours plusieurs niveaux de symbole et nous n'avons plus toutes les clés.

## Représentations figurées dans les églises romanes
Il existe deux formes de représentations figurées très caractéristiques de l'architecture des églises romanes du Xe au XIIe siècle : les chapiteaux historiés et les modillons figurés.
- Les chapiteaux historiés que l'on trouve à l'extérieur de l'église, sur le portail ou soutenant la corniche du chevet, et, à l'intérieur, dans le chœur ou le sanctuaire, racontent soit des histoires de l'Ancien Testament, comme Adam et Ève dans le Jardin d’Éden, Daniel dans la fosse aux lions, ou du Nouveau Testament comme Salomé dansant pour Hérode, soit des allégories comme des oiseaux buvant dans le même calice, soit des leçons de moralité pour le clergé contre les tentations de ce bas-monde, comme à Doulezon, Saint-Sulpice-et-Cameyrac, Beychac ou Saint-Martin-de-Sescas en Gironde.
- Les modillons figurés sont des petits blocs de pierre sculptés, d'environ 20 cm de large sur 30 cm de haut, soutenant une corniche. Ils sont ornés de dessins plus ou moins abstraits, comme des entrelacs, des damiers, des feuilles, etc. ou de représentations profanes. On ne trouve pas de scènes tirées de la Bible comme pour les chapiteaux. Les personnages grotesques ou les animaux mythologiques sont issus des bestiaires comme le Physiologus[Notes 1]. Les personnages humains peuvent exercer des activités telles que jouer d'un instrument de musique ou, souvent, des activités résolument sexuelles.

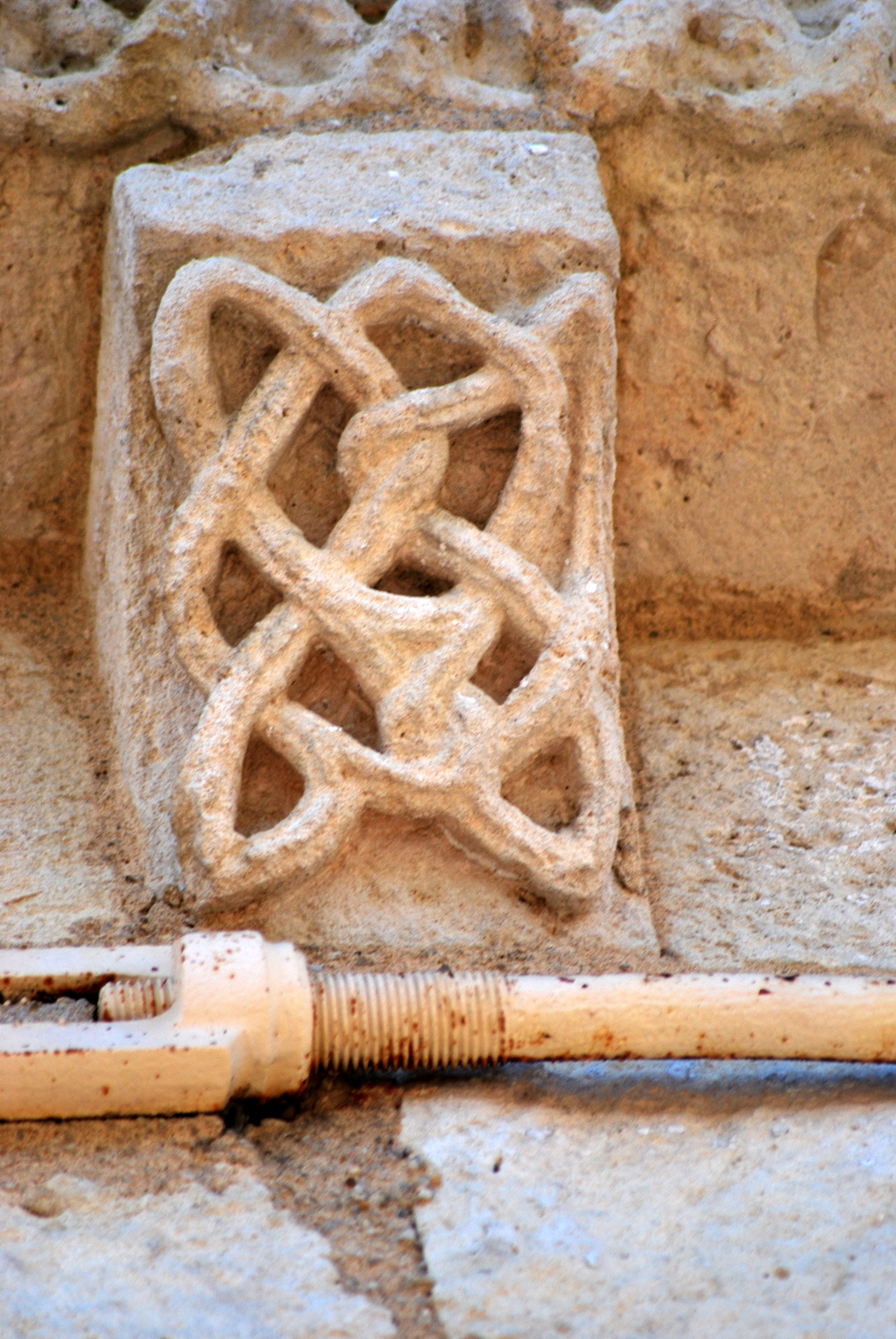
Entrelacs : Saint-Caprais-de-Bordeaux, Gironde
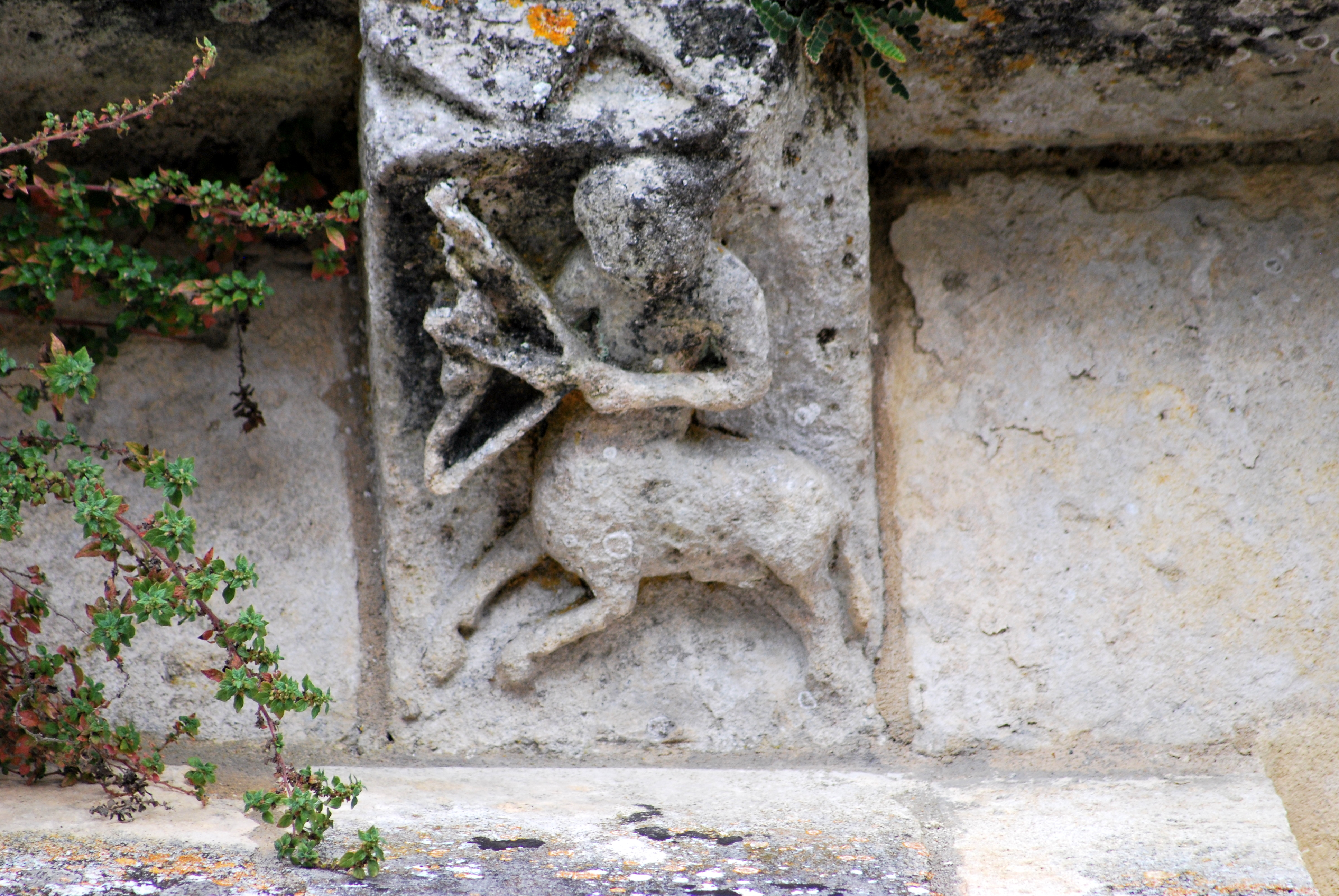
Centaure : Lugaignac, Gironde
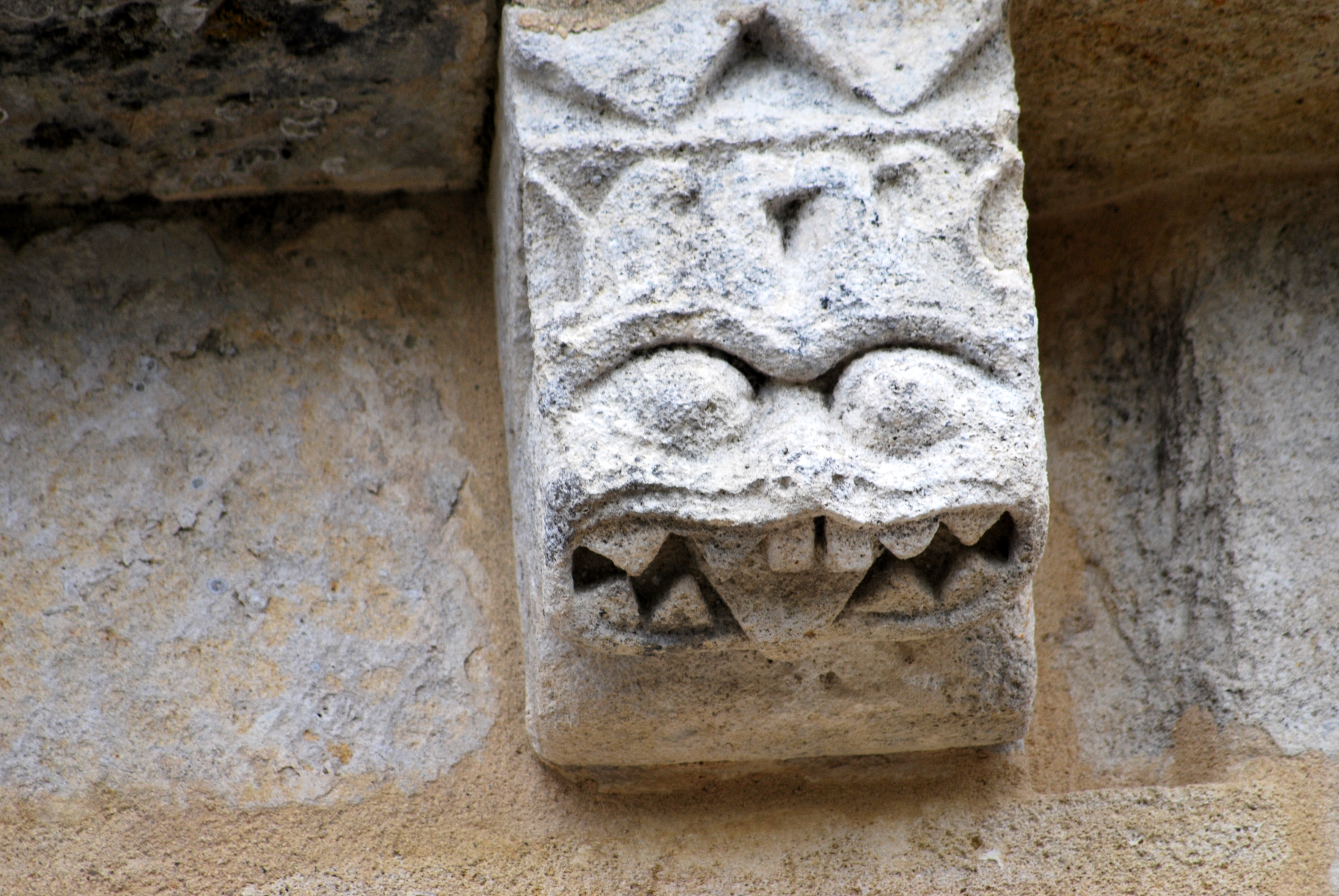
Démon : Lugaignac, Gironde
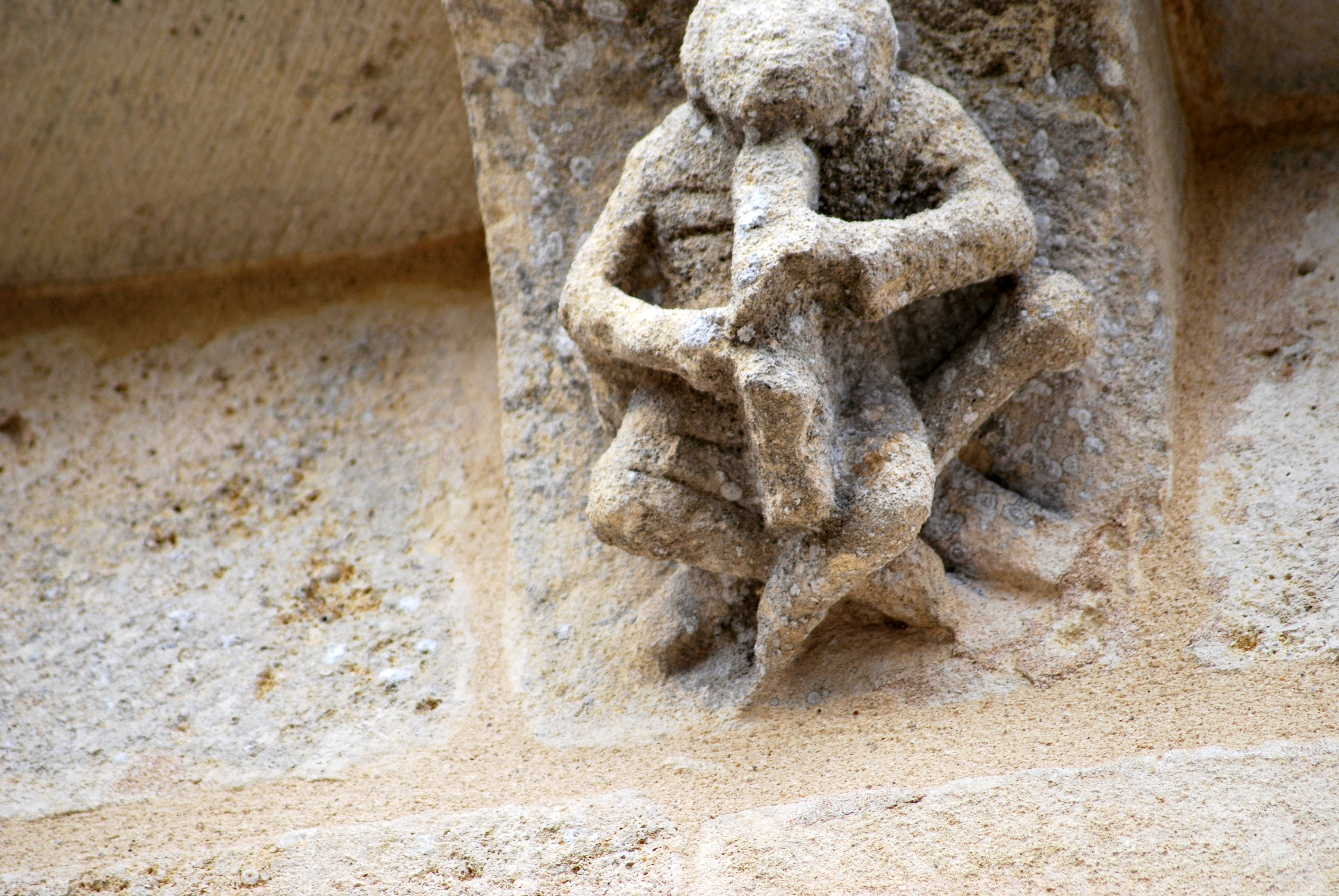
Musicien : Lugaignac, Gironde

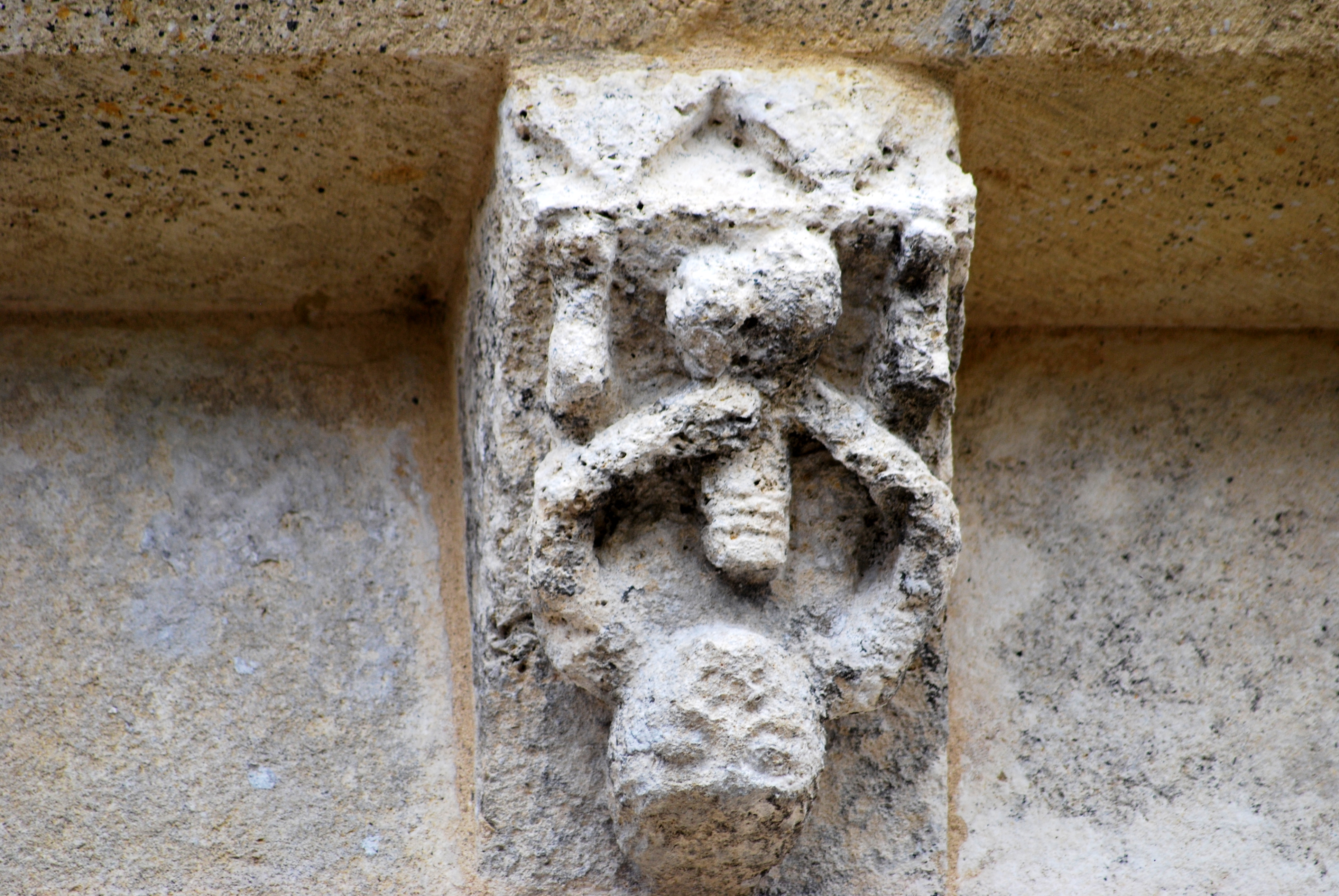
Masturbation : Lugaignac, Gironde
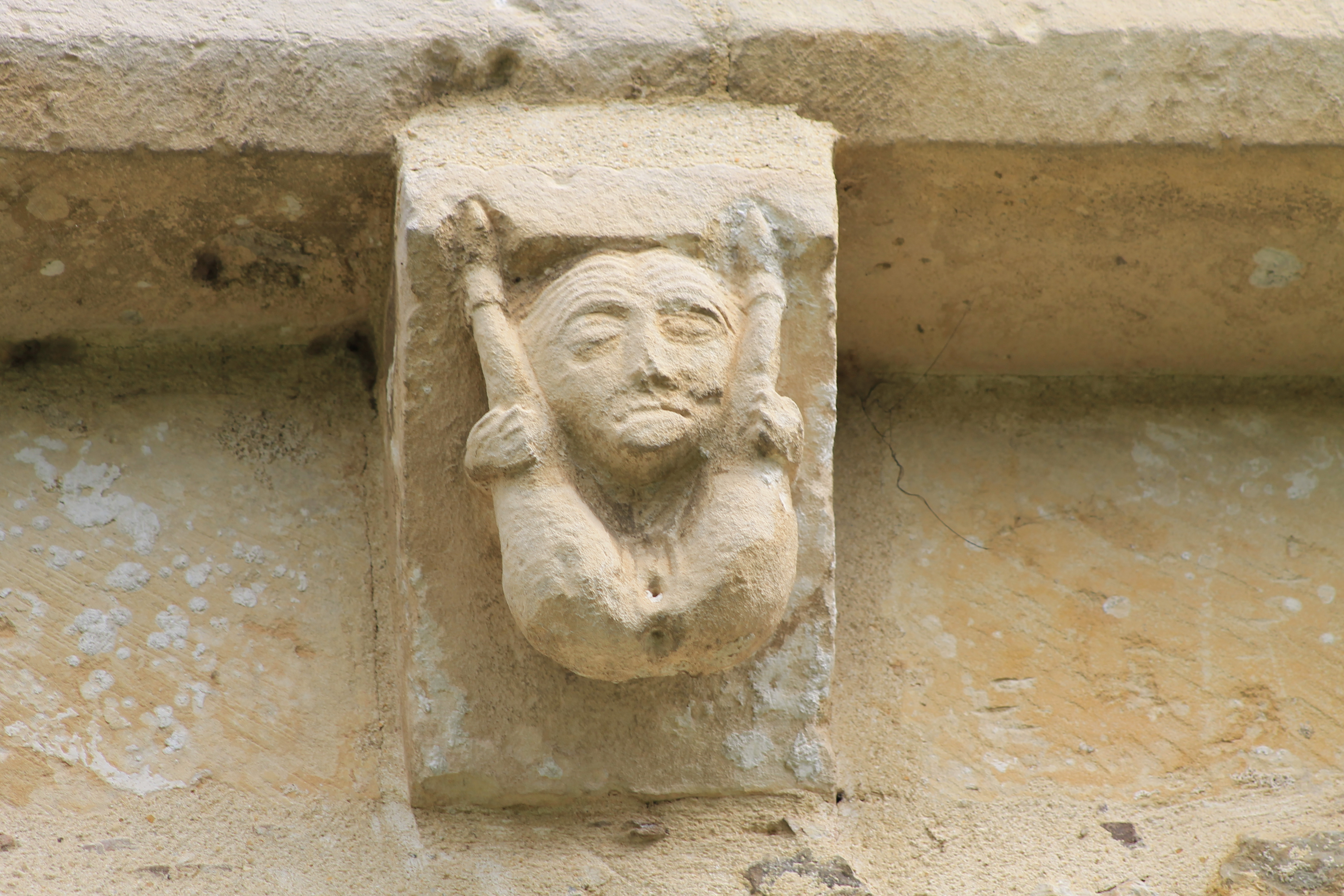
Exhibitionnisme anal : Clinchamps-sur-Orne, Calvados
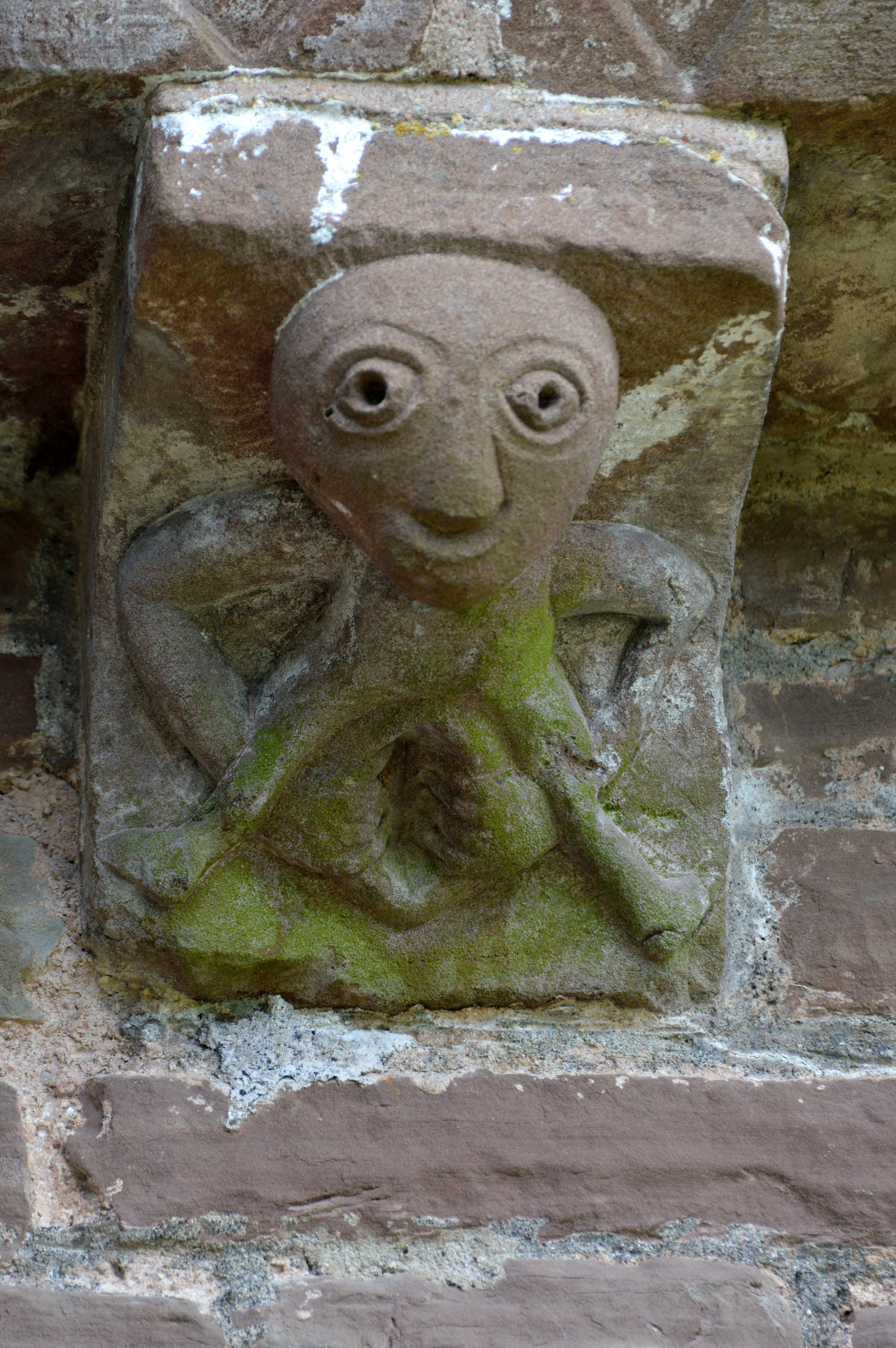
Exhibitionnisme féminin (Sheela Na Gig) : Kilpeck, Angleterre
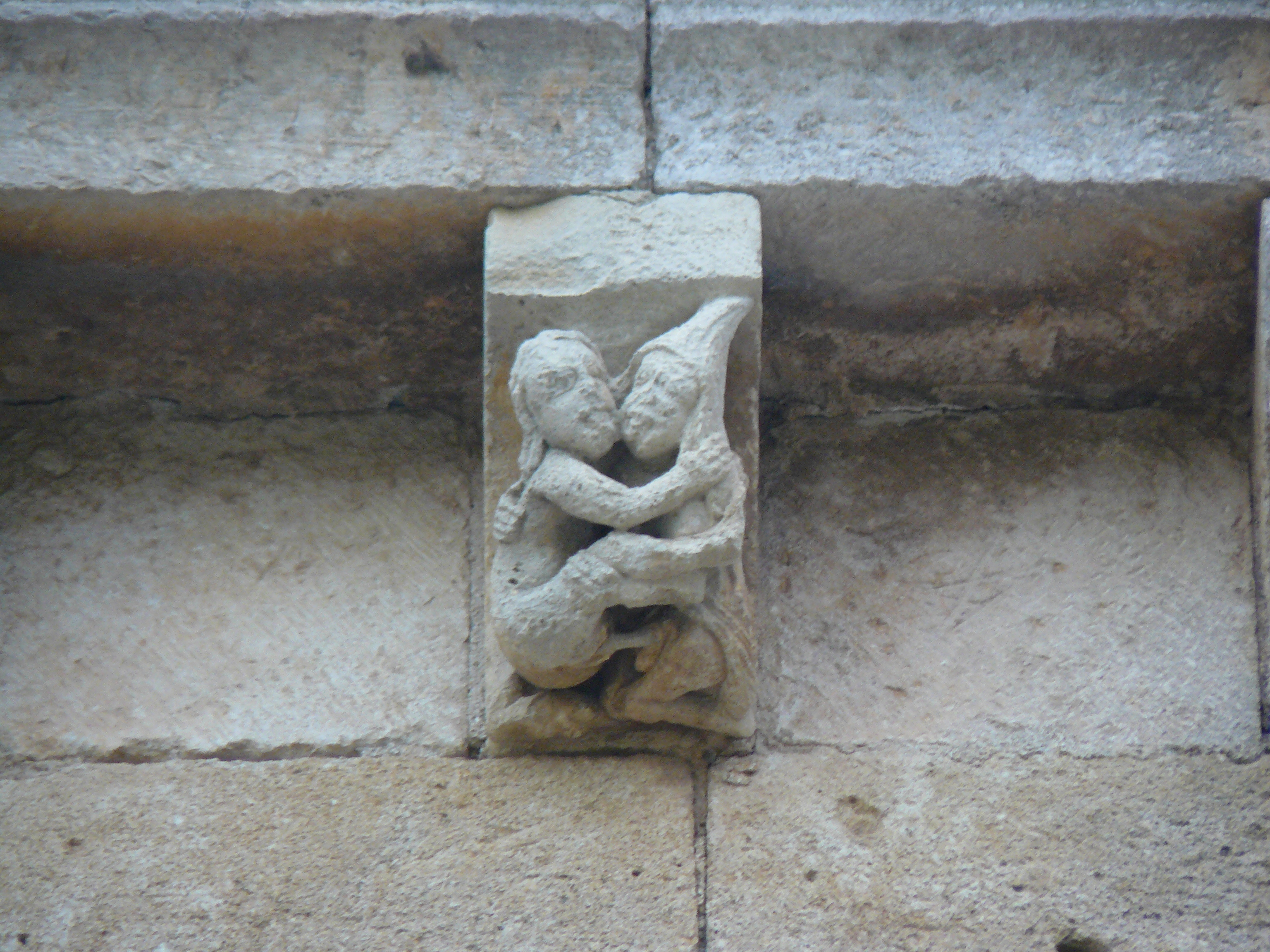
Copulation : Fuentidueña, Espagne

Ces dernières représentions sont surprenantes à nos yeux, habitués à voir dans les églises, depuis l'époque gothique, des feuilles de vigne, de figuier ou des « mains qui cachent ». Elles étaient qualifiées d'« obscènes » ou d'« impudiques » au XIXe siècle et souvent victimes des marteaux d'iconoclastes puritains.
Dans la seconde partie du XIXe siècle, Léo Drouyn, qui a étudié et dessiné en détail un très grand nombre de monuments de la Gironde, évitait de publier, dans ses dessins, ces sculptures « impudiques » et son successeur, Jean-Auguste Brutails, dans son étude dédiée aux vieilles églises de la Gironde, ne fait aucune description des modillons, sauf à dire que certaines sculptures, dans telle ou telle église, sont « barbares », sans autre précision.
Même aujourd'hui, certains guides touristiques décrivent toutes les sculptures d'un édifice, mais passent sous silence les modillons « impudiques ».
Les représentations qui figurent sur les modillons ont été longtemps considérées comme un art mineur, car elles ont été exécutées, dans la majorité des cas, par des artisans-maçons et non pas par des sculpteurs attitrés, comme pour la décoration monumentale des églises.
Si la décoration des modillons se résumait à seulement quelques entrelacs, des formes géométriques, des feuillages ou quelques représentations « impudiques », l’intérêt pour leur iconographie serait limité. La panoplie est au contraire riche en sujets et, surtout, assez homogène sur une zone géographique, allant de l'Espagne à l'Irlande en passant par l'Aquitaine, le Poitou-Charentes et la Normandie. L'art sculptural est certes mineur, parfois rudimentaire, mais les sujets traités sont loin de l'être. Les modillons figurés évoquent entre autres les Péchés Capitaux et le Mal. Ils rappellent à la population locale que tous les humains sont des pécheurs, tous ont de mauvaises pensées, tous ont des activités répréhensibles, que le Mal est partout autour d'eux et que l'Enfer les attend s'ils sortent du droit chemin ou n'effectuent pas leur conversion.
Weir et Jerman proposent des cartes présentant une distribution géographique, en Espagne, France, Angleterre et Irlande, desdits modillons « impudiques ».

## Représentations profanes et crues
Si tous les modillons n'avaient que des décorations abstraites, on ne se poserait pas beaucoup de questions. Or la présence des modillons profanes et crus sur les églises romanes était la norme et non pas une exception: ces modillons grotesques, diaboliques ou impudiques suscitent des interrogations sur la motivation des bâtisseurs. Quand on regarde une église isolément, sans prendre en compte le contexte culturel de l'époque ou de la région, on peut penser : « Ces modillons là, c'est un maçon-farceur qui les a mis pour plaisanter ! » C'est une réflexion sans fondement, car les modillons sont beaucoup trop fréquents et semblables, sur presque toutes les églises romanes dans l'arc allant de l'Espagne à l'Irlande et sur une période d’environ deux siècles.
Derrière la construction d'une église, il y a une question de financement. Les maçons et sculpteurs ne travaillaient pas gratuitement ; ils étaient payés « à la pièce » et un modillon non figuré était nettement moins cher qu'un modillon figuré. Souvent, l'argent d'une fondation religieuse ou d'un seigneur local manquait cruellement et si les modillons profanes n'étaient que des frivolités on trouverait beaucoup d'églises romanes avec des modillons non figurés. Or, chaque église romane qui est presque dans son état d'origine, a des modillons figurés dont certains peuvent être grotesques, sataniques ou impudiques.
Le financement de la construction d'une église était assuré par des fondations religieuses ou des seigneurs locaux. Chacun pouvait imposer certaines préférences. Le clergé était chargé du contrôle de l'iconographie dans les églises depuis le deuxième concile de Nicée en 787: la part revenant à l'artiste fut ainsi résumée : « Au peintre seul appartient l'art, mais aux Pères la composition… »; mais il y avait toujours une petite place pour l'expression et les variations des artisans. S'il y a des sculptures zoomorphes, grotesques, impudiques, etc. sur les églises, c'est bien que le clergé responsable de la construction les avait voulues ou tolérées.
L'interprétation du sens symbolique dans le détail est naturellement sujette à caution. Il n'est pas aisé d'interpréter la vision du monde qu'avaient le clergé et la population laïque au XIe siècle-XIIe siècle avec les yeux et la culture des observateurs du XXIe siècle, le risque pour nous est de voir trop ou trop peu. Certaines grandes lignes semblent assez claires. Outre l’illustration des vices, certains modillons évoquent les démarches spirituelles de conversion ou de lutte contre les monstres sataniques. La symbolique fait référence à la culture religieuse mais aussi profane de l’époque et doit parfois se lire à plusieurs niveaux d’interprétations. Contrairement aux chapiteaux historiés de l'intérieur à contenu plus spirituel, les sculpteurs s’expriment avec plus de liberté sur les modillons à l'extérieur, reflet du monde profane qui les entoure.
Par exemple un tonneau peut représenter un outil, un métier, un porteur de fardeau temporel ou spirituel, une évocation du vin, un des deux piliers de l'eucharistie ou la tentation de l’ivresse quand on voit un diable se profiler derrière, peut-être tout cela en même temps...

Interprétation du modillon tonneau
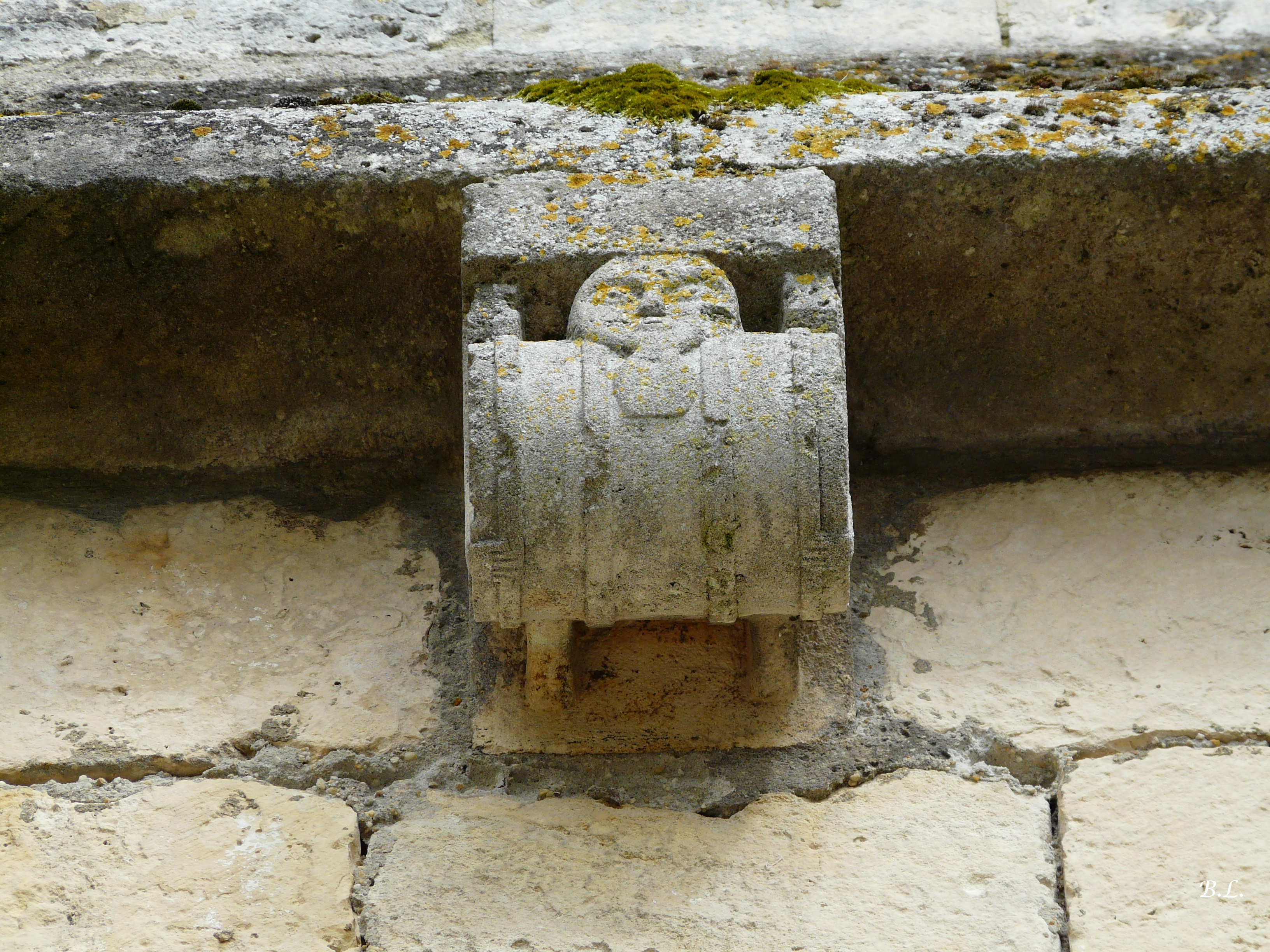
Tonneau : Saint-Sauvant, Charente Maritime
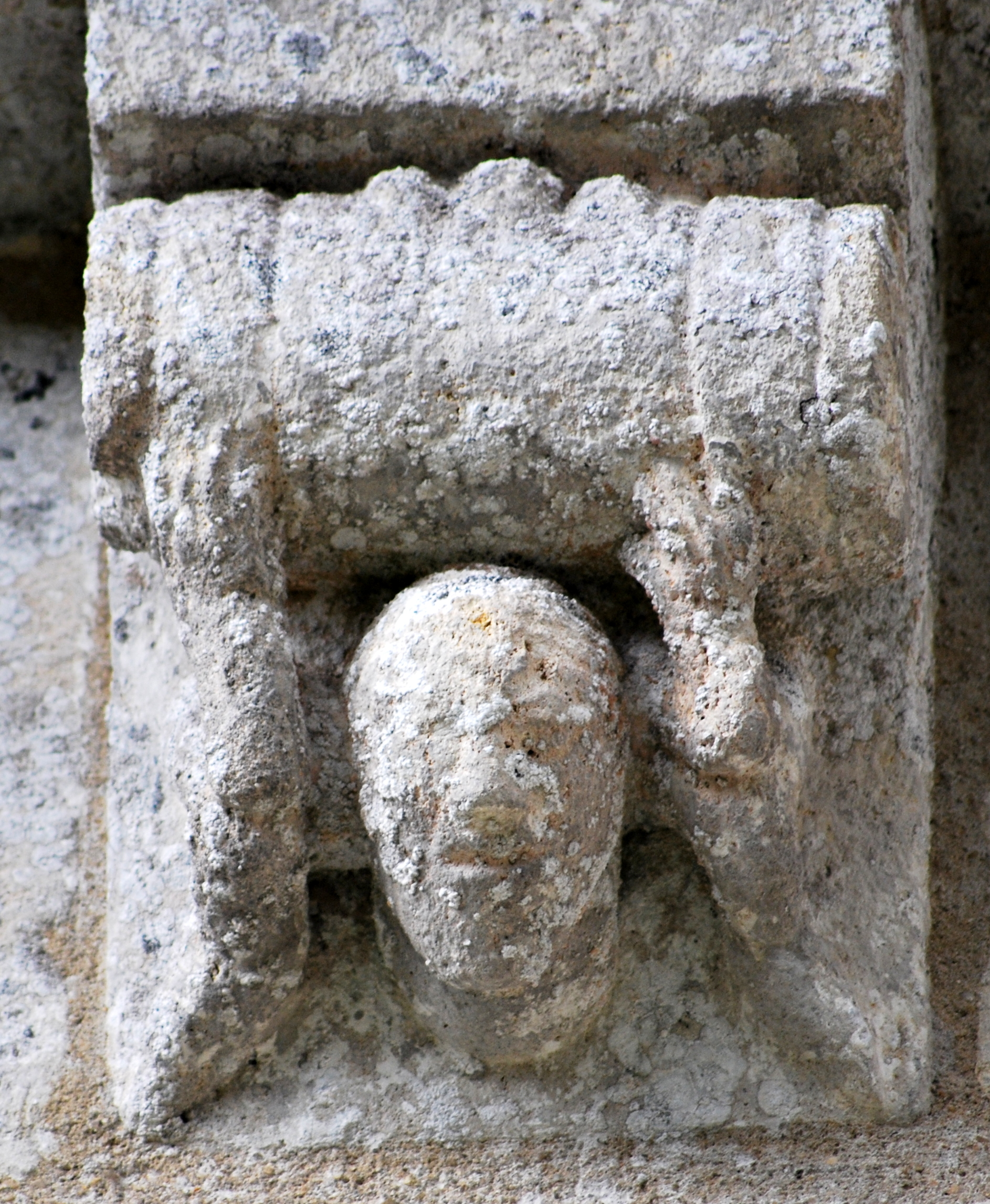
Porteur de tonneau : Lestiac sur Garonne, Gironde
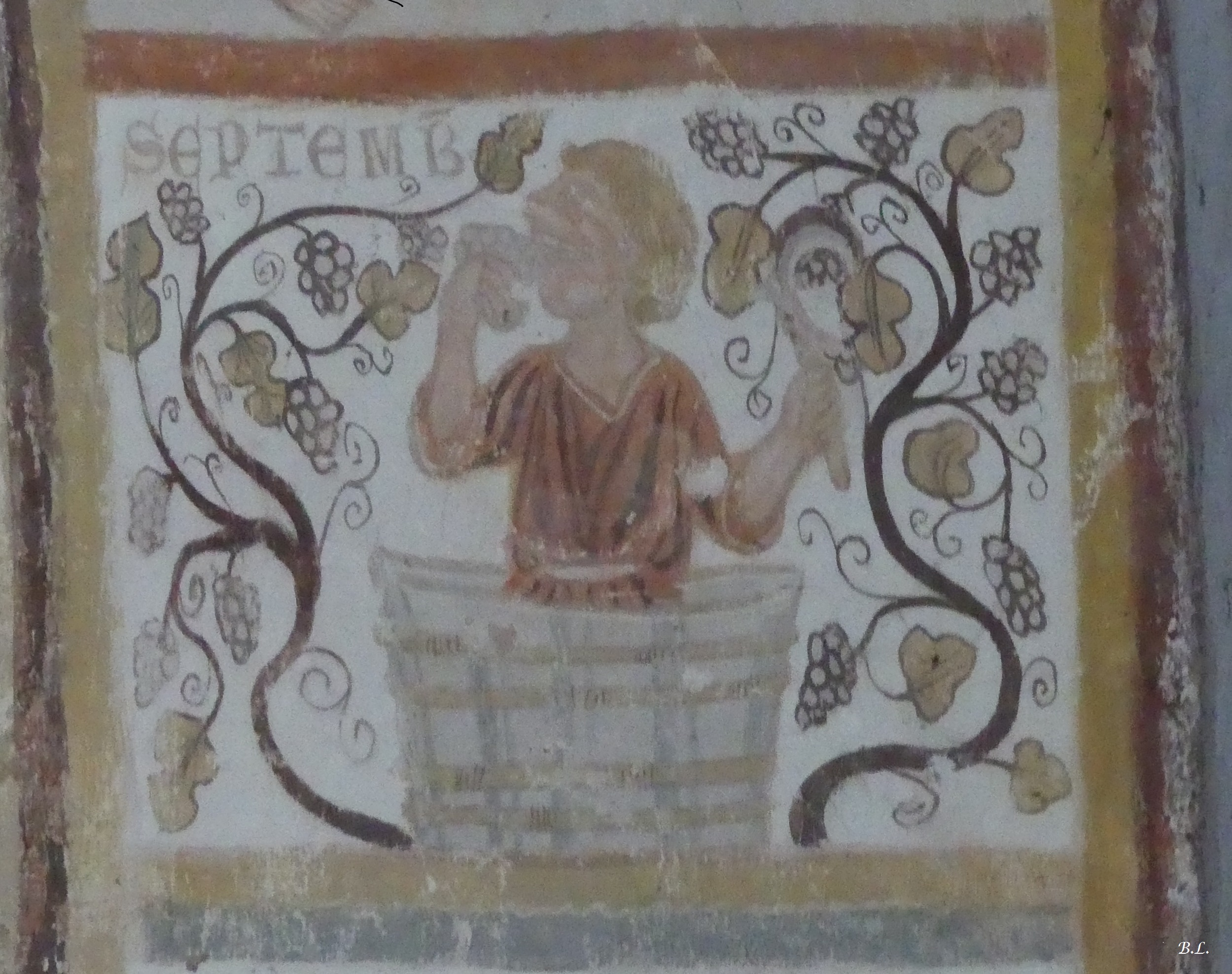
vendanges septembre : Laval, Mayenne
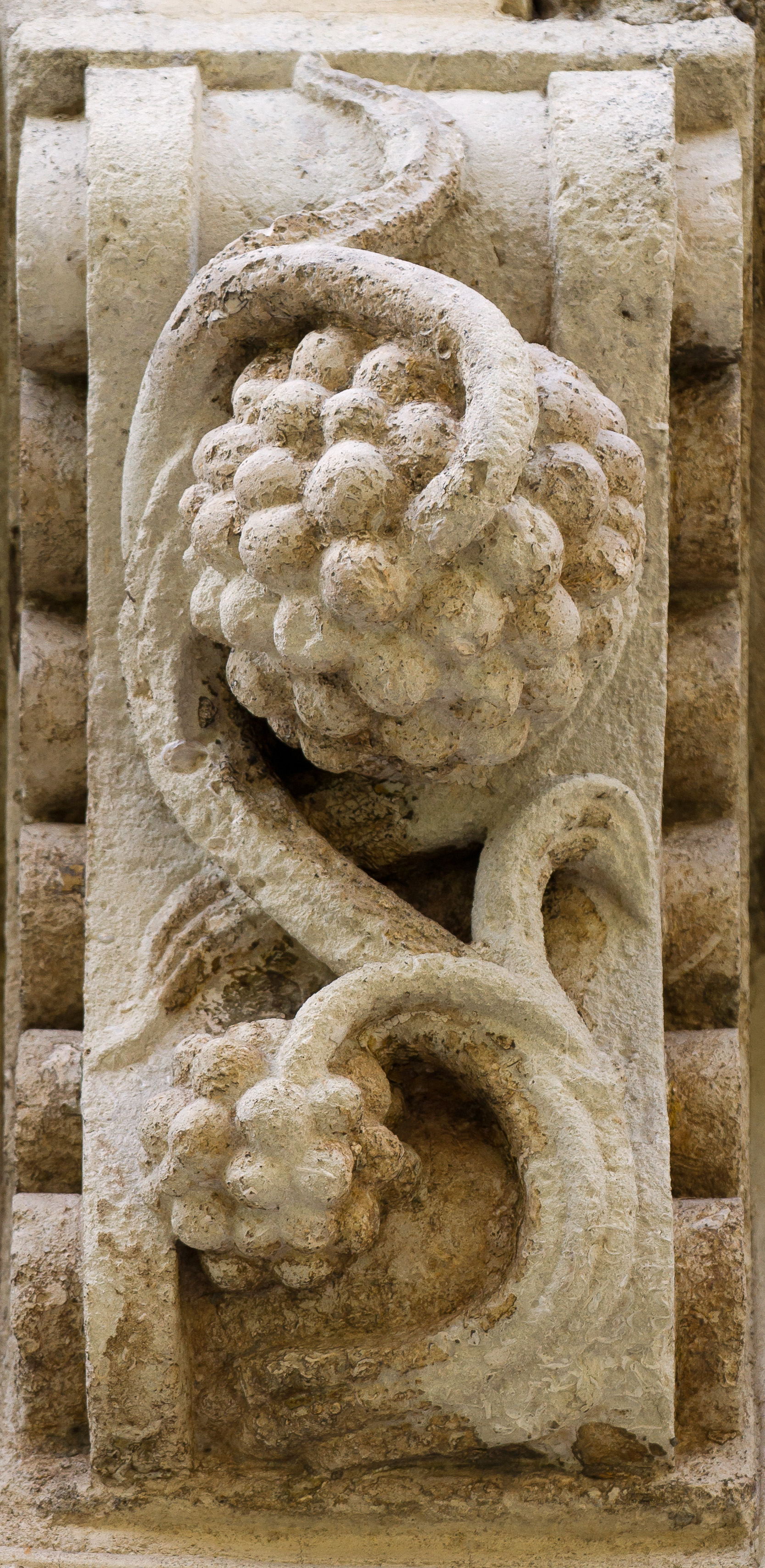
Vigne : Toulouse, Haute-Garonne
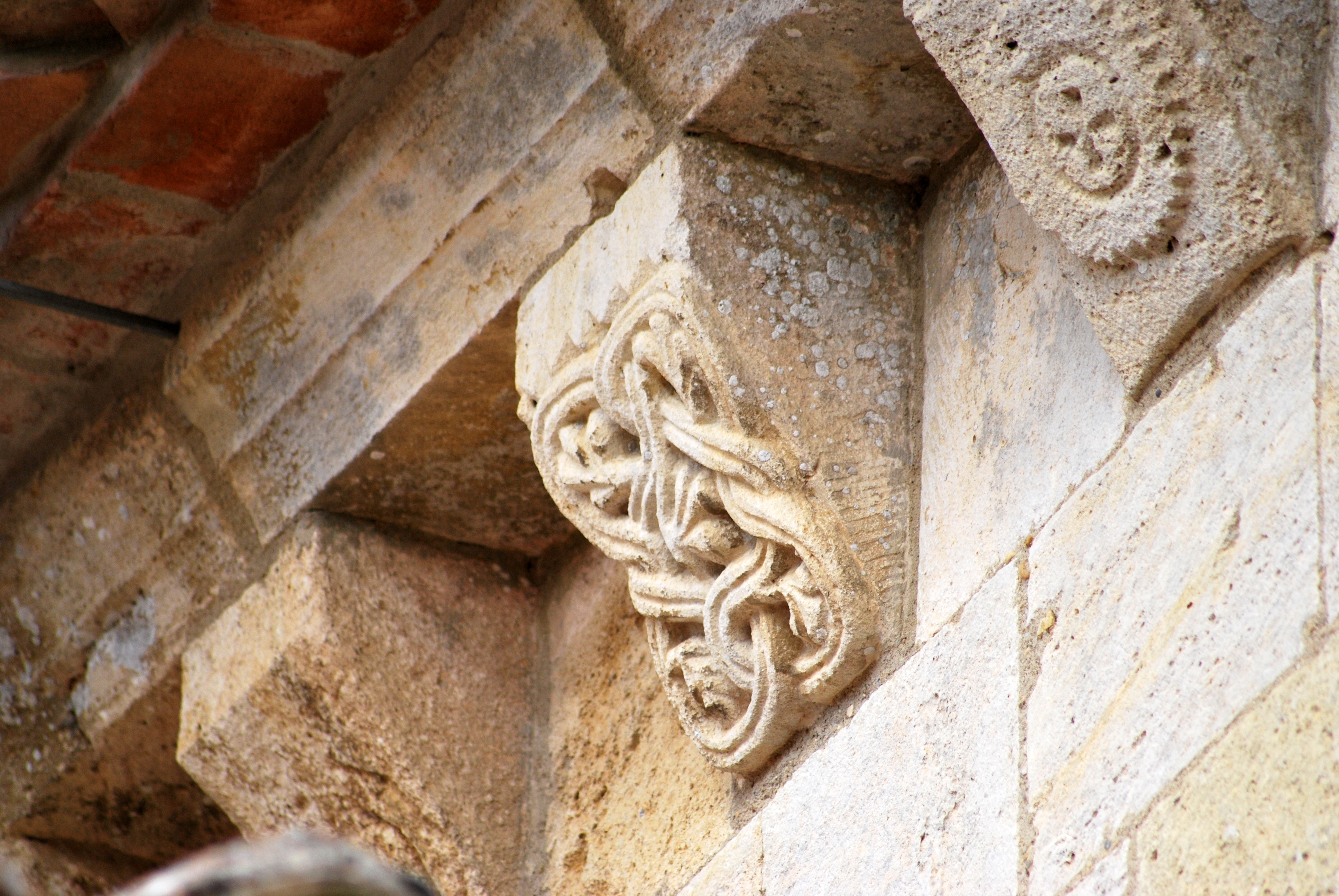
Ostie et entrelacs de vigne? : Lestiac sur Garonne, Gironde

| - Bonhomme Bic (années 1960), Rhuis, Oise |

L’interprétation des figures utilisées est parfois difficile pour les modillons qui ne se lisent pas forcément comme une suite logique et peuvent avoir été déplacés: il est souvent impossible d’établir une séquence narrative mais deux éléments voisins peuvent se compléter. Des figures se comprennent mieux à la lumière de leur utilisation sur les chapiteaux historiés, car le contexte et la succession des tableaux est plus explicite, comme par exemple, les étapes de la conversion d’un acrobate évoquant un parcours initiatique dans l’église Saint-Martin de Plaimpied, dans le Cher. Certains sont des rébus, les rébus sont fréquents dans l’iconographie médiévale : porteur de rats – rapporteur, pêcheur – pécheur. Les restaurateurs de la nef de l’église Saint-Gervais-Saint-Protais de Rhuis (Oise), vers 1964/70, ont utilisé ce stratagème en sculptant un bureau et le petit bonhomme bic, soit le nom du curé de l’époque et le symbole de la marque créée par le mécène, le baron Bich).
Une explication, un peu naïve mais souvent donnée, est que l'église est un havre de paix et de spiritualité ; le bas-monde extérieur est la source des péchés ; les modillons grotesques, obscènes, animaliers, etc. sur l'extérieur de l'église sont là pour faire barrage, pour que le Mal n'entre pas dans le sanctuaire de l'église. D'où la présence de monstres, d'animaux sauvages, à la violence non contrôlée, comme l'ours.
À priori, cette interprétation peut sembler raisonnable, mais dans bon nombre d'églises romanes on trouve des monstres maléfiques, des démons, des représentations des divers péchés de chair non seulement sur les chapiteaux des portails d'entrée mais aussi sur les chapiteaux à l'intérieur de la nef et même autour de l'autel, l'endroit le plus sacré d'une église. Pour protéger un endroit sacré, utiliser les représentations du Mal, au lieu d’utiliser des représentations des forces du Bien, par exemple, l'archange Michel terrassant le dragon, est incongru. Si cette explication simple contient, peut-être, une partie de la vérité, ce n'est donc pas là toute l'explication.
Les églises Saint Marcel de Beychac-et-Caillau et Saint-Roch de Saint-Sulpice-et-Cameyrac, toutes deux en Gironde, contiennent, autour du sanctuaire, des chapiteaux historiés qui représentent une femme non mariée, lascive ; elle danse nue devant un homme. Des chapiteaux voisins montrent un homme tombant dans l'Enfer et la même femme donnant naissance à un enfant. Ces chapiteaux sont entourés d'êtres maléfiques. Les chapiteaux sont autour de l'autel, près du prêtre qui officie. Ils sont peu visibles de la congrégation. Les chapiteaux datent de l'époque à laquelle le célibat des prêtres fut imposé.
Pour l'église Saint-Martin de Saint-Martin-de-Sescas, (Gironde) il y a plus de 130 sculptures figurées, mais pas un seul symbole 'biblique' ou 'chrétien' ! À l'époque romane l'église était un prieuré, dépendant de l'abbaye de La Sauve-Majeure et fréquenté uniquement par des moines. Il est tentant de faire le rapprochement avec une leçon de moralité et de mise en garde du clergé contre le péché de chair et d'en déduire que les représentations à l'extérieur étaient des injonctions ou des mises en garde destinées à la population laïque.
Les XIe et XIIe siècles sont une période de changement et d'effervescence, à la fois au sein de l’Église, au sein des pouvoirs temporels et dans la population lettrée.
- L’Église de Rome s’affranchit de la tutelle du Saint-Empire romain germanique (lutte du sacerdoce et de l'Empire).
- Avec le mouvement Paix de Dieu, le clergé s’affranchit des seigneurs pour devenir un pouvoir riche et indépendant.
- La réforme grégorienne et la lutte contre le nicolaïsme (l'incontinence des clercs) sont en plein essor.
- Le dogme de la transsubstantiation, fixé par le théologien dominicain Thomas d'Aquin, est approuvé par le Concile de Latran, en 1215.
- Le mariage chrétien est devenu un sacrement.
- Le célibat des prêtres date du XIe siècle, mais les moines des ordres mineurs purent être mariés jusqu'au XIIIe siècle.
- Les mœurs des moines des ordres militaires sont très critiquées.
- L'époque voit aussi la formulation des Hérésies et le début de l’Inquisition.
- Parmi la population laïque, c'est l'époque du roman courtois, des goliards et d'une très grande liberté des mœurs.

Pour mener à bien son rôle pastoral, l’Église a un travail de moralisation à réaliser à l'égard du clergé et de la population laïque. La cible principale des mises en garde et des dénonciations, par des écrits, des prêches et par la sculpture, est la Luxure, dans toutes ses formes. Les interdits de l'Ancien Testament, en particulier dans le Lévitique dont le chapitre 15 concerne les impuretés sexuelles et dans les écrits de saint Paul avec l'Épître aux Galates (chapitre 5, v. 19), ont pesé sur les anathèmes des Pères de l’Église (les 80 canons du Concile d'Elvire en l'an 306). En même temps, saint Augustin, par ses écrits, a bâti le fondement du concept du péché originel et des sept péchés capitaux dont découlent tous les autres. La liste est définitivement fixée au quatrième concile du Latran en 1215 et consignée par Thomas d'Aquin au XIIIe siècle :
- l'orgueil (superbia) : attribution à ses propres mérites de qualités qui sont des dons de Dieu ;
- l'avarice (avaritia) : accumulation des richesses recherchées pour elles-mêmes ;
- l'envie (invidia) : volonté de s'approprier des possessions d'autrui ;
- la colère (ira) : excès en paroles ou en actes : insultes, violences, meurtre ;
- la luxure (luxuria) : plaisir sexuel recherché pour lui-même et non pour la procréation ;
- la gloutonnerie (gula) : souvent nommée à tort gourmandise car c'est de démesure et d'aveuglement qu'il s'agit ;
- l'acédie (acedia) : éloignement de la prière, de la pénitence et de la lecture spirituelle, souvent désignée par la paresse.

Ces pensées ont eu une influence primordiale sur l'attitude de l'église catholique romaine vis-à-vis de la sexualité et de la moralité, et ce jusqu'à nos jours. Parmi les croyances fondamentales dans la religion chrétienne on note, pour chaque homme, l’existence d'une âme immortelle et la possibilité d'une vie éternelle au Paradis. L'âme de chaque homme est marquée, dès sa naissance, par le Péché originel, et, pendant sa vie, par des péchés qu'il a commis lui-même. Après son passage sur la terre, si son âme est jugée assez pure, il va au Paradis, sinon en l'Enfer pour l'éternité. Le rôle pastoral du clergé est de mettre en garde les hommes contre les risques pour leur âme et de les guider vers le Salut.
Le pourtour de l'église était le lieu de rencontre privilégié de la population, le lieu pour des échanges sociaux et économiques, le lieu pour faire passer des messages. L'influence sociale des modillons est étudiée par Buras et les rapports entre les modillons et la culture laïque par Kenaan-Kedar et Marie-Hélène Debiès., des leçons de moralité en général, avec des variations locales, mais avec la même idée directrice :
- rappeler à la population que tous les humains sont des pécheurs ;
- que tous ont de mauvaises pensées, des activités répréhensibles ;
- que le Mal est partout autour d'eux, que l'Enfer les attend et que la voie vers le Paradis passe par l’Église.

Souvent il suffit de décrire les figures que l'on voit sur une série successive de modillons pour comprendre la leçon de moralité. Après huit siècles d'érosion, de guerres et d'iconoclasme, beaucoup de modillons sont abîmés et, parfois, il faut un peu d'imagination pour les voir tels qu'ils étaient au XIe siècle. Cependant, il existe assez d'exemples où l'interprétation parait claire.
Un premier exemple frappant se trouve sur l'église de Santa Marta del Cerro, dans la province de Ségovie en Espagne.

Santa Marta del Cerro
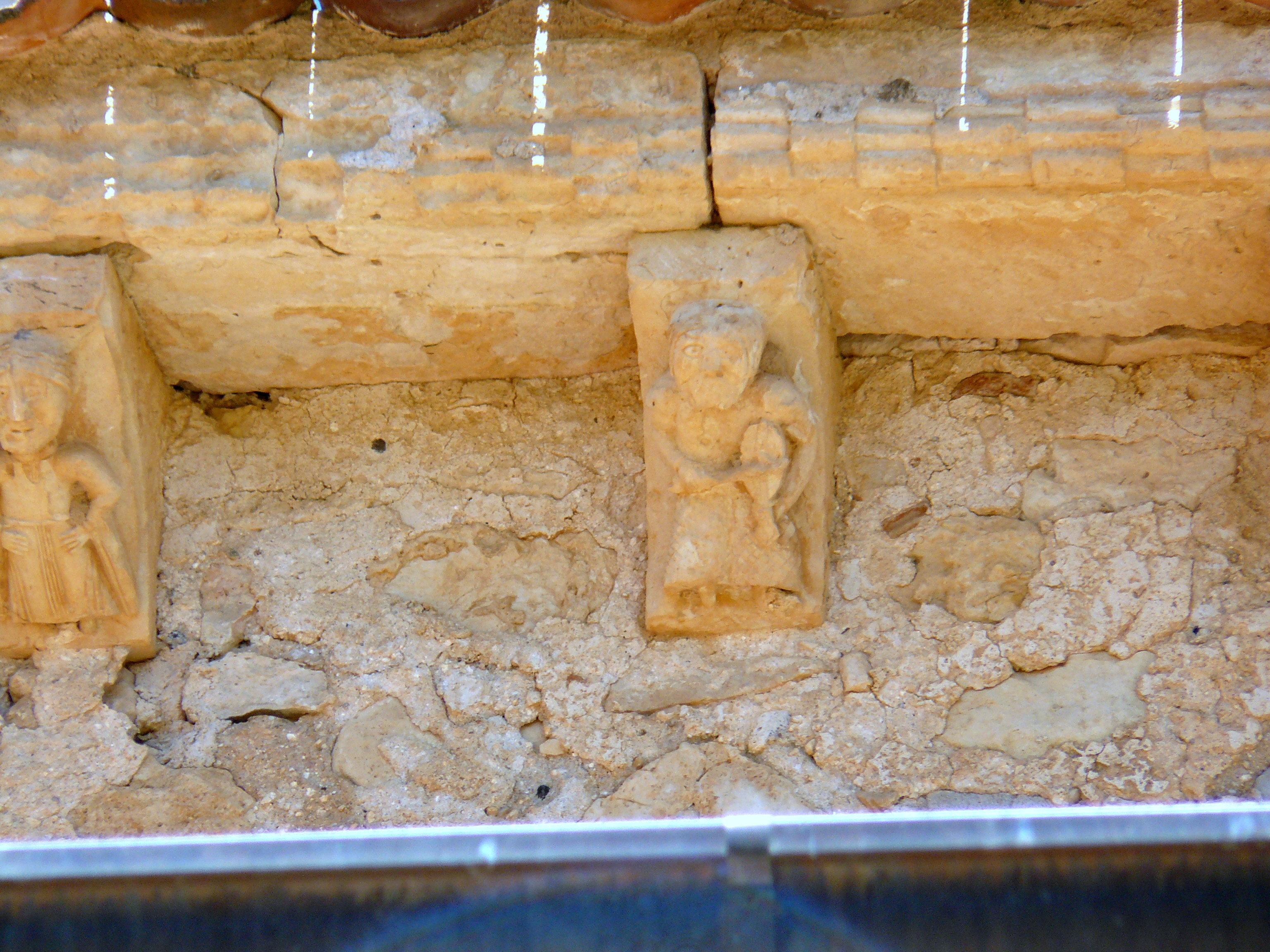
La musique
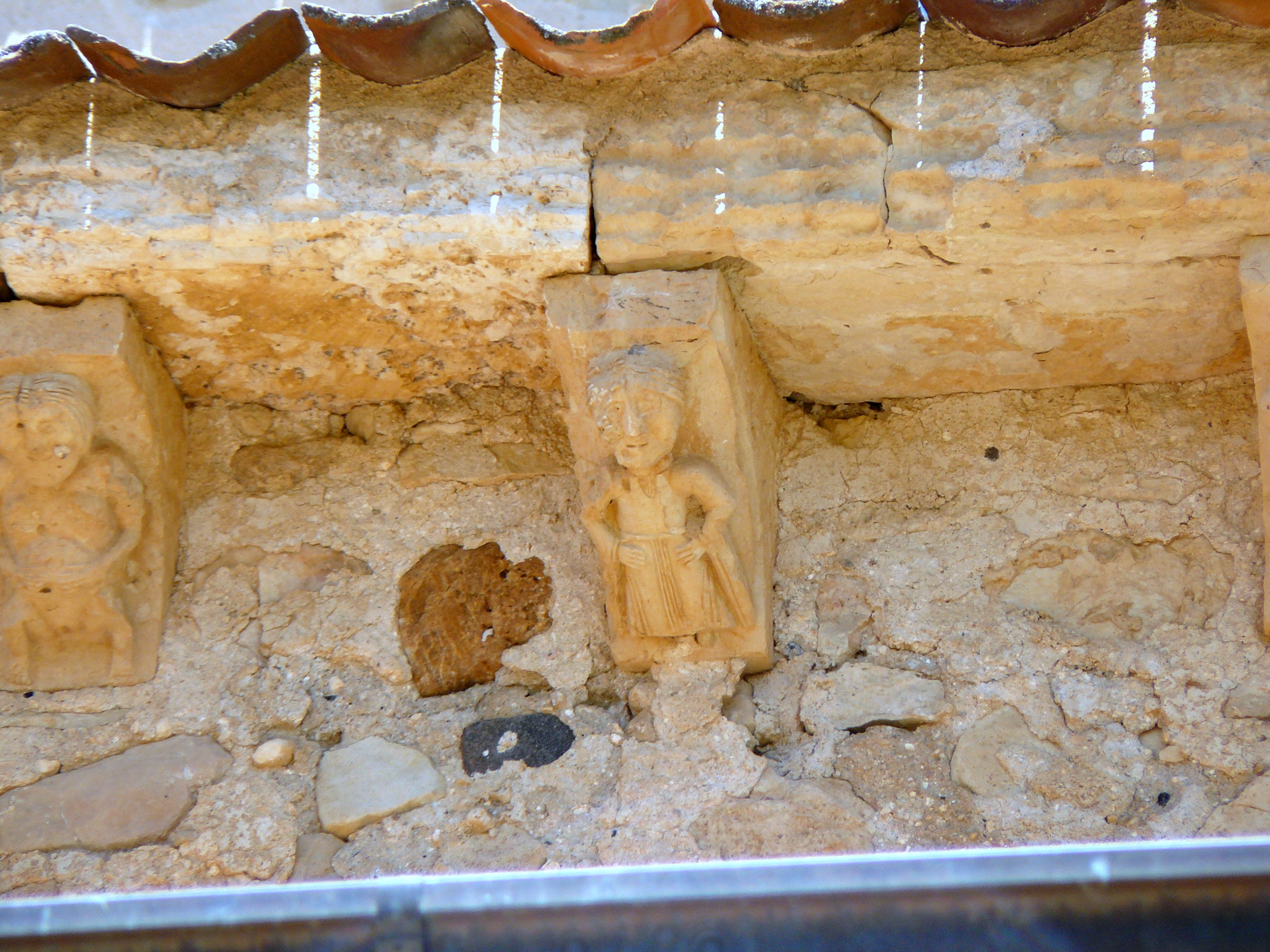
La danse
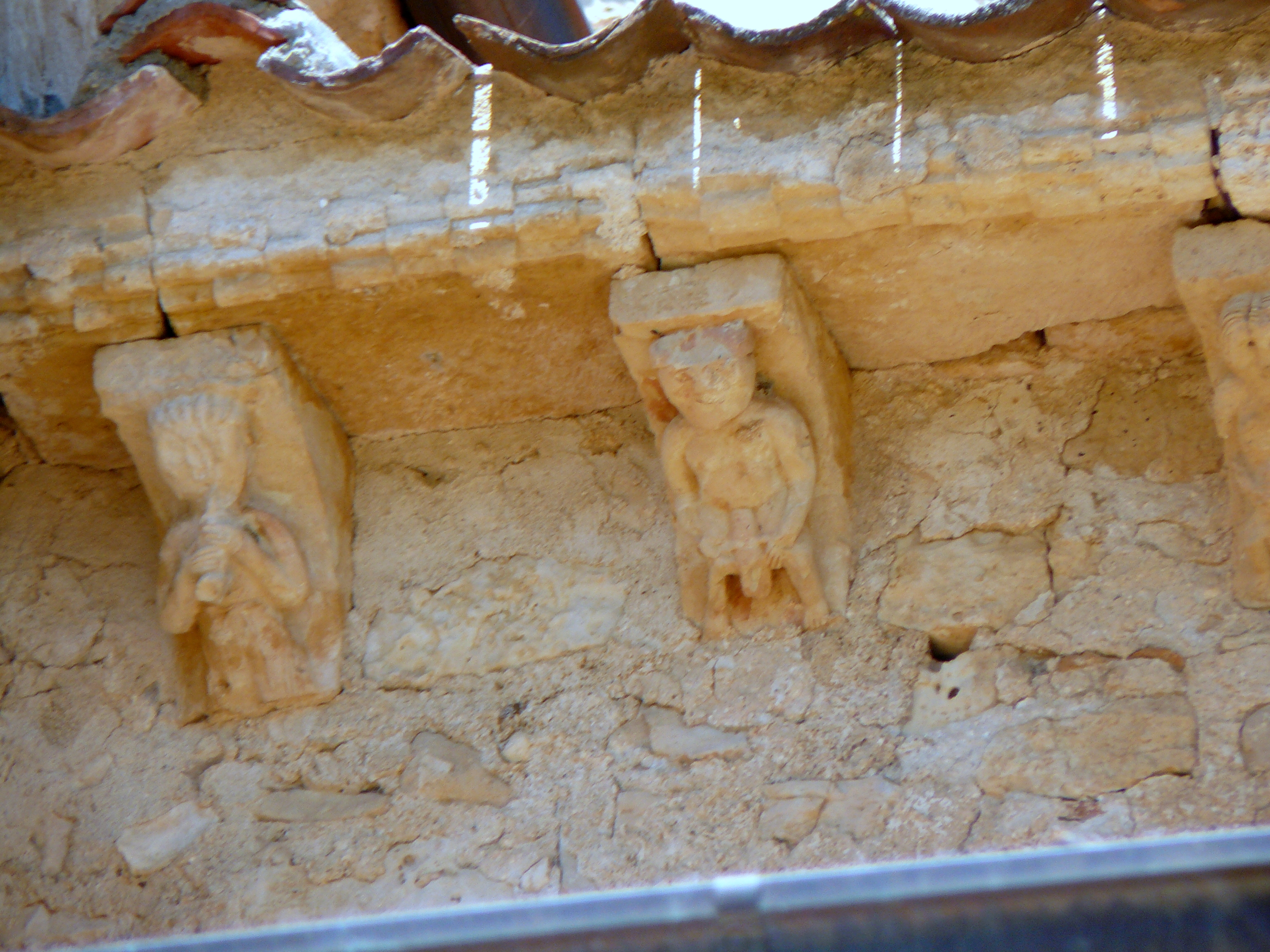
L'homme et sa flûte
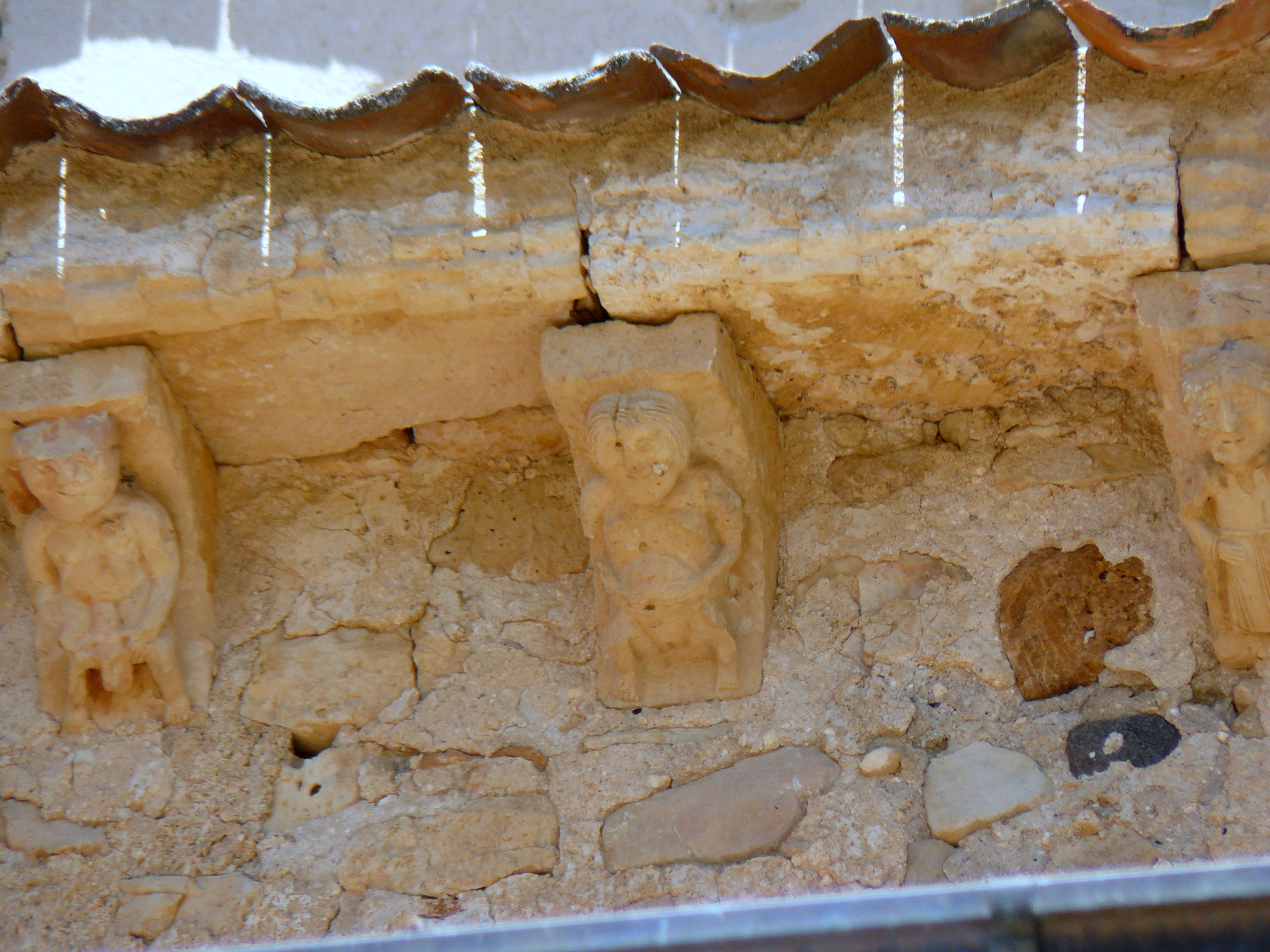
La conséquence

Dans une série de modillons, on voit d'abord un homme qui joue de la vièle, puis une jeune femme, richement habillée, dansant, les mains sur les hanches ; à côté d'elle, un homme en érection et un joueur de flûte ; pour finir, la femme est nue avec les mains sur son ventre bien rond. La leçon est limpide.
Un deuxième exemple se trouve sur l'église de Saint-Caprais en Gironde.

Saint Caprais-de-Bordeaux (Gironde)
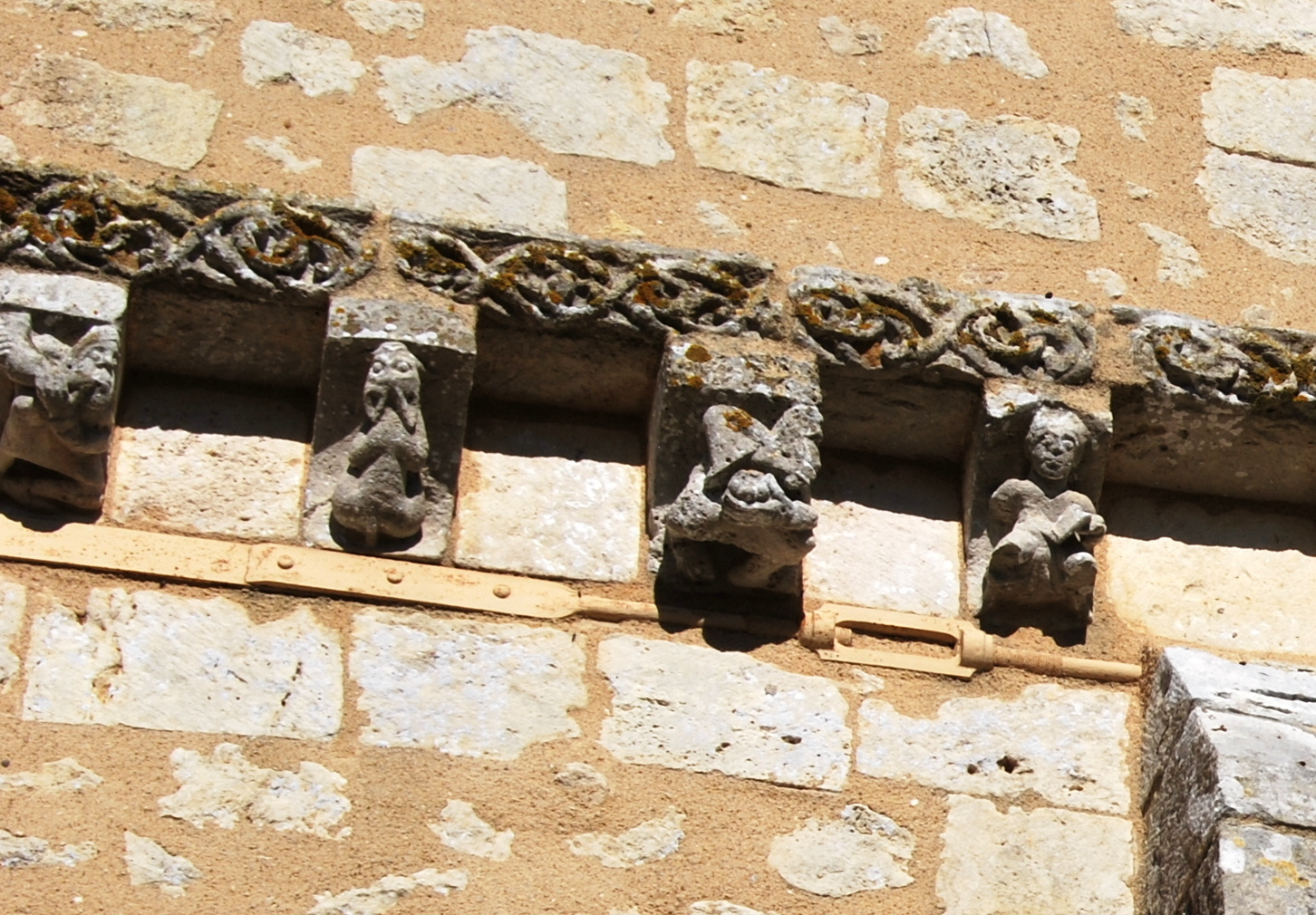
La tentation
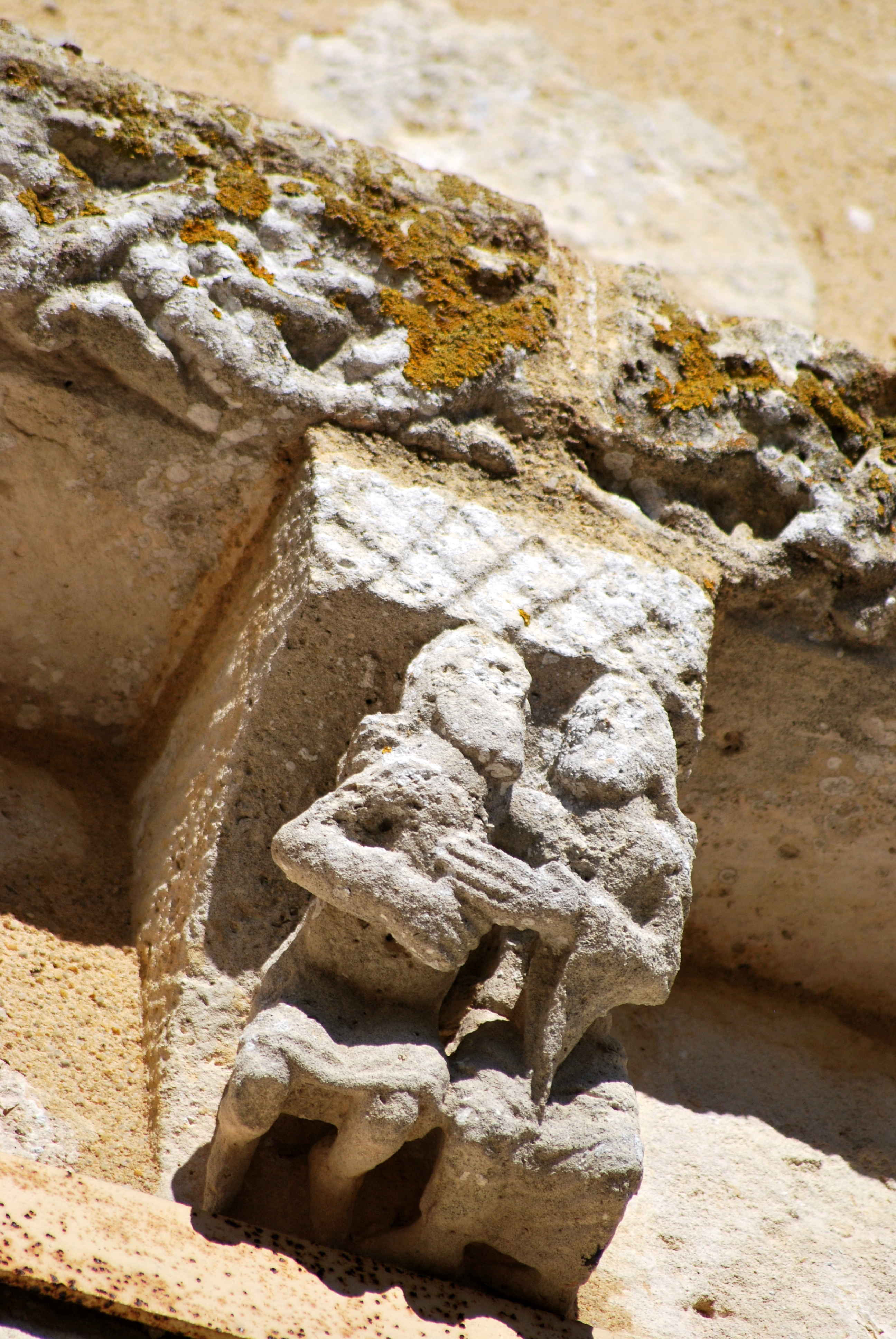
Le premier pas
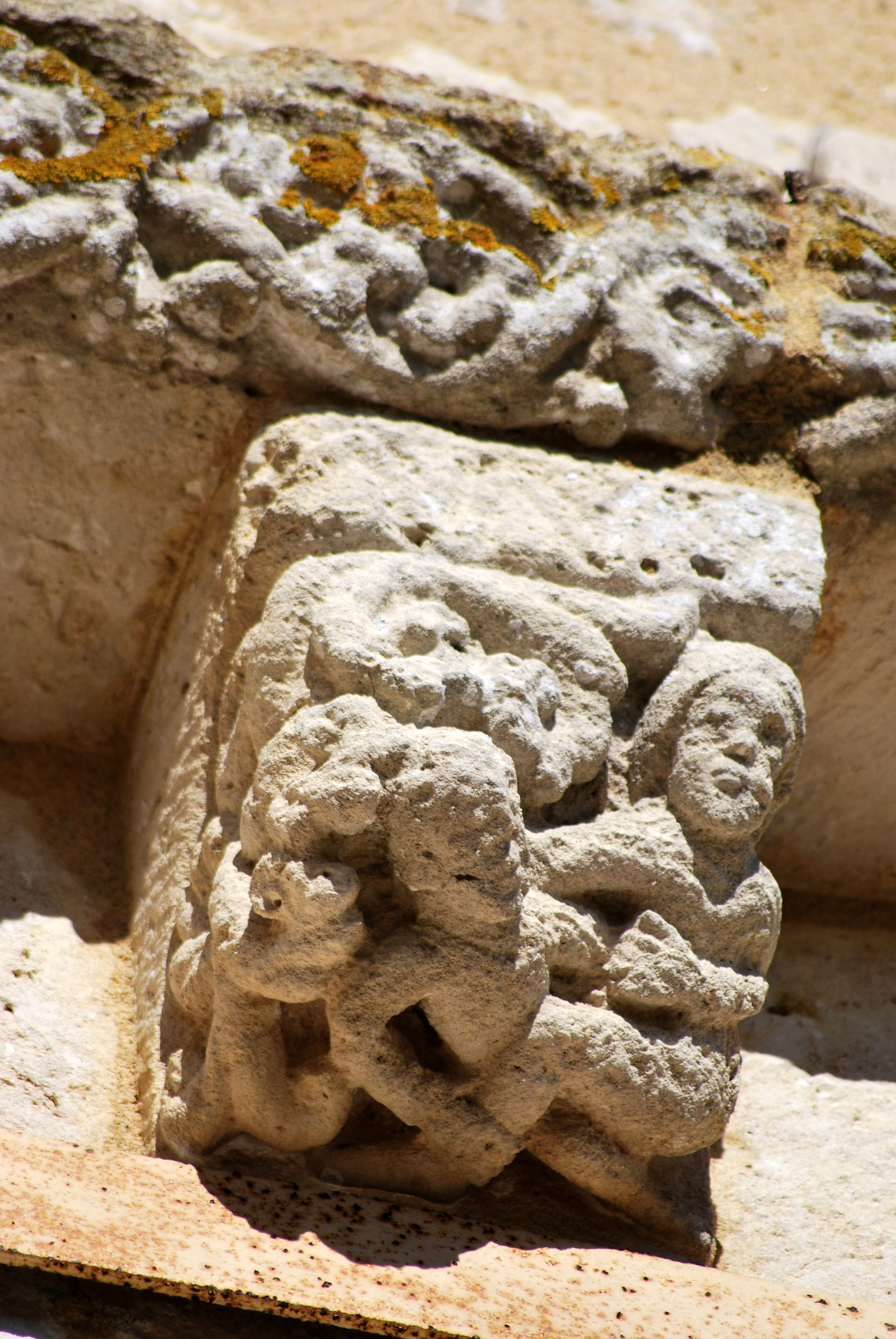
Le péché de chair
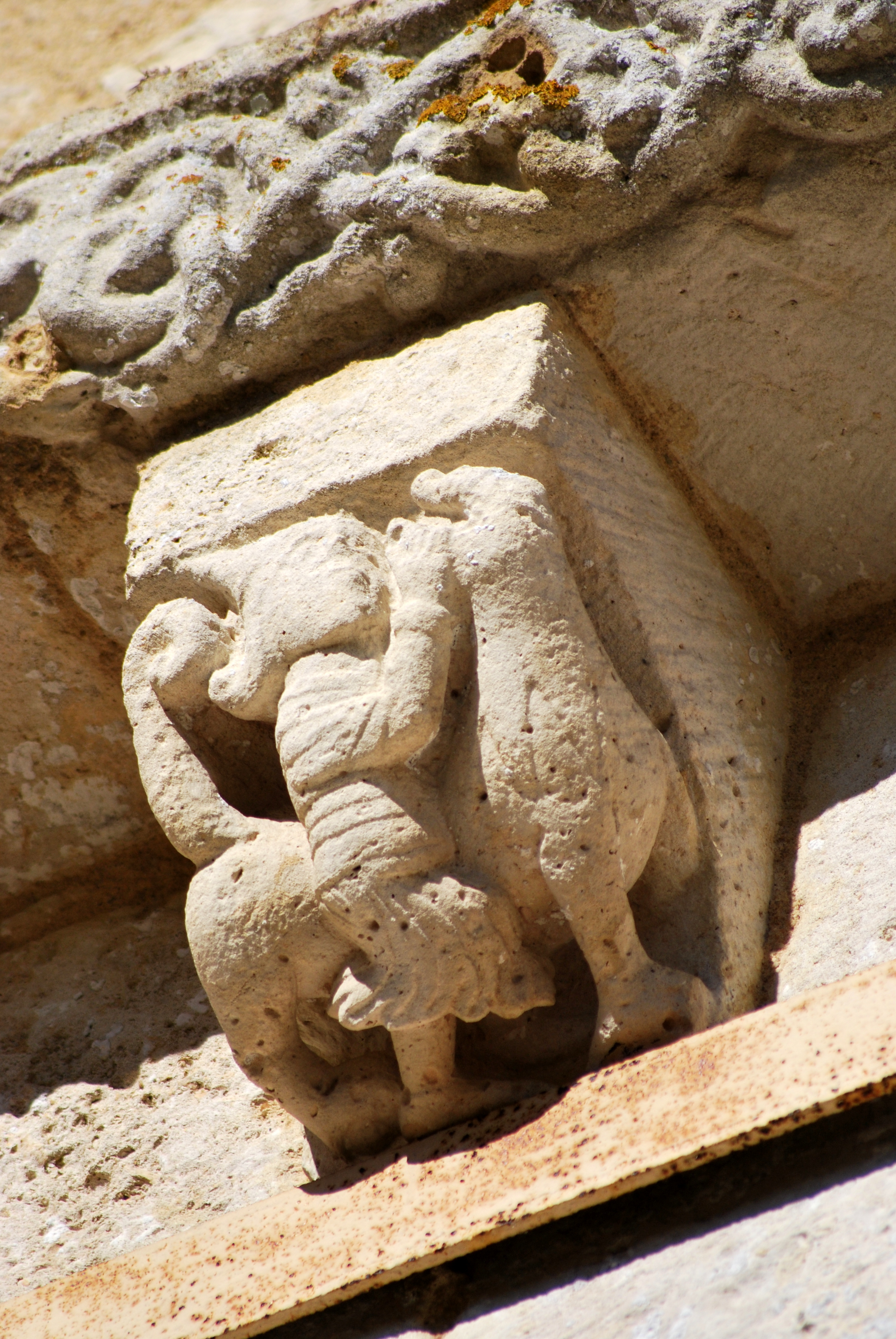
L'enfer est là !
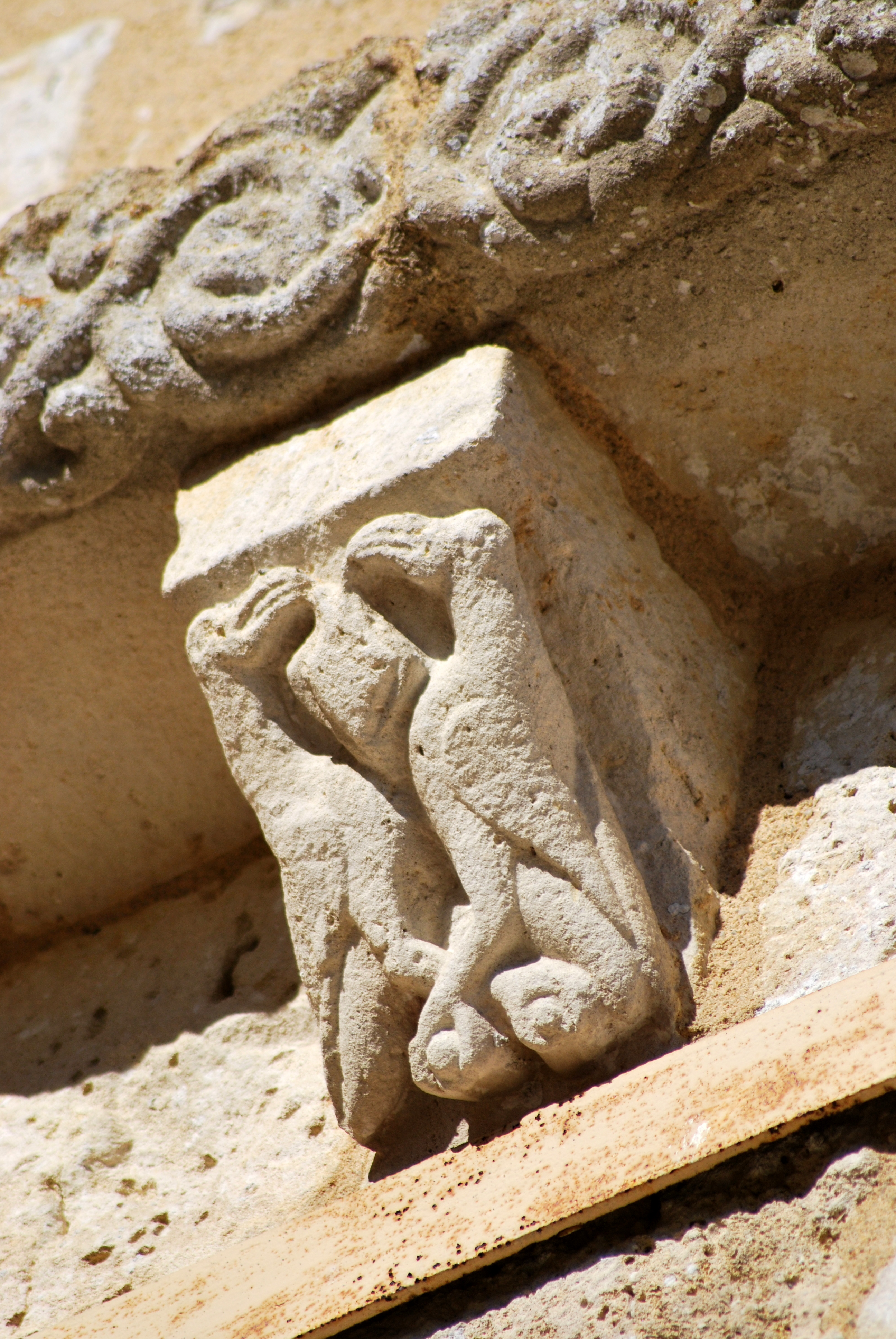
Désapprobation

Une femme mariée — elle porte une guimpe — est en pleine lecture, sans doute un livre saint ; à côté d'elle, un homme lui tend un fruit de la tentation tout en lissant sa barbe (voir les « lisseurs de barbe » ci-dessous pour la signification de ce geste) ; on voit ensuite un lapin et un sonneur de cor, deux symboles de la sexualité ; les modillons suivants représentent un homme et une femme qui s'enlacent, puis en train de copuler ; l'avant-dernier modillon de la série montre une femme qui a mis sa main dans la gueule d'un monstre ; le dernier modillon est une mise en garde contre l'Eucharistie sacrilège : on voit deux rapaces affrontés qui tiennent ensemble, dans leurs becs, une hostie en forme de losange, mais, entre leurs serres, on voit les fruits sphériques, le fruit défendu de l'arbre de la connaissance du bien et du mal. La représentation est une parodie de la représentation eucharistique où deux colombes boivent ensemble dans un calice. Encore une leçon de moralité limpide.

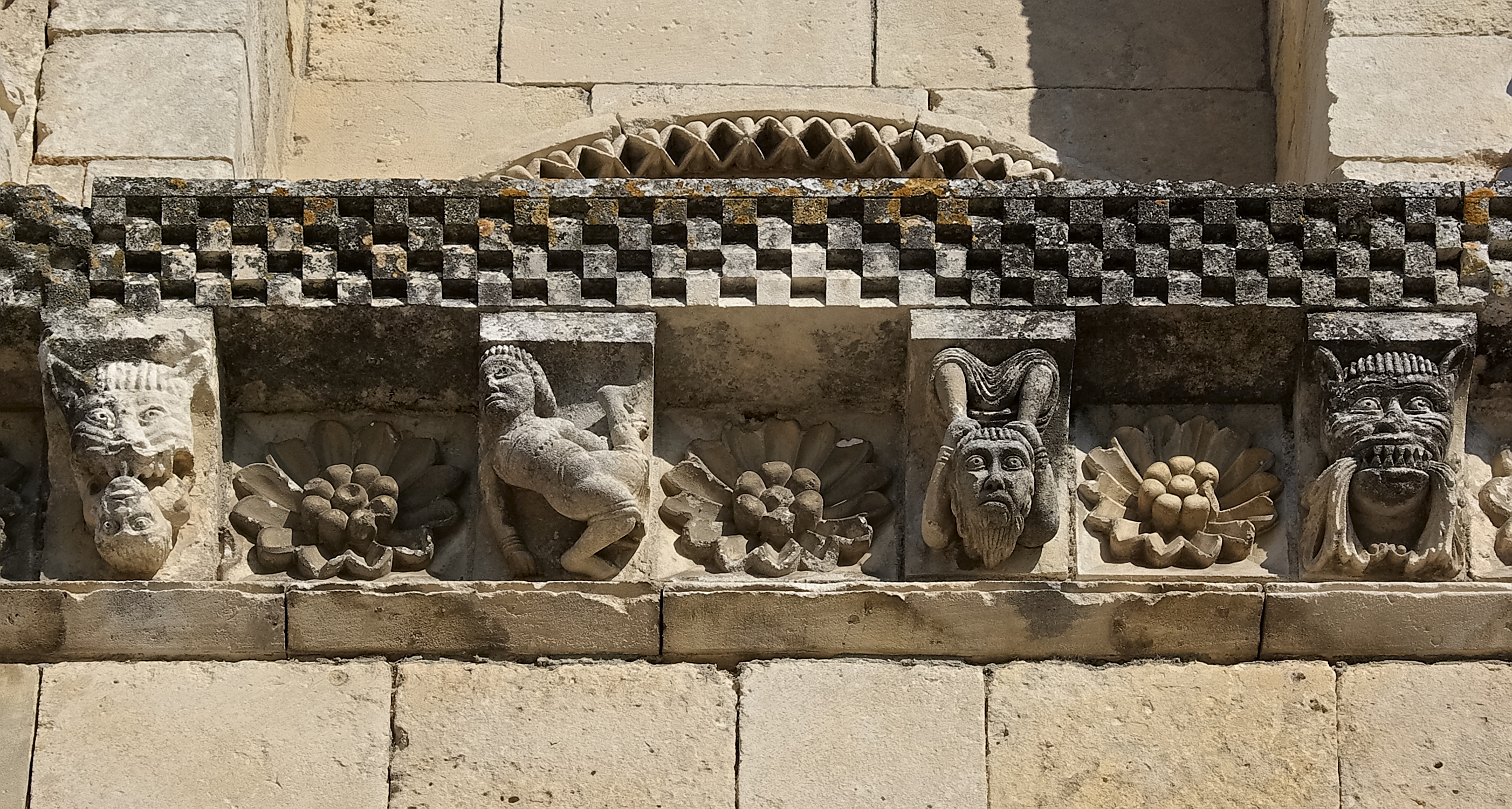
Les professions maudites,
Châteauneuf-sur-Charente, Charente

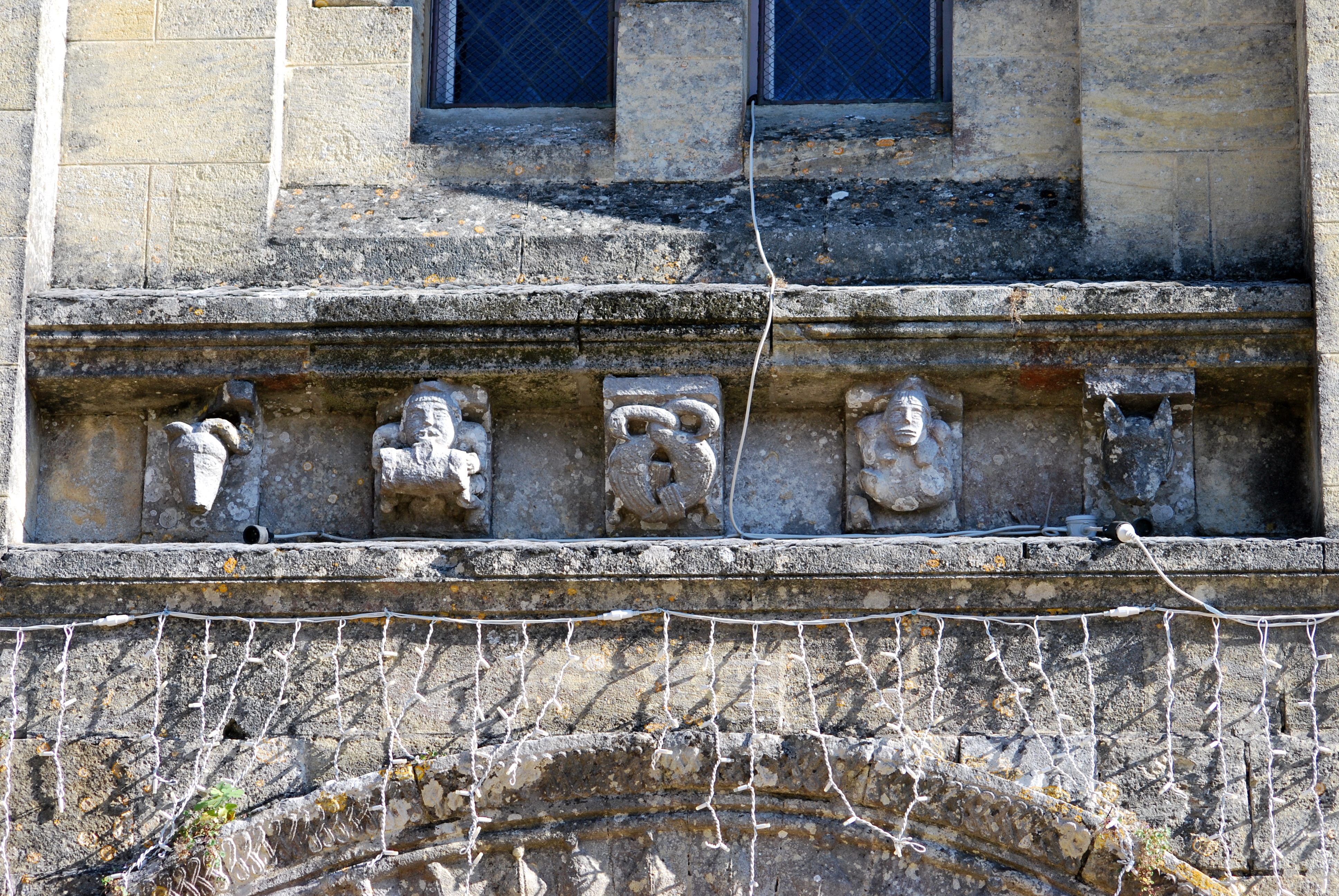
Les activités de luxure,
Langoiran, Gironde

Pour chaque illustration d'un péché, il y a, pas très loin, un modillon qui illustre soit la pensée de saint Augustin : « peccatum : aversio a Deo, conversio ad creaturam » (commettre le péché c'est se détacher de Dieu, c'est se tourner vers les créatures) matérialisée par la proximité des animaux maléfiques et des monstres diaboliques, soit la réprobation par un caladrius ou la chute d'un corps vers l'Enfer, soit un châtiment comme la flèche d'un Centaure ou un homme en train d'être mangé par une bête.
Les illustrations des péchés « usuels » tels que la luxure, relations sexuelles pour le plaisir, et les activités propices à cette luxure comme l'ivresse due à l'alcool, la danse, la nudité et la lascivité, la Femme tentatrice de l'Homme, sont légion sur les modillons et chapiteaux.

## Thèmes des représentations
La représentation des animaux dans l'art médiéval occidental était très bien codifiée dans les bestiaires, comme le Physiologus ou le livre de Kells, du VIIIe siècle, qui regorgent d'images extraordinaires. Il n'est donc pas surprenant que l'on retrouve quasiment les mêmes thèmes et animaux dans la décoration des églises romanes partout en Europe.
Les péchés charnels sont, eux-aussi, les mêmes partout et il est donc naturel que les thèmes pour les dénoncer soient quasi identiques. Cependant, la similarité de certaines représentations de modillons en Espagne avec ceux d’Irlande, par exemple, laisse supposer qu'il existait aussi des « bestiaires des péchés » qui circulaient parmi le clergé et qui étaient utilisés pour indiquer aux maçons-sculpteurs les figures voulues. Une source possible est l’œuvre Psychomachie du poète espagnol Prudence (Ve siècle) qui met en scène le combat pour l'âme.
Les études de Bougoux, de McDonald et d'Easton proposent plus de détails sur l'art érotique médiéval. Voir également, dans les annexes, les listes par pays, et, pour la France, par département, d'églises romanes dont les clichés de modillons figurent dans Commons, avec une classification des sujets représentés, des liens vers Commons pour les images et vers un article décrivant l'église.

### L'exhibitionniste
L'exhibitionniste montre ce qui est normalement caché. Il y a trois cas de figure : l'exhibitionniste scatologique, l'exhibitionniste anal et l'exhibitionniste génital.

#### L'exhibitionniste anal
Il y a deux types de représentation :
- L'homme est nu, à demi accroupi sur les pieds et de dos. Cependant, il y a une contorsion impossible dans la réalité : le haut du corps est de face, le bas du corps nous tourne le dos. D'une main, il entrouvre ses fesses et de l'autre il indique, de l'index, son anus.

L'homme inverti
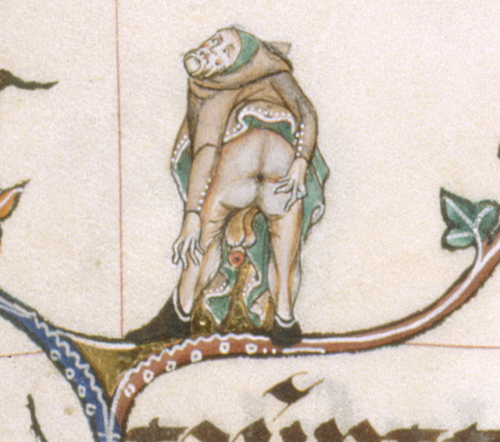
Psautier de Gorleston 1310
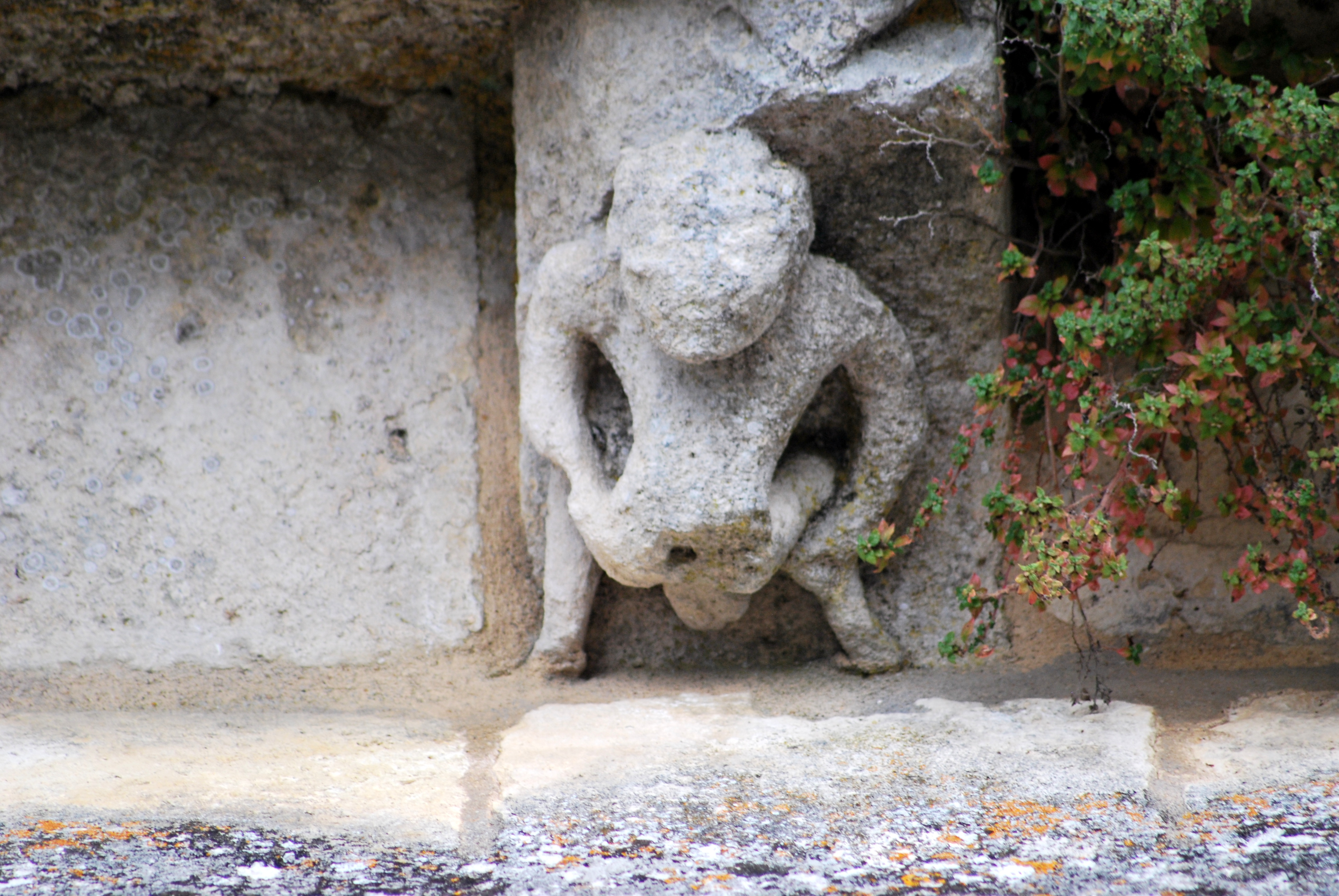
Lugaignac, Gironde
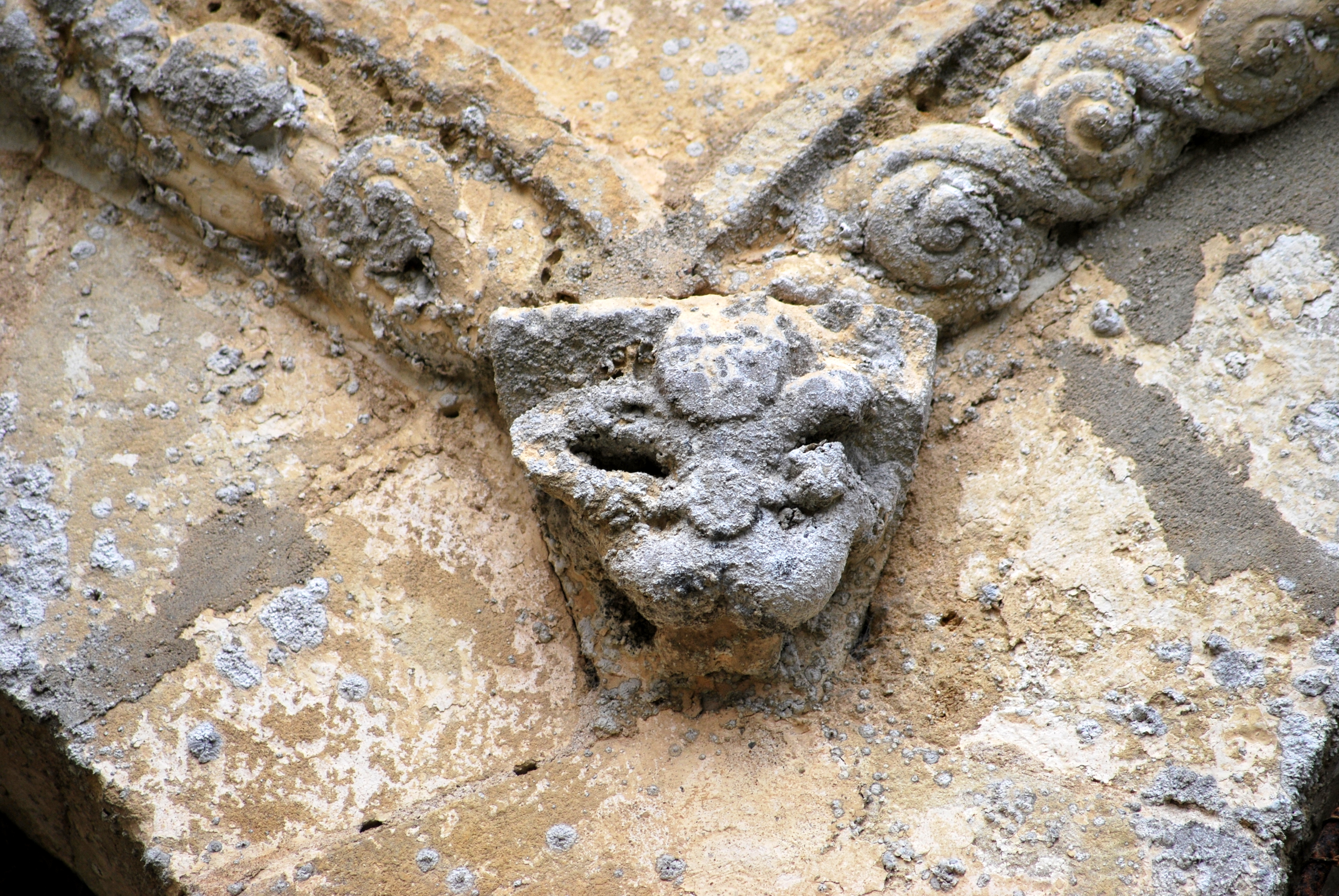
Paillet, Gironde
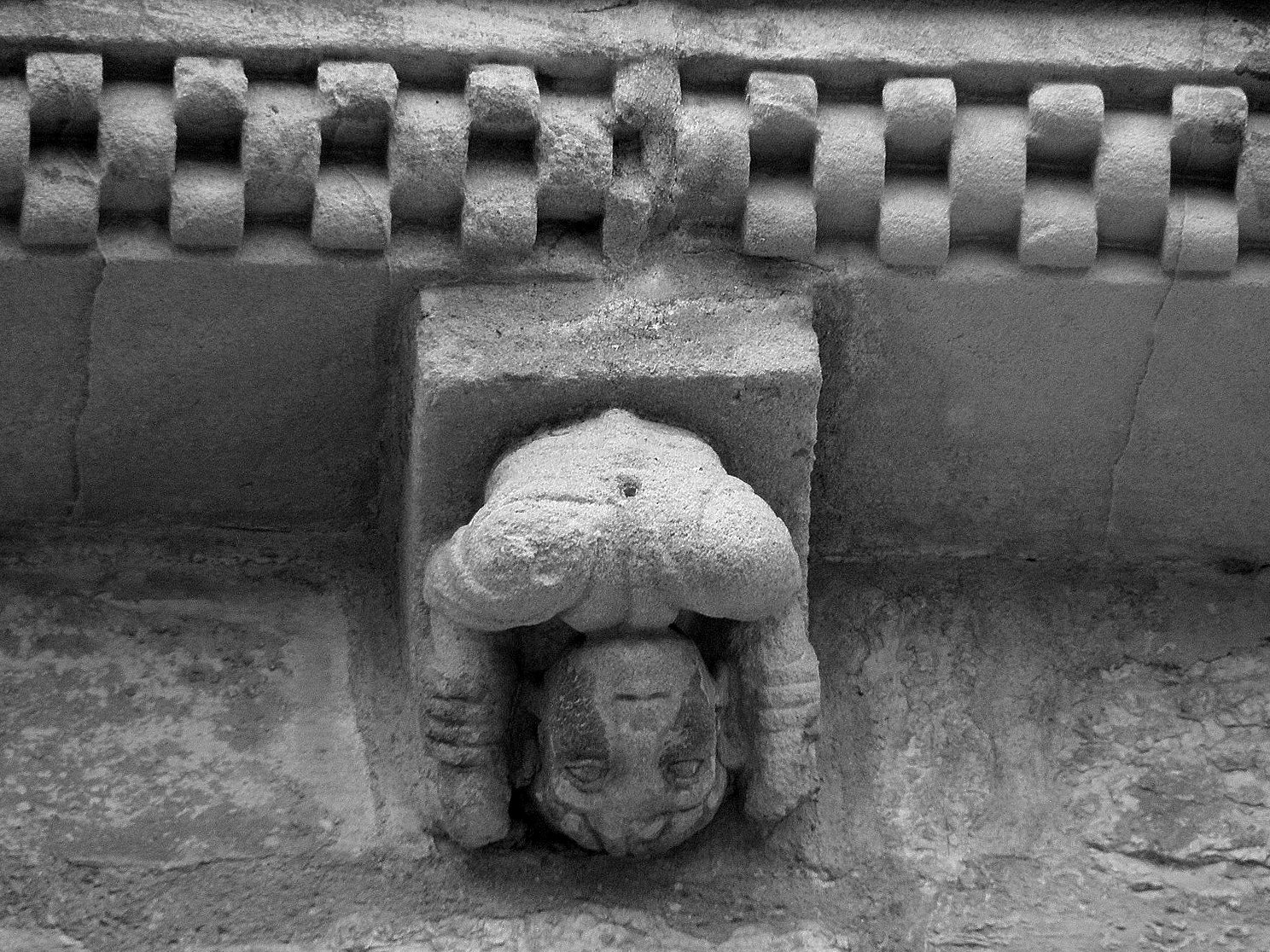
Cahors, Lot
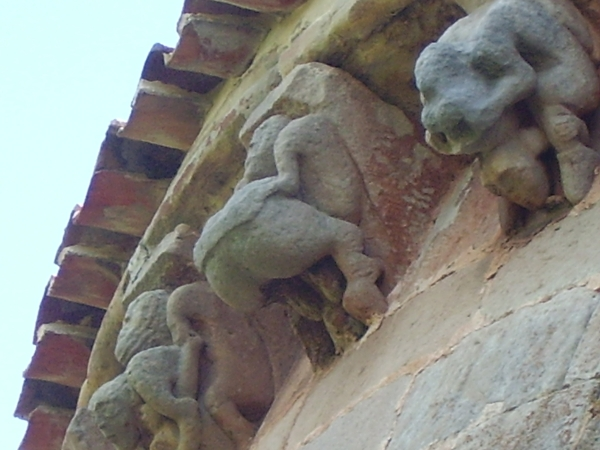
Villanueva, Espagne

- L'homme ou la femme est sur le dos, les jambes écartées, les pieds au niveau des oreilles. L'anus est souvent visualisé par un orifice carré qui est soit un symbole platonique de la Terre, comme certains commentateurs l'ont suggéré, ou tout simplement dû à la forme du ciseau du maçon-sculpteur qui n'avait pas de foret (Weir[19] et Bougoux[18],[20]).

L'exhibitionniste anal
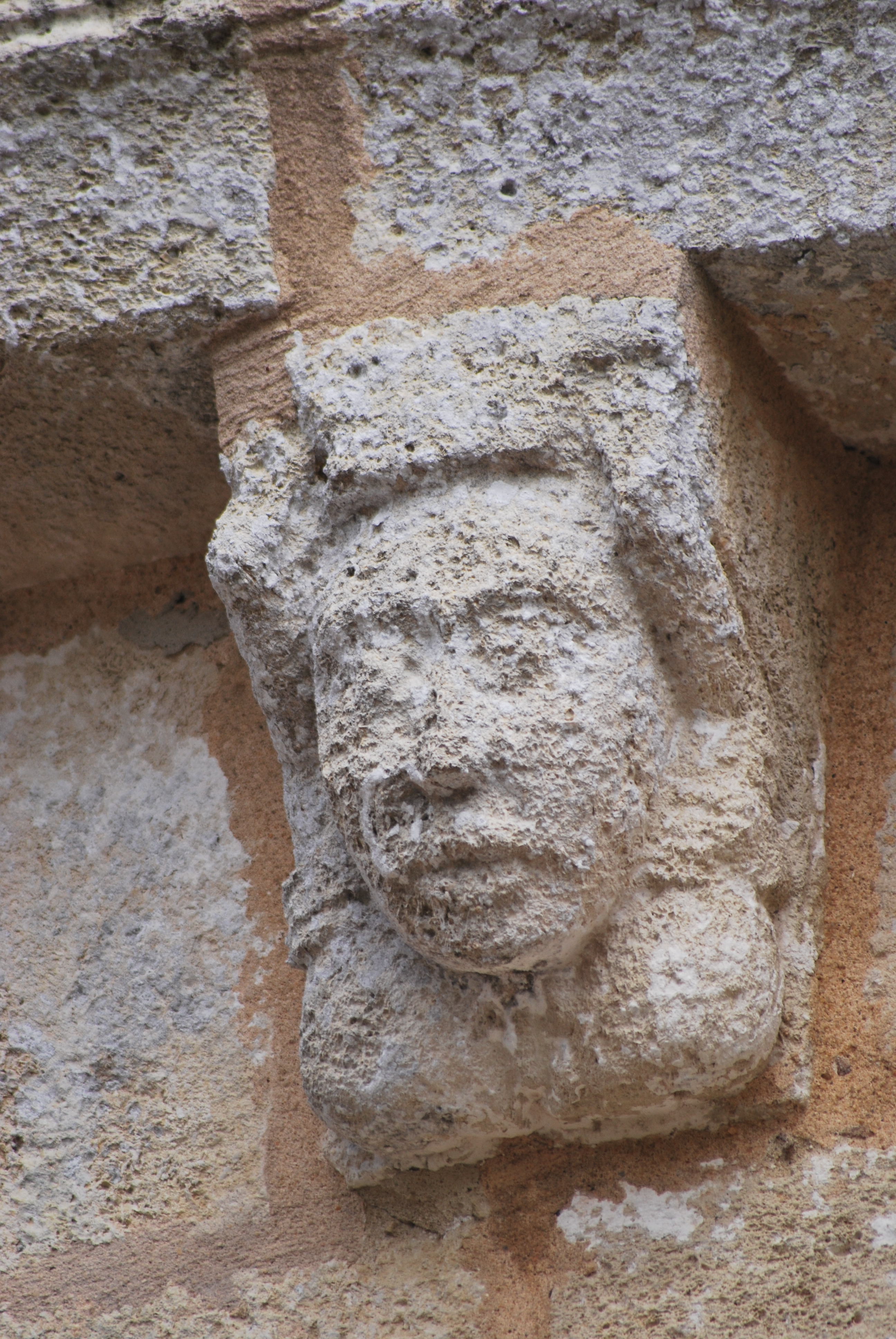
Tayac, Gironde
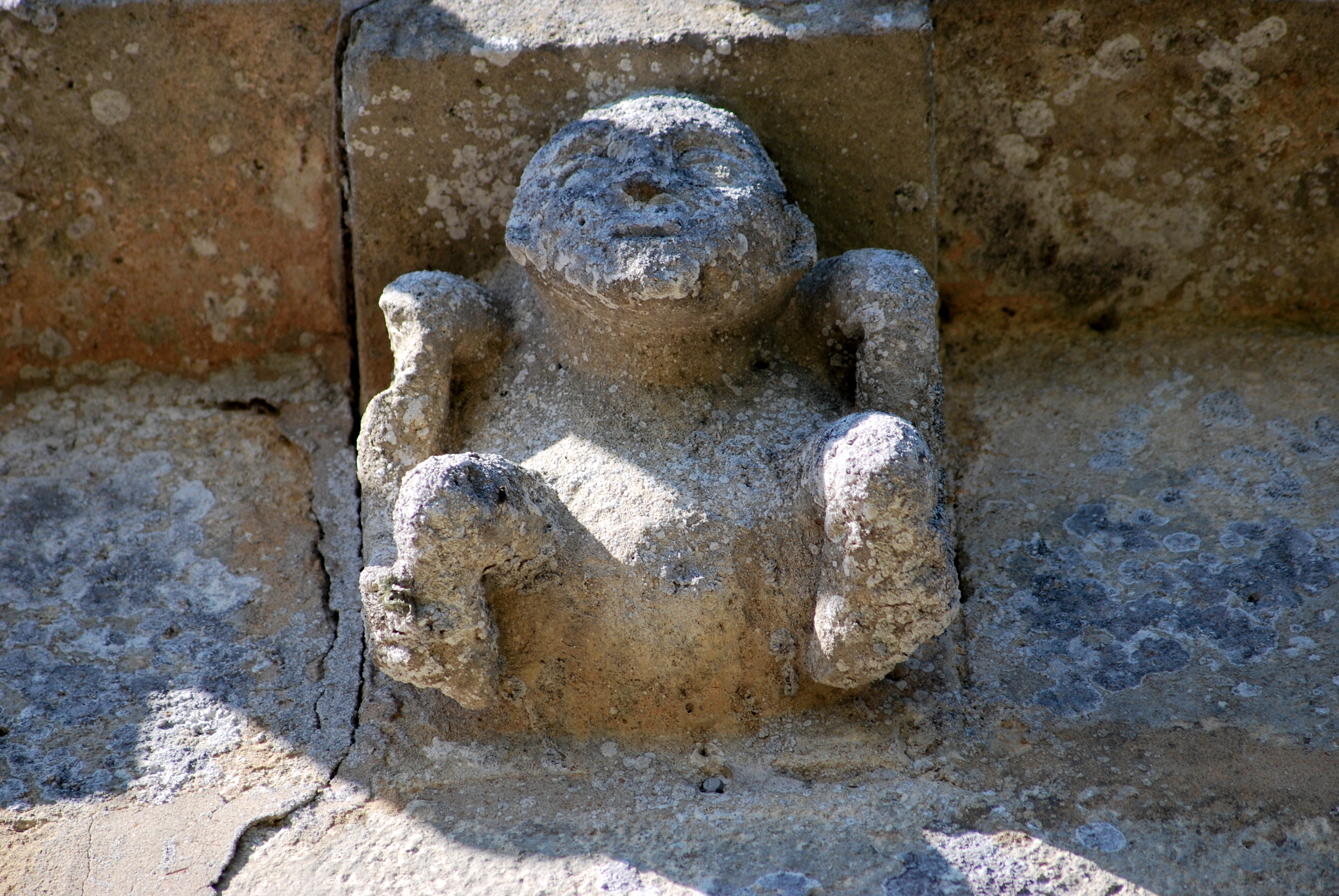
Cardan, Gironde
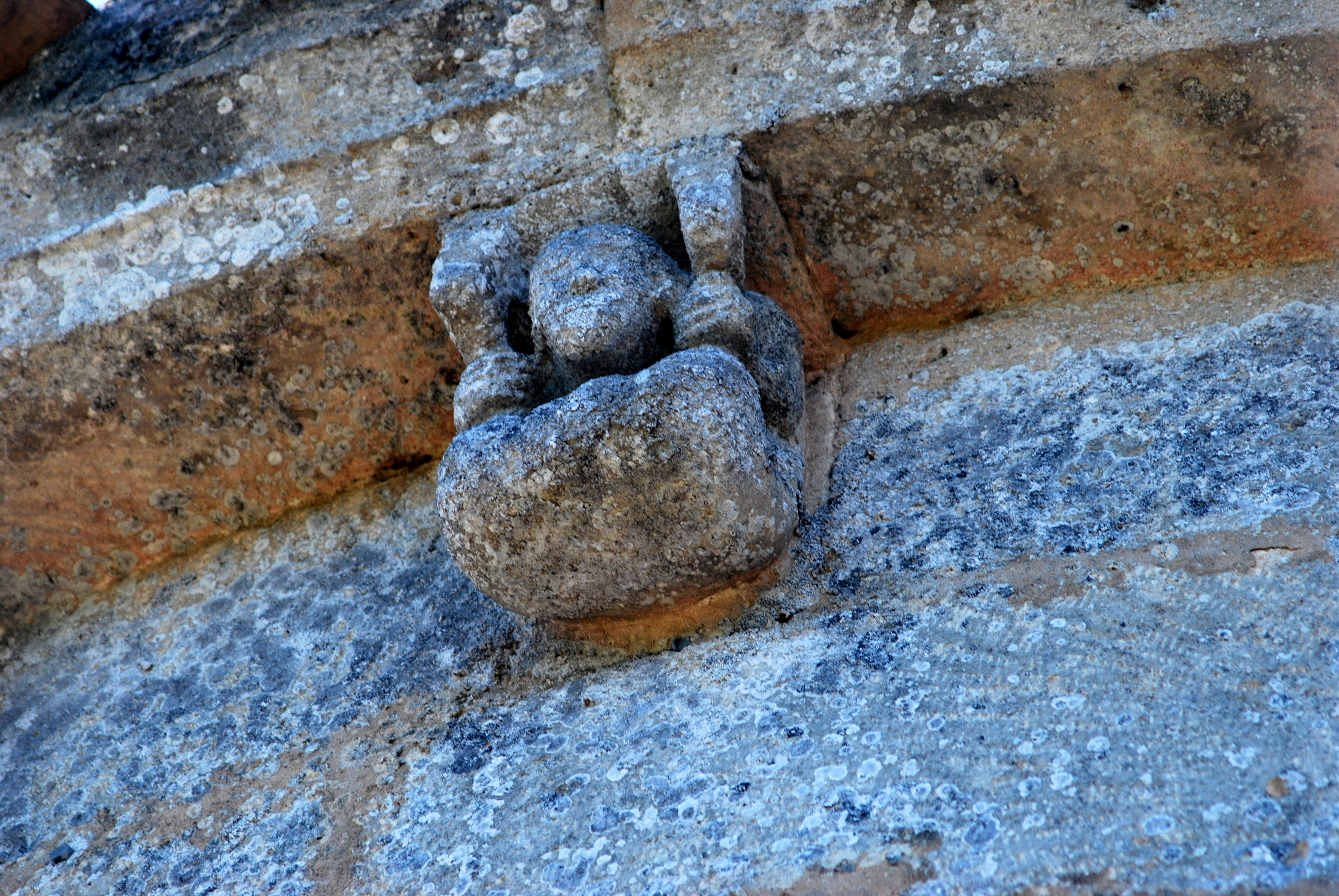
Cardan, Gironde
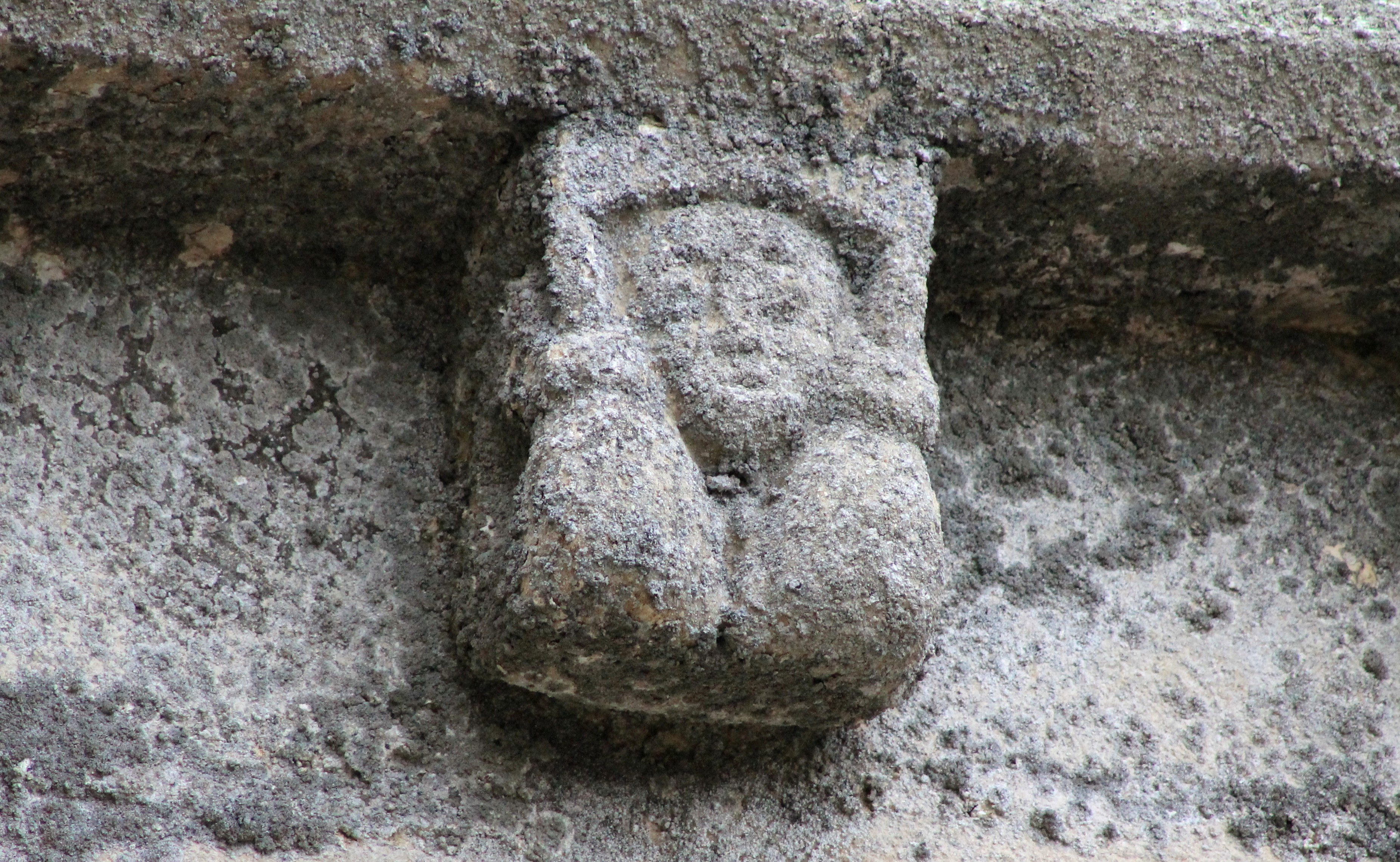
Luc-sur-Mer, Calvados
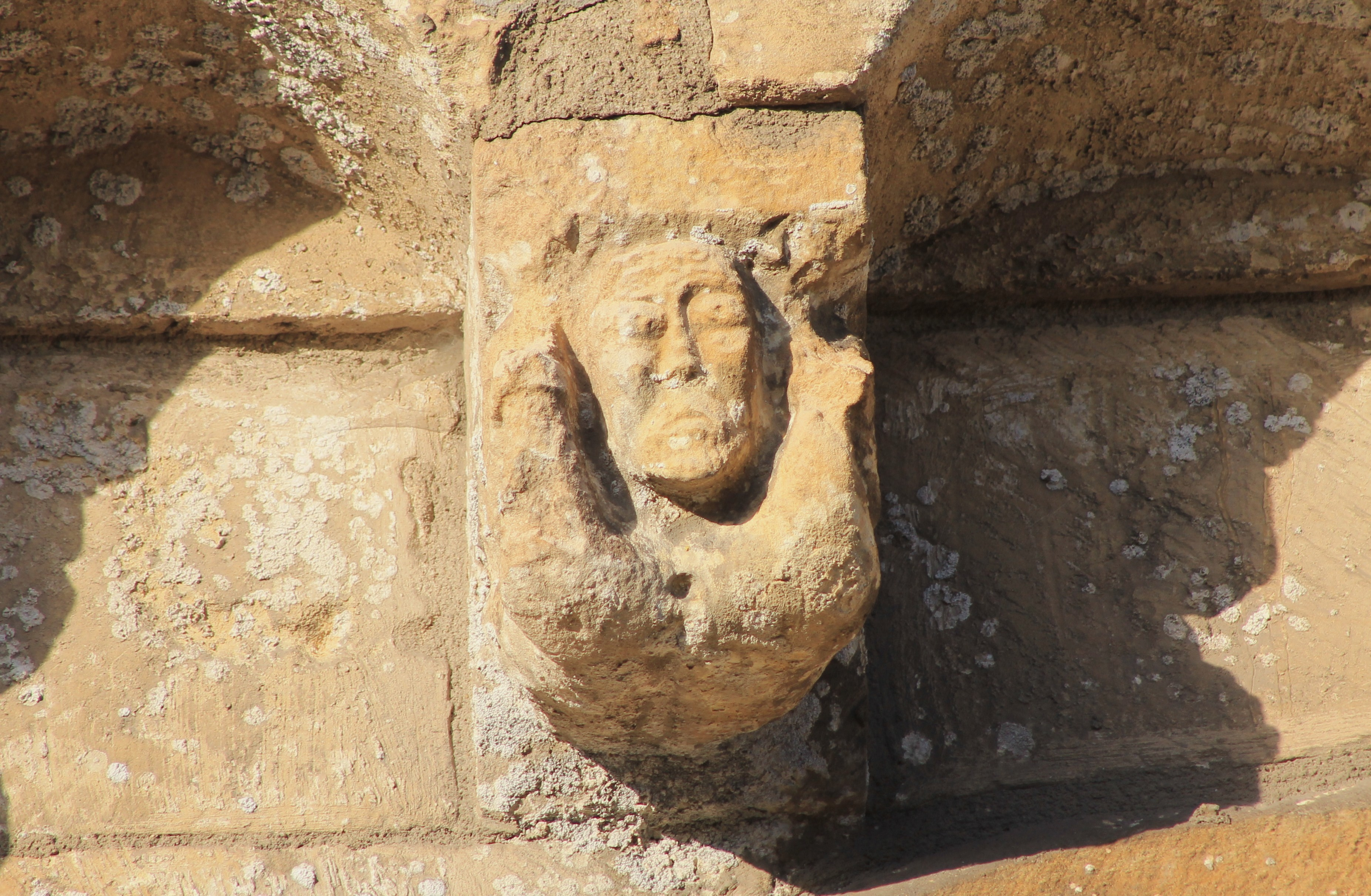
Biéville, Calvados
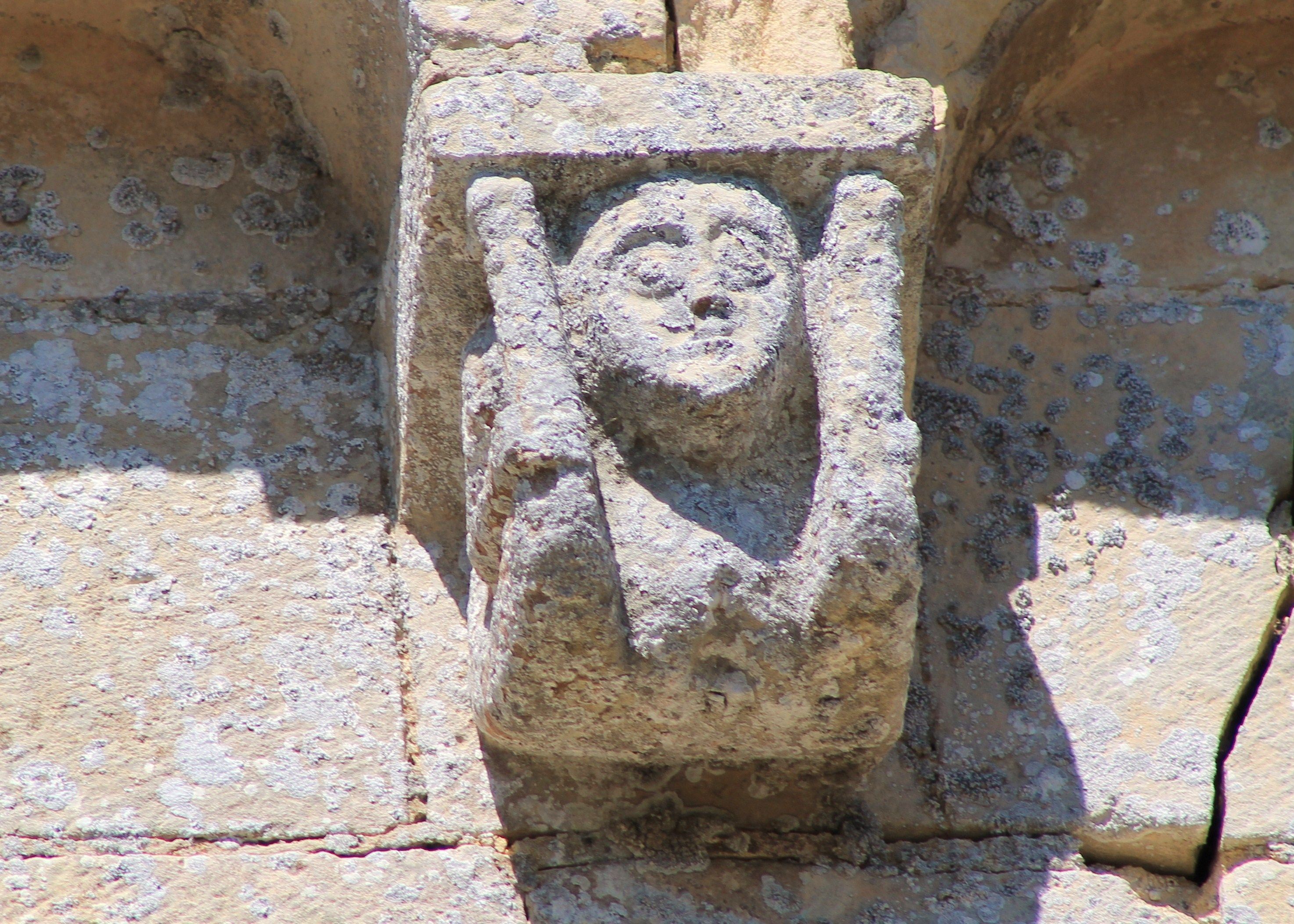
Cintheaux, Calvados
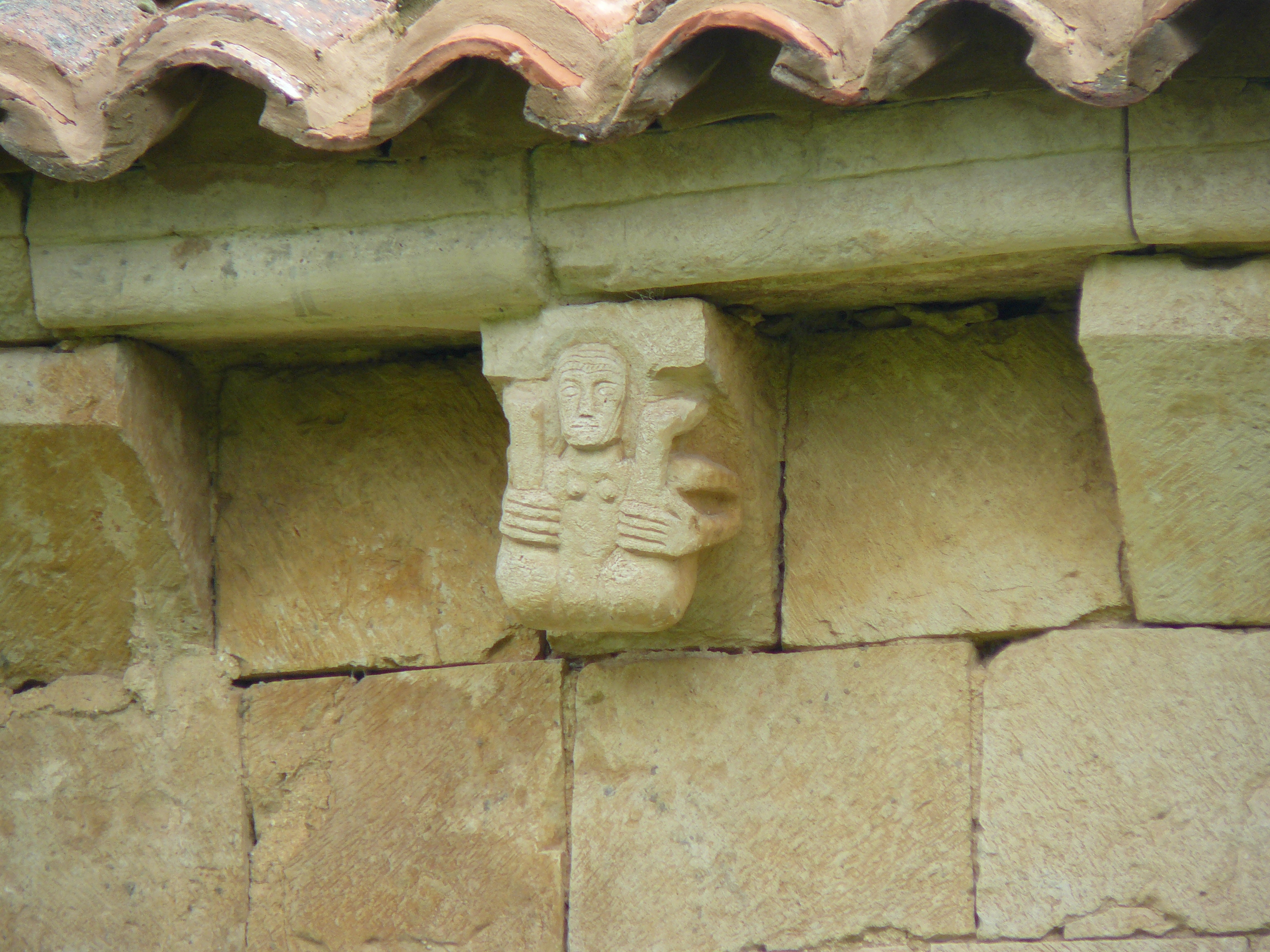
Cornezuelo, Espagne

L'iconographie romane du champ homosexuel est vaste et variée. La sodomie, que l'on ne nommait pas et qui avait l'épithète de « péché muet », avait plusieurs modes de représentation :
- La première catégorie faisait appel au narratif. L'imager compromettait l'homosexuel dans une relation amoureuse entre hommes, où l'on devinait sur l'image qu'un tabou moral avait été enfreint. Par exemple, les modillons d'Aulnay ou de Nieul-le-Virouil en Charente-Maritime, celui de Kilpeck en Angleterre, celui de Bahabón de Esgueva en Espagne, celui de La Sauve-Majeure ou, en Gironde, les sculptures de l'église Saint-Martin-de-Monphélix de Pondaurat où se trouve un homme nu en érection avec son catamite, ou le chapiteau de Saint-Martin-de-Sescas où les hommes sont tous deux habillés et dont les gestes des mains traduisent l'intention homosexuelle.

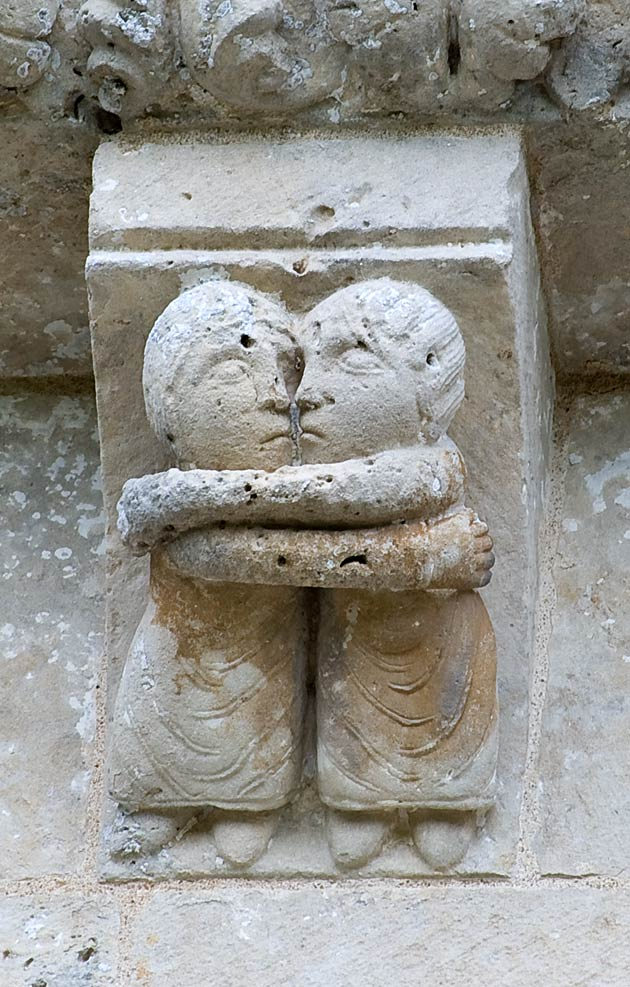
Aulnay
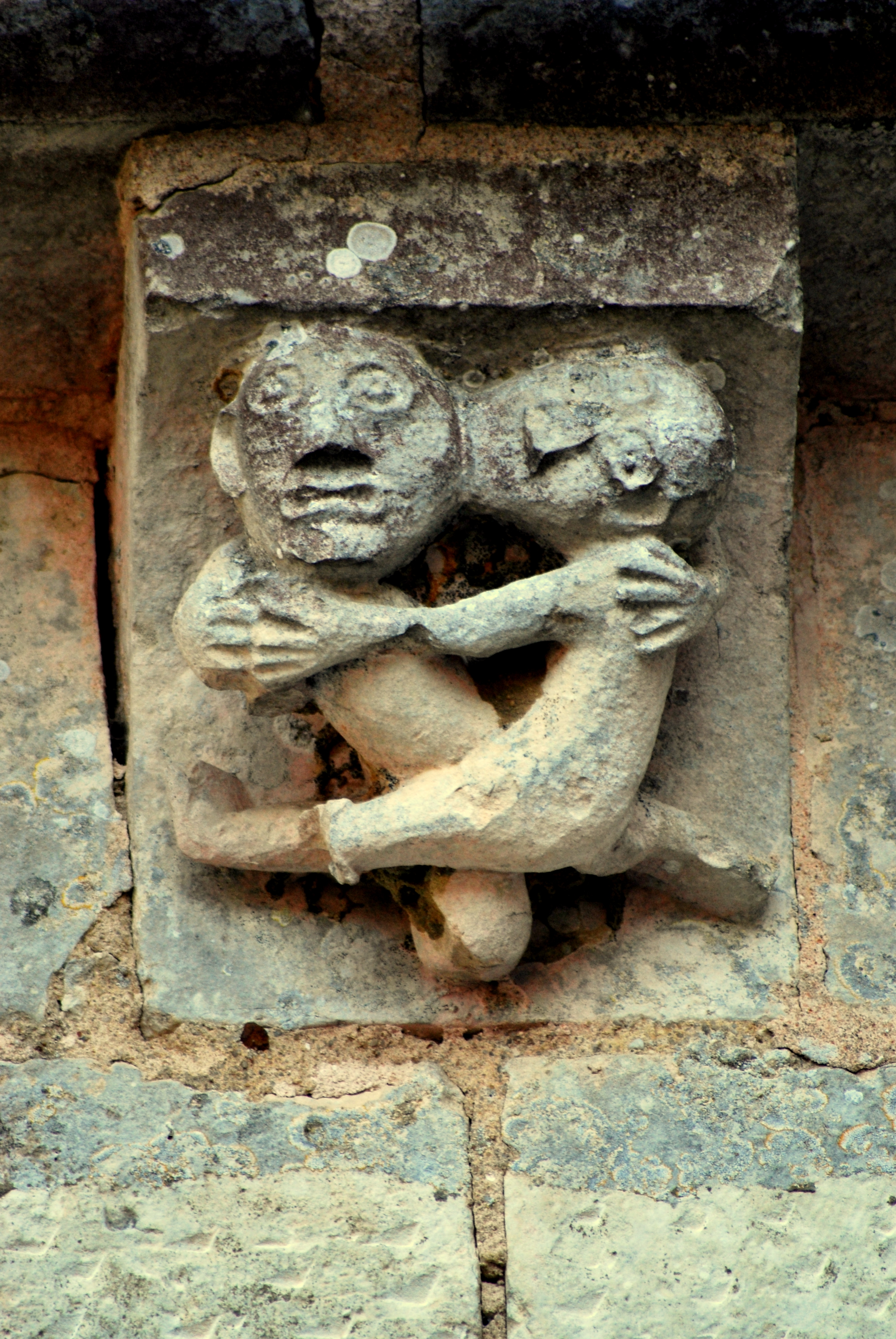
Nieul-le-Virouil
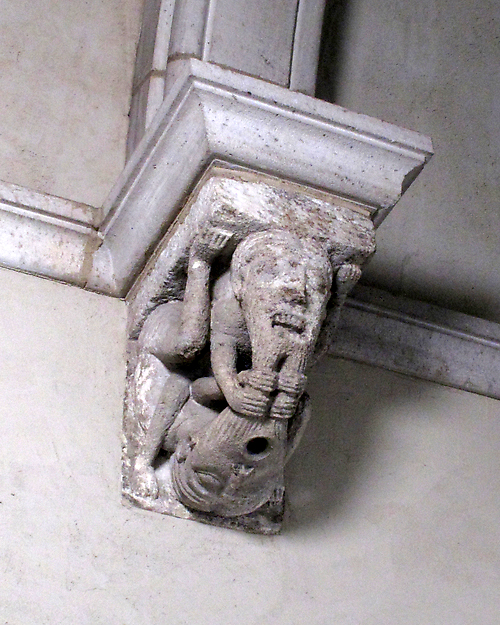
La Sauve-Majeure
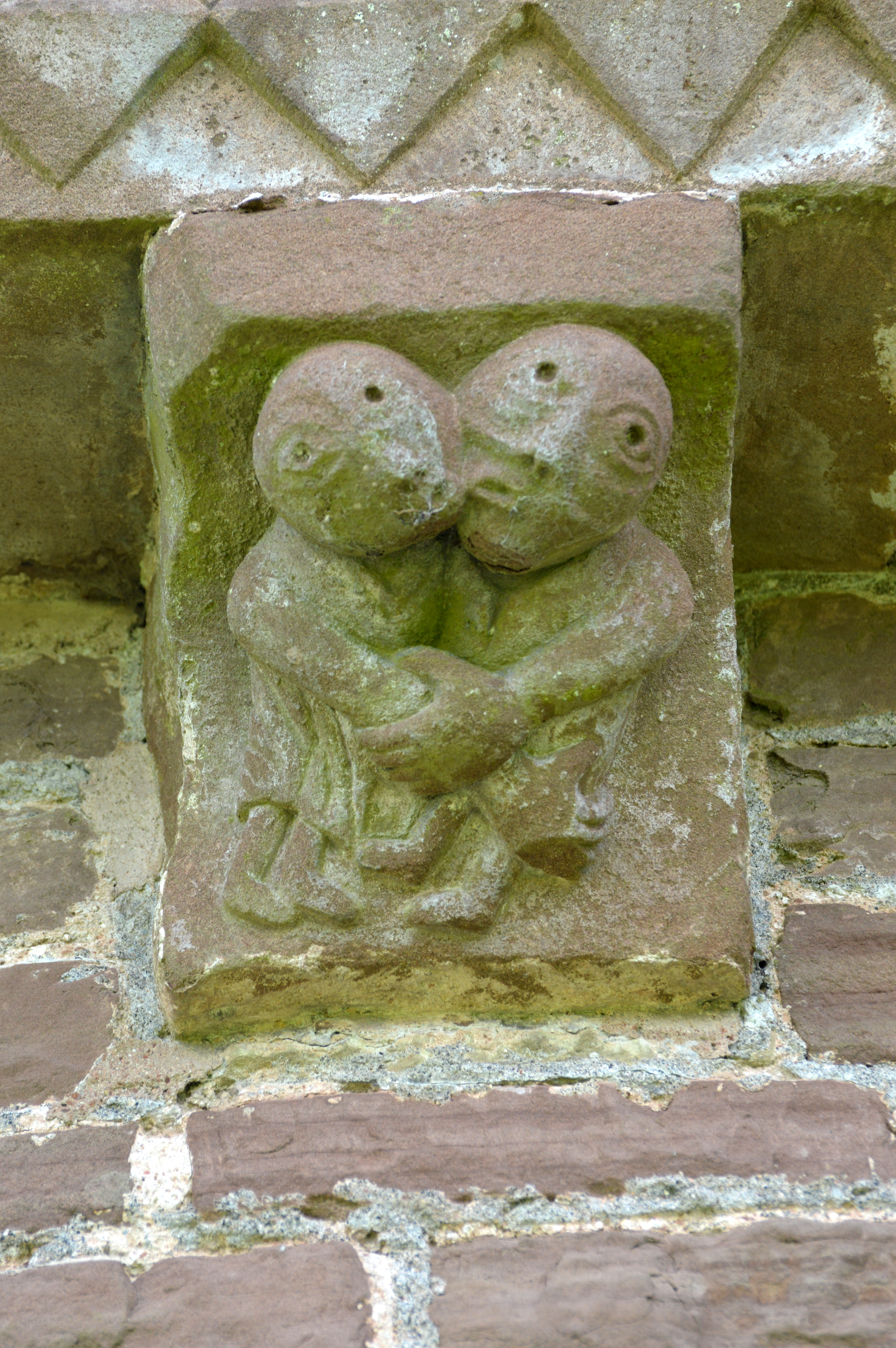
Kilpeck
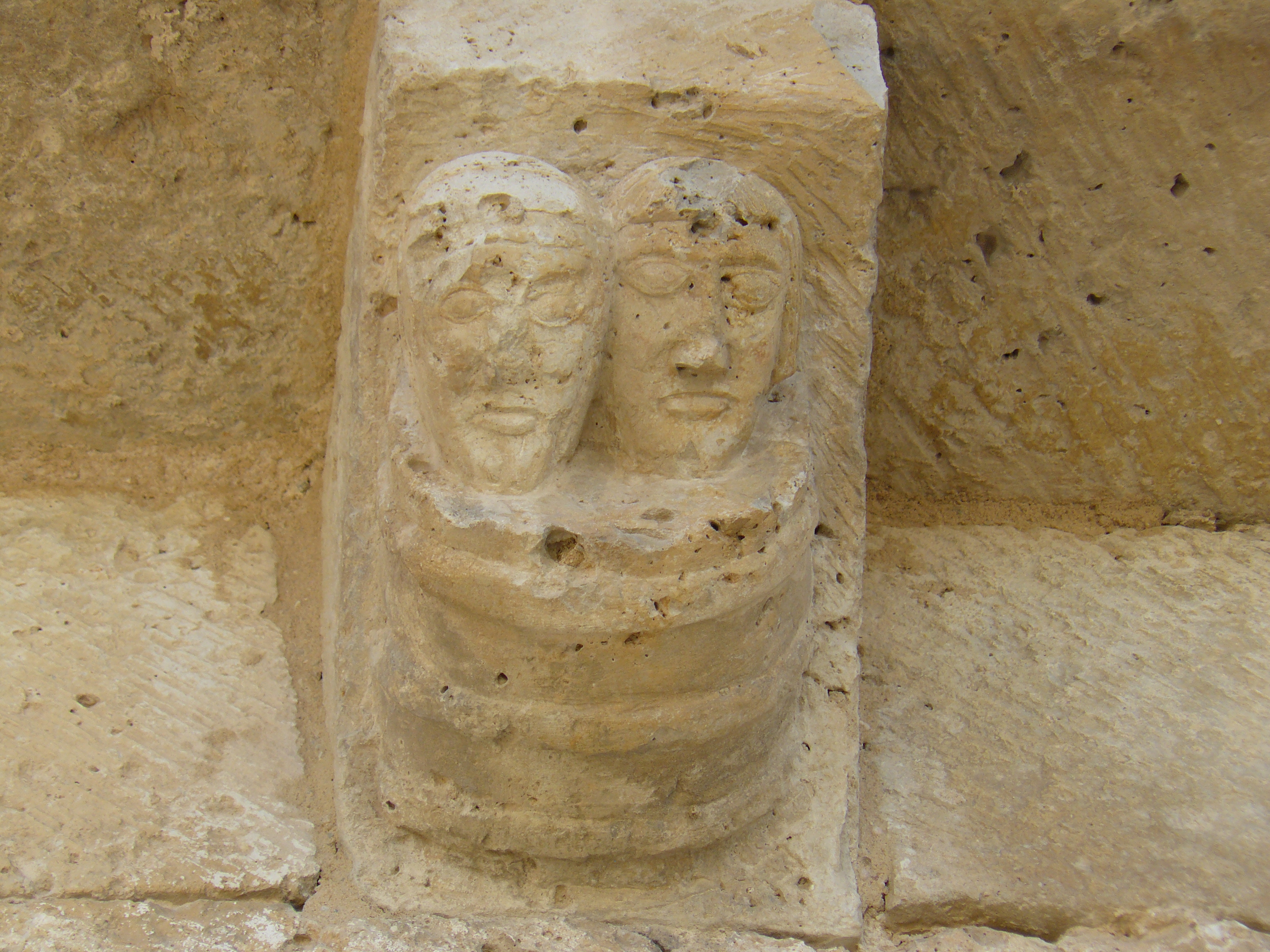
Bahabón de Esgueva
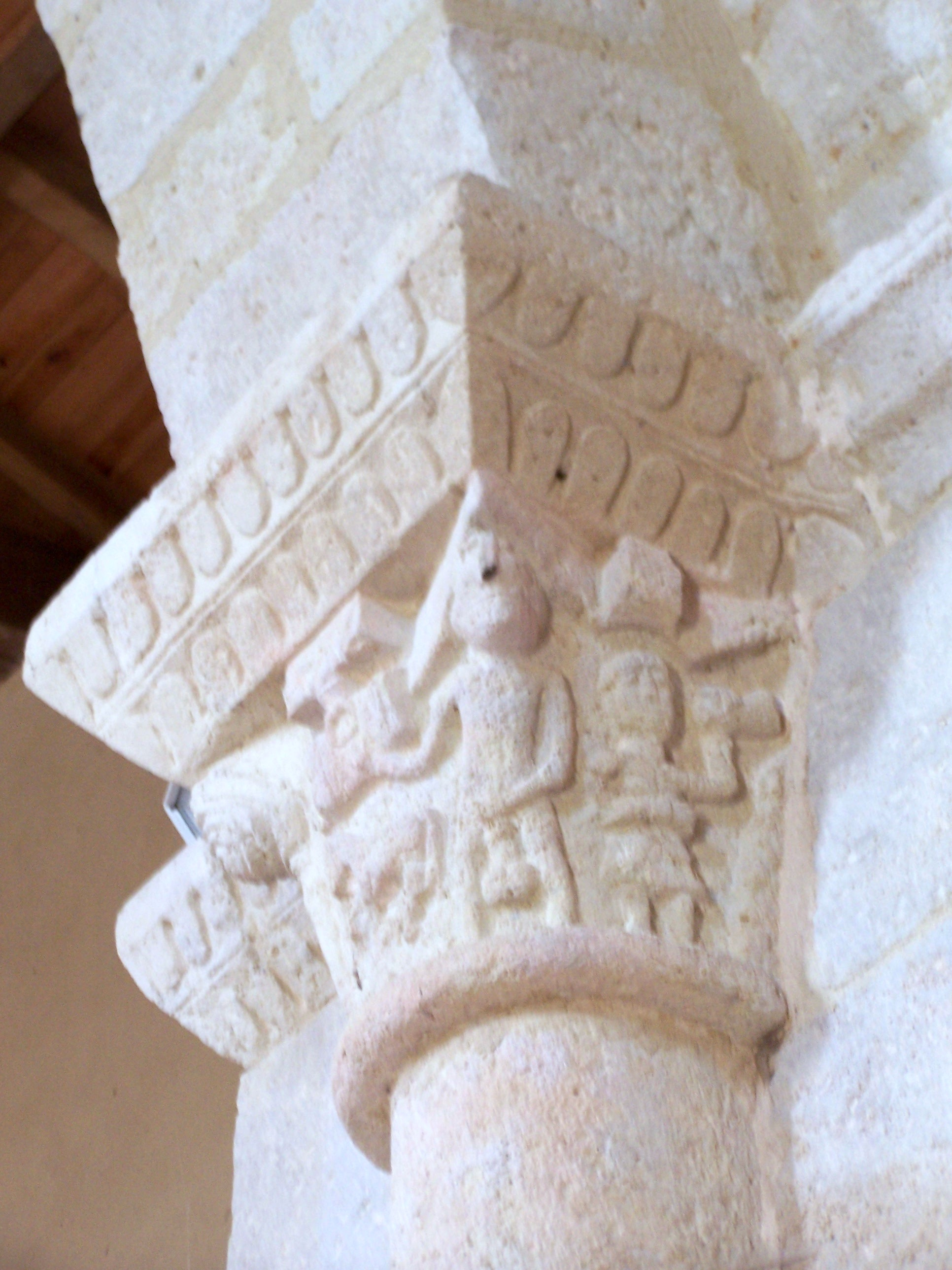
Pondaurat
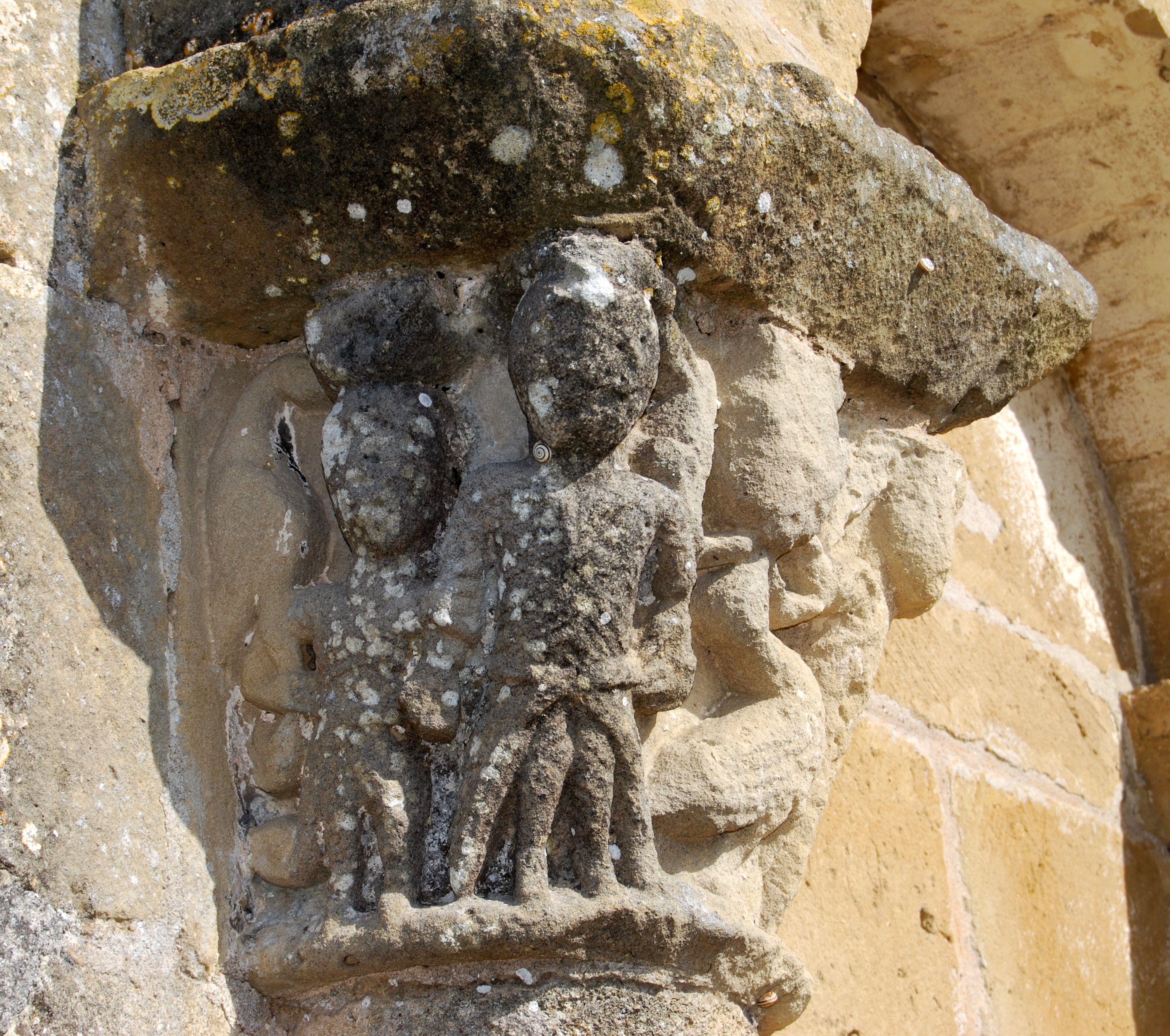
Saint-Martin-de-Sescas

- Un second type d'imagerie consiste à incorporer la sodomie à la liste traditionnelle des péchés capitaux. L'exemple le plus connu est celui de la grande frise de la cathédrale de Lincoln au Royaume-Uni. Les trois premières fresques présentent de gauche à droite : Luxure (Luxuria) ; Sodomie (Sodimita libido) ; Avarice (Avarita).

• La Luxure : On voit un homme et une femme nus. Ils sont face à face et la femme est agrippée à un anneau d'enchainement par la main gauche, à l'homme par la main droite. Entre eux, un démon les tourmente de ses mains et des serpents sont en train de leur mordre les sexes.
• La Sodomie : Un démon quadrumane a saisi les deux hommes par la chevelure de deux de ses mains et caresse le phallus de l'un et la fesse de l'autre avec ses deux autres mains.
• L'Avarice : Un avare nu, sa bourse autour du cou, est tourmenté par des démons et des serpents.
• Les tourments des pécheurs en Enfer.
• Et finalement, le Christ délivrant les âmes de la gueule de l'Enfer.
- Un troisième genre s'est développé quand le commanditaire demandait de ne faire figurer qu'un seul personnage représentant l'homosexuel. Il y avait une codification identitaire qui permettait d'y reconnaitre le sodomite. Le plus largement diffusé de ces stéréotypes à l'époque romane était L'homme à la tête à l'envers ou Homo invertis. Le sujet, de sexe masculin, est accroupi et expose son postérieur tout en pivotant sa tête de 180° en arrière. Parfois l'homme est vêtu, mais le plus souvent il est nu. Il y a également une gestuelle qui est souvent associée, orientée vers l'analité. L'homme indique son anus avec ses doigts ou il écarte ses fesses avec ses mains.

Homo invertis typiques
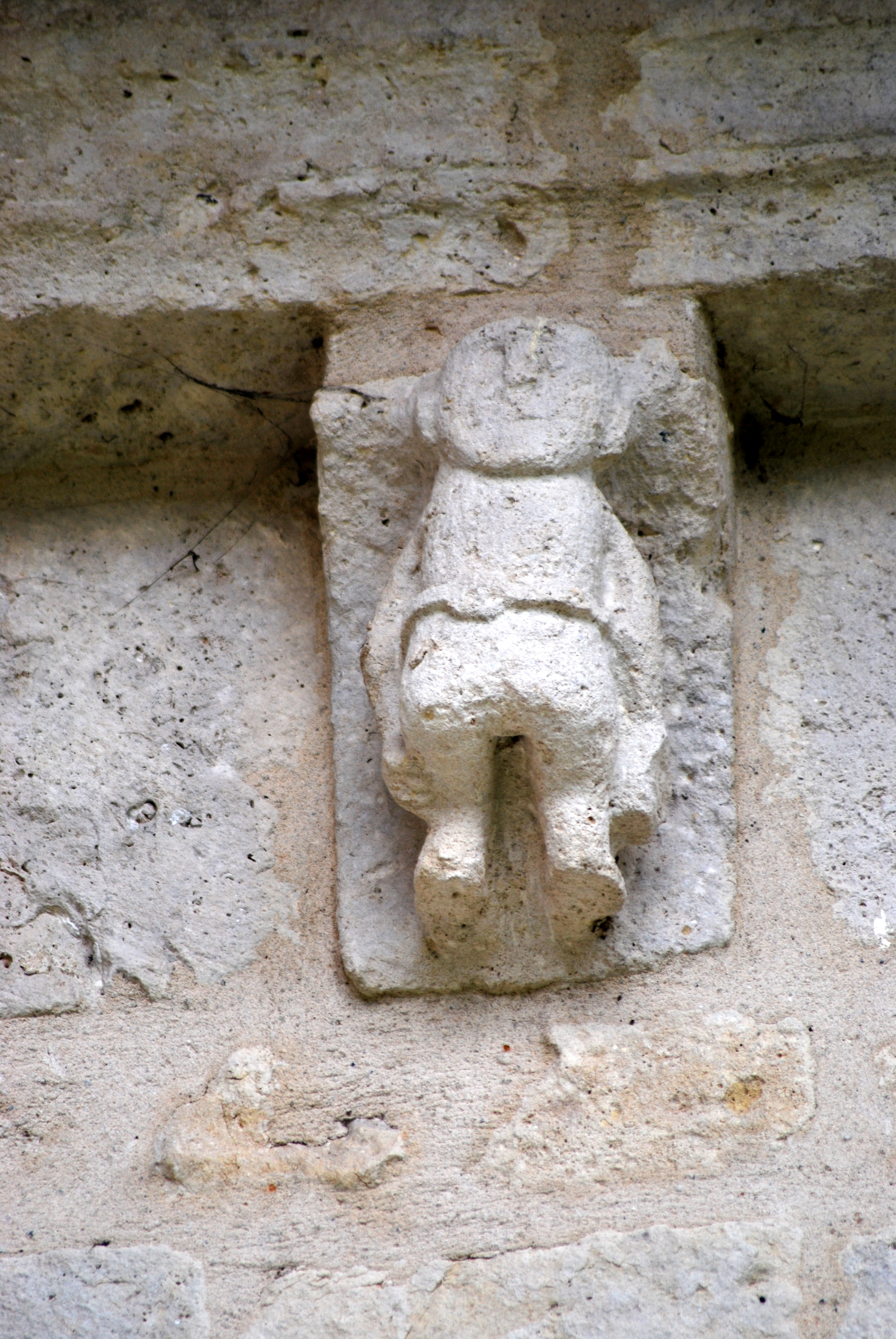
Saint-Morillon
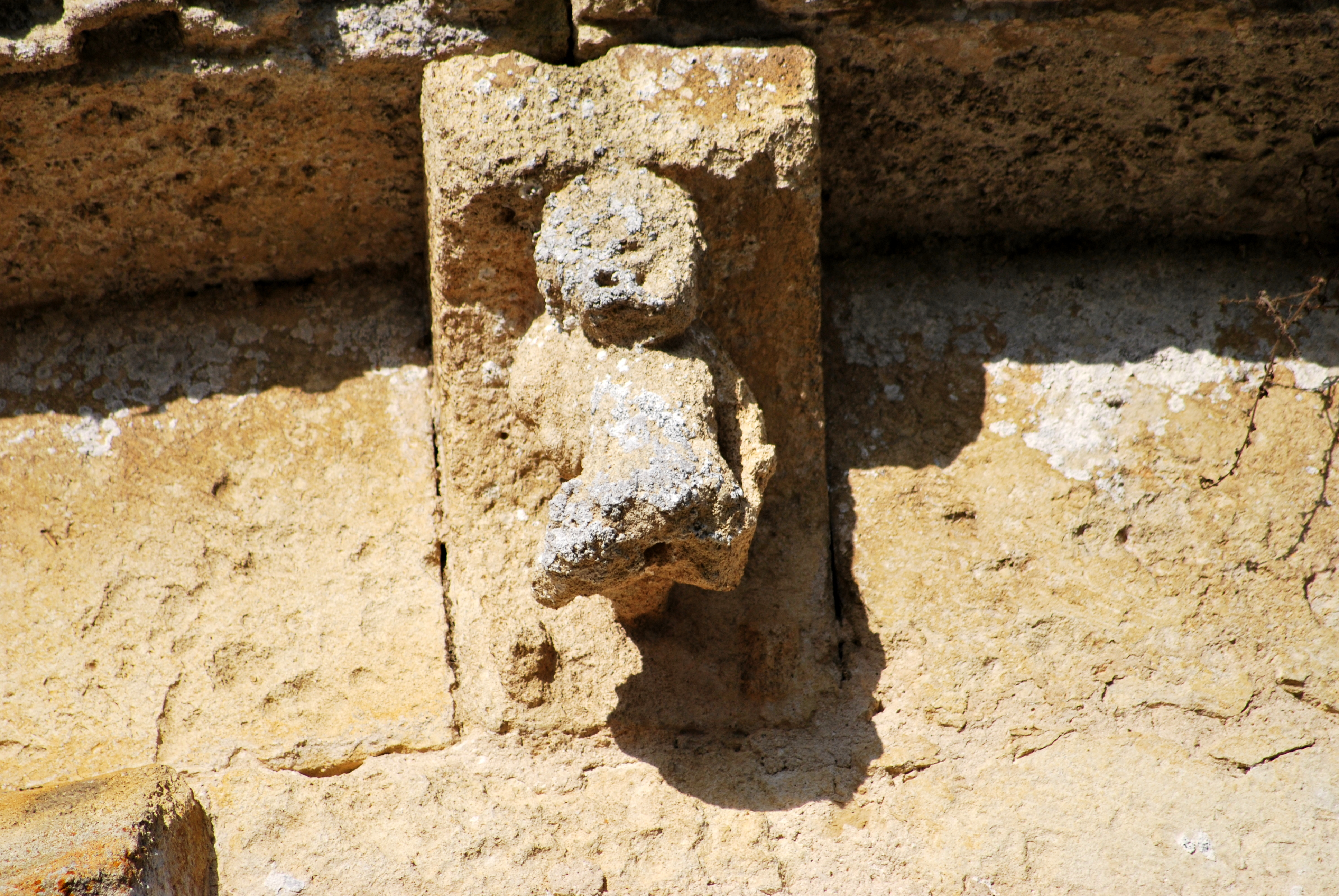
St Pierre de Bats
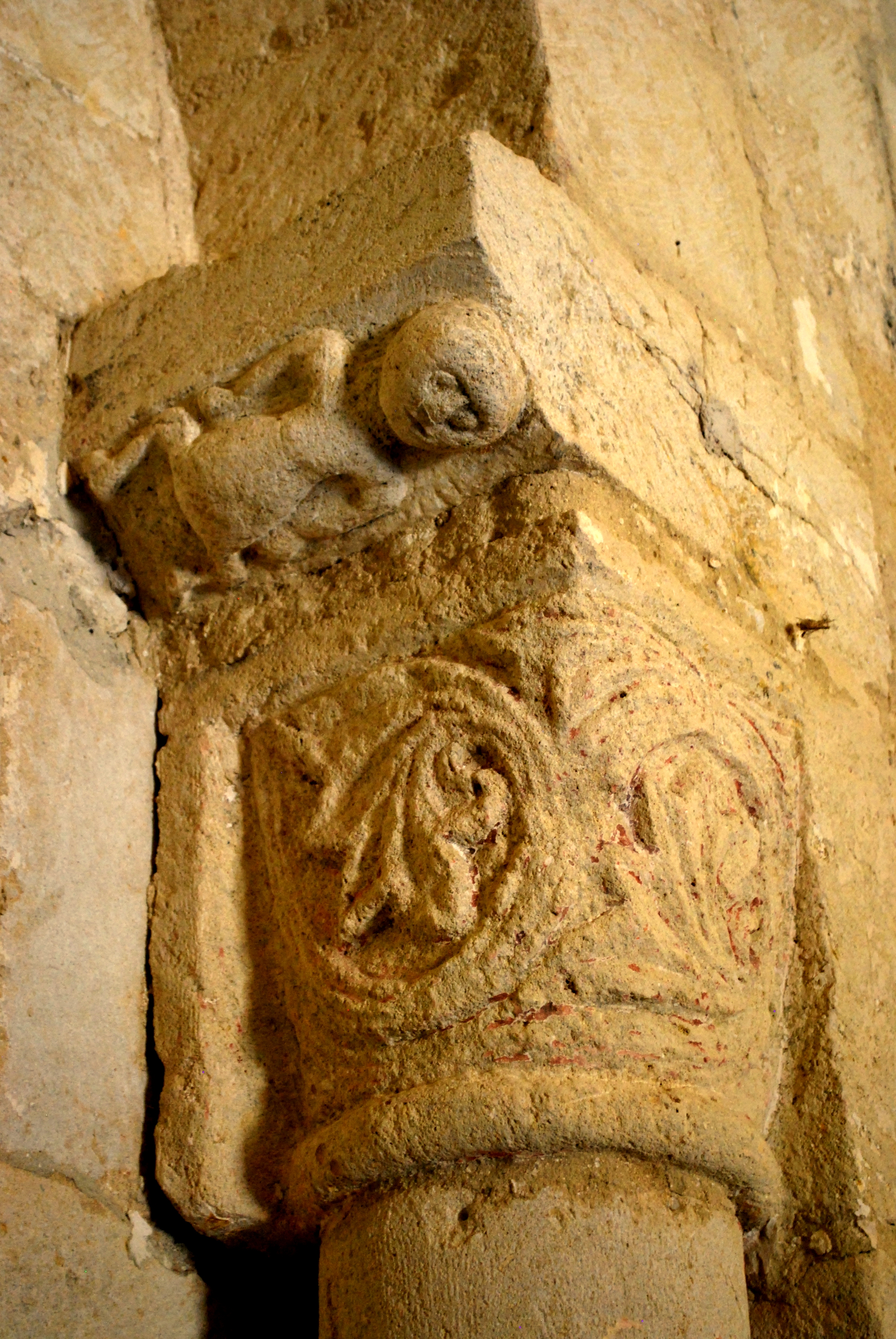
Parsac

C'est l'image d'un homme « inverti » qui est interprétée comme la condamnation de l'homosexualité ou de la sodomie (Bougoux). Mais, au Moyen Âge, le terme de sodomie tend à qualifier tous les comportements sexuels non reproductifs : soit, outre le sens moderne de coït anal, la masturbation, la fellation, le cunnilingus, la zoophilie ou encore le coït interrompu. Toutes ces pratiques sont fermement condamnées par l’Église, à la suite des développements théoriques de penseurs comme saint Augustin ou saint Thomas d'Aquin.

#### Ceinturon et médaillon
Un détail vestimentaire, si fréquent qu'il doit avoir désigné un signe d’appartenance identitaire, est le ceinturon avec une boucle dorsale en forme de médaillon. La forme du médaillon varie beaucoup : disque plat, patère, annulaire, plat à fruits, etc. Il rappelle la rondelle que portaient certaines prostituées sur le nombril, au-dessus du pubis. On trouve ce détail vestimentaire dans les miniatures de certains manuscrits, tels que l'Apocalypse de Lambeth (Londres, 1260) et l'Apocalypse de Trinity College (Cambridge, 1250), ou la Grande prostituée de Babylone, assise sur la bête à sept têtes et dix cornes, porte le ceinturon et le médaillon. On a un rapprochement vestimentaire symbolique et intentionnel entre deux catégories de pécheurs, la prostituée qui le porte devant et le catamite qui le porte derrière.

Ceinturon et médaillon dorsal
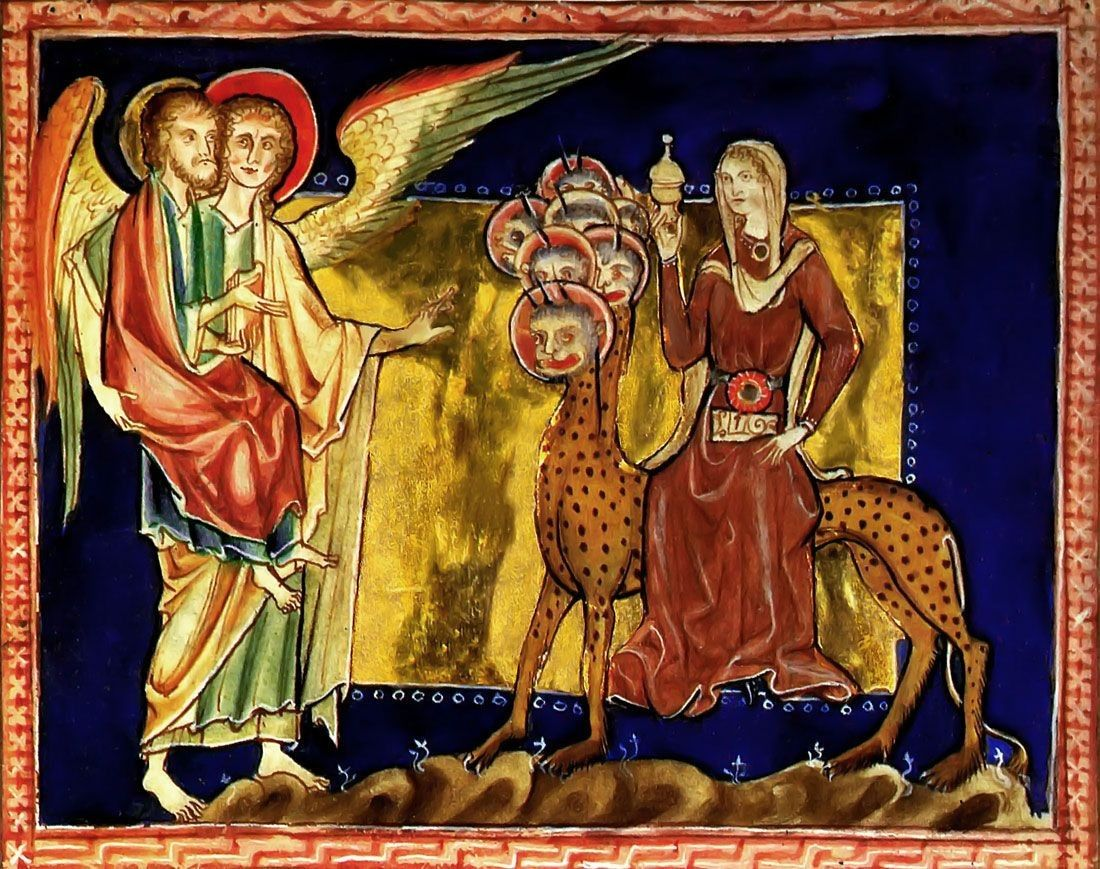
La Grande prostituée Apocalypse de Lambeth
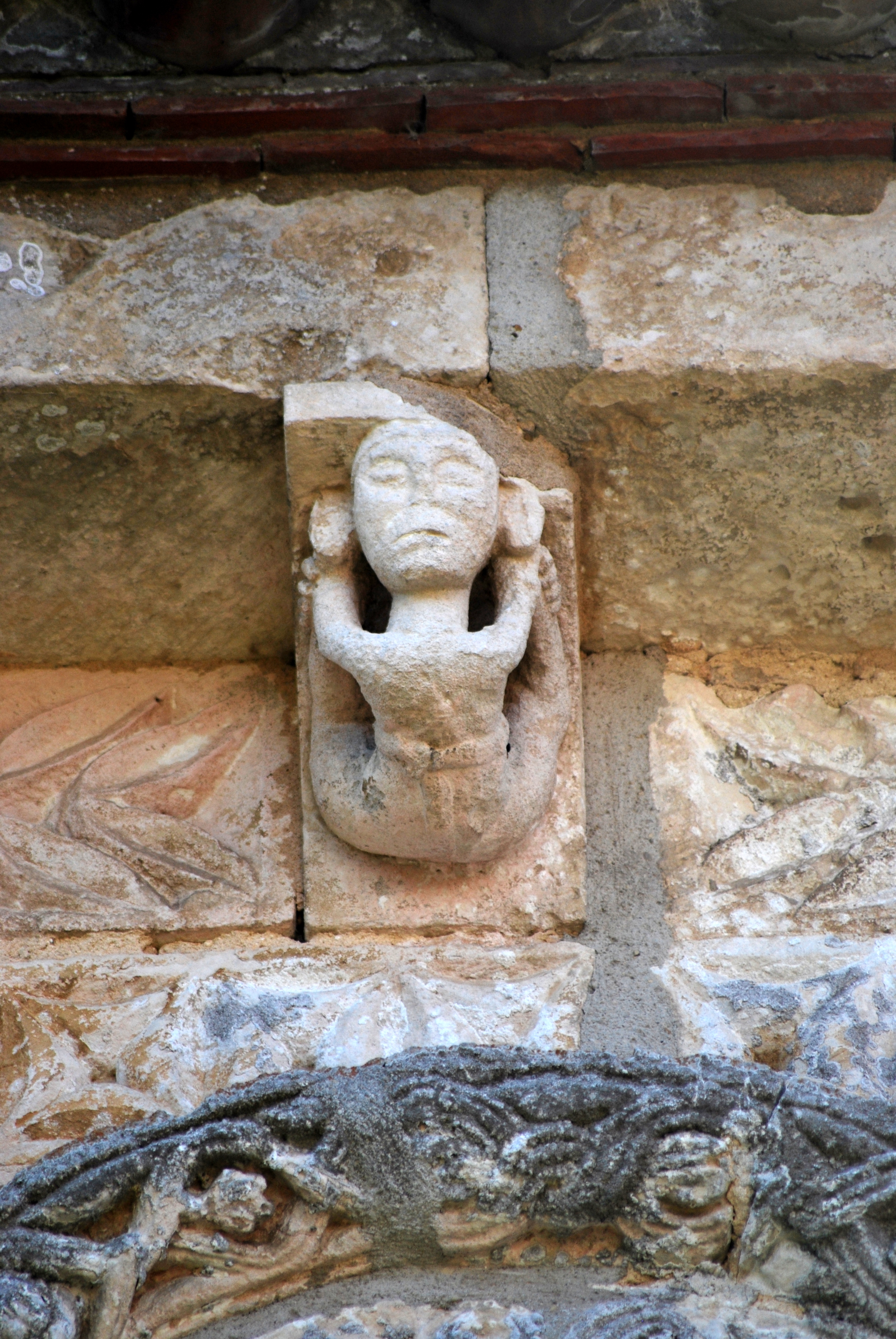
Rioux Charente-Maritime
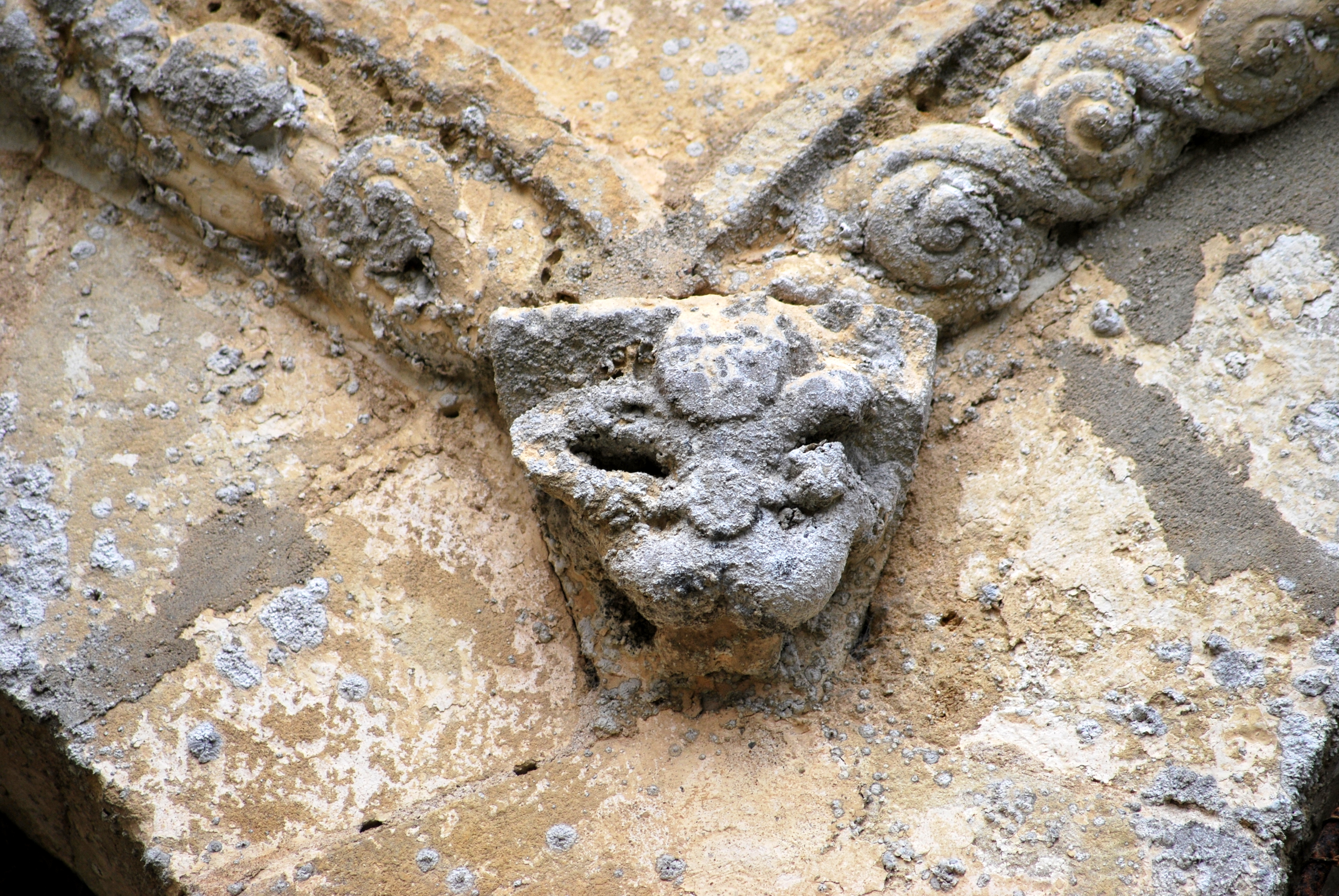
Paillet Gironde
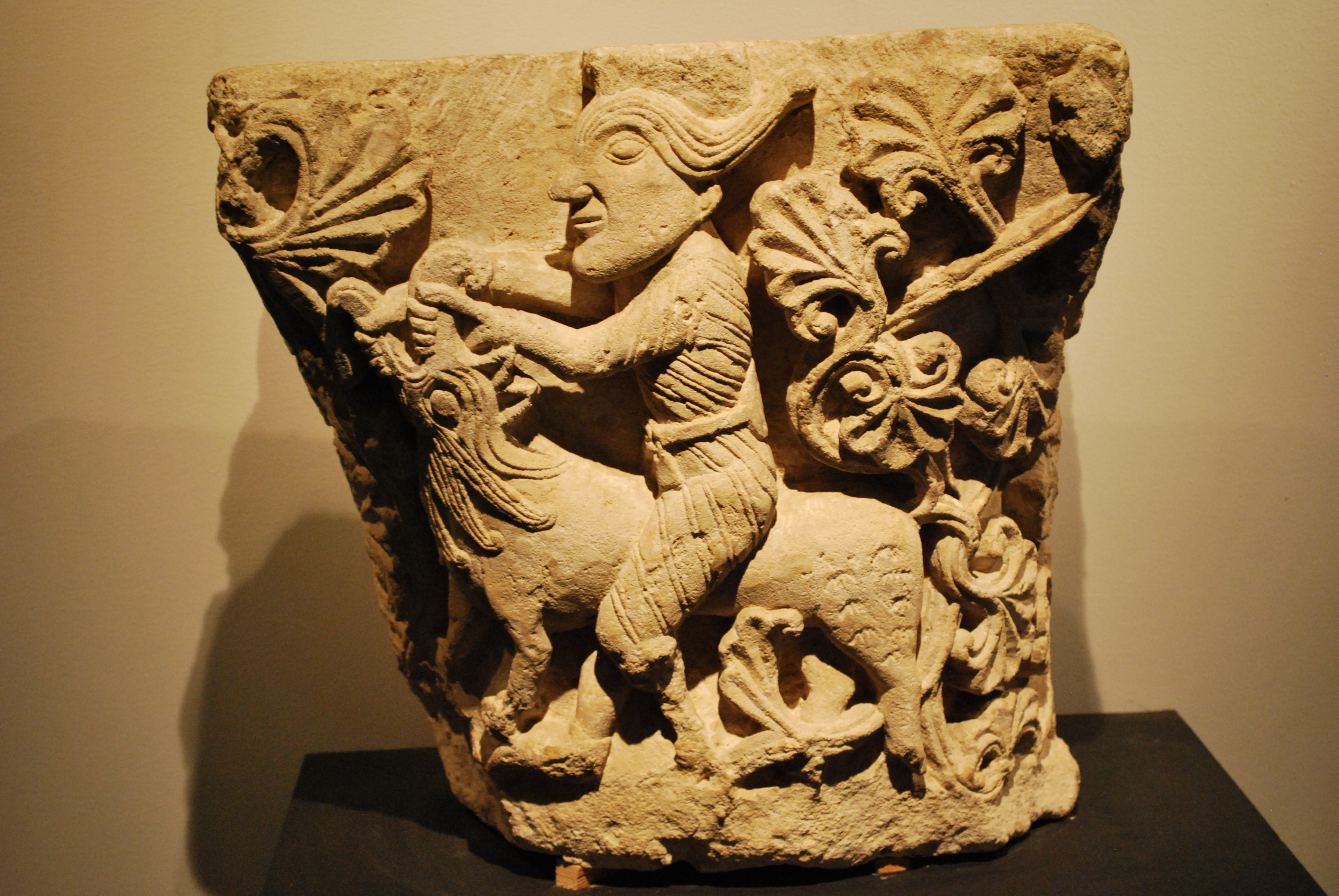
La Brède Gironde

Le ceinturon avec boucle dorsale est également porté par des personnages dont la moralité est suspecte, comme des danseurs et acrobates, des barbus trop bien habillés, des lutteurs se prenant la barbe. Il semble que tous ceux que nous trouvons vêtus de ce type de ceinturon soient des pécheurs.
- L'origine de la rotation de la tête à 180° n'est pas connu avec certitude, mais il y a plusieurs sources plausibles :

- La première est tout simplement une récréation, à partir de modèles carnavalesques, des périodes, très paillardes, dites du Monde à l'envers où tous les ordres sociaux sont inversés. On peut imaginer, pour mimer ces mâles avec la pulsion sexuelle « à l'envers », que les participants se soient amusés à porter des masques sur la nuque, la boucle du prostituée sur le dos et l'anus exposé.
- Une deuxième source possible est la littérature classique, comme les androgynes de Platon, qui étaient mâles par devant et femelles par derrière. En plus, ils possédaient un cou orbiculaire et donc amovible.
- Une troisième source est la littérature de l'époque. Dante, qui puisait dans les récits populaires dans l'Enfer de la Divine Comédie rencontra Tirésias, parangon des androgynes terrestres : il marchait à rebours, la tête à l'envers, comme les magiciens du huitième cercle. Et quand Dante décrit les sodomites, ceux-ci se groupaient par trois en une roue tournante telle que leur cou faisait un voyage opposé à leurs pieds.
- Une variation tardive de l'homme inverti est celle où un masque de démon, souvent énorme aux joues gonflées, engoule la tête et parfois le buste de l'homme accroupi. La représentation exprime à la fois la vie présente par ce tentateur en train d'engouler sa victime corrompue et le devenir du pécheur par la gueule de l'Enfer où l'imprudent finira par être plongé, comme à l'église Notre-Dame de Thiviers (Dordogne), à l'abbaye de Saint-Ferme, ou à l'église Saint-Saturnin de Blaignac (Gironde).

Abbaye de Saint-Ferme
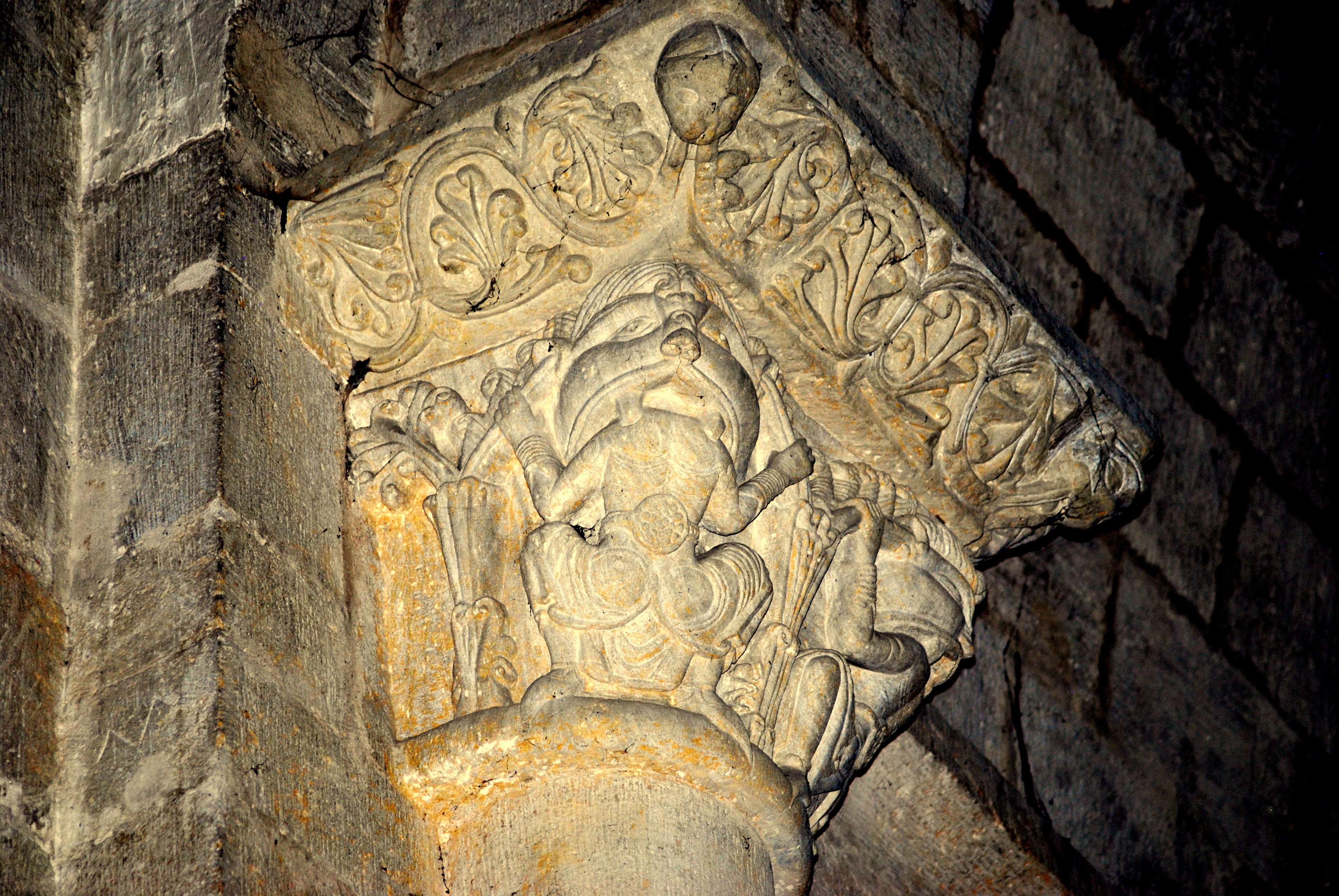
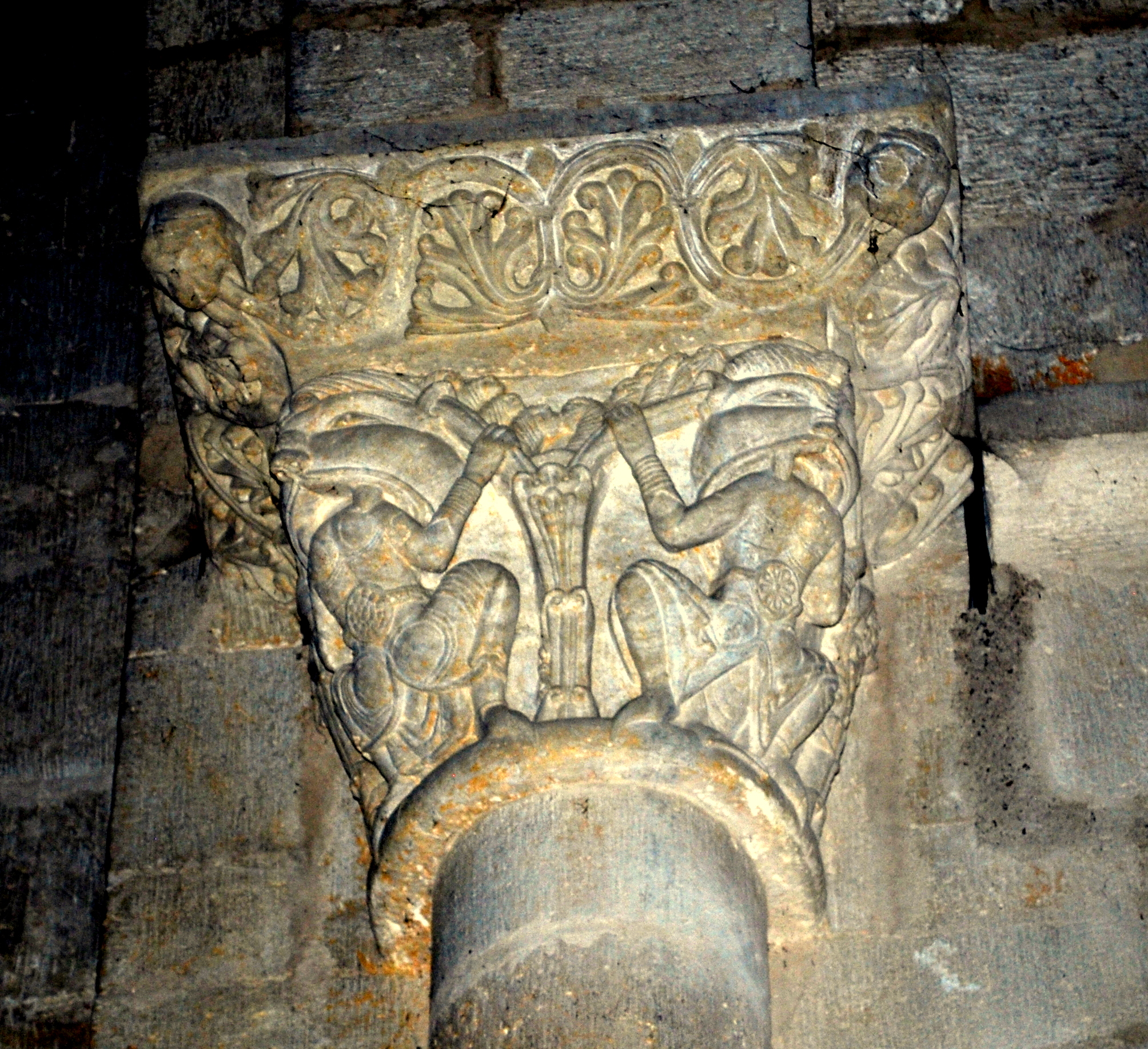
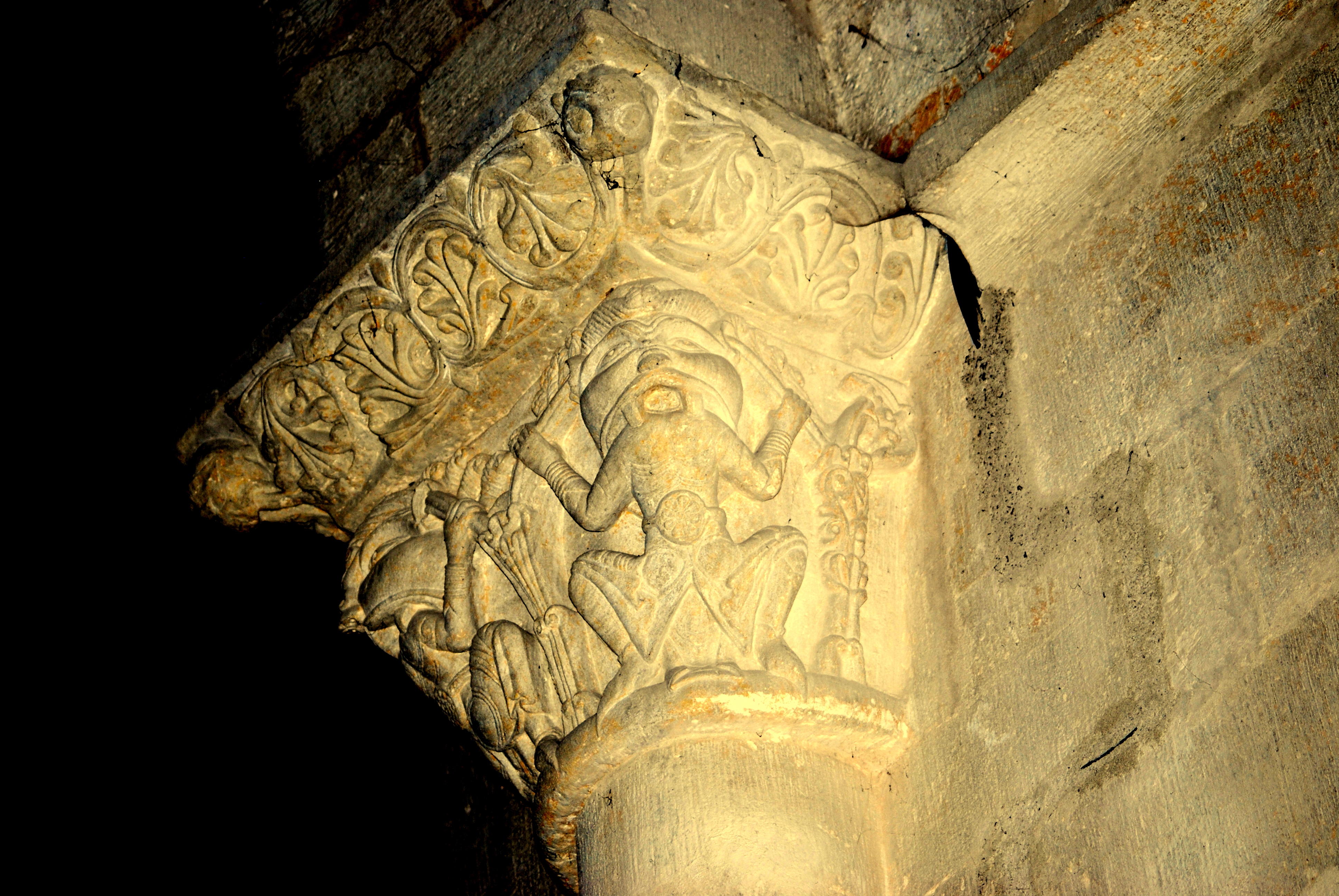

Église Saint-Saturnin de Blaignac
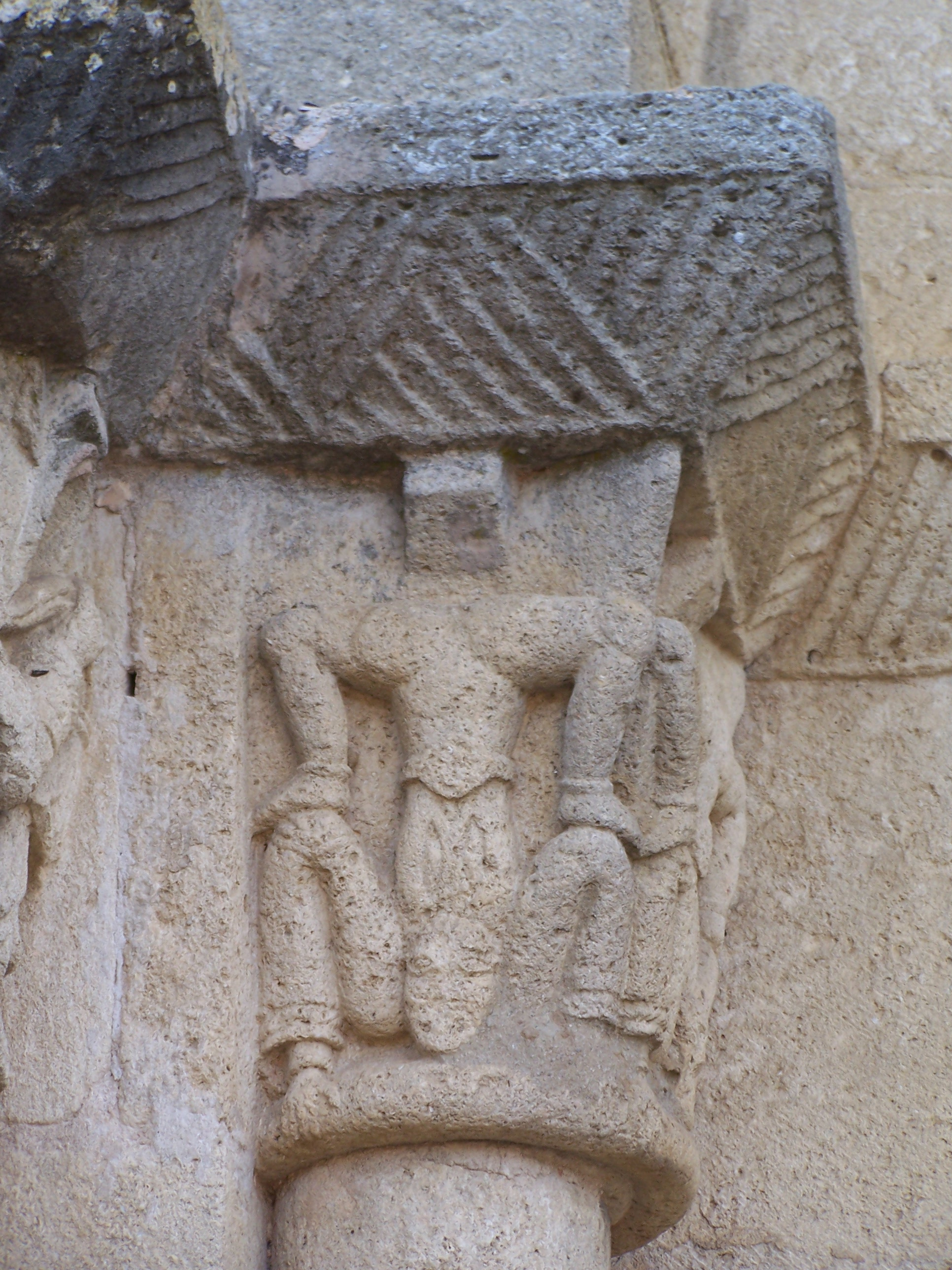
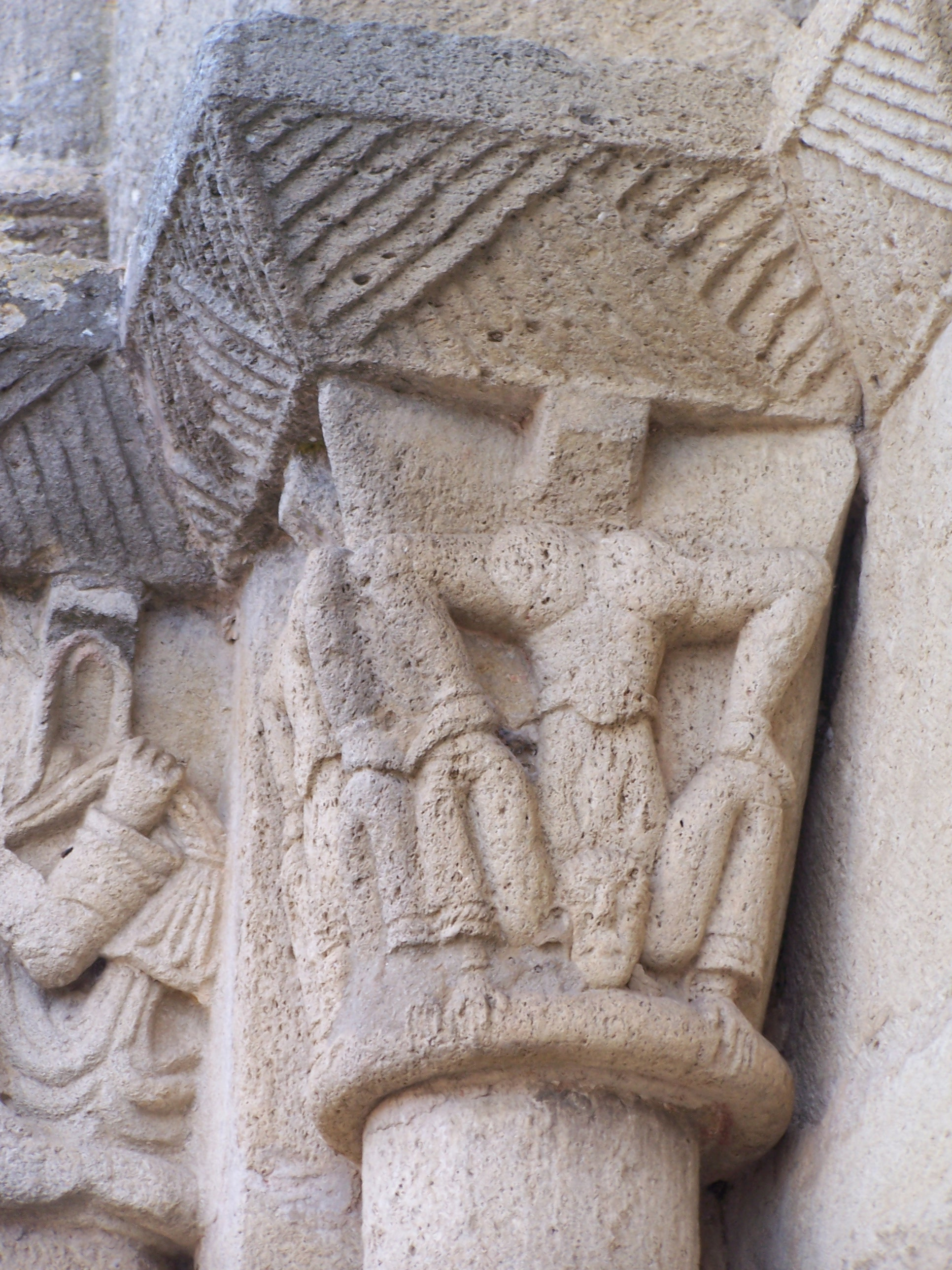

On peut se demander pourquoi l'iconographie romane faisait une si grande part à un péché que l'on ne nomme pas. C'est Brunetto Latini (1220-1294) qui donne une réponse à la question posée par Dante et Virgile dans l'Enfer : « Qui sont ces sodomites, ces compagnons d'infortune du septième cercle ? Sache, en un mot, qu'ils furent tous clercs et grands lettrés de grand renom. »

#### L’exhibitionniste génital
Presque toutes les églises romanes qui ont gardé les modillons originels possèdent des exemples d'exhibitionniste génital. La fréquence des exhibitionnistes masculins est légèrement plus importante que celle des exhibitionnistes féminines.
Exhibitionnisme génital masculin
- Il y a quatre cas de figure de l'homme ithyphallique qui sont fréquents :
  - L'homme, nu, tient son phallus avec une ou deux mains. C'est probablement une dénonciation de la masturbation.
  - L'homme est simplement en érection. On peut sans doute voir là l'influence de saint Augustin, qui voyait dans l'érection une œuvre de Satan : c'est par là que le Péché originel est transmis de génération en génération.
  - Seuls sont représentés le phallus et les testicules.
  - L'homme est représenté par un animal (ours ou singe) capable de se dresser sur ses pattes postérieures. L'animal est ithyphallique. Le singe symbolise la violence incontrôlée et la cruauté qui existent en chaque homme. Vivant dans des grottes, l'ours semble issu des entrailles infernales de la terre, c'est une créature maléfique.

Parmi les modillons de joueurs de vièle, l'homme est souvent ithyphallique, pour montrer la relation entre la musique profane ou parfois la danse et le péché de chair. Certains hommes ithyphalliques ont le scrotum encore plus disproportionné que le pénis. Le jeu de mots sur le terme latin scrotum qui désigne également une bourse d'argent peut indiquer qu'il peut aussi s'agir d'une représentation de l'Avarice (Weir).
Davy insiste sur le fait qu'un symbole phallique n'est pas forcément sexuel mais évoque une énergie régénératrice même porté par un animal (taureau, âne, monstre) ou suggéré par un outil, une arme. Nous sommes toujours dans l'interprétation à plusieurs niveaux.

La masturbation
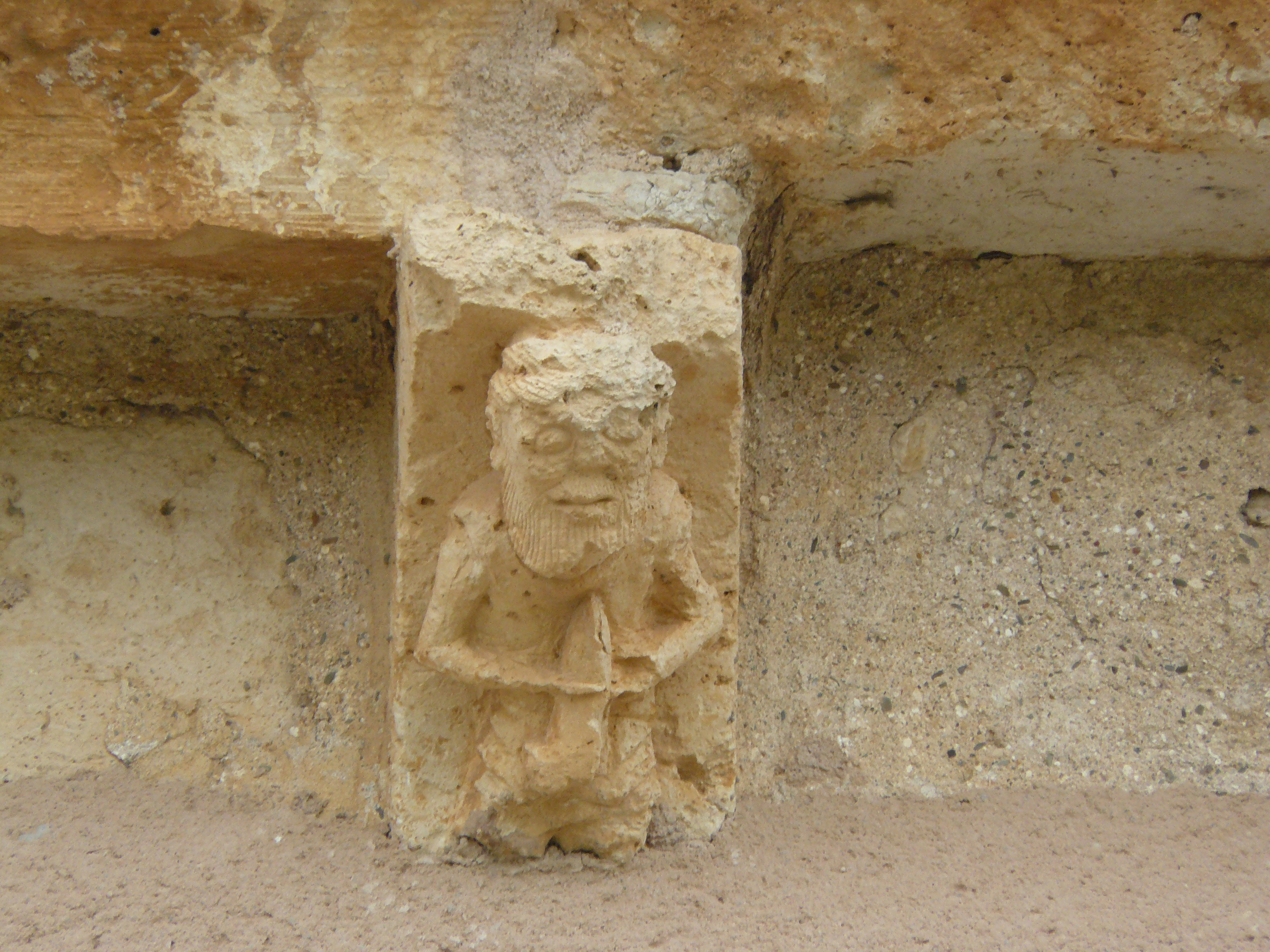
Aldealengua de San Maria, Espagne
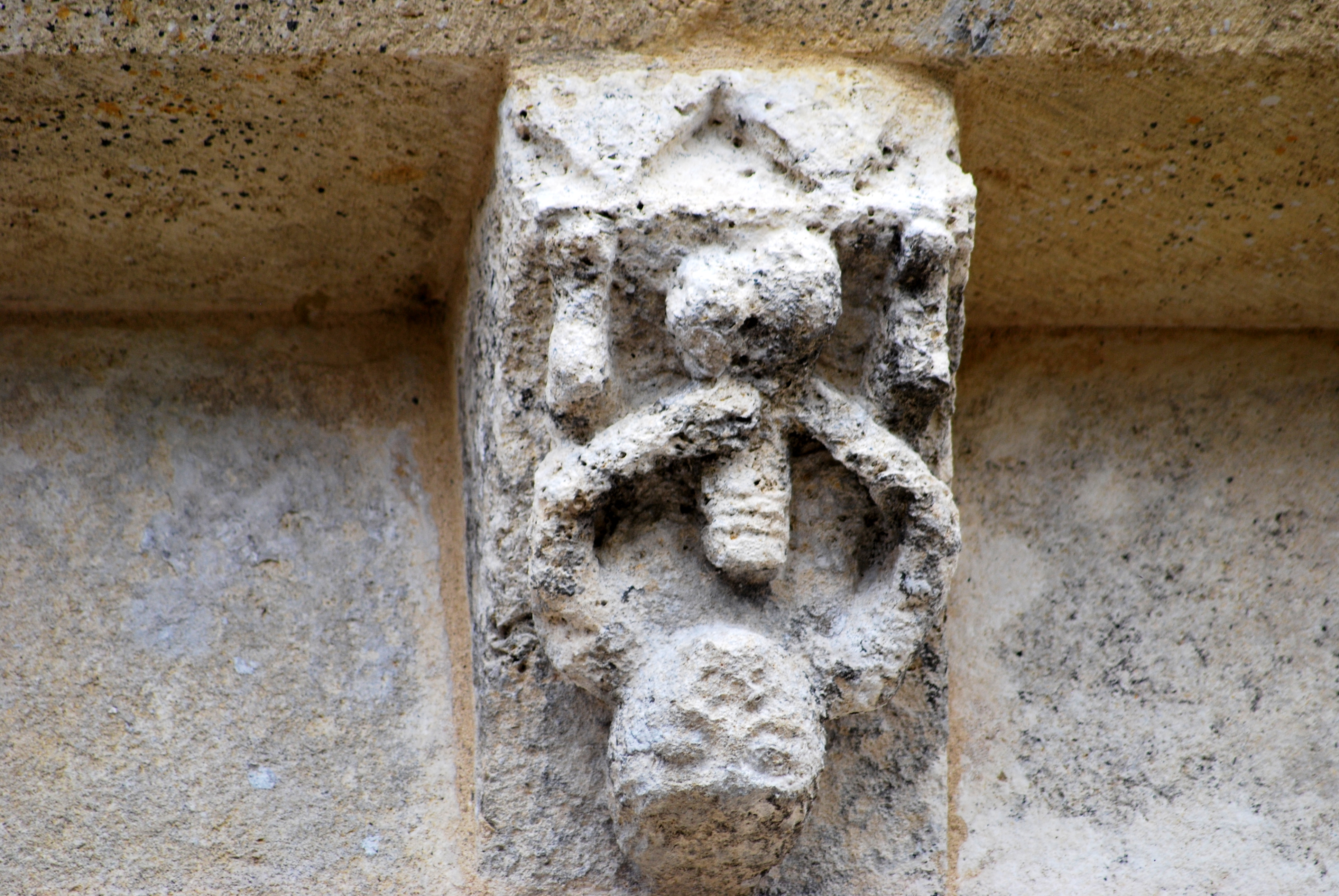
Lugaignac, Gironde
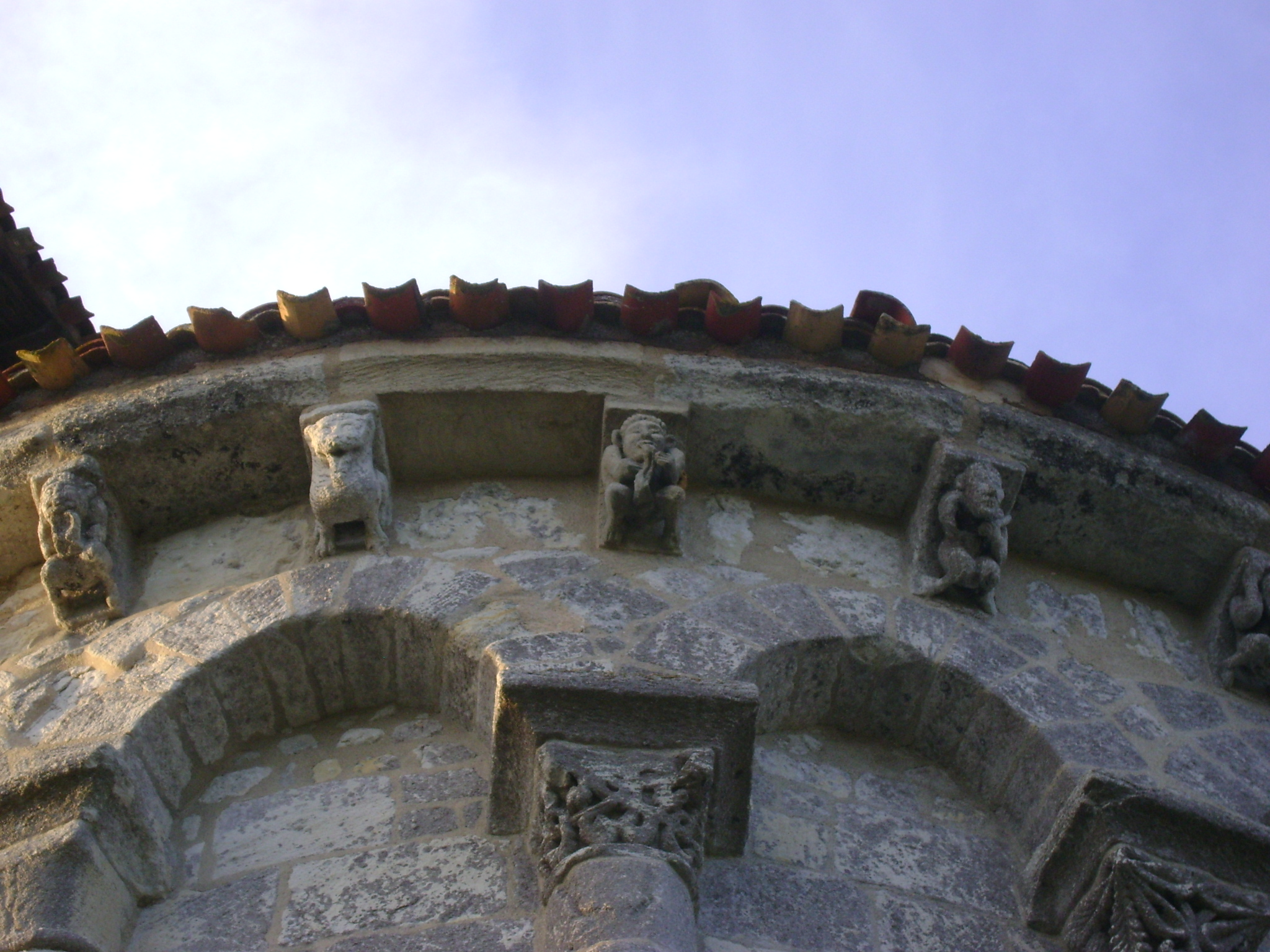
Conzac, Saint-Aulais-la-Chapelle, Charente
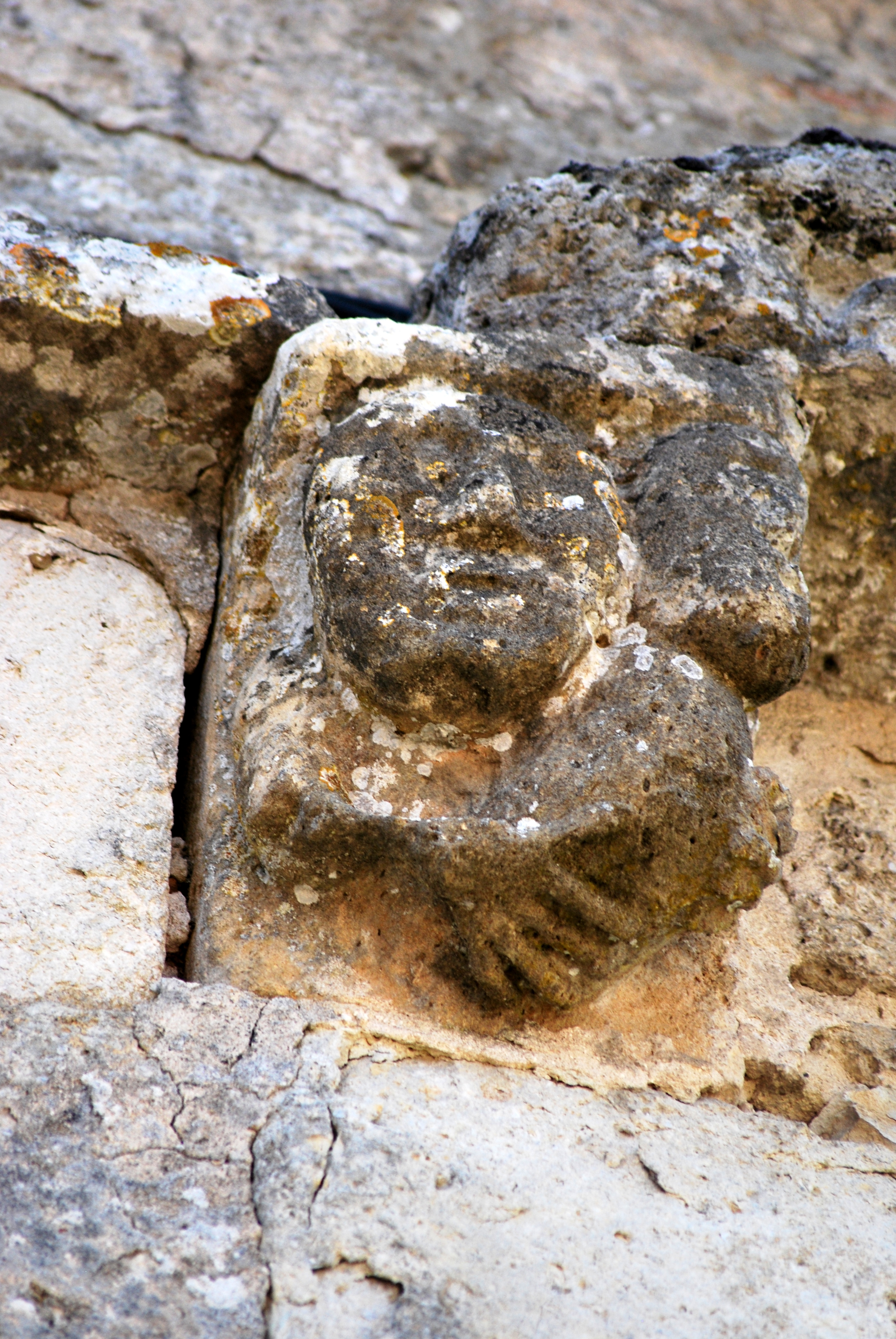
Massugas, Gironde
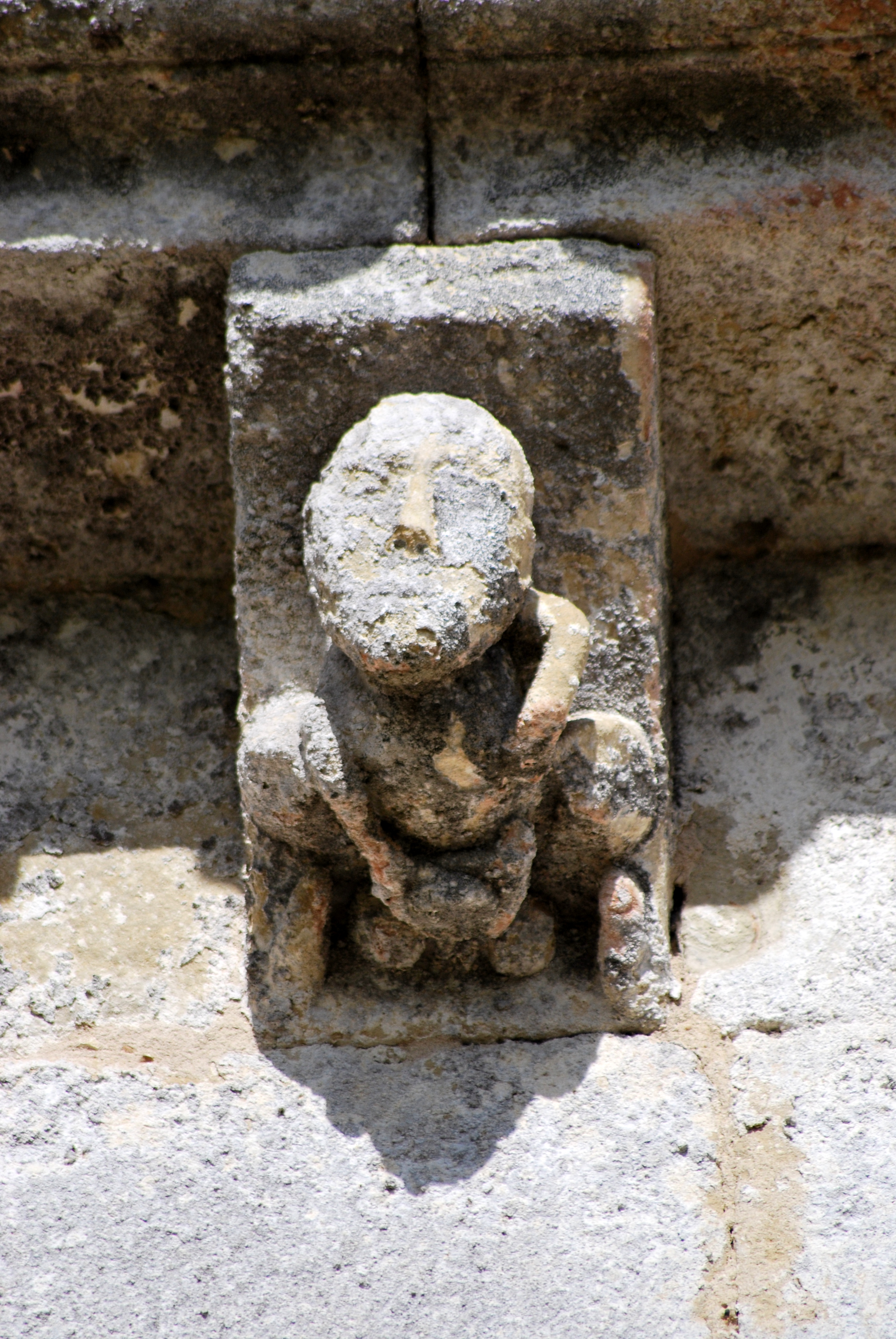
Saint-Martin-de-Sescas, Gironde
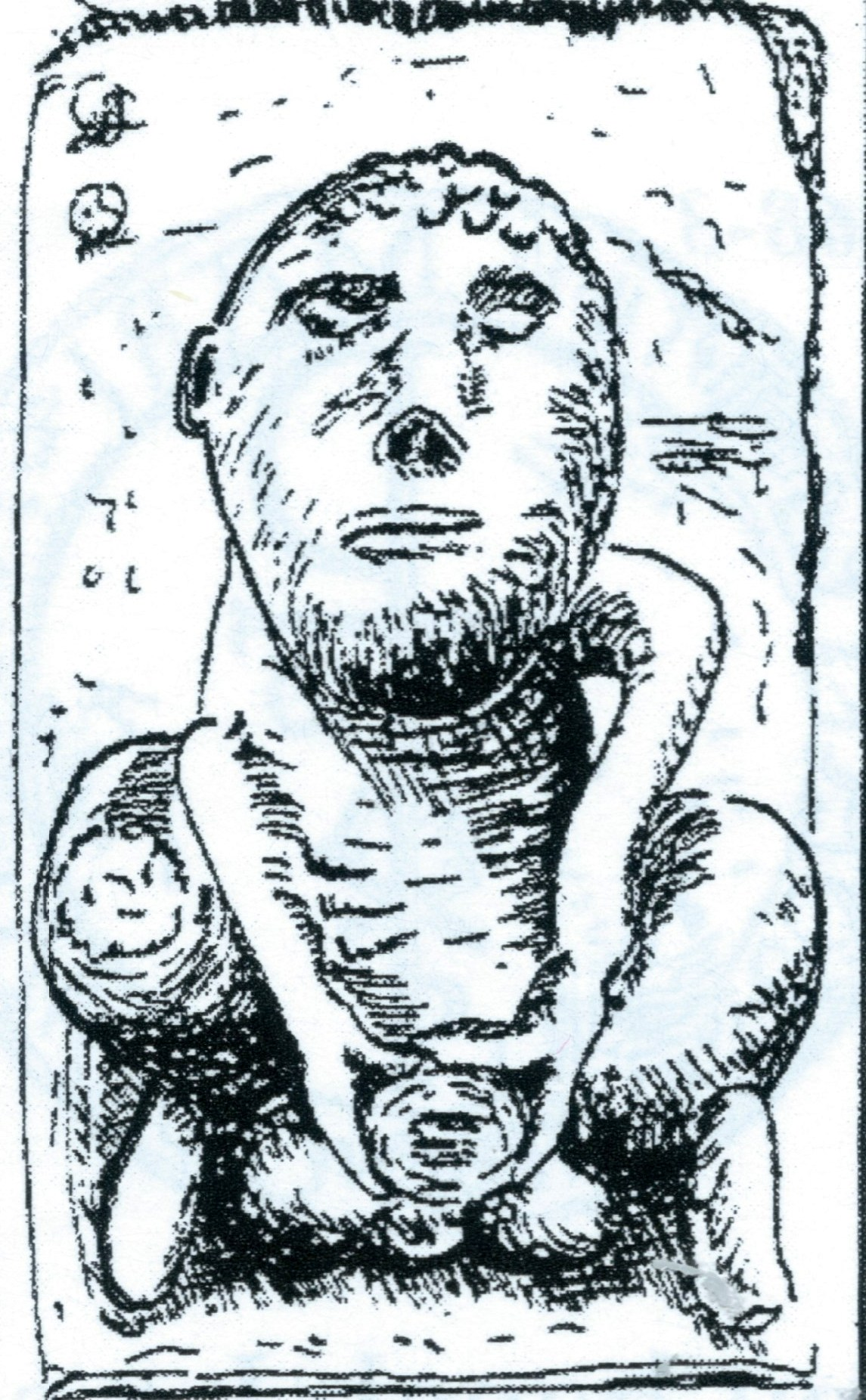
Dessin de Léo Drouyn, Saint-Martin-de-Sescas, Gironde

L'homme ithyphallique
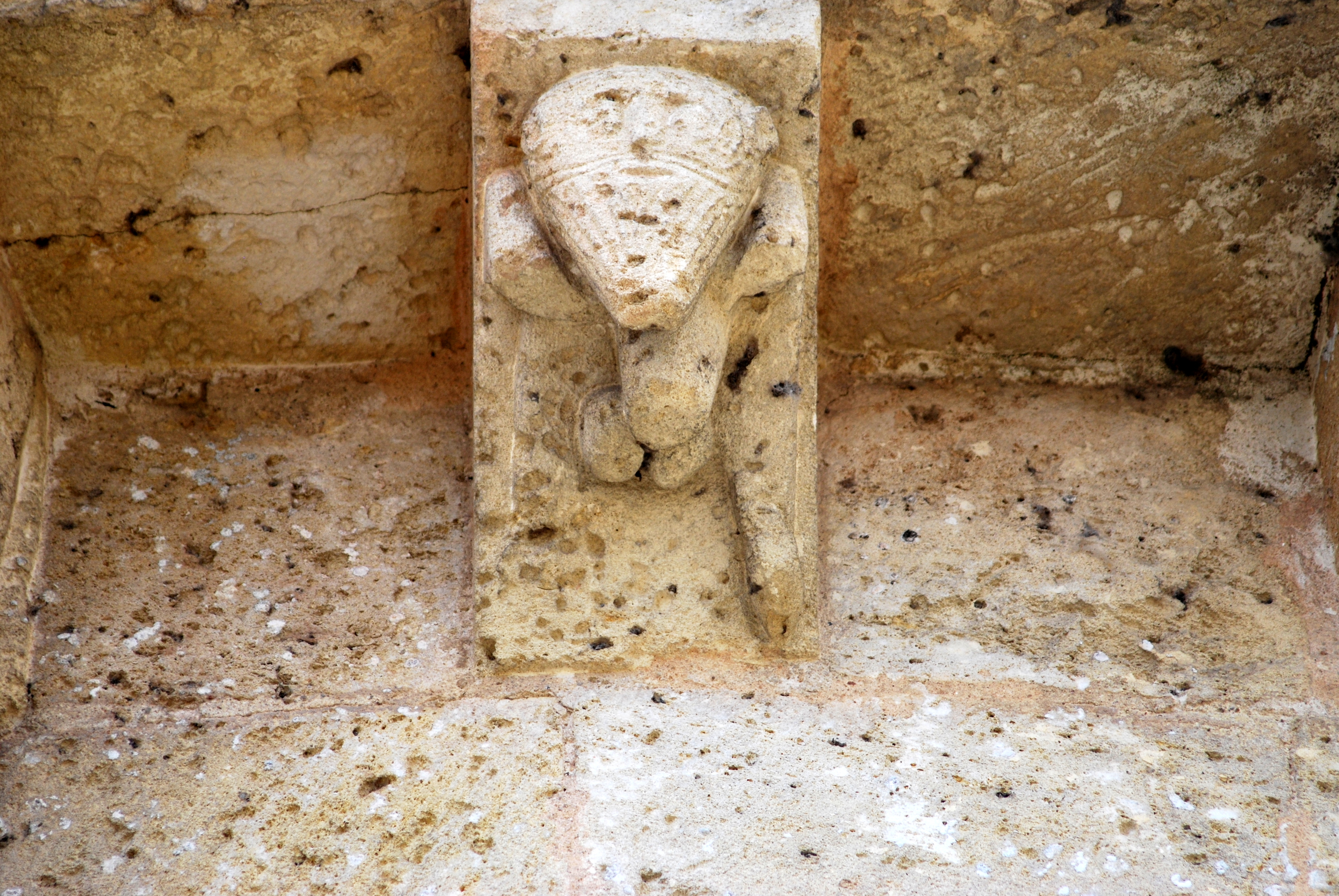
Izon, Gironde
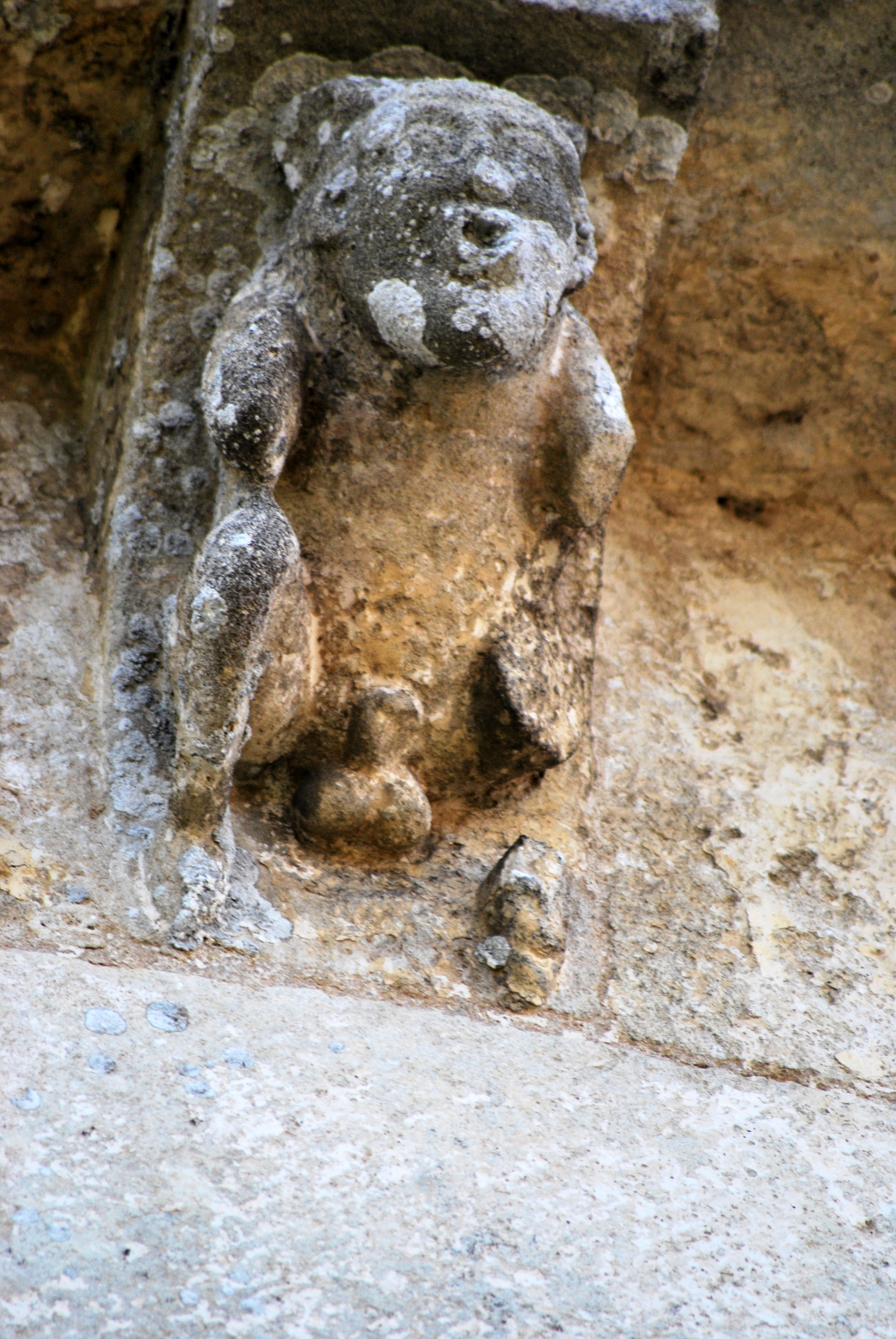
Bouliac, Gironde
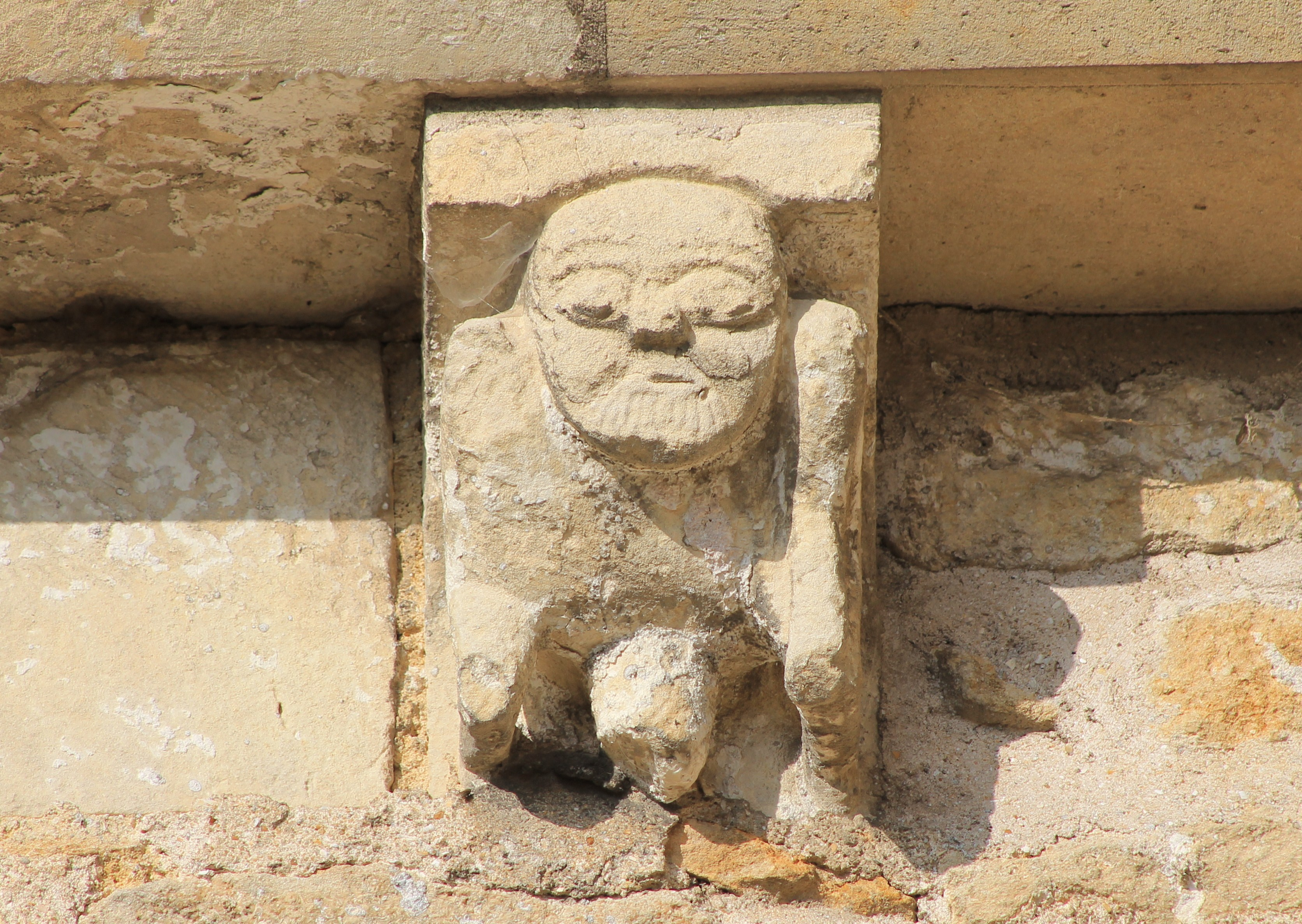
Cambes-en-Plaine, Calvados
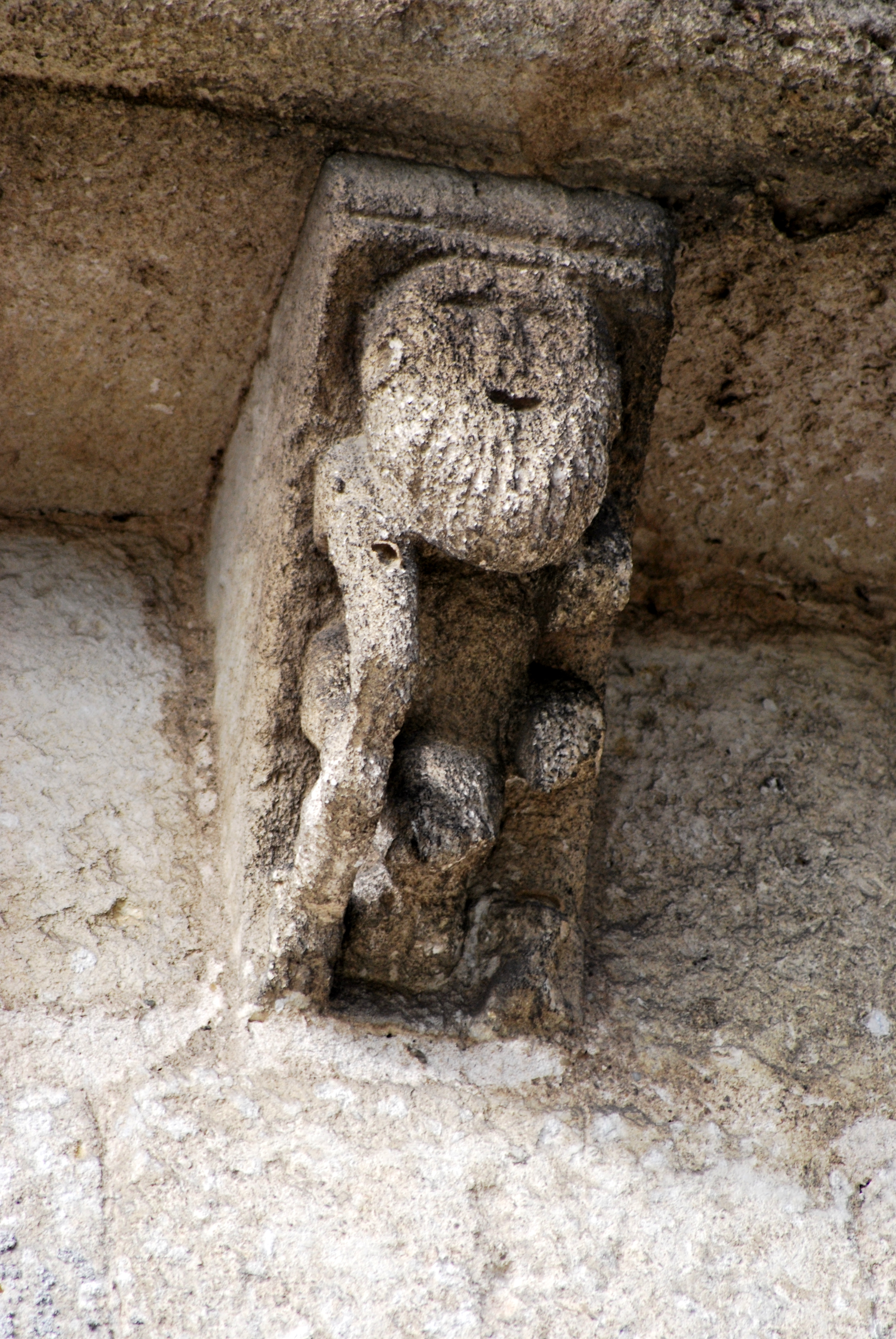
Villenave-d'Ornon, Gironde
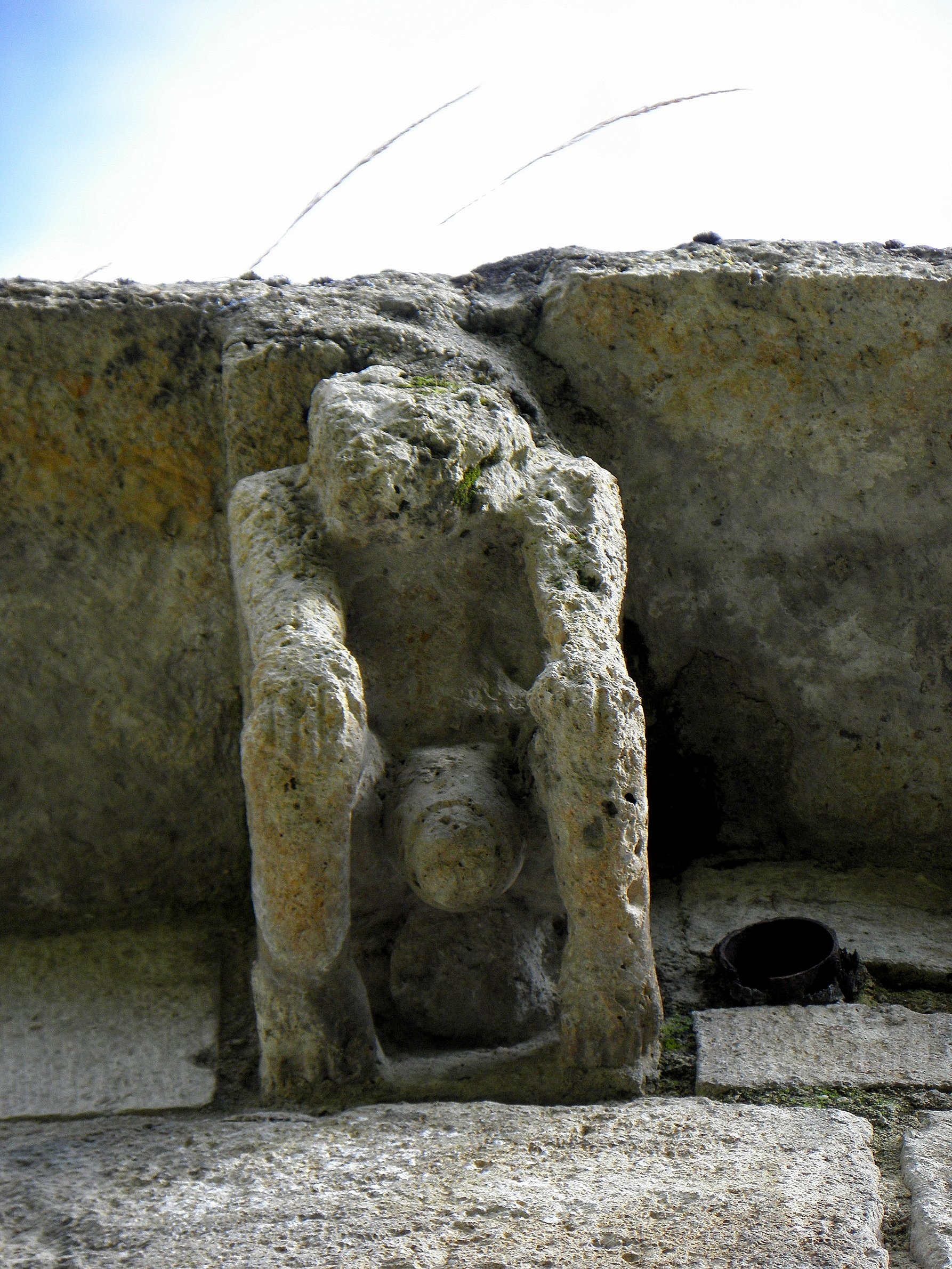
Aubiac, Lot-et-Garonne
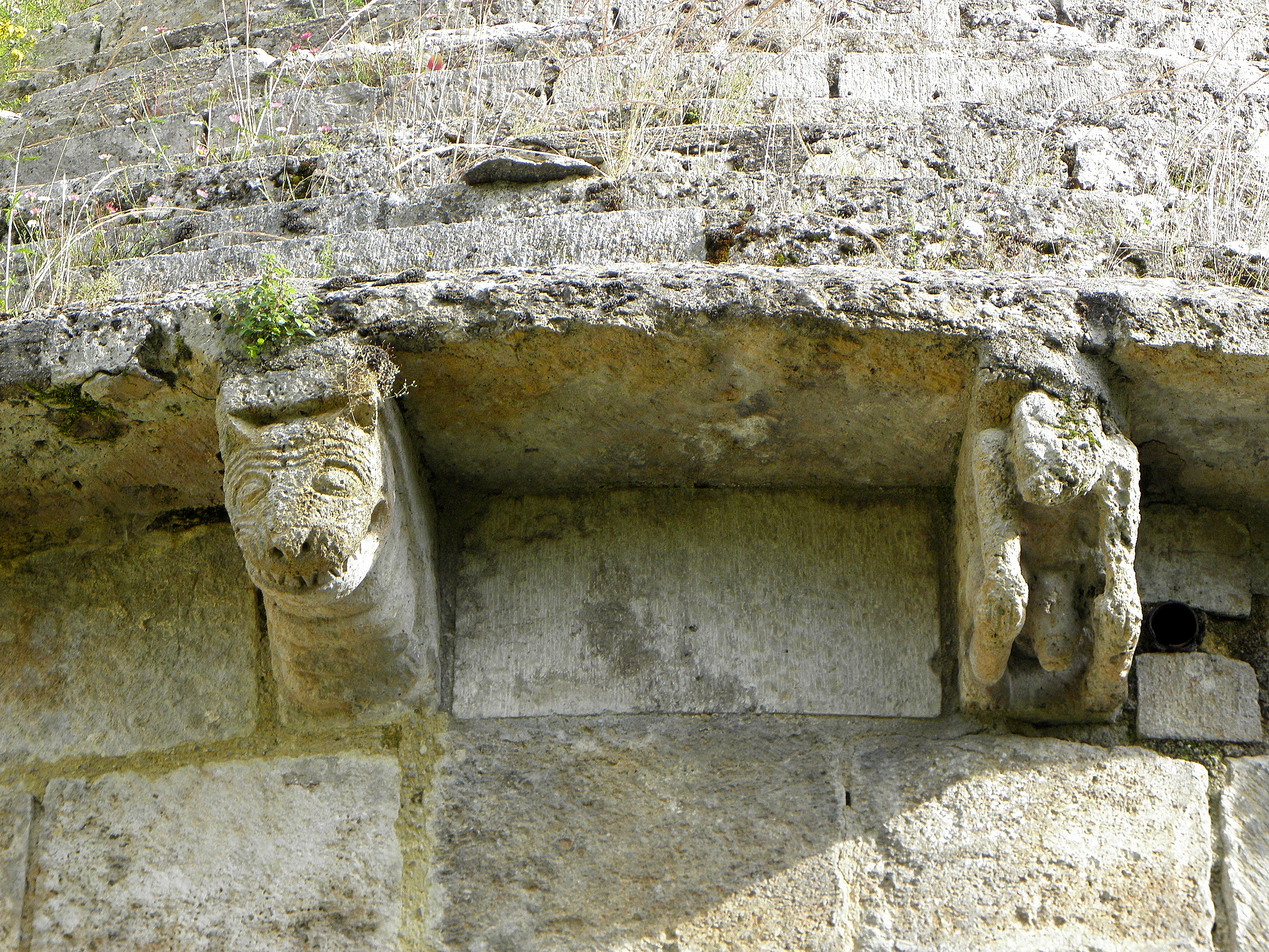
Aubiac, Lot-et-Garonne
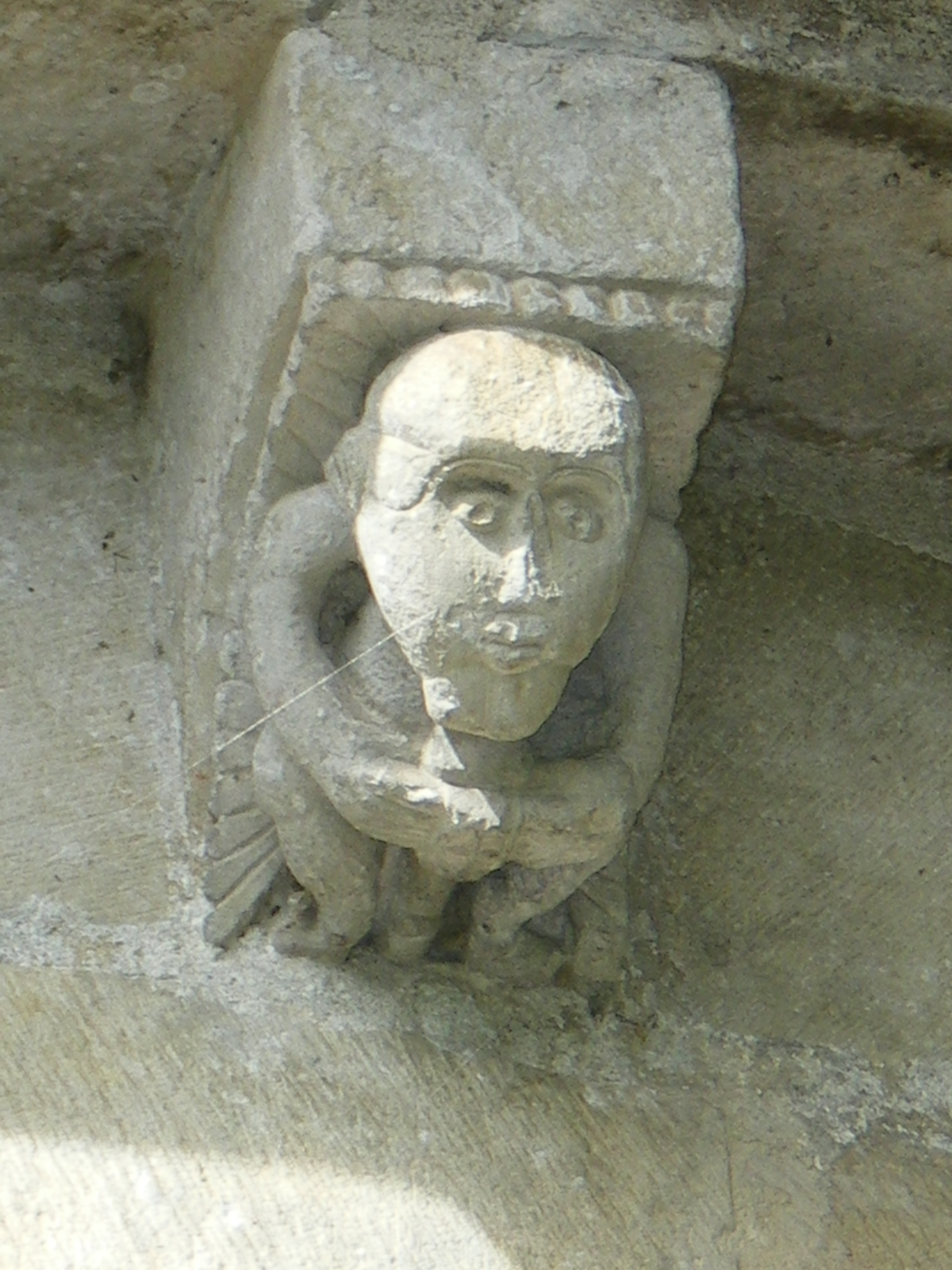
Villanueva, Espagne
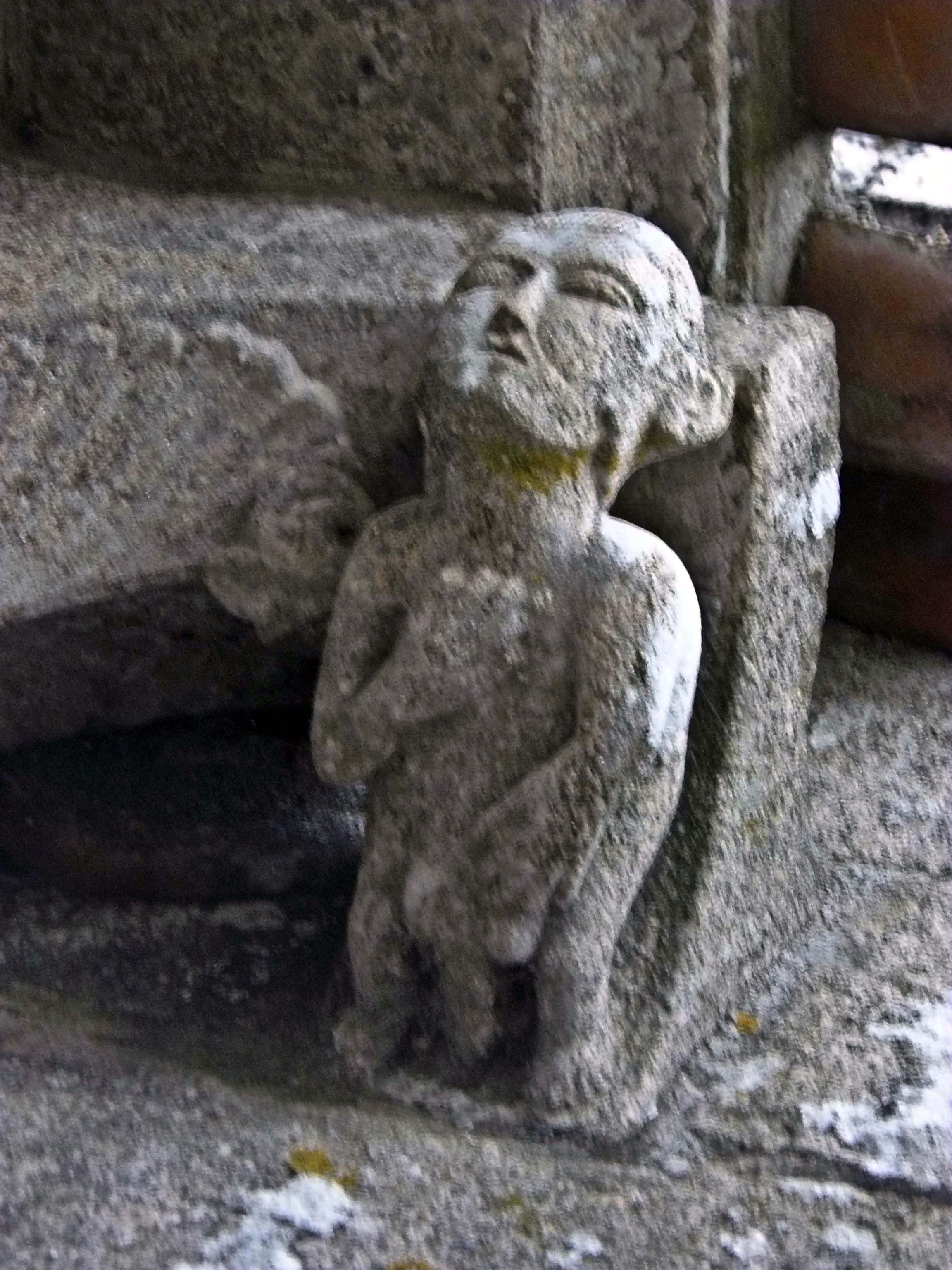
Ansemil, Espagne

Phallus, testicules et vulve
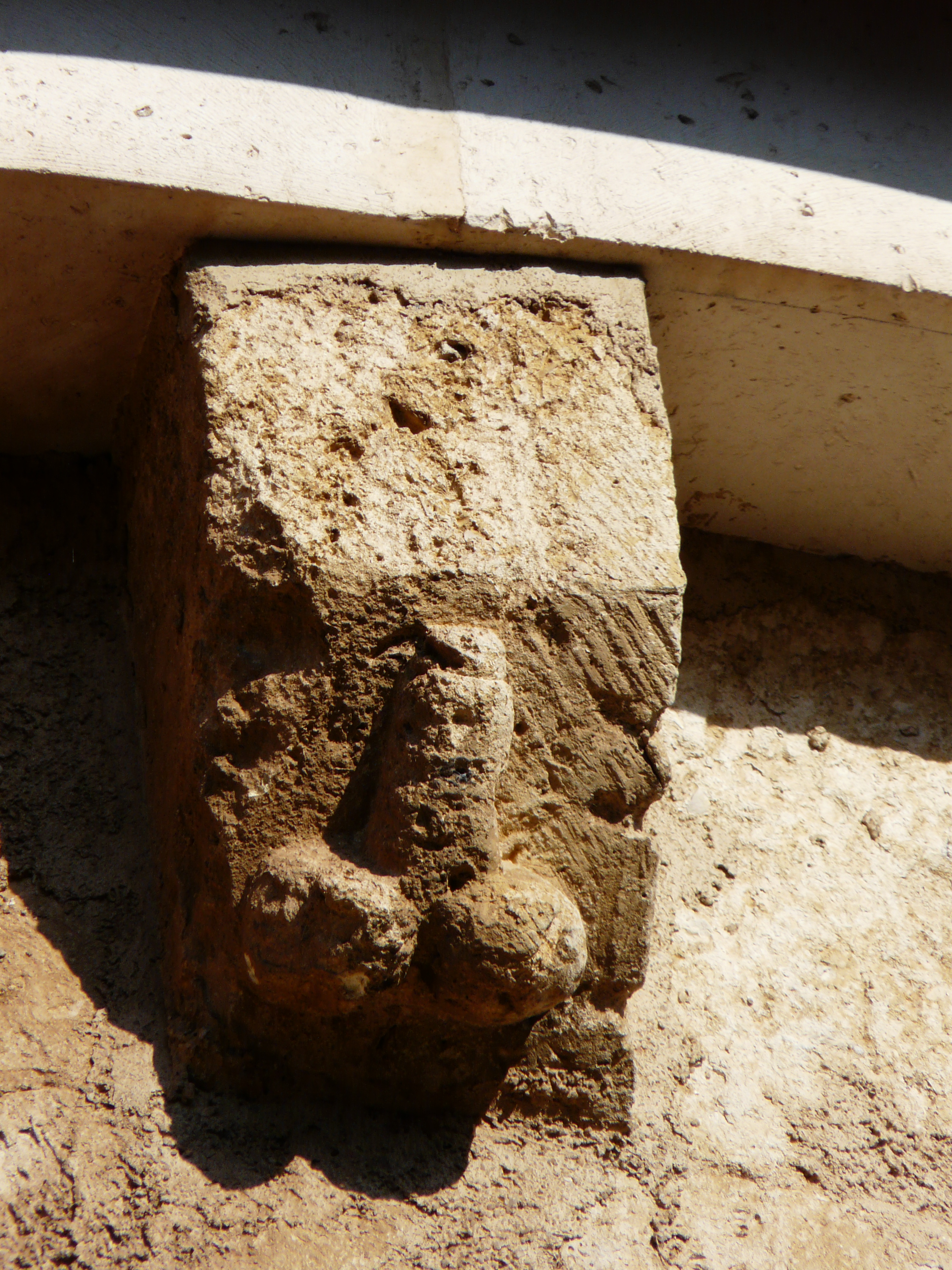
Bourgnac, Dordogne
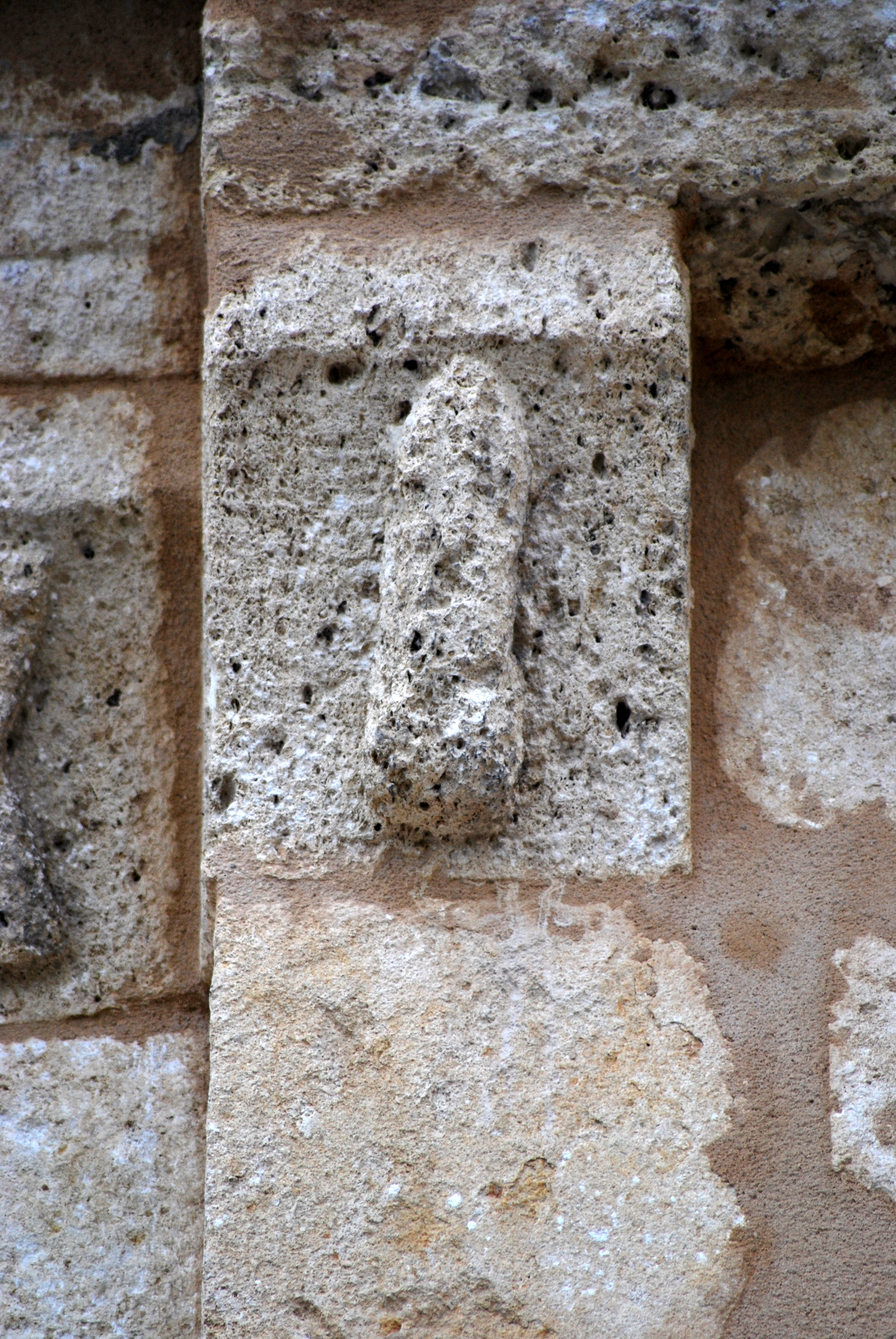
Léognan, Gironde
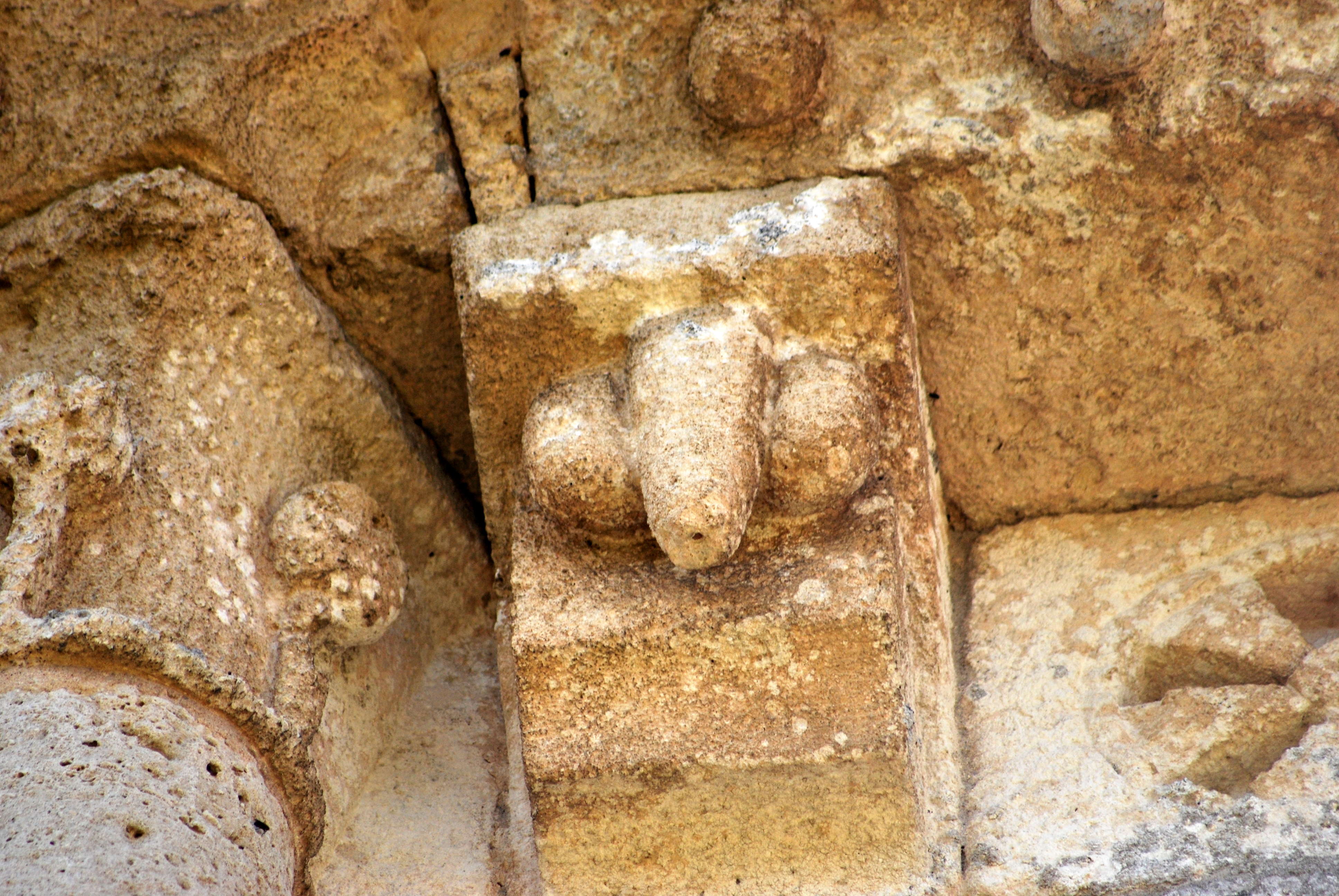
Loupiac, Gironde
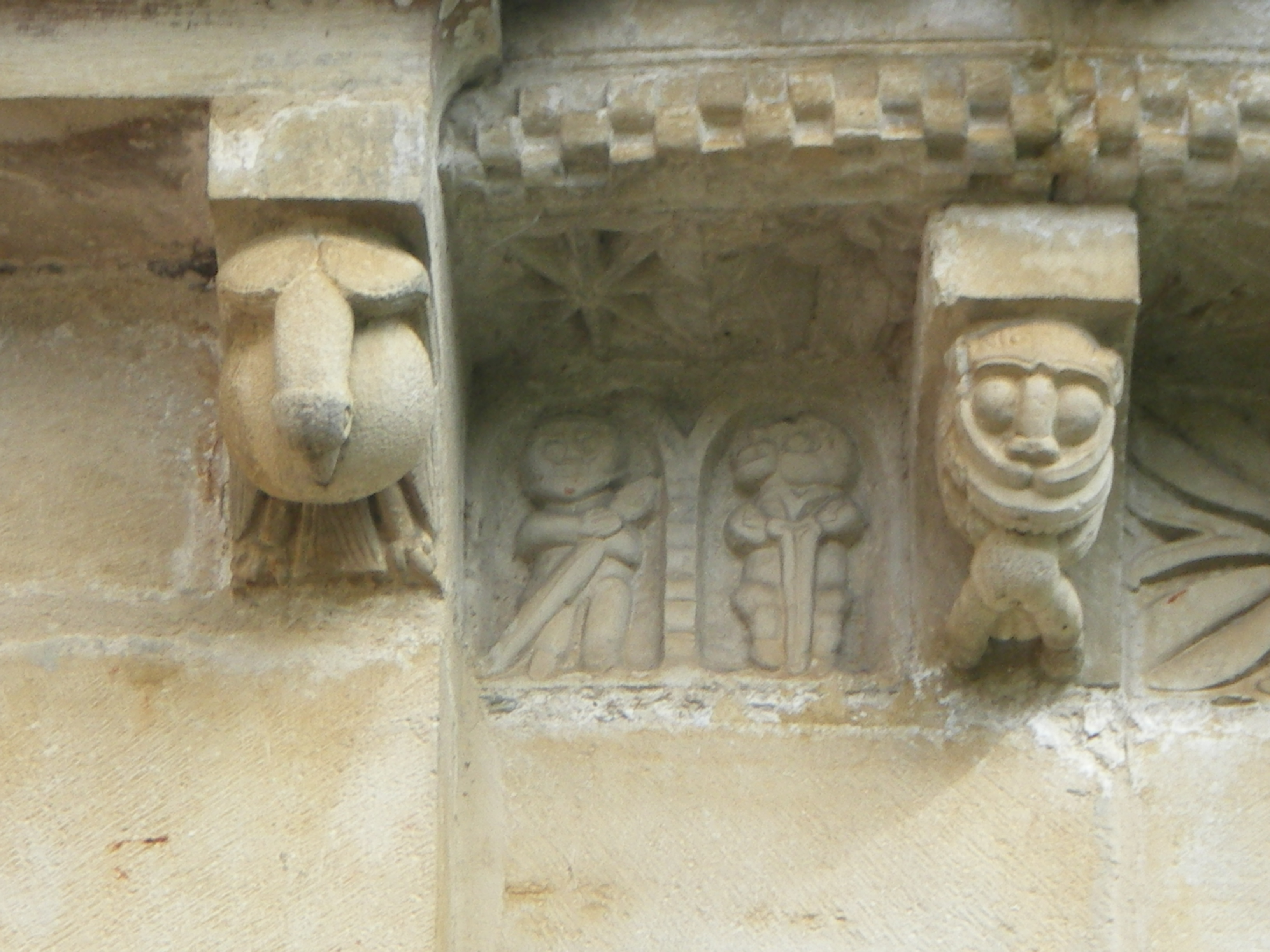
Villanueva, Espagne
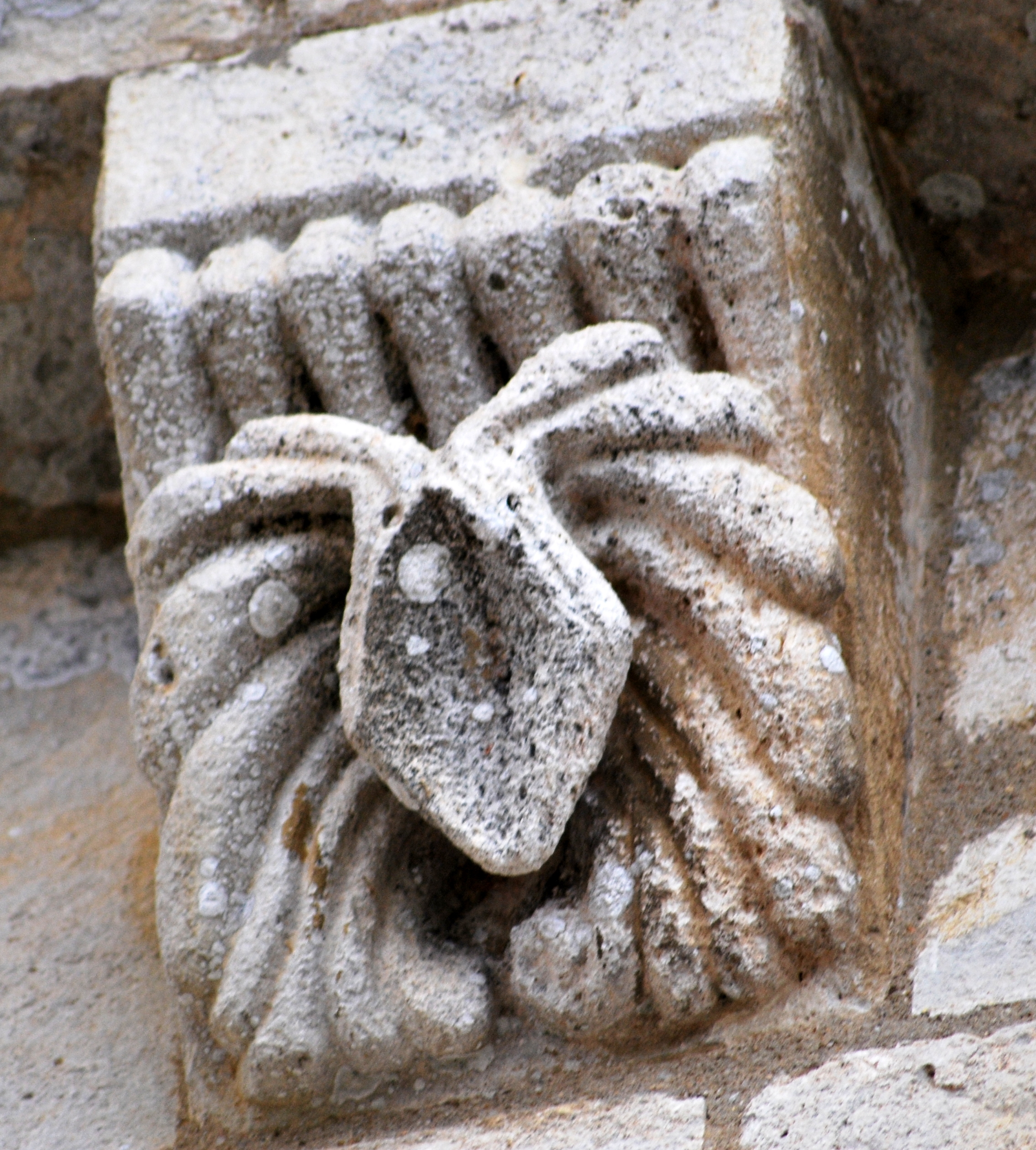
Lestiac, Gironde

L'ours ou singe ithyphallique
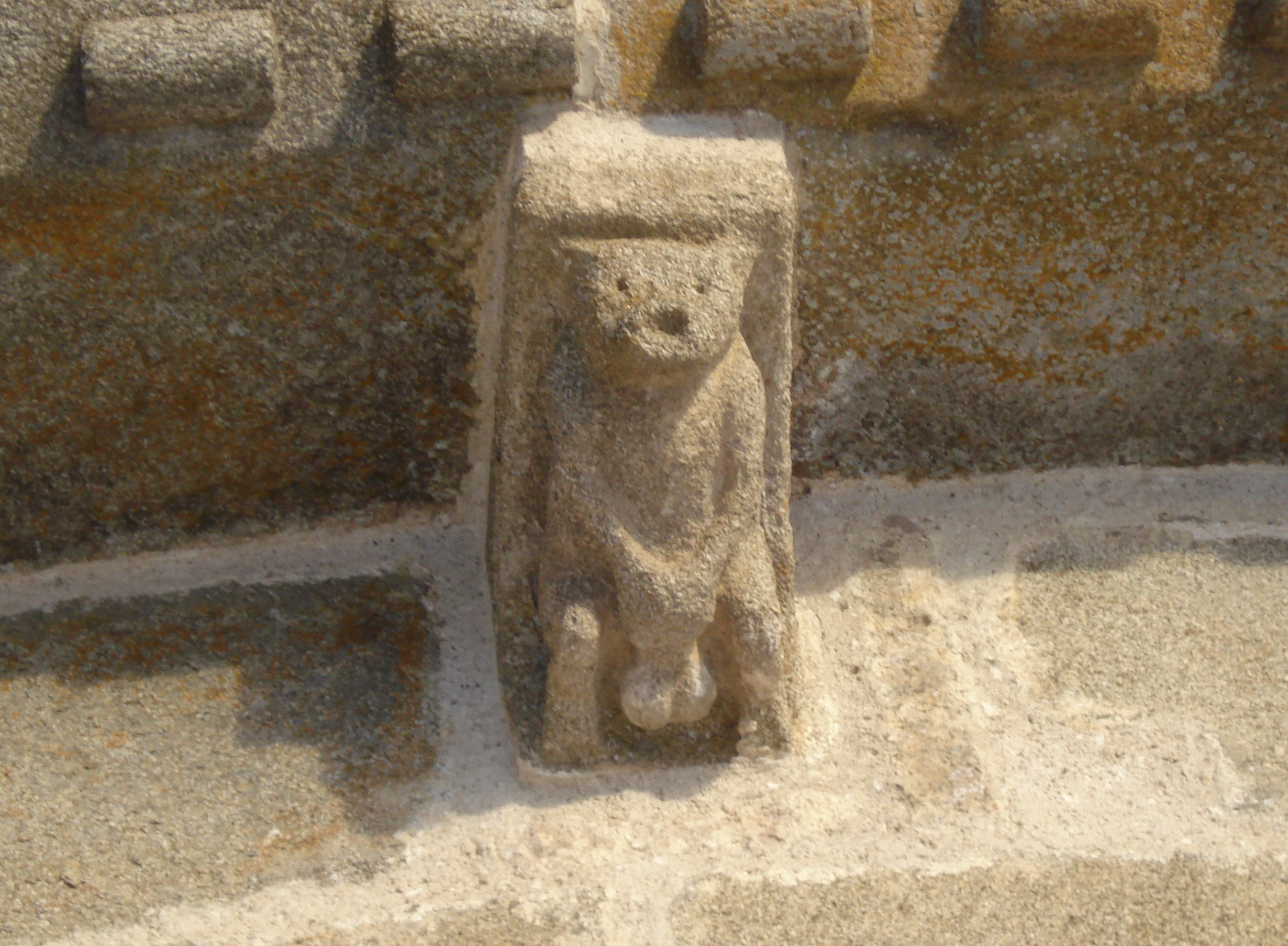
Liginiac, Corrèze
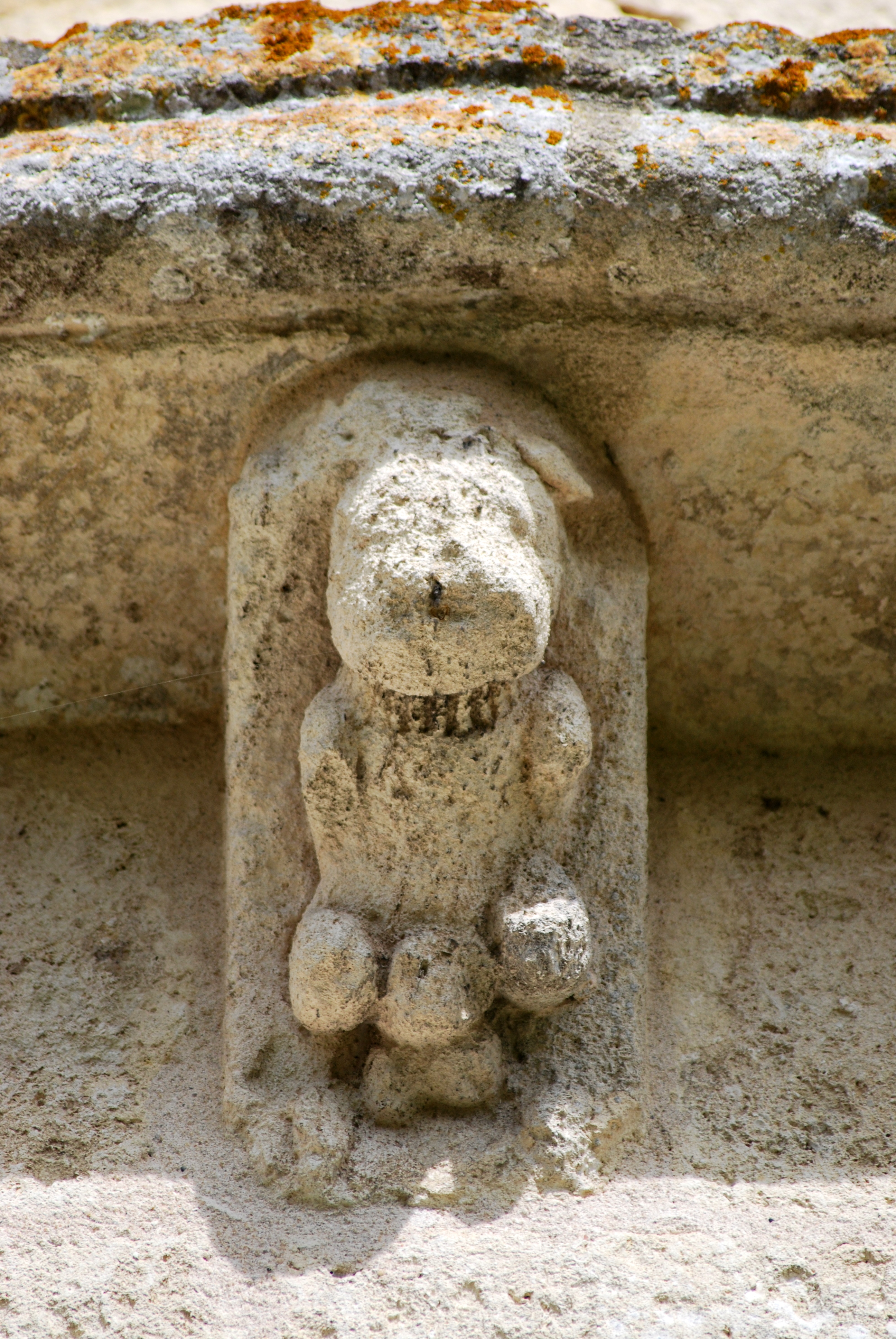
Saint-Sulpice-et-Cameyrac, Gironde
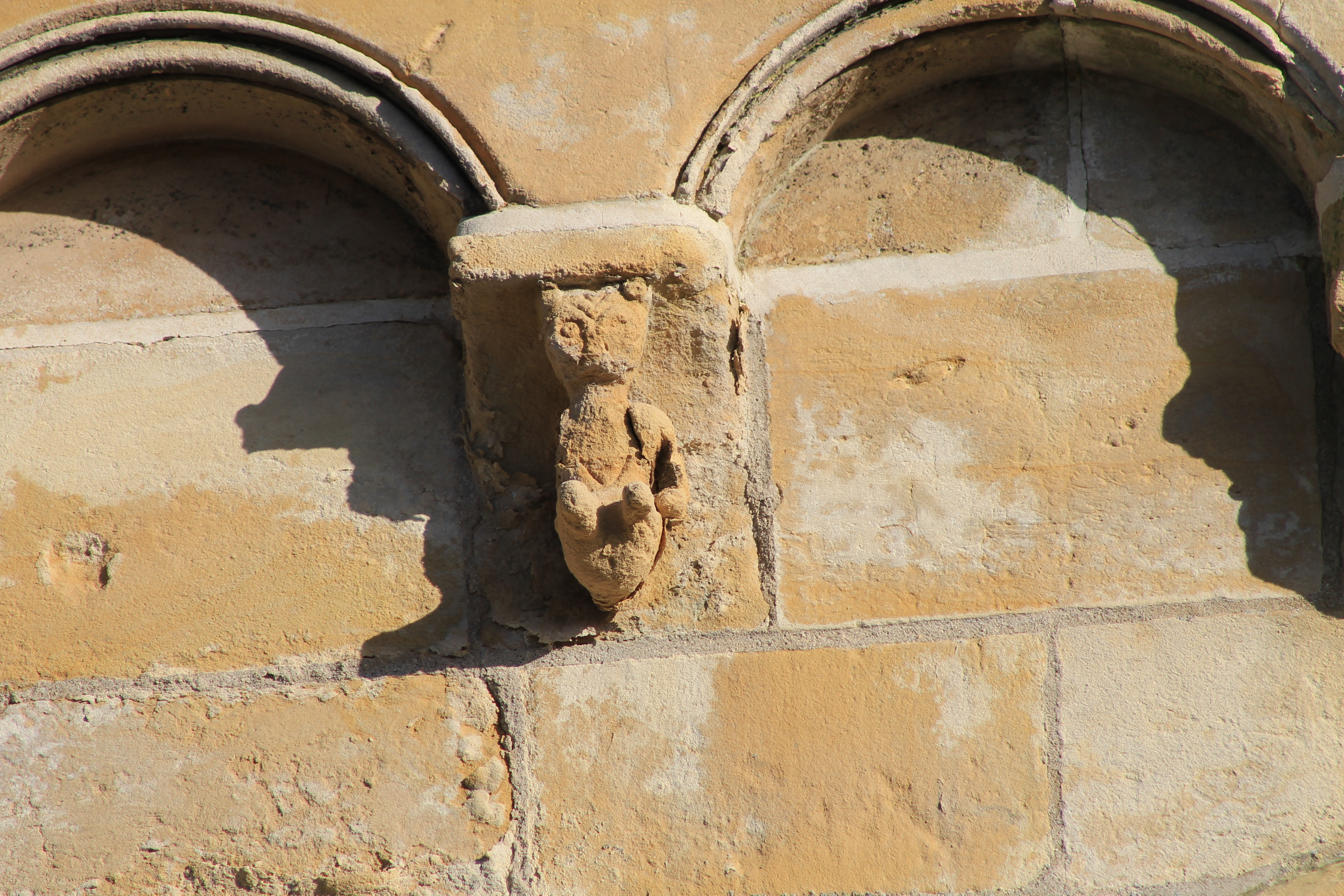
Carpiquet, Calvados
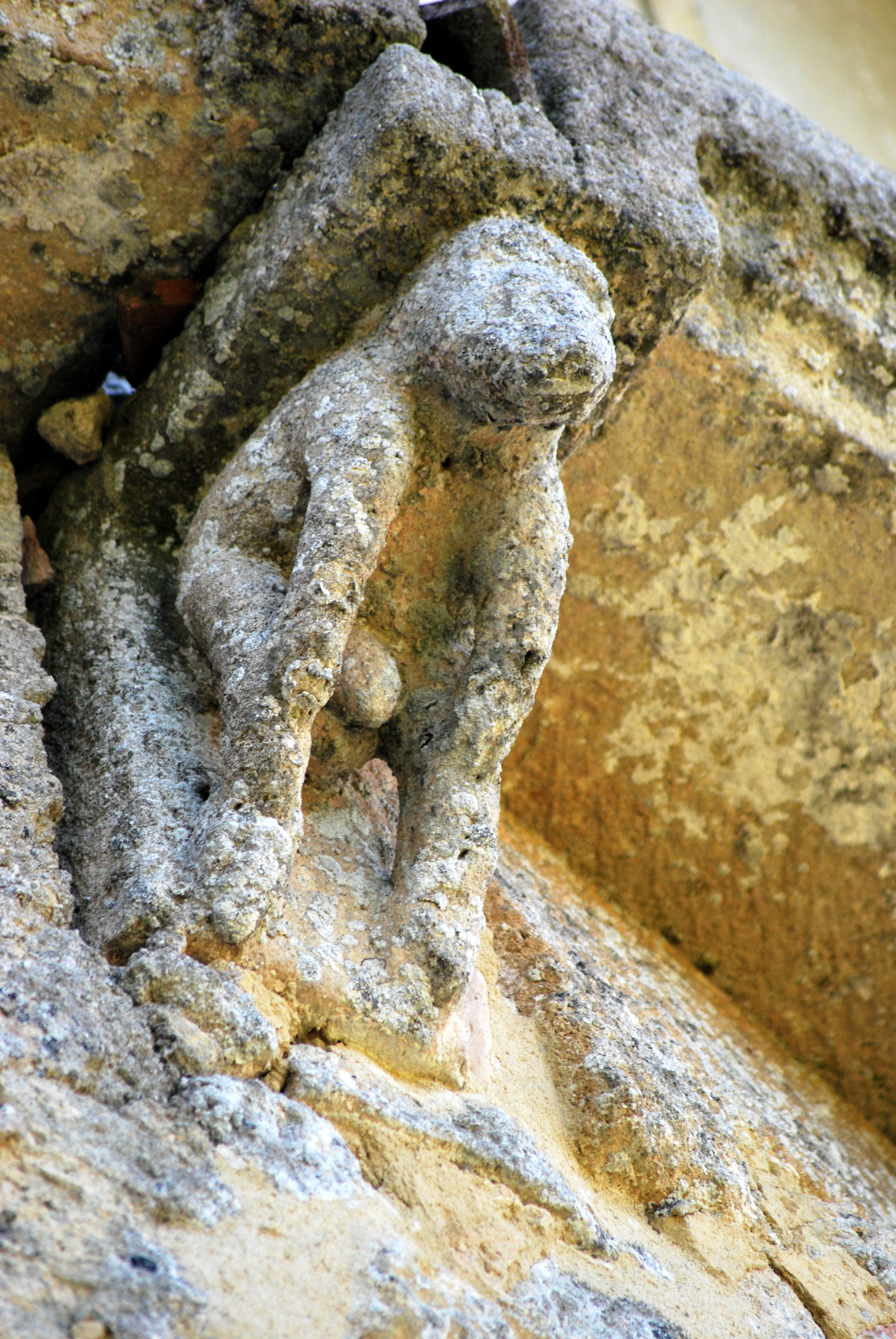
Cleyrac, Gironde

Exhibitionnisme génital féminin
- La femme, souvent nue, a les cuisses écartées et indique, avec la main gauche, sa vulve.
- Parfois, elle est habillée et soulève sa jupe, comme à Targon. Dans ce cas, c'est peut-être, en plus, une dénonciation de la prostitution.

Très répandue en Angleterre et en Irlande (plus de 1500 répertoriées), cette figure est connue sous le nom gaélique de Sheela Na Gig, mais elle trouve probablement son origine dans l'Espagne du XIe siècle.
Il y a une similitude entre la femme qui tient ses jambes écartées et la sirène bi-caudale qui tient ses deux nageoires écartées. Les commanditaires religieux, qui avaient élevé la misogynie au niveau de principe moral, ont dicté les canons de ce genre de caricature : la femme est, avant toute chose, laide et, au sens du message, sa vulve est un endroit aussi périlleux pour l'homme que la gueule béante de l'Enfer.

Femme exhibitionniste
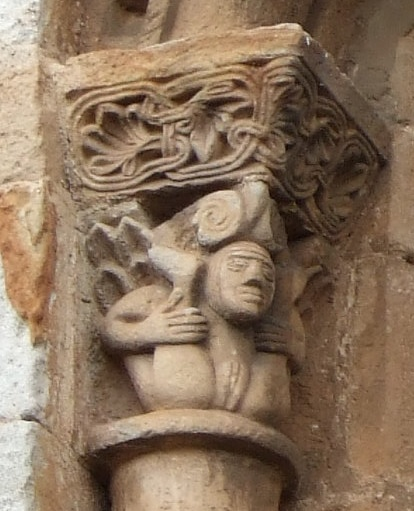
Cervatos, Espagne
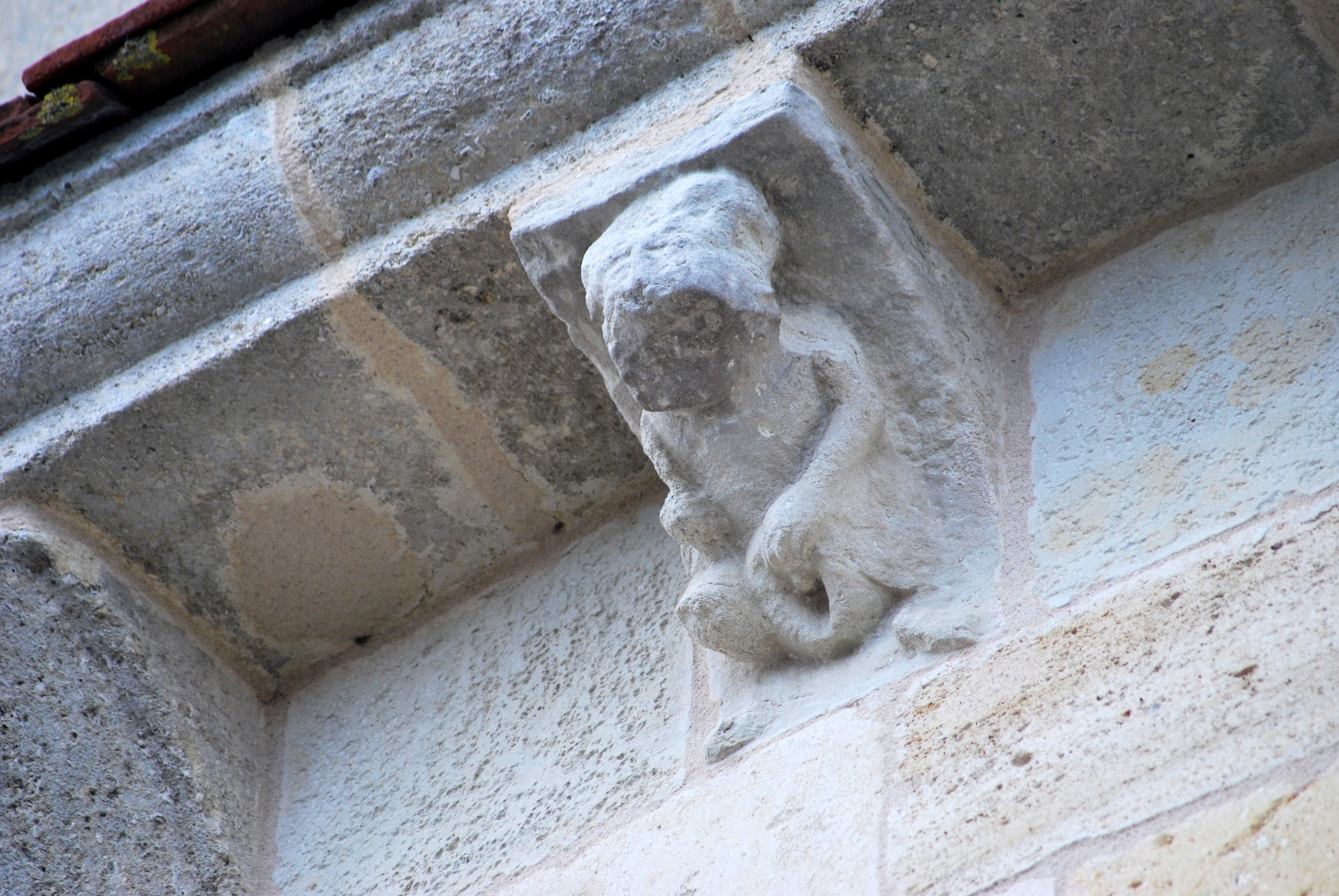
Targon, Gironde
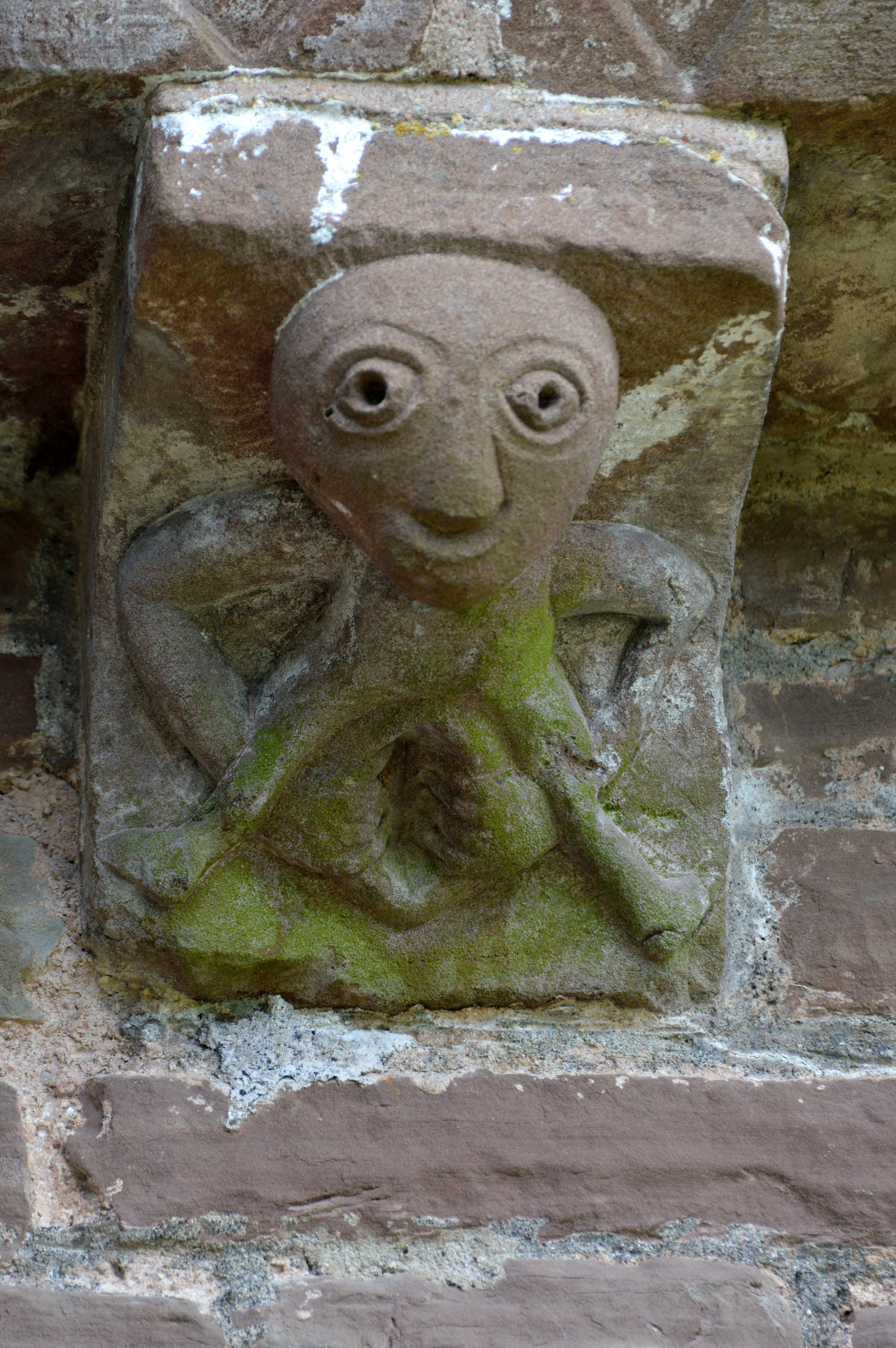
Kilpeck, Angleterre
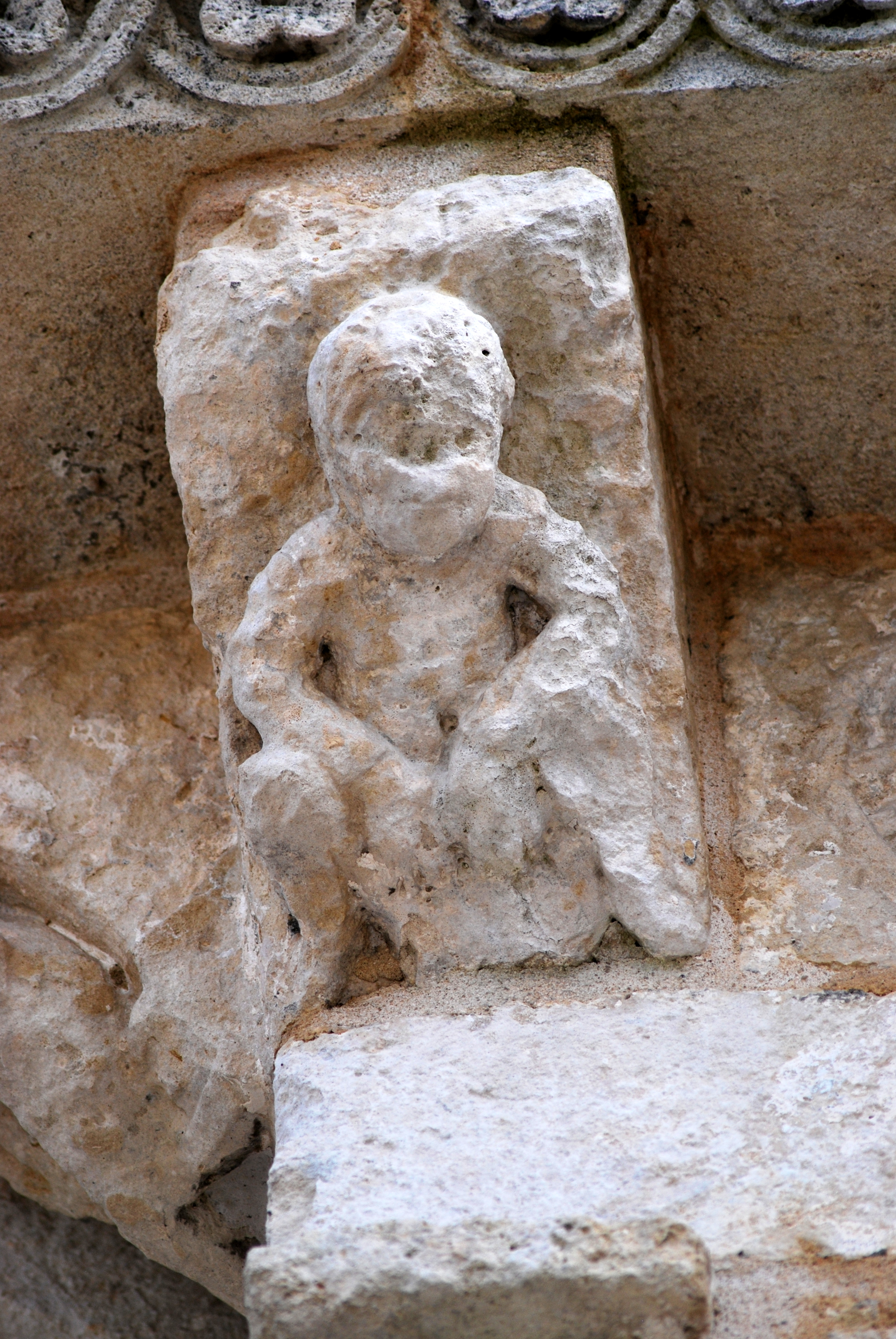
La Brède, Gironde
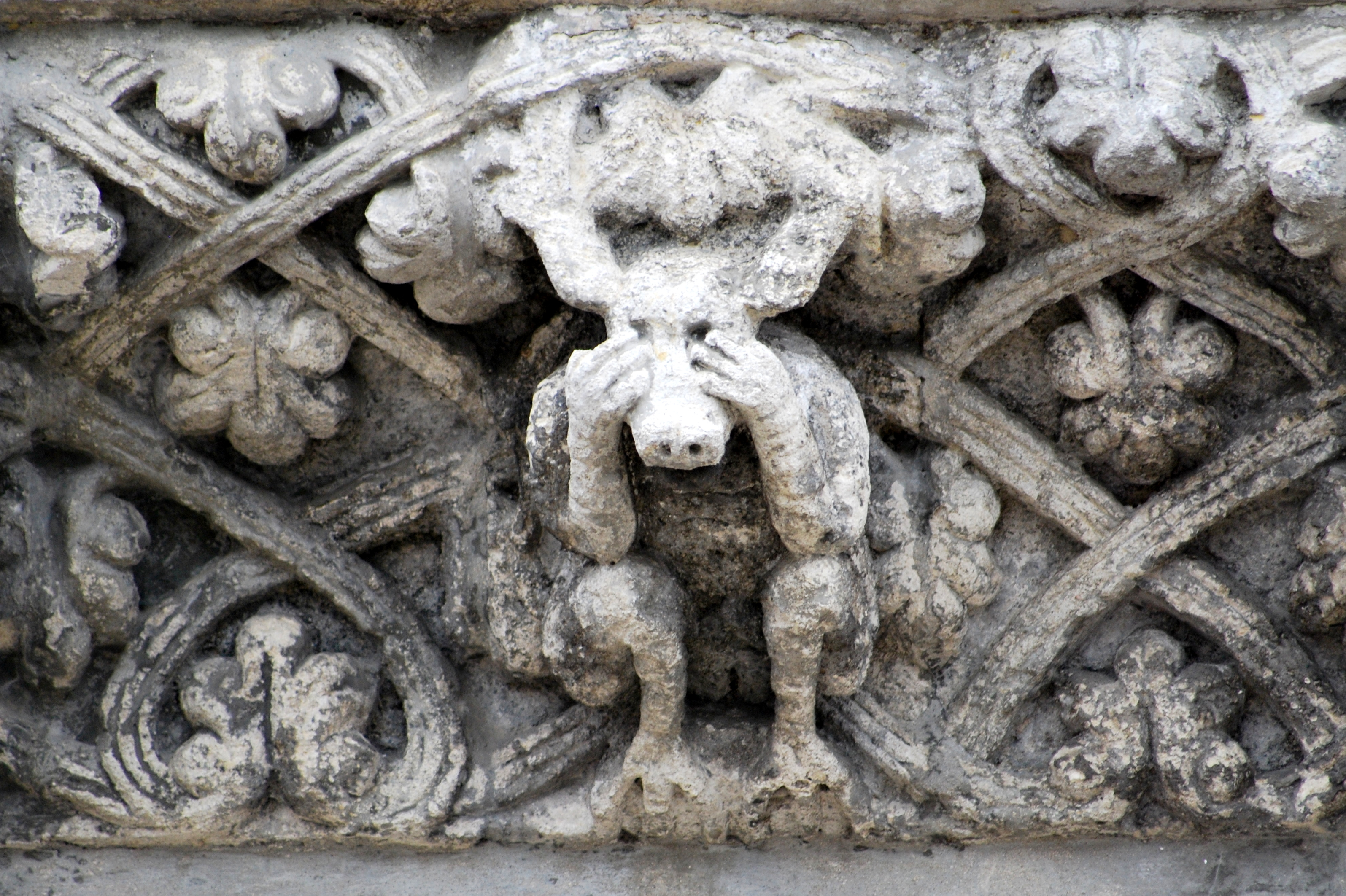
Cambes, Gironde
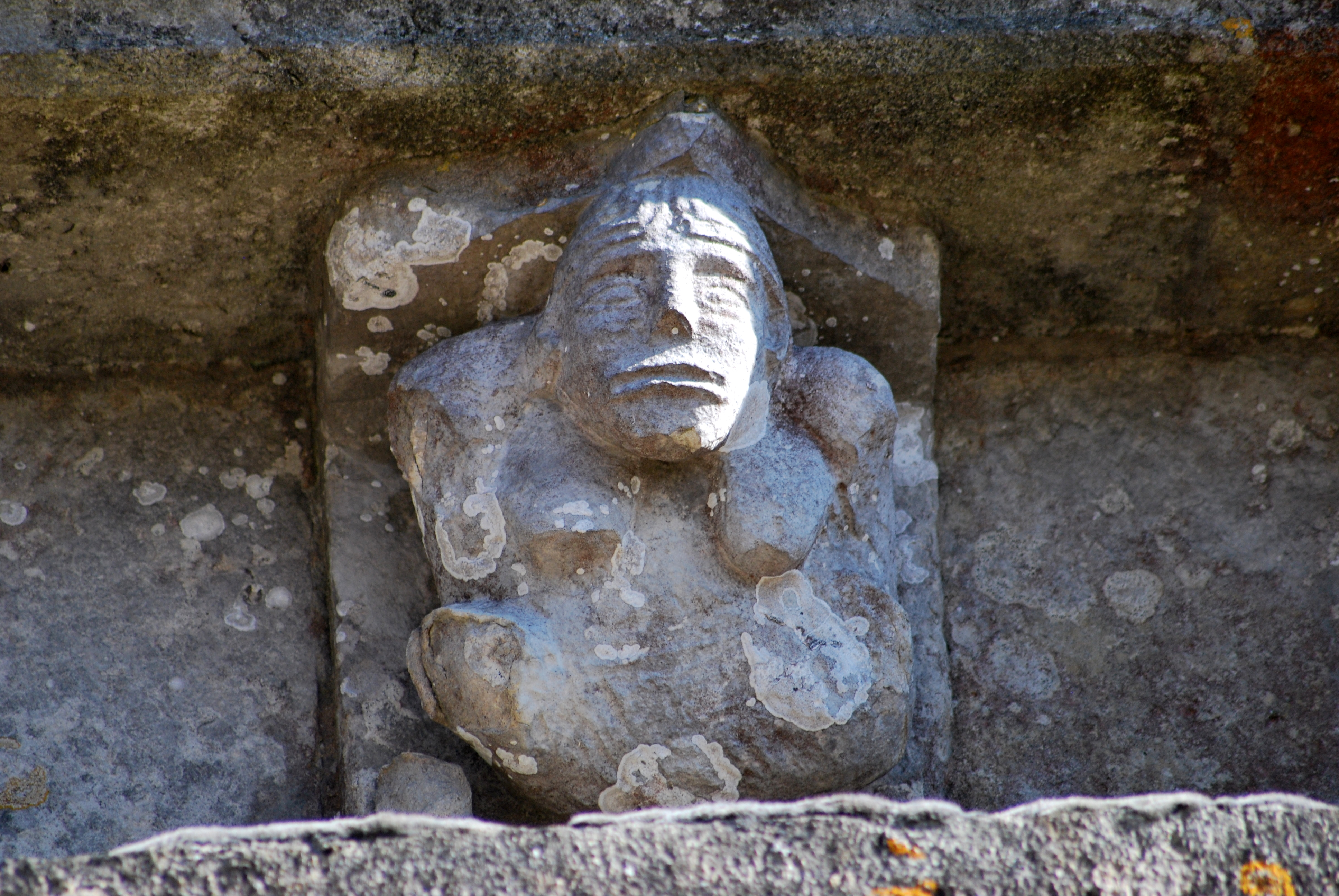
Langoiran, Gironde

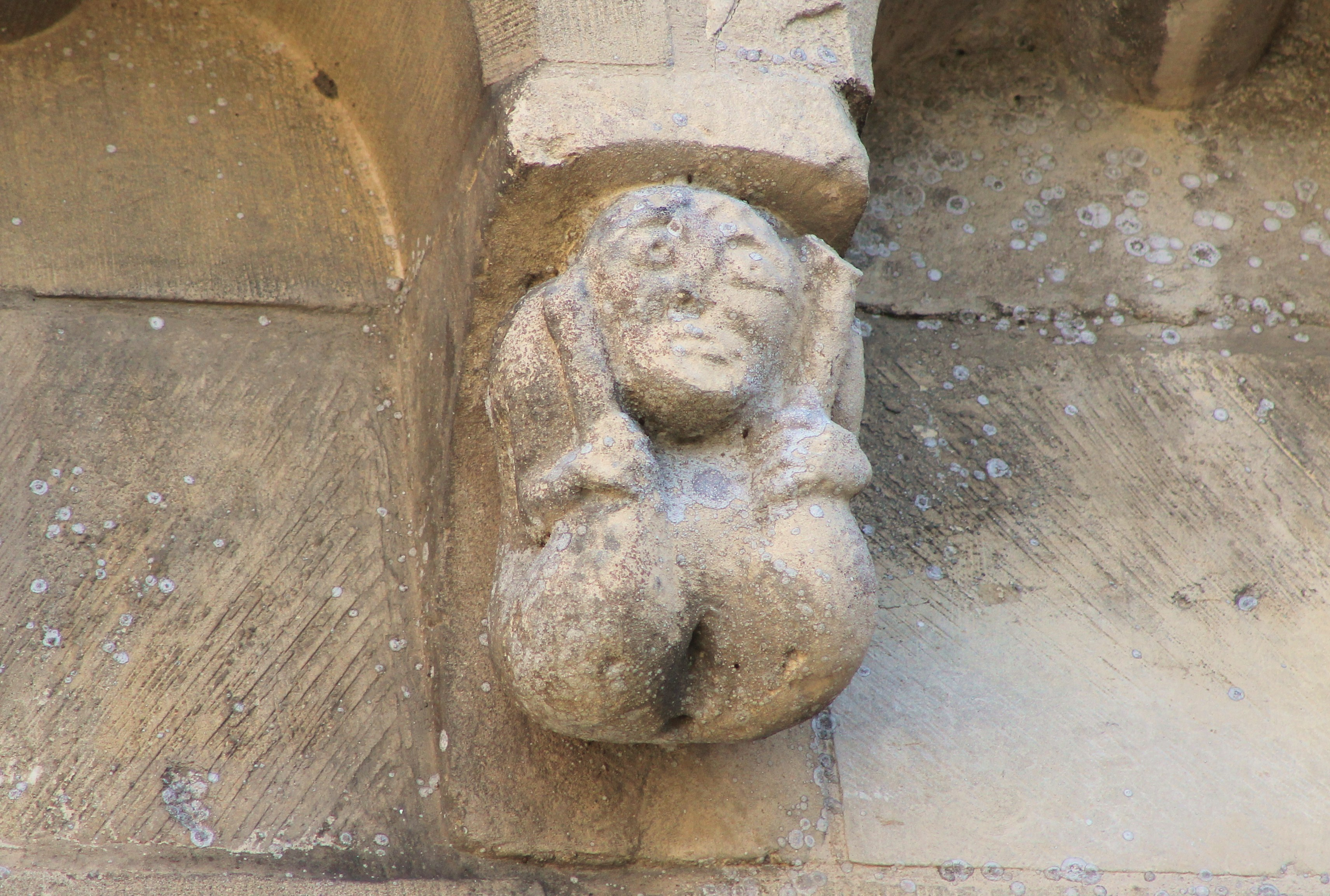
Saint-Contest, Calvados
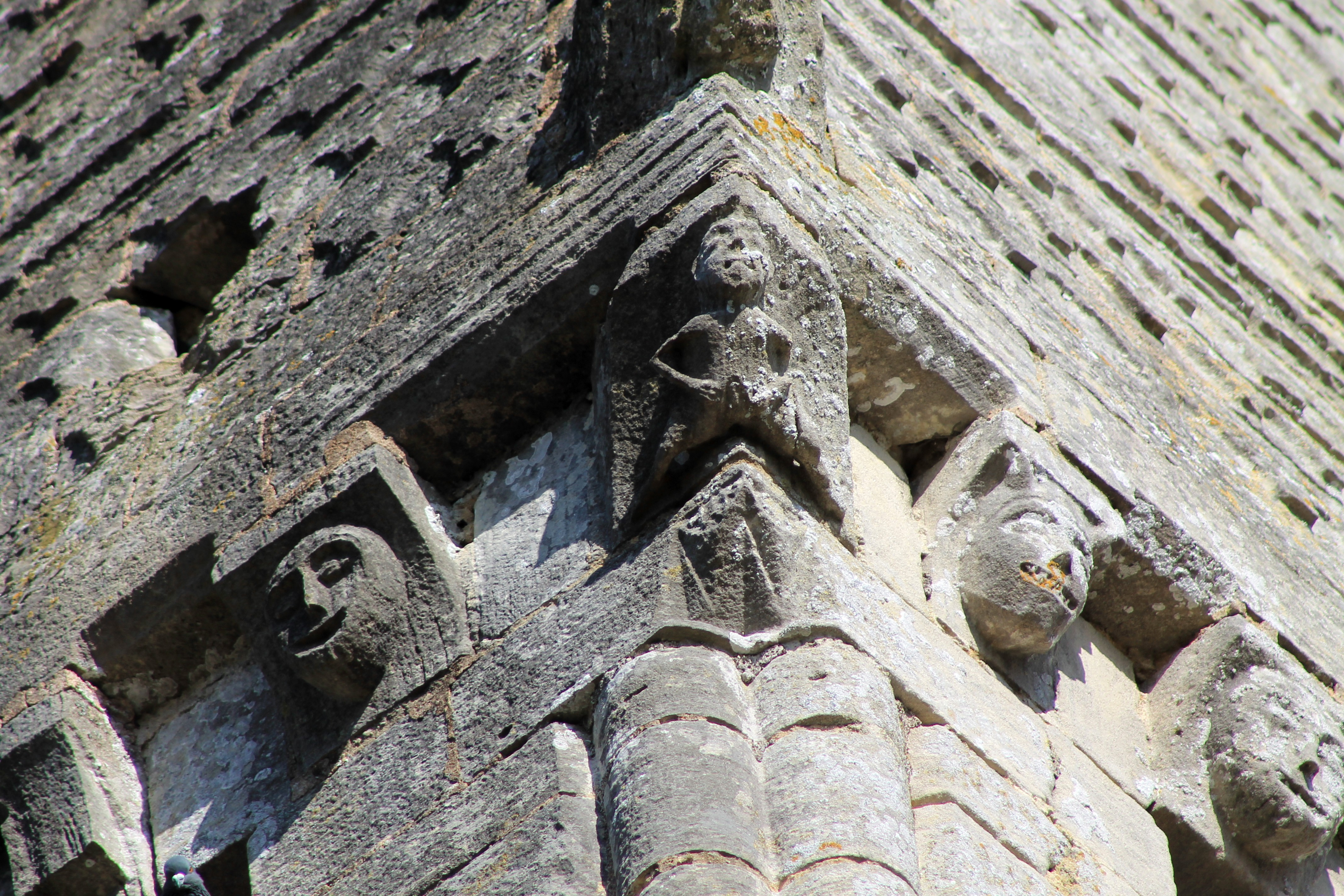
Saint-Loup-Hors, Calvados
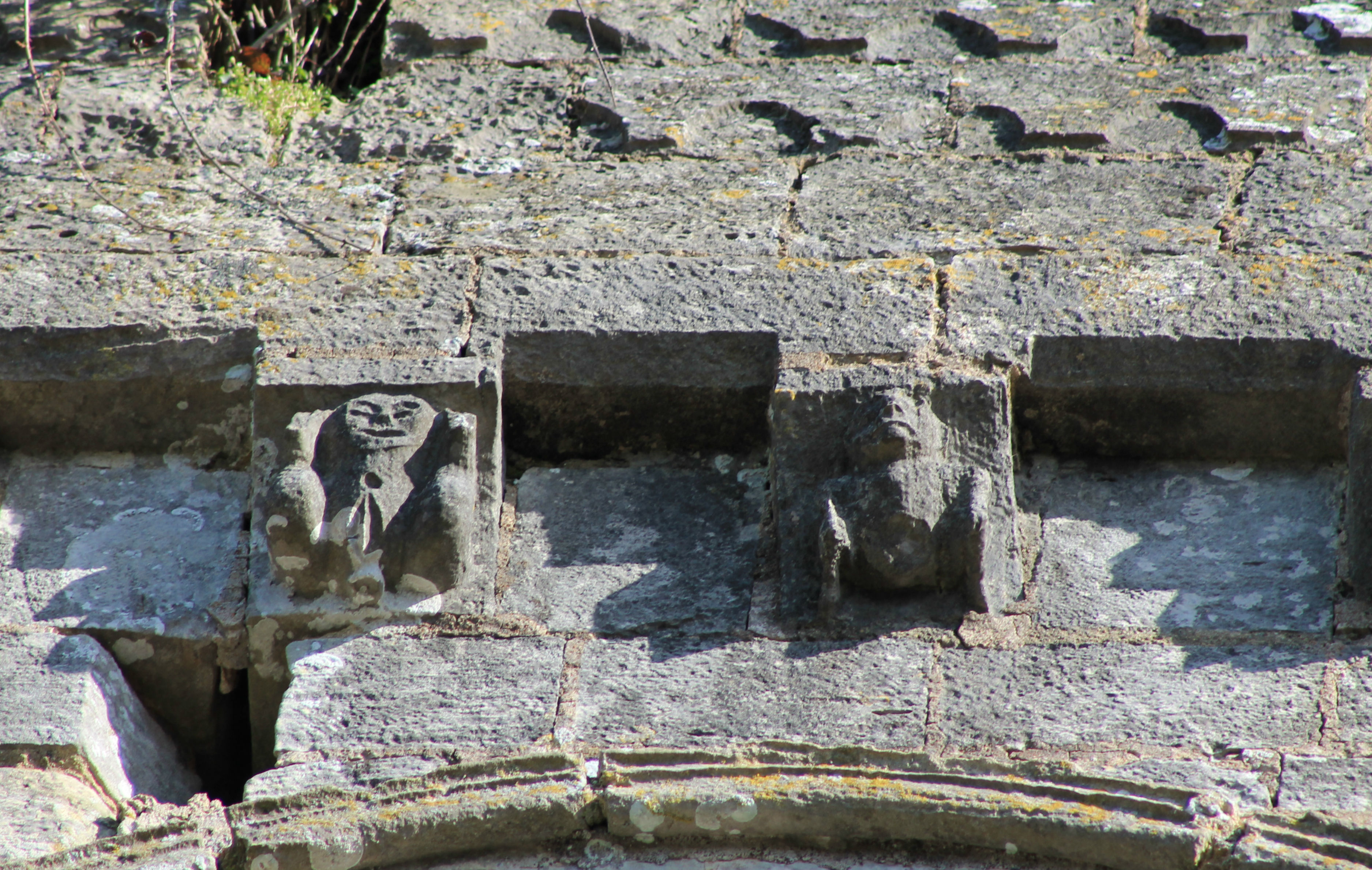
Saint-Loup-Hors, Calvados
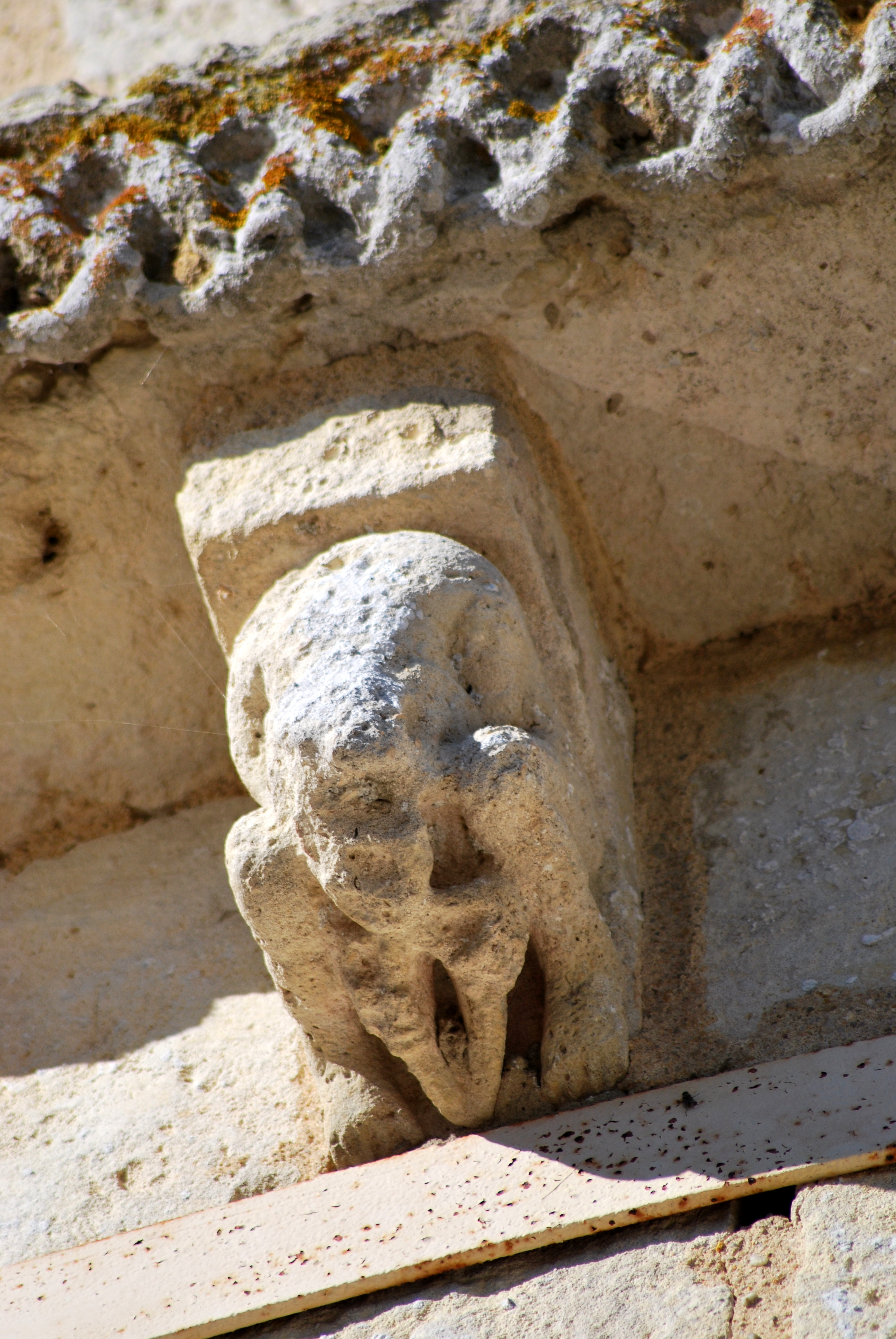
Saint-Caprais-de-Bordeaux, Gironde
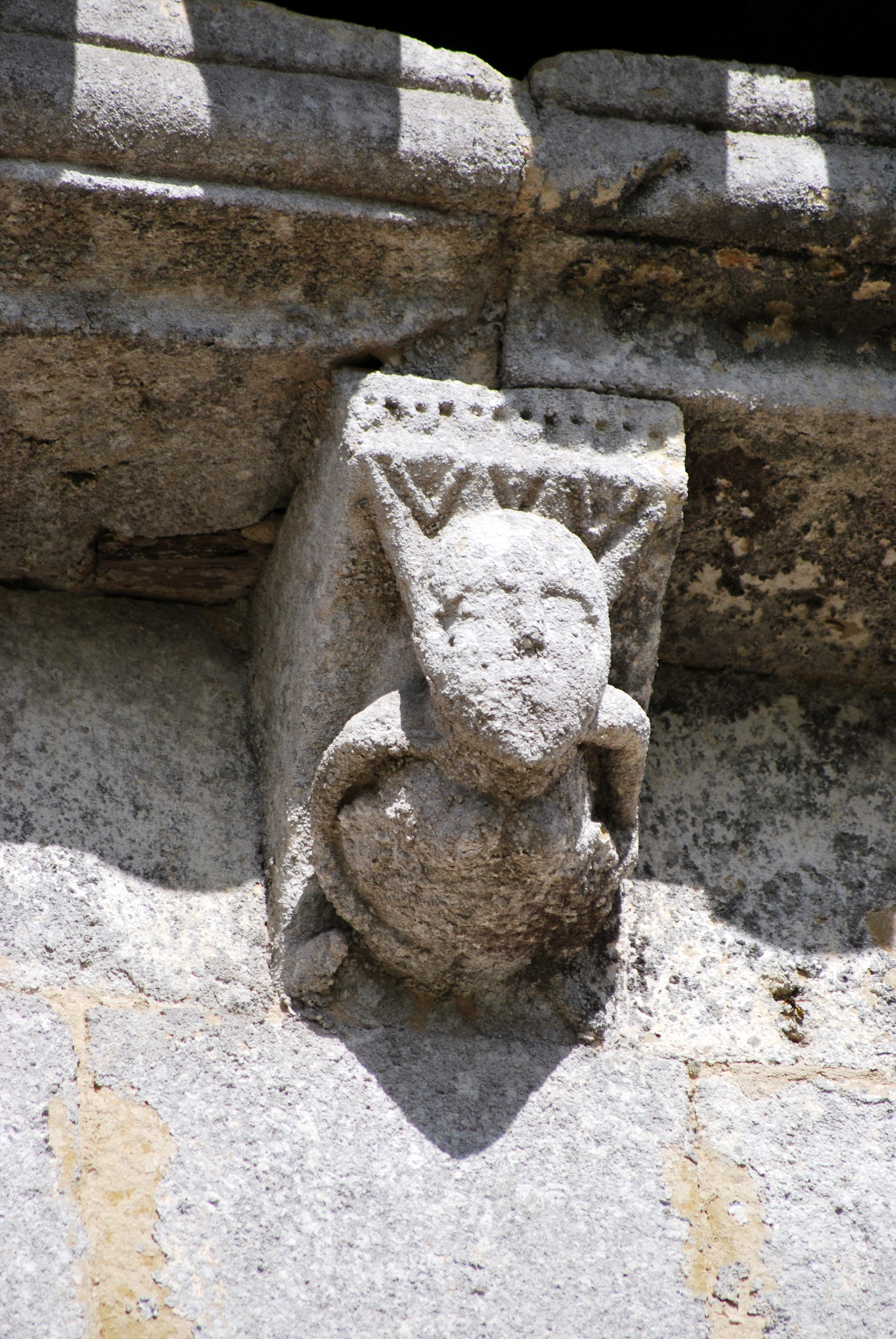
Saint-Martin-de-Sescas, Gironde
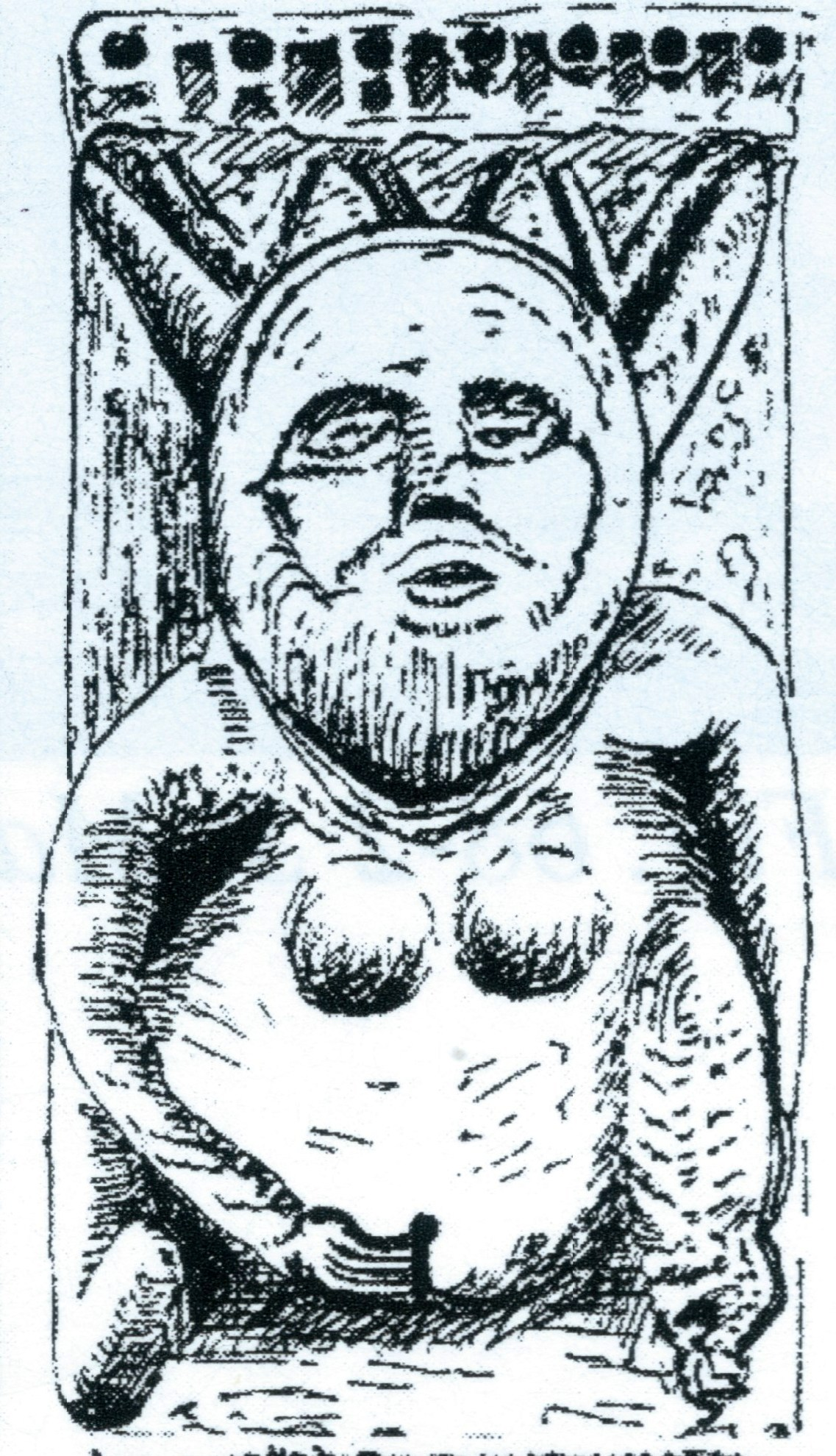
Dessin de Léo Drouyn, Saint-Martin-de-Sescas, Gironde

### Les couples
Ce sont des représentations fréquentes sur les modillons. En dehors des scènes objectivement sexuelles décrites plus loin, leur compréhension est souvent très incertaine, comme en témoignent les lectures variées voire opposées d'un même modillon (Aulnay) illustré plus bas, par des spécialistes différents. Rencontre, amitié, double représentation d'une même personne (dans ce cas c'est la différence entre les deux représentations qui est signifiante), relation amoureuse ou charnelle ? Il est difficile de trancher aujourd'hui. À cette problématique des couples, on peut associer les doubles visages.

#### Homme-Femme
Les scènes d’accouplement entre un homme et une femme sont assez courantes. La position le plus souvent adoptée est celle de la femme assise sur les genoux de l'homme ; de temps à autre, le couple est debout, l'homme derrière la femme. Une variante un peu moins fréquente montre la femme tenant la verge de l'homme comme à Targon en Gironde ou à Amandi (es) en Espagne (Bougoux). Ces scènes sont destinées à dénoncer l’adultère et la luxure dans le contexte de la Réforme grégorienne (Witkowski).
Des représentations d'autres pratiques sexuelles sont souvent retrouvées, par exemple, en Gironde, à l'église de Saint-Martin-de-Sescas ou à l'église Saint-Jean-Baptiste-d'Auzac à Grignols, ou en Charente-Maritime, à l'église Saint-Blaise de Givrezac, à l'église Saint-Pierre de Lorignac, à l'église Saint-Nazaire de Migron, à l'église Saint-Leu de Saint-Loup ou l'église Saint-Rémy de Sainte-Ramée (Bougoux).

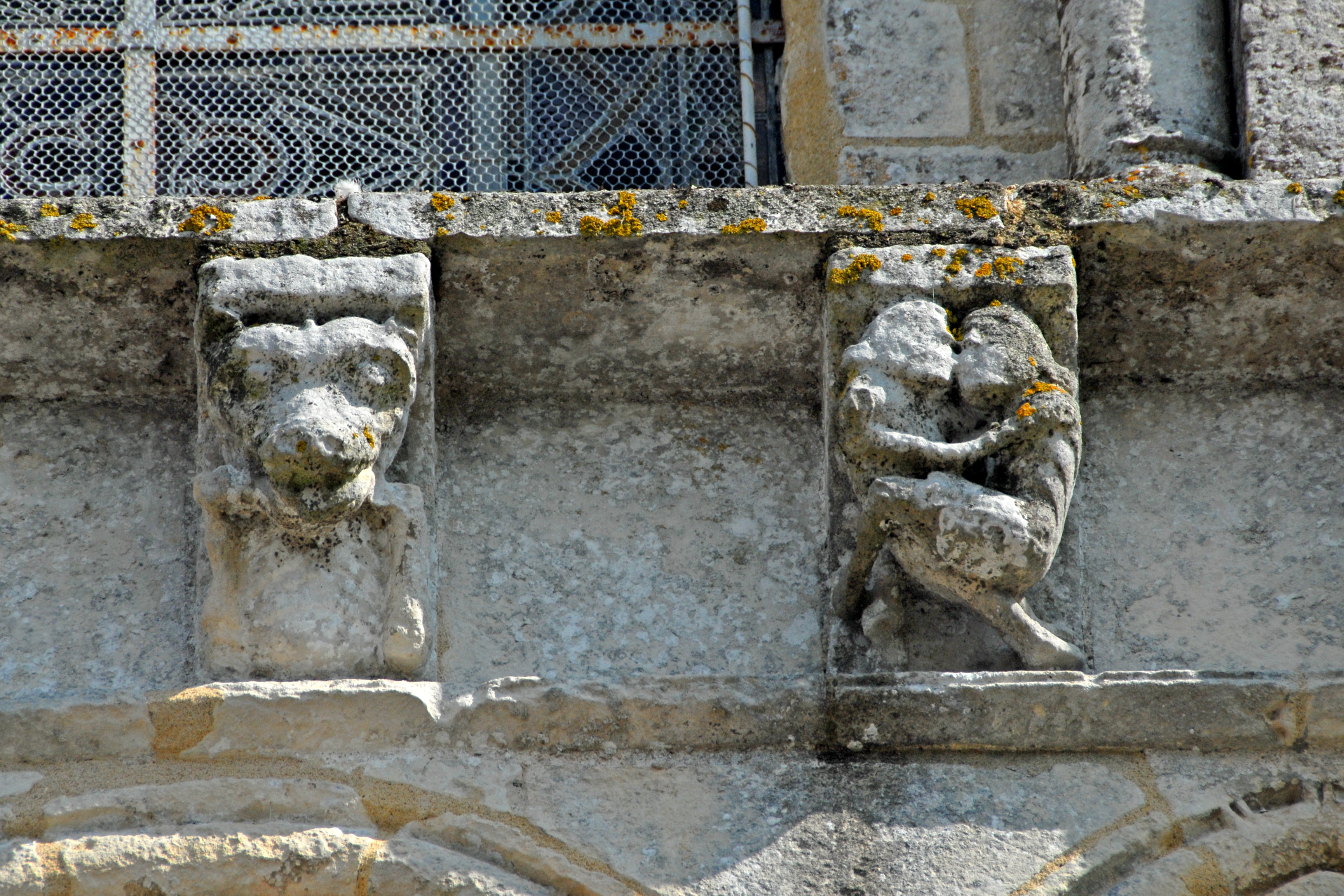
Pérignac, Charente-Maritime
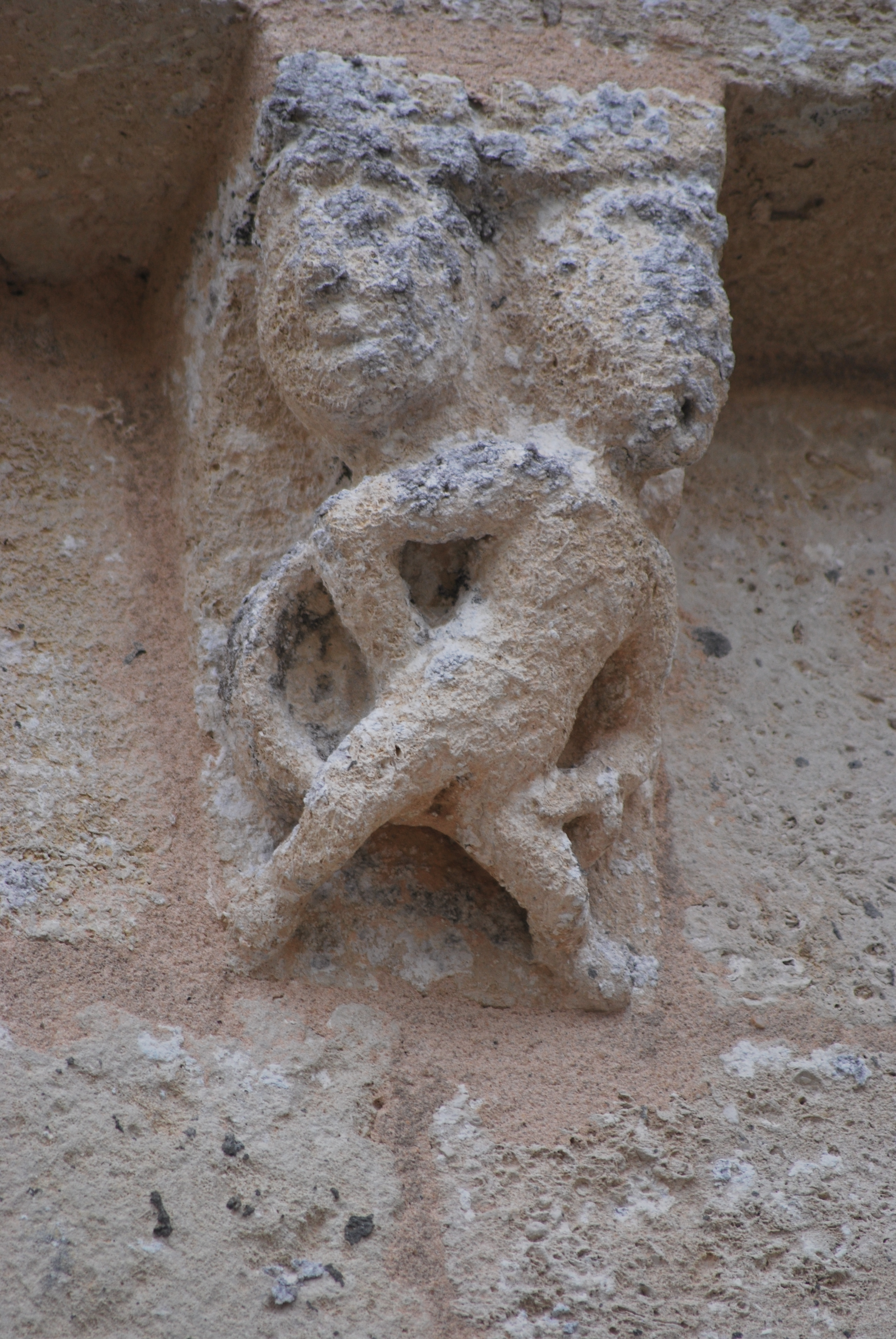
Tayac, Gironde
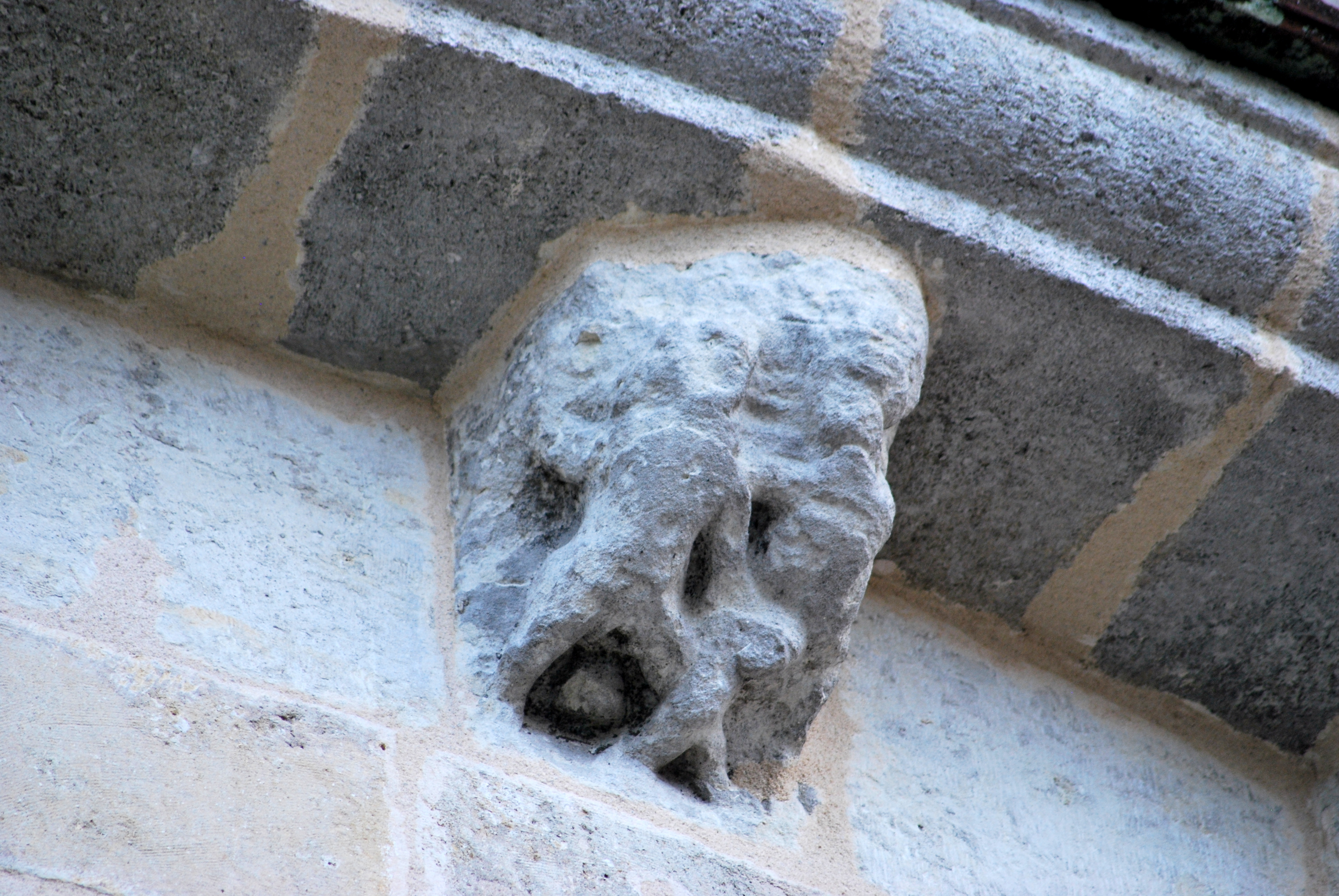
Targon, Gironde
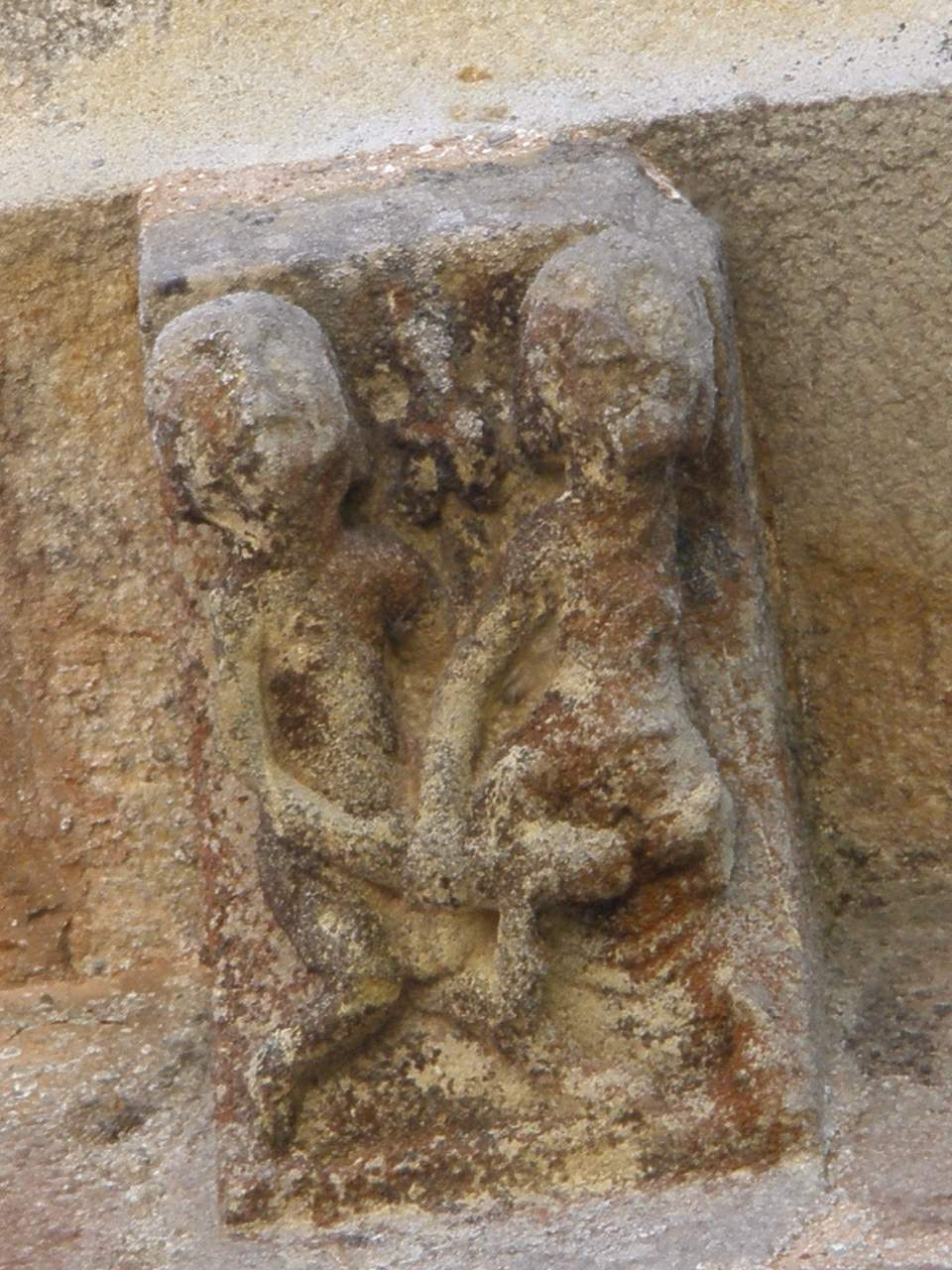
Amandi, Espagne
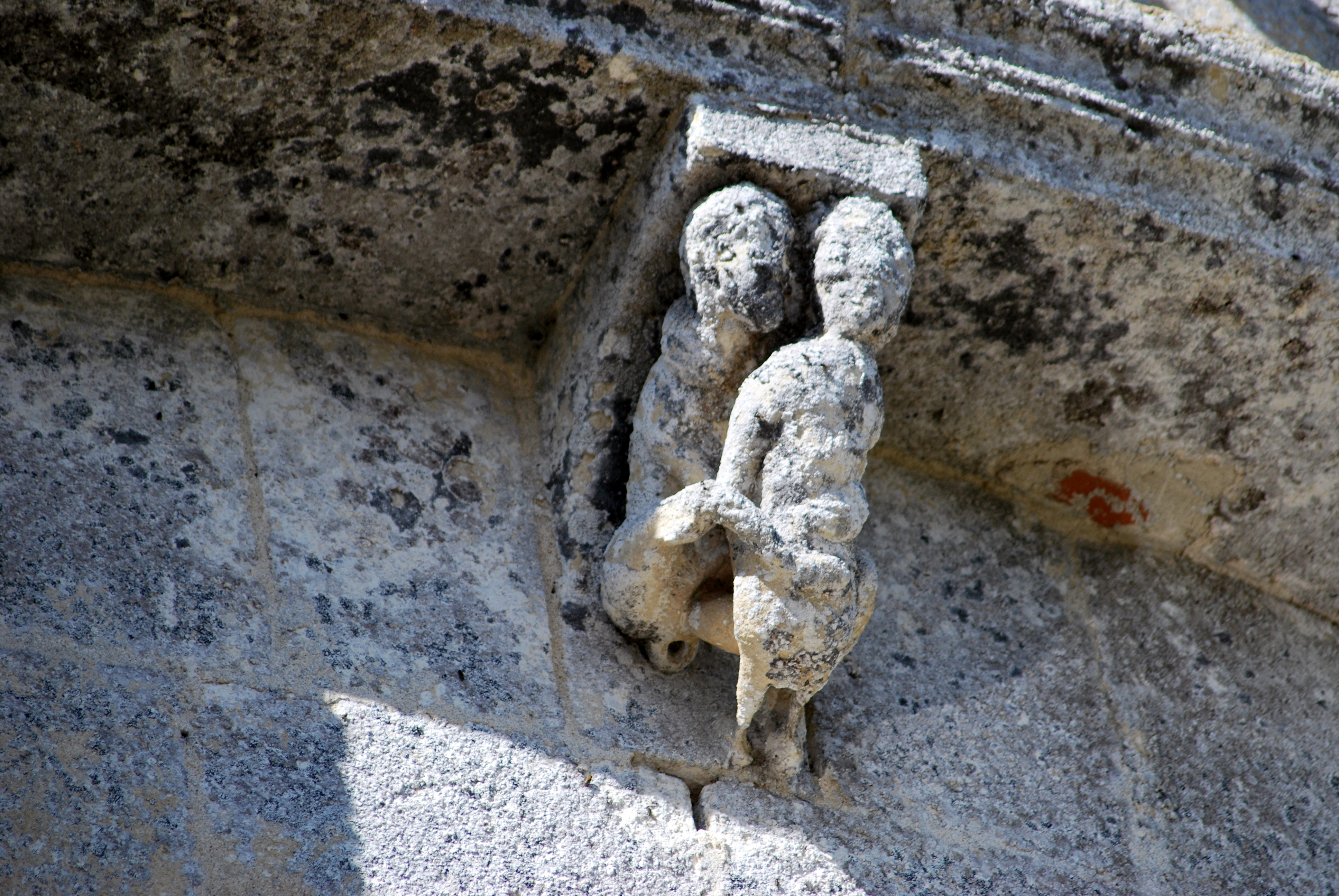
Courpiac, Gironde
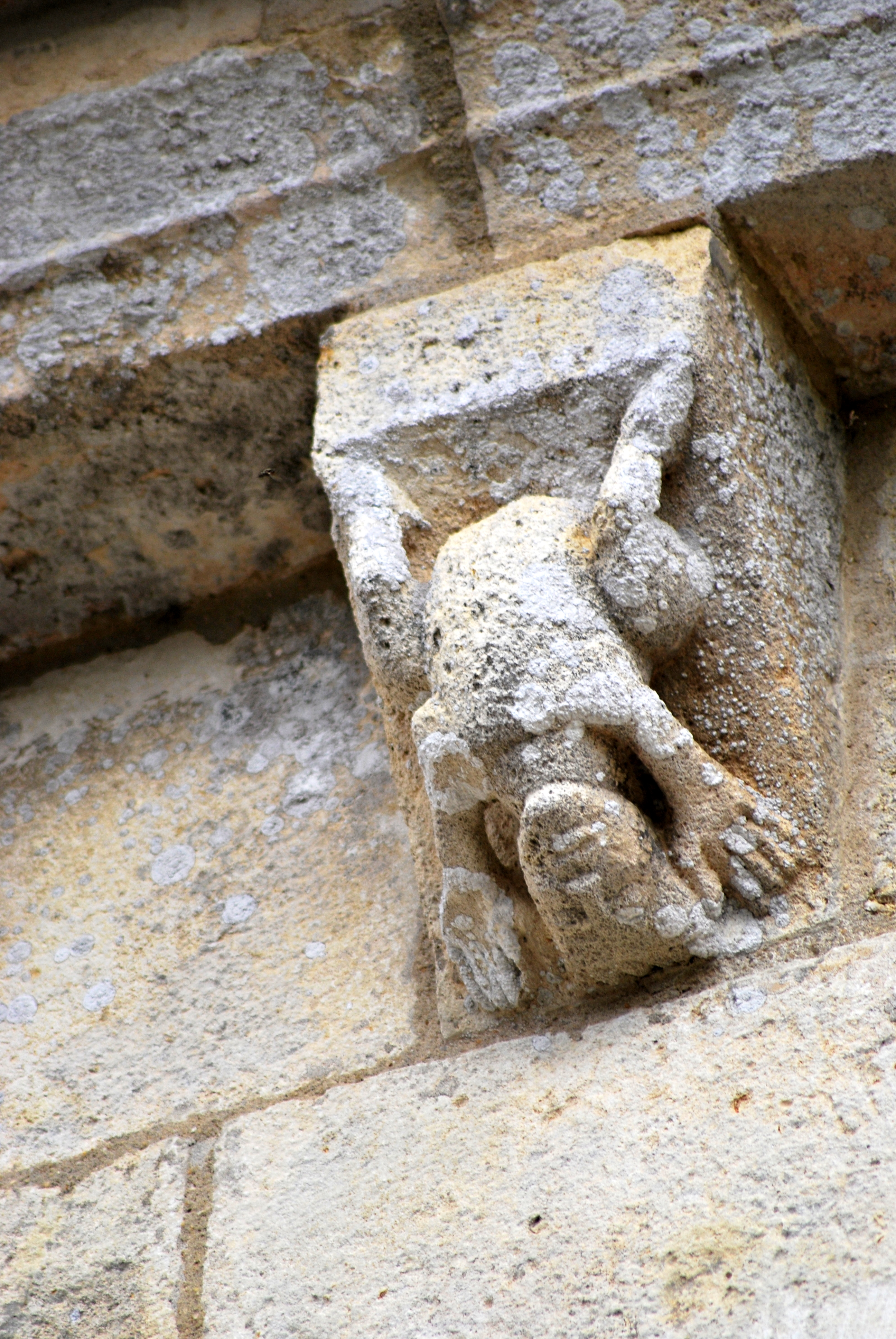
Lestiac, Gironde

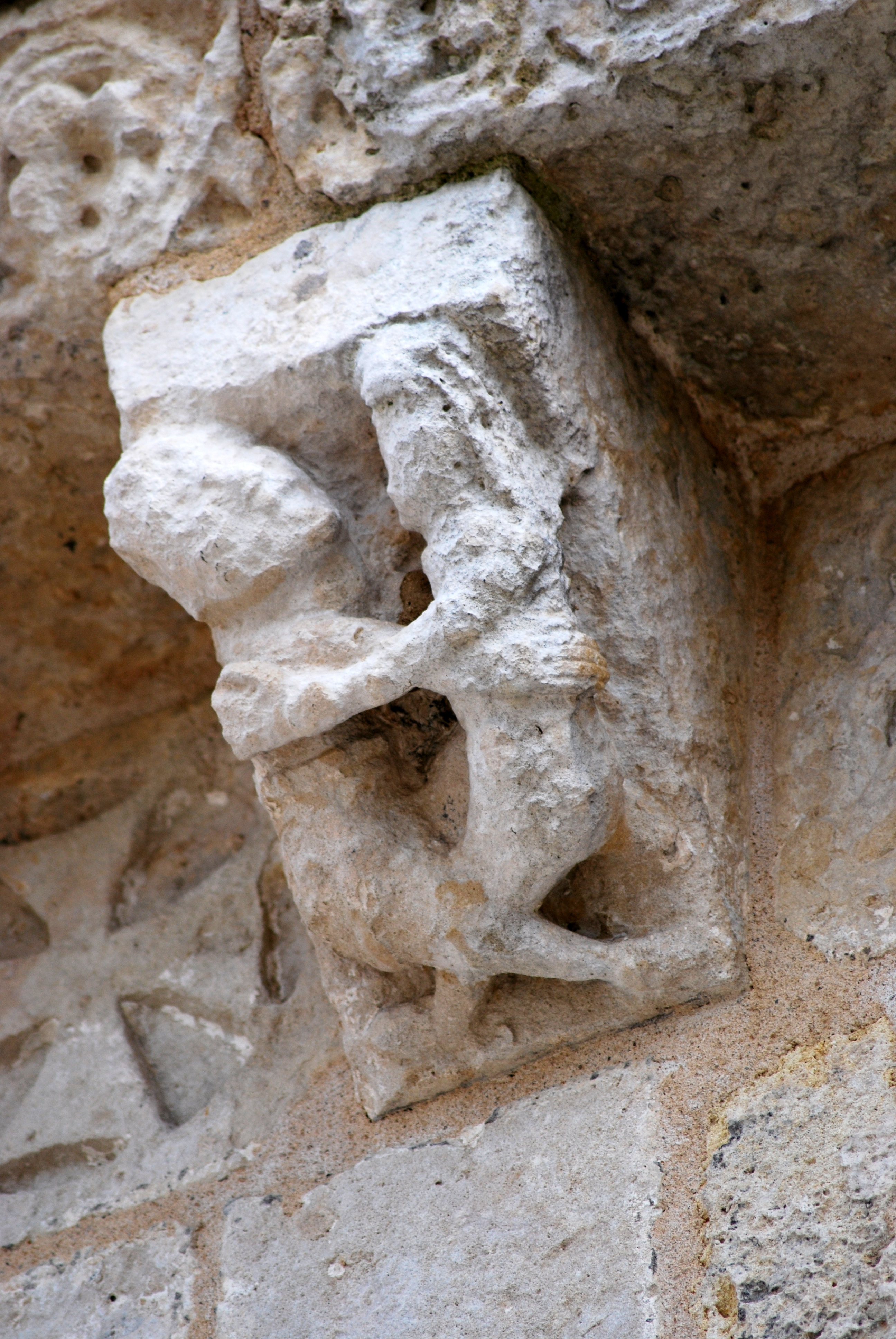
La Brède, Gironde
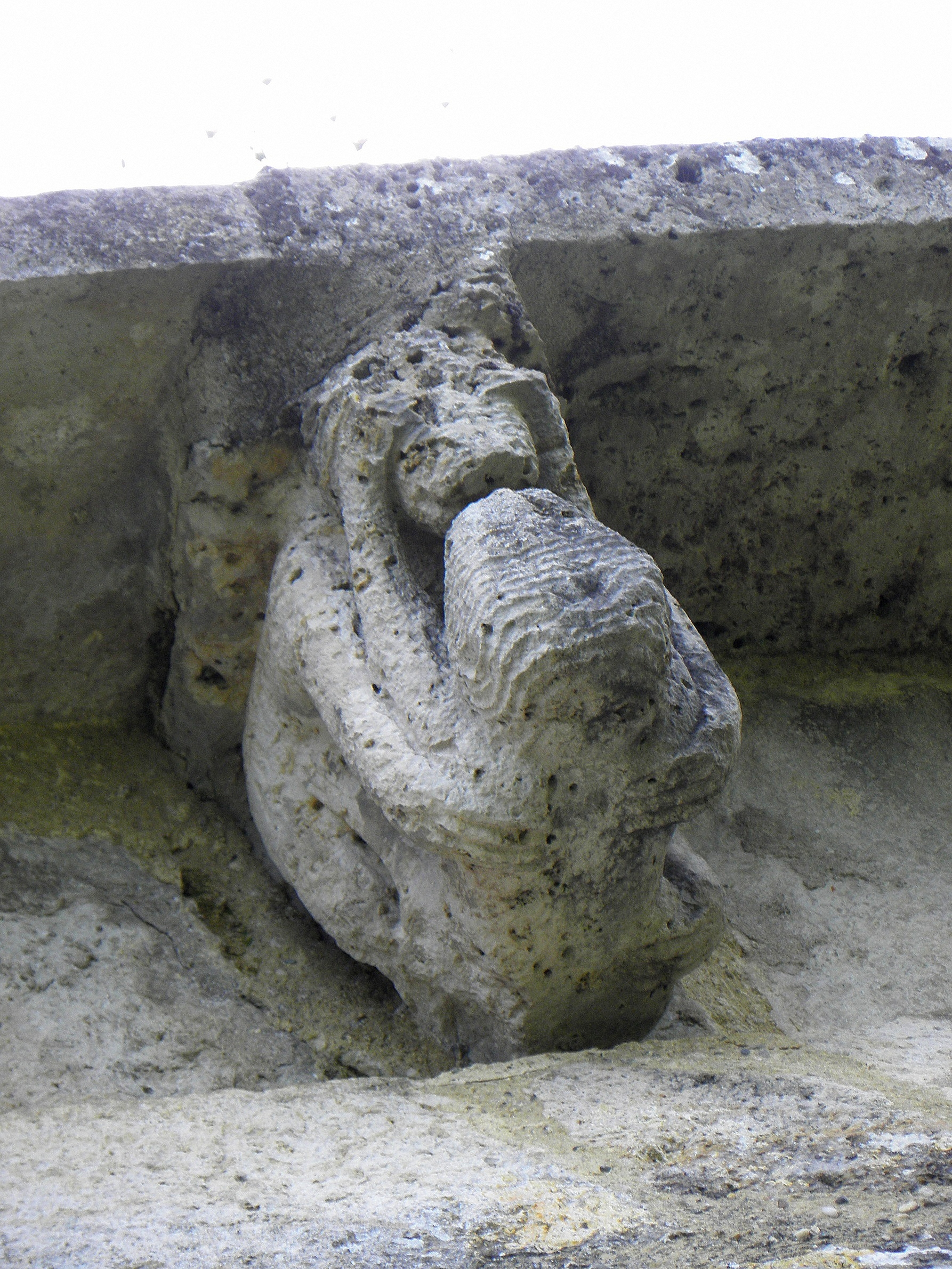
Aubiac, Lot-et-Garonne
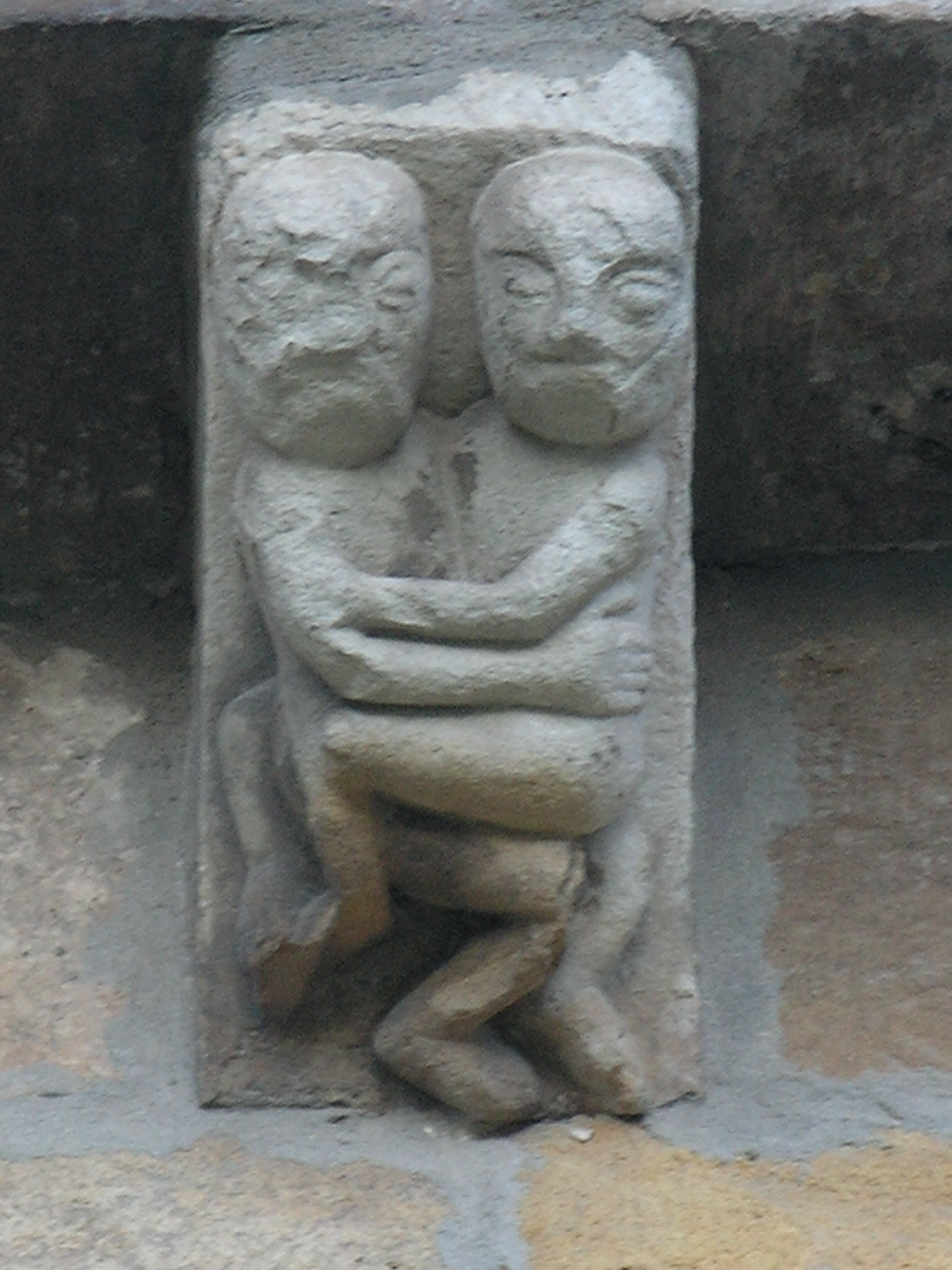
Yermo, Espagne
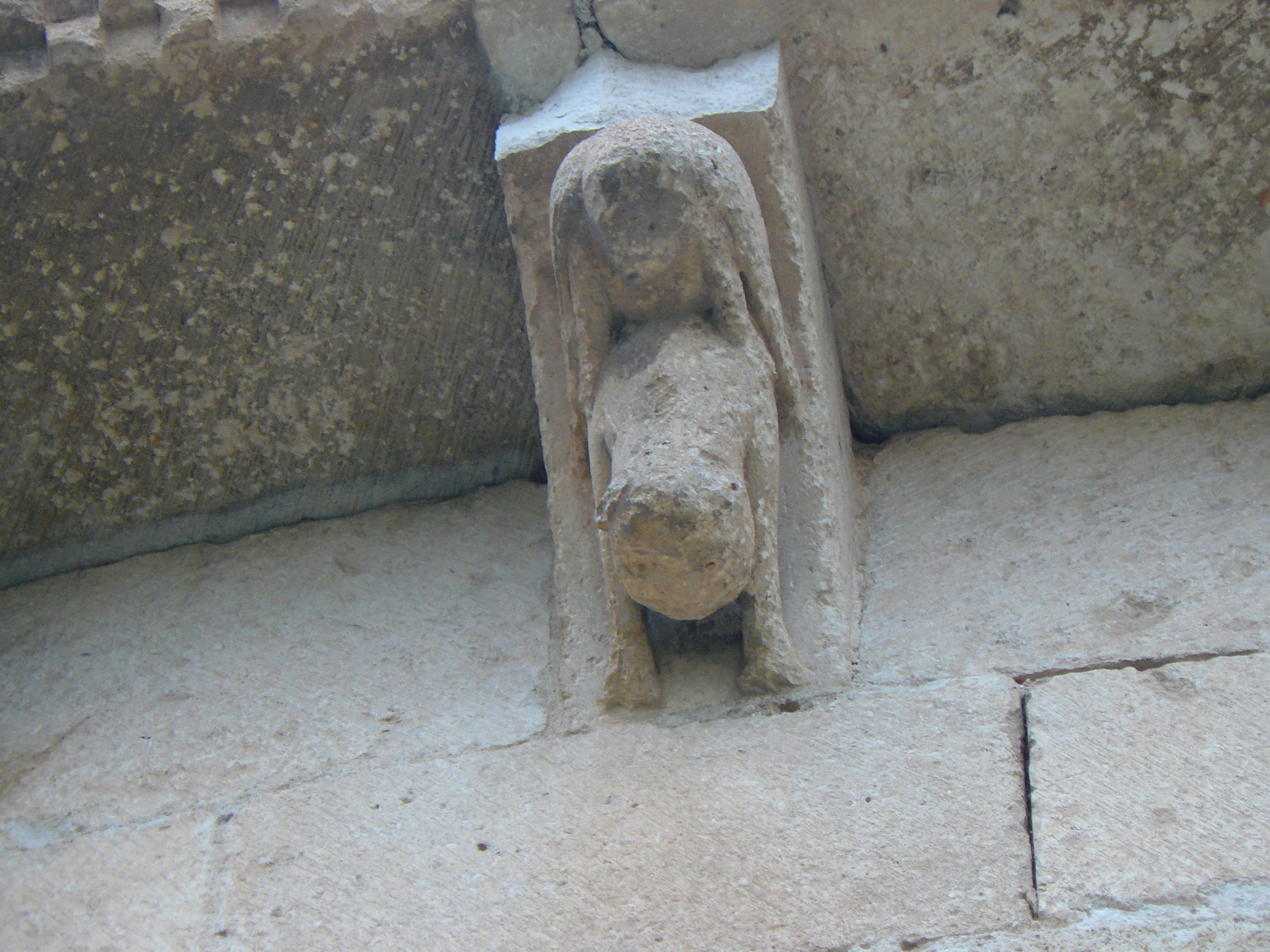
Fuentidueña, Espagne
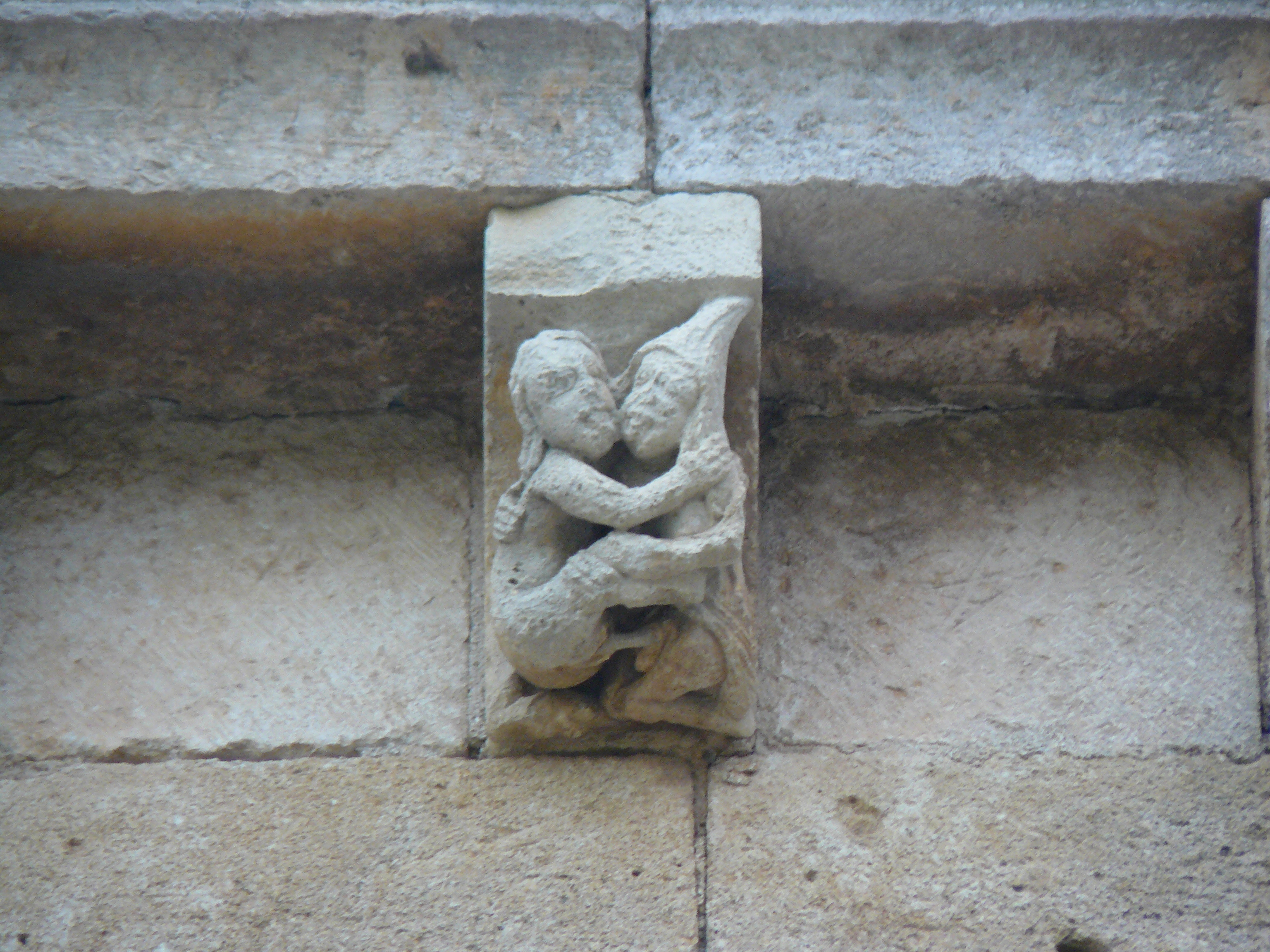
Fuentidueña, Espagne
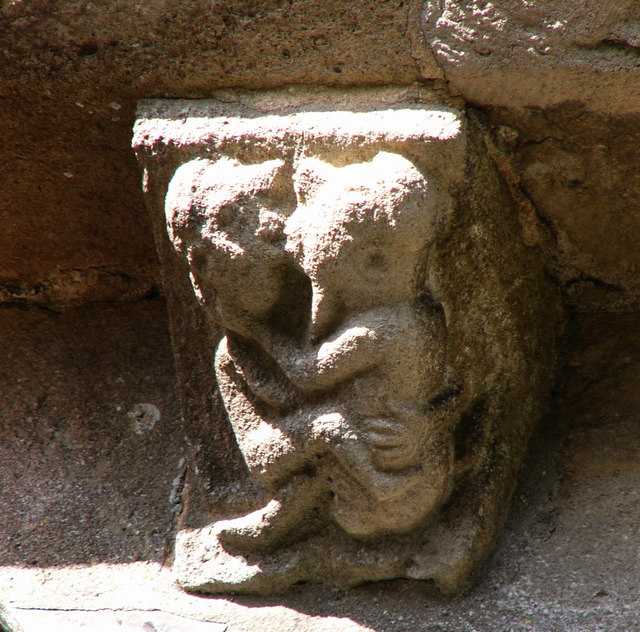
Studland, Angleterre

Un autre façon de mettre en garde contre le péché de chair est de montrer que le châtiment divin existe ou que le bon exemple prime sur le mauvais :
- Un homme et une femme visés par le châtiment : l'exemple typique est celui d'un Centaure, sur le modillon voisin, qui vise le couple avec sa flèche, comme à l'église Saint-Michel d'Ayllón en Espagne. Voir les livres de Bougoux[30],[31] pour l'analyse détaillée de l'utilisation de la mythologie grecque dans cette représentation[Notes 3].
- Le mauvais choix et le bon exemple, sur deux modillons consécutifs, comme à l'abbaye d'Arthous dans les Landes.

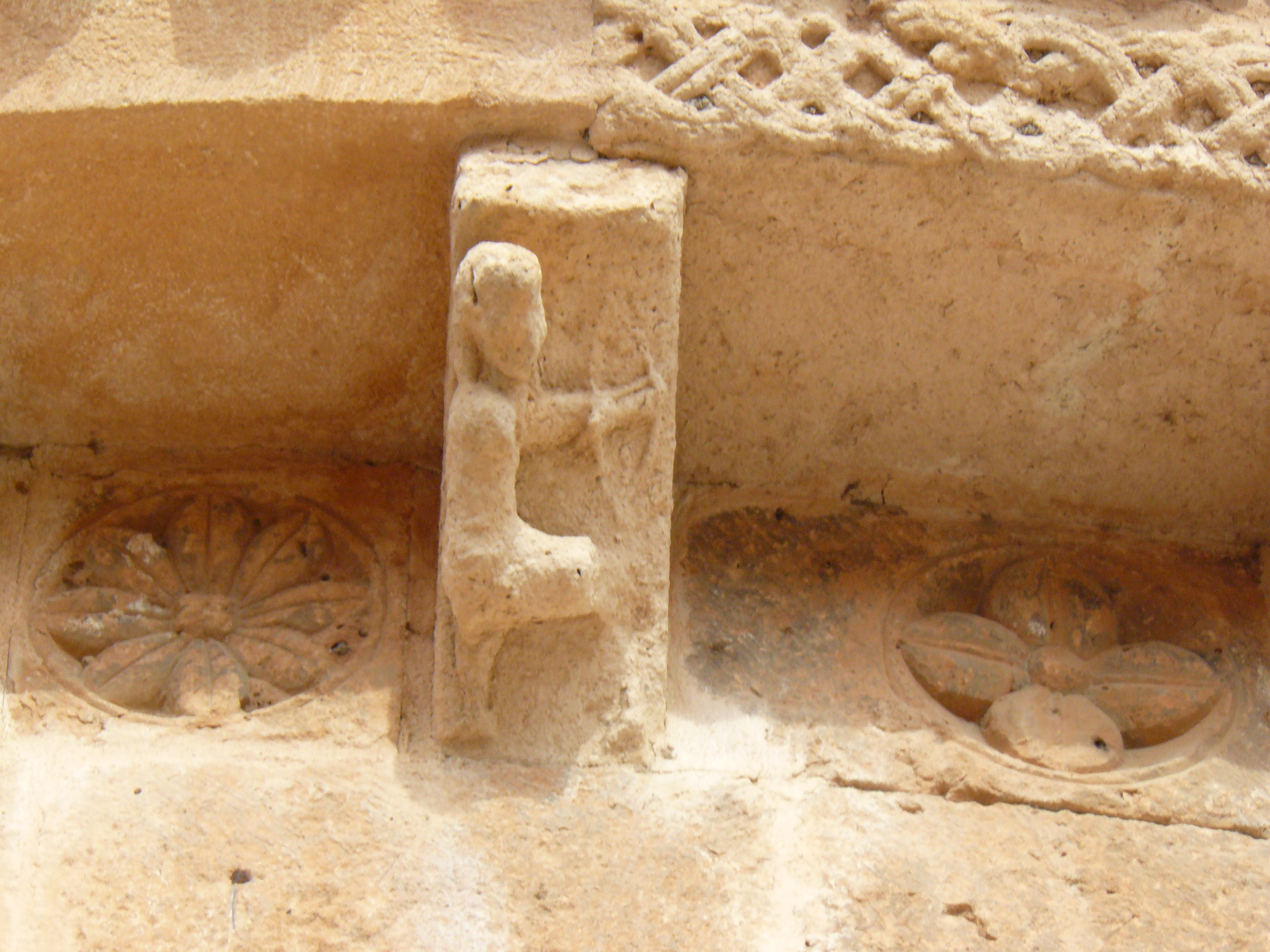
Ayllón (1,) Espagne
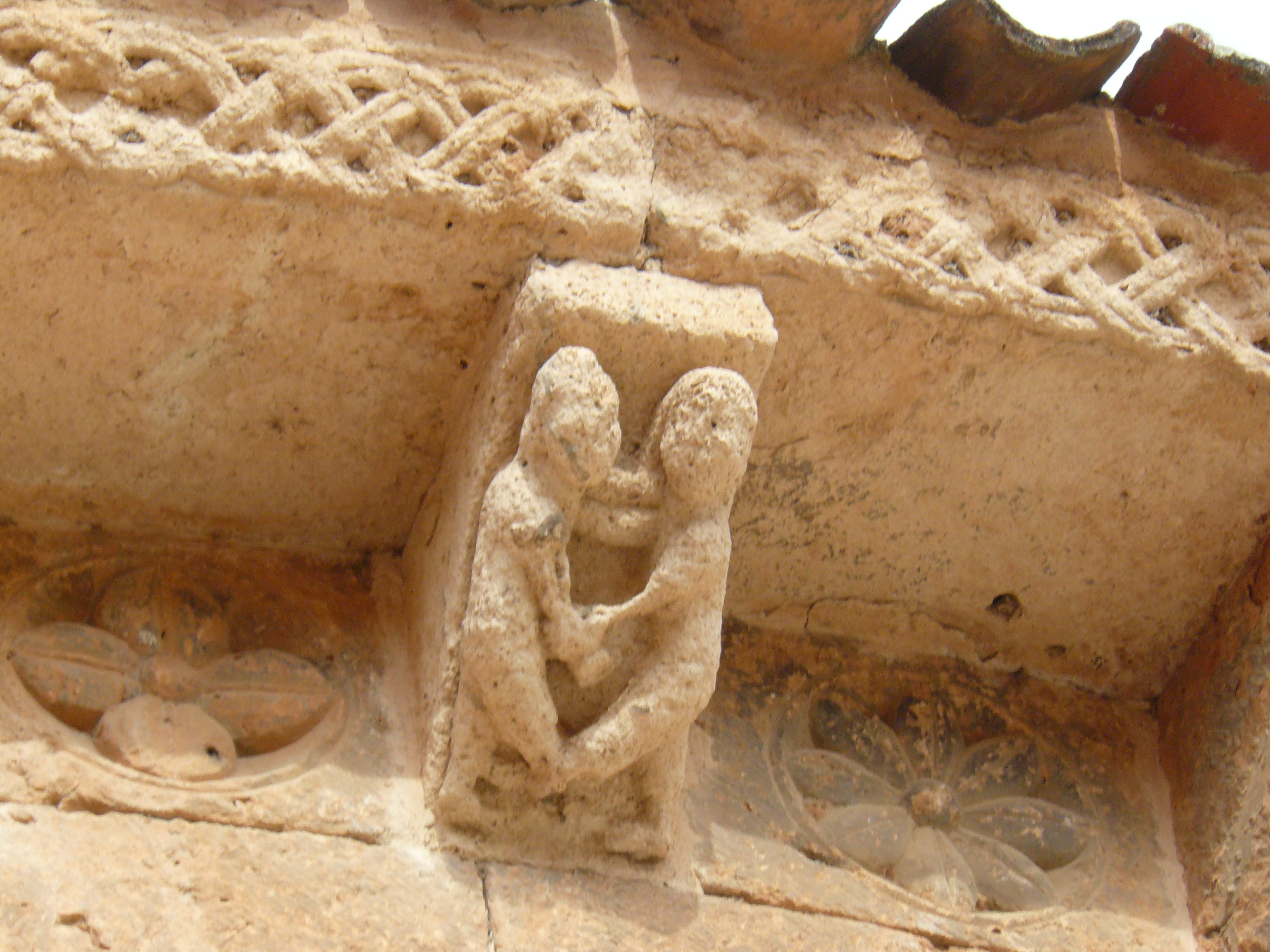
Ayllón (2), Espagne
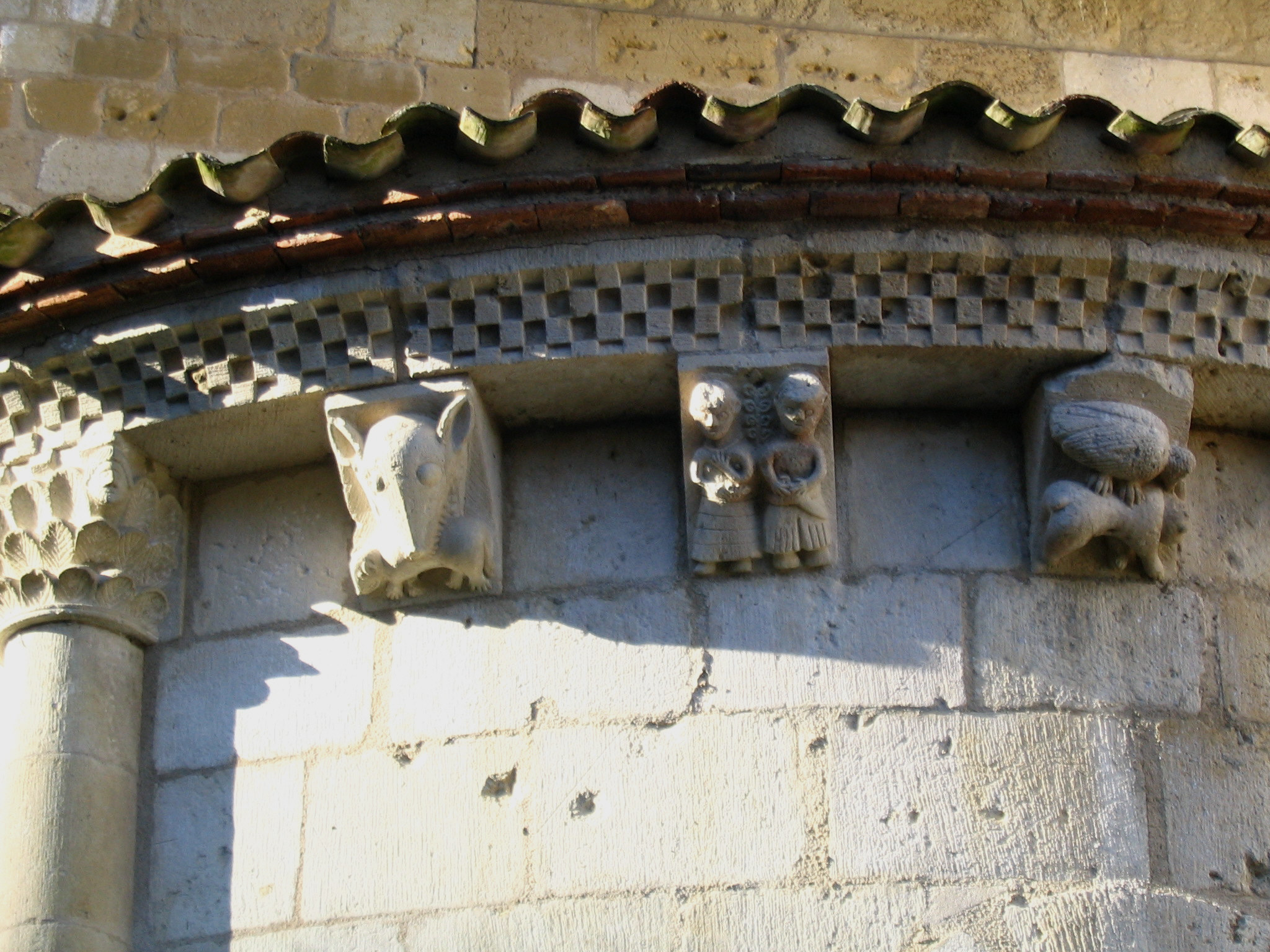
Arthous (1), Landes
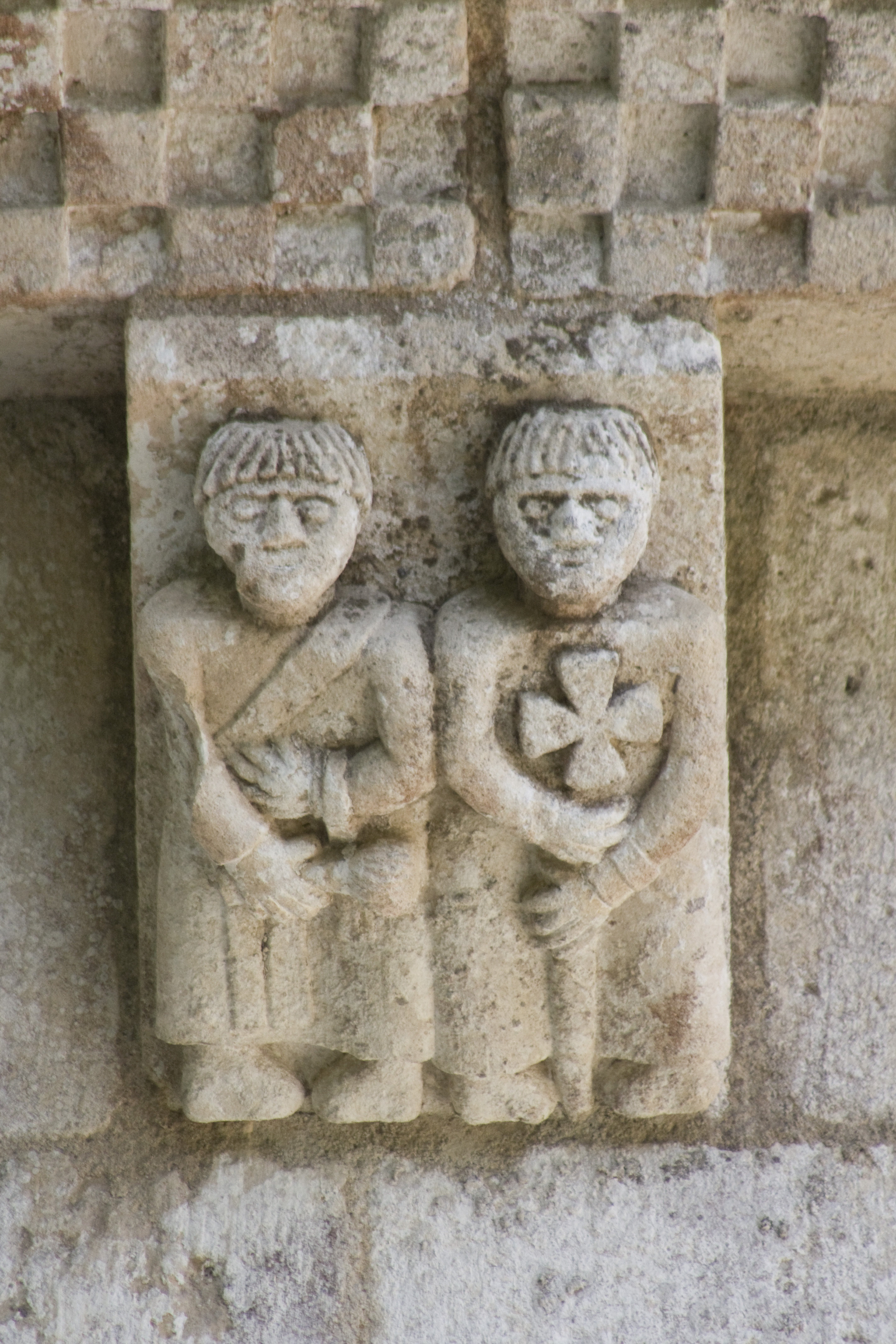
Arthous (2), Landes

#### Homme-Homme
L'attitude de l’Église envers l'homosexualité a beaucoup varié (Boswell), mais, à l'époque romane, elle était sévèrement dénoncée et considérée comme une hérésie. Dans les milieux ecclésiastiques, qui exigeaient la chasteté, il était fréquent de représenter des hommes qui se touchent, dans le but de dramatiser les risques des étreintes impures et coupables. Les constitutions monastiques étaient unanimes : « Que nul ne prenne la main de l'autre, ni quelque autre partie de son corps » selon saint Pacôme (deuxième règle, canon 38).

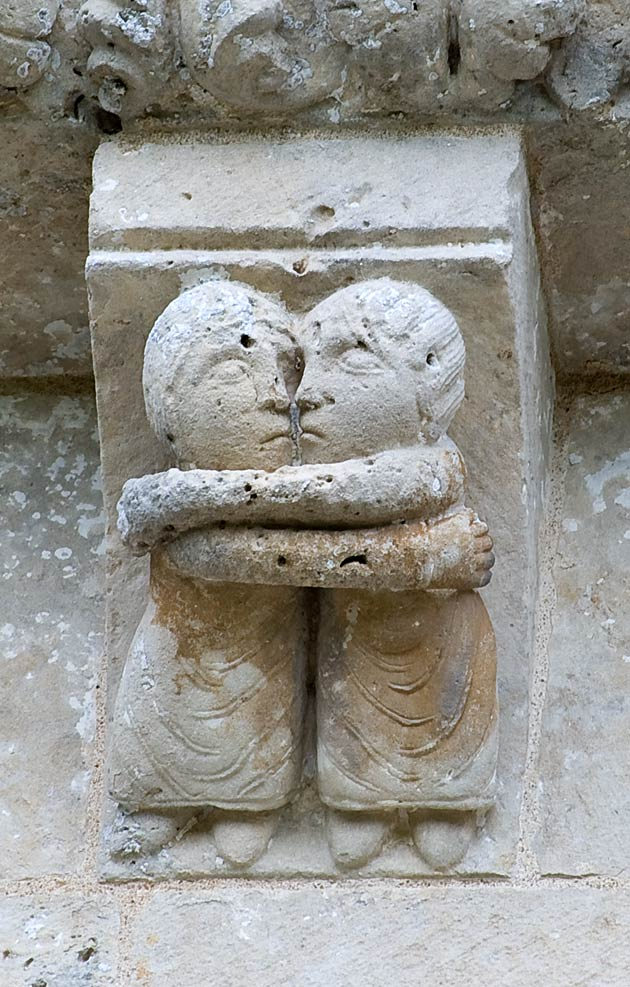
Aulnay, Charente-Maritime
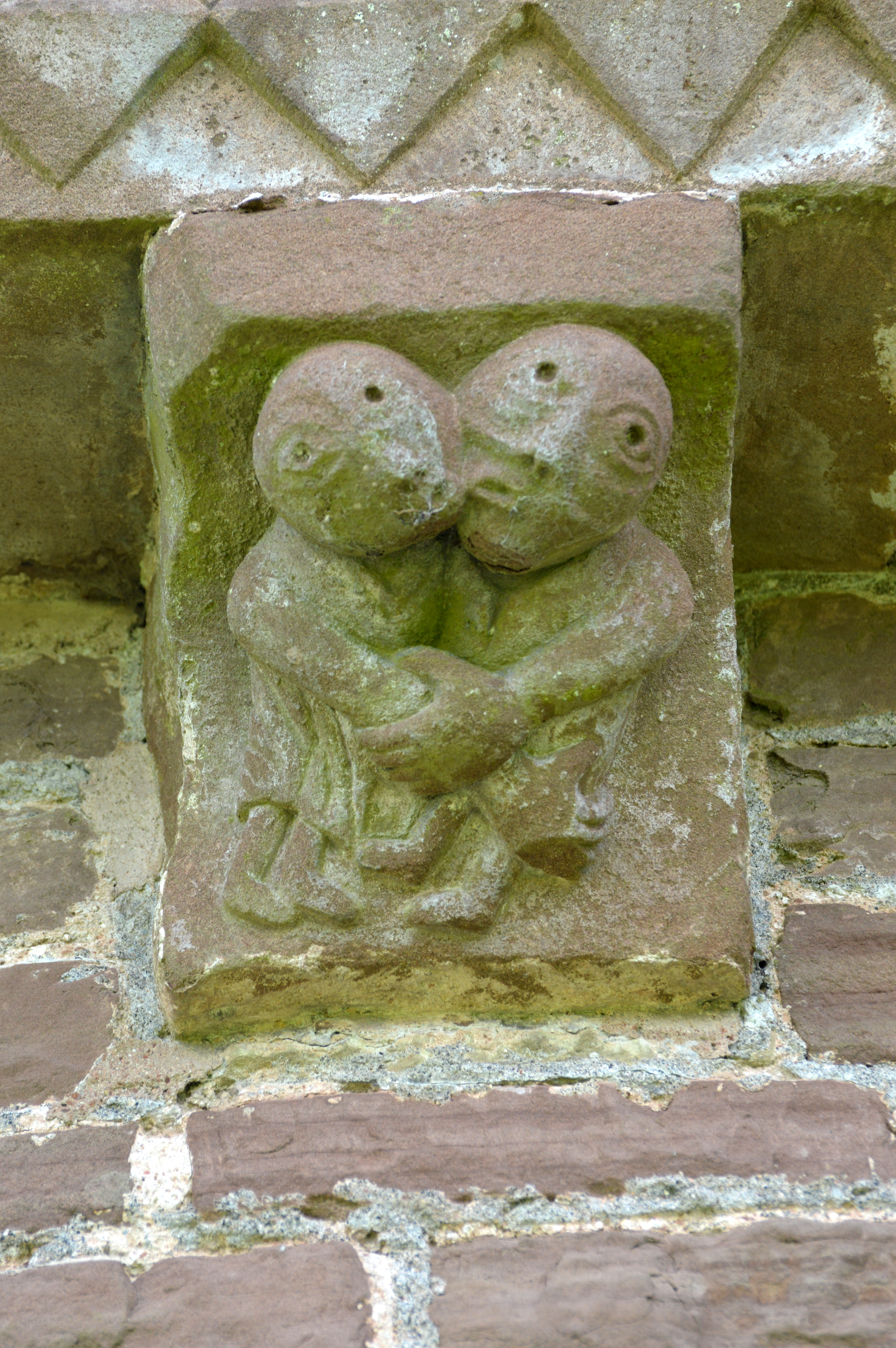
Kilpeck, Angleterre
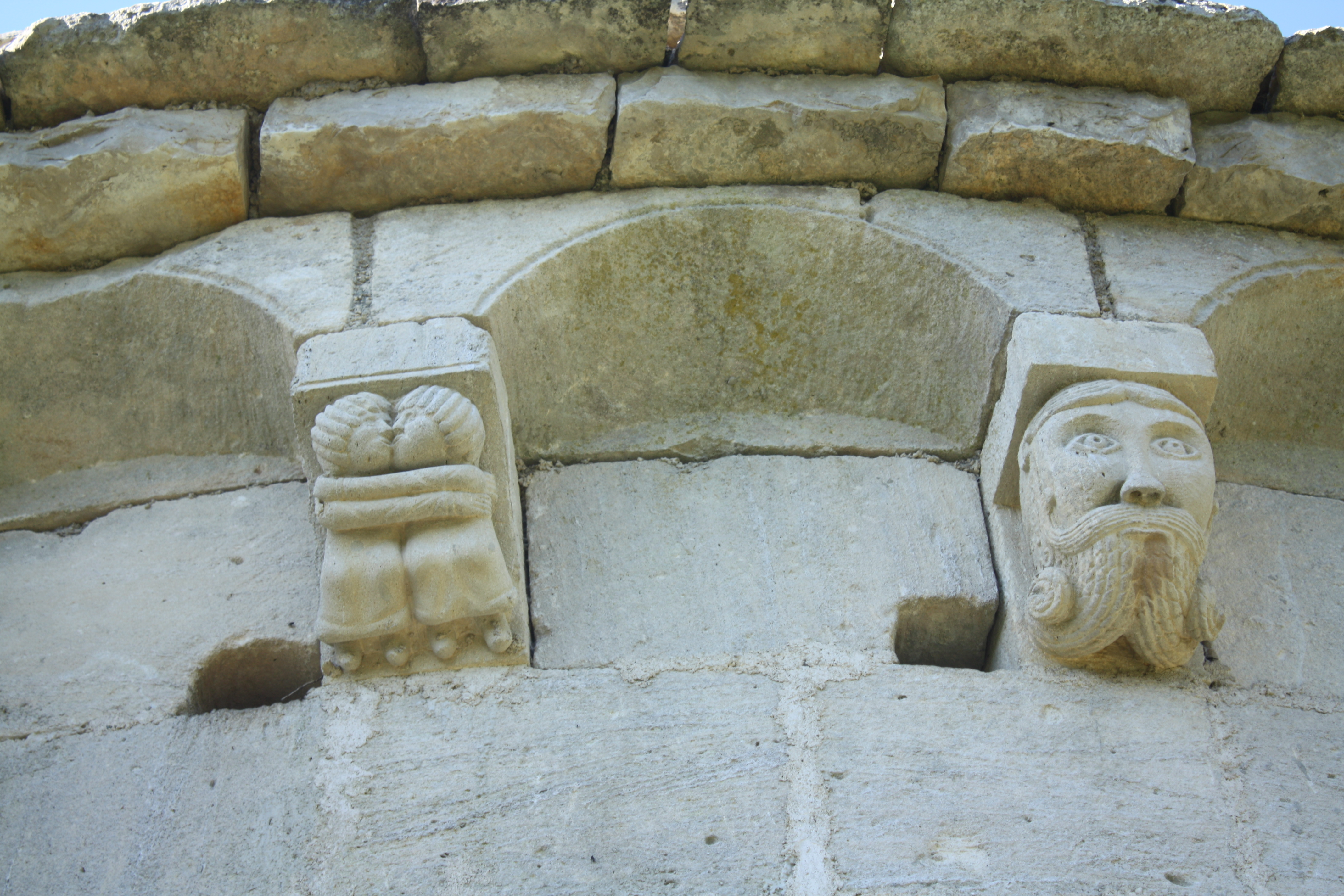
Saint-Ouen-la-Thène, Charente-Maritime
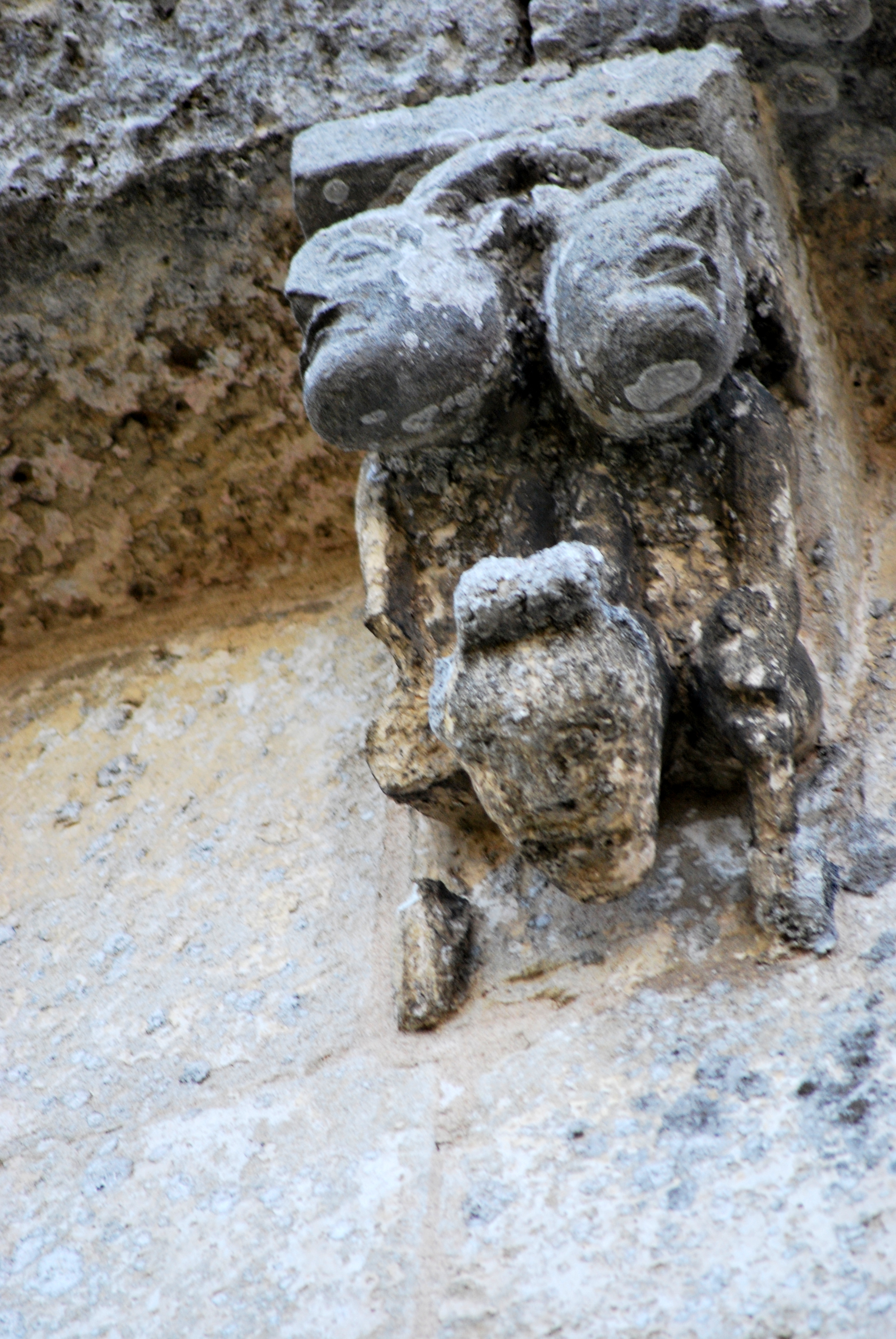
Bouliac, Gironde
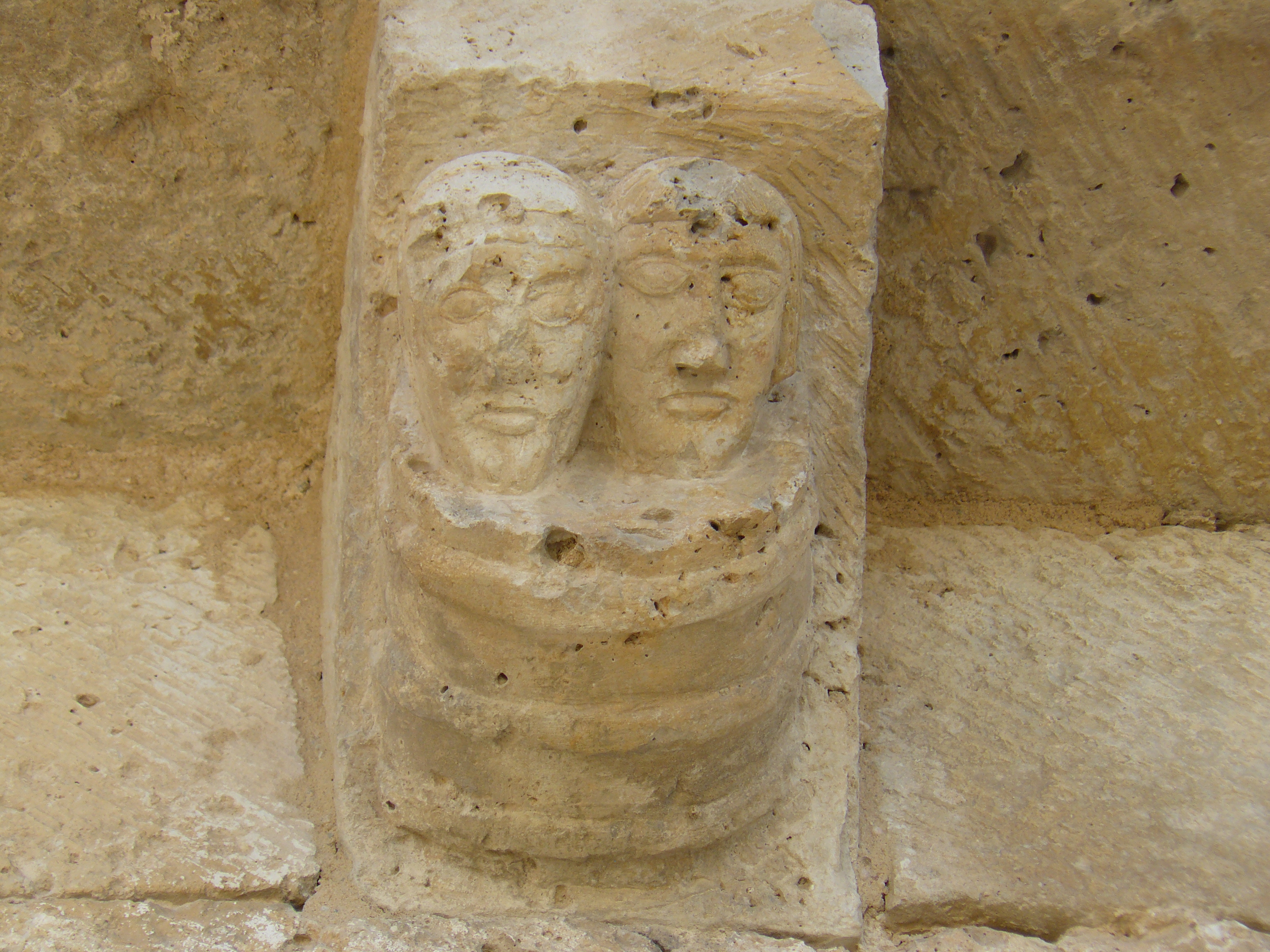
Bahabón de Esgueva, Espagne
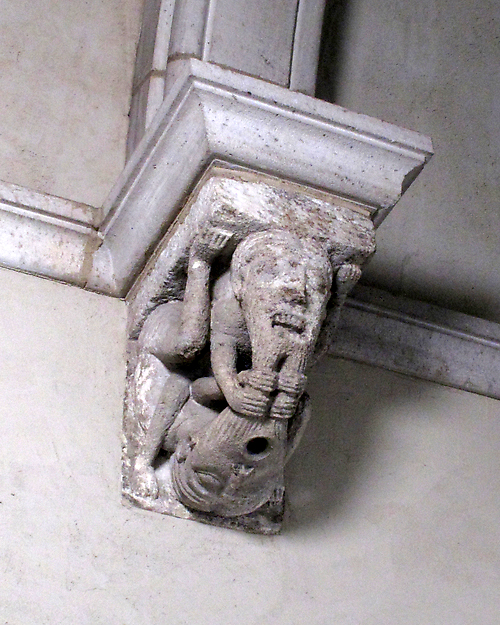
La Sauve-Majeure, Gironde
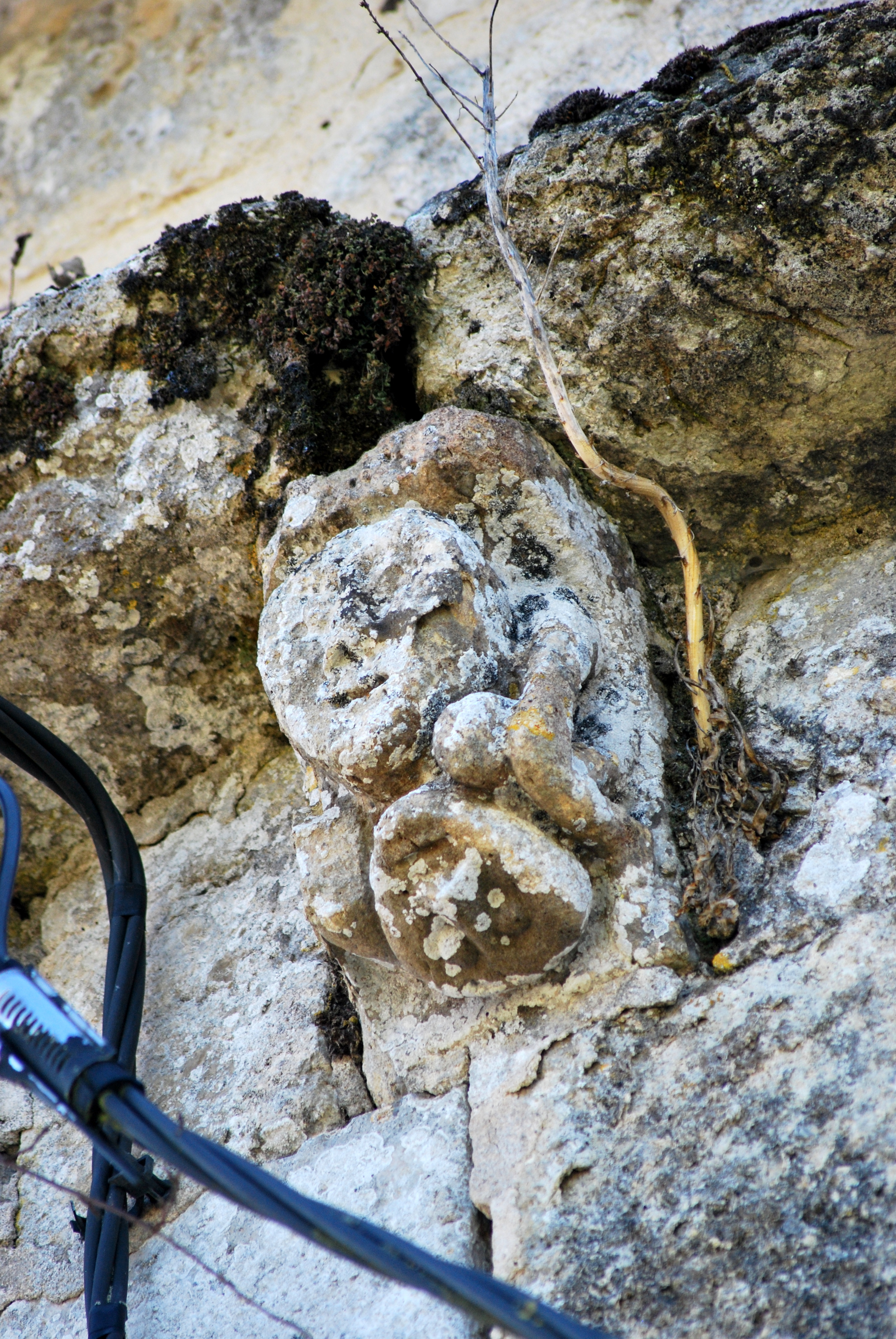
Massugas, Gironde

La représentation d'un couple d'hommes était toujours une mise en garde contre les relations charnelles entre hommes. L'homosexualité était une préoccupation majeure dans la dénonciation de la luxure. Les représentions vont du bon exemple de l'abbaye d'Arthous, où les hommes ne se touchent pas, aux « horreurs » des hommes qui se tiennent la main ou aux hommes qui s'embrassent, chacun tenant la verge de l'autre, de Châteaumeillant ou le coït anal de l'abbaye de La Sauve-Majeure.

#### Démon et être humain
L'association d'un être maléfique avec un humain dans un contexte sexuel est également un rappel contre la Luxure.
La créature maléfique la plus populaire, depuis le récit biblique de la chute d'Adam et Ève, est le serpent :
- On le trouve en train de souffler des mauvais idées dans les oreilles d'hommes ou de femmes. Par exemple, dans la Salle de l'Échiquier du château de Caen, un homme tient son sexe de la main gauche tandis qu'un serpent lui chuchote dans l'oreille.
- Très fréquemment, on trouve « la femme aux serpents » : une femme, plus au moins dévêtue, donne le sein à des bêtes immondes et reptiles lubriques, serpent, crapaud ou dragon ; c'est un symbole de la luxure (Bougoux[33], Weir[34] et Witkowski[28]). L'image forte de l'intimité agressée par des bêtes ignobles avait aussi pour vocation de détourner les « foles femes » elles-mêmes dudit péché (Bougoux[35]).

L'homme qui écoute le serpent et la femme qui donne le sein aux reptiles
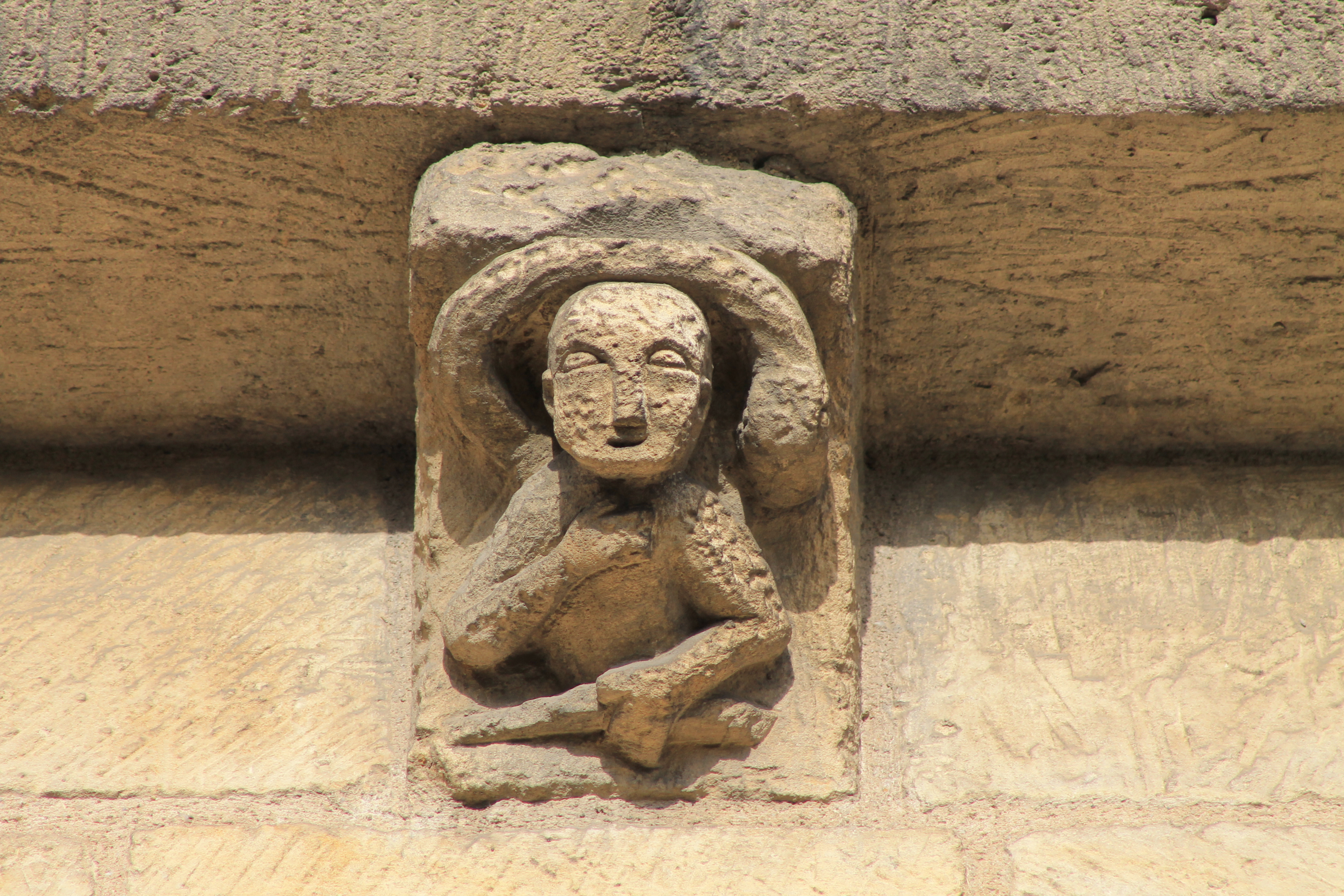
Caen, Calvados
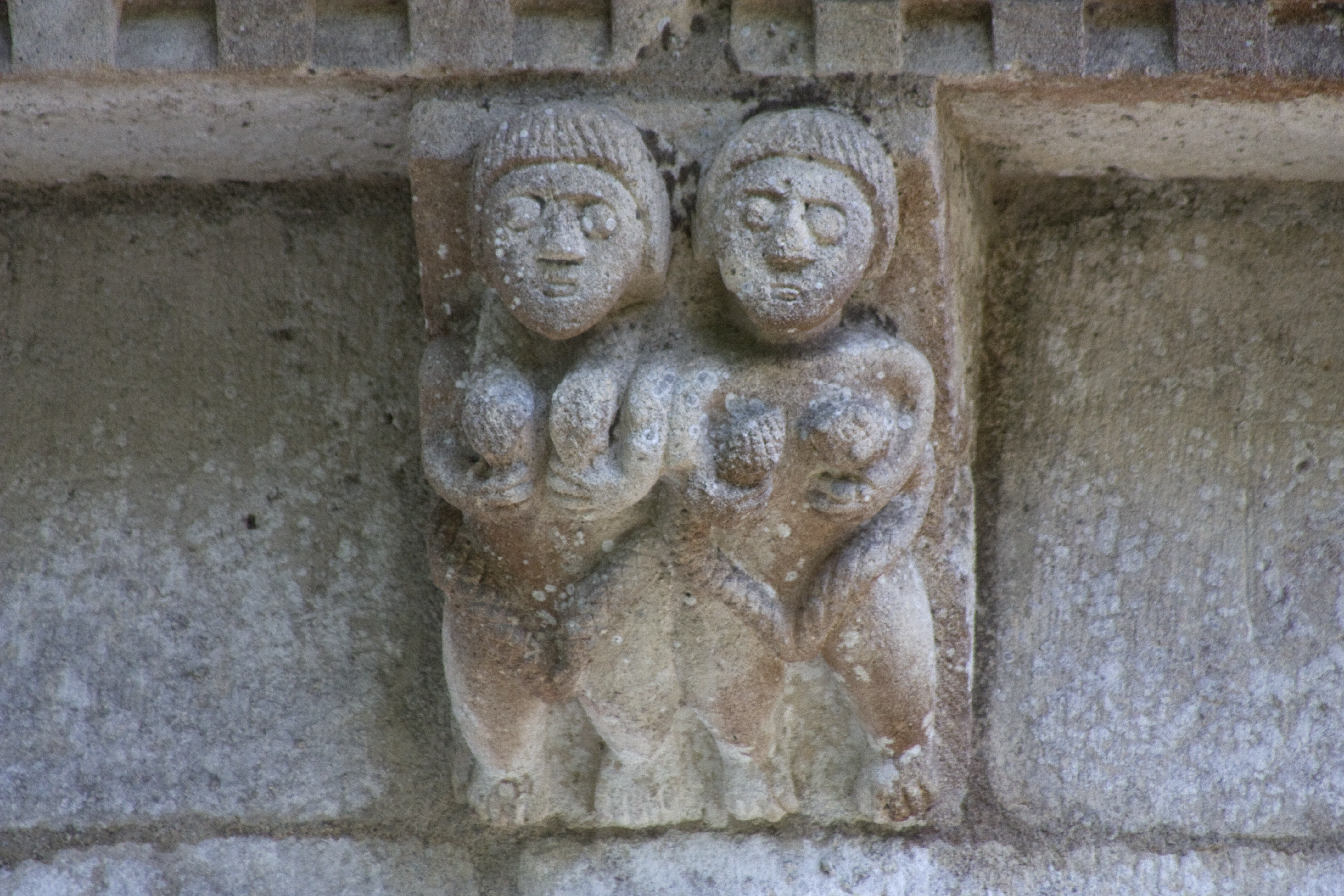
Arthous, Landes
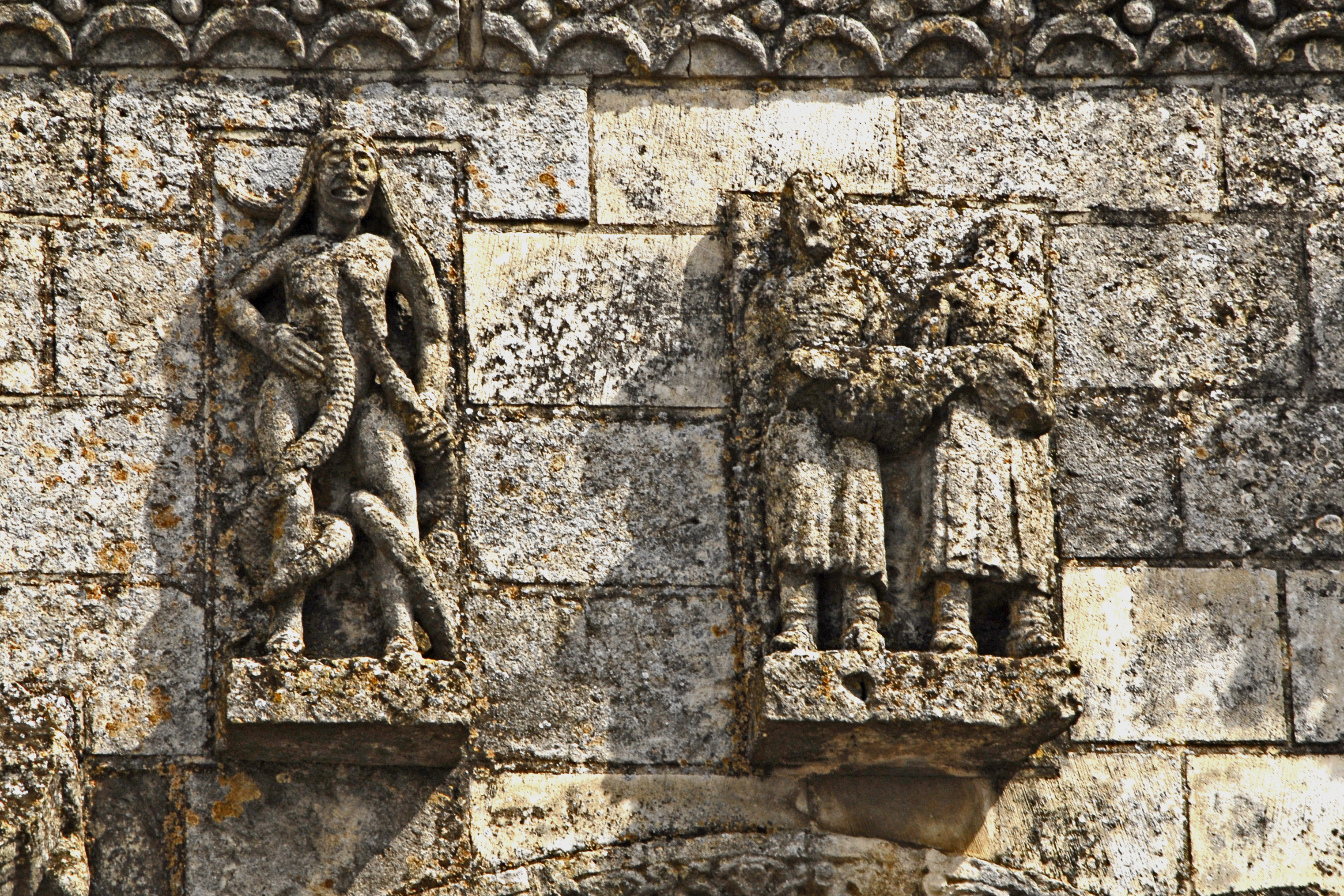
Abbaye Saint-Jouin de Marnes, Deux-Sèvres
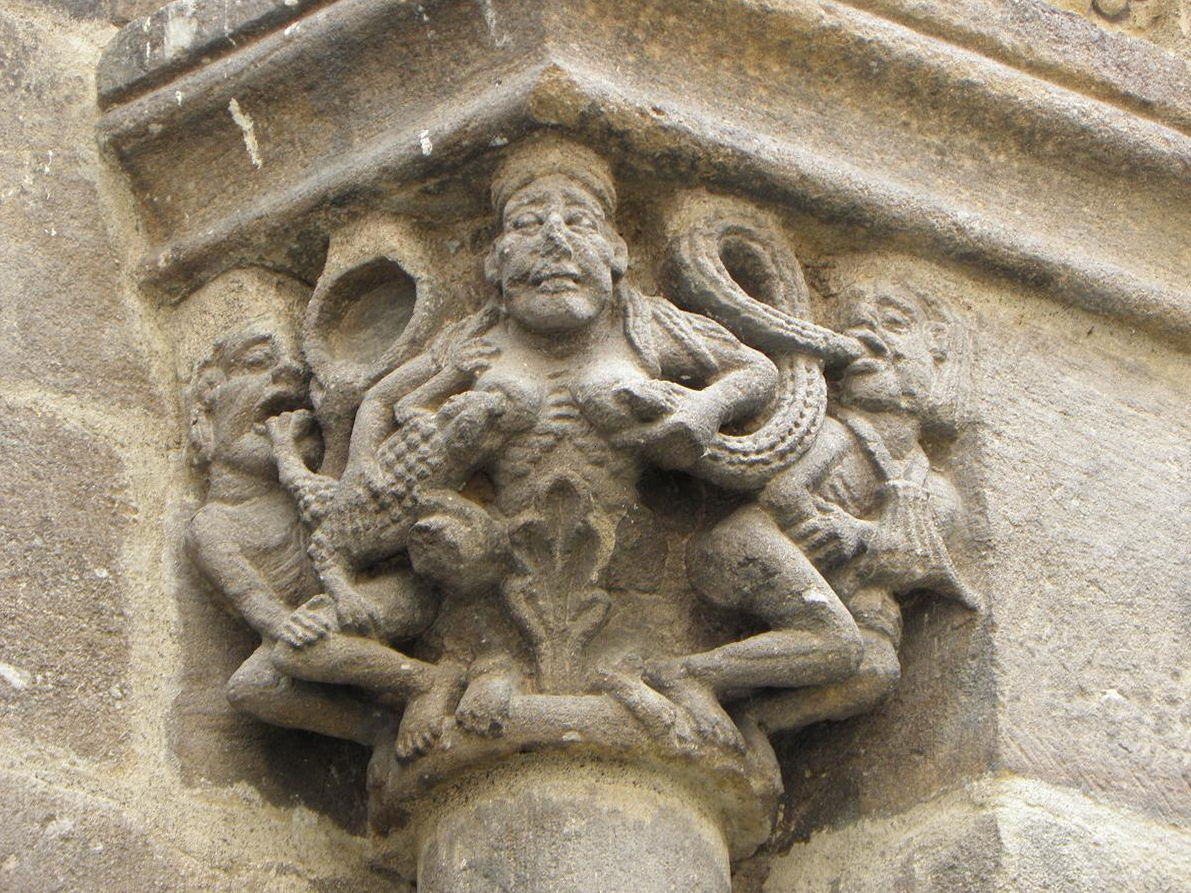
Blesle, Loire-Atlantique
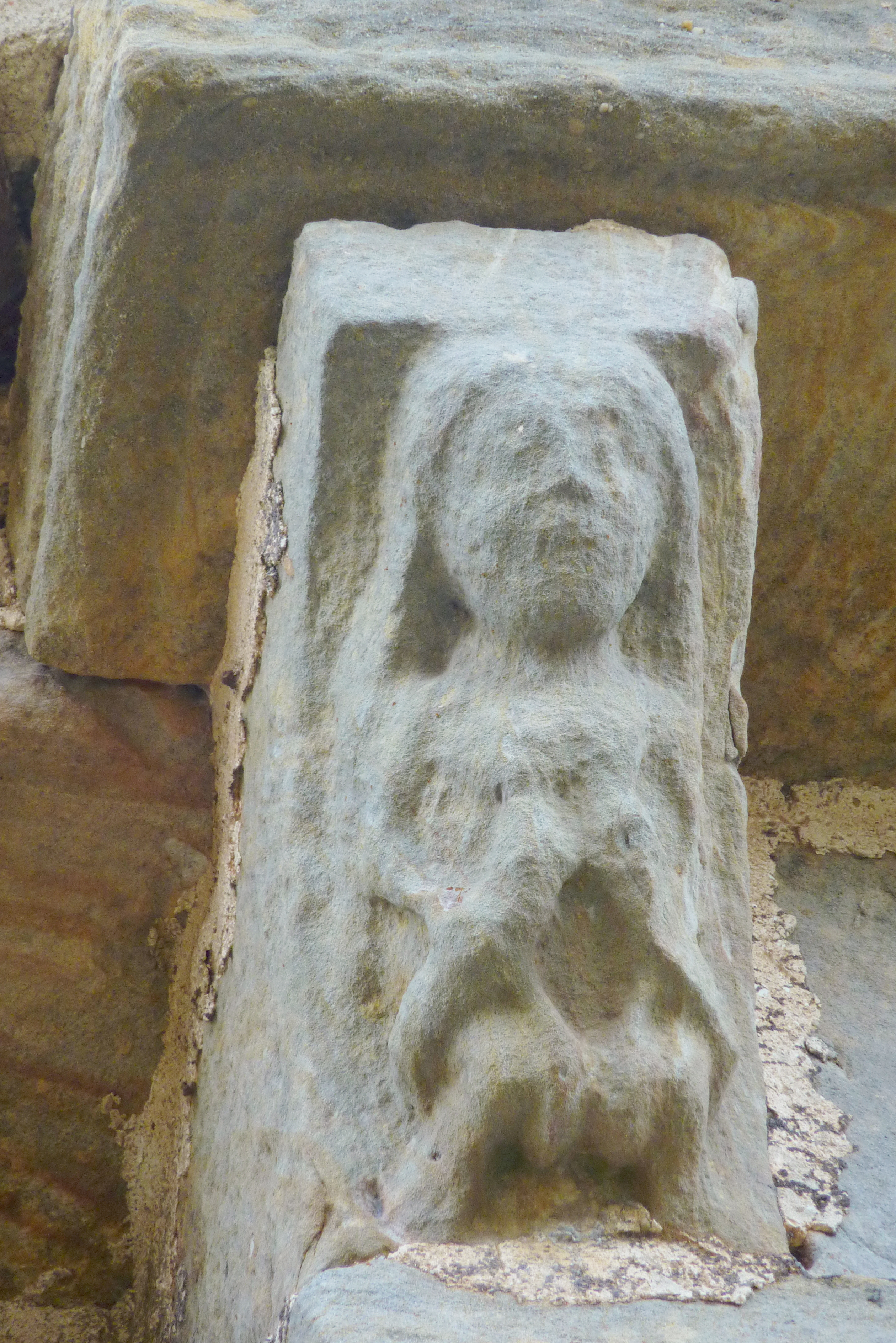
Lomilla, Espagne

Une deuxième combinaison est celle d'un humain avec un tentateur « diabolique » :
- Une sirène qui tente un homme, comme celle de Vallejo de Mena, en Espagne.
- Une femme et un « démon » dont l'aspect maléfique est manifesté par des pieds fourchus ou de petites cornes et des oreilles pointues ou une barbiche de bouc.
  - La copulation entre une femme et un « démon », pour montrer que l’œuvre de chair est celle de Satan. Par exemple, à Lugaignac, où l'on voit les restes — elle a été victime du marteau des puritains — d'une femme nue se tenant debout devant un être nu, agenouillé, avec un phallus pointu. Il a deux petites cornes au-dessus des oreilles.
  - Une femme enlacée par un démon (la créature a des pieds fourchus) ithyphallique, comme à Courpiac. Sur le modillon voisin, c'est un être portant le bonnet des fous, qui chuchote dans l'oreille d'un homme.

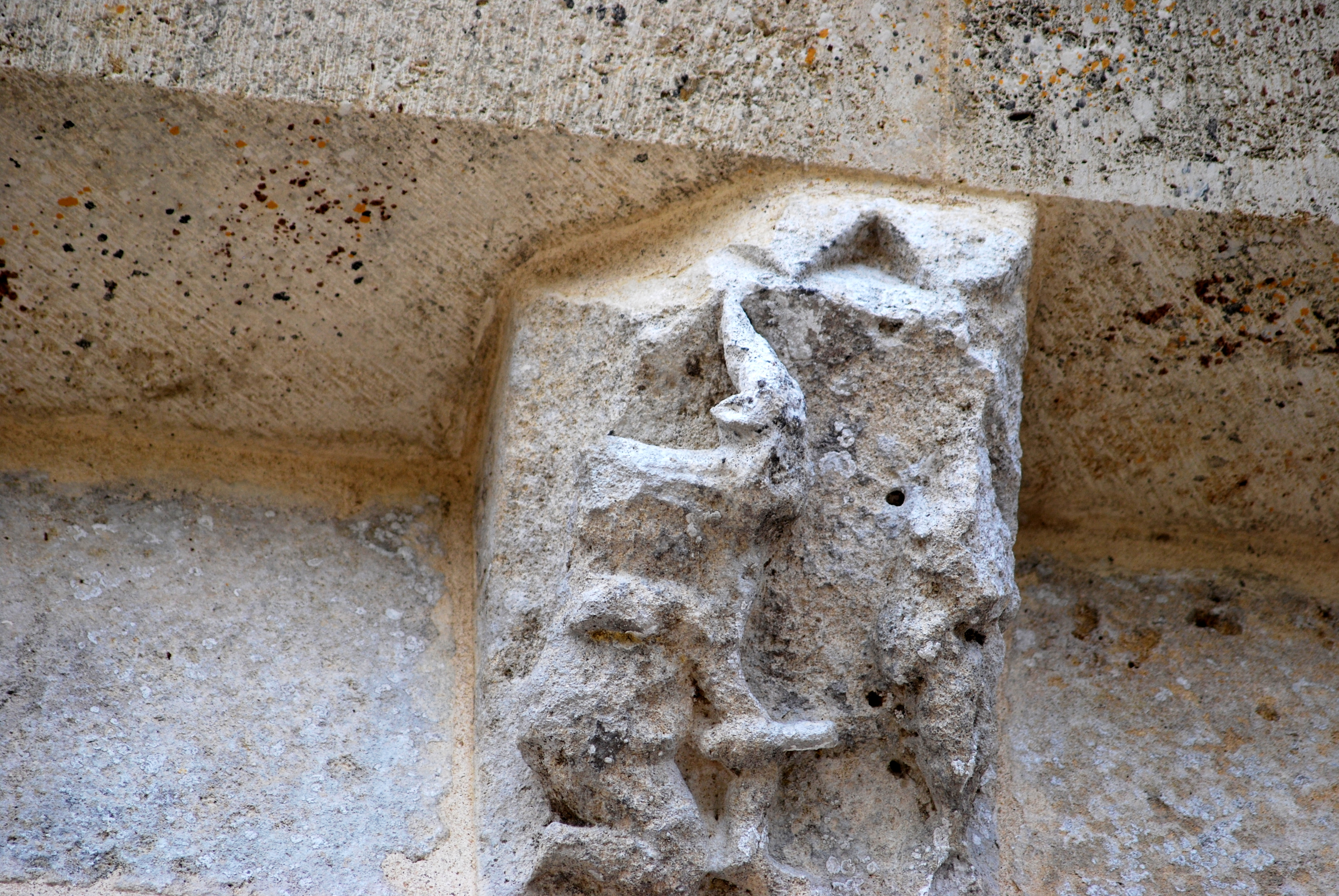
Lugaignac, Gironde
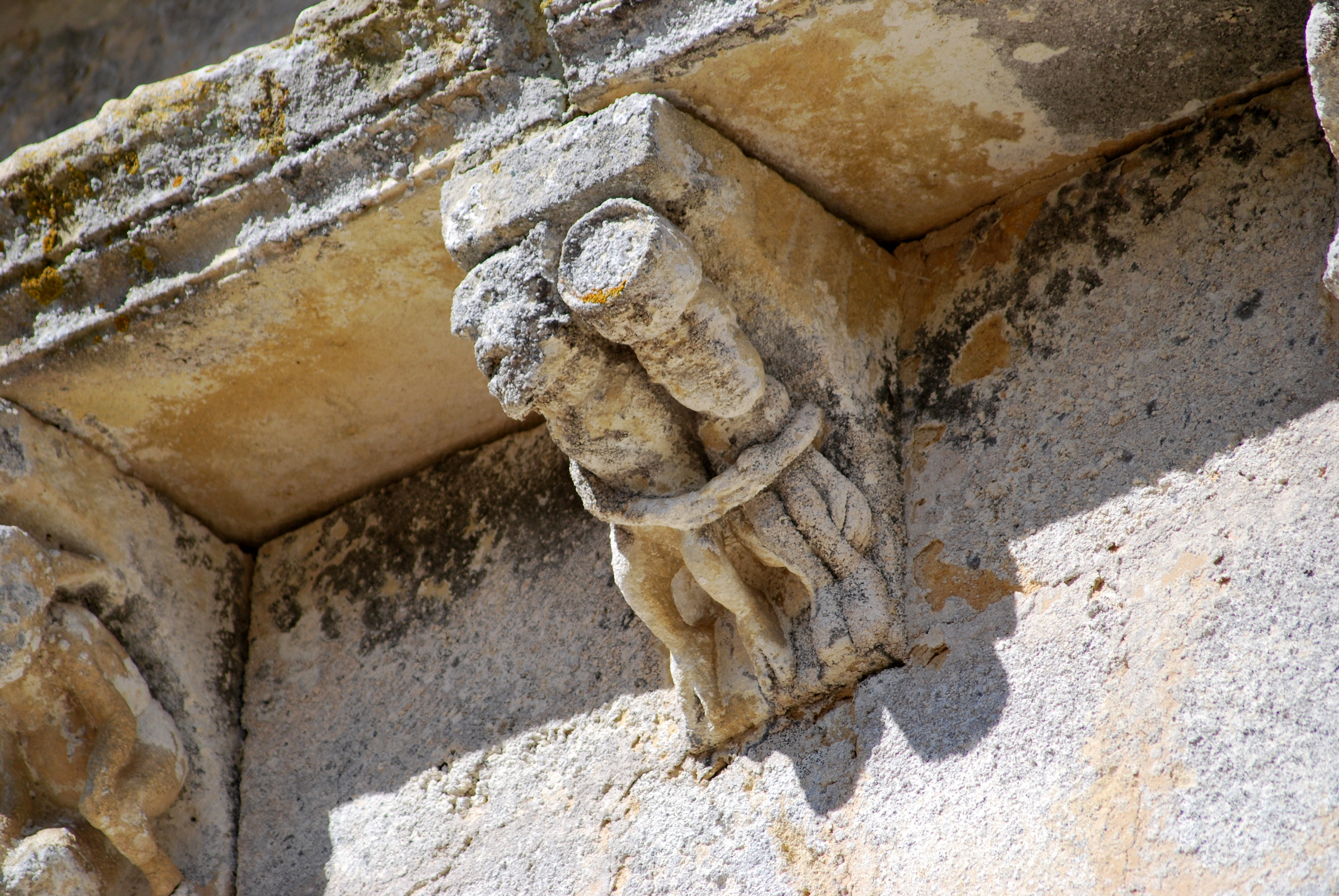
Courpiac (1), Gironde
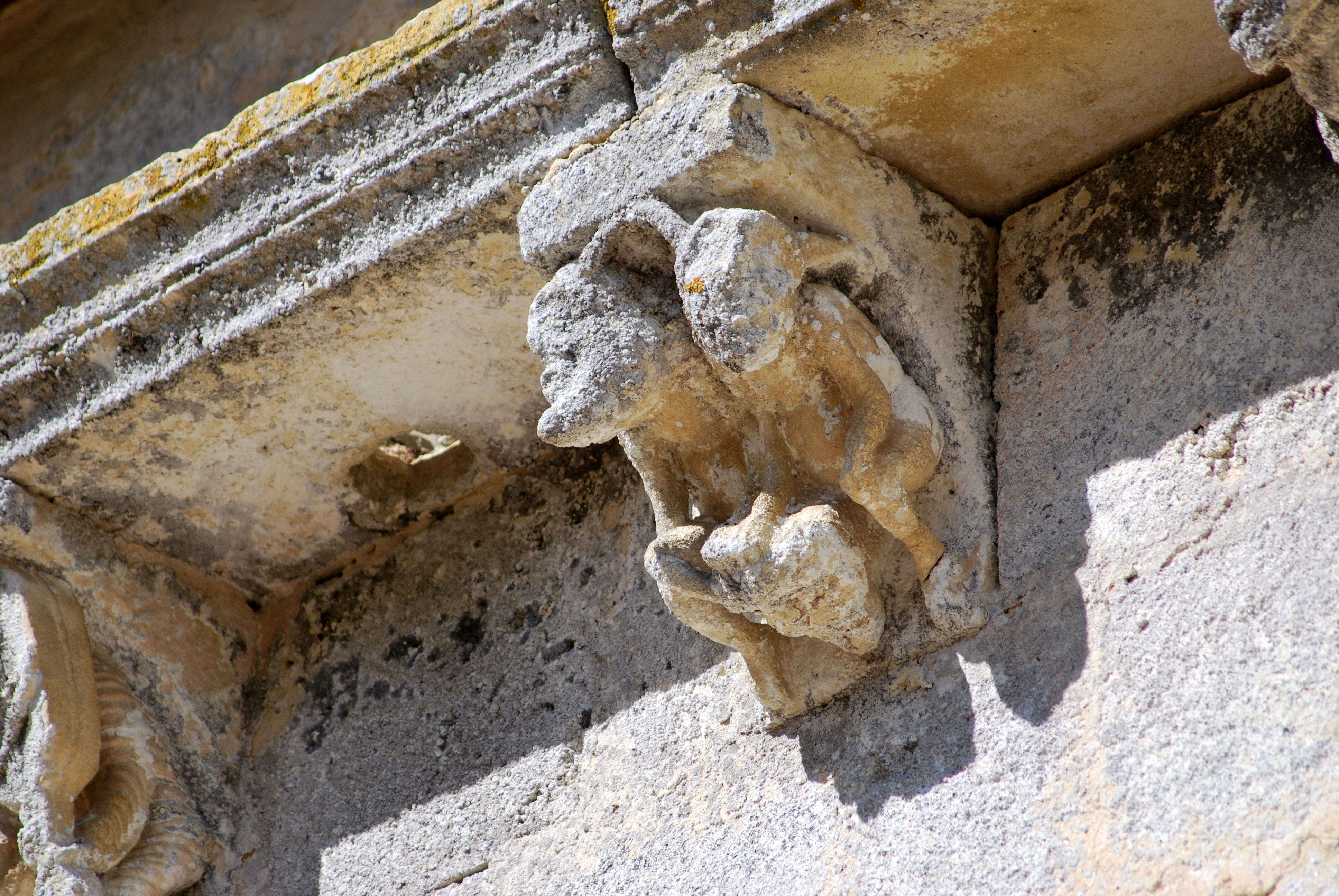
Courpiac (2), Gironde
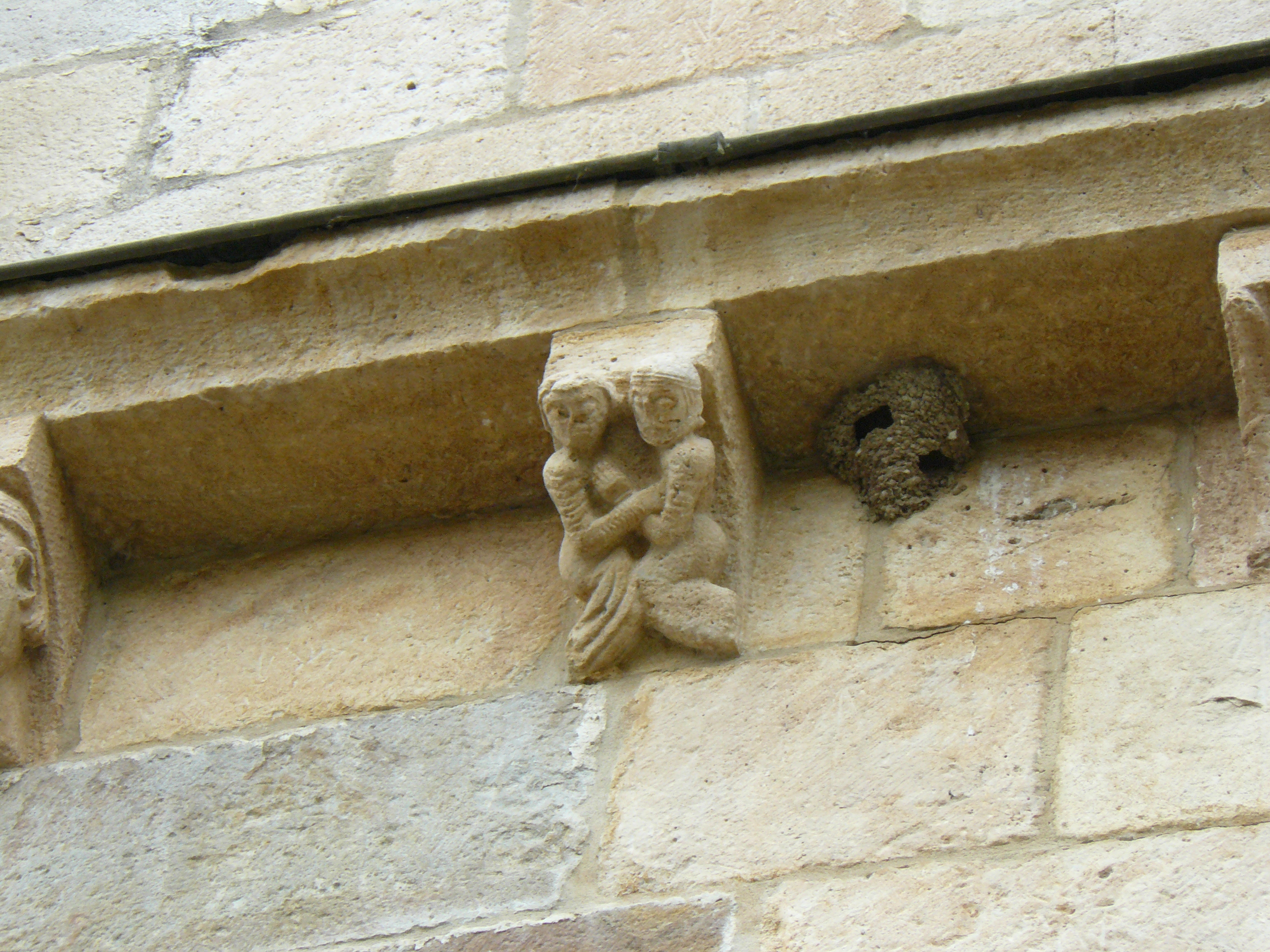
Vallejo de Mena, Espagne

### Personnage

#### Personnages seuls

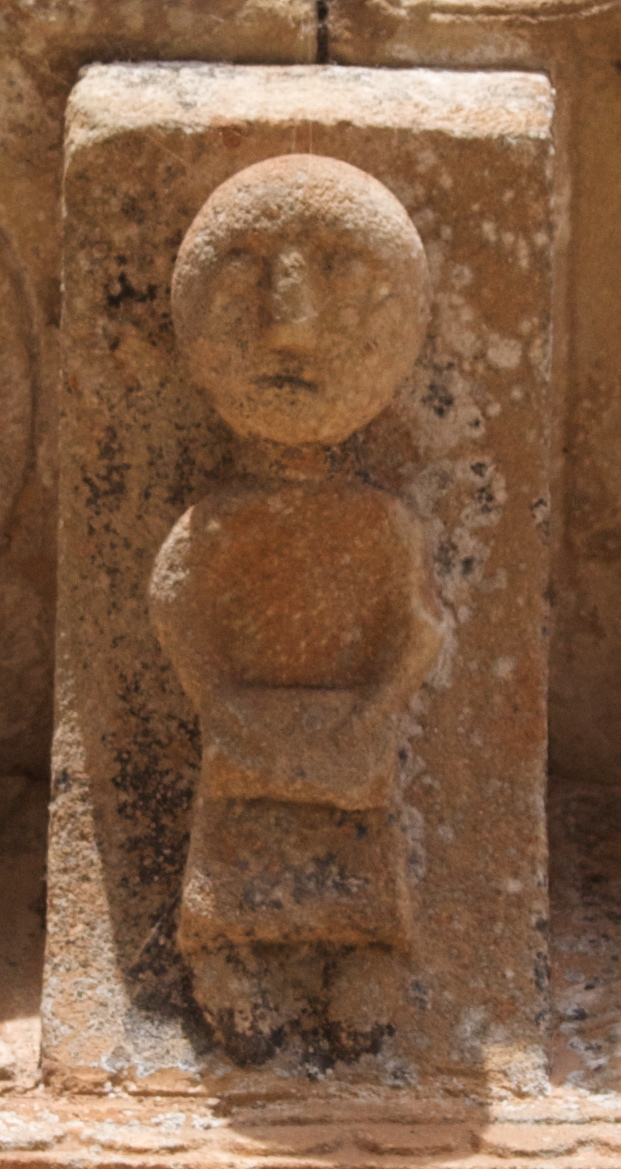
Valdebárzana, Espagne
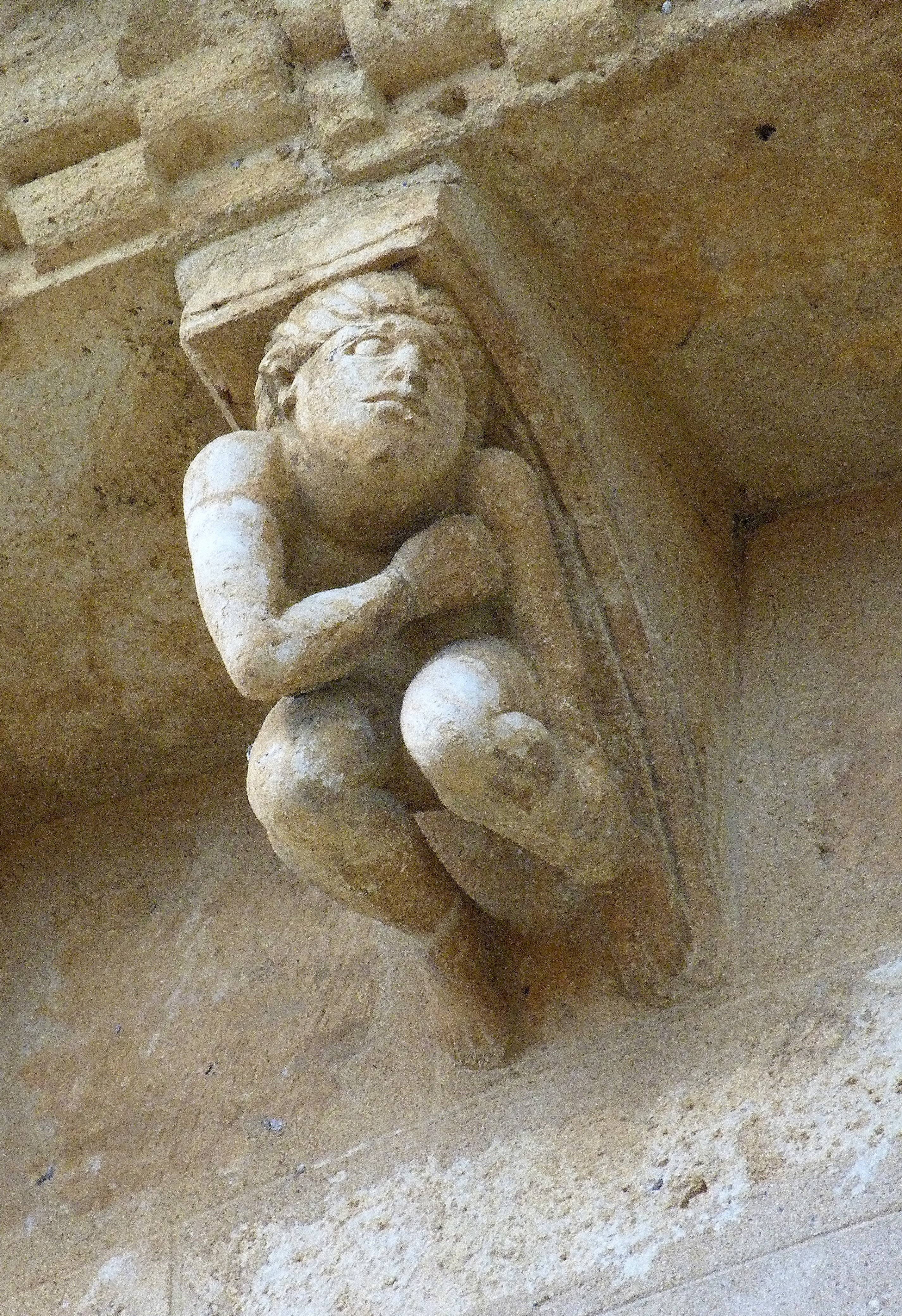
Frómista, Espagne
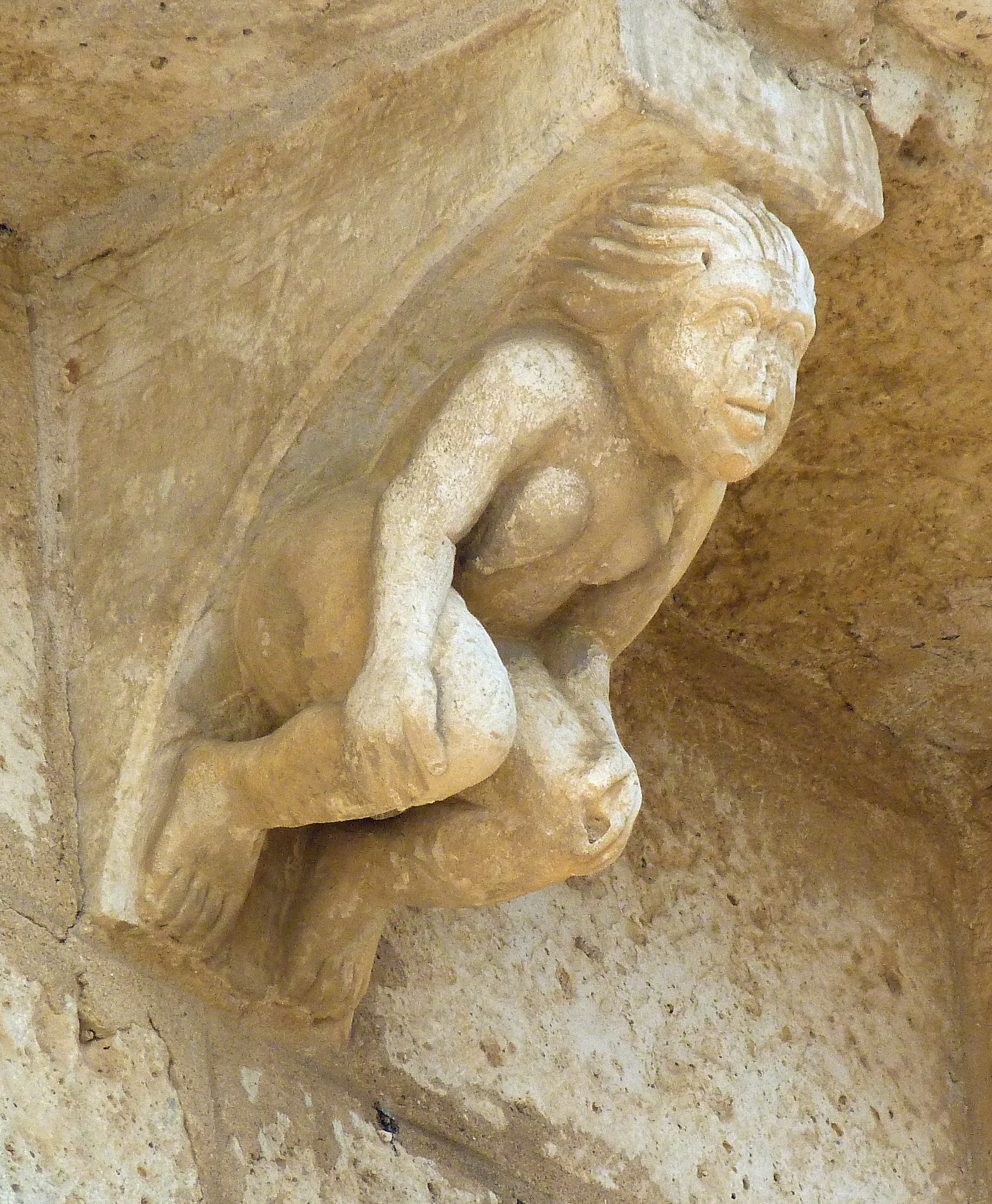
Frómista, Espagne
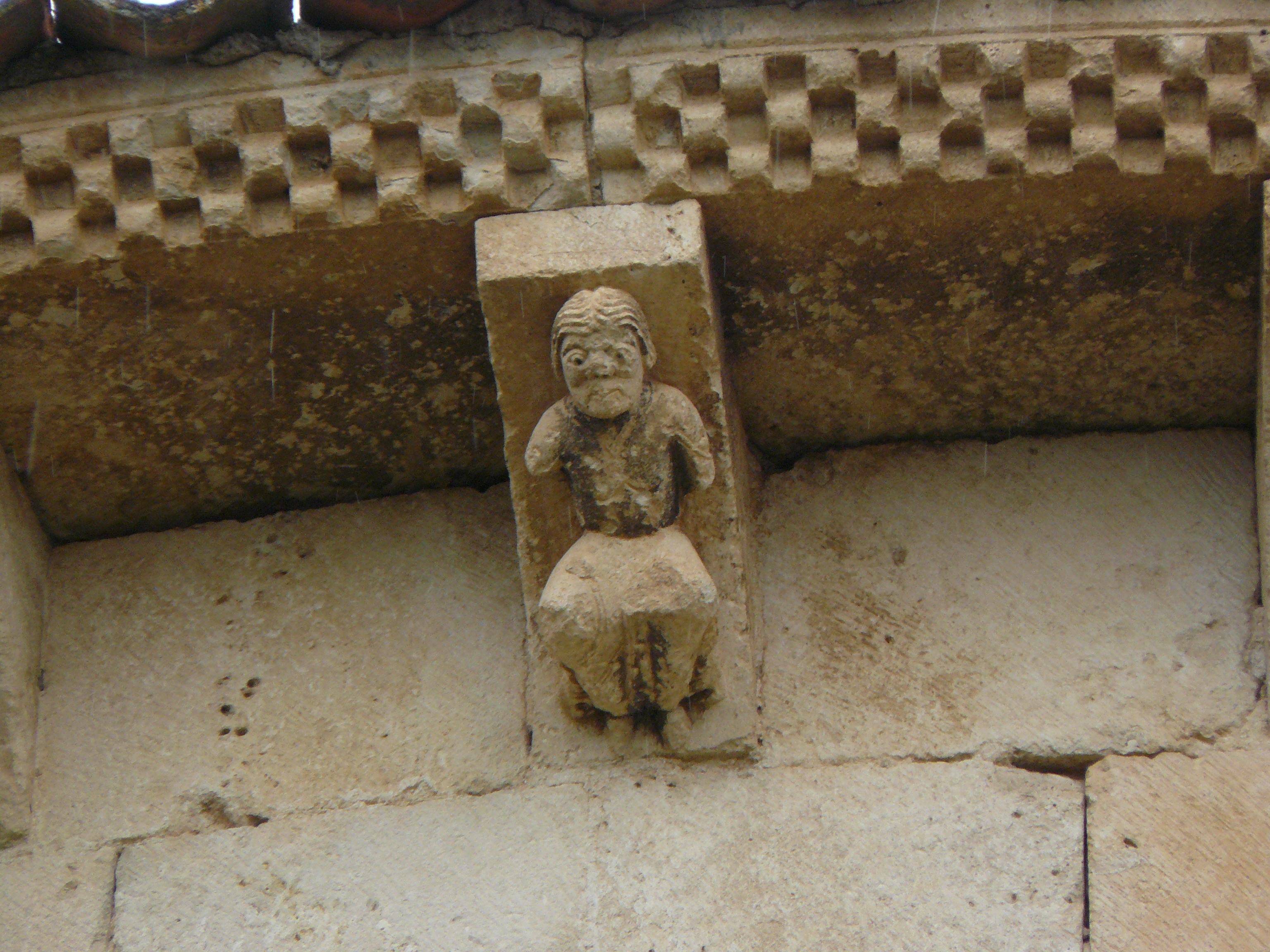
Fuentidueña, Espagne
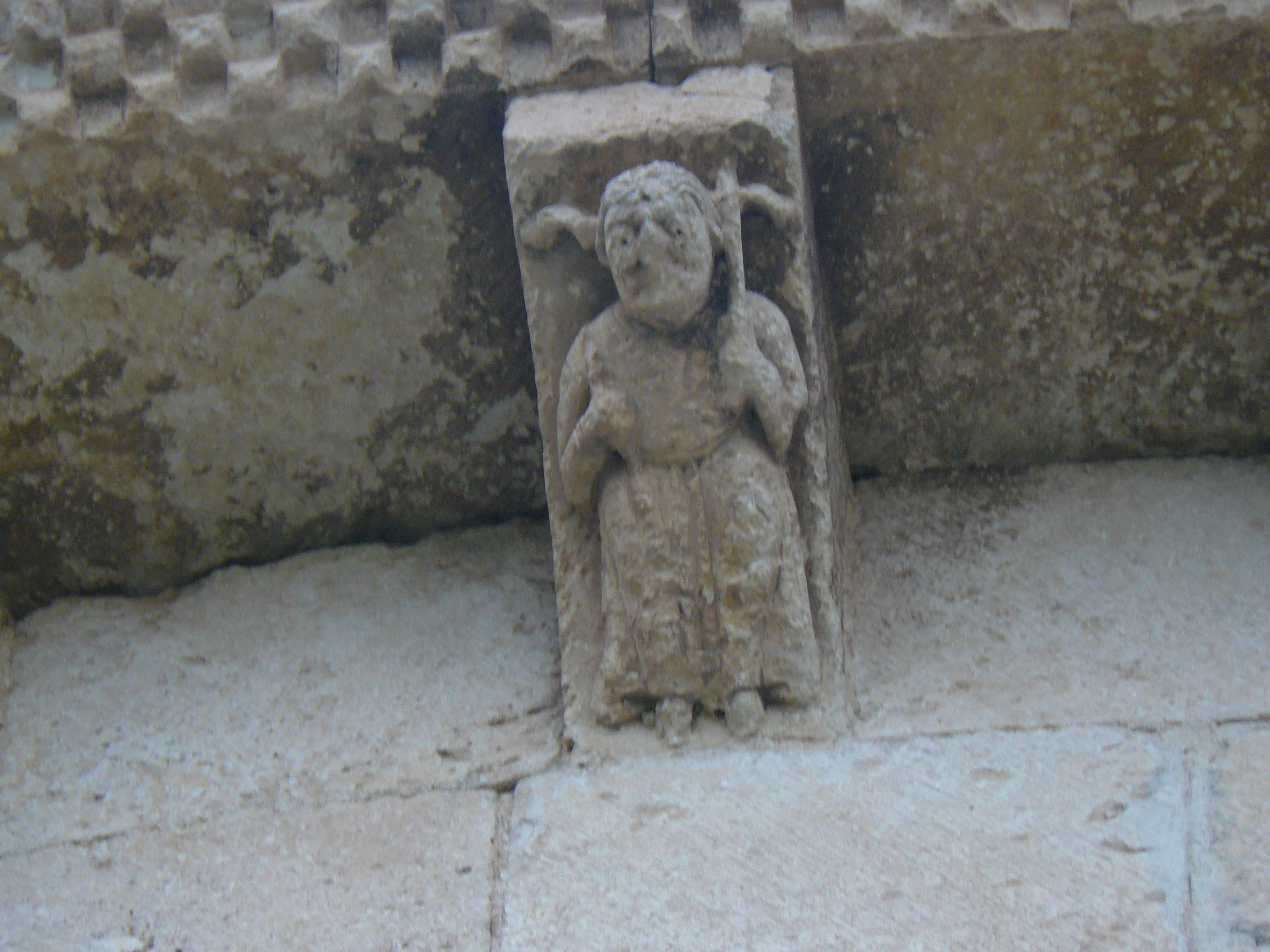
Fuentidueña, Espagne
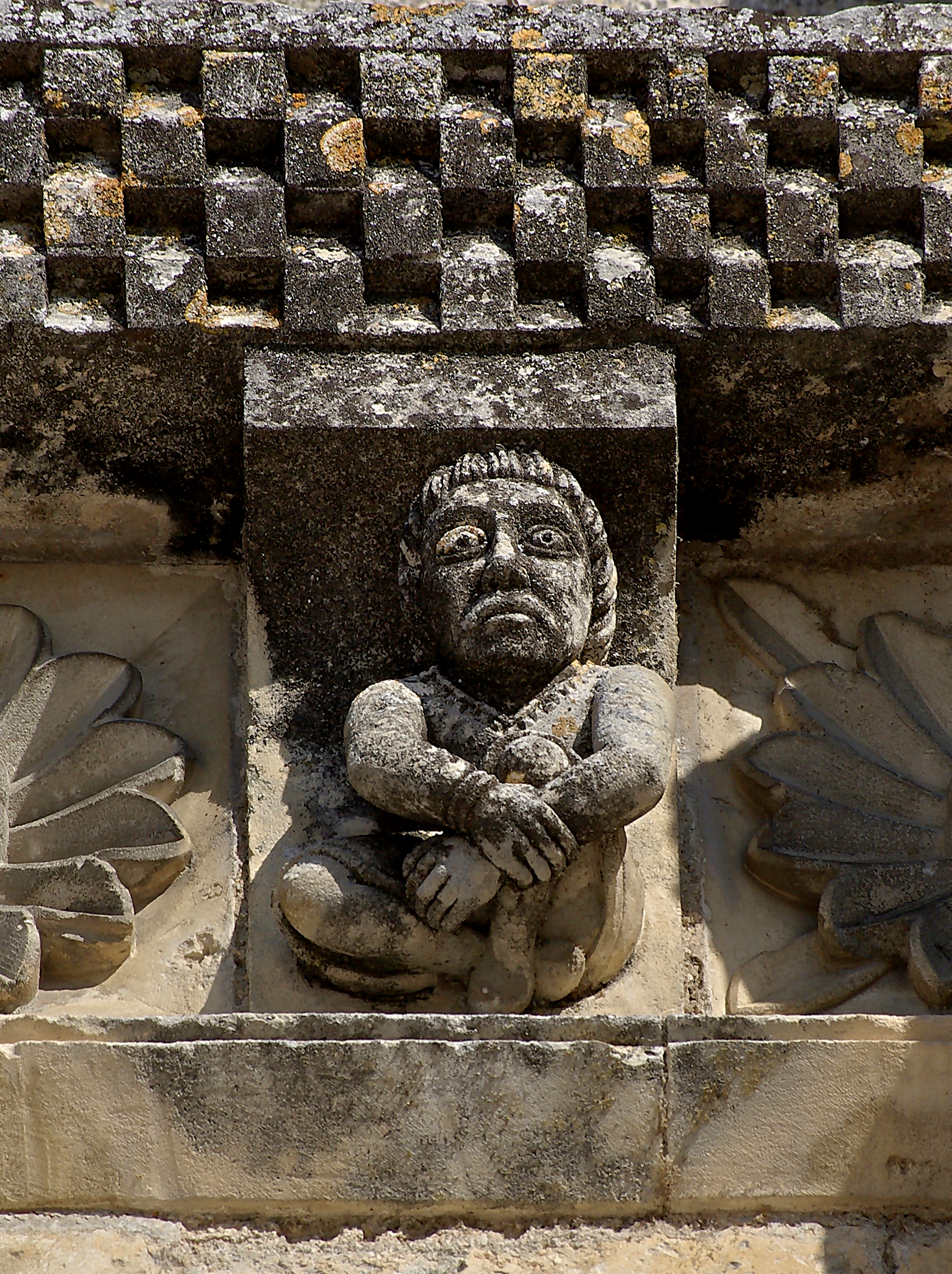
Châteauneuf-sur-Charente, Charente

#### Personnage qui tombe
Un personnage qui tombe, la tête la première, est présente sur le modillon voisin d'un autre illustrant un péché : il s'agit de la chute du pécheur vers l'Enfer.

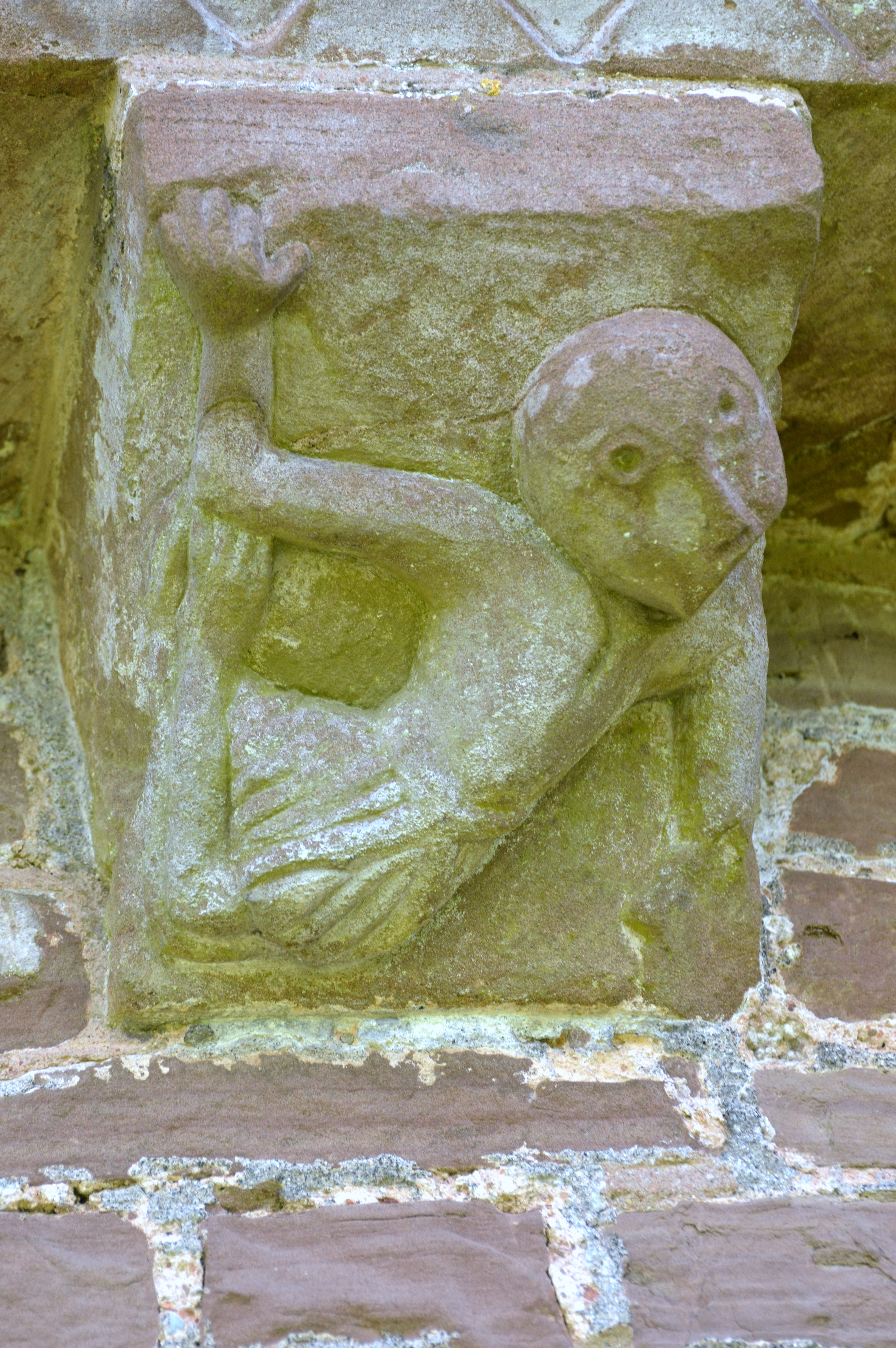
Kilpeck, Angleterre
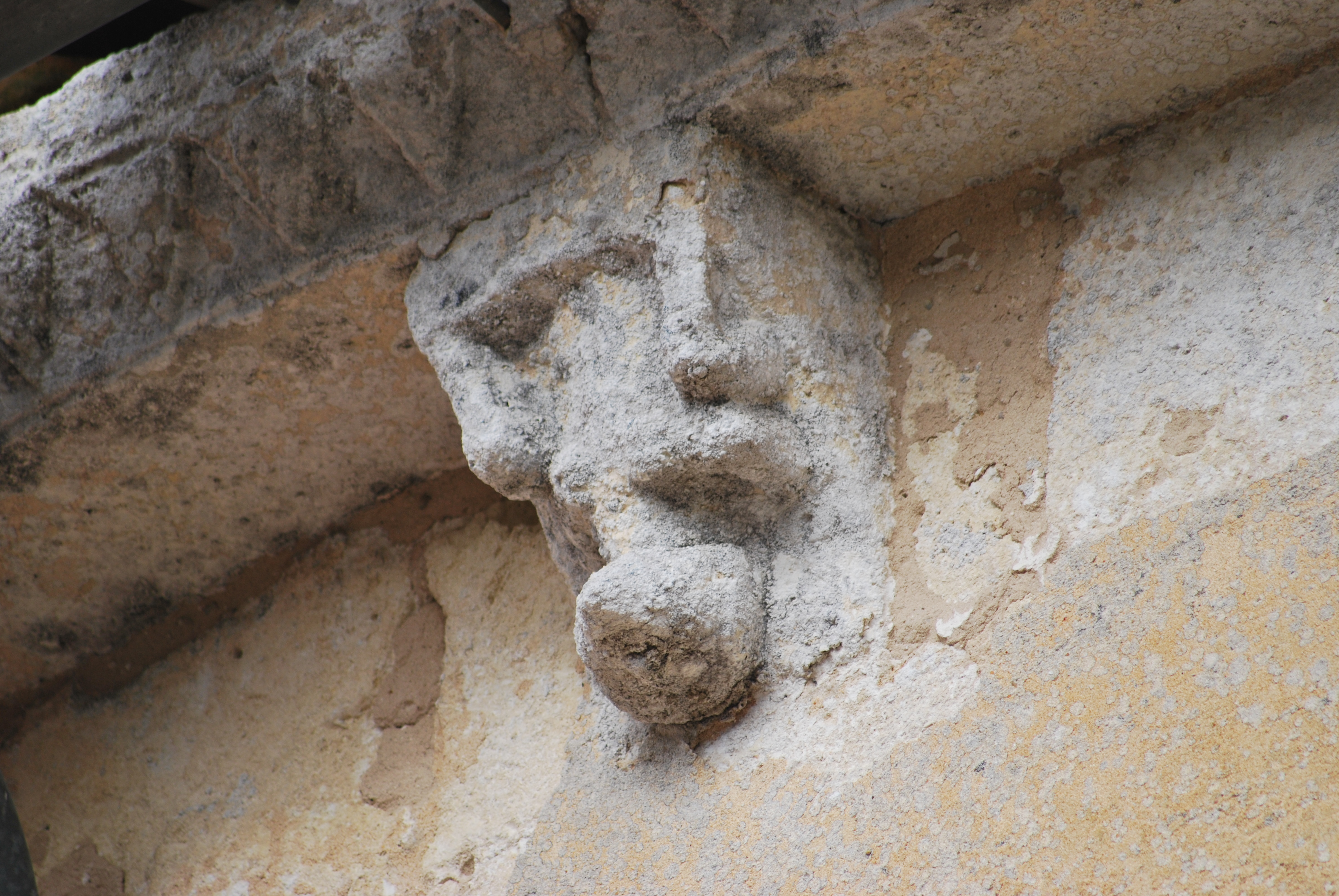
Saucats, Gironde
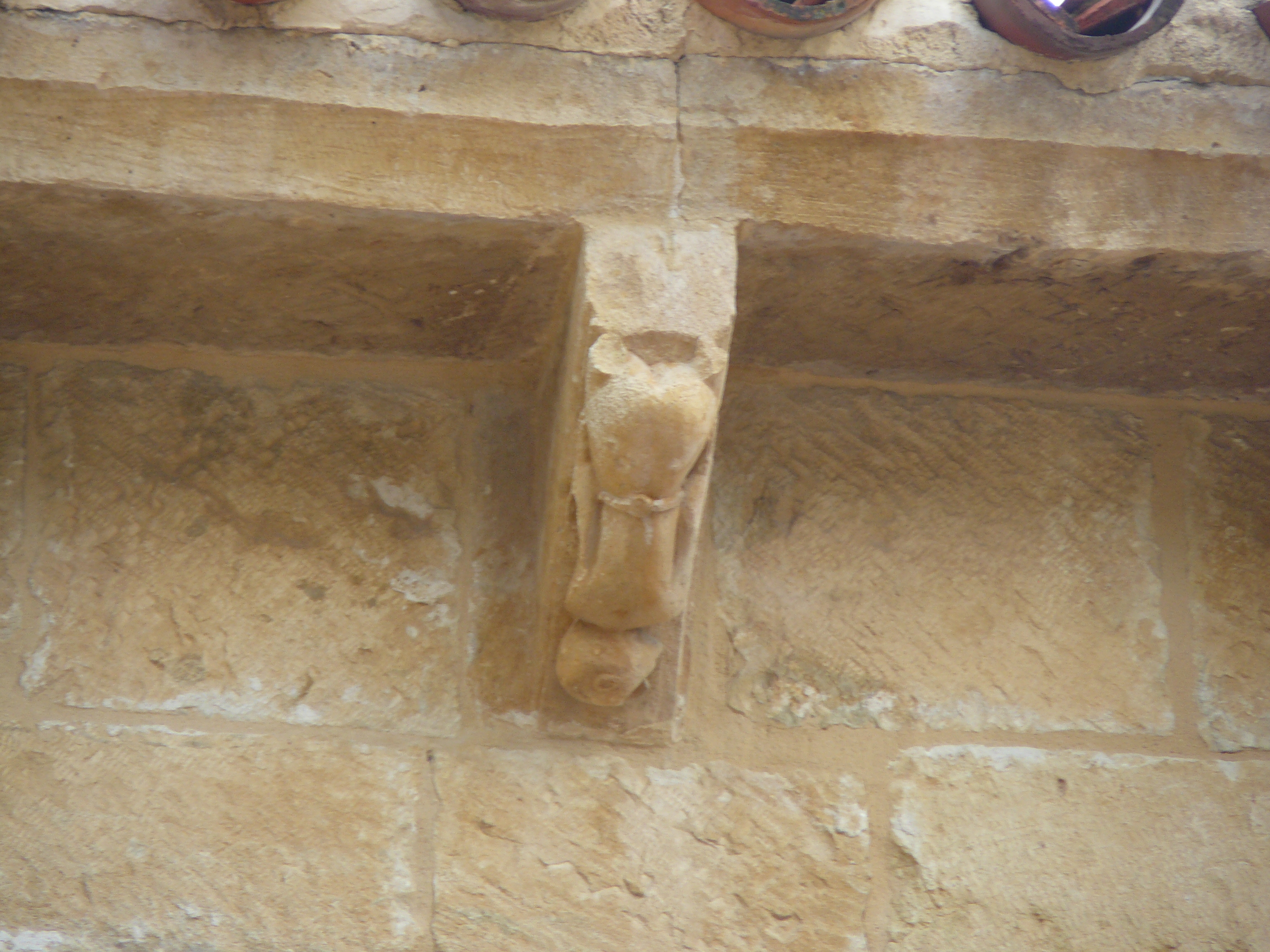
El Almiñé, Espagne
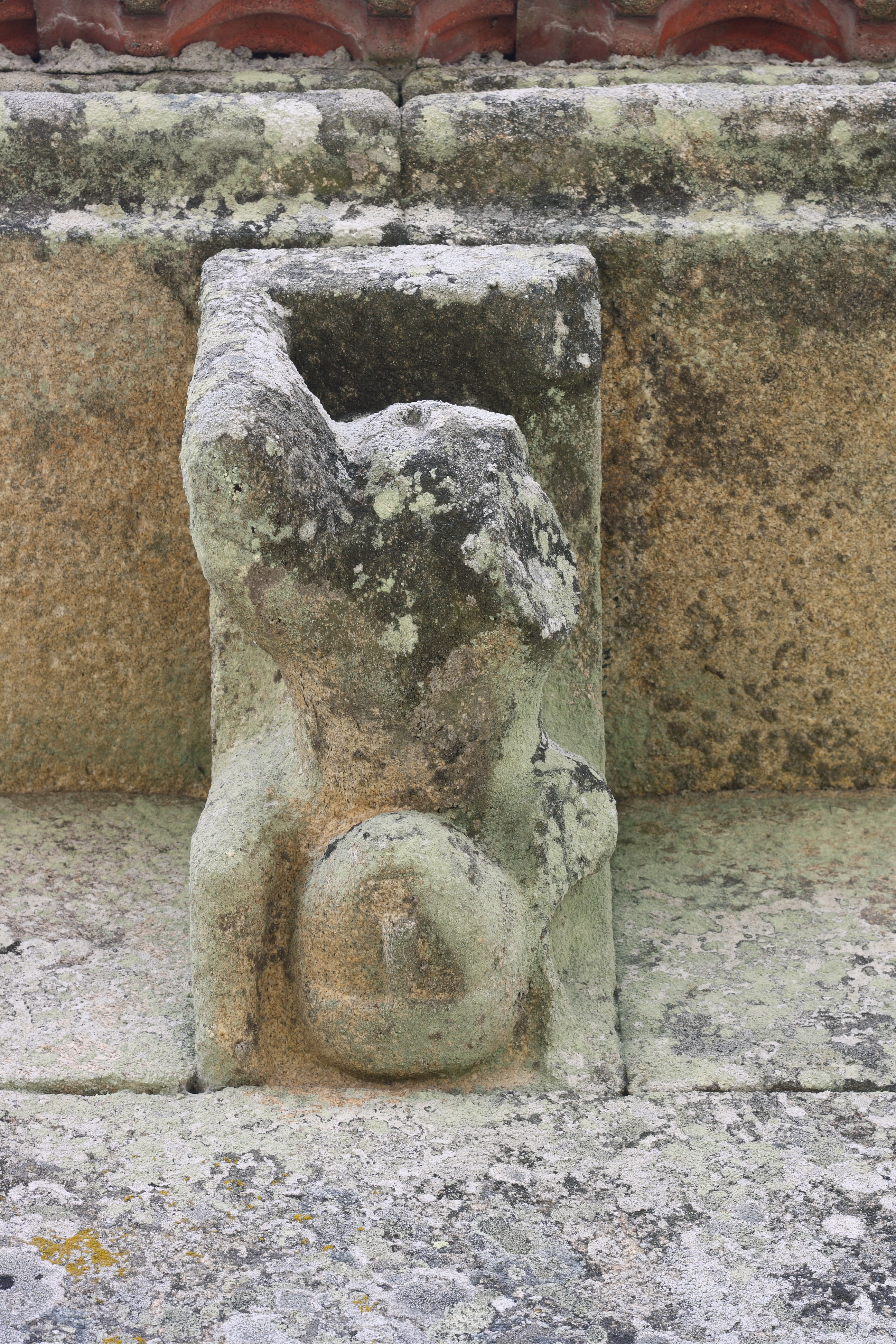
Vilar de Lebres, Espagne

#### Gestes grotesques
Les « tireurs de langue ou des commissures » sont des gestes qui peuvent sembler grossiers, mais, à l'époque romane, ils pouvaient avoir une association négative avec la sexualité. Les origines sont dans un lointain passé et le Livre d'Isaïe (chap. 57, v. 2-4) peut donner une indication : « Quant à vous, approchez ici, fils de sorcière, croisement d'un adultère et d'une prostituée : De quoi vous moquez-vous ? Contre qui ouvrez-vous largement la bouche et faites-vous marcher votre langue ? N'êtes-vous pas des enfants de révolte, une engeance de tromperie? ». Le sens sexuel de ces masques peut être confirmé par le voisinage des modillons d'exhibitionnistes ou de luxurieux (Weir).
D'autres auteurs, comme Anne et Robert Blanc, y voient simplement une évocation de la parole bonne ou mauvaise.

Tireurs de la langue
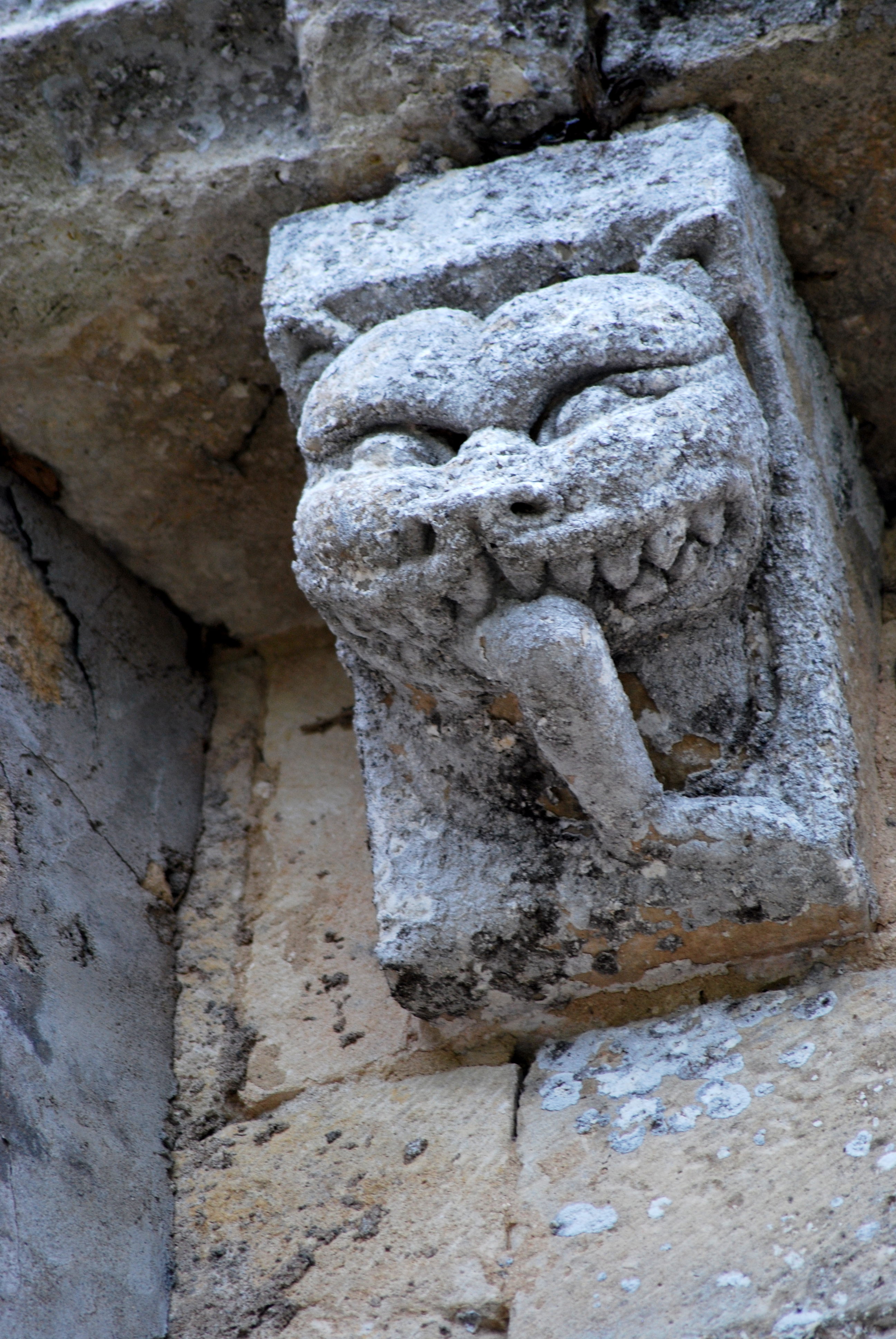
Doulezon, Gironde
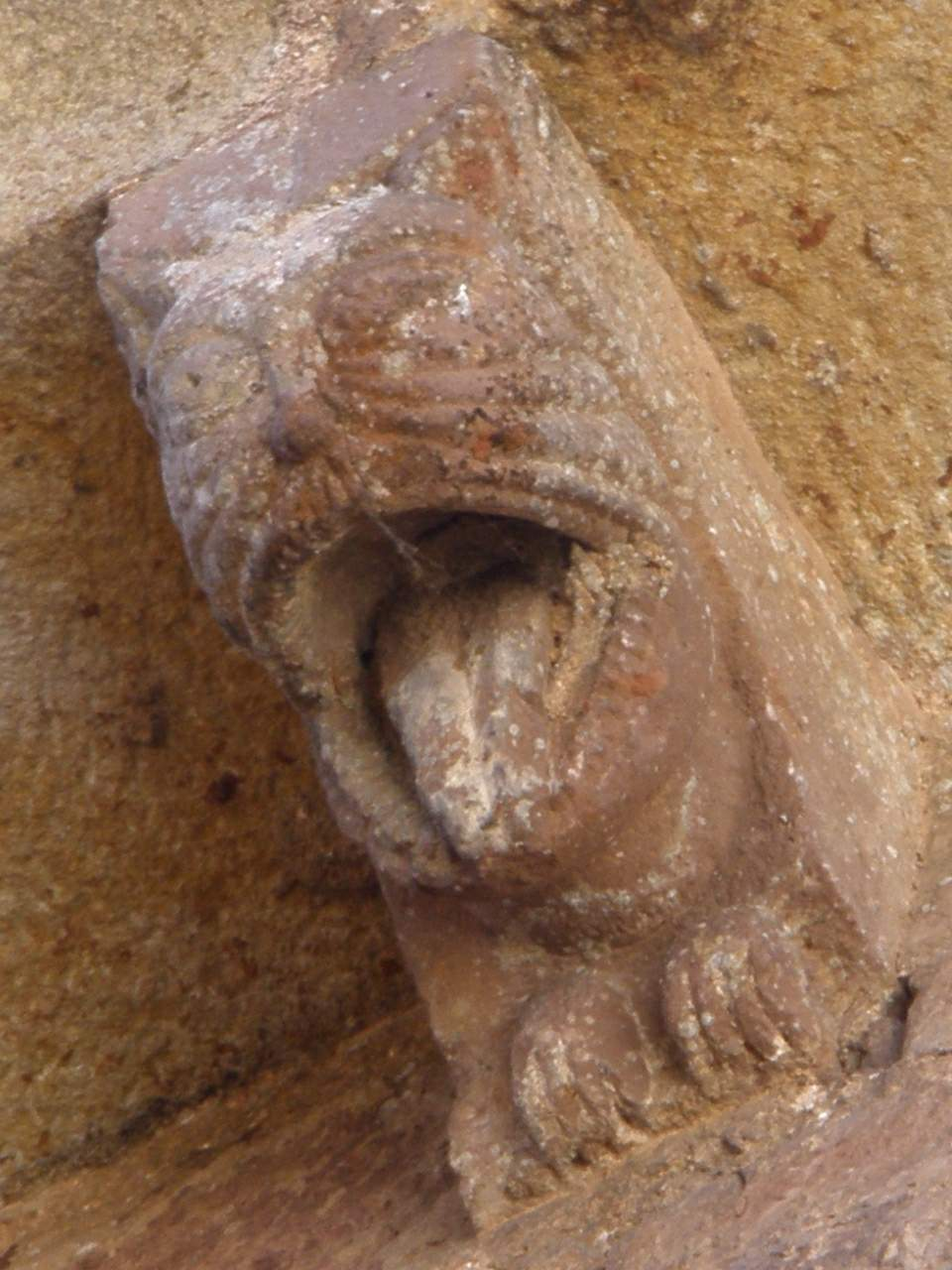
Amandi, Espagne
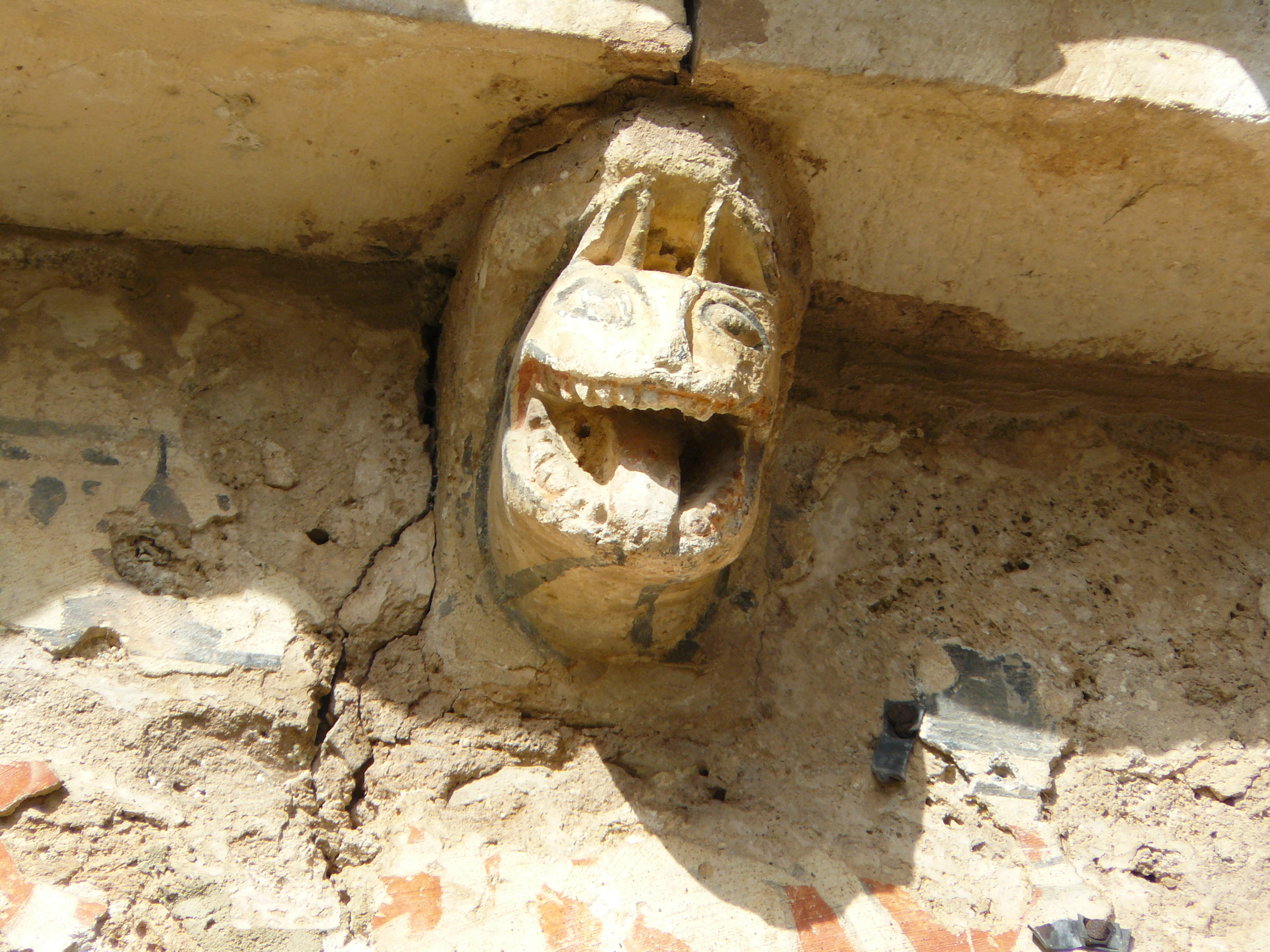
Escalada, Espagne
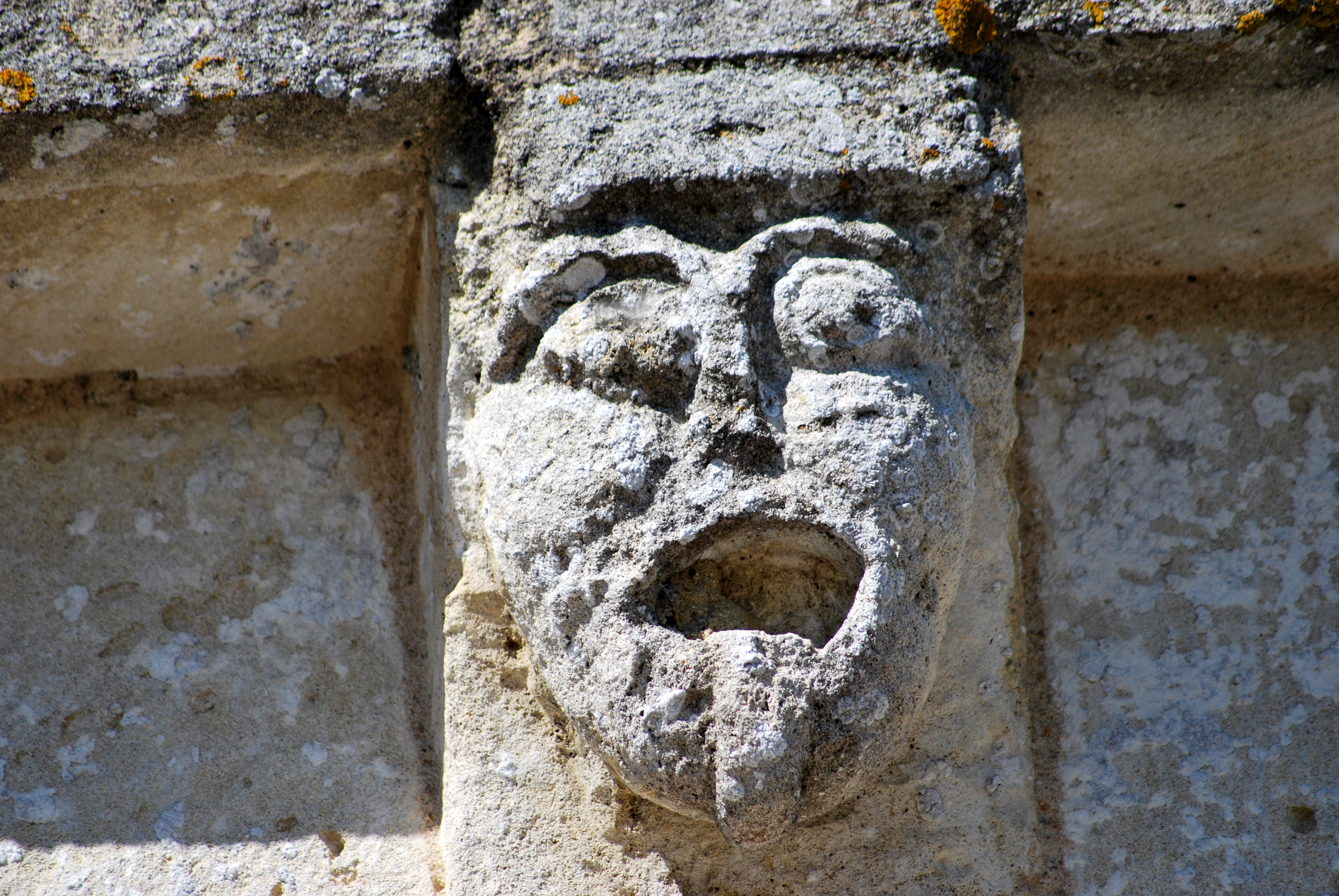
La Lande-de-Fronsac, Gironde
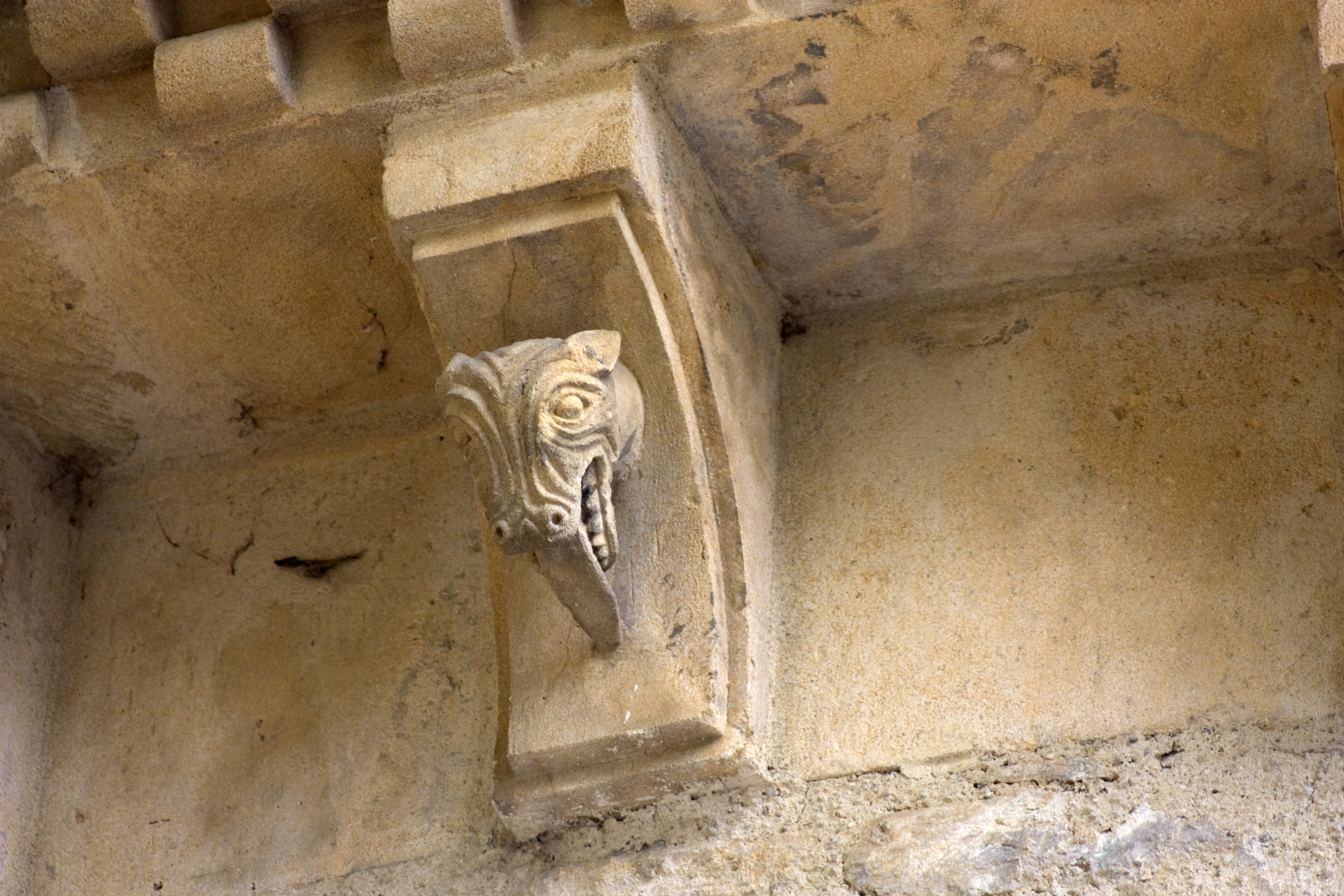
Saint-Gaudens, Haute-Garonne

Tireurs des commissures
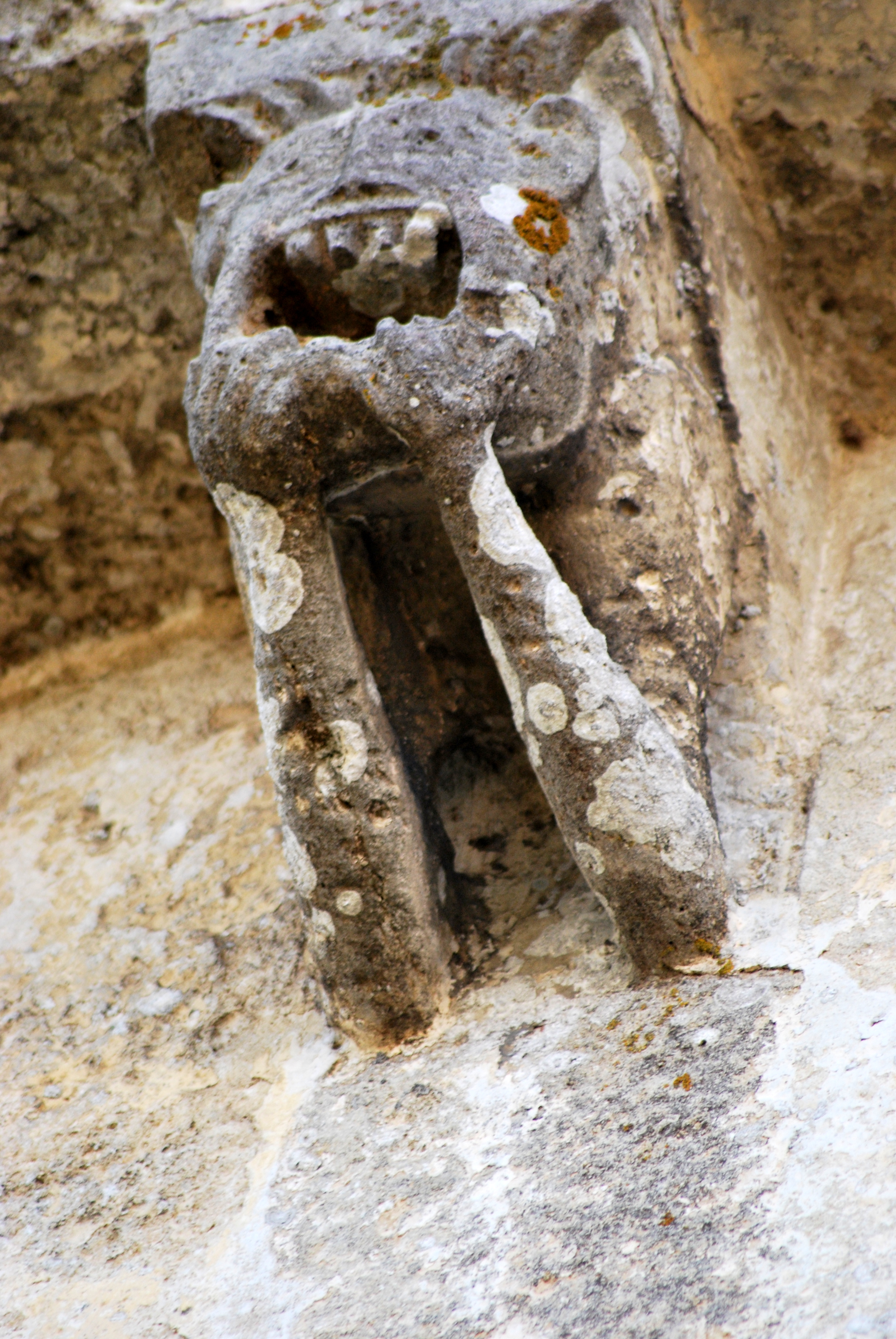
Bouliac, Gironde
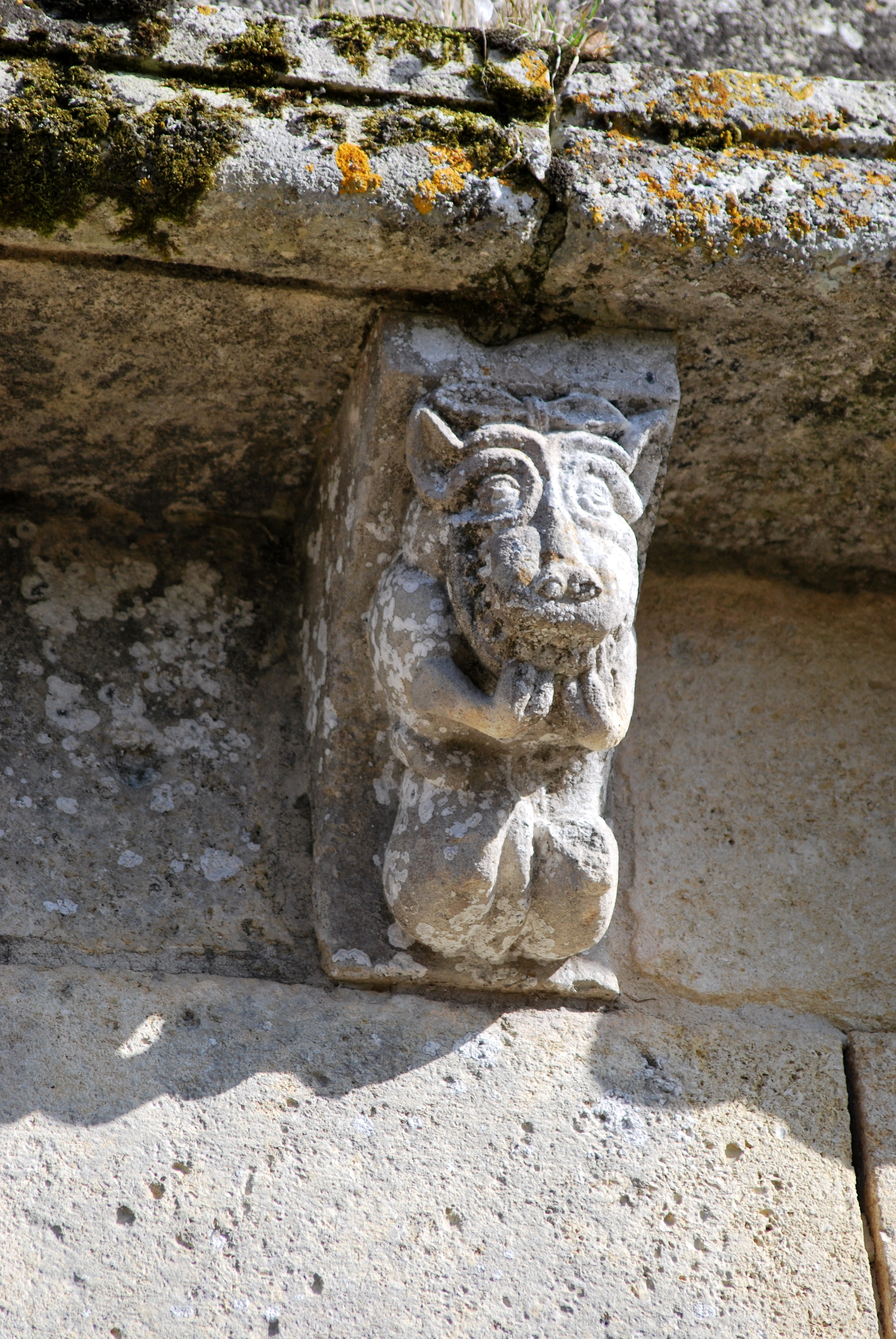
Coirac, Gironde
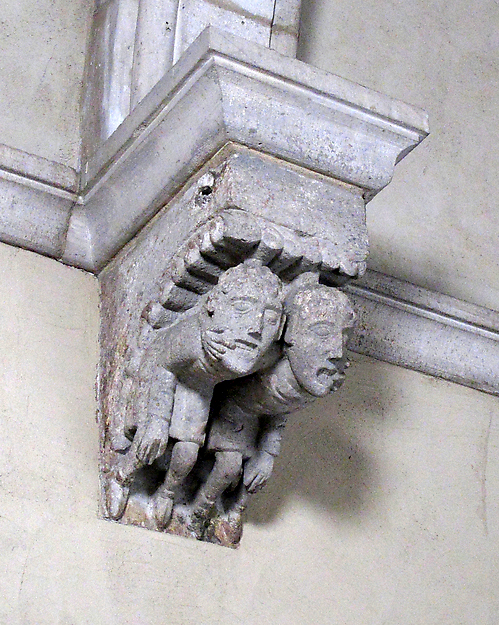
La Sauve-Majeure, Gironde
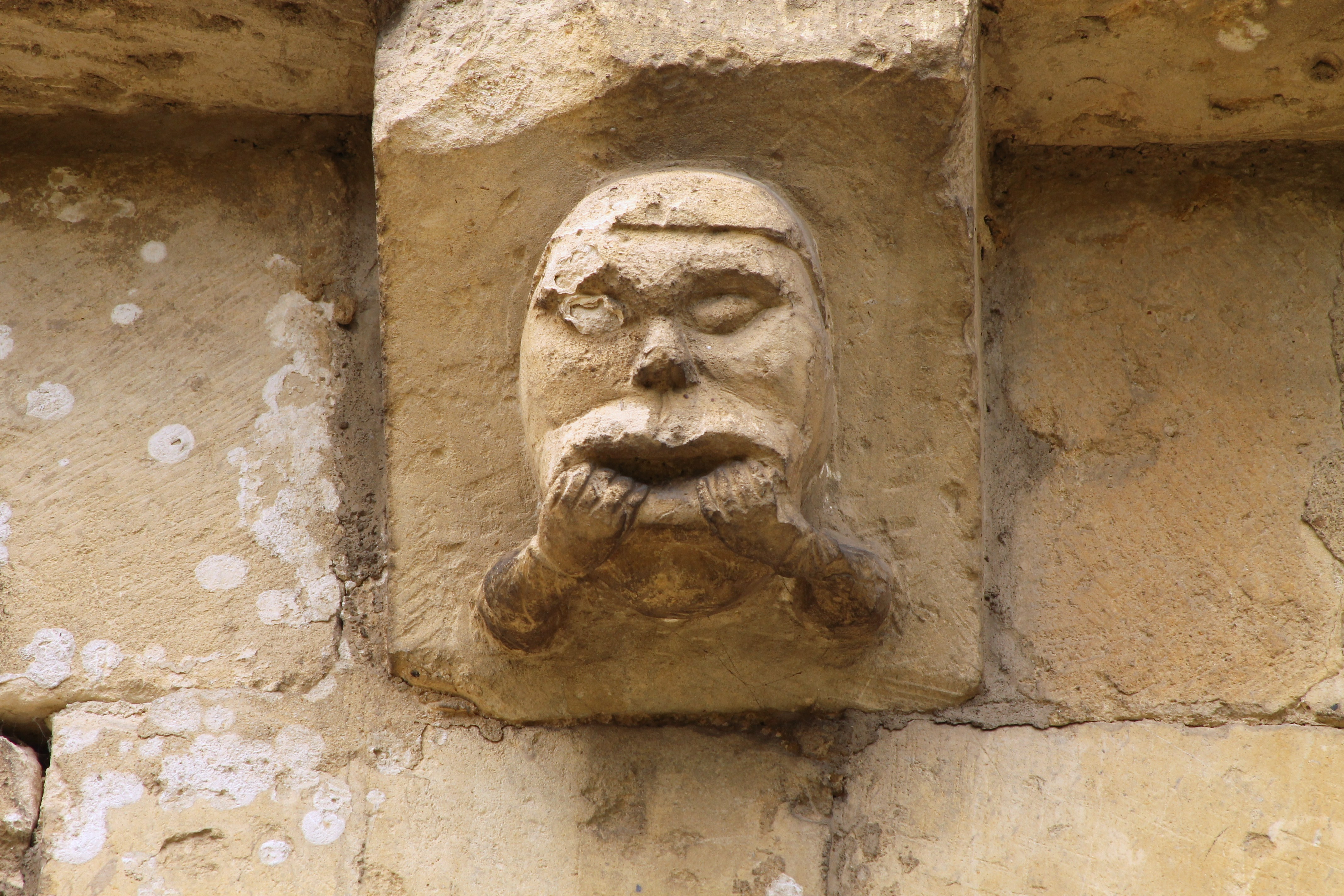
Méry-Corbon, Calvados
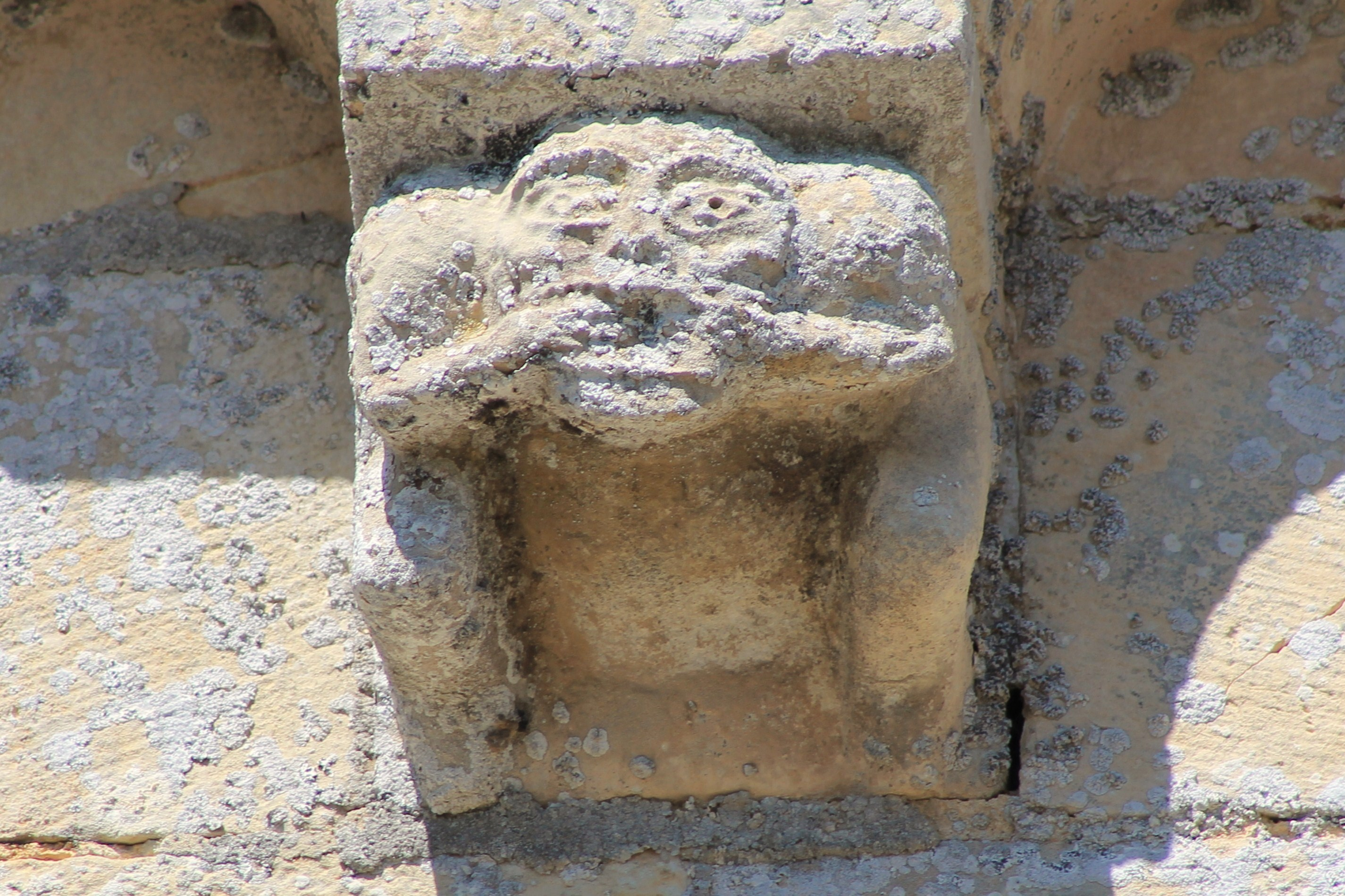
Cintheaux, Calvados
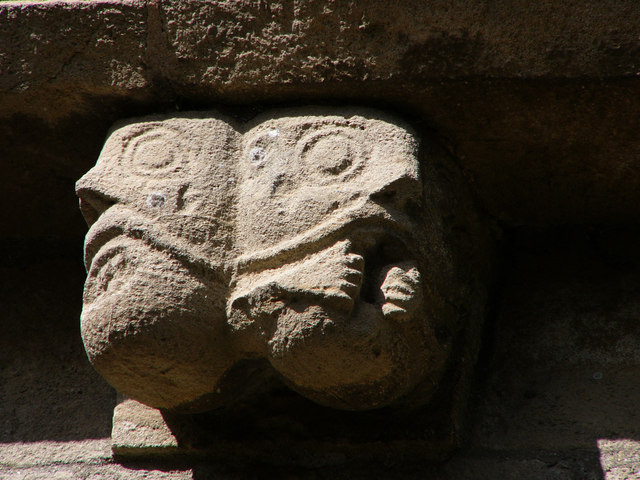
Studland, Angleterre

Mains ou pieds dans la bouche
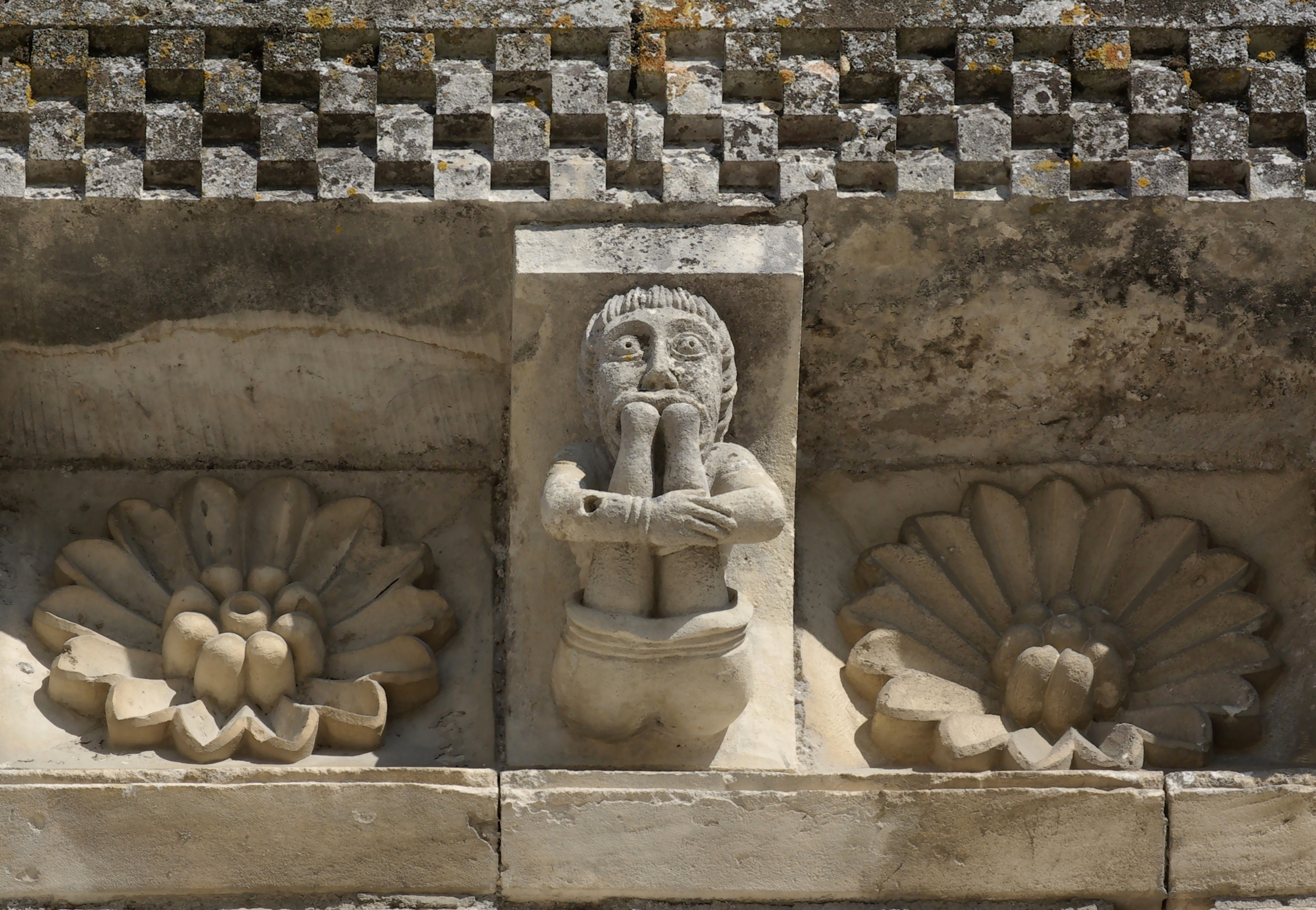
Châteauneuf-sur-Charente, Charente
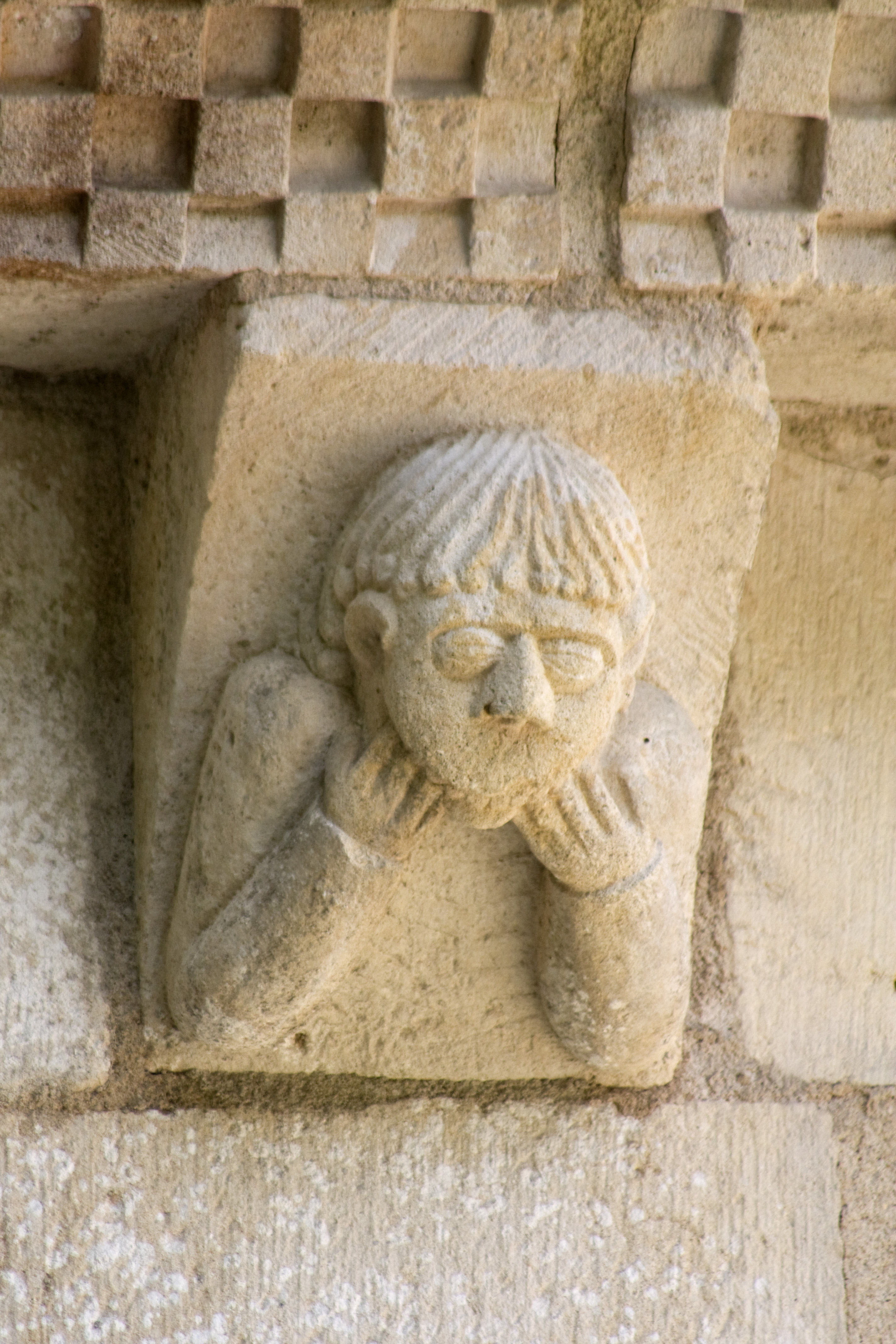
Arthous, Landes
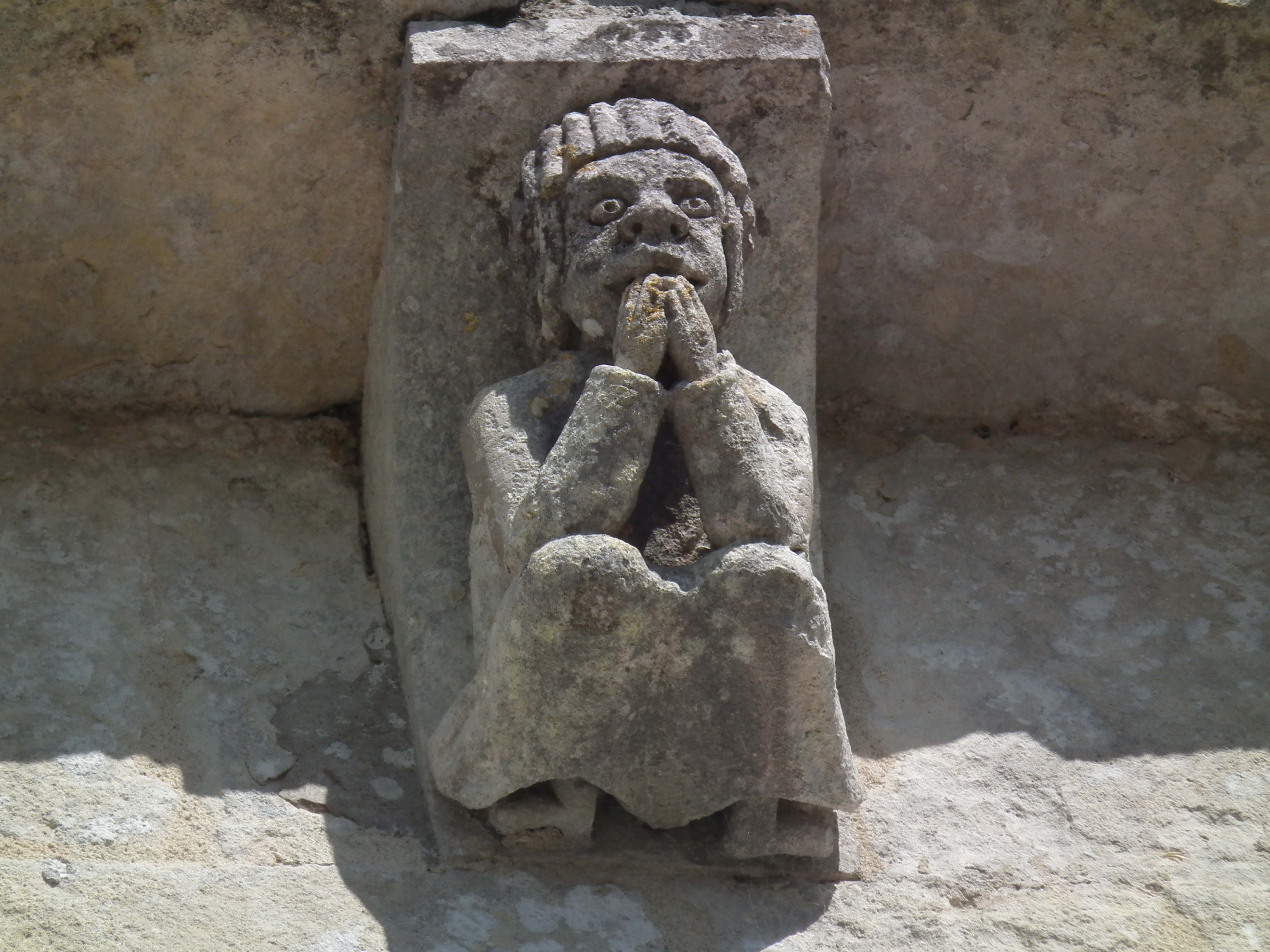
Corme-Écluse, Charente-Maritime
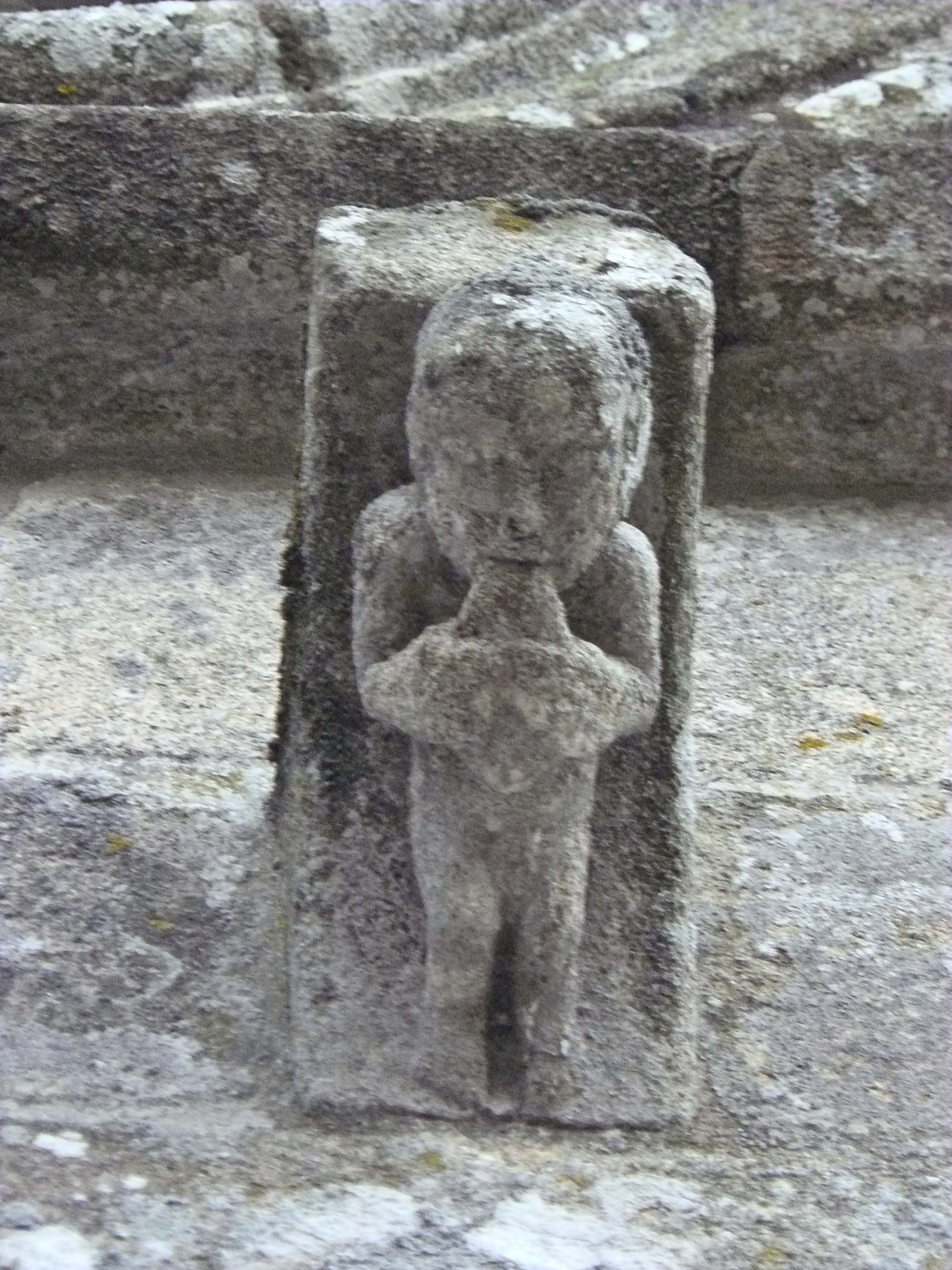
Ansemil, Espagne
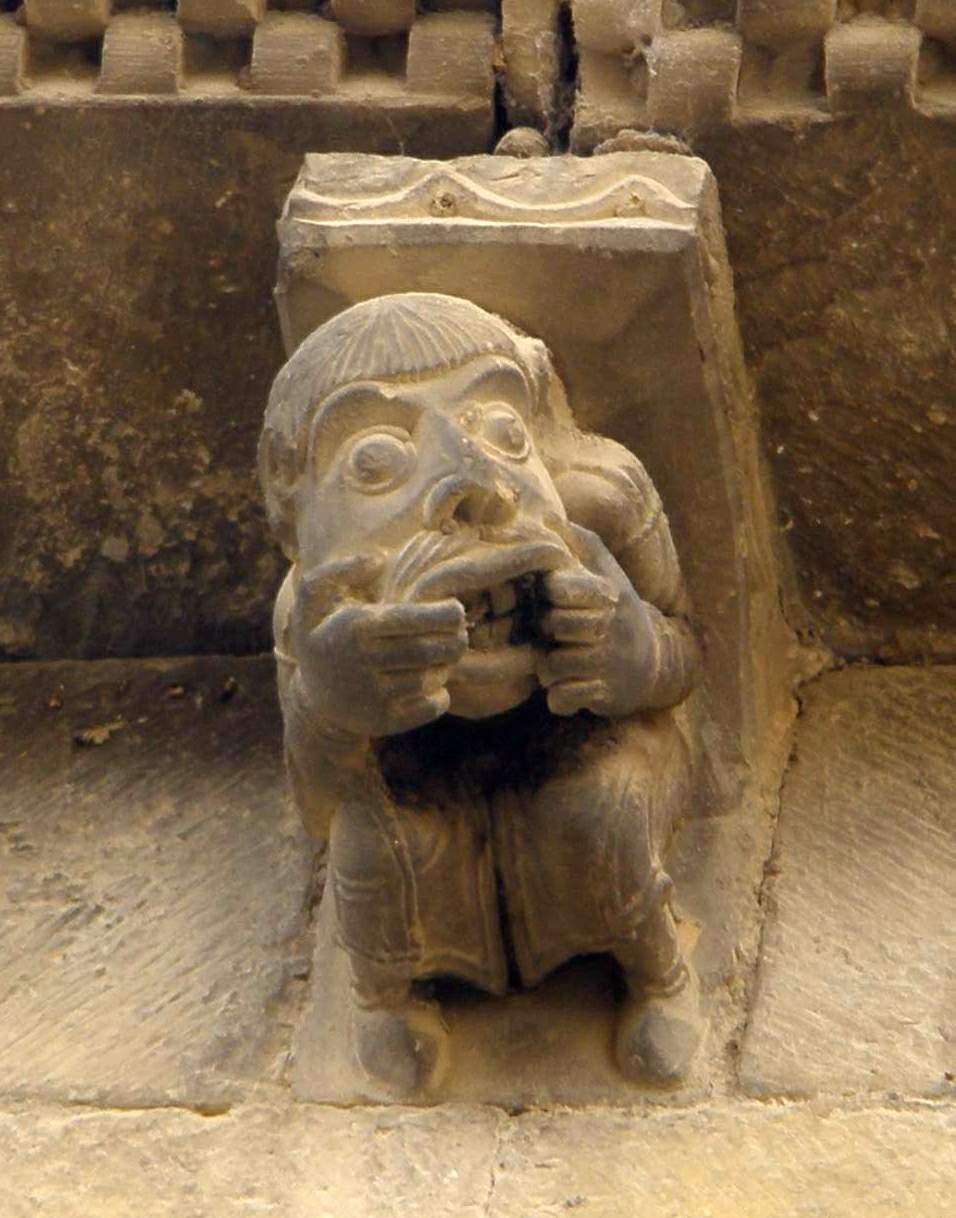
Uncastillo, Espagne

#### Lisseurs de barbe et teneurs de tige
Il y a une différence entre les « tireurs de barbe » et les « lisseurs de barbe ». Les premiers font partie d'un combat, soit réel, soit symbolique. Cette représentation est réservée aux chapiteaux historiés et ne figure pas parmi les modillons.
Par contre, les « lisseurs de barbe » sont légion parmi les modillons et quasi identiques sur toute la France. Le parallèle entre la pilosité du menton et les poils pubiens est très ancien. L'image du barbu lissant sa barbe d'une main et se caressant le sexe de l'autre se trouve déjà présente au VIIIe siècle en marge de la table de canons de l'évangéliaire Barberini écrit par le moine Wigbald.
La variante où l'homme touche sa barbe et tient, de l'autre main, une tige de forme phallique est également fréquente. Une analyse détaillée de ces symboles se trouve dans le livre de Bougoux.

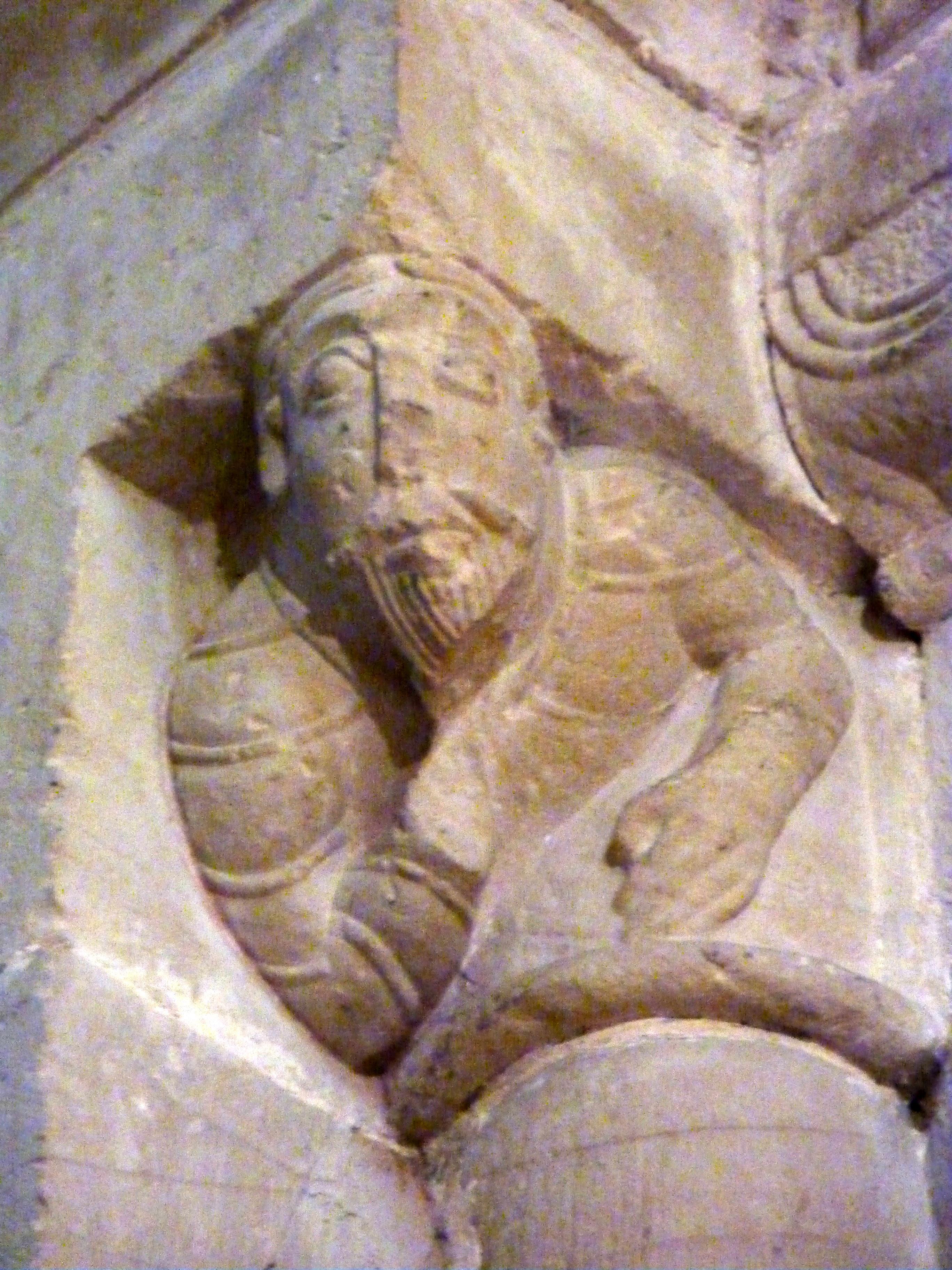
Rosheim, Bas-Rhin
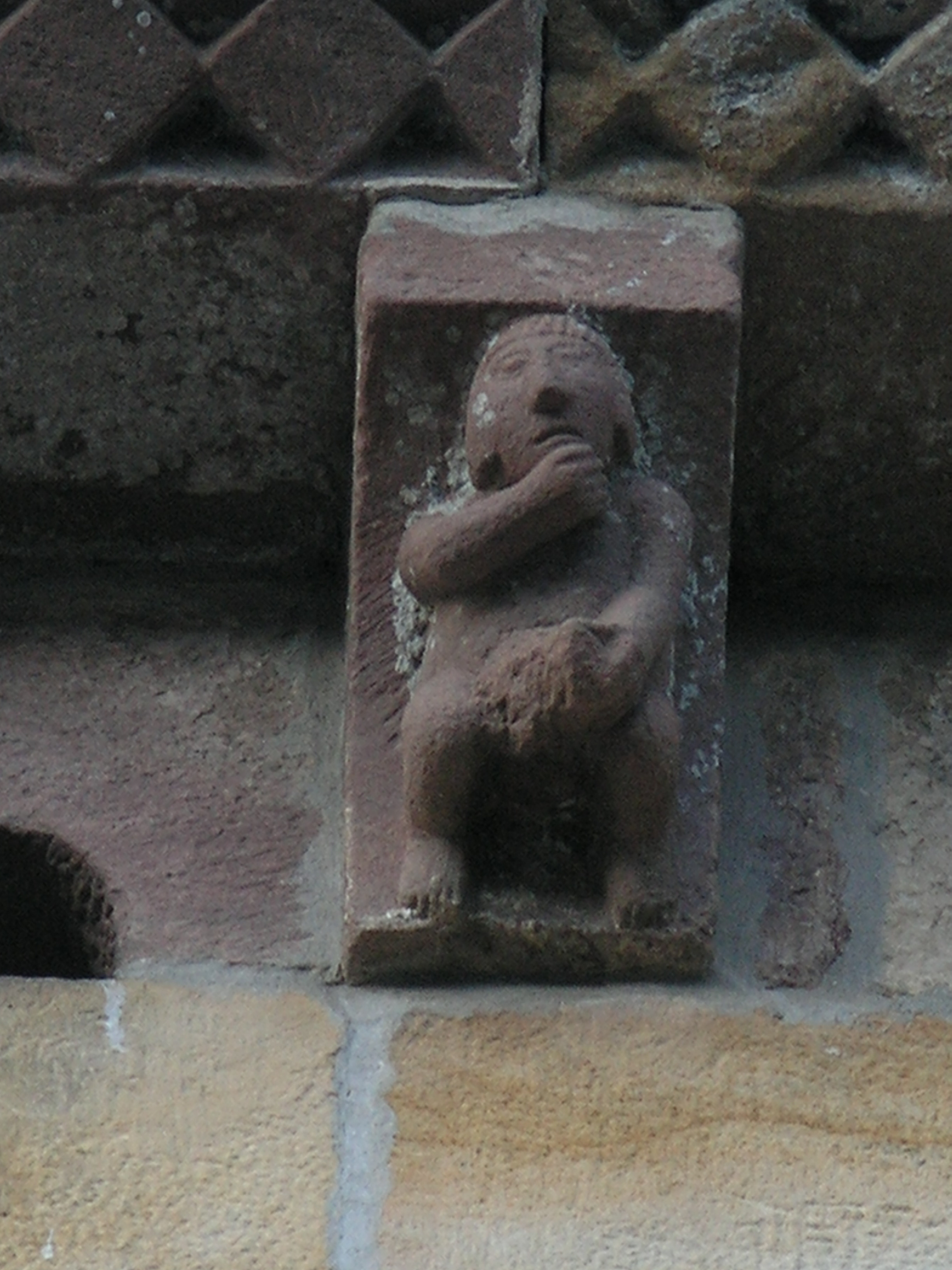
Yermo, Espagne
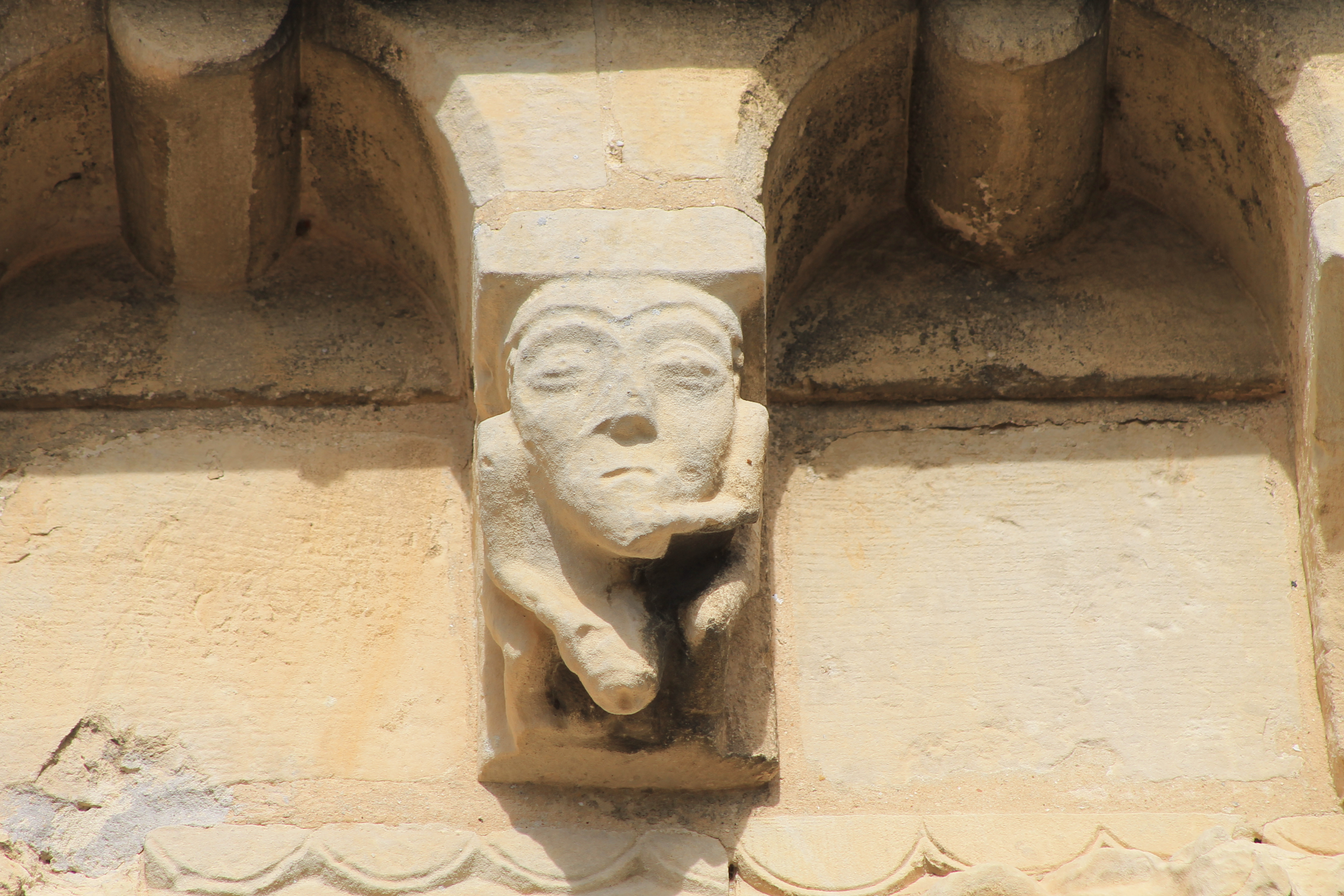
Saint-Contest, Calvados
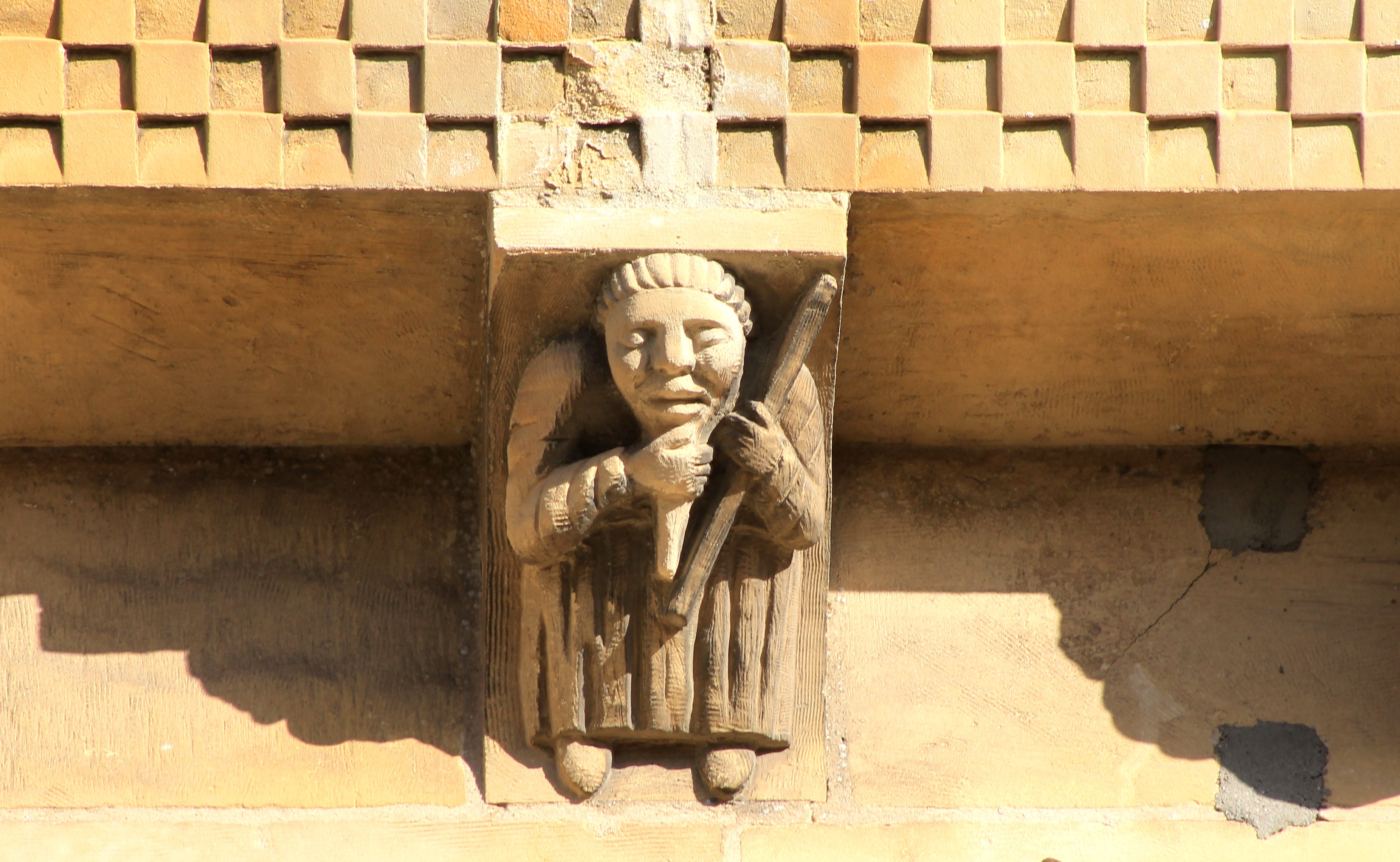
Mathieu, Calvados
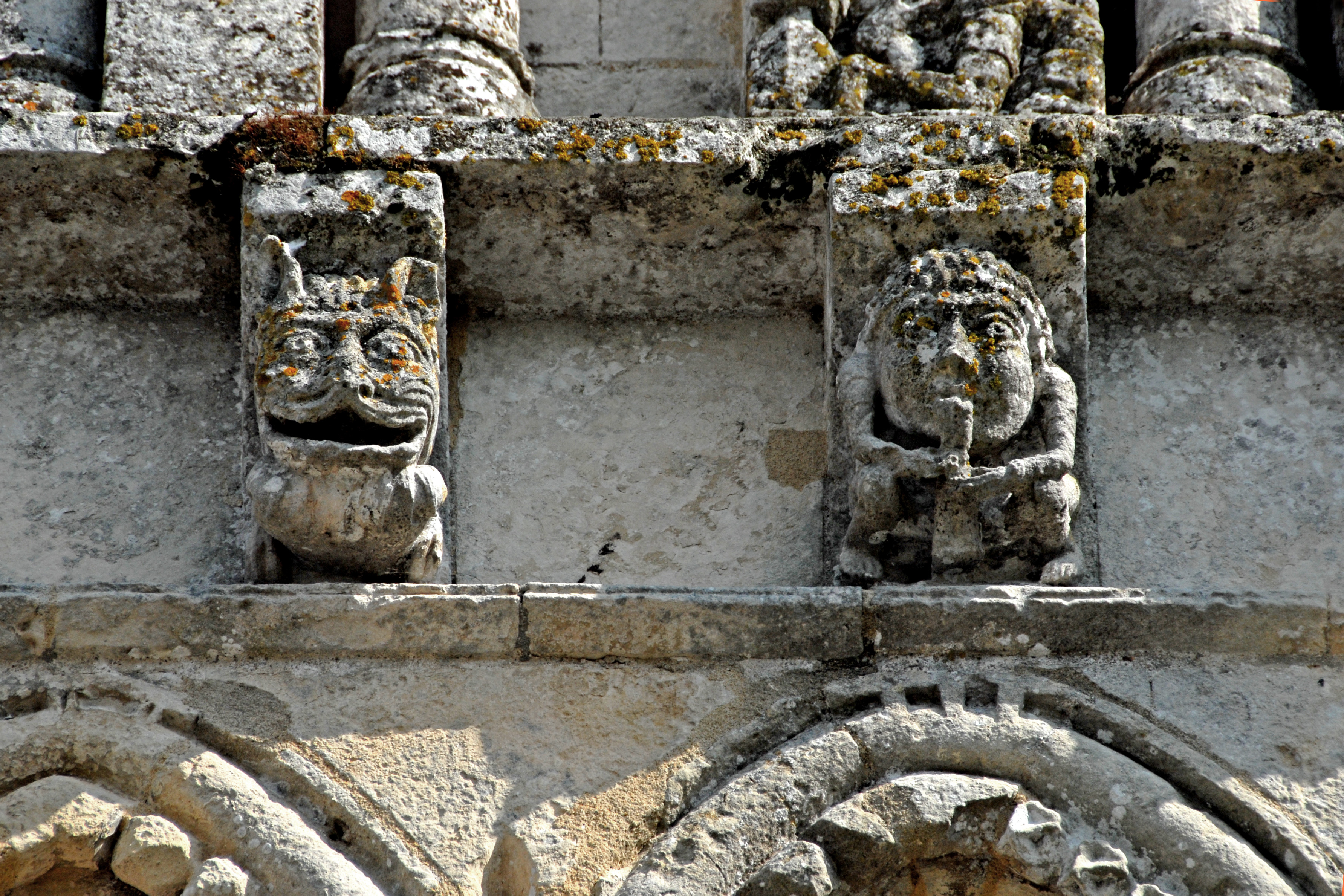
Pérignac, Charente-Maritime
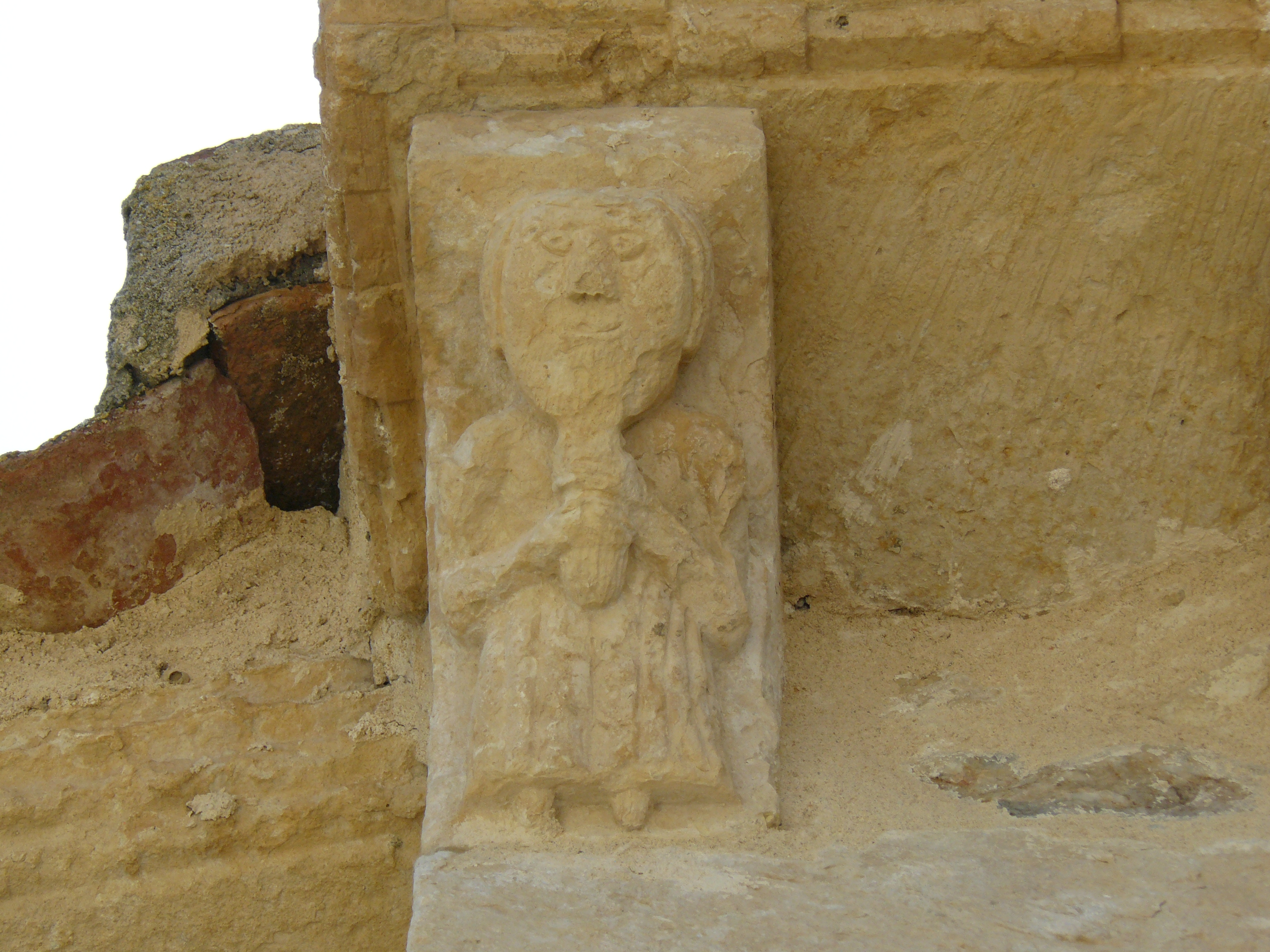
Cerro, Espagne

L'homme barbu était mal vu pour deux autres raisons (Bougoux) : en 1054, eut lieu le Grand Schisme, ou séparation des Églises d'Orient et d'Occident. Une petite conséquence de ce schisme fut un conflit au sein de l’Église opposant les partisans du port de la barbe et leurs adversaires, les misopogons.
- L’Église d'Orient a suivi les prescriptions du Lévitique (chapitre XIX, v. 27) interdisant la tonsure du crâne et le rasage de la barbe.
- L’Église d'Occident a fait le choix contraire.

Deux papes, Léon IX (1002-1054) et Grégoire VII (1020-1085), ont excommunié tous les clercs portant la barbe. Le dernier a aussi instauré l'obligation du célibat des prêtres en 1073. Les prêtres orthodoxes sont aujourd'hui toujours barbus et peuvent se marier. La tonsure pour les moines de l'église catholique a été rendue facultative seulement en 1972. En conséquence, un barbu était un laïc, un pécheur. La barbe bifide était perçue comme une langue de serpent, un signe diabolique ; la barbe soignée comme un signe de Vanité.
Malgré ces condamnations la barbe n'a pas toujours cette signification péjorative. Sur les chapiteaux historiés le Christ, les apôtres, les vieillards de l’apocalypse, les hommes âgés sont représentés barbus; Horvat et Pastoureau proposent une classification "sociale" pour les barbus: âgés et non clerc. Anne et Robert Blanc associent l'homme barbu comme "l'homme de la chute" soit la nature humaine et charnelle de l'homme confronté à la lutte contre le pêché et le mal.

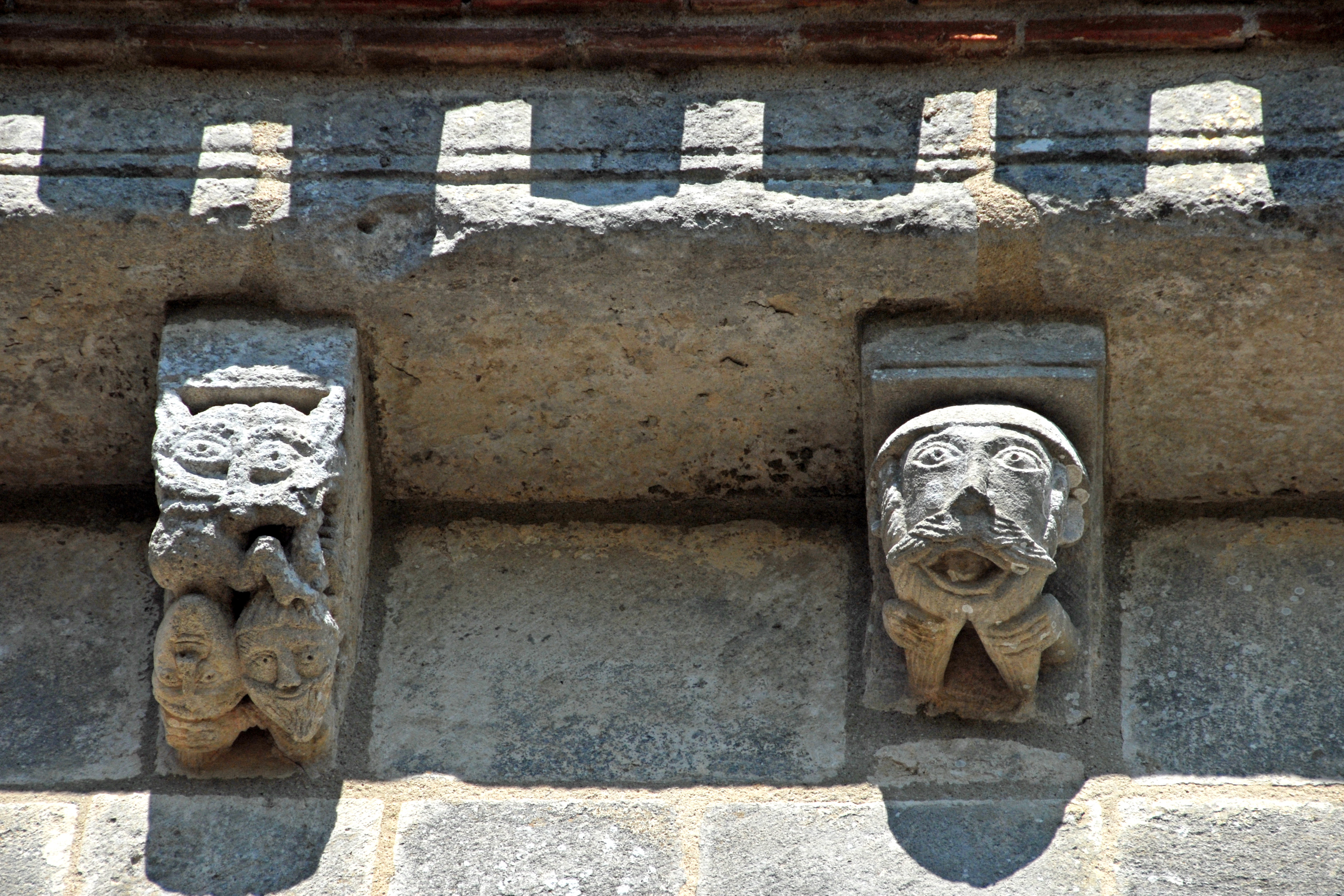
Marestay, Matha, Charente-Maritime
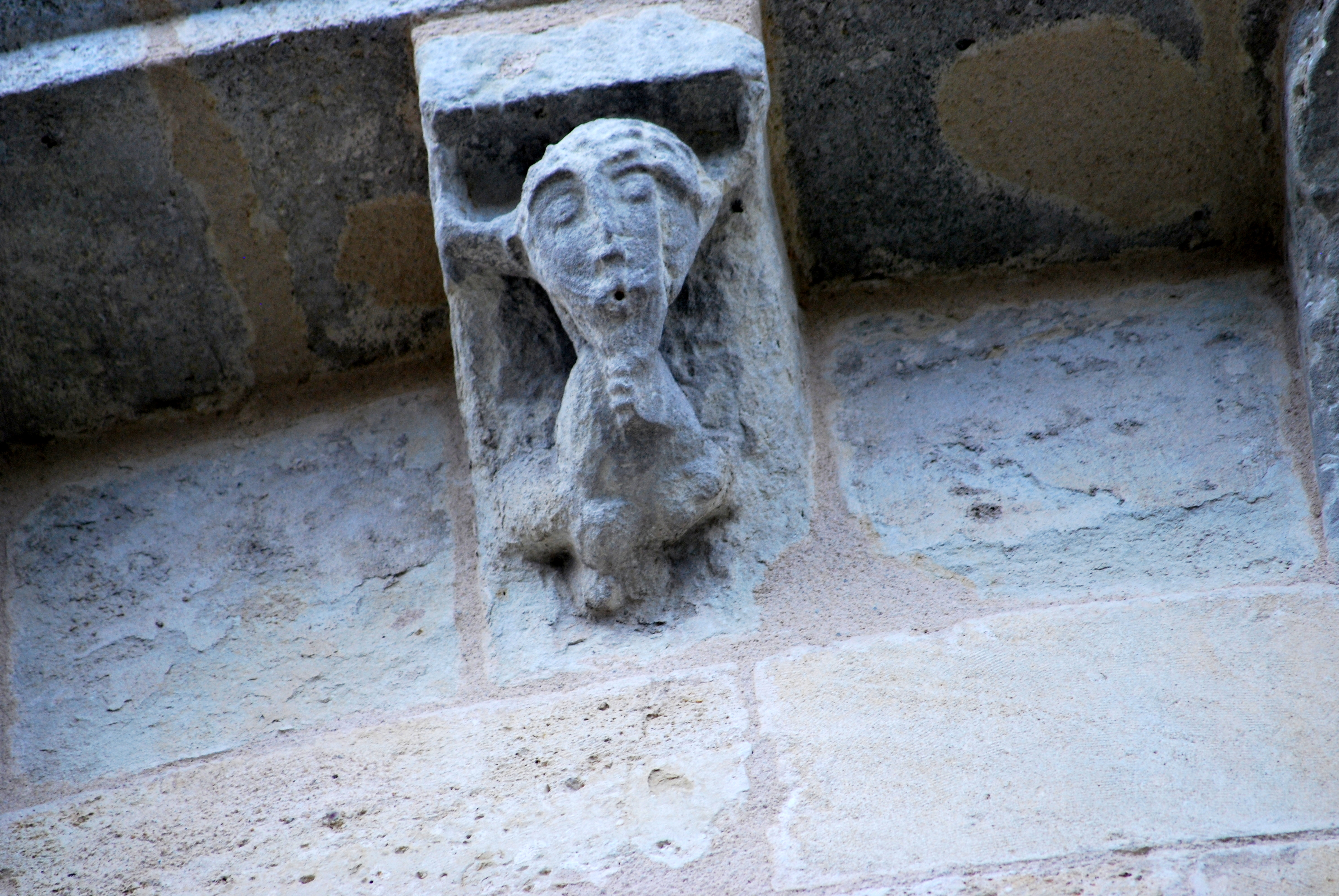
Targon, Gironde
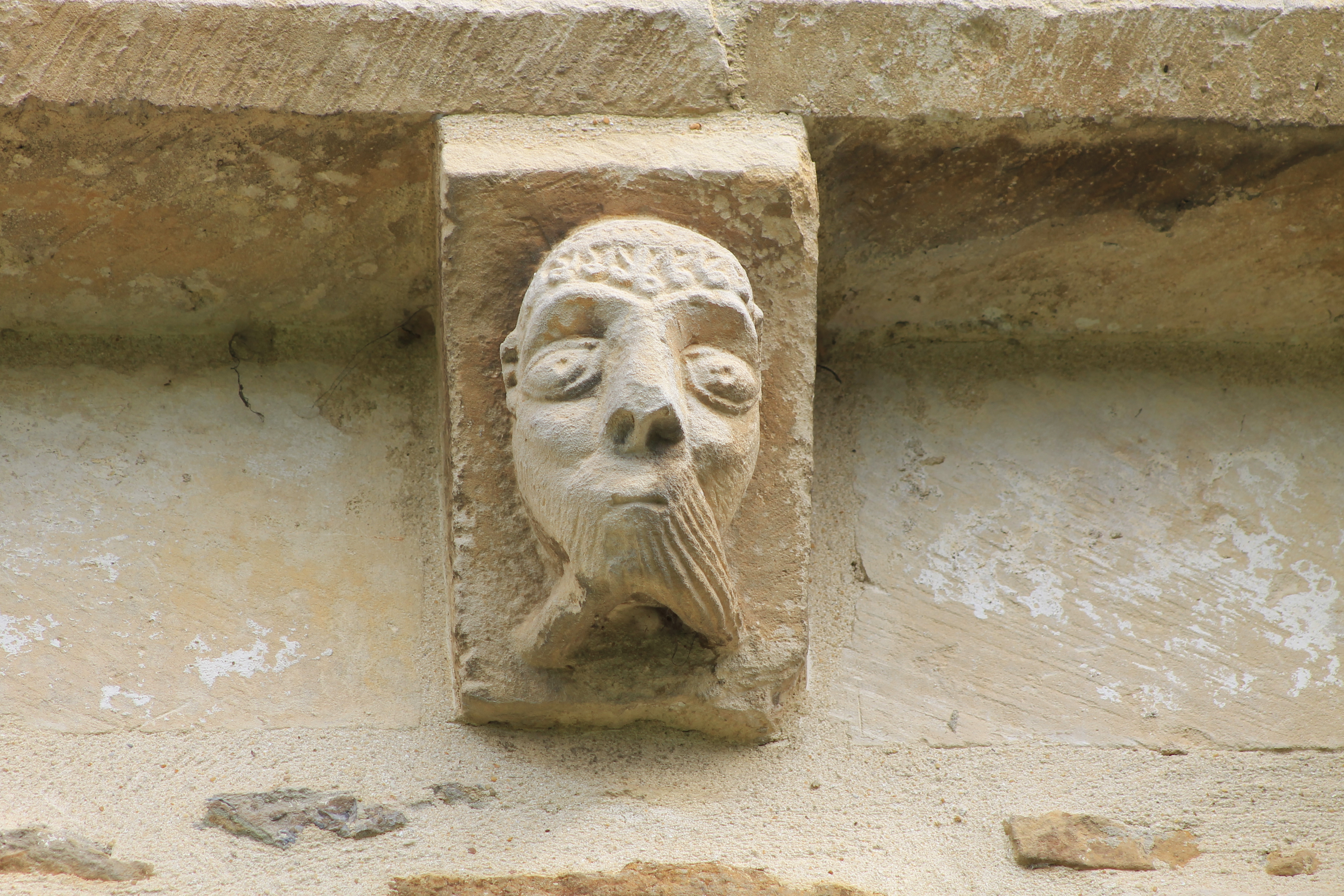
Clinchamps-sur-Orne, Calvados
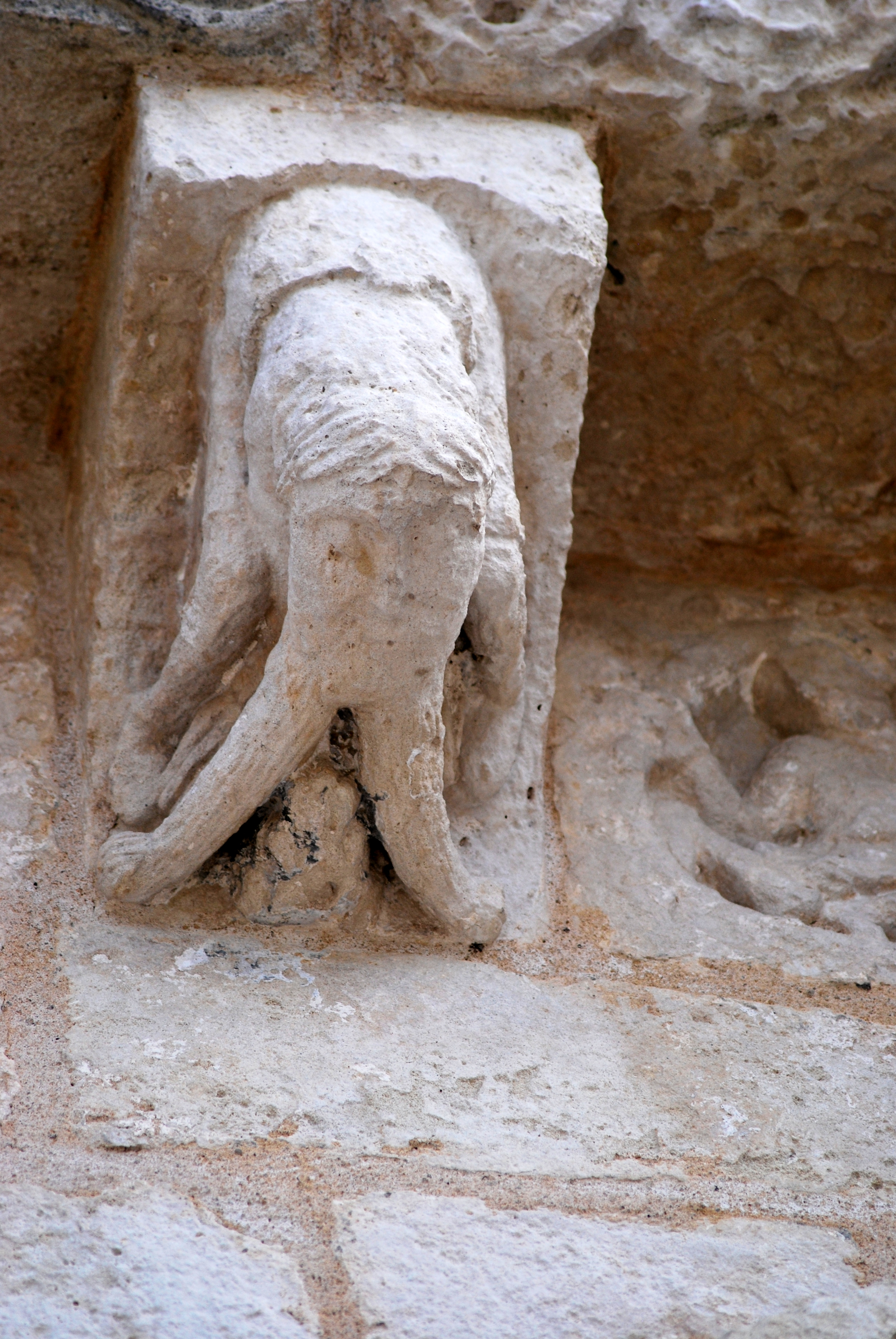
La Brède, Gironde
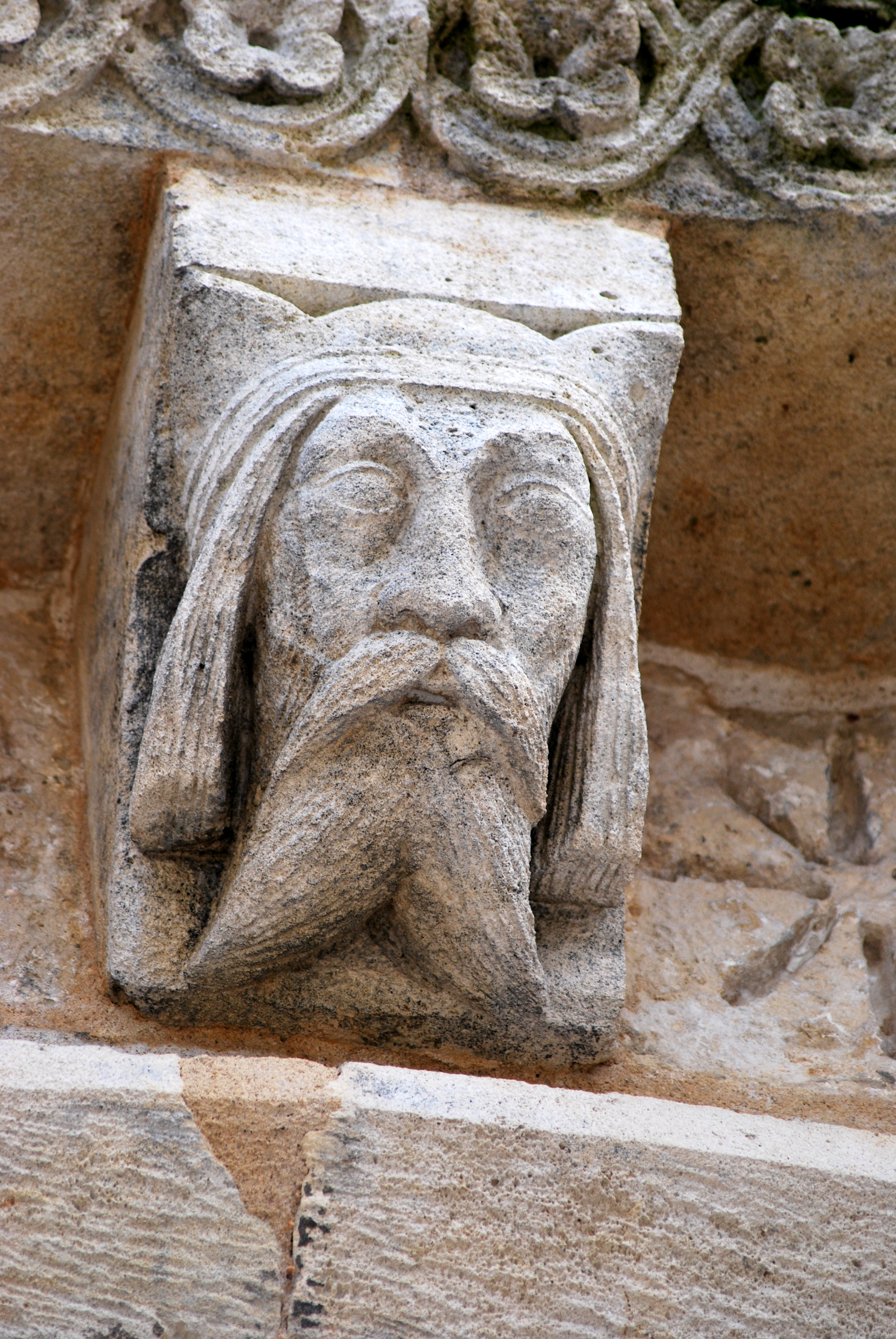
La Brède, Gironde
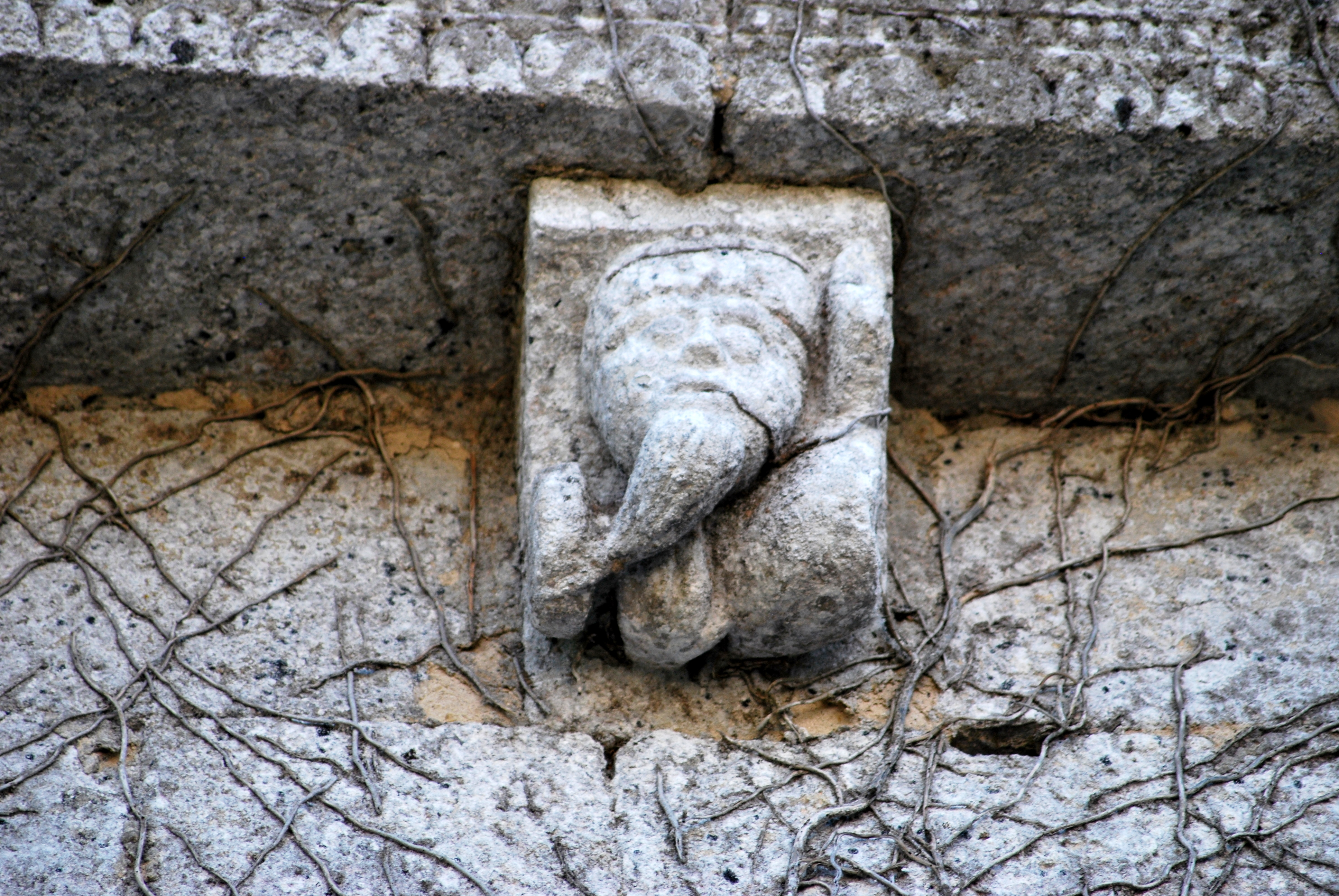
Bellefond, Gironde

#### Toucheur de cheveux
Les modillons où le personnage touche sa chevelure soignée ou tient un miroir sont des représentations du péché de la vanité (Bougoux).

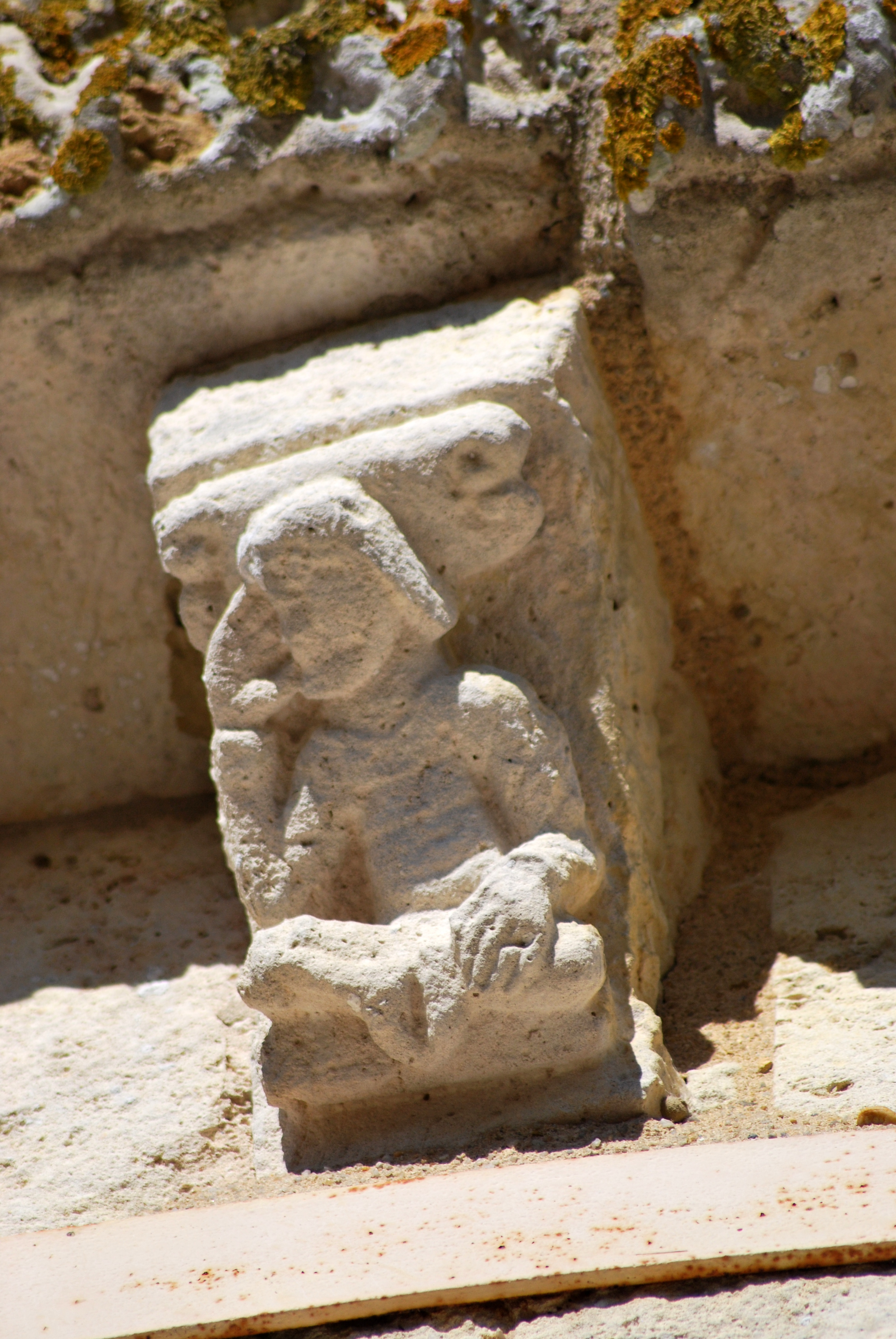
Saint-Caprais-de-Bordeaux, Gironde
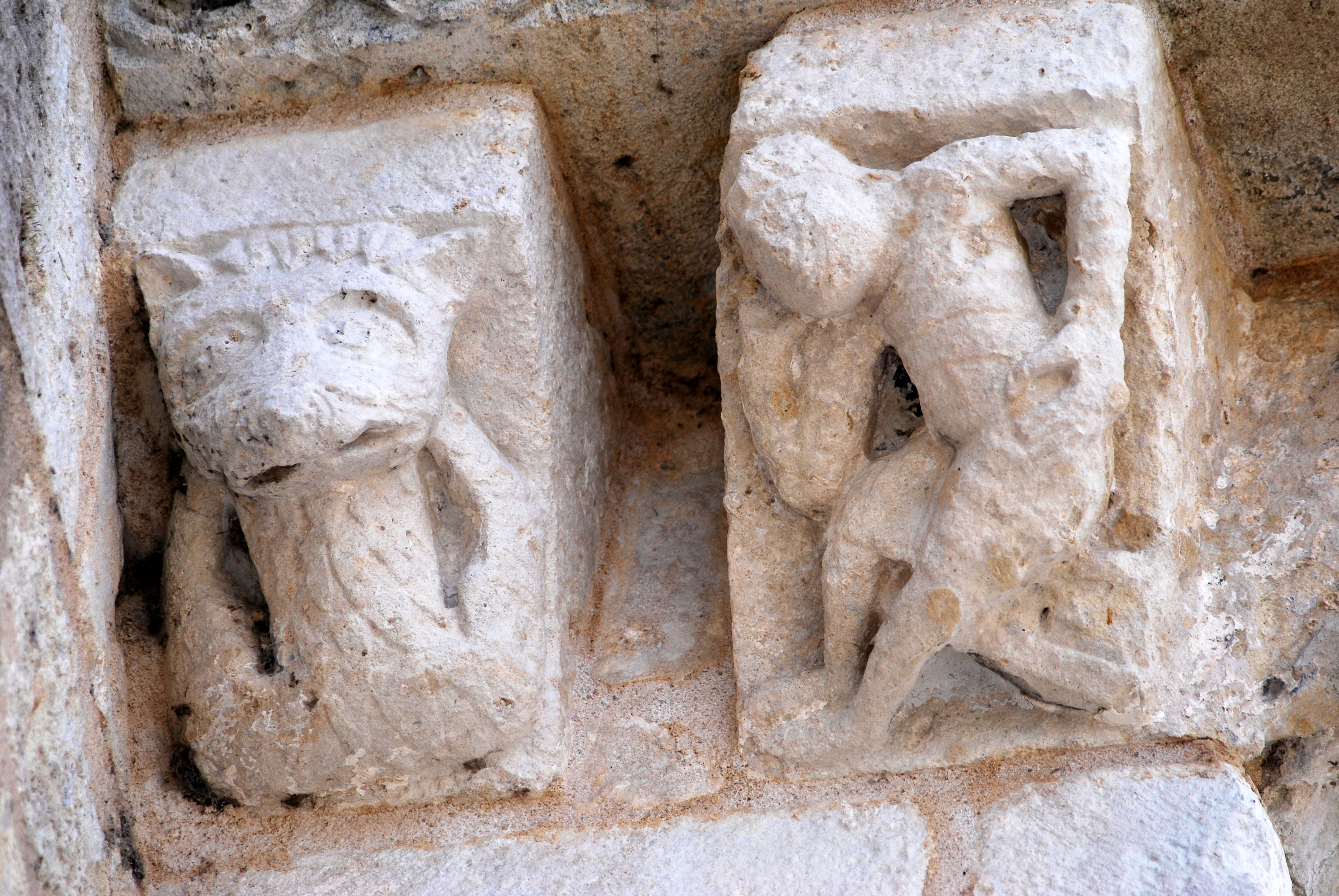
La Brède, Gironde
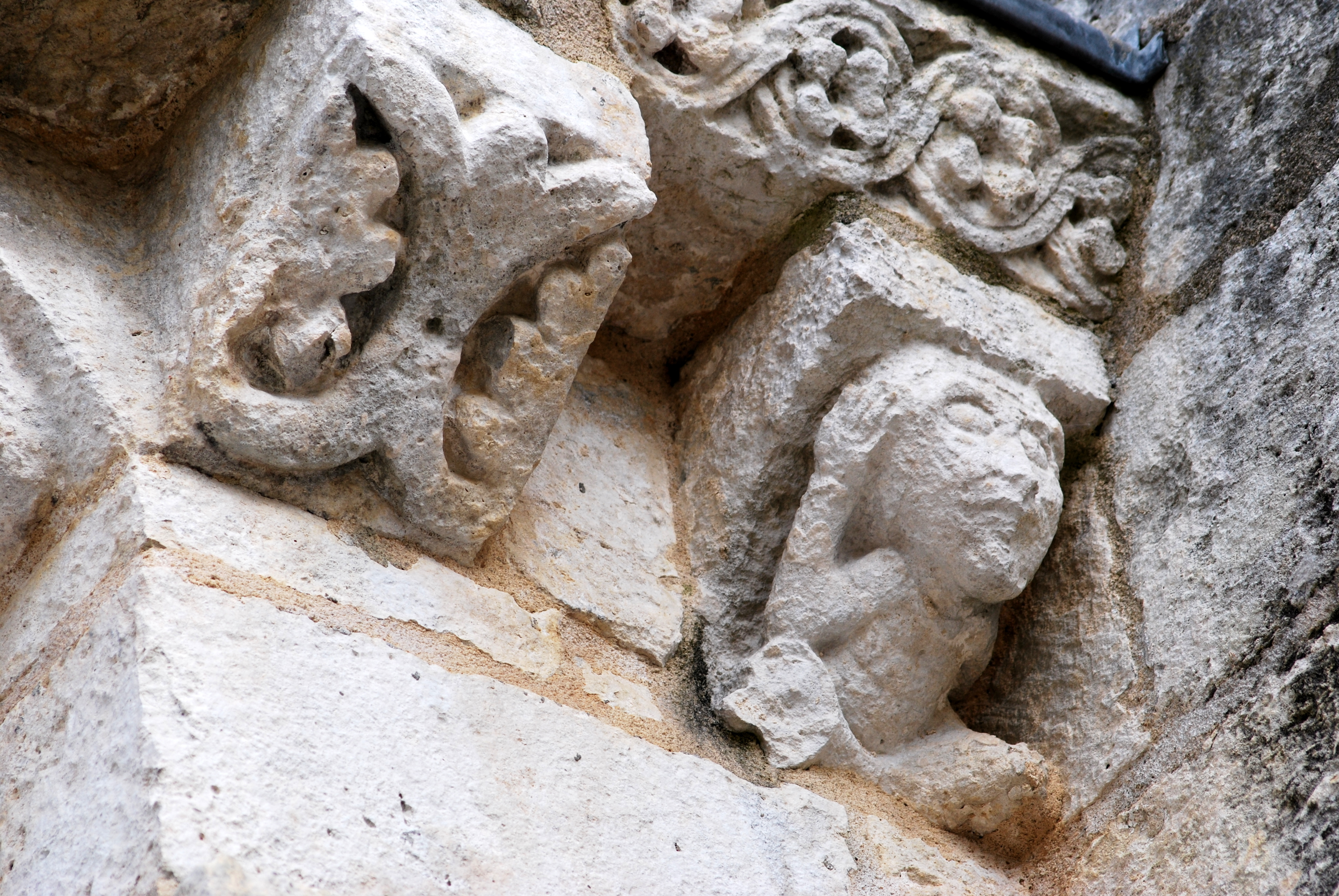
La Brède, Gironde
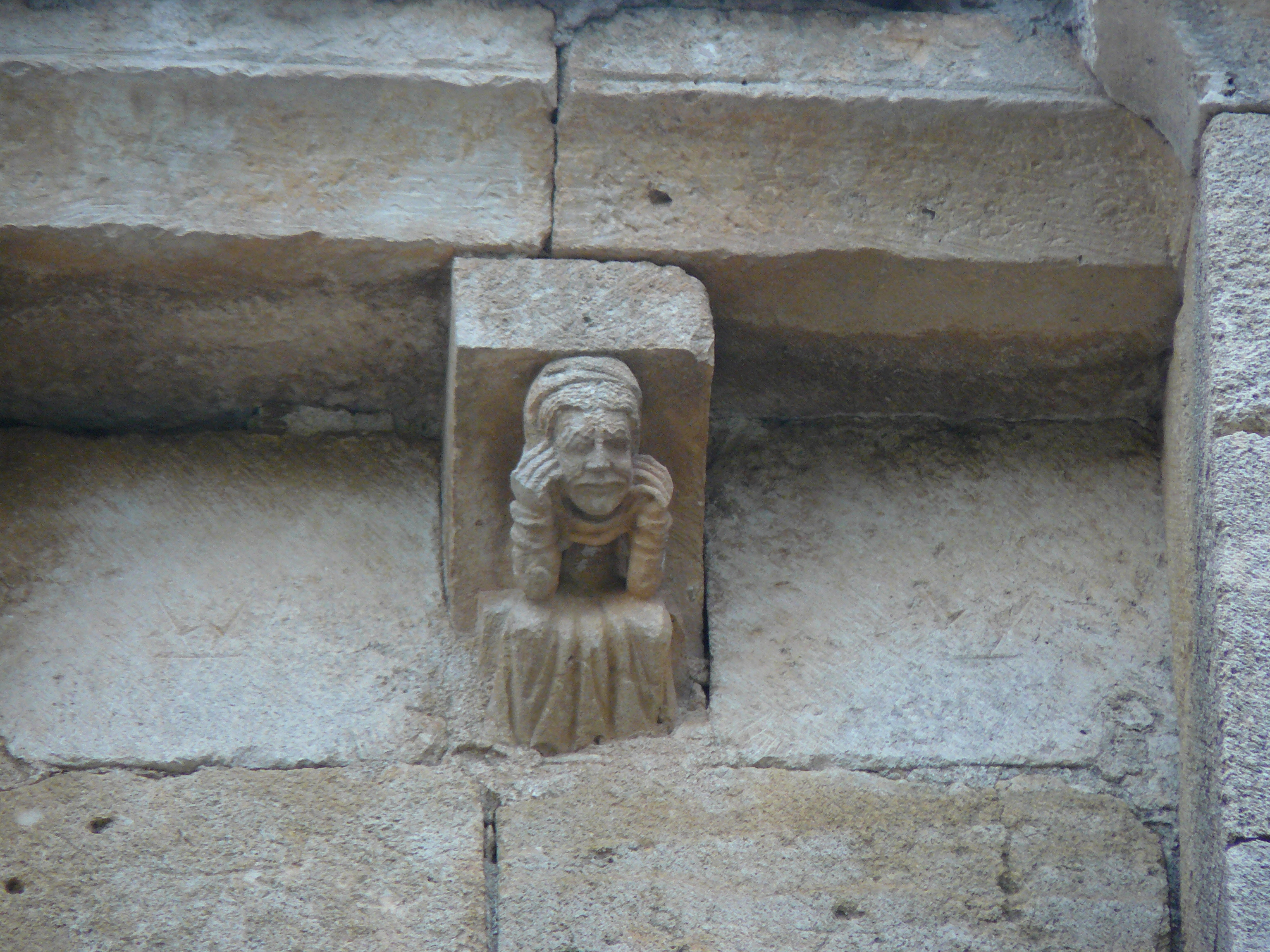
Fuentidueña, Espagne

#### L'avare
La représentation usuelle de l'avare était un homme qui porte un sac autour du cou. Souvent, le sac d'argent était si lourd que l'homme se penchait en avant (Weir et Bougoux).
Certains hommes ithyphalliques ont le scrotum encore plus disproportionné que le pénis. Le jeu de mots scrotum = bourse = l'argent = avarice peut indiquer que c'est aussi une représentation de l'Avarice. Qui plus est, les petits sacs pour porter l'argent étaient fabriqués à partir d'un scrotum de sanglier, de taureau ou de bélier.

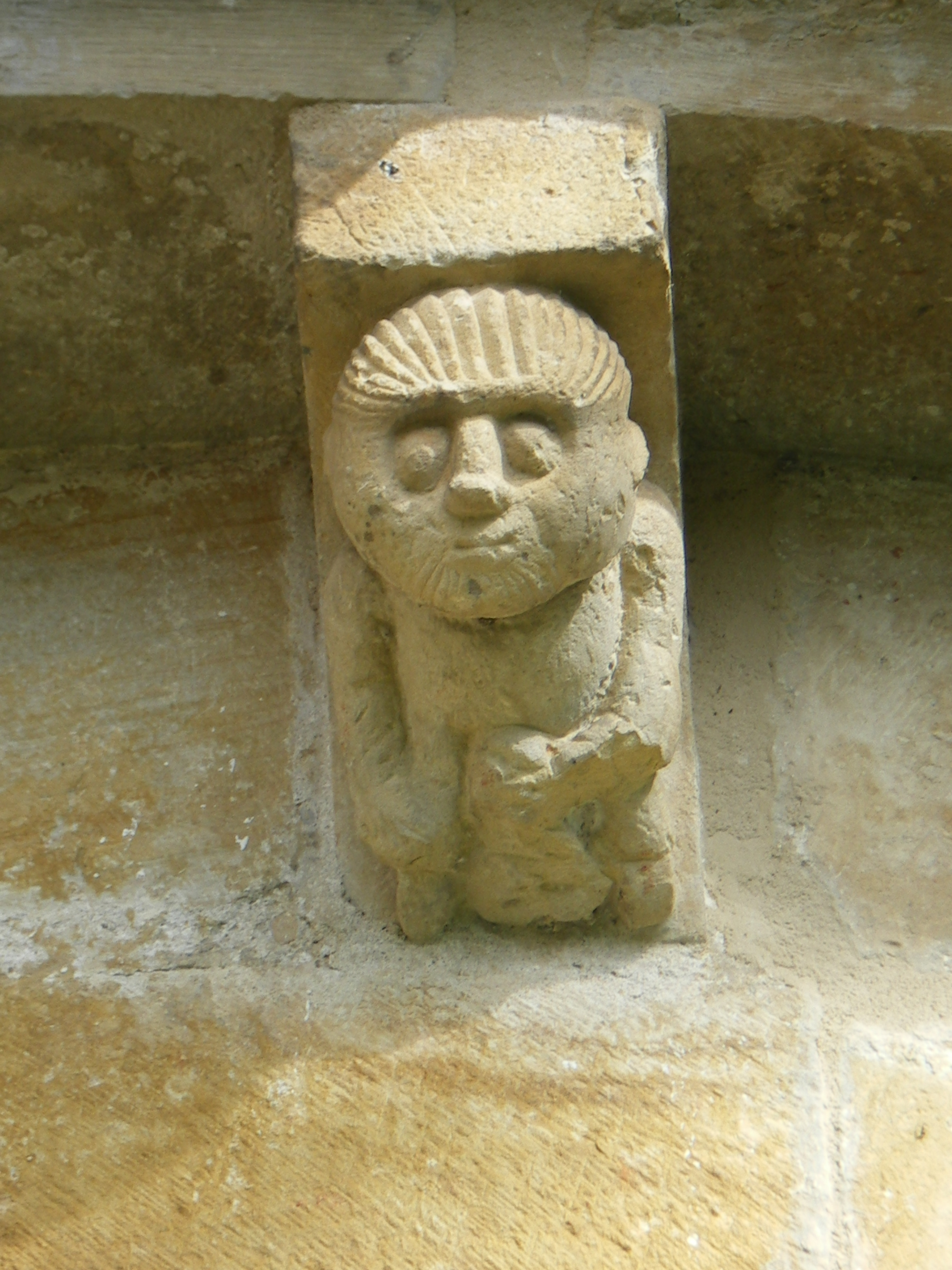
Villanueva, Espagne
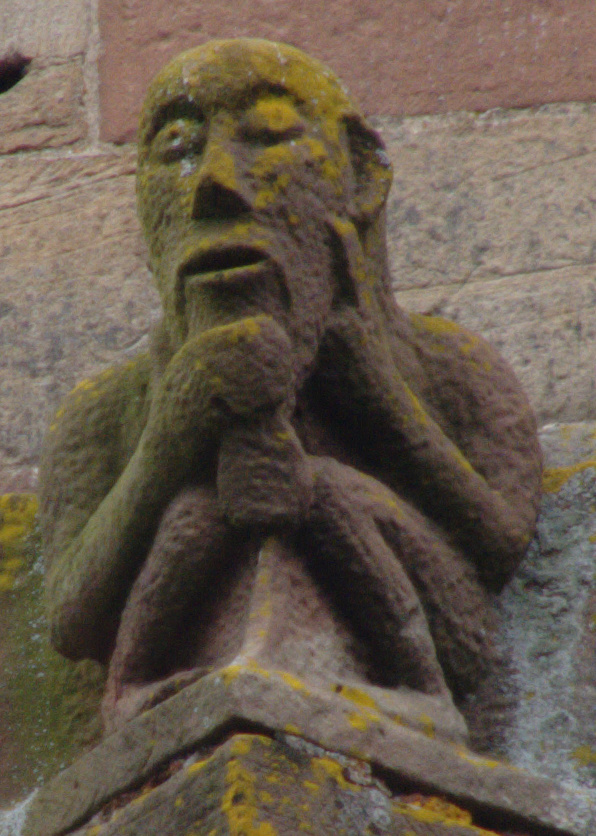
Marmoutier, Bas-Rhin
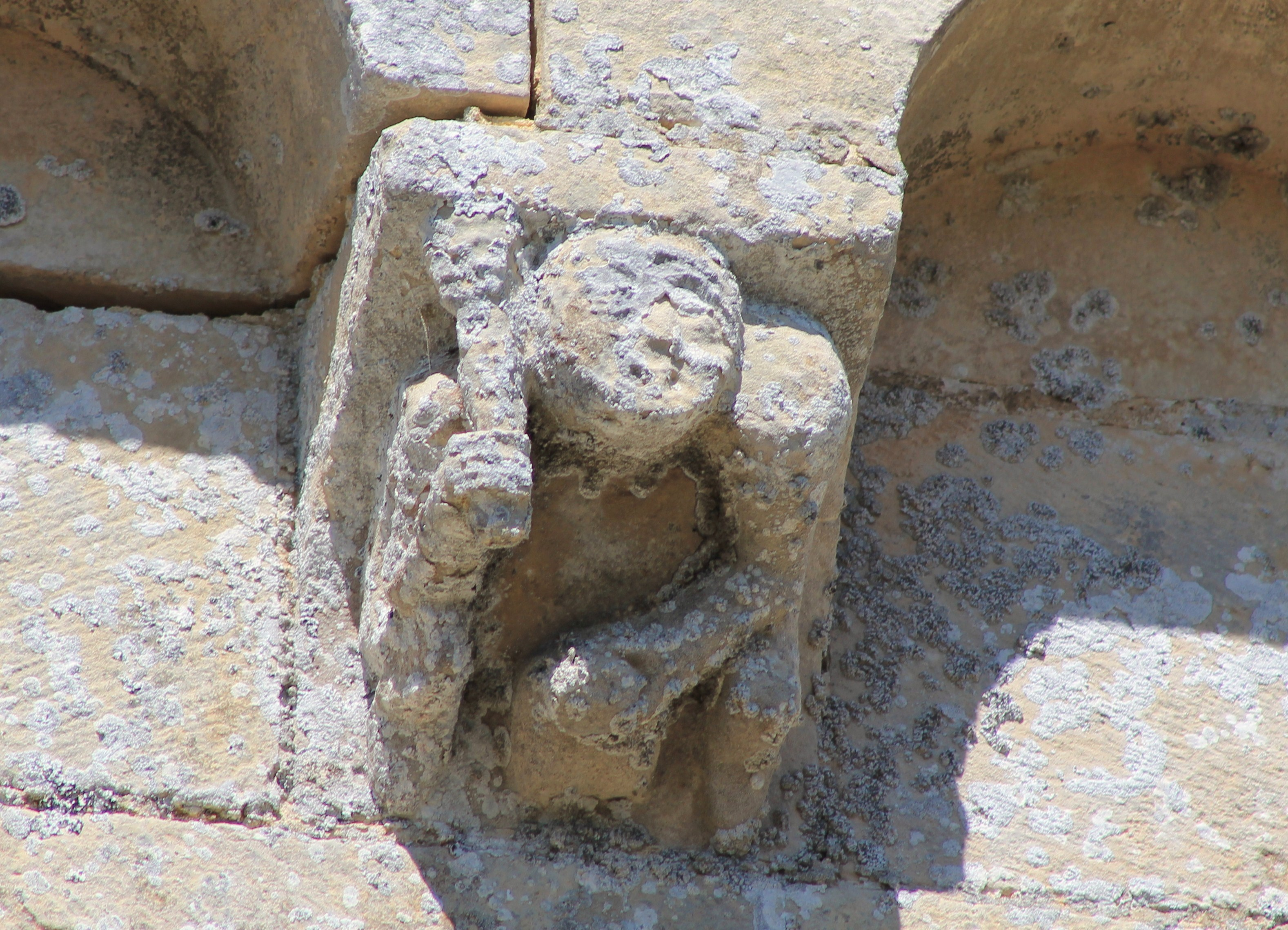
Cintheaux, Calvados
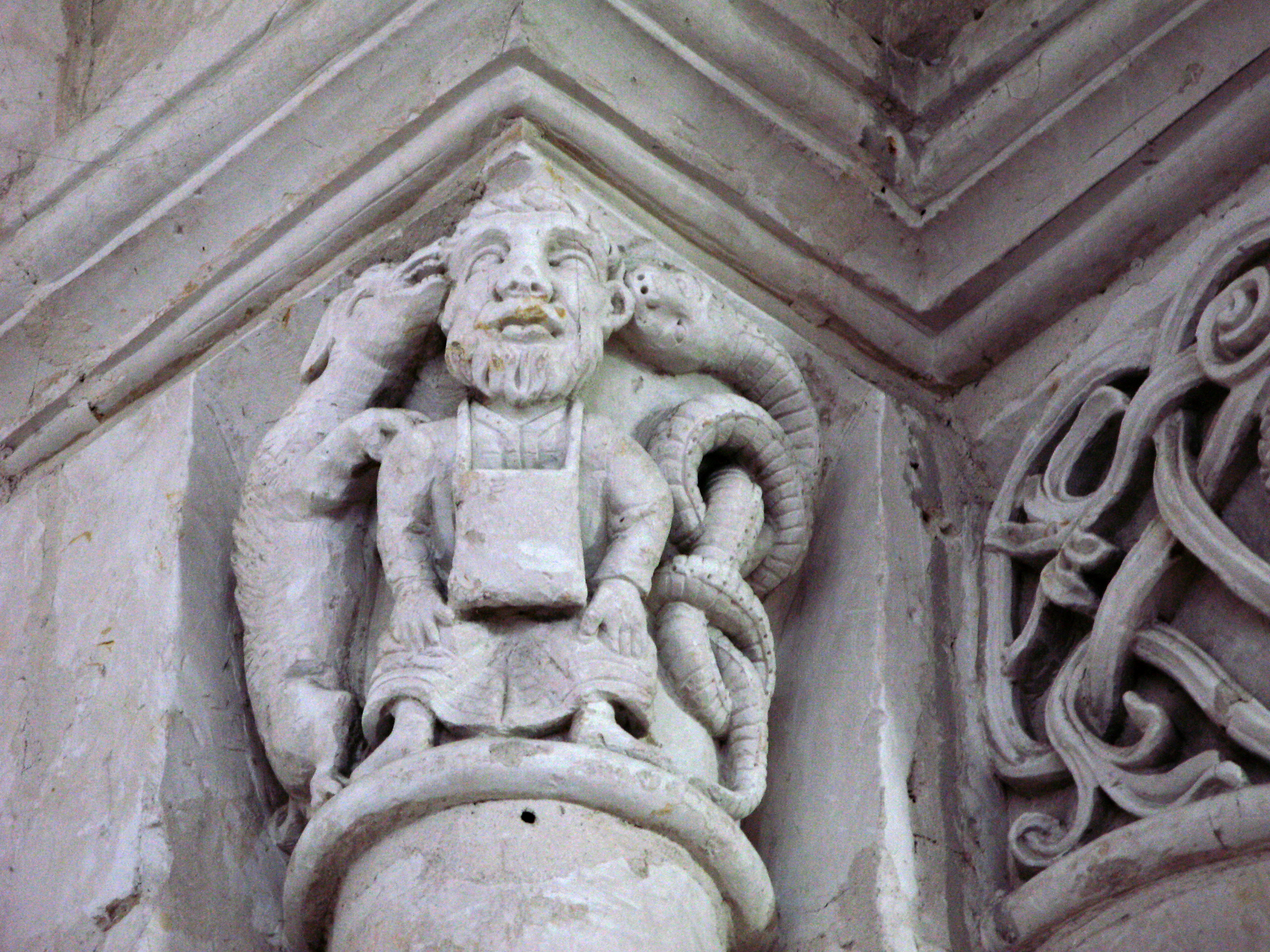
Lucheux, Somme
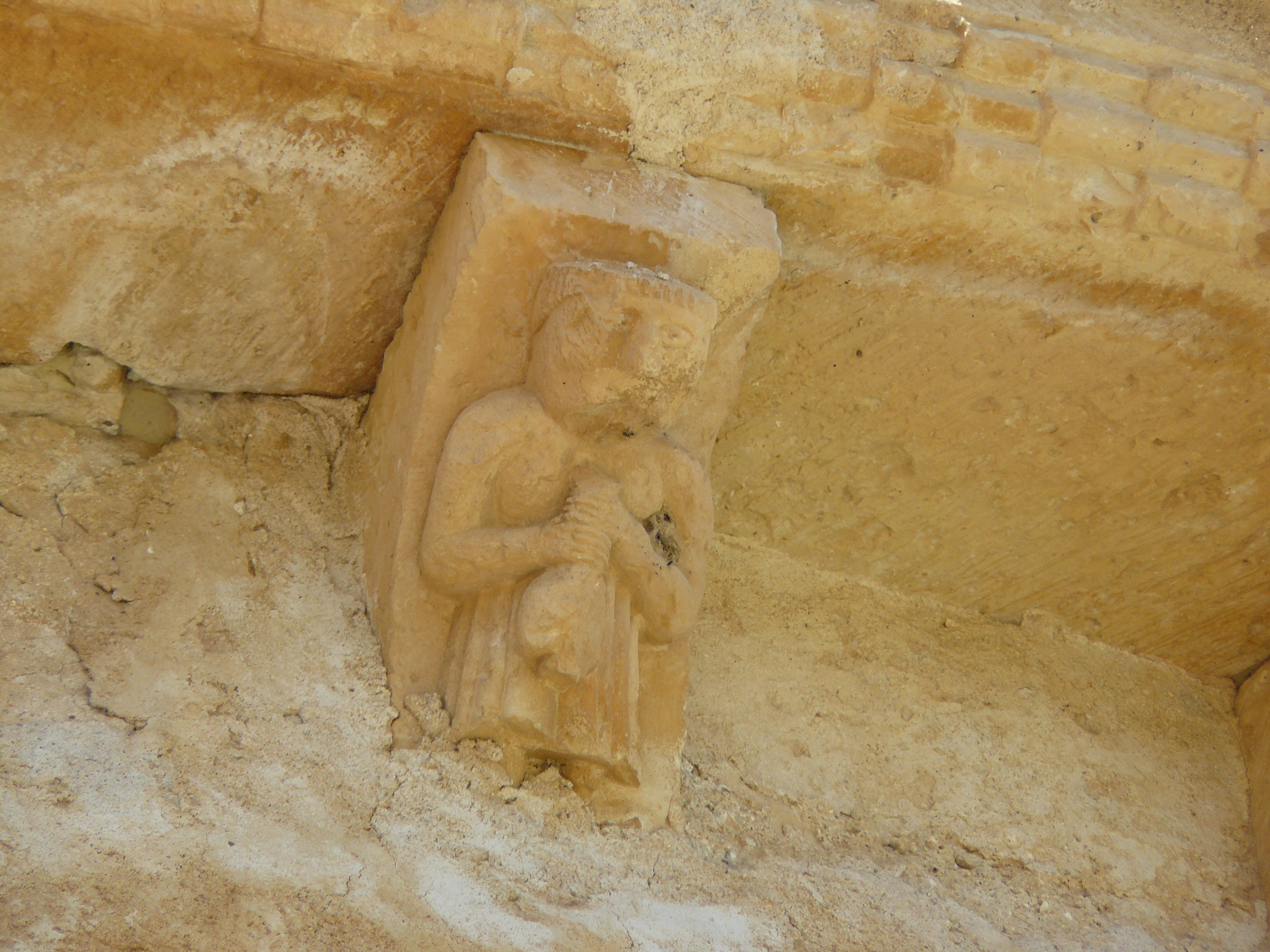
Cerro, Espagne
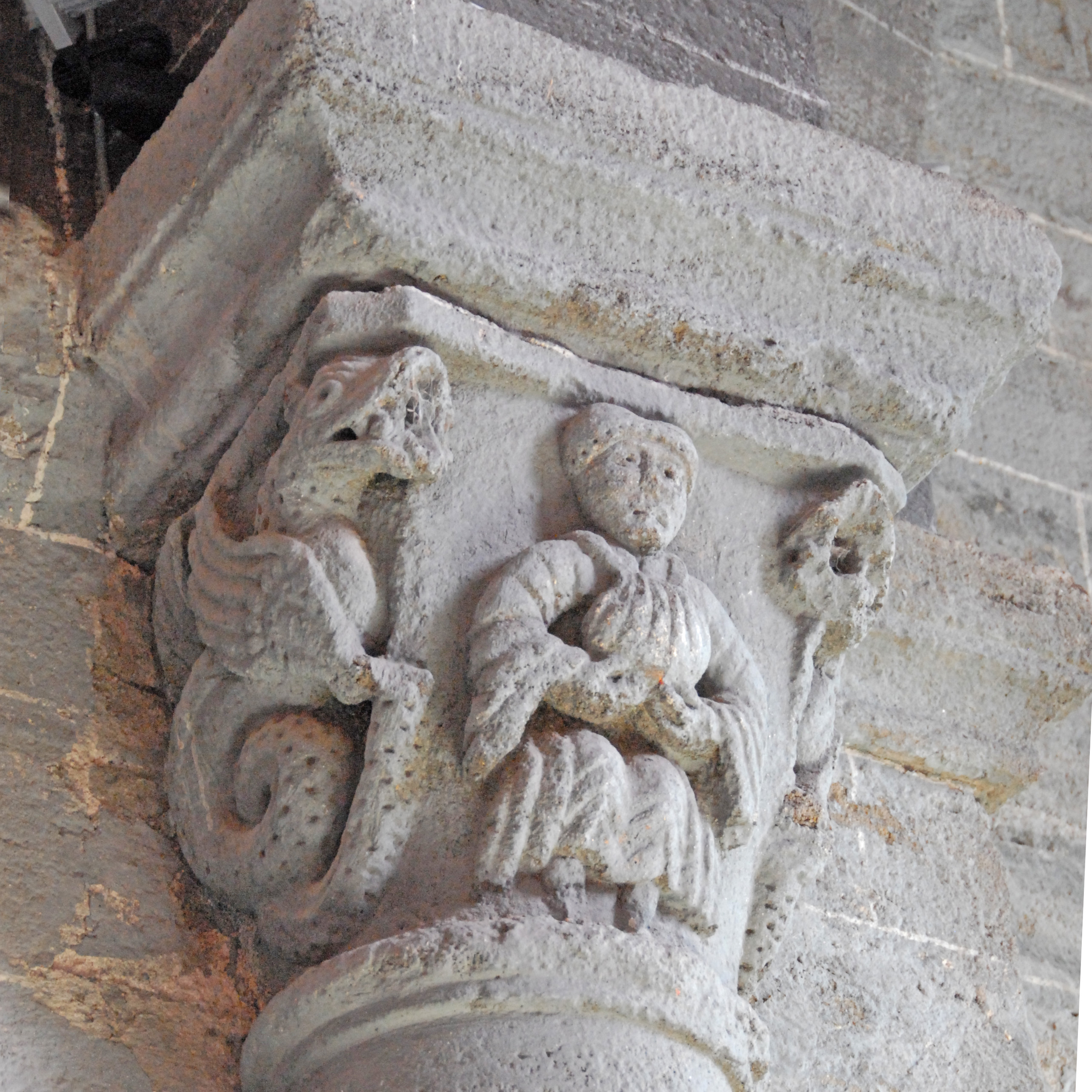
Chanteuges, Haute Loire

Certains chapiteaux historiés comme à Chanteuges, Haute Loire, Basilique Notre-Dame-des-Miracles de Mauriac (Cantal), Basilique Notre-Dame d'Orcival (Puy de Dôme) ont suggéré une autre interprétation de ce sac: ce serait le bien le plus précieux, le trésor spirituel du pécheur, qu'il doit défendre des démons qui cherchent à s'en emparer (Blanc et Blanc).

#### Homme qui se retire une épine du pied
Il semble que l'origine du symbole soit saint Paul (Deuxième épître aux Corinthiens chapitre 12 v. 7-9) : « Mais de peur que je ne m'élevasse à cause de l'excellence des révélations, il m'a été mis une écharde en la chair, un ange de Satan pour me souffleter, afin que je ne m'élevasse point. C'est pourquoi j'ai prié trois fois le Seigneur, de faire que cet ange de Satan se retirât de moi. »
La forme du modillon était inspirée par des statues romanes, en bronze ou en marbre, le Tireur d'épine, très connues à l'époque.
La moralité était que le pécheur peut et doit extirper le Mal qui est en lui.
L'association avec la luxure est renforcée quand c'est une femme nue et exhibitionniste génitale qui retire l'épine, comme à l'église Saint-Maurice de Béceleuf (Deux-Sèvres), Foussais-Payré (Vendée), Limoges (Haute-Vienne) (Weir).

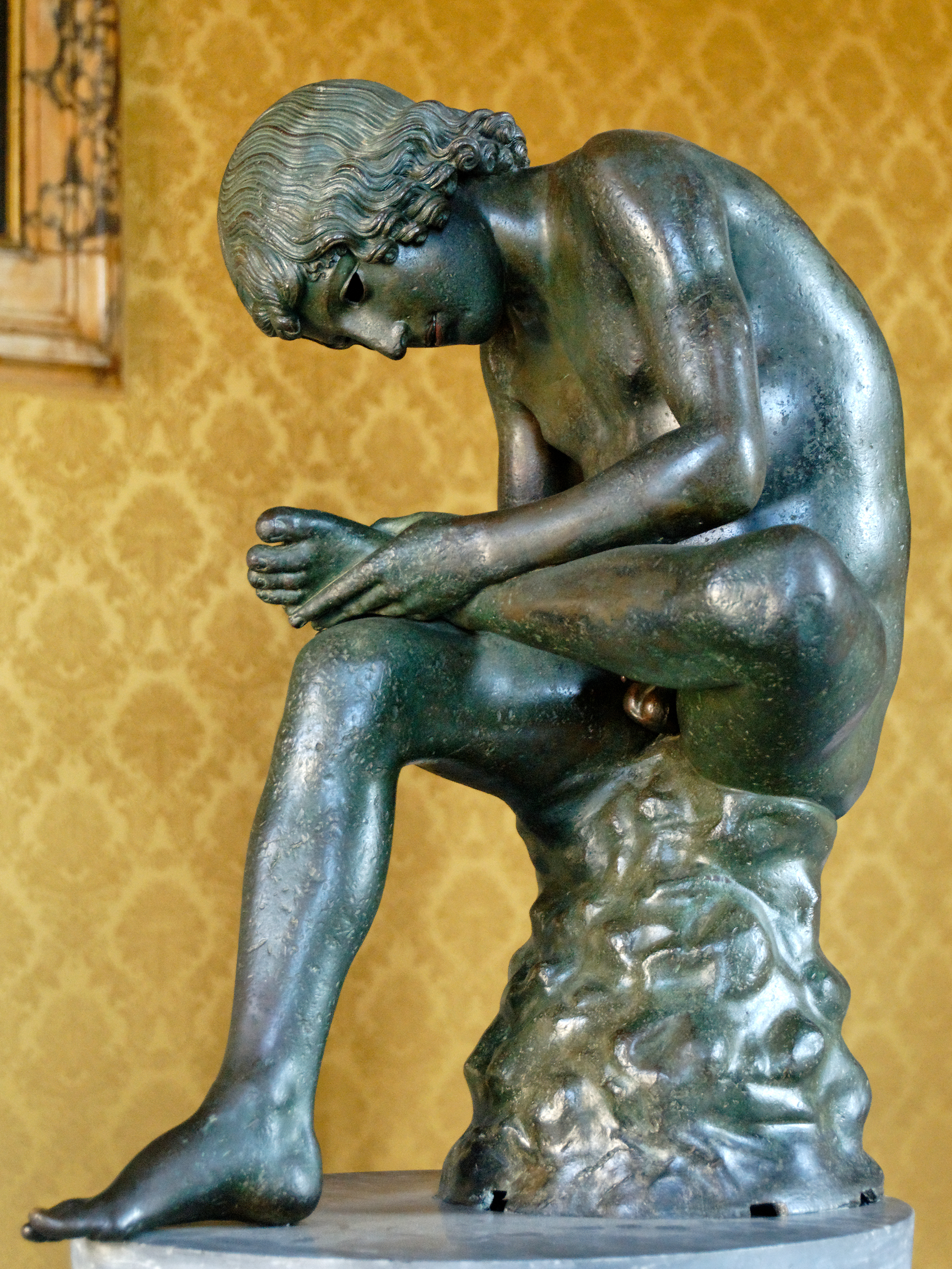
Statue romane antique
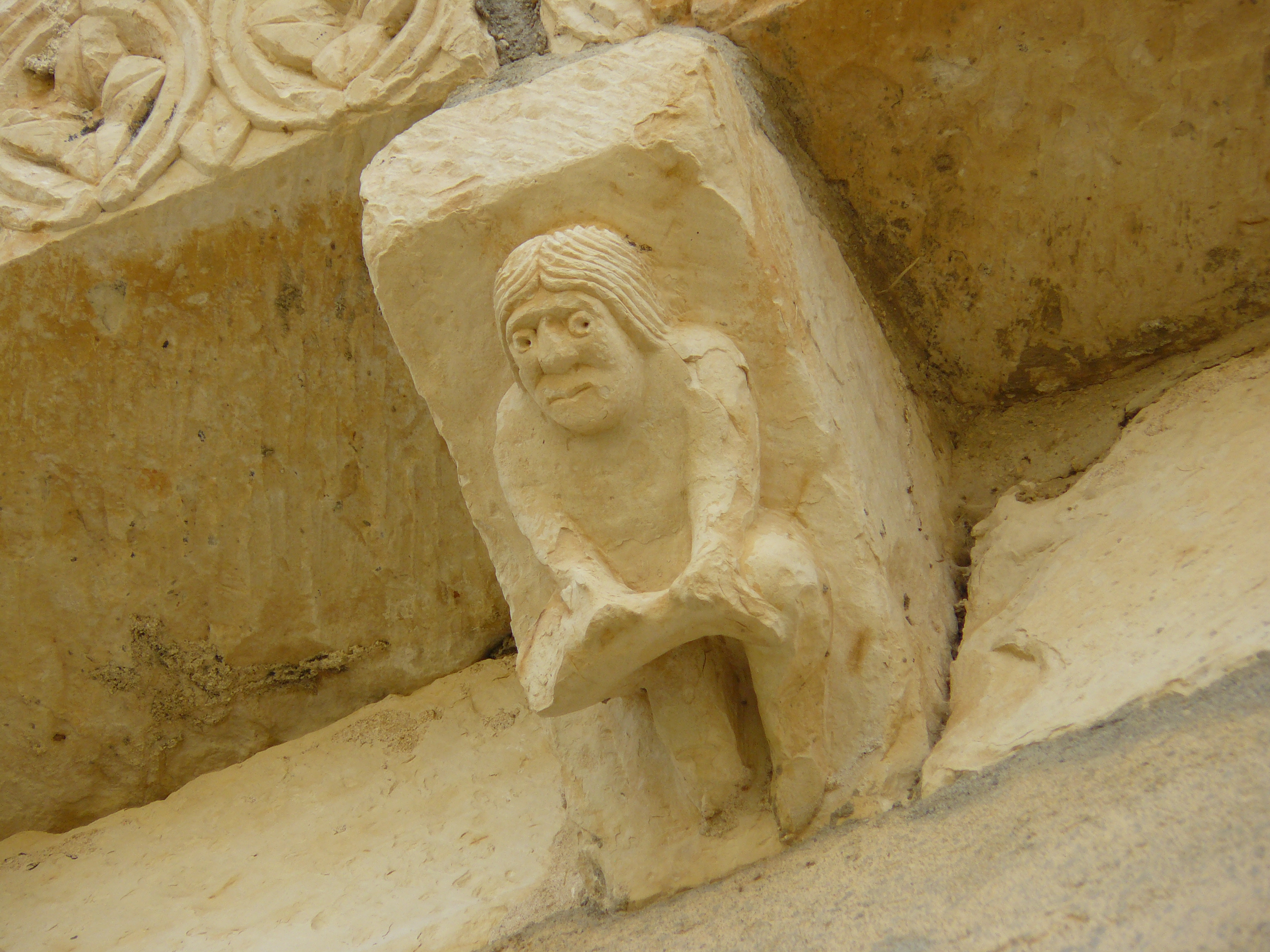
Duratón, Espagne
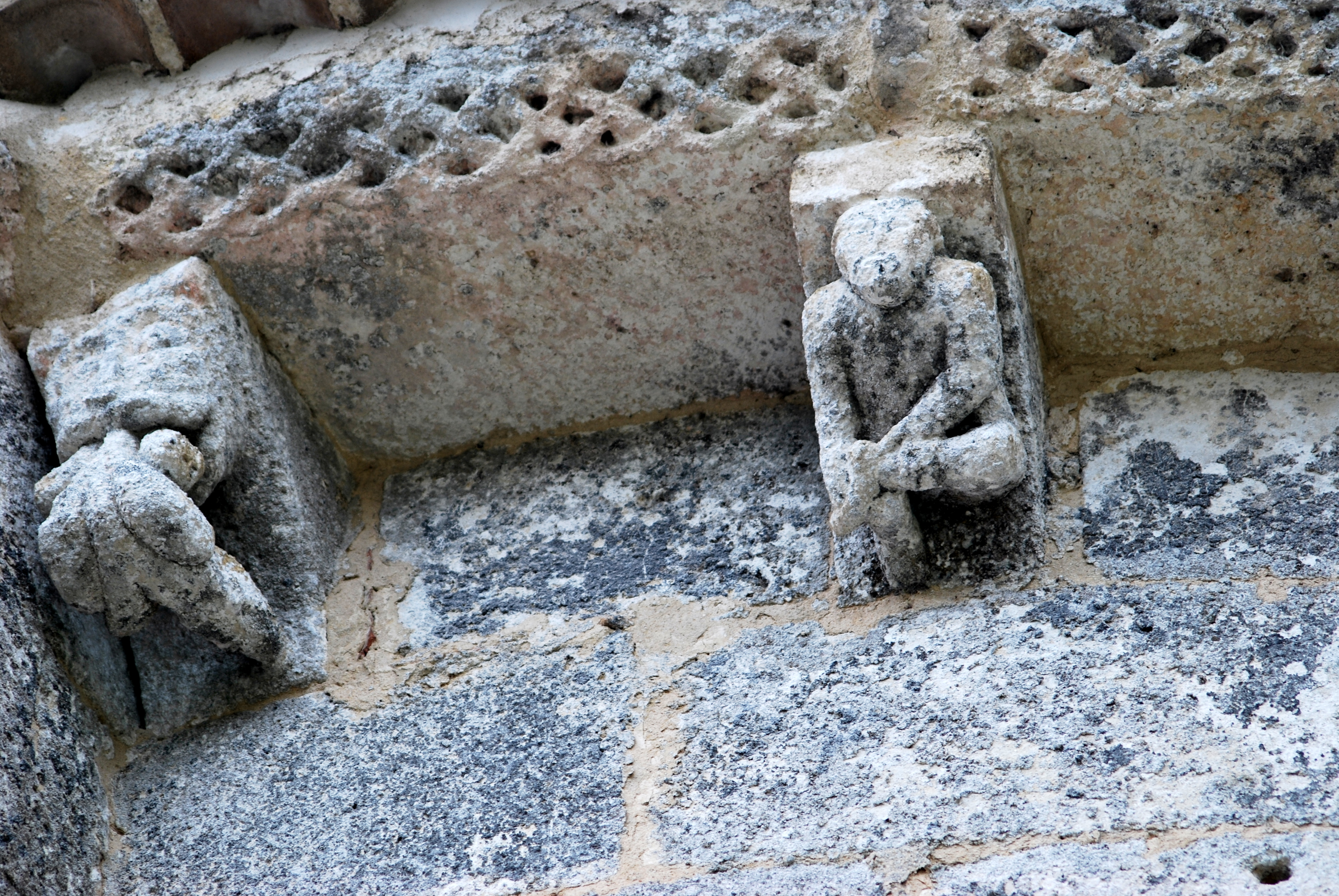
Saint-Étienne-de-Lisse, Gironde
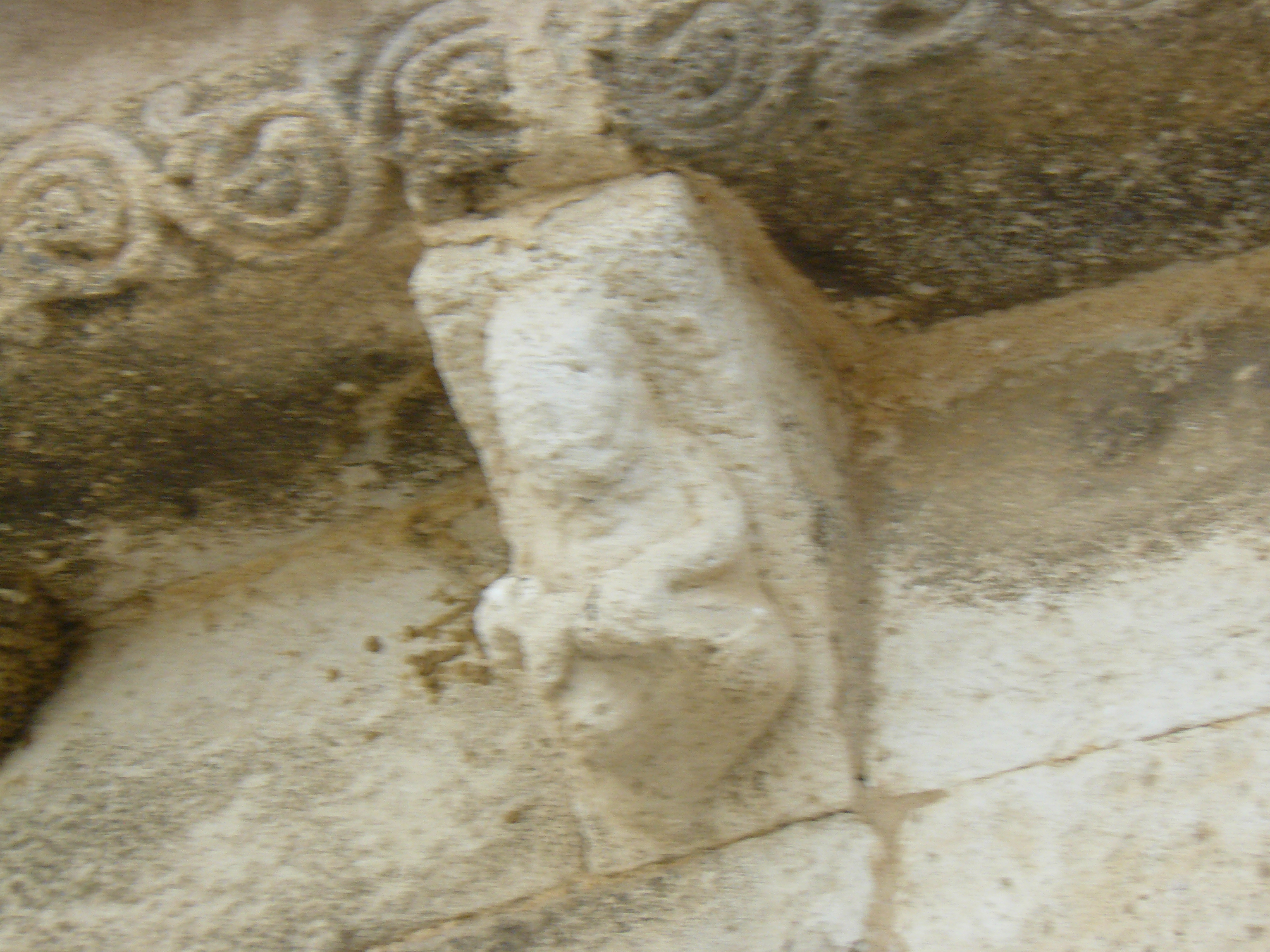
San Galindo Espagne

#### Le porteur de poisson géant
Dans le sud-ouest de la France, on trouve des chapiteaux et des modillons représentant un homme portant sur son dos un poisson géant, un pisciphore. L'homme est soit à genoux, soit avec les jambes pliées sous le poids de son fardeau (Bougoux). Il ne faut pas confondre cette représentation avec une représentation de saint Goustan, dont l'attribut est un gros poisson qu'il tient dans sa main.

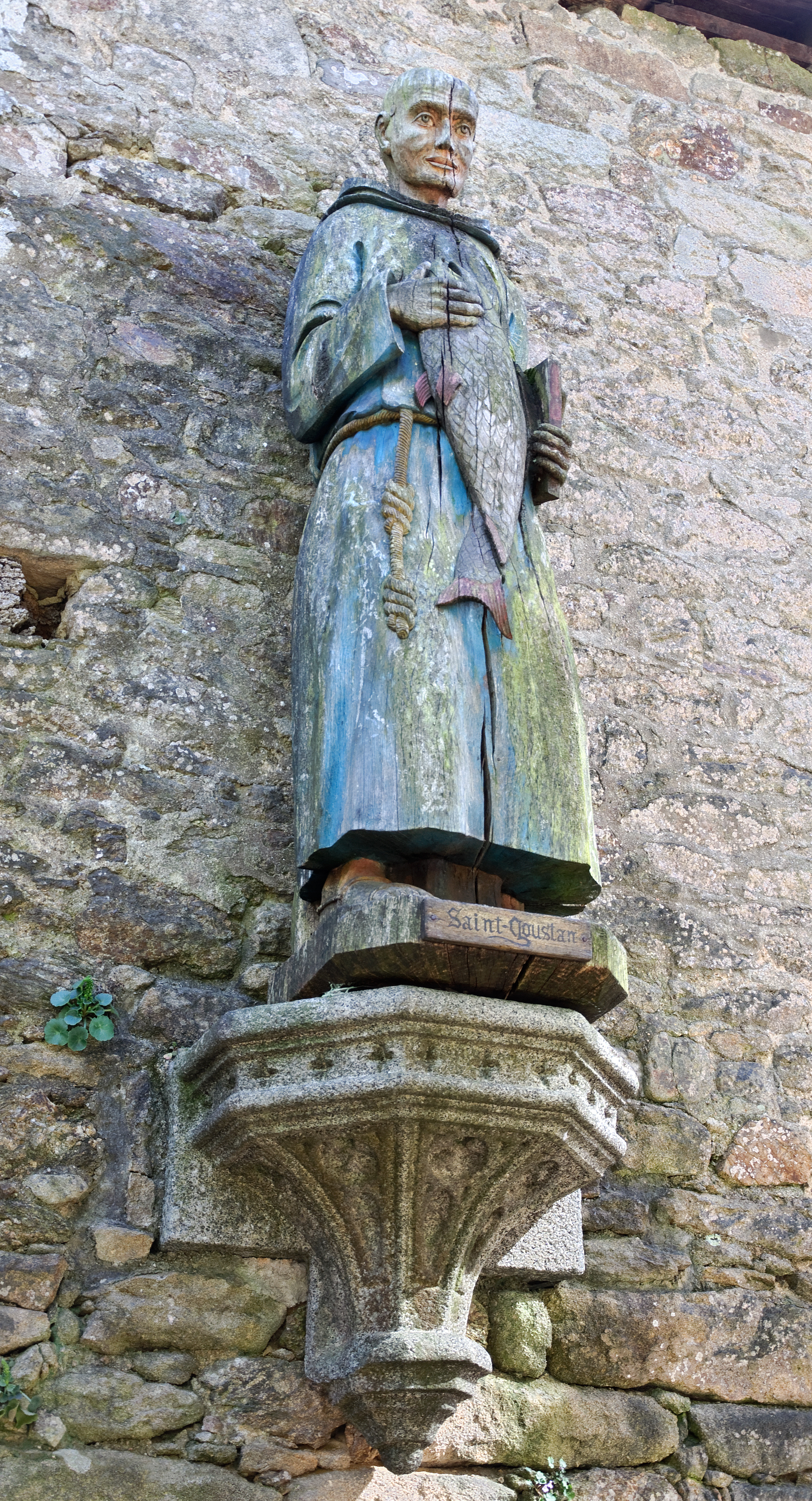
Saint Goustan
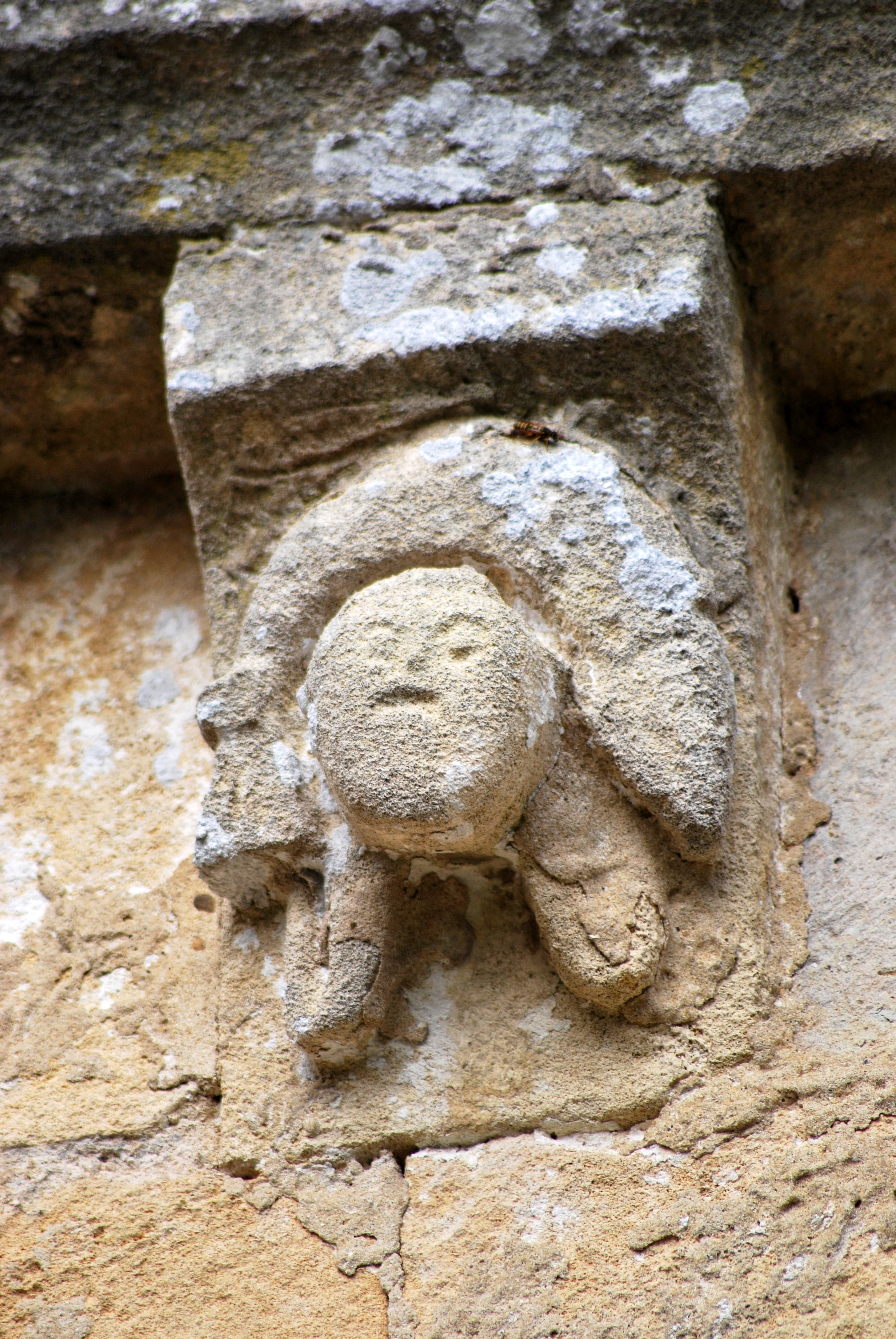
Beautiran, Gironde
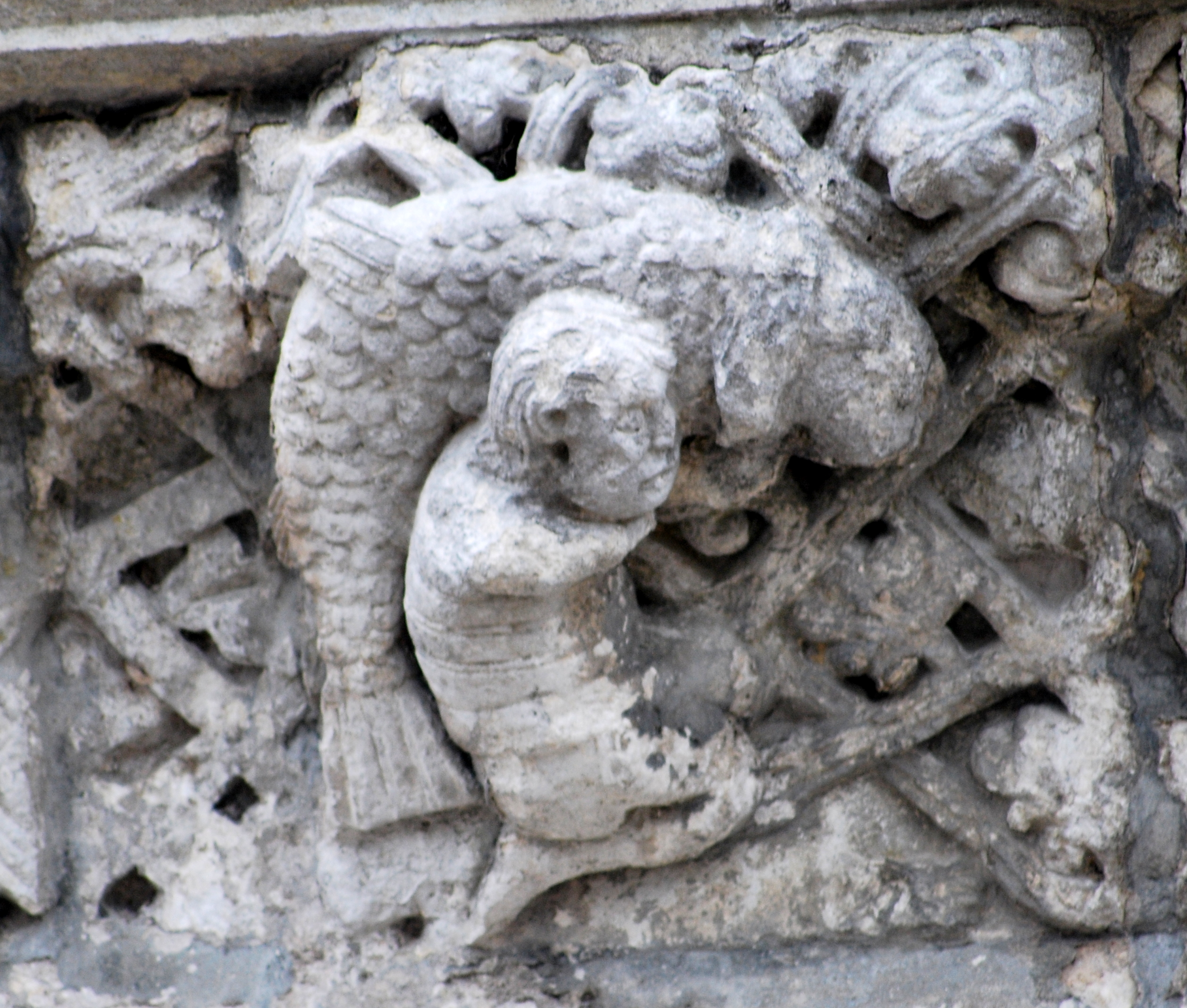
Cambes, Gironde
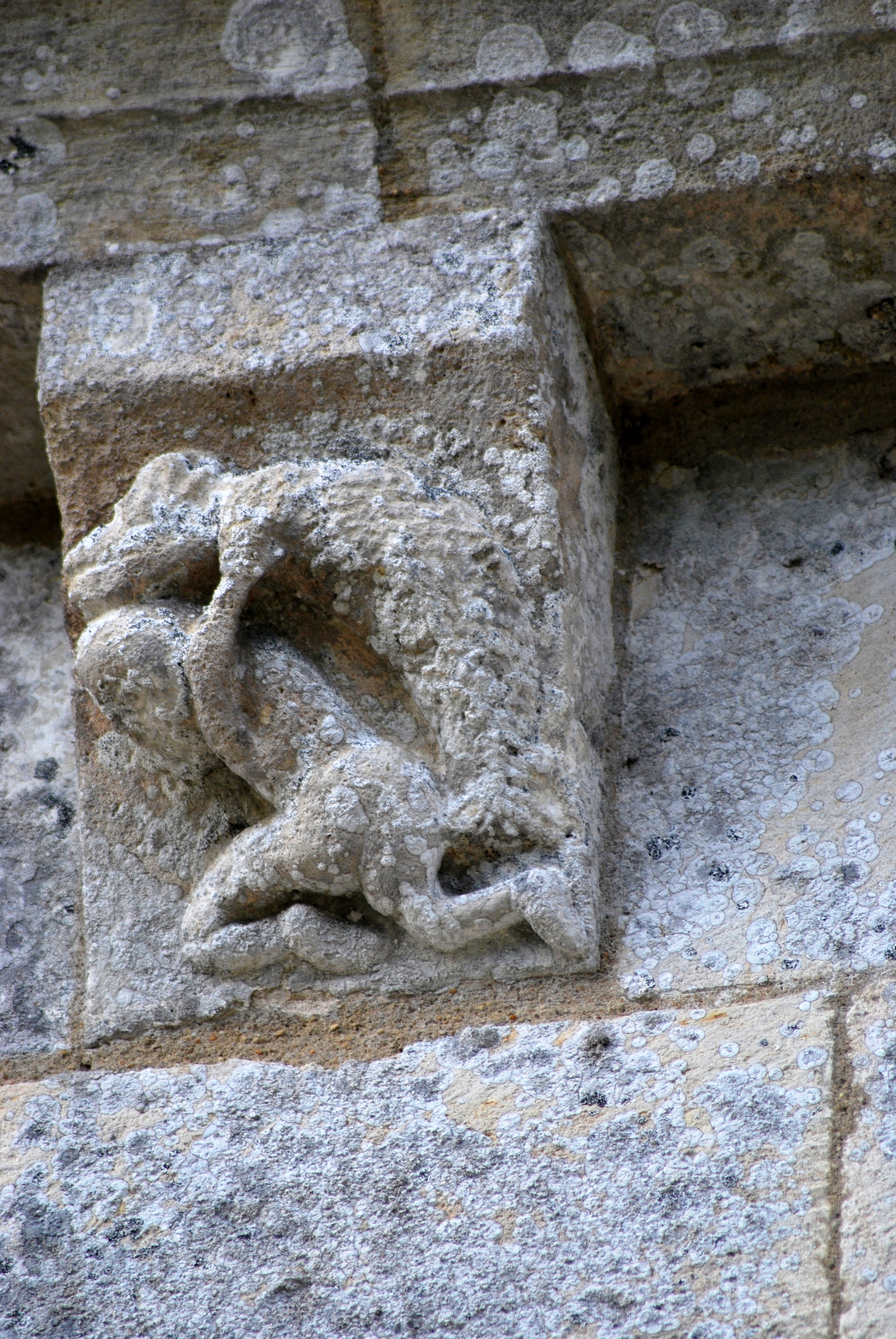
Lestiac, Gironde
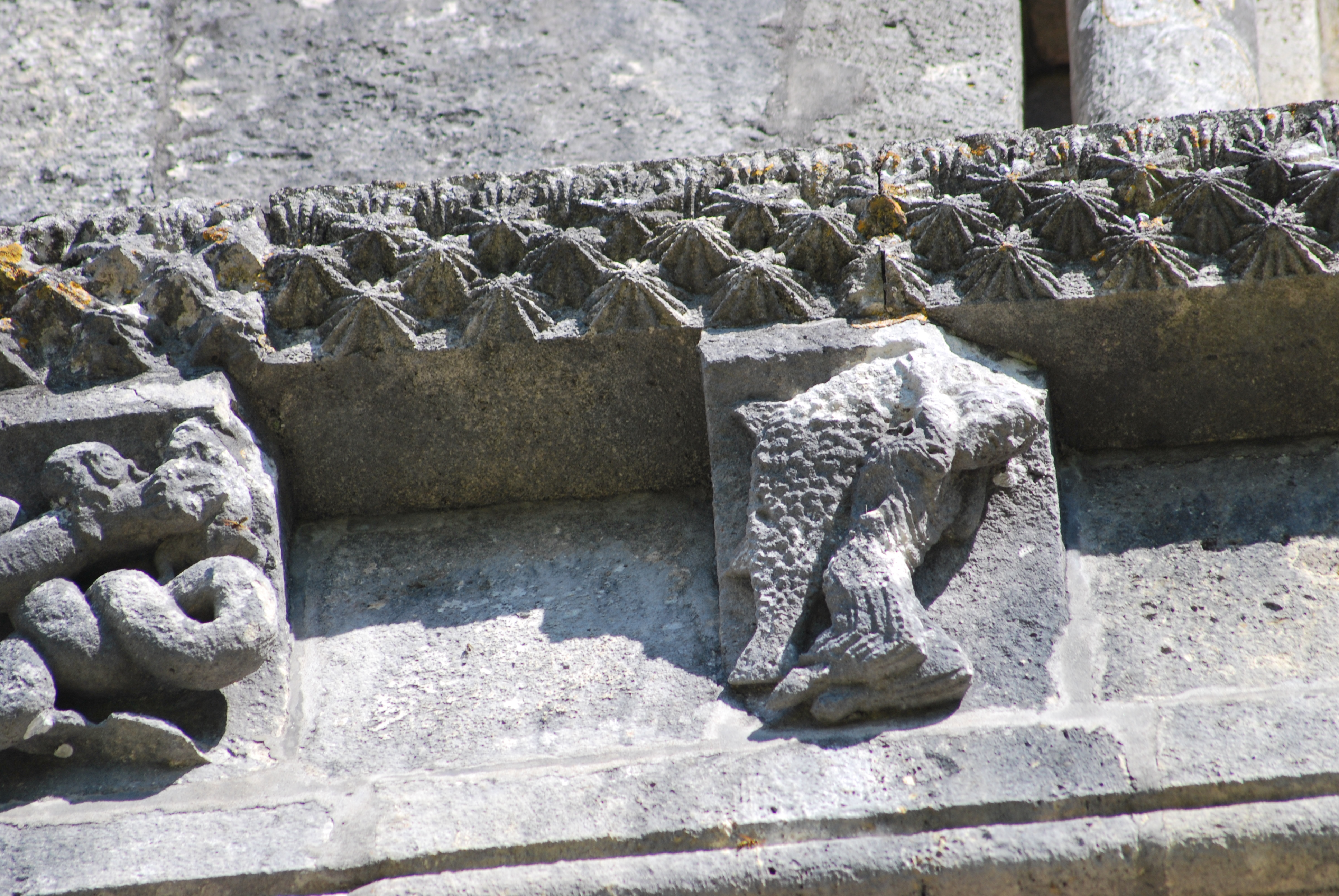
Loupiac, Gironde
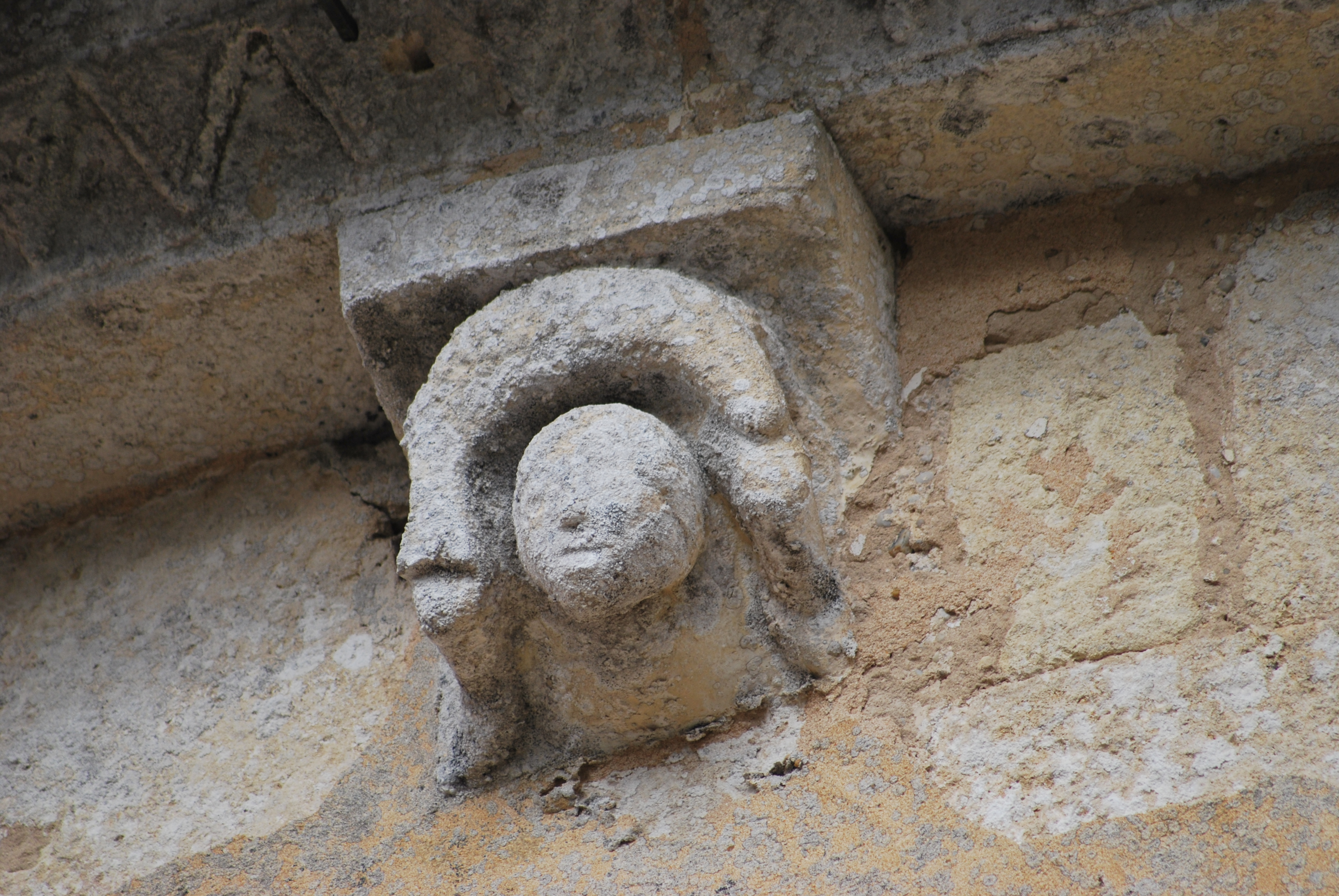
Saucats, Gironde

Le sens du symbole pose un problème.
Certains guides touristiques, et fiches d'information que l'on trouve dans des églises affirment, avec aplomb et sans le moindre analyse critique, que :
- soit les « porteurs de poisson » que l'on trouve sur les chapiteaux et modillons font référence à Tobie, qui, suivant le conseil de l'archange Raphaël, guérit la cécité de son père avec le fiel d'un énorme poisson péché dans le Tigre (voir le Livre de Tobit, un texte de l'Ancien Testament (apocryphe pour les Juifs et Protestants, mais canonique pour les Catholiques), où Tobie a guéri la cécité de son père Tobit avec le fiel d'un énorme poisson pour plus de détails).
- soit le poisson est le symbole du Christ par l'interprétation mystique paléochrétienne : le mot grec IXΘYΣ (poisson) s'écrit en caractères latins ICHTHUS = Iesous CHristos THéou Uios Soter = "Jésus, fils de Dieu, sauveur" en grec.

Ces deux interprétations sont écartées par les spécialistes du sujet (Bougoux, Eygun).
C'est Léo Drouyn, en 1850, qui a eu la maladresse de sous-titrer son dessin d'un porteur de poisson à l'église Saint-Siméon de Bouliac « Histoire de Tobie », sans trop réfléchir au contexte. Plus tard, Drouyn fut beaucoup plus circonspect que des personnes qui ont simplement recopié son sous-titre. En effet, cette identification est à réfuter parce que :
- jamais Tobie n'a porté son poisson sur les épaules. Le texte biblique[Notes 4] explique que, sur le conseil de l'archange Raphaël, il s'était efforcé de le saisir par les ouïes pour pouvoir le trainer sur le sol.
- le Tobie de l'épisode du poisson est un jeune homme ou un enfant (entre 14 et 21 ans)[Notes 5] et non pas un homme en pleine force d'âge.
- La typologie « porteur de poisson » est totalement absente de l'iconographie paléochrétienne ou médiévale du cycle de Tobie[Notes 6], pour lequel l'attribut de Tobie est un chien fidèle[Notes 7] et non pas un poisson du Tigre.
- Souvent le « porteur de poisson » est représenté dans une position inconvenante pour un jeune homme qui suit le conseil d'un archange : nu et, comme ici ou à Esclottes, exhibitionniste anal et à Saint-Macaire où il a, en plus, un autre poisson dans l'anus. D'autres porteurs de poisson, vus frontalement, sont ithyphalliques, comme à Coutures.

Pendant les deux siècles romans, les commanditaires d'images pour les églises se sont préoccupés de dénoncer l'homme pécheur et, pour ce faire, ils ont déployé des trésors d'imagination. Parmi ces trouvailles il y a l'image-choc, celle d'un homme écrasé sous le poids d'un énorme poisson. C'est la représentation d'un jeu de mots : Pêcheur - Pécheur - péché. Les langues romanes ne permettaient pas de distinguer : pécheur de pêcheur et péché (= faute) et le poisson péché. En effet, c'est vers la fin du XIe siècle que le PÊCHEUR (pescheur) et le PÉCHEUR (pechedor; puis pescheor) deviennent homonymes. Le calembour : Pêcheur - pécheur suivi de poisson = péché est possible dans les langues romanes. Dans les langues anglo-saxonnes, le jeu de mots ne fonctionne pas et, ce n'est sans doute pas un hasard si le « porteur de poisson » n'existe pas dans les pays anglo-saxons. En Auvergne, il est remplacé par le « porteur de mouton ».
L'image de l'homme écrasé par un poisson est alors encore plus humiliante et dévalorisante qu'à l'époque médiévale, le mot « poisson » n'étant plus jamais utilisé dans son sens mystique paléochrétien mais dans son sens populaire devenu péjoratif et ordurier (comme aujourd'hui : maquereau, morue, thon, etc.). Le symbolisme du poisson était essentiellement relié à la femme : pour des raisons savantes liées à la personnalité aquatique d'Aphrodite, qui donne naissance aux sirènes, grandes tentatrices de l'homme, ou pour des raisons moins élégantes, colportées par la culture populaire olfactive. Les fabliaux médiévaux ne manquent pas d'occasion d'utiliser le poisson pour des allusions salaces et hilarantes. Des superstitions populaires associant le poisson avec la sexualité et la luxure se sont introduites dans les textes officiels des pénitentiels du clergé du Xe siècle : « As-tu agi comme font les femmes ; elles prennent un poisson vivant, l’introduisent dans leur sexe et l'étouffent […] puis elles le donnent à manger à leur mari pour qu'il s'enflamme davantage ? Si oui, deux ans de jeûne ».
Habituellement, le porteur de poisson était seul et habillé, mais il existe des chapiteaux et modillons où il est nu. Soit en position frontale, comme à Coutures, où l'homme est aussi ithyphallique, soit en exhibitionniste anal, comme au prieuré de Saint-Macaire, à l'église d'Esclottes ou à l'église romane de Pondaurat.

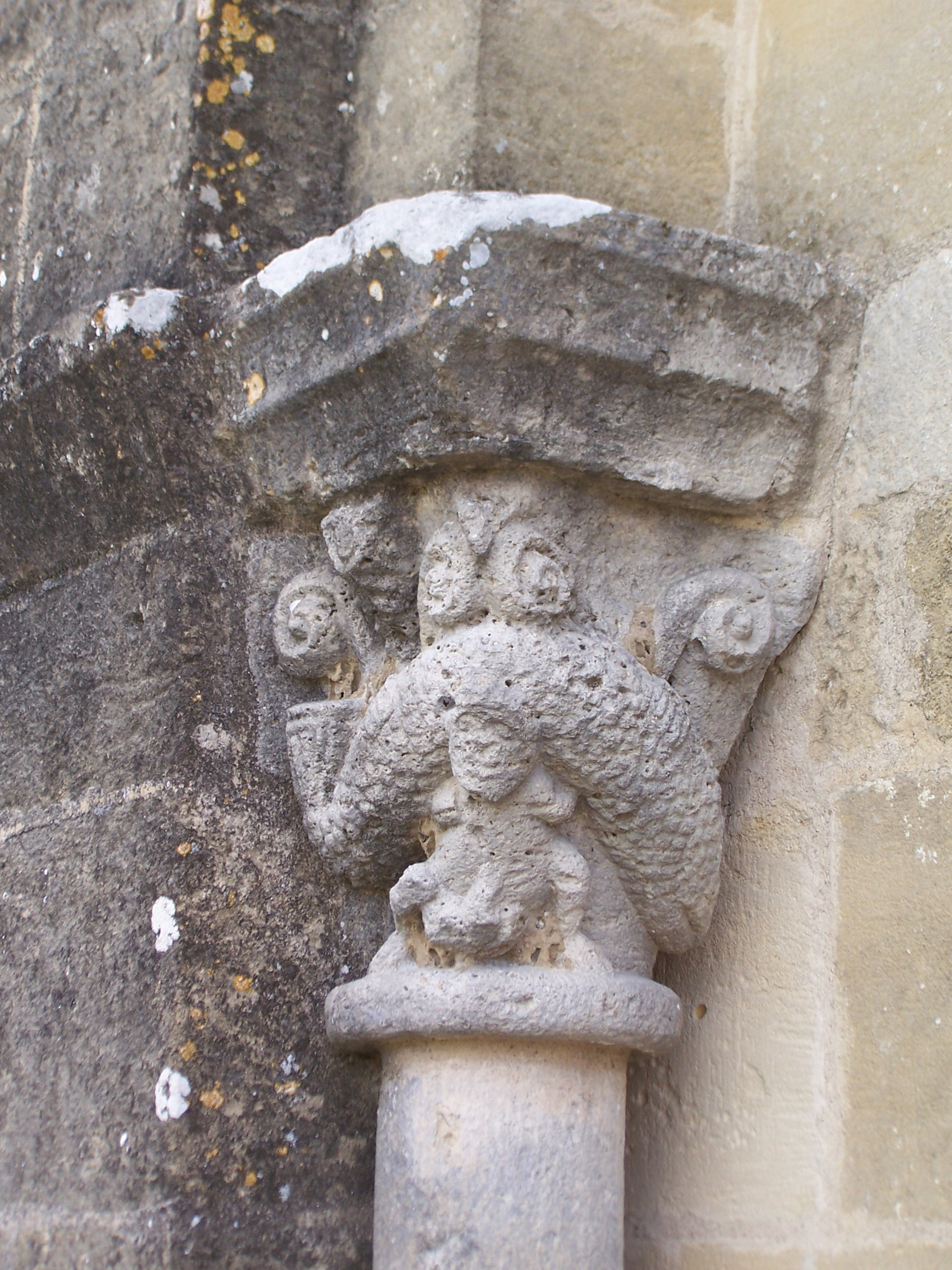
Coutures : porteur ithyphallique
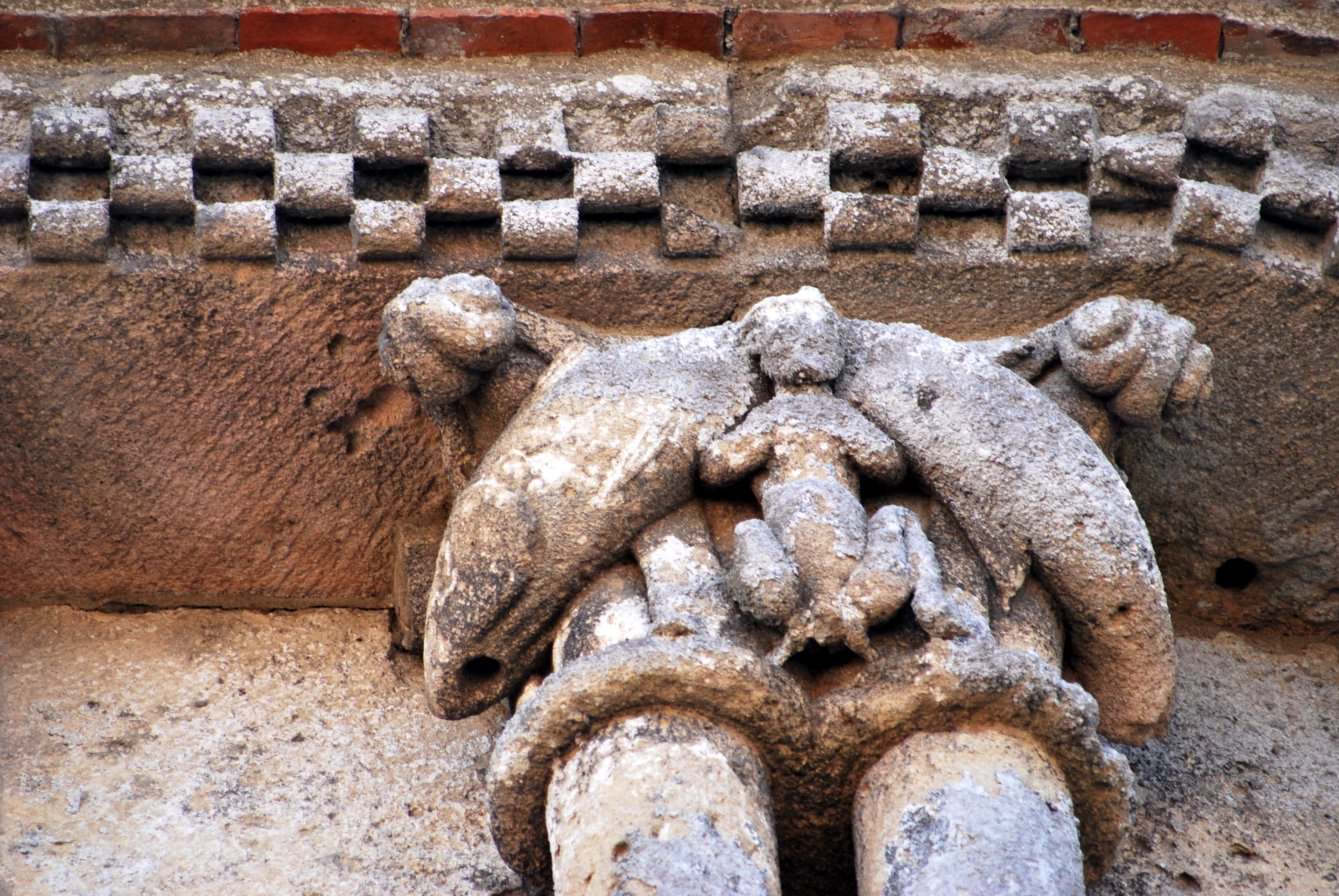
Saint-Macaire : porteur « inverti »
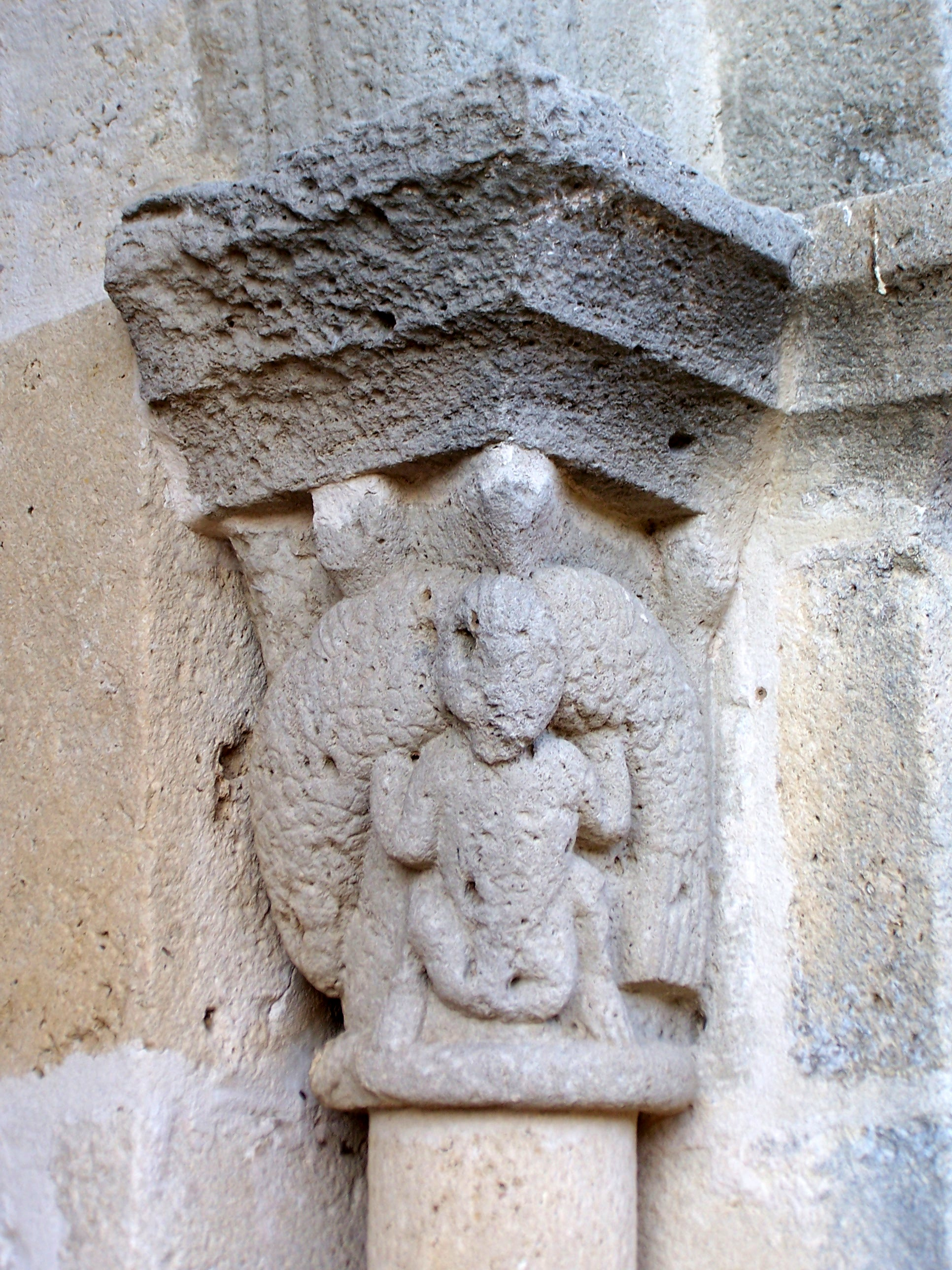
Pondaurat : porteur « inverti »

On trouve des chapiteaux, des paires de modillons ou bas-reliefs voisins, où le porteur de poisson est associé à la représentation d'un péché capital. Par exemple :
- À l'église de Saujon (Charente-Maritime) et à Lestiac (Gironde) le porteur de poisson est accompagné d'un porteur de houe, un rappel aux humains de la pénitence d'Adam, condamné à bêcher la terre pour subvenir aux besoins de sa famille, après la Chute. L'association du poisson avec le péché originel est explicite sur un chapiteau du portail de l'église Saint-Jean-Baptiste de Lagupie, (Lot-et-Garonne). On voit un homme et une femme nus encadrant et caressant le tête d'un énorme poisson. La scène est une parodie de la Tentation d'Adam et Eve, où le poisson a pris la place de l'Arbre de la Tentation. Adam tient la tête du poisson de la main gauche et un objet non identifié de la main droite. Malheureusement, la sculpture a été abimée par des iconoclastes.
- À l'église de Lagaulière (Corrèze), côté nord du porche on trouve deux bas-reliefs voisins avec, à gauche, l'emblème conventionnel du péché capital de l'Avarice en la personne d'un vieux grigou à bourse plein attachée autour du cou. Un diable ailé grimpe sur ses épaules. Sous l'arcade droite on voit un jeune pisciphore qui commence à fléchir les jambes, sous le poids d'un énorme poisson. L'arcade du côté nord du porche est décorée d'un bas-relief représentant la mort du mauvais riche sur son grabat.
La similitude thématique de ces trois bas-reliefs avec les trois correspondants que l'on trouve réunis sous l'arcade géminée occidentale du porche de l'abbaye Saint-Pierre de Moissac, (Tarn et Garonne) est frappante : la mort du riche alité chez lui ; l'avare surmonté d'un diable et une Luxure qui a la forme d'une naïade tétée par deux serpents.
Les deux triptyques sont d'origine monastique et il résulte que la Luxure et le pisciphore étaient, pour les moines, des équivalents sémantiques, appliqués au péché de la luxure pris au sens large. Dans l'imagerie destinée aux moines, dont les vœux perpétuels sont ceux de la pauvreté et de la chasteté, le binôme Avarice/Luxure est incontournable. L'éphèbe qui a pris la place de la Vénus de Moissac, incarne aussi la Luxure.
- À l'église Saint-Étienne de Lauzun (Lot et Garonne), le pisciphore est accompagné par un homme qui tient un singe nu en laisse.
- Sur certains chapiteaux, le pisciphore est accompagné par un ou plusieurs acolytes. Par exemple, sur le portail de l'église Saint-Siméon de Bouliac un deuxième homme tient le poisson et à Vouvant (Vendée) ils sont trois à porter ensemble un poisson serpentiforme, à queue bifide, sous la regarde d'un griffon.
- L'une des voussures du portail de Saint-Genès-de-Lombaud comporte une série de porteurs de poissons.

Ces exemples montrent que, pour les commanditaires d'images à l'époque romane, le pisciphore (et d'autres « porteurs de fardeaux » : bouc, cochon, tonnelet, etc.) est une représentation de l'homme écrasé par ses péchés, dont le principal est celui de la luxure.

#### Le porteur de tonneau de vin
Dans les régions viticoles, on trouve des personnages qui portent un tonnelet. Parfois, un deuxième personnage derrière, de forme diabolique, pose le tonnelet sur le dos du porteur ou bien ce dernier est ithyphallique, comme à l'église Saint-Maurice de Béceleuf (Deux-Sèvres) ou l'église Saint-Blaise de Givrezac (Charente-maritime). Ces modillons sont dans le voisinage de luxurieux et représentent une dénonciation de l'ivresse et le poids des péchés.

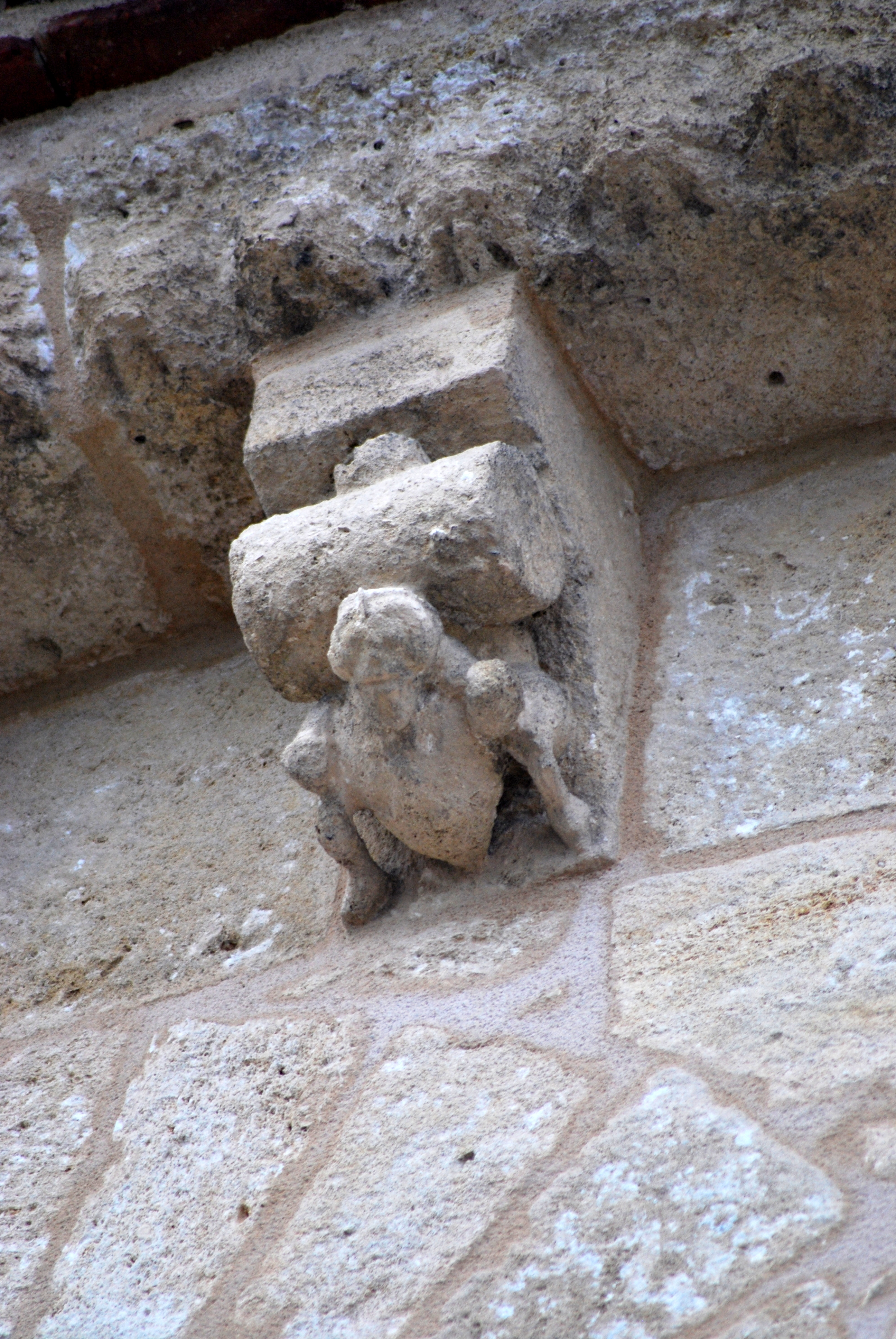
Léognan, Gironde
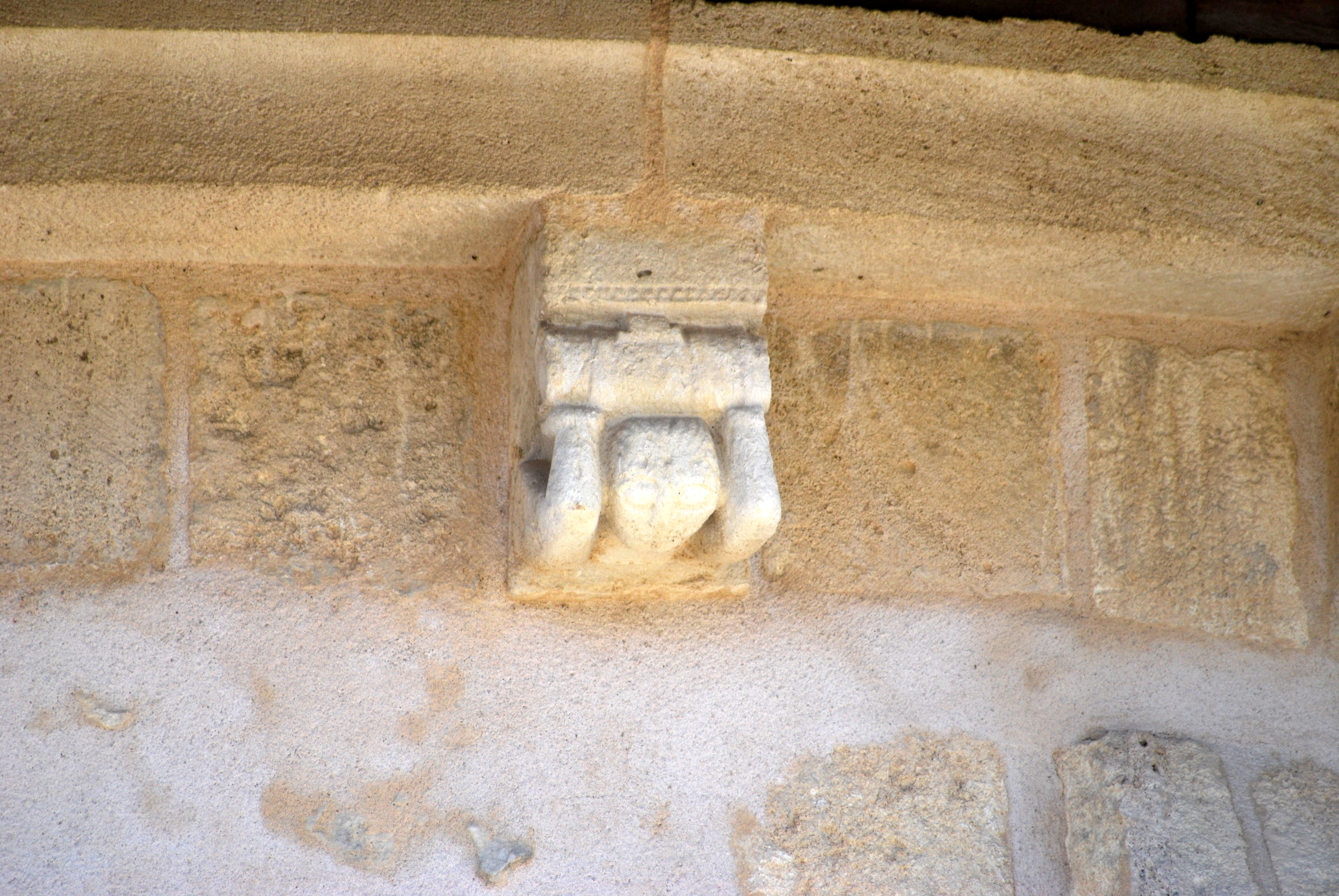
Mérignac Gironde
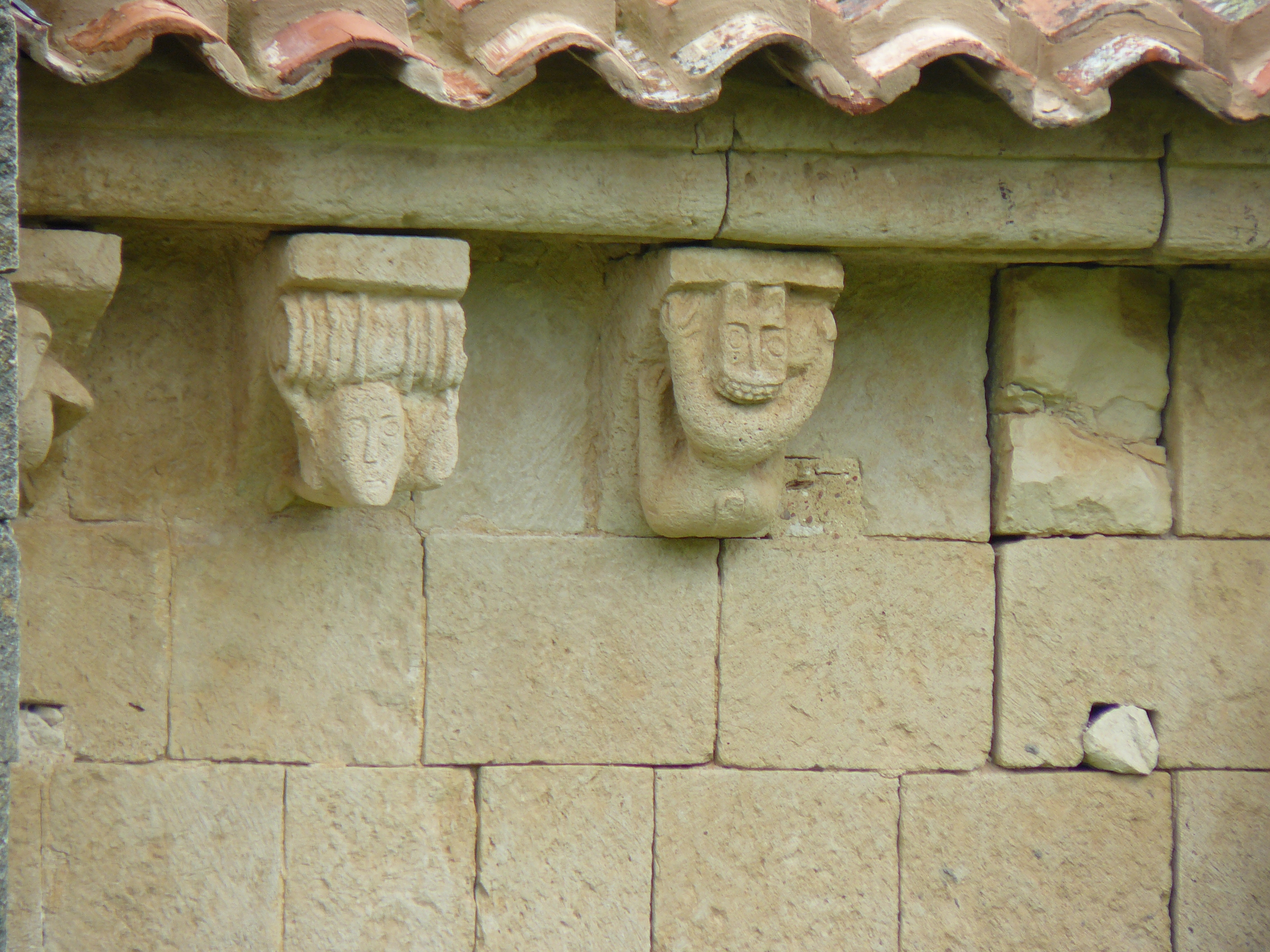
Cornezuelo, Espagne
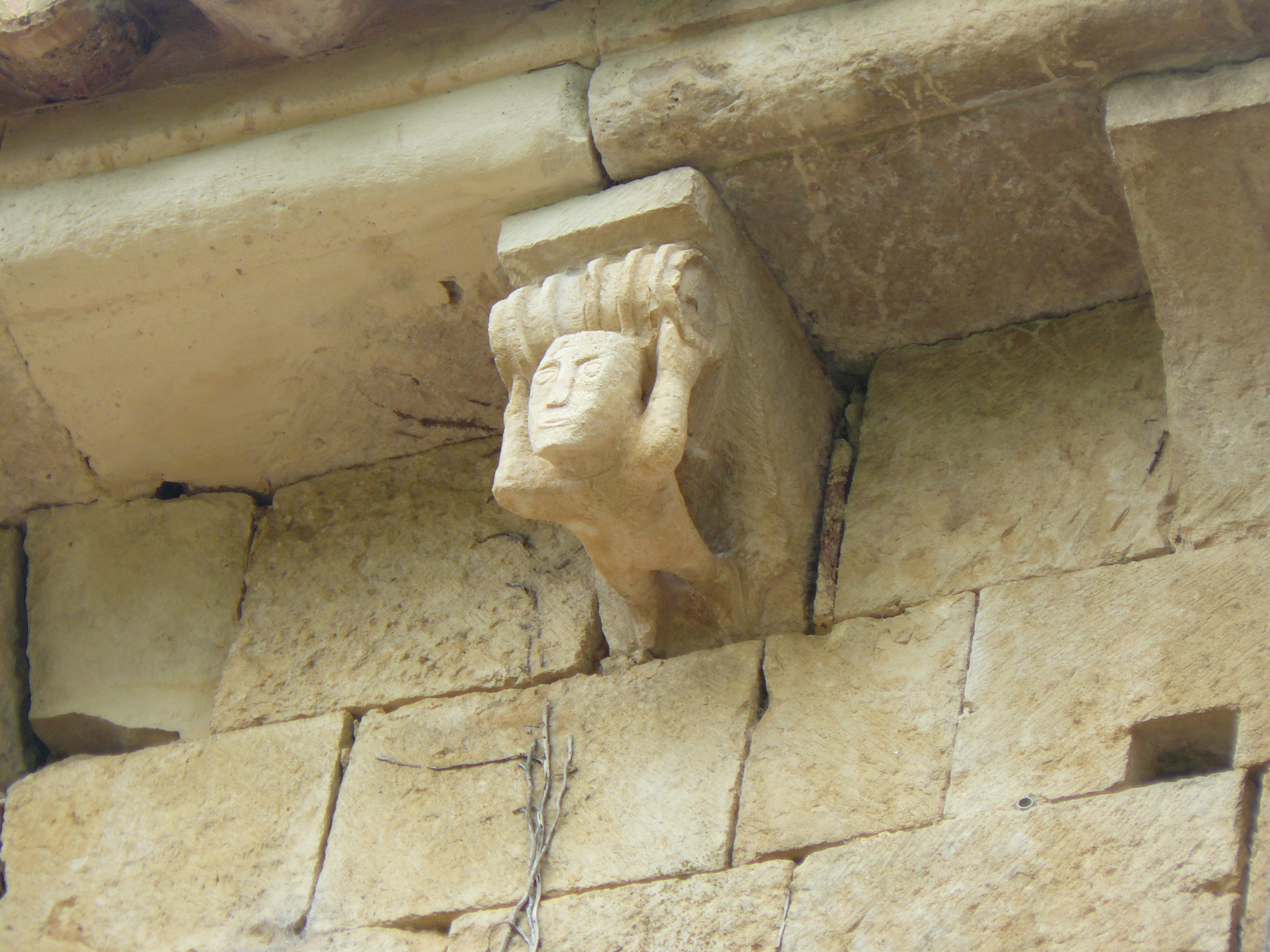
Cornezuelo, Espagne
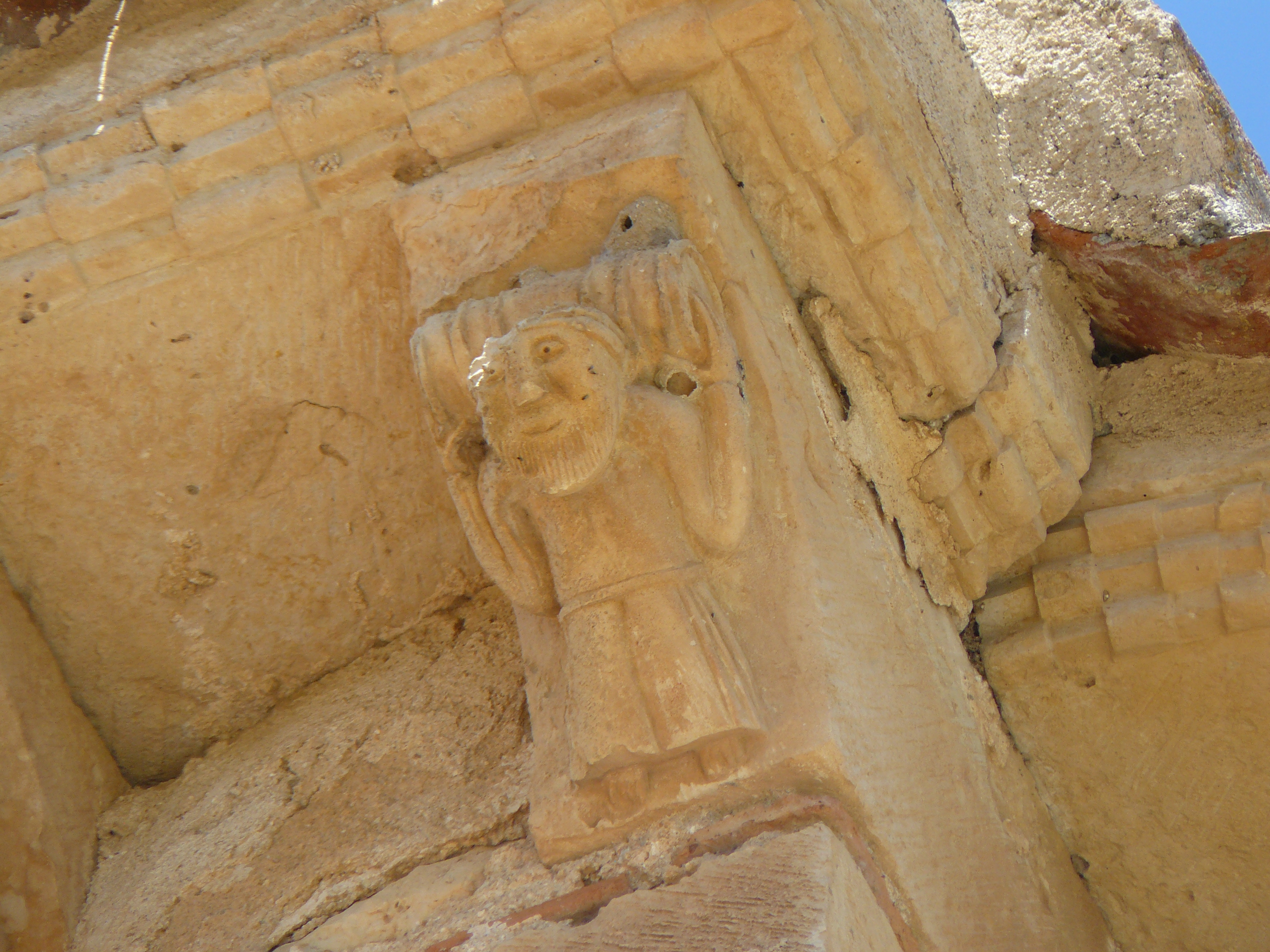
Cerro, Espagne
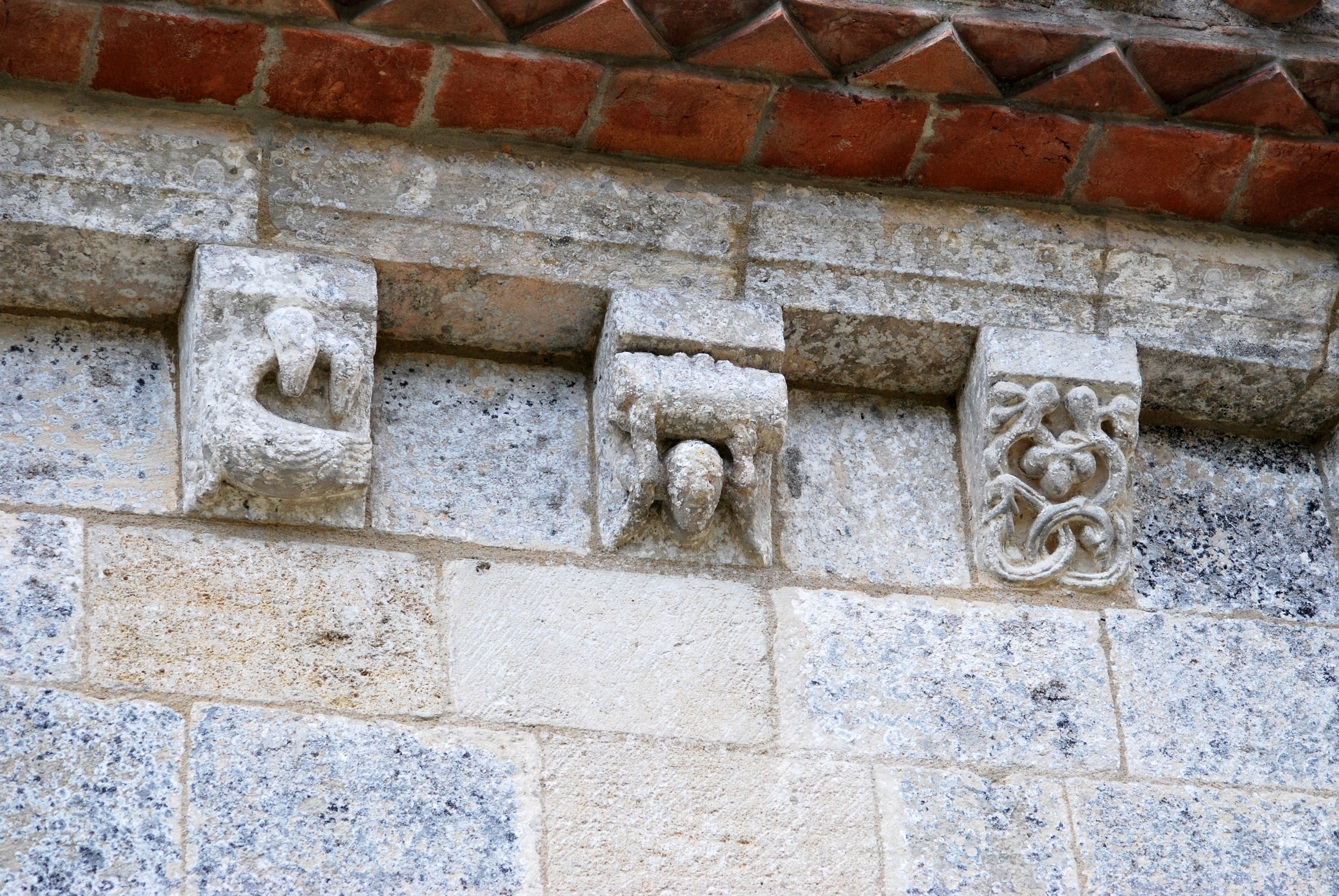
Lestiac, Gironde

#### Porteur d'outil

Herminette : Landiras Gironde

Herminette : Lestiac, Gironde

Certains modillons représentent des hommes qui portent un outil de travail : un marteau, une herminette, une fourche, une doloire, etc. Ces hommes sont toujours bien habillés, paisibles, sans le moindre signe maléfique. Cependant, les modillons sont à proximité des représentations d'acrobates et musiciens, donc associés à des pécheurs ou à côté d'un animal protecteur, comme à Ayllón en Espagne.
Pour les porteurs de marteau, l'historienne d'art, Nurith Kenaan-Kedar a argumenté que ces modillons sont les représentations des maçons-sculpteurs qui ont ornementé l'église. Ce ne sont pas des autoportraits personnels d'un sculpteur, mais les emblèmes d'une profession, car des modillons quasi-identiques se trouvent, par exemple, à Foussais et Vouvant en Vendée, Rétaud et Saint-Léger en Charente-Maritime, Chauvigny dans la Vienne, Cerro en Espagne, Carpiquet dans le Calvados, etc. Il est également probable que les porteurs d'herminette, chez qui l'on trouve exactement les mêmes caractéristiques, sont les emblèmes des charpentiers.
Le travail agricole est représenté par le porteur de fléau, comme à Saint-Fort-sur-Gironde. Le battage du blé évoque le pain dont on connait la place symbolique au XIIe siècle (souligné par la place de la moisson dans les calendriers de saison sur les intrados des arcs du chœur.)

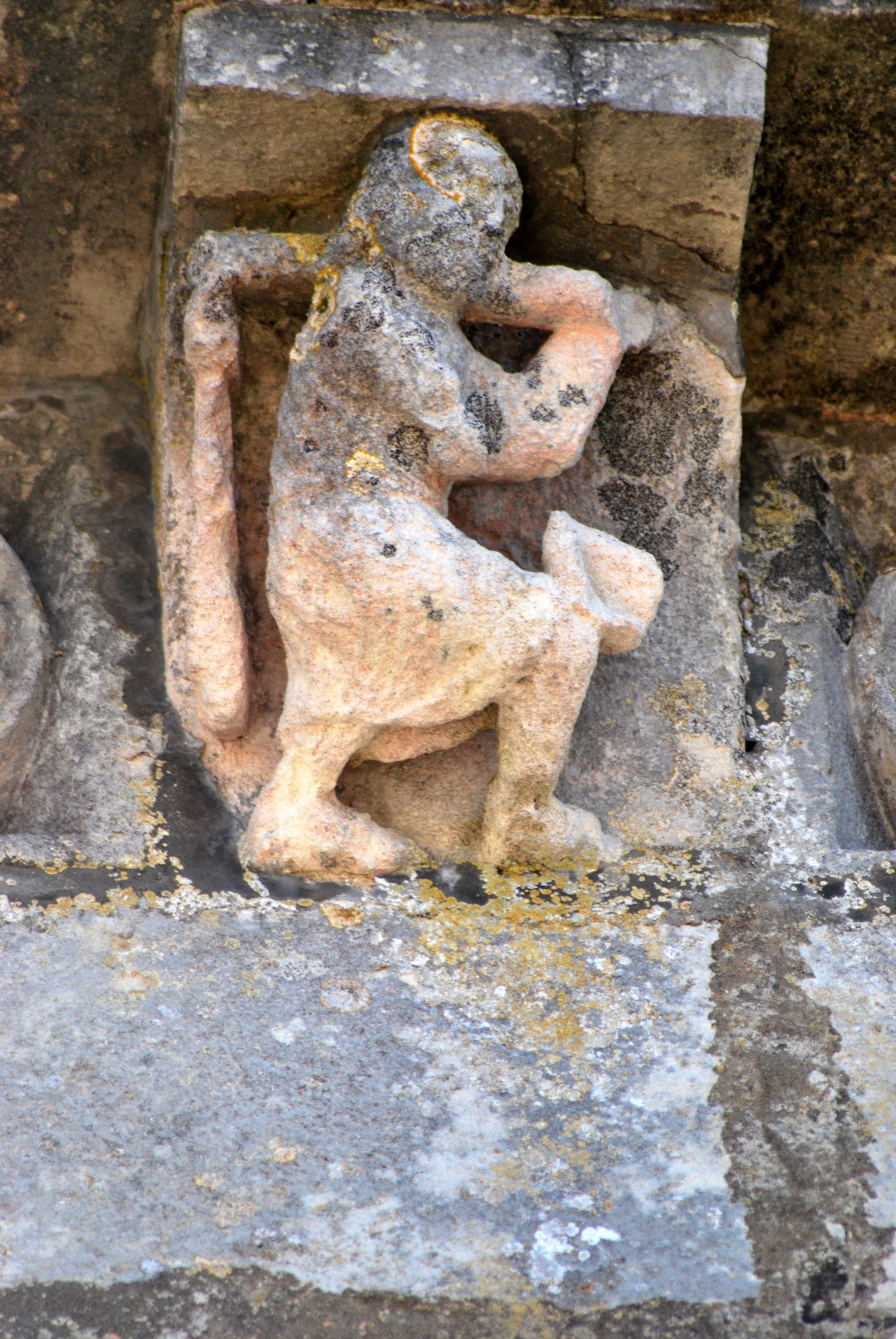
Fléau St-Fort-sur-Gironde
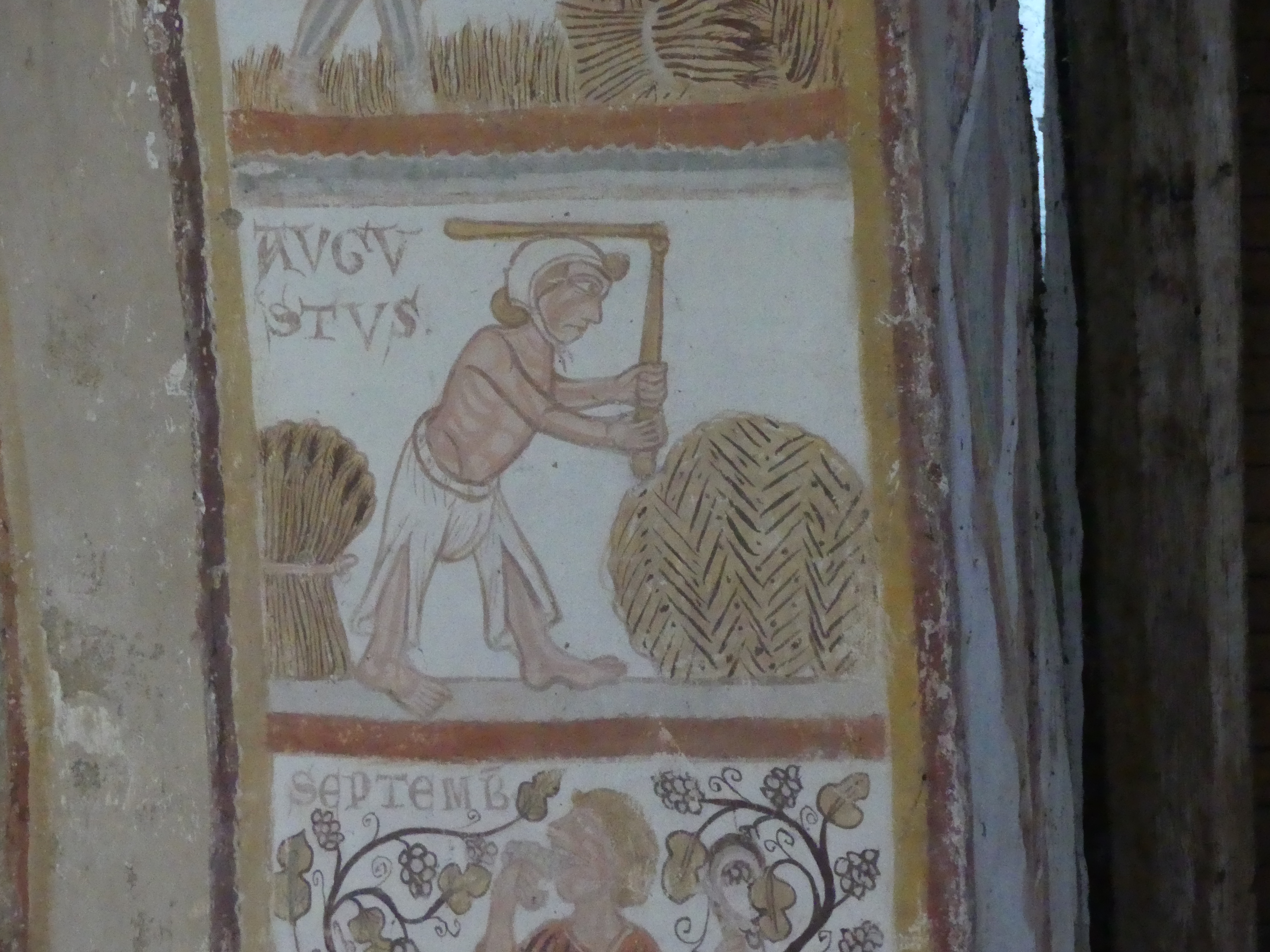
Battage: Laval, Mayenne
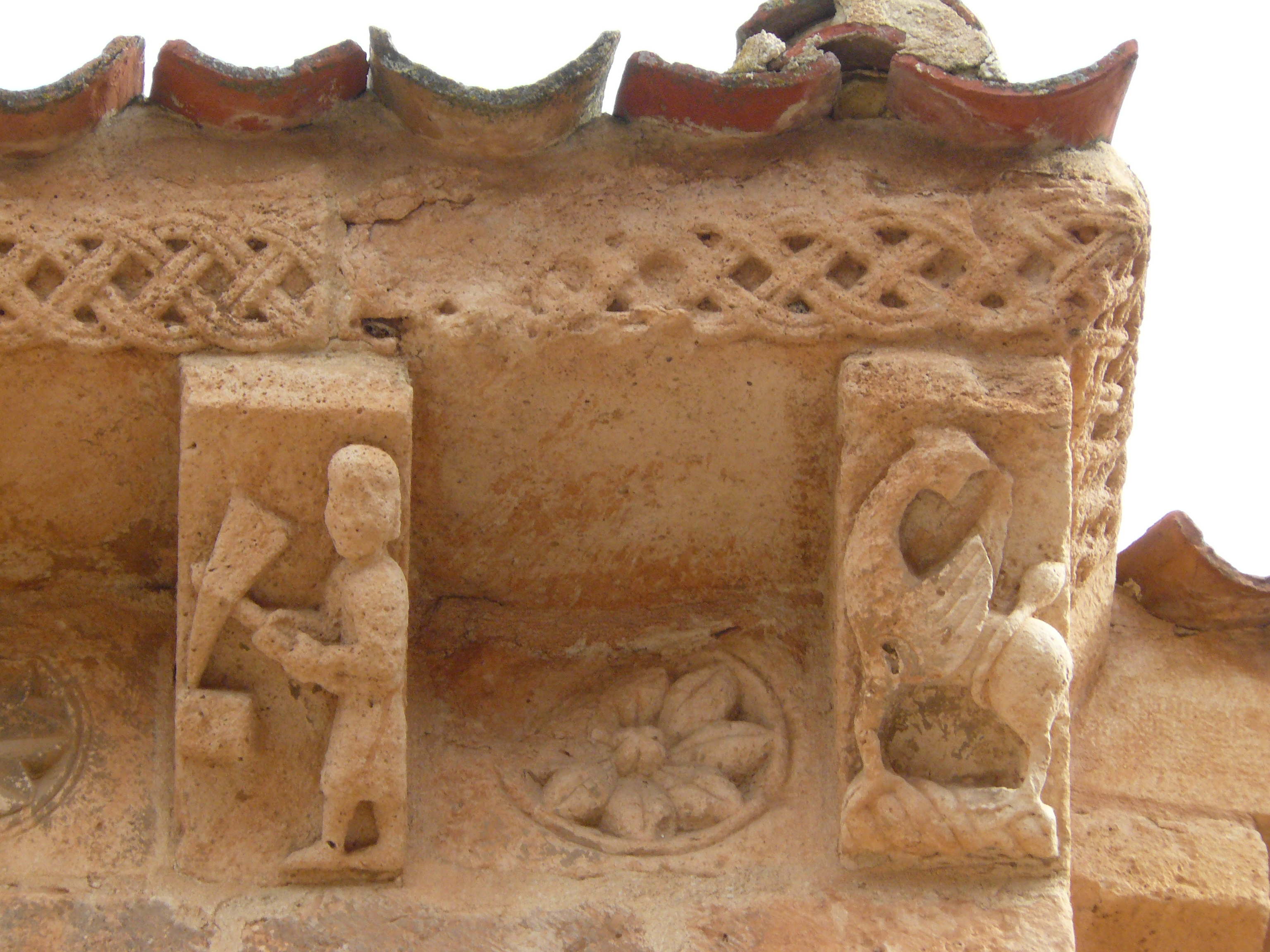
Herminette : Ayllón, Espagne
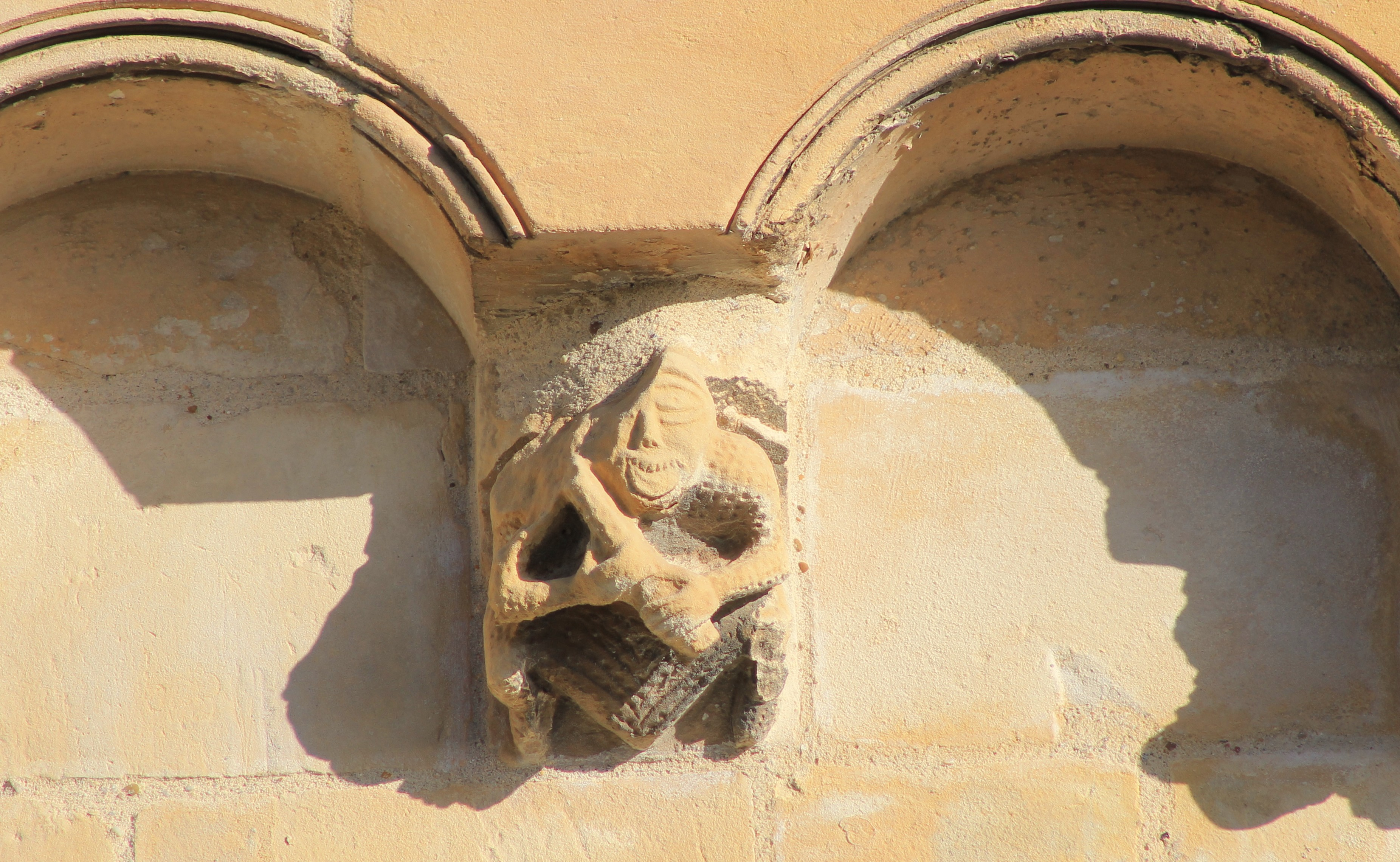
Marteau : Carpiquet, Calvados
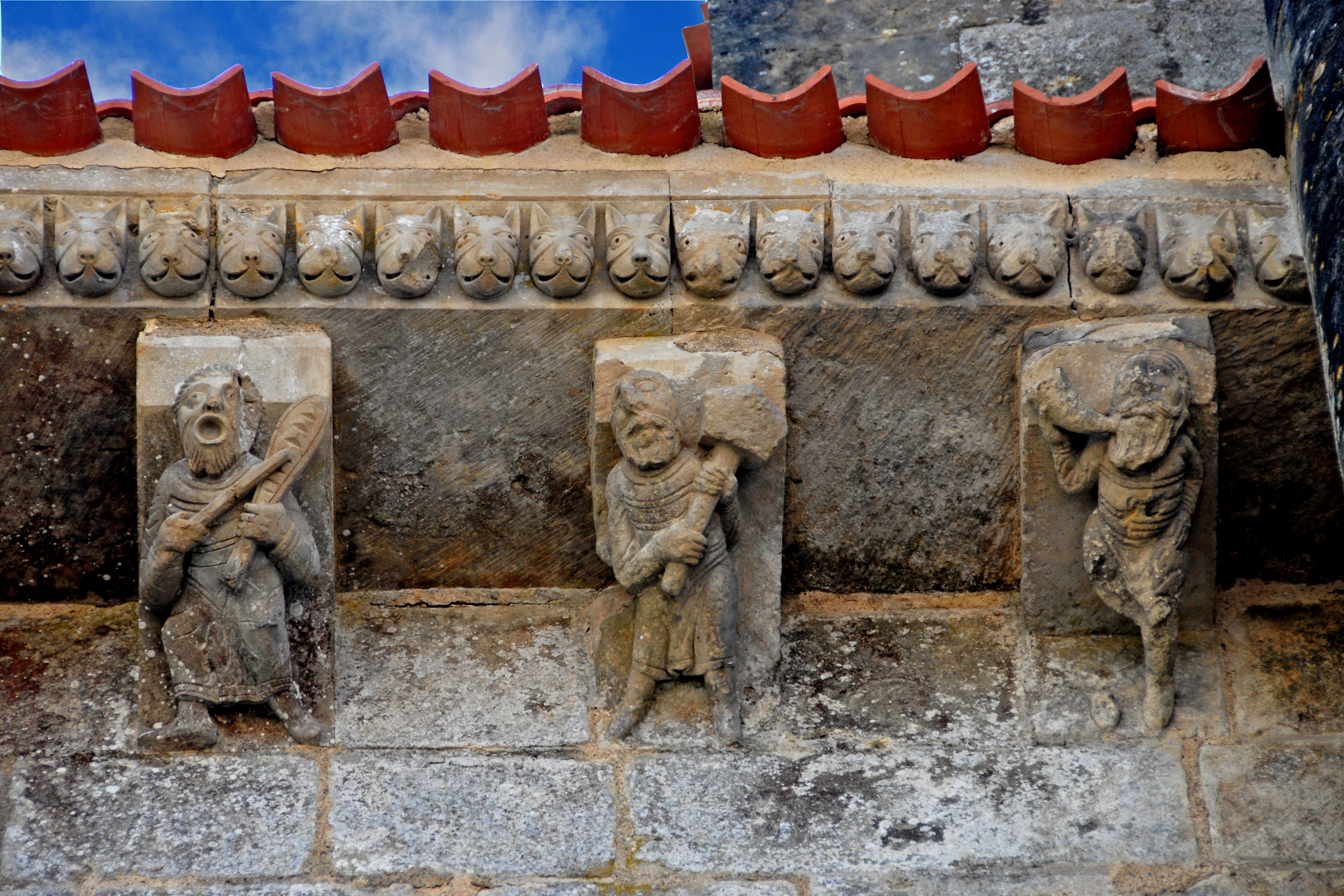
Marteau : Vouvant, Vendée
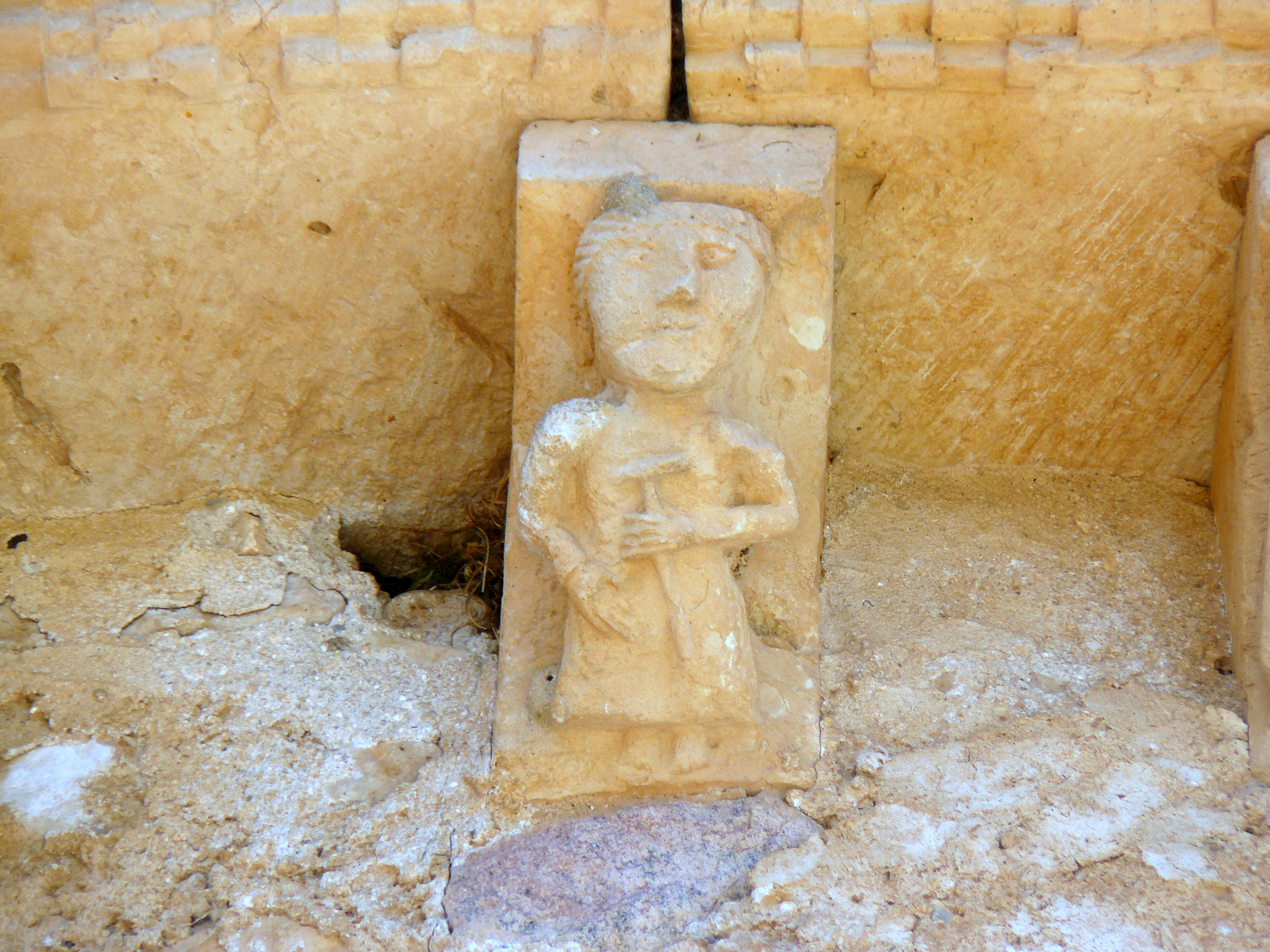
Marteau : Cerro, Espagne

Kenaan-Kedar suggère également que d'autres modillons de têtes d'hommes sont également les auto-représentations des sculpteurs. Ces têtes, dont certaines sont jeunes et sans barbe et d'autres avec courte barbe et moustache, et, selon les cas, avec visage allongé ou regard hautain et bouche fermée, sont sans grimaces ou autres attributs du Mal. Dans notre classification, c'est la catégorie « homme paisible ».

#### Porteur d'une arme
Une des interprétations du porteur d'arme est l'évocation du combat contre le mal.

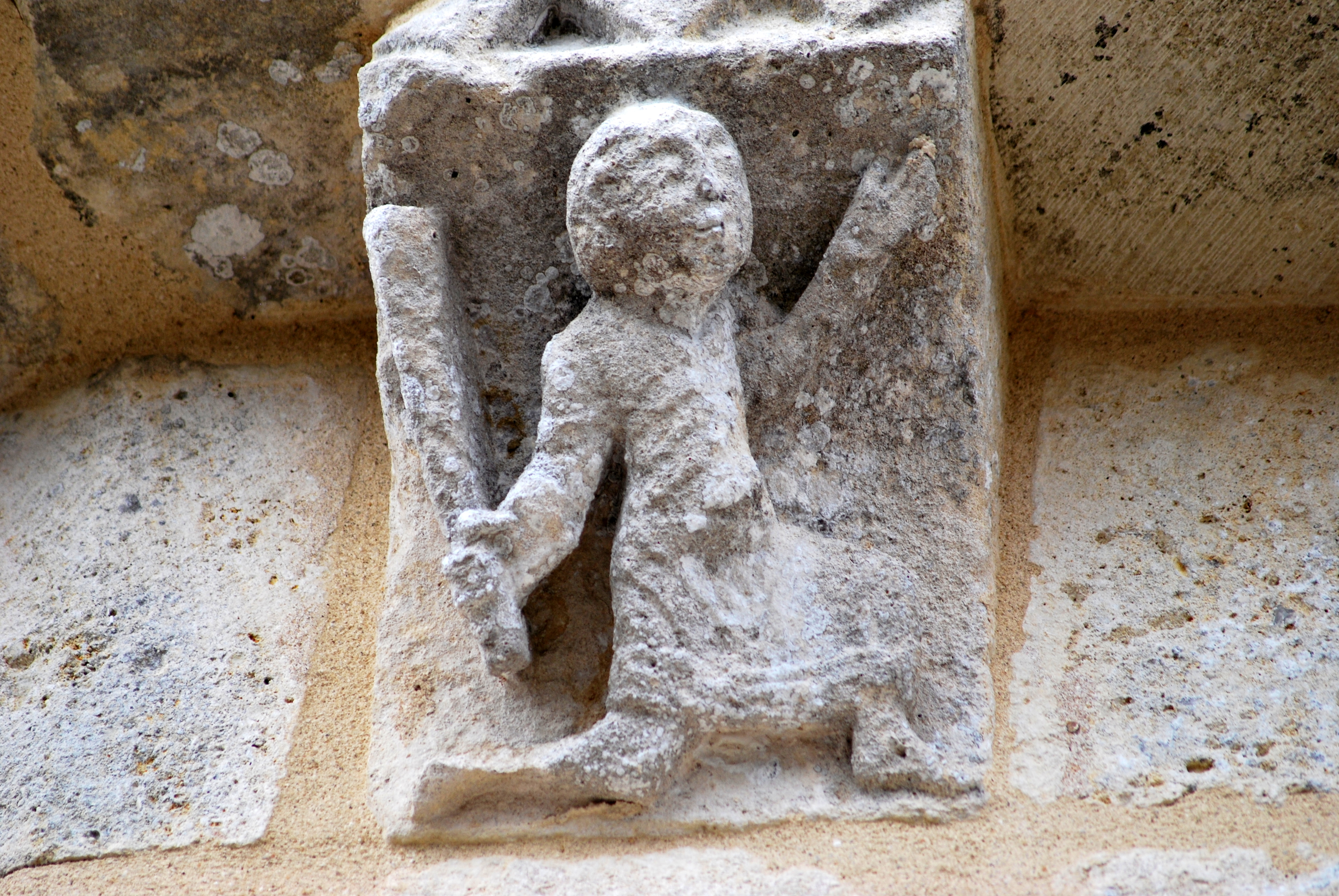
Massue, Lugaignac, Gironde
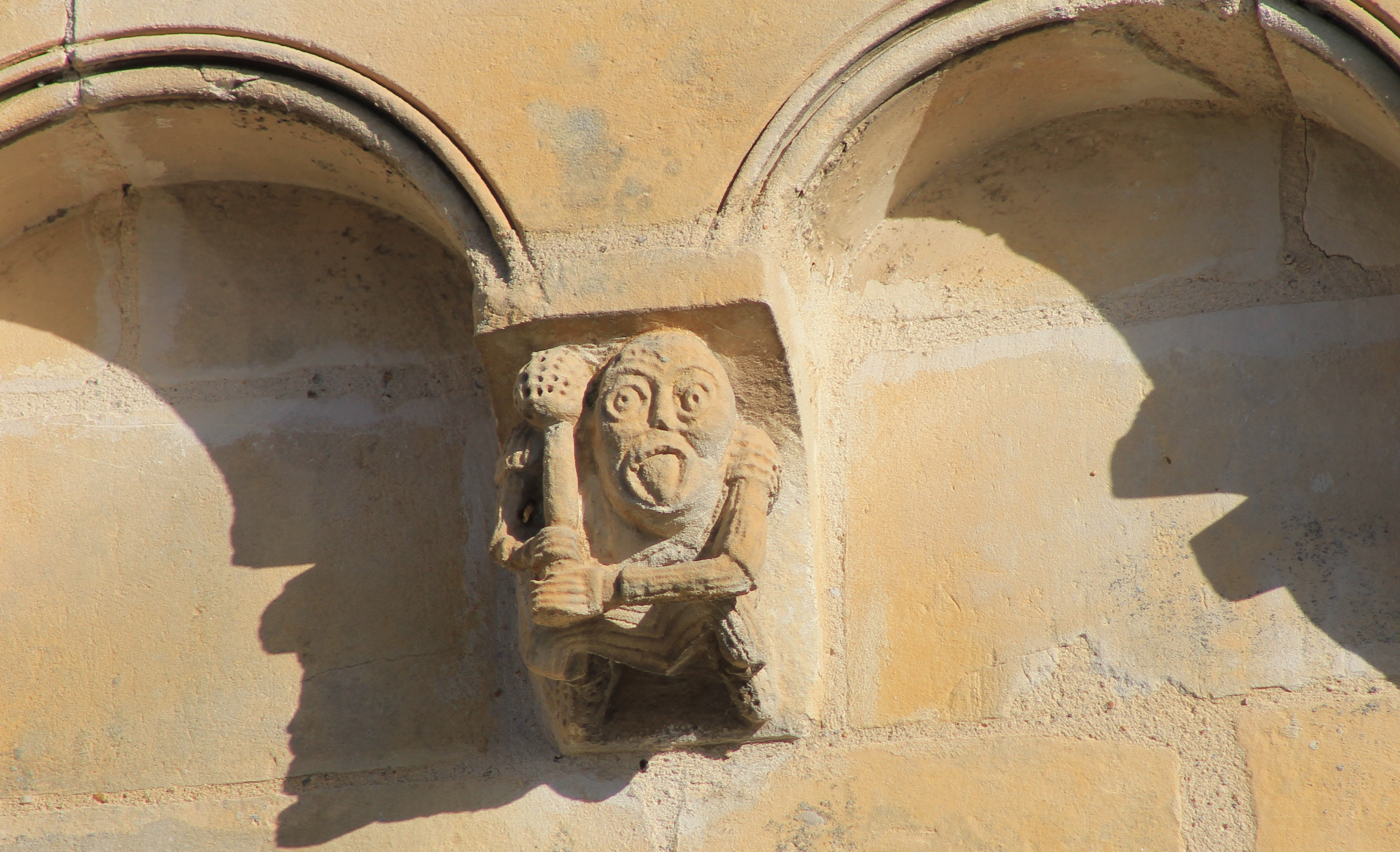
Massue, Carpiquet, Calvados
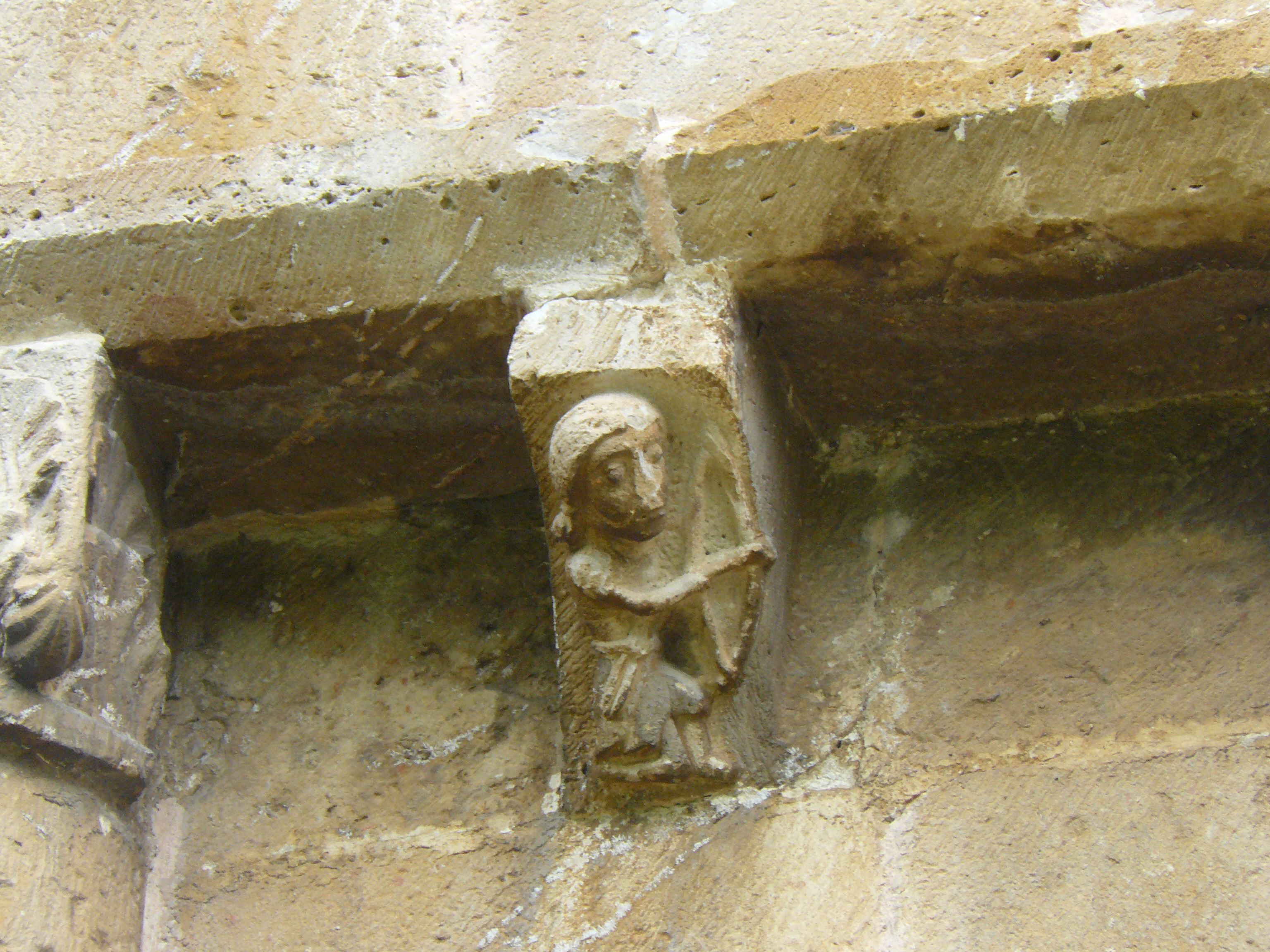
Archer, Vallejo de Mena, Espagne
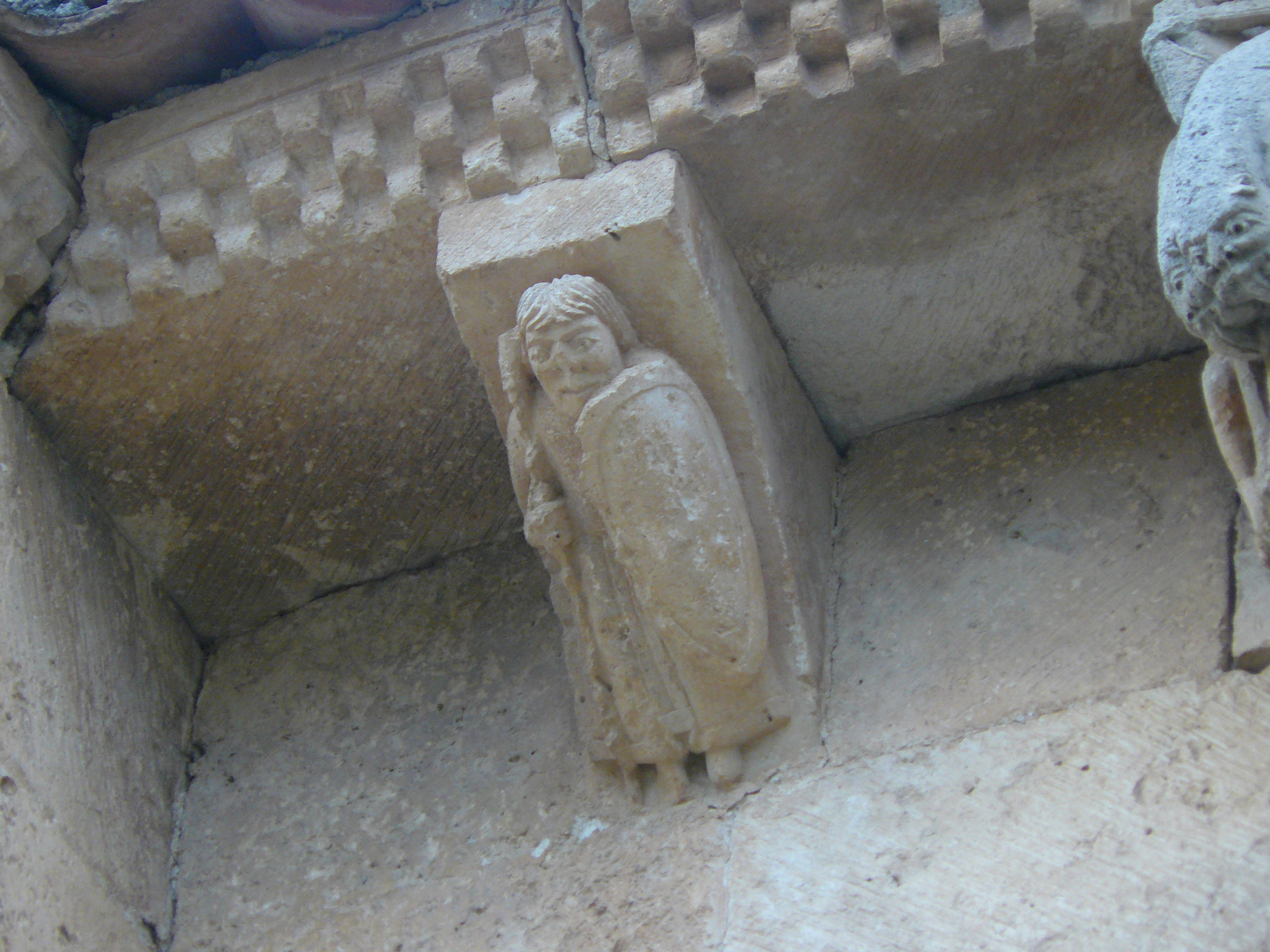
Bouclier, Fuentidueña, Espagne
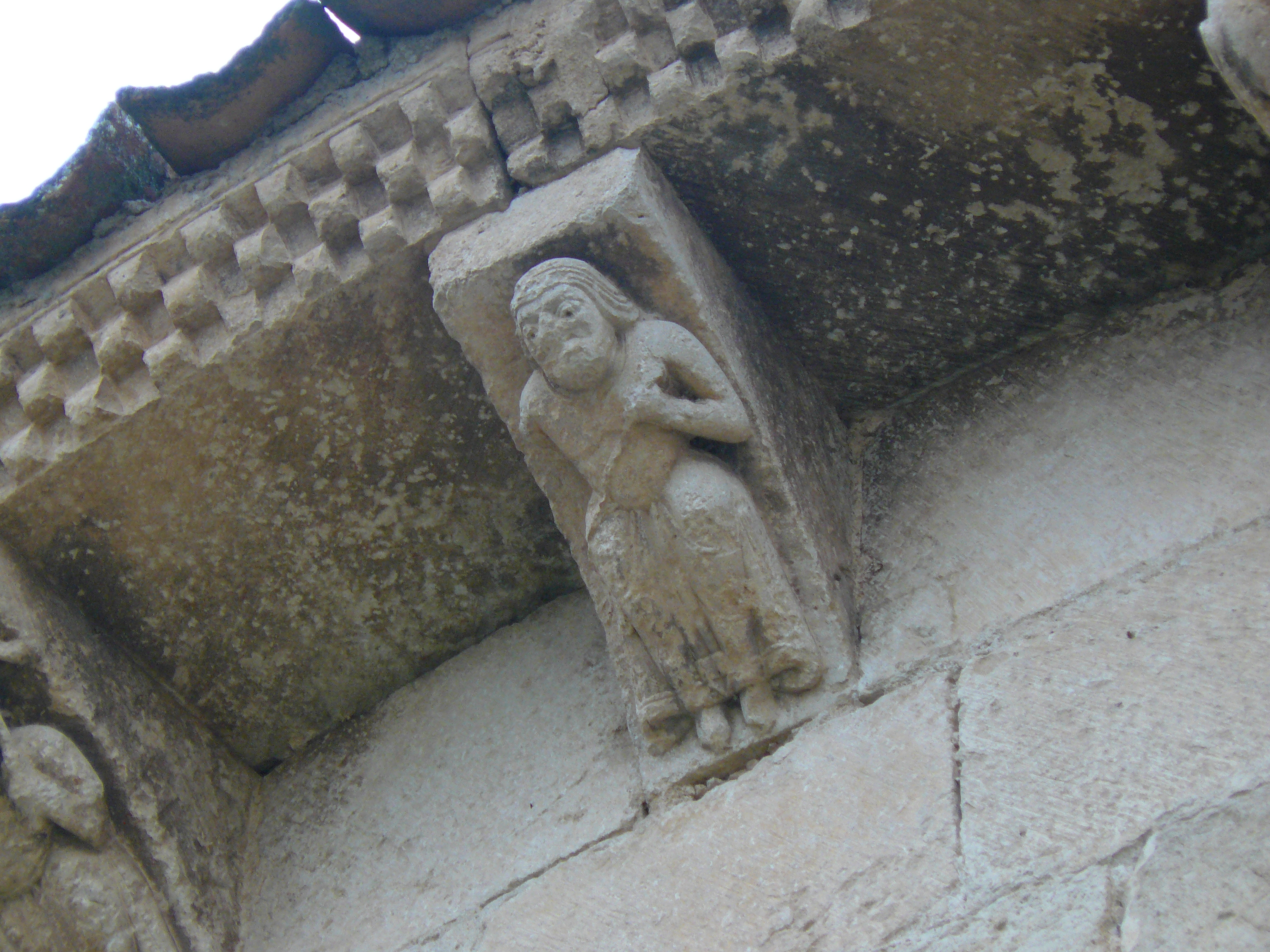
Flèche, Fuentidueña, Espagne

### Les professions maudites
Les musiciens et saltimbanques étaient considérés comme des suppôts de Satan (Bougoux et Weir). Le concile d'Elvire aborde pour la première fois, en son canon 62, la question des « histrions, pantomimes et cochers du cirque ». Ceux qui désiraient embrasser la foi chrétienne devaient auparavant renoncer à leur profession (Excommunication des acteurs).
Concrètement, l’acteur est exclu de la communion et placé au même rang que la prostituée : l'un comme l'autre expriment — verbalement ou par leur corps — une situation feinte que l'Église estime nocive. Cet anathème a perduré en France jusqu'au XIXe siècle.
La condamnation fut tardive et non généralisée ce qui explique la présence de ces personnages même à l'intérieur des églises et sans connotation négative. Cette condamnation par le clergé n'était pas partagée par la noblesse et la bourgeoisie qui pouvaient être commanditaires d'une partie du décor.
Une étude détaillé des professions maudites et leurs représentations sur les modillons est fournie par Prigent.

#### Les musiciens
Les instruments les plus fréquents sont la vièle, le psaltérion, la flûte et, un peu moins souvent, le cor et la cornemuse. La musique profane peut être condamnée sur les modillons.Quand un musicien est associé avec une représentation maléfique à proximité, ce rapprochement entre la musique profane, la proximité d'hommes et femmes, la danse, le vin et le péché de chair apparaît évident. À tel point que beaucoup d'instrumentistes sont également ithyphalliques (Bougoux). D'autres y voient l'irruption de la culture profane sur ce support religieux sans connotation de condamnation.
Les cordes d'un psaltérion sont fixées au-dessus d'une caisse de résonance plate. L'instrument peut être joué sur une table. L'instrument qui est représenté sur les modillons possède souvent des cordes sur les deux faces de la caisse de résonance et se tient comme une harpe. On ne connait pas le nom médiéval de cet instrument ! Il était joué, apparemment, par des jongleurs et acrobates.

Joueur de harpe-psaltérion ou crwth
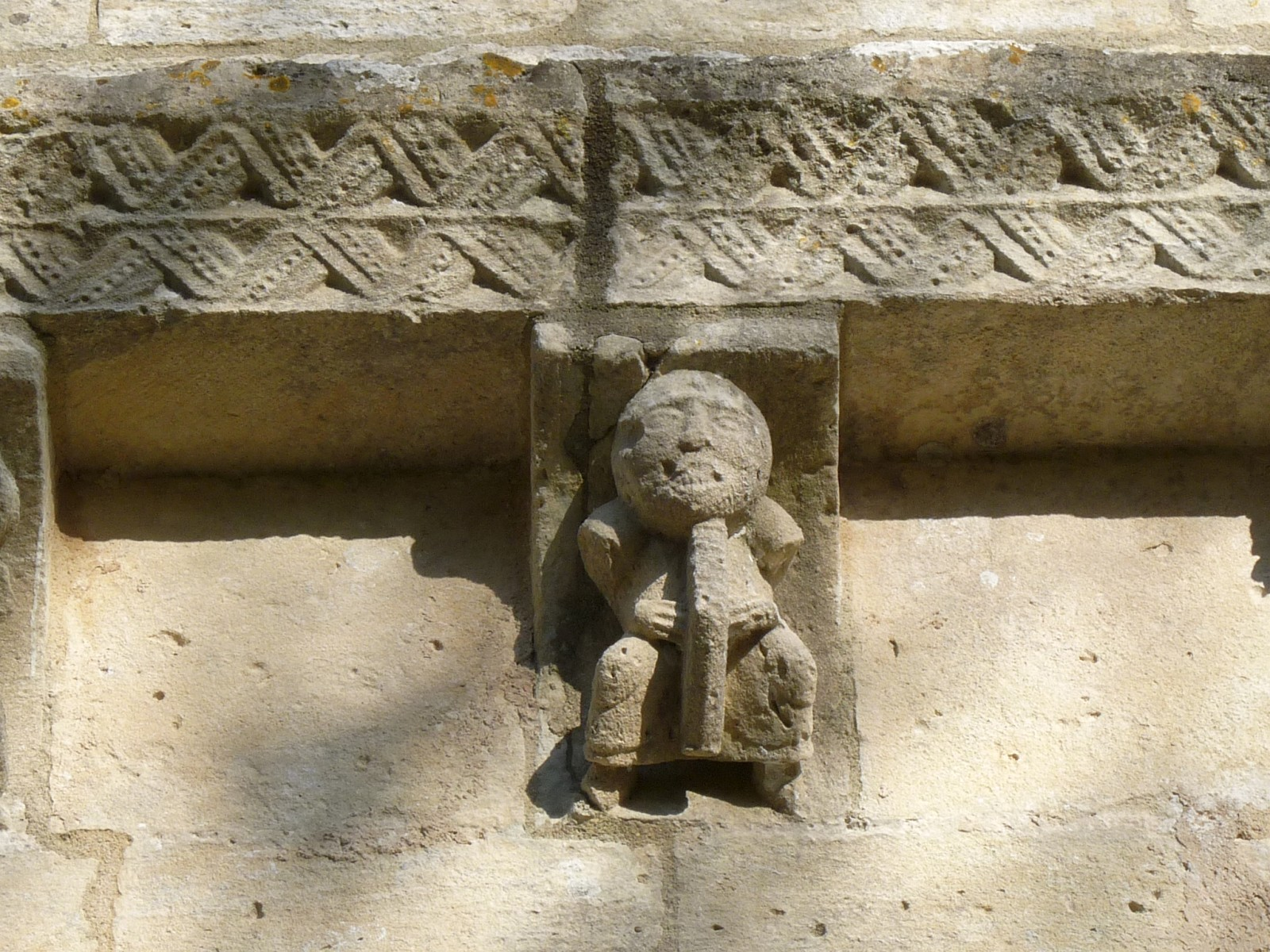
Bresdon, Charente-Maritime
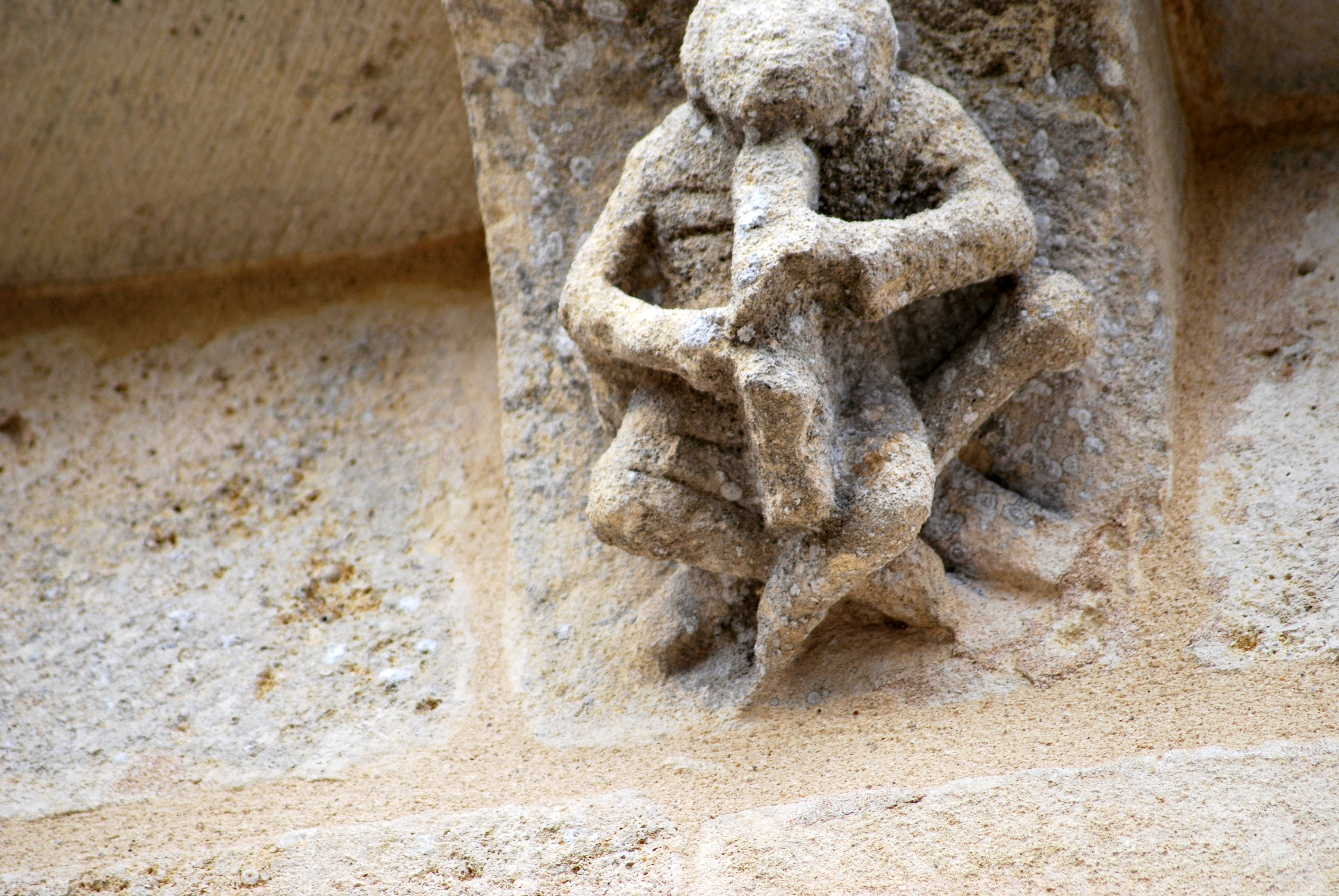
Lugaignac, Gironde
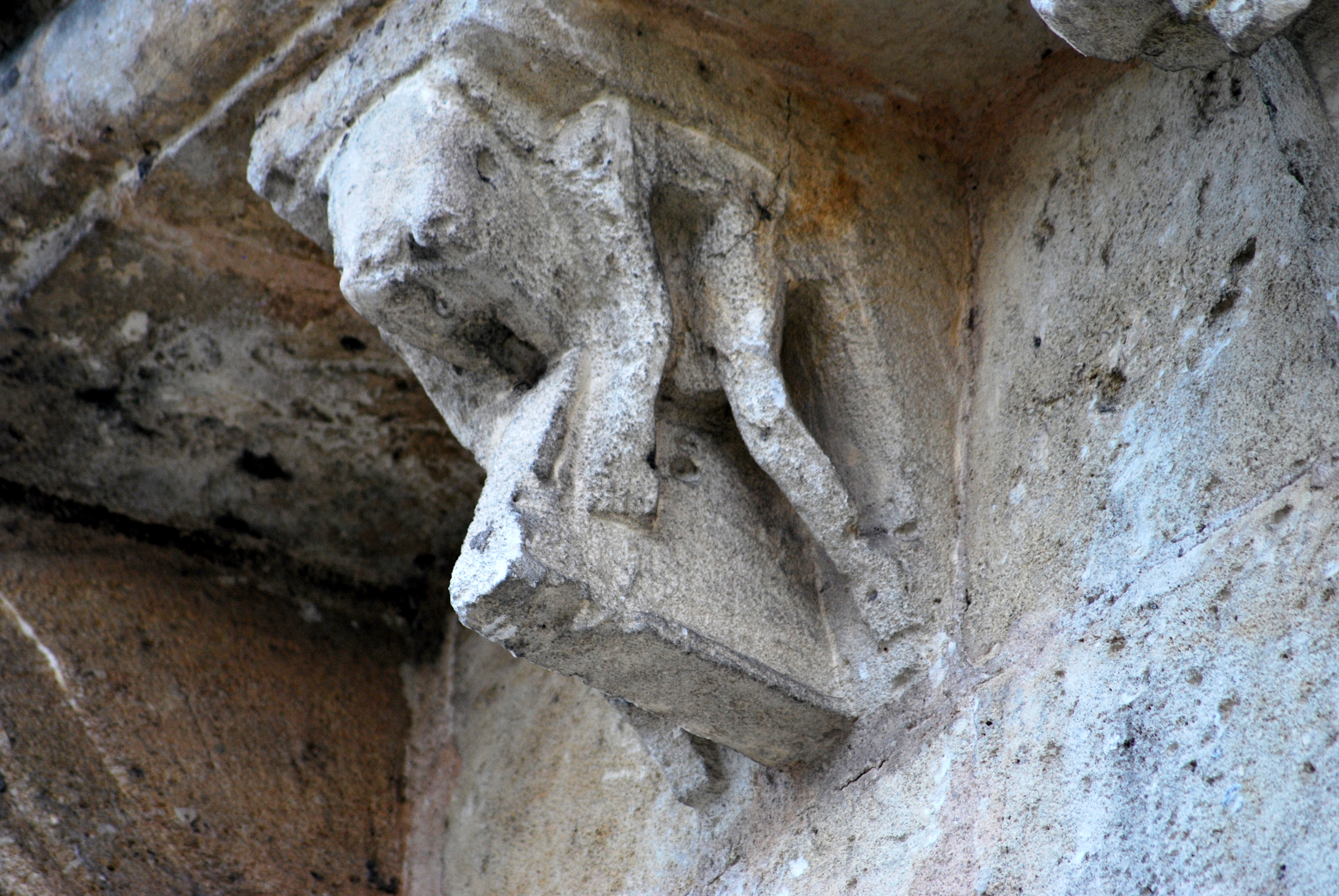
Izon, Gironde
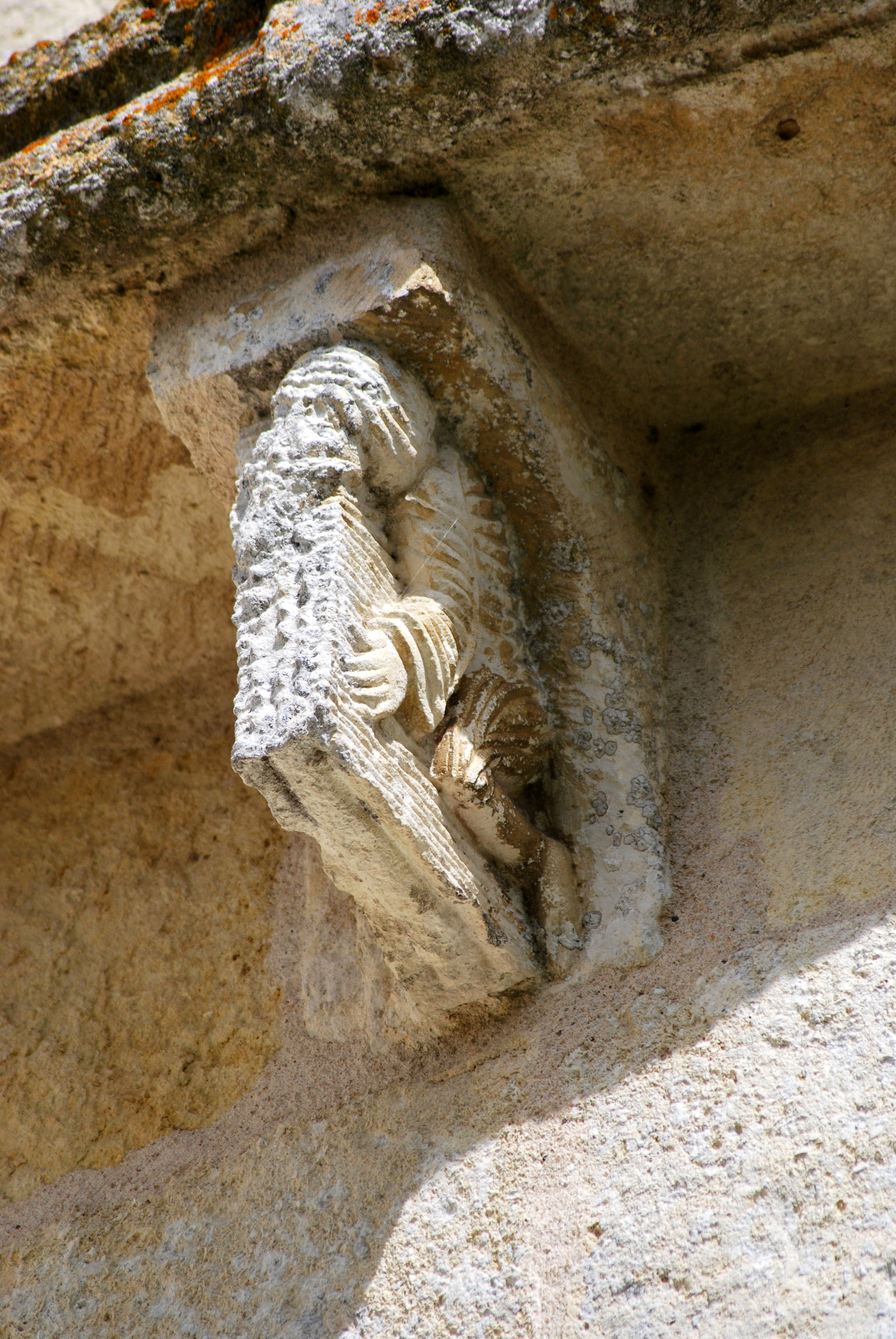
Saint-Sulpice-et-Cameyrac, Gironde
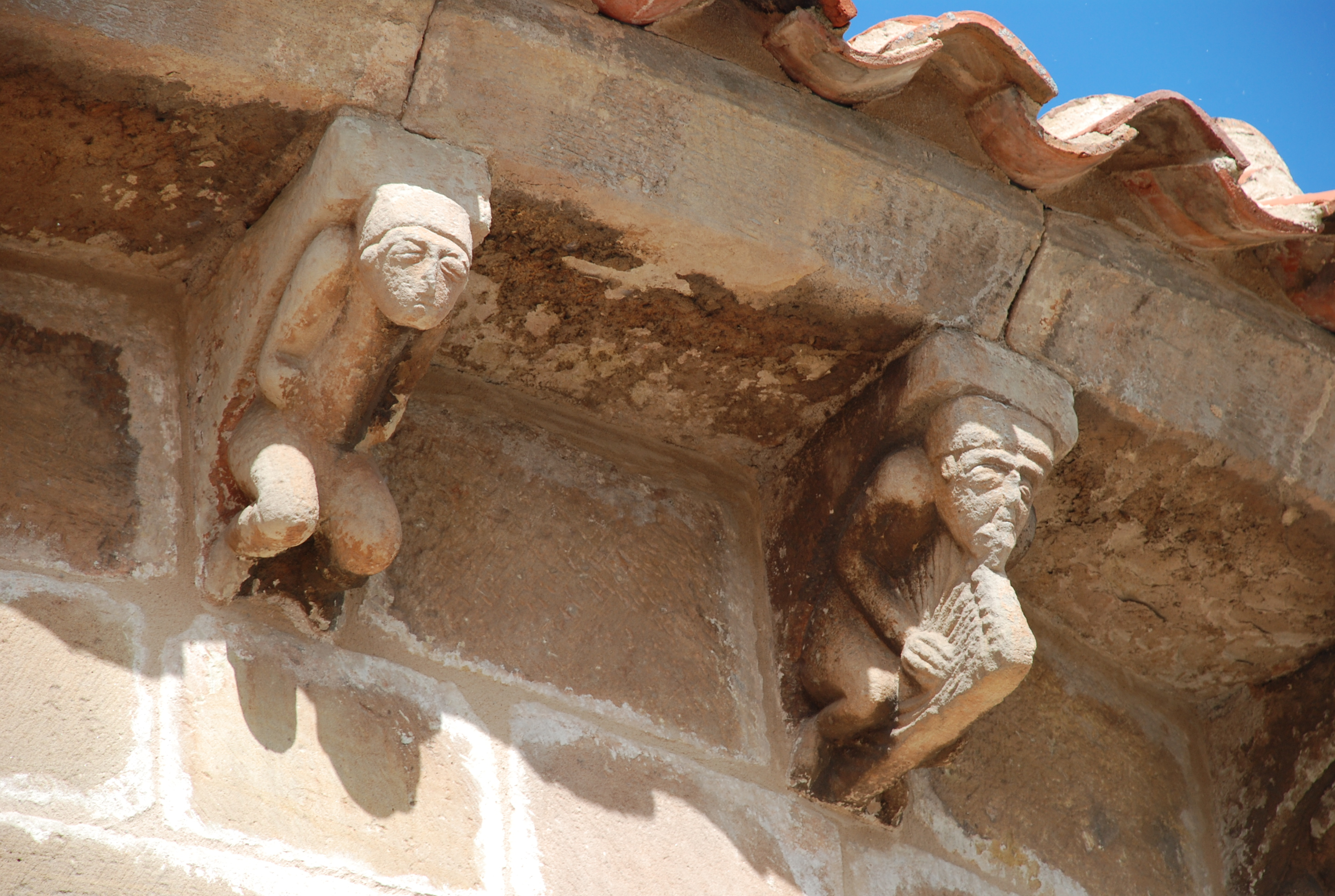
Cillamayor, Espagne

Une vièle est un instrument de musique à cordes frottées, plus au moins rustique. La plus ancienne image vient d'une enluminure tirée des Cantigas de Santa María (XIIIe siècle).

Joueur de vièle ou rebec
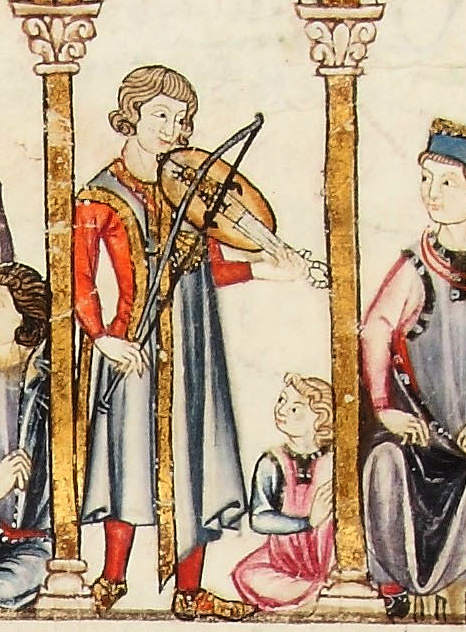
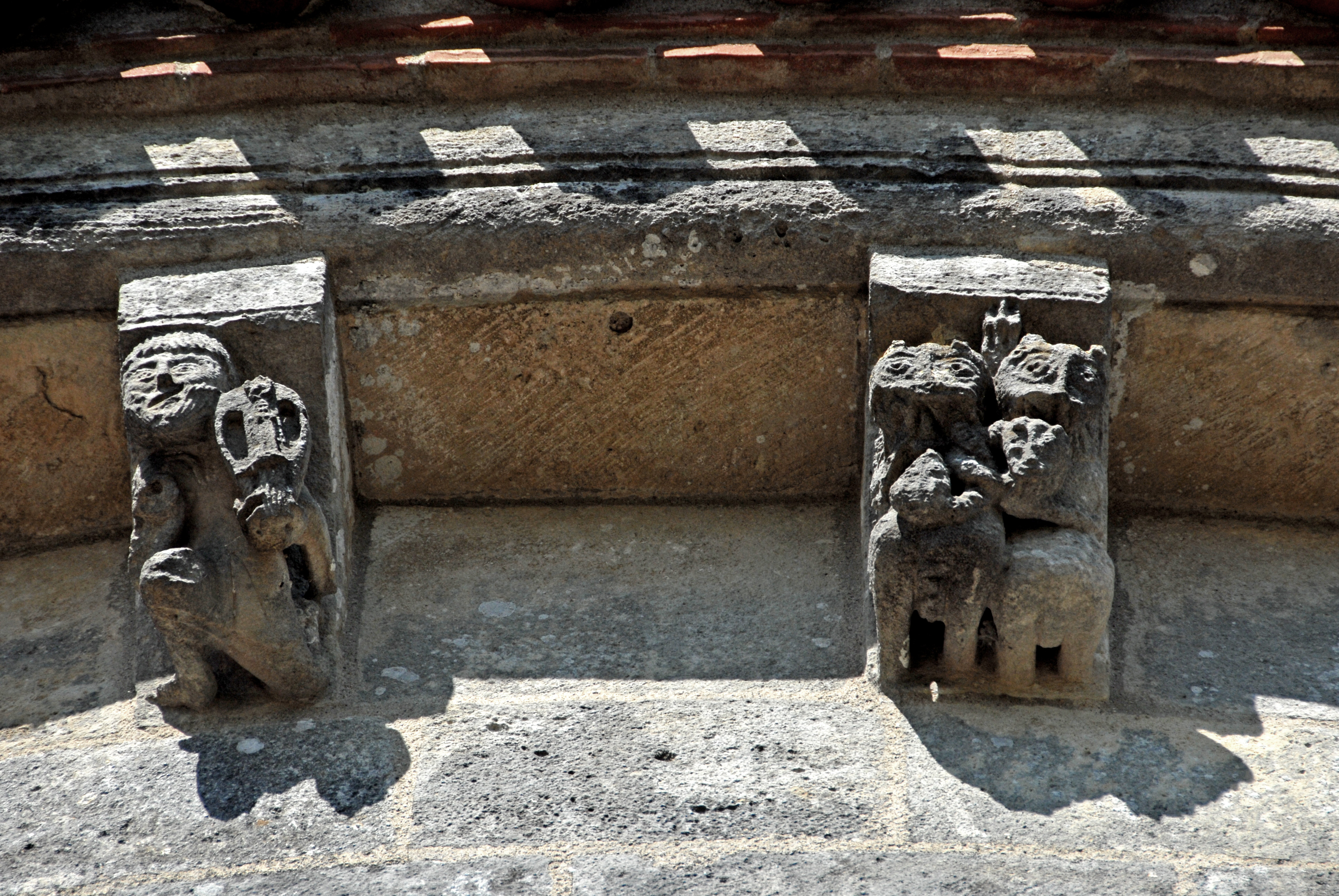
Marestay, Matha, Charente-Maritime
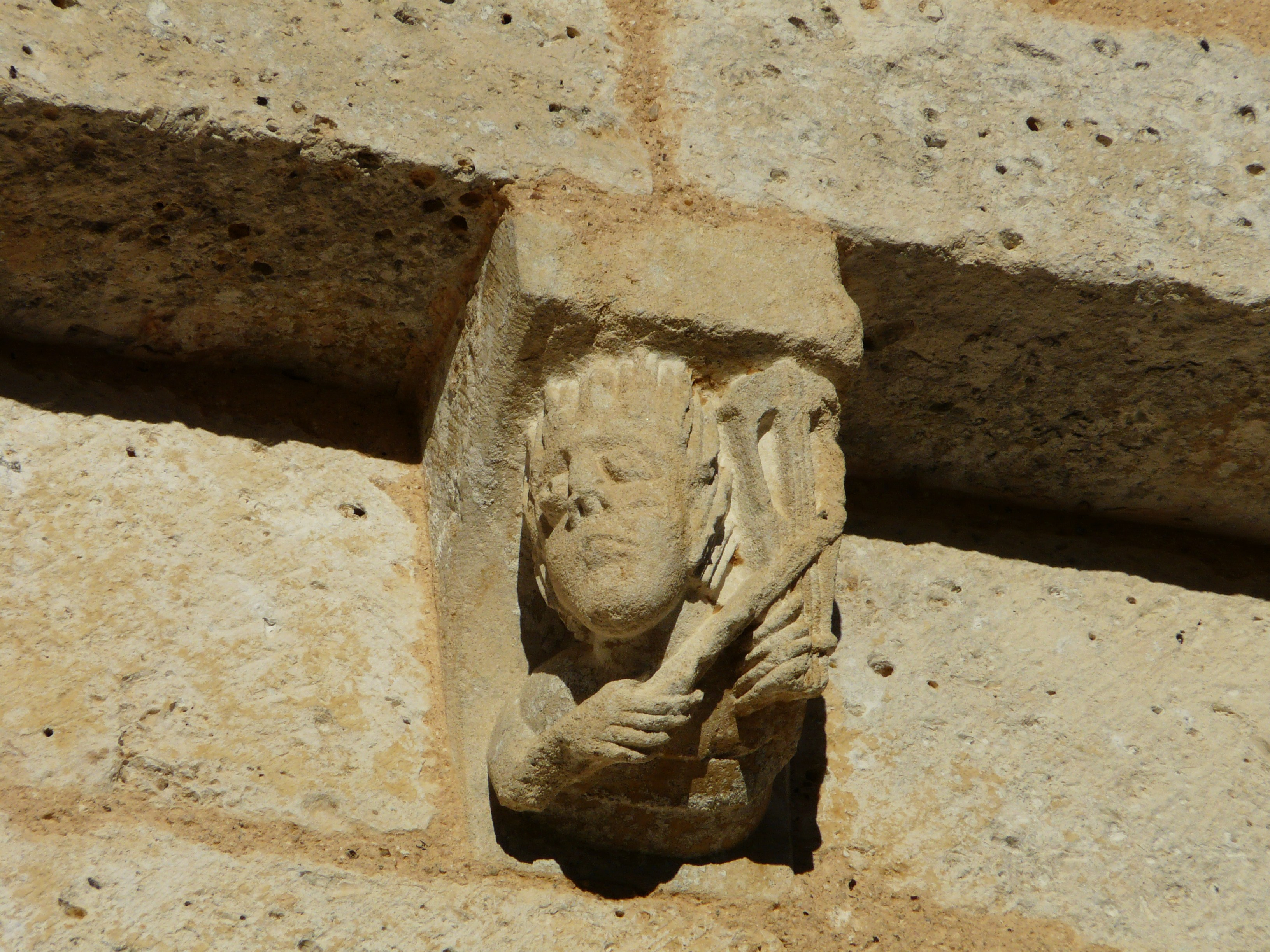
Lempzours, Dordogne
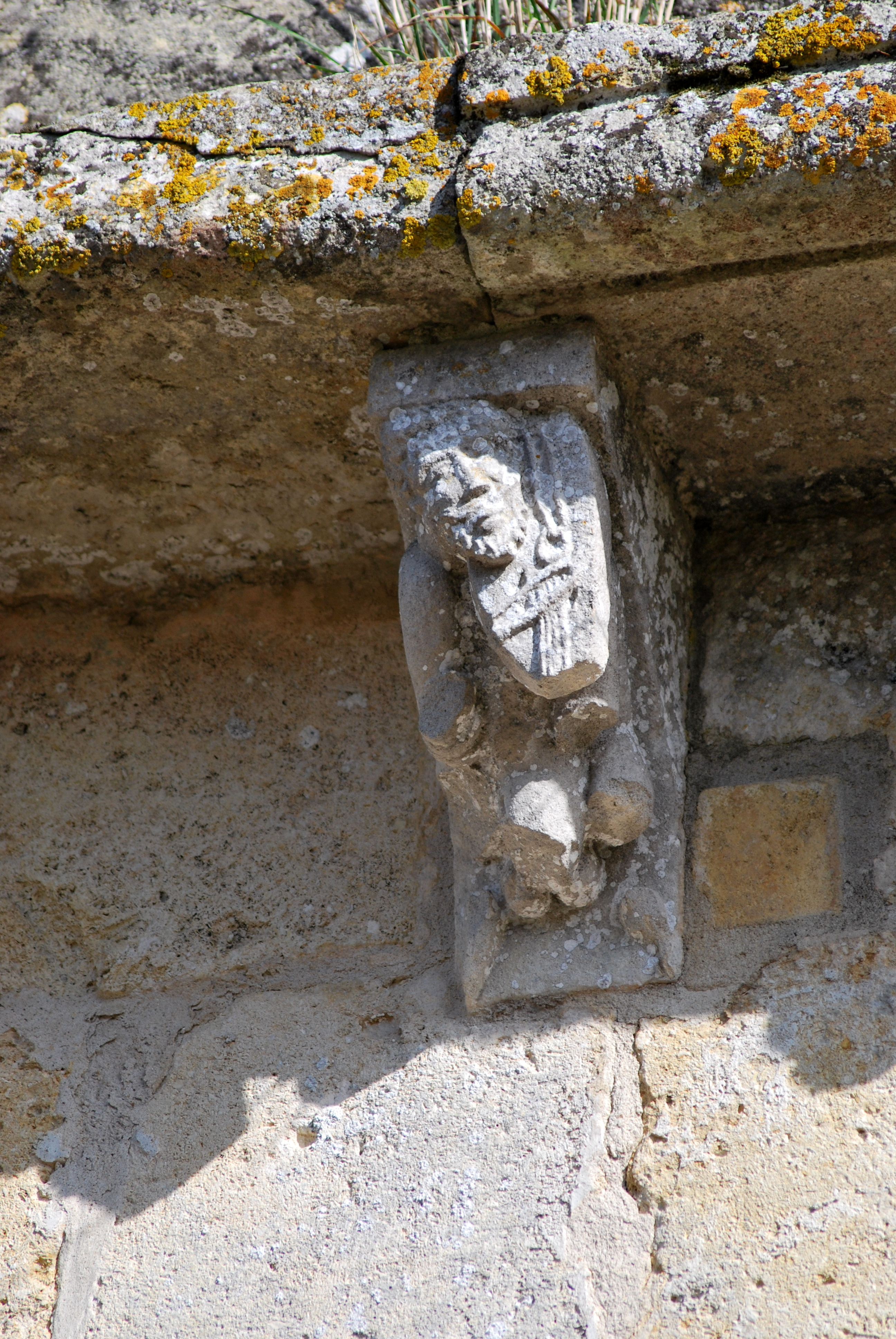
Coirac, Gironde
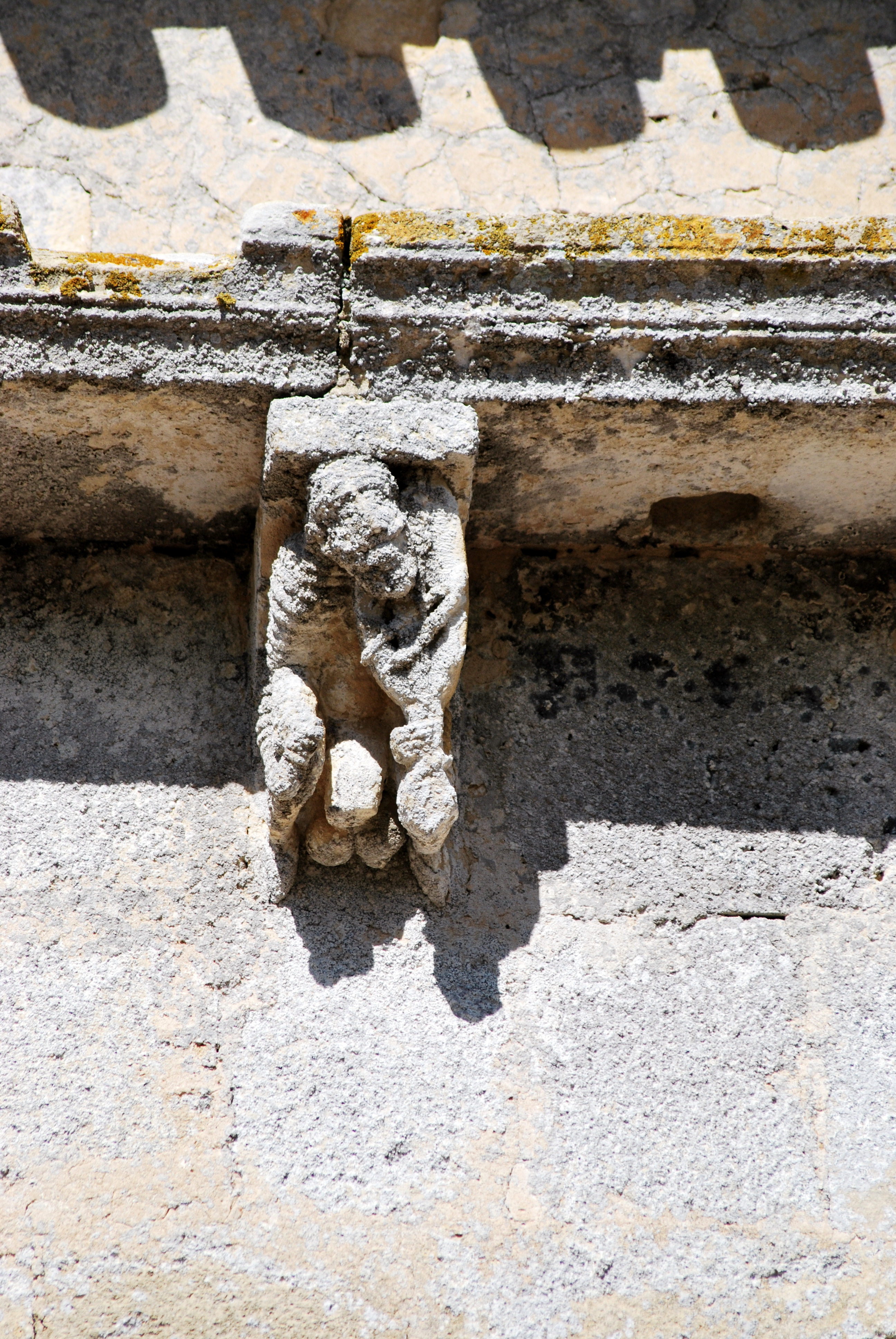
Courpiac, Gironde
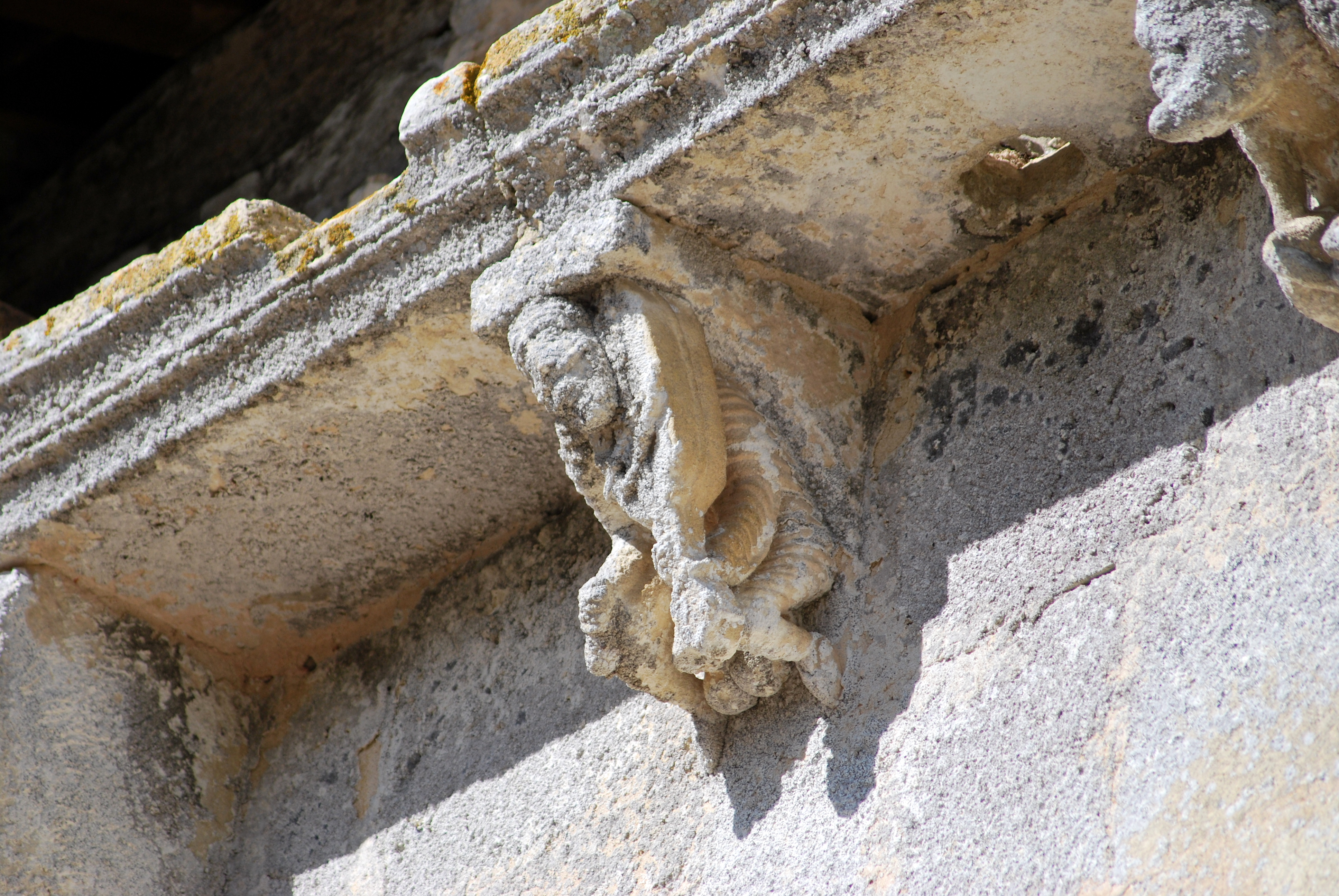
Courpiac, Gironde

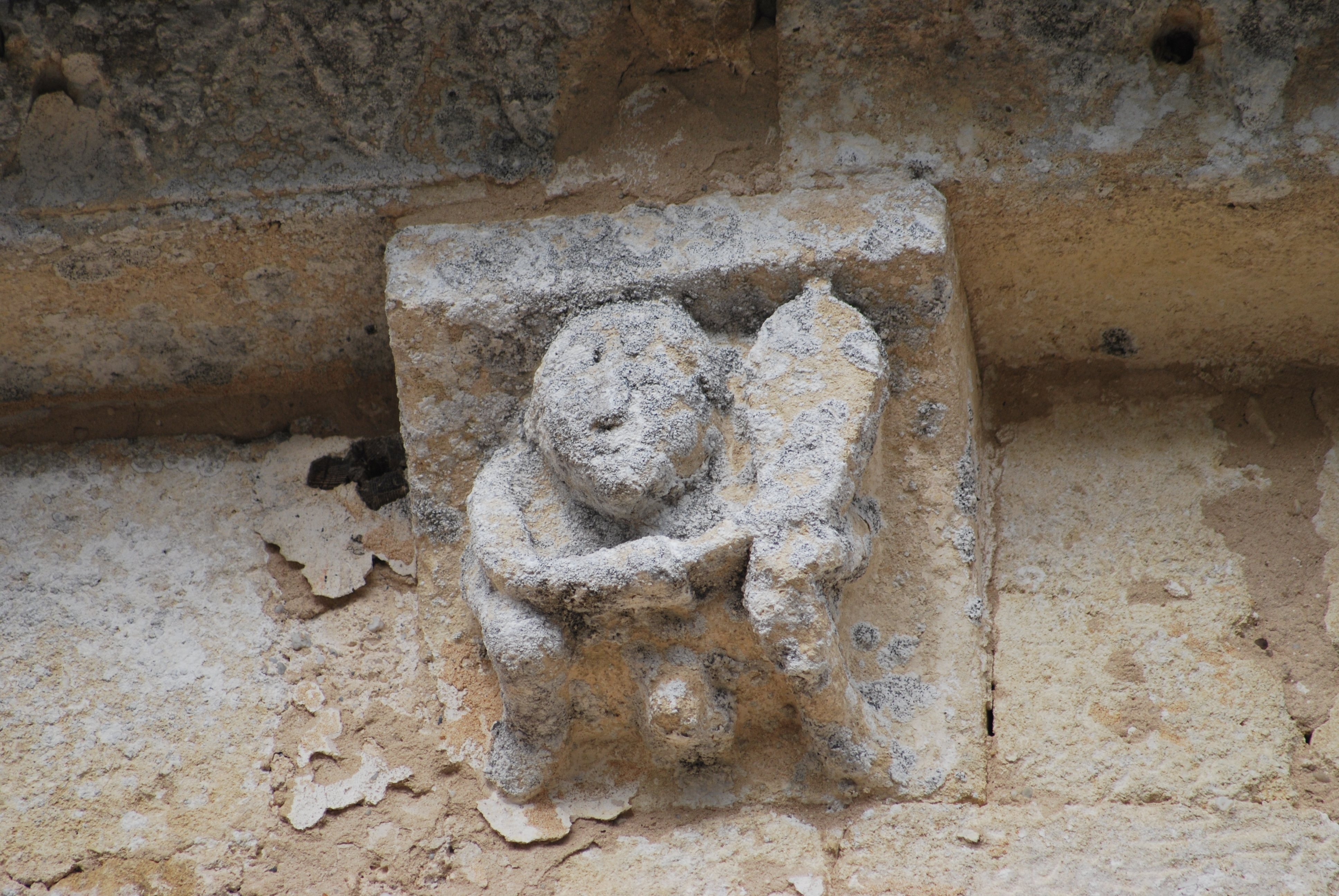
Saucats, Gironde
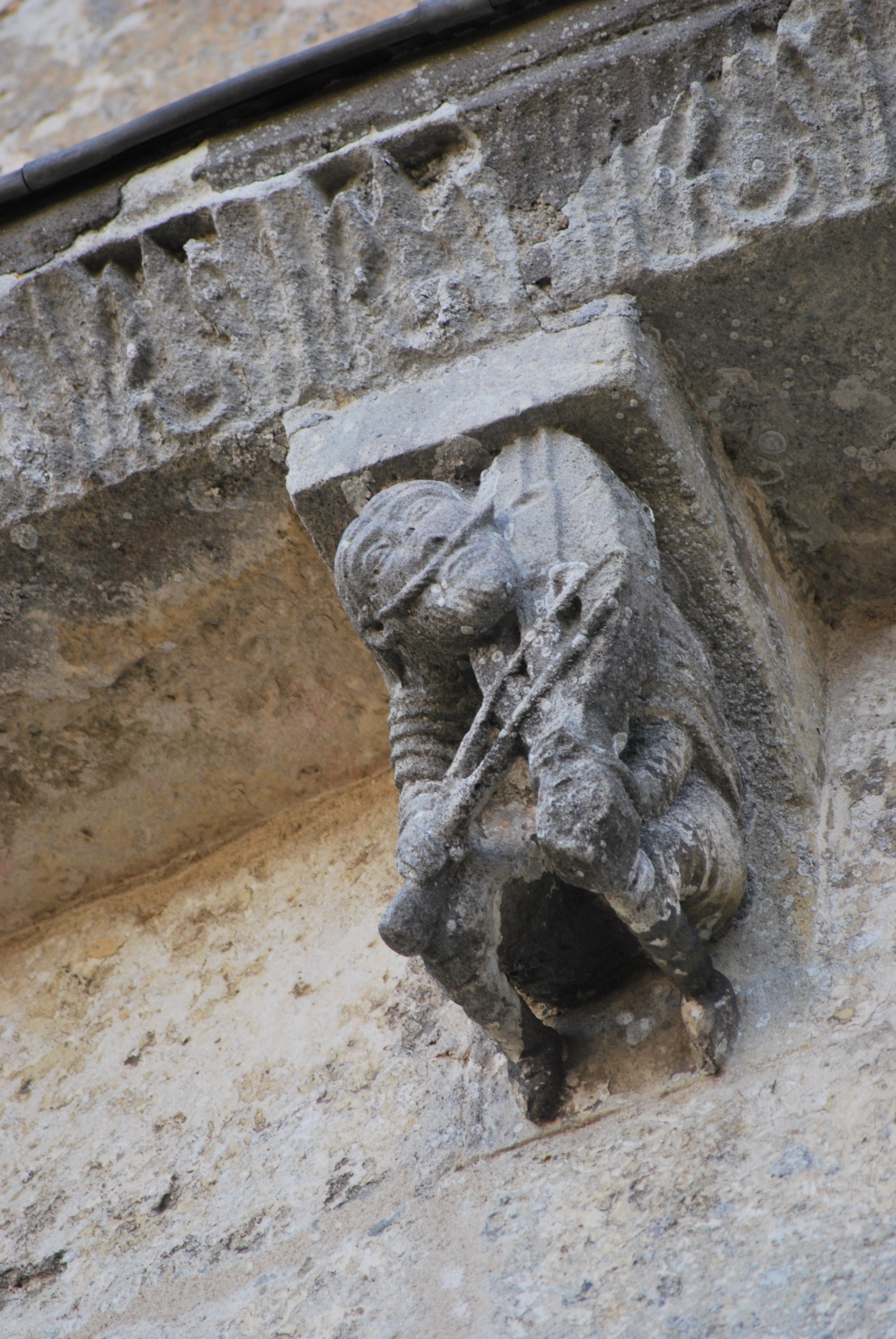
Bouliac, Gironde
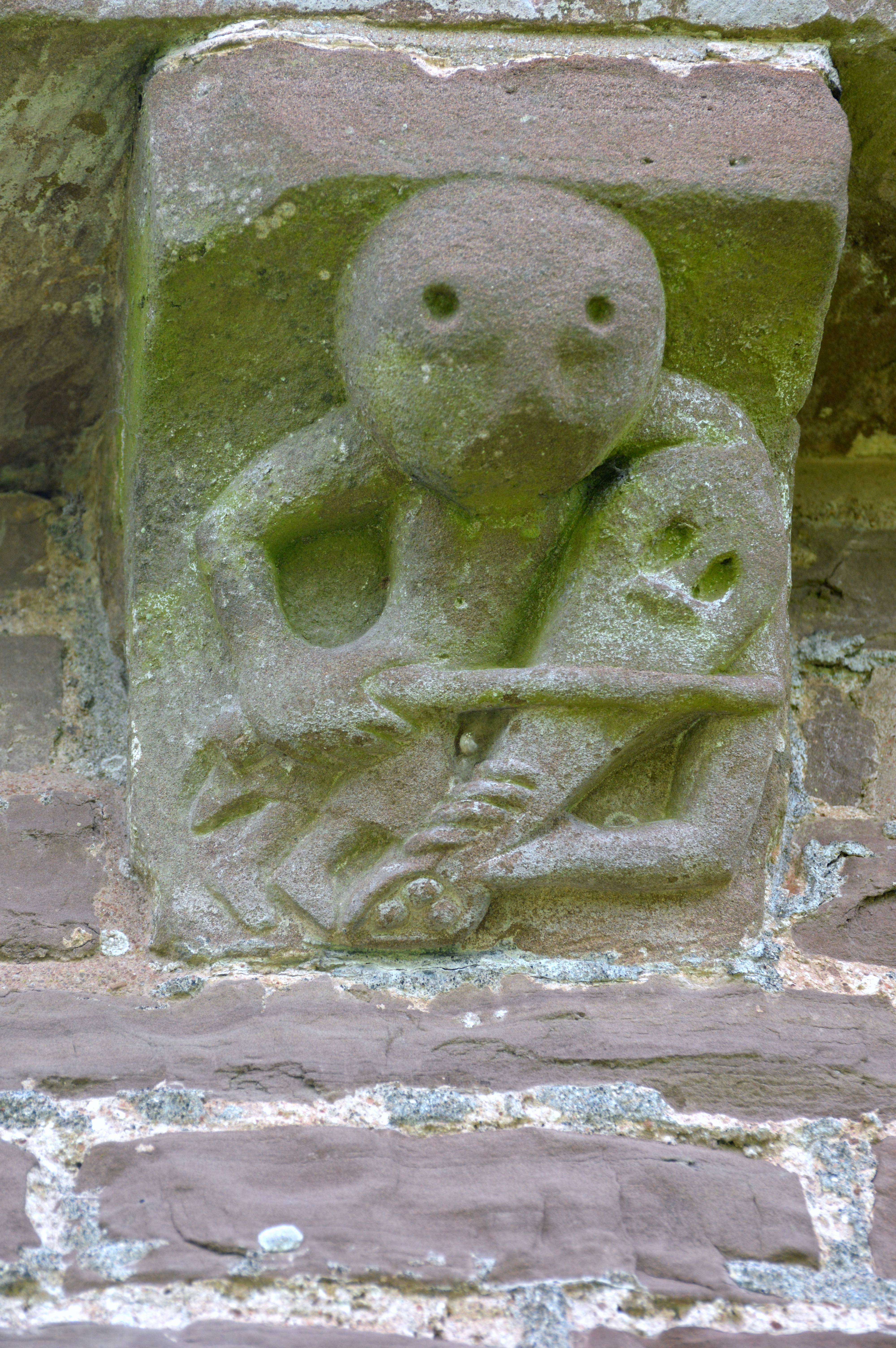
Kilpeck, Angleterre
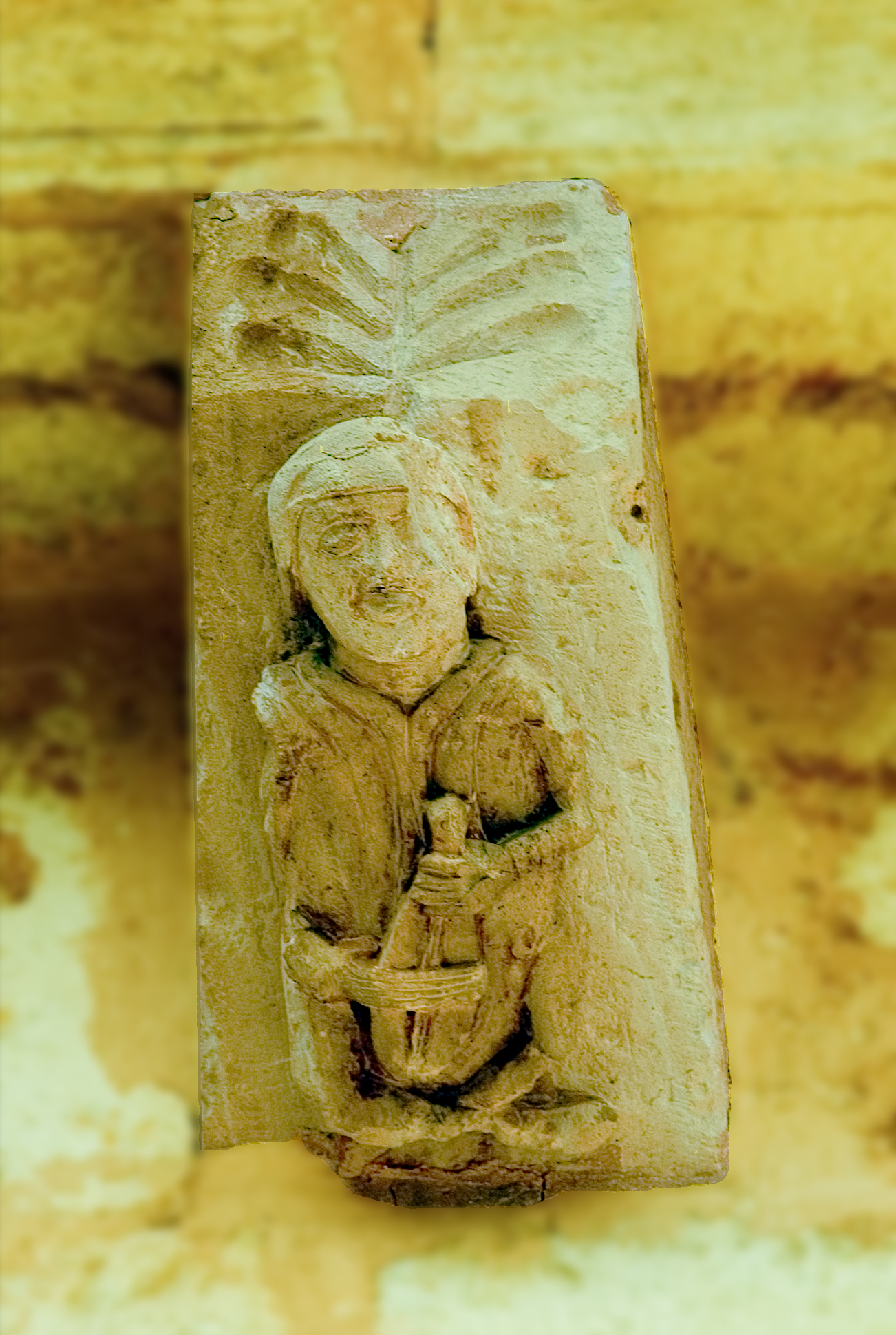
Moradillo de Sedano, Espagne
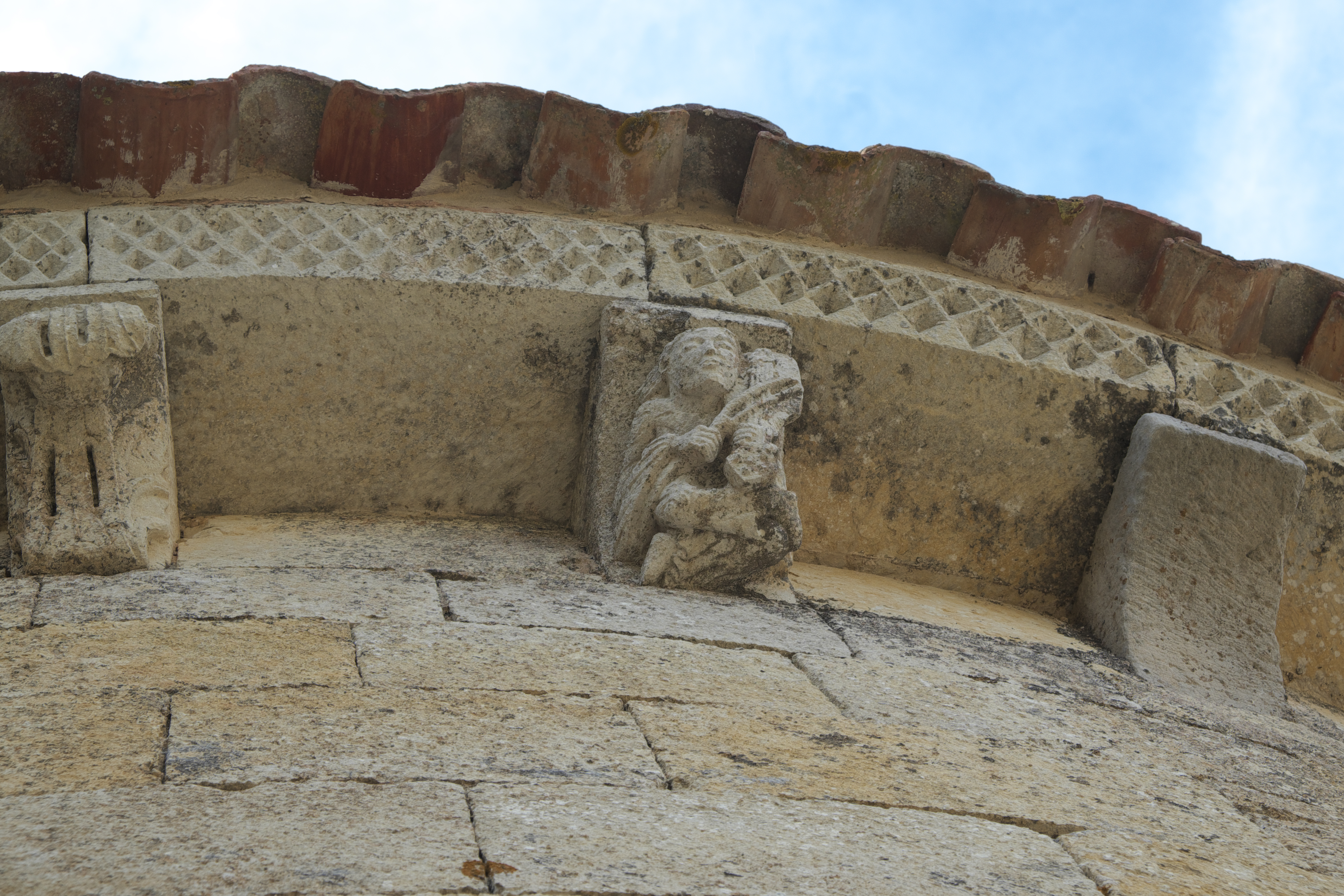
Vallespinoso de Aguilar, Espagne
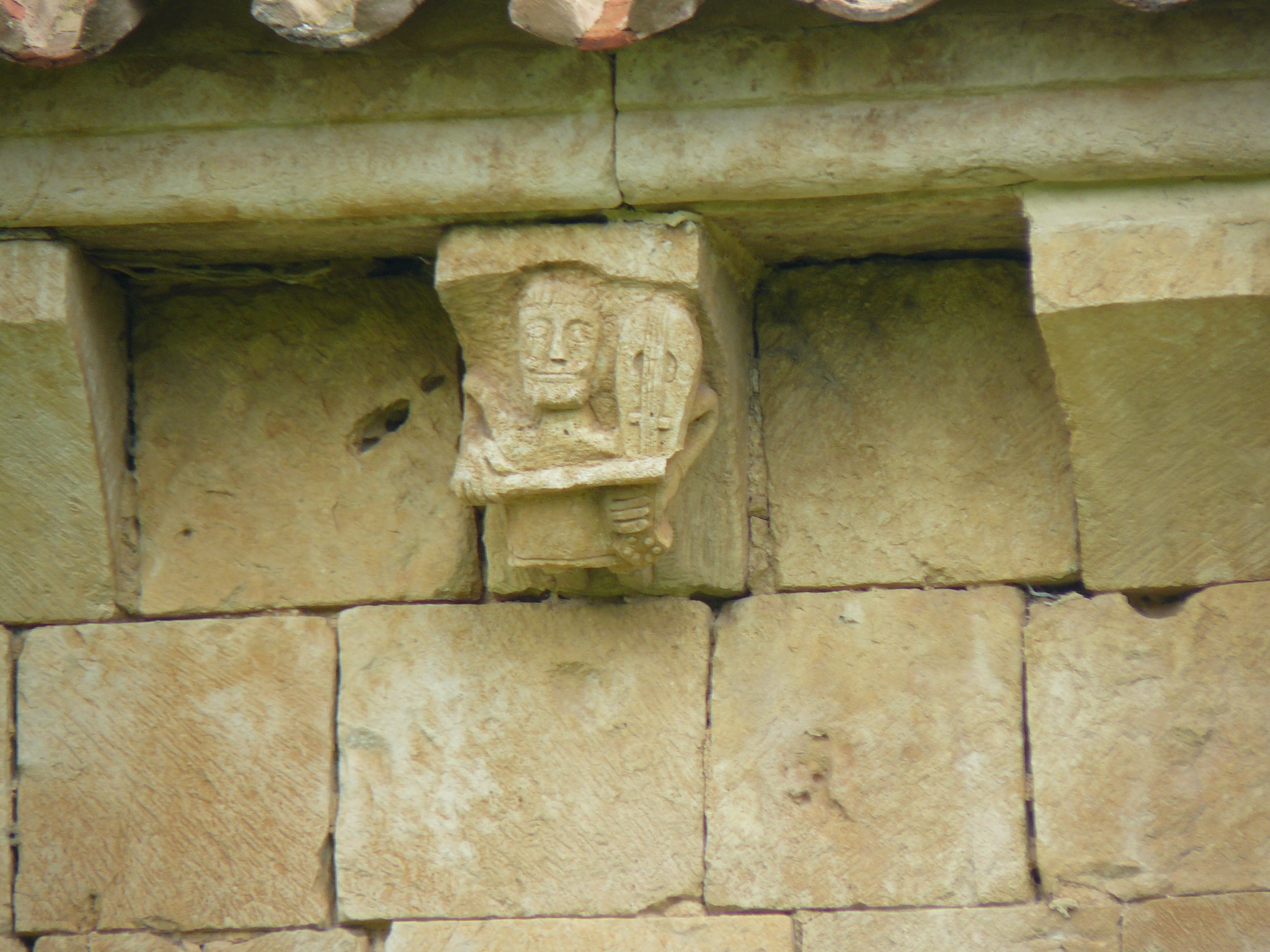
Cornezuelo, Espagne

Joueur de flûte
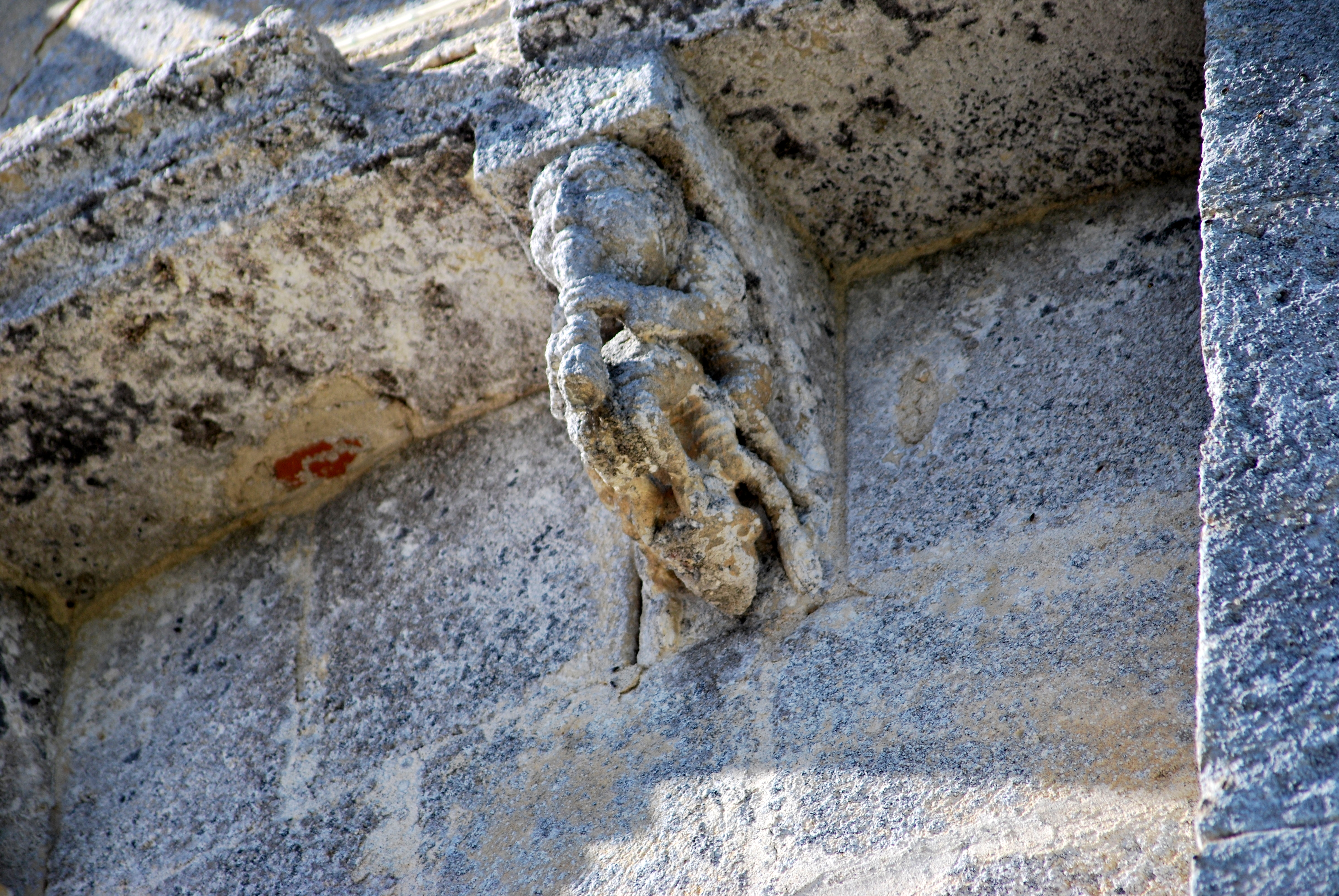
Courpiac, Gironde
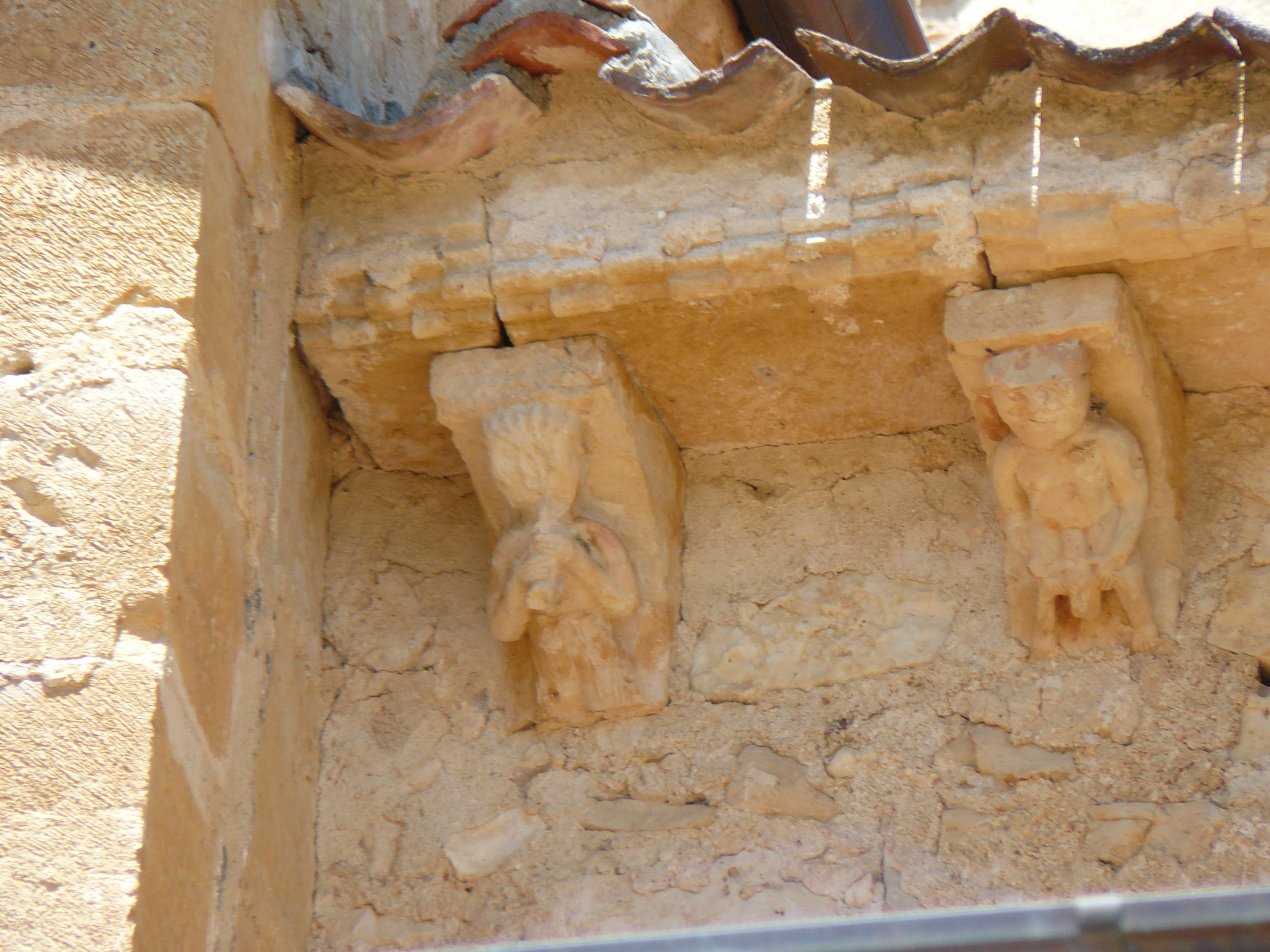
Cerro, Espagne
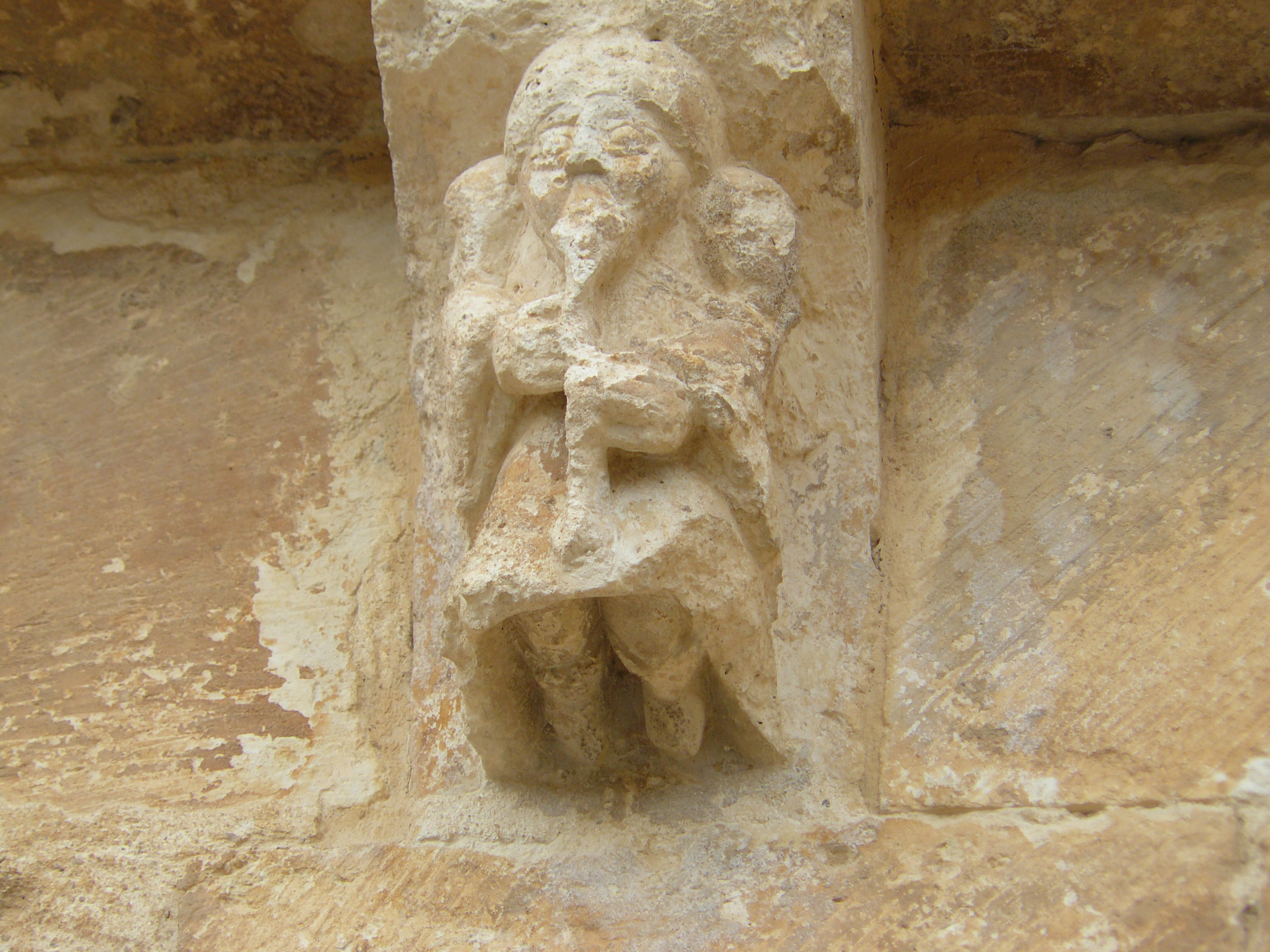
San Esteban de Gormaz, Espagne

Joueur de cor, olifant, cornemuse et vesse
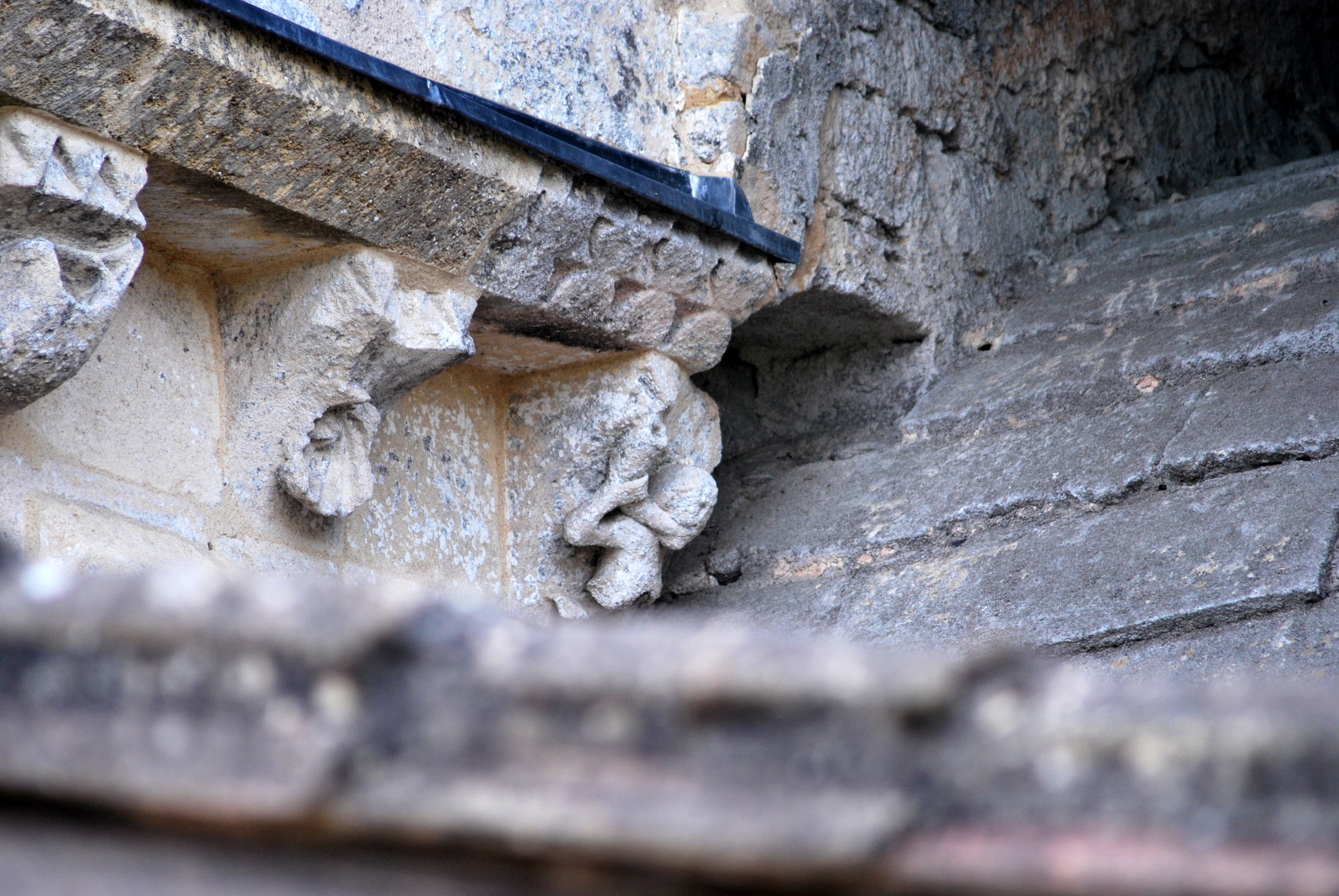
Lugaignac, Gironde
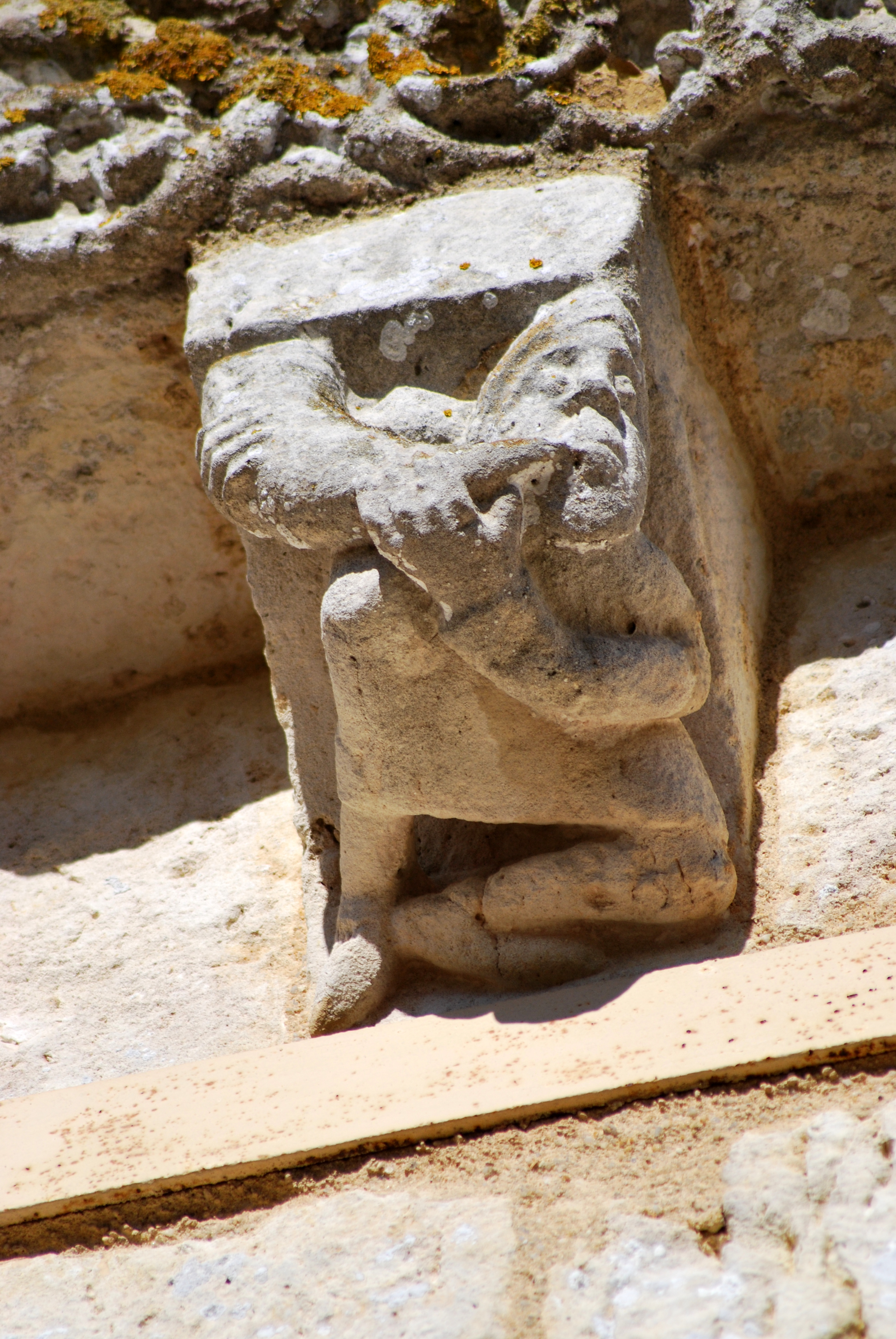
Saint-Caprais-de-Bordeaux, Gironde
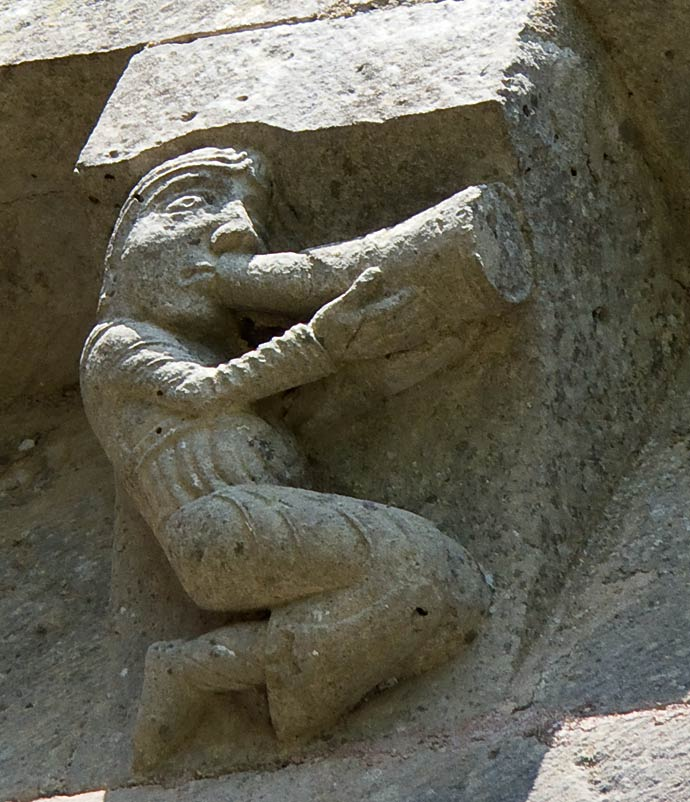
Aulnay, Charente-Maritime
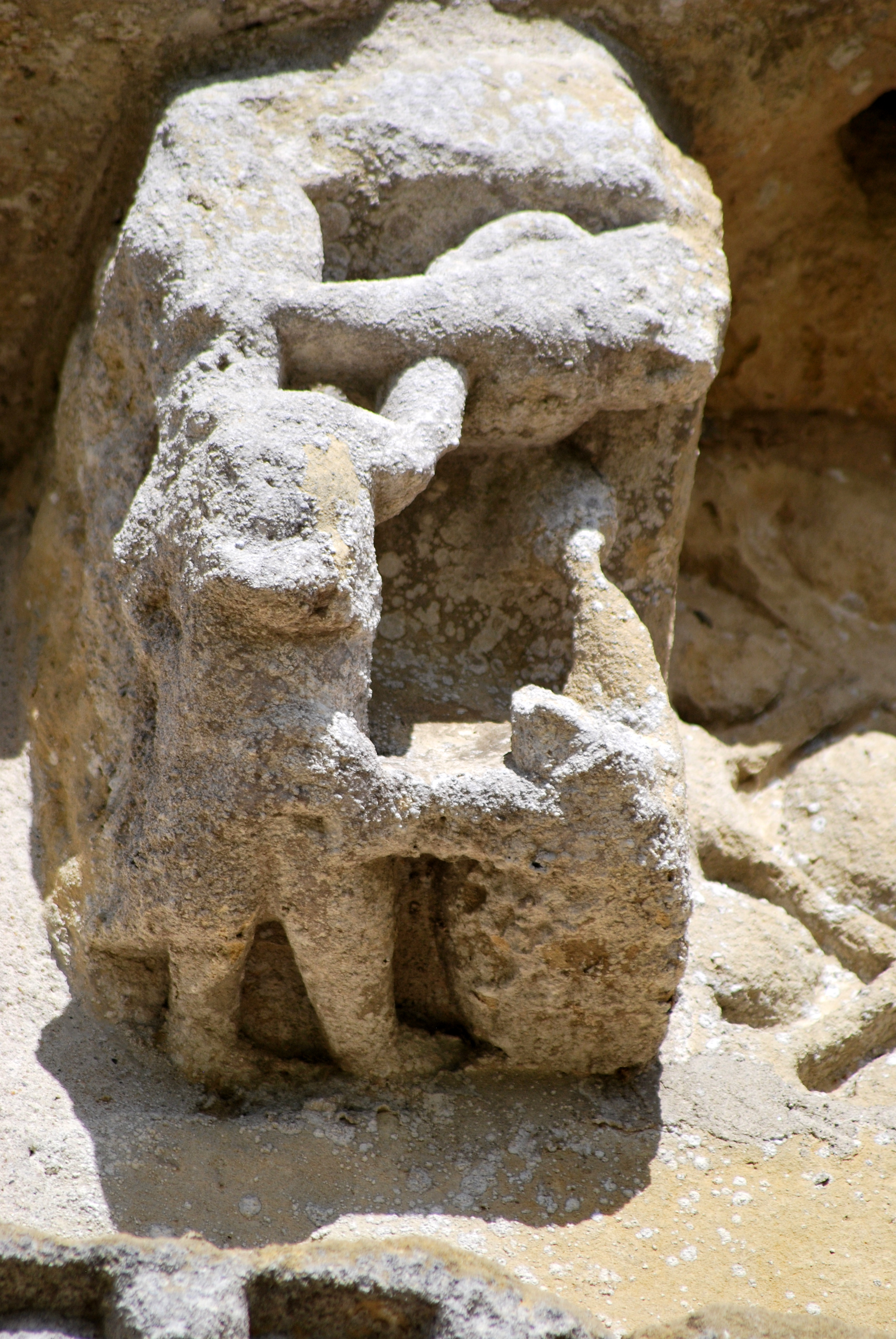
Saint-Martin-de-Sescas, Gironde

Un dolio est un instrument de musique qui a la forme d'un petit baril avec un bec. Le joueur souffle comme dans une flûte de Pan. Les instrumentistes sont souvent ithyphalliques. Certains guides confondent le joueur de dolio avec un personnage qui est en train de boire du vin.

Joueur de dolio ou barilet
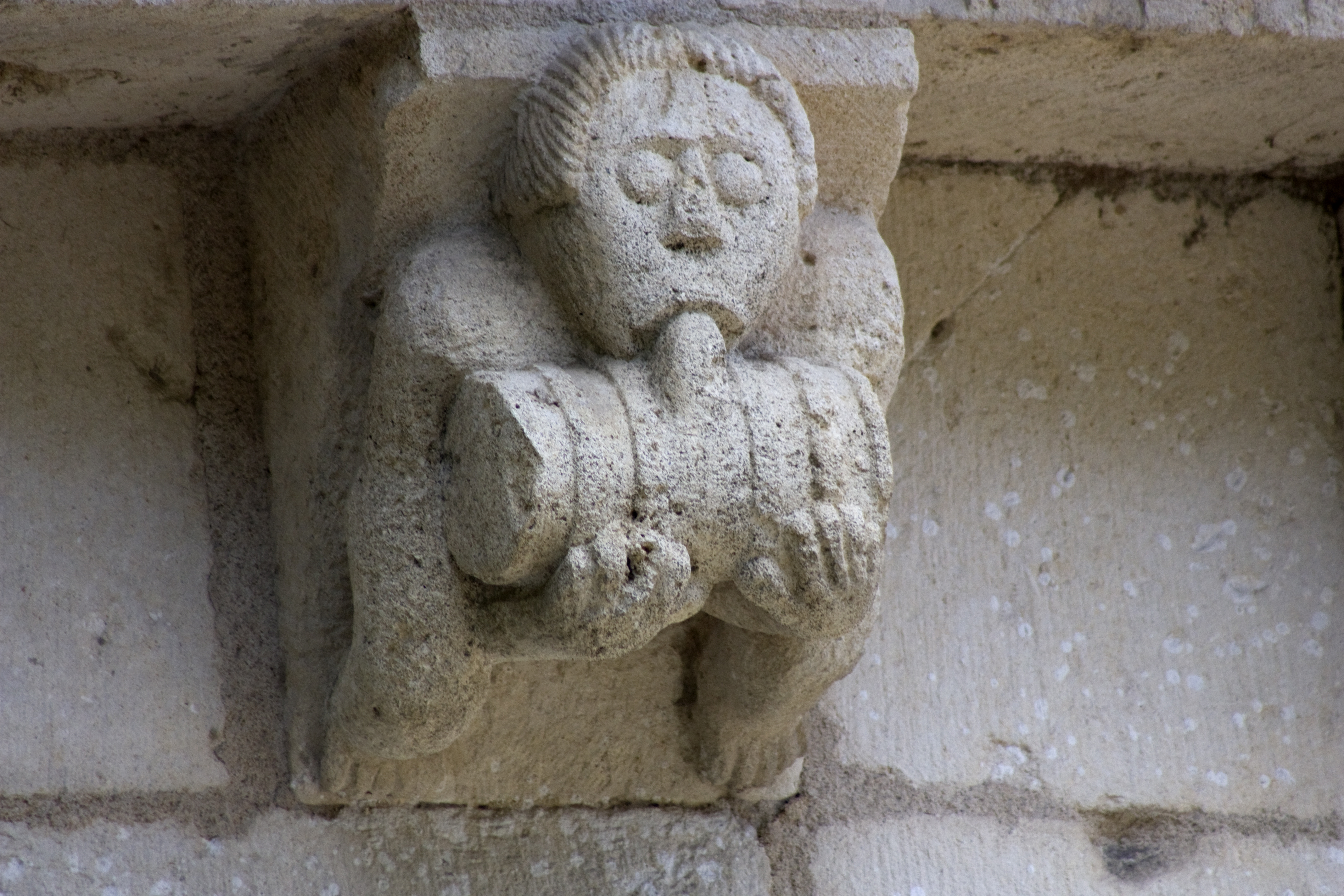
Arthous, Landes
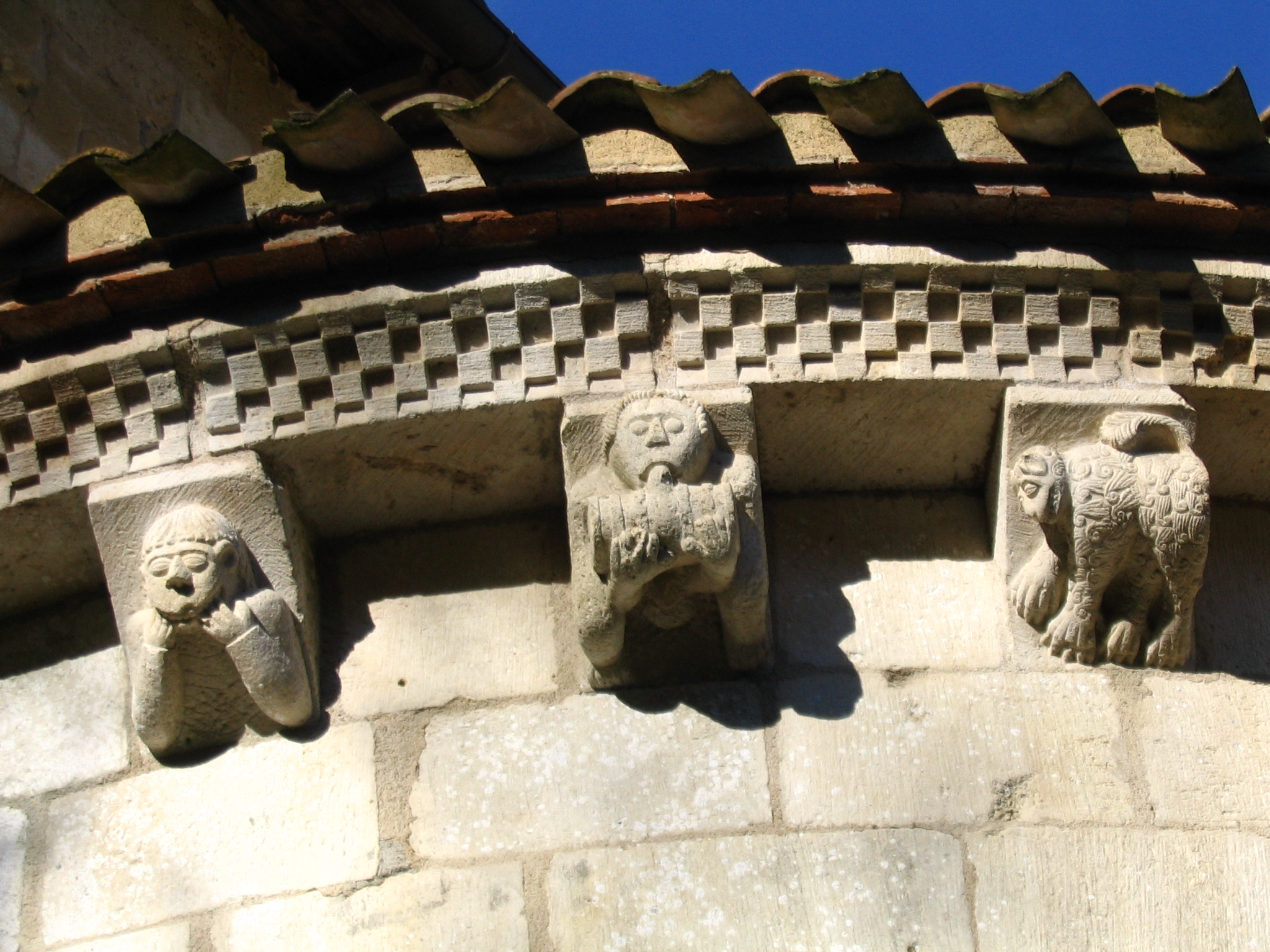
Arthous, Landes
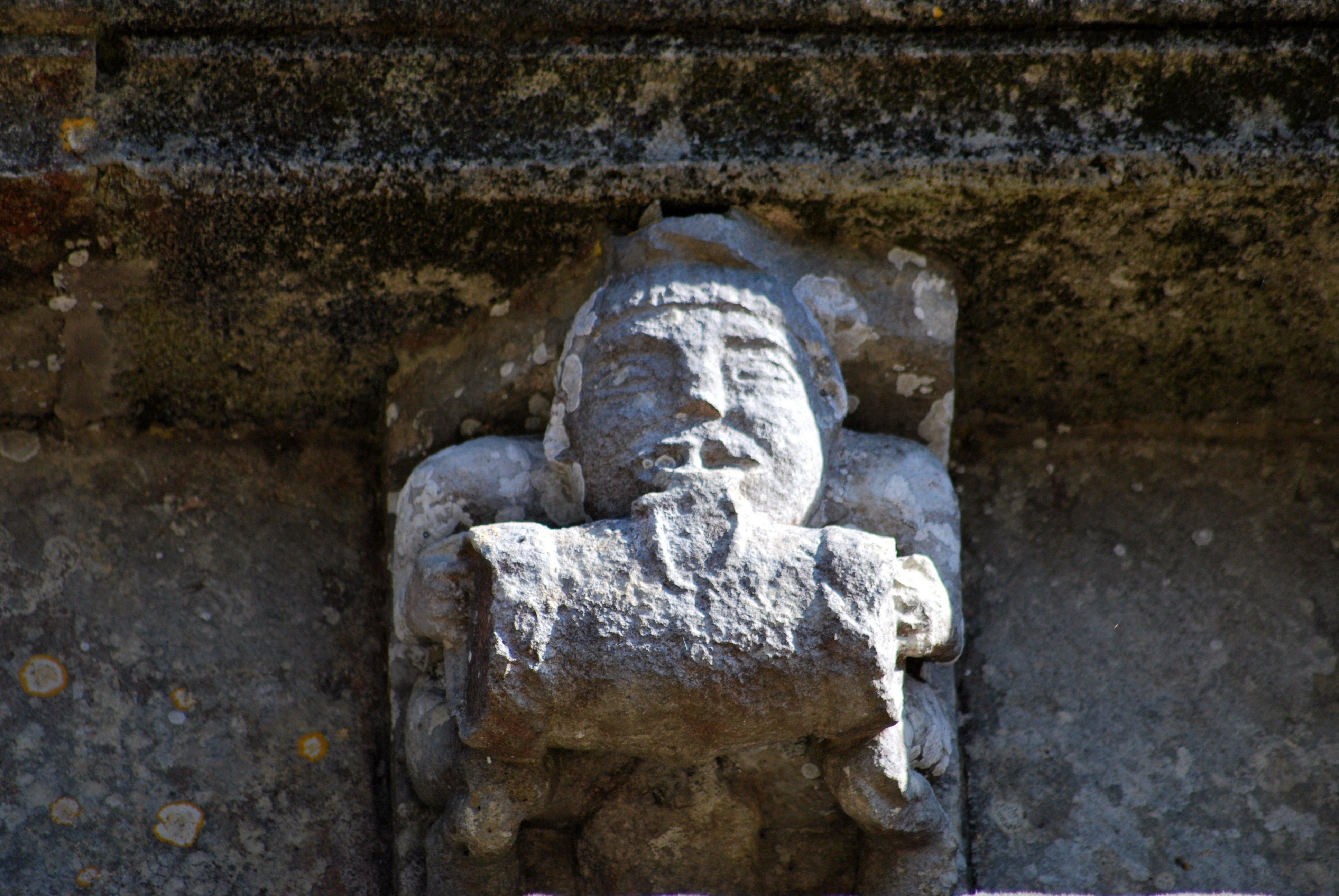
Langoiran, Gironde
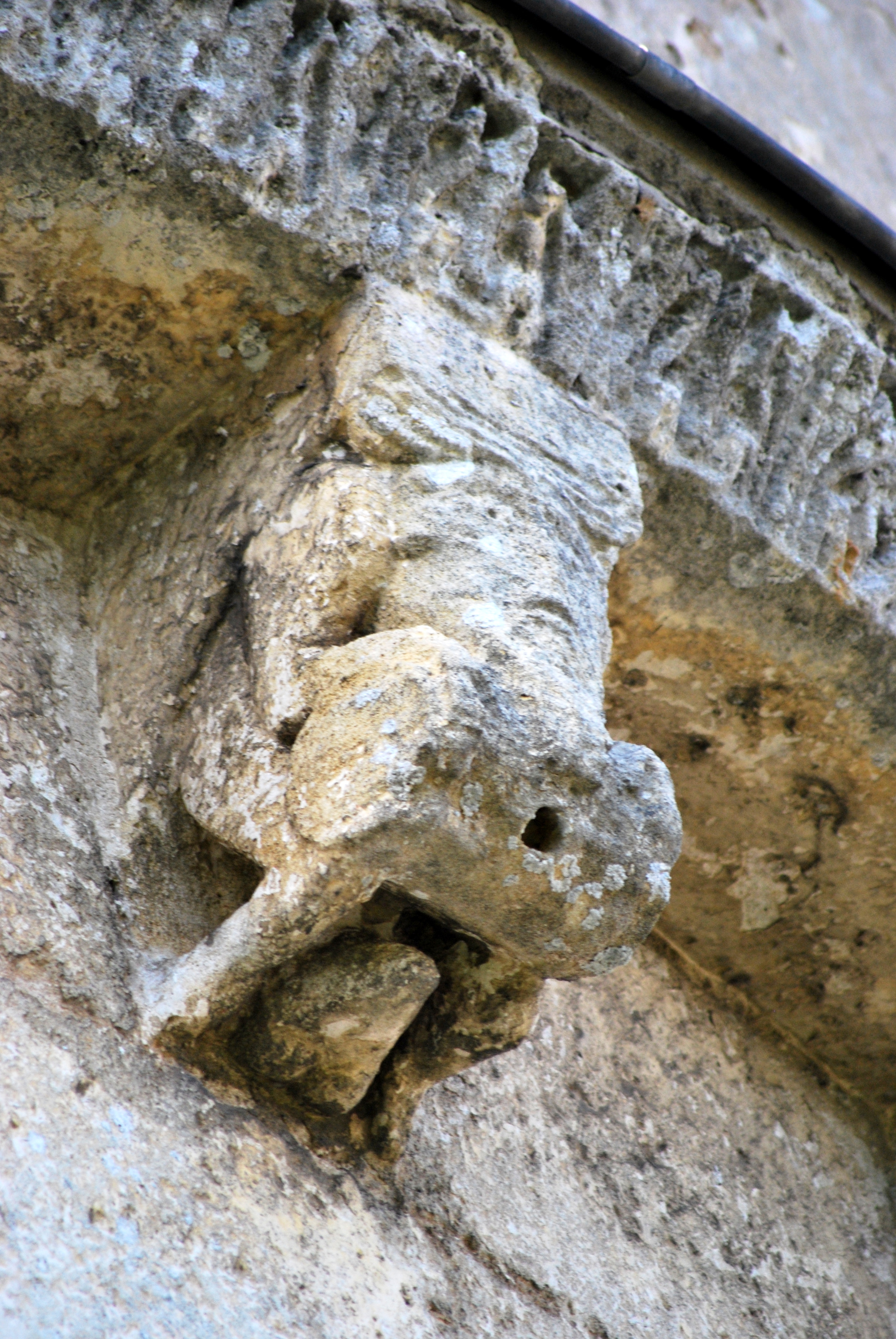
Bouliac, Gironde
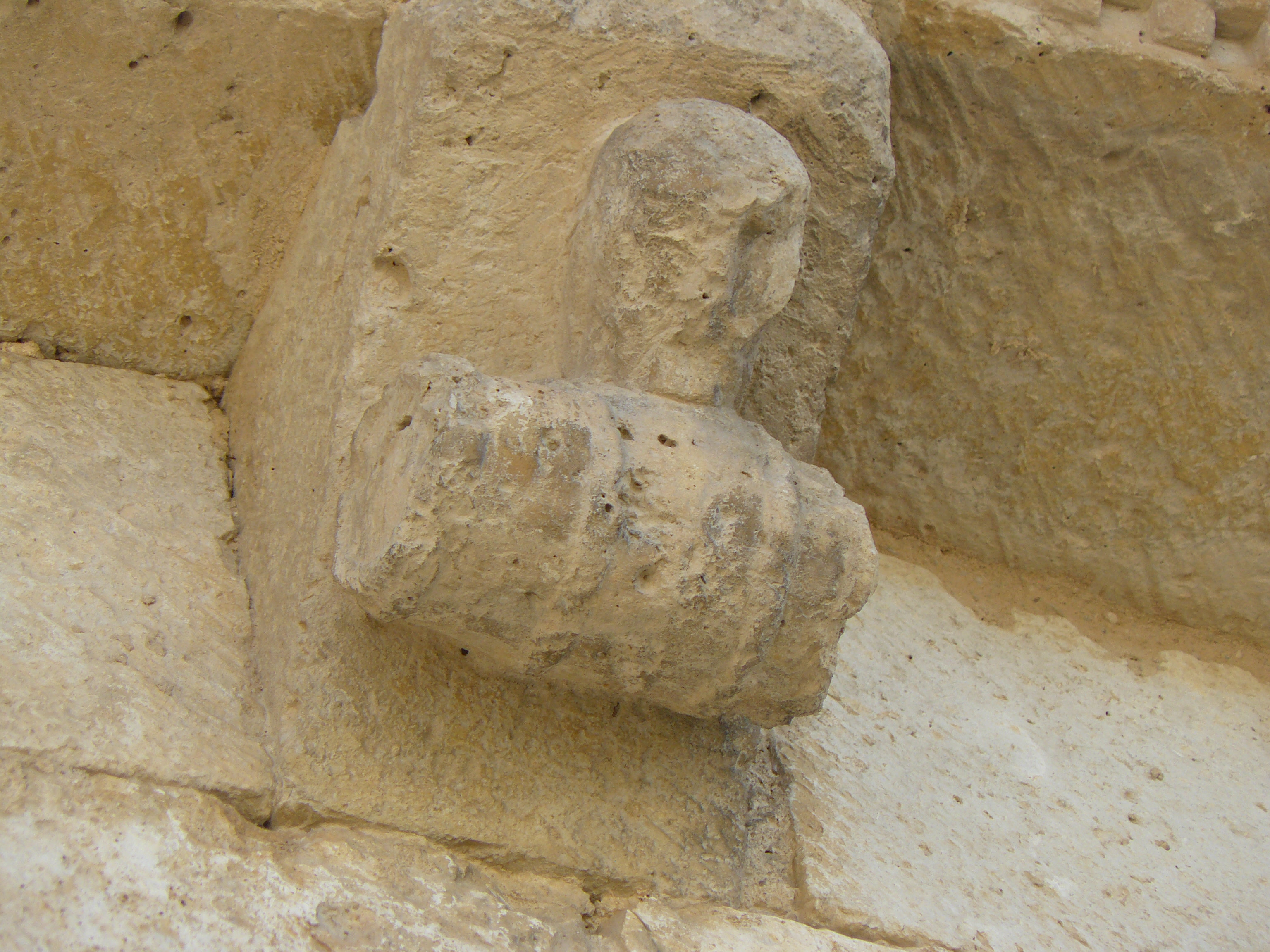
Bahabón de Esgueva, Espagne
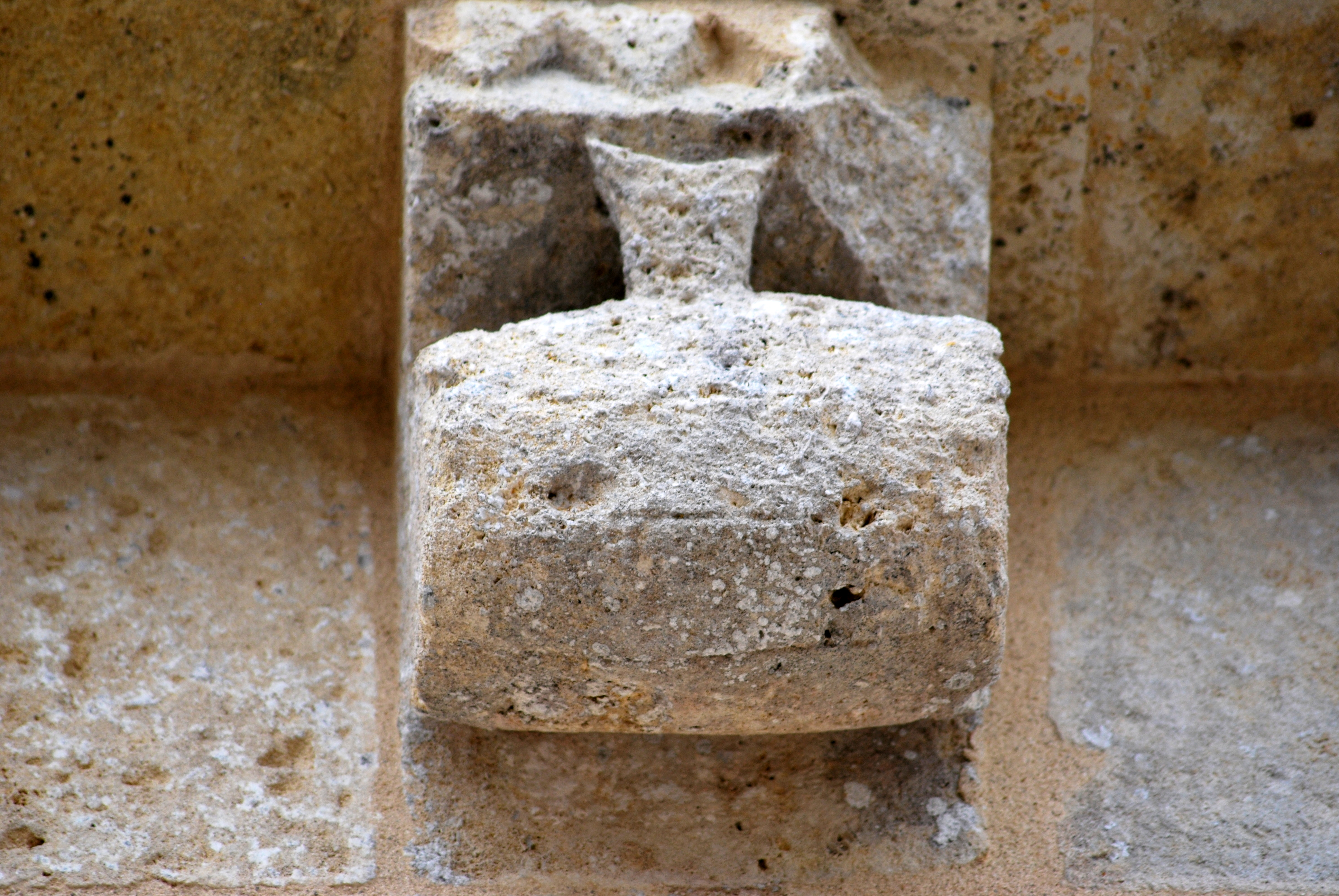
Lugaignac, Gironde

#### Acrobate
Les acrobates ou saltimbanques étaient l'objet de critiques en raison de leurs contorsions. Par exemple, un homme qui mettait ses jambes derrière ses oreilles et qui marchait avec ses mains n'était pas tout à fait à l'image de Dieu aux yeux de l’Église. Parfois l'acrobate est nu (Lunac) et l'image est semblable à celle d'une exhibitionniste génital.
Certains avec Anne et Gibert Blanc ou Jalladeau interprètent l'acrobate comme celui capable d'effectuer un retournement c'est-à-dire une conversion spirituelle, les étapes de cette conversion se lisent sur les différentes positions de l'acrobate, à l'envers puis accroupi partiellement retourné, sur un chapiteau historié du chœur de l'église Saint-Martin de Plaimpied; le même retournement est décrit par Loubatière dans le cloître de Saint Trophine, Arles.

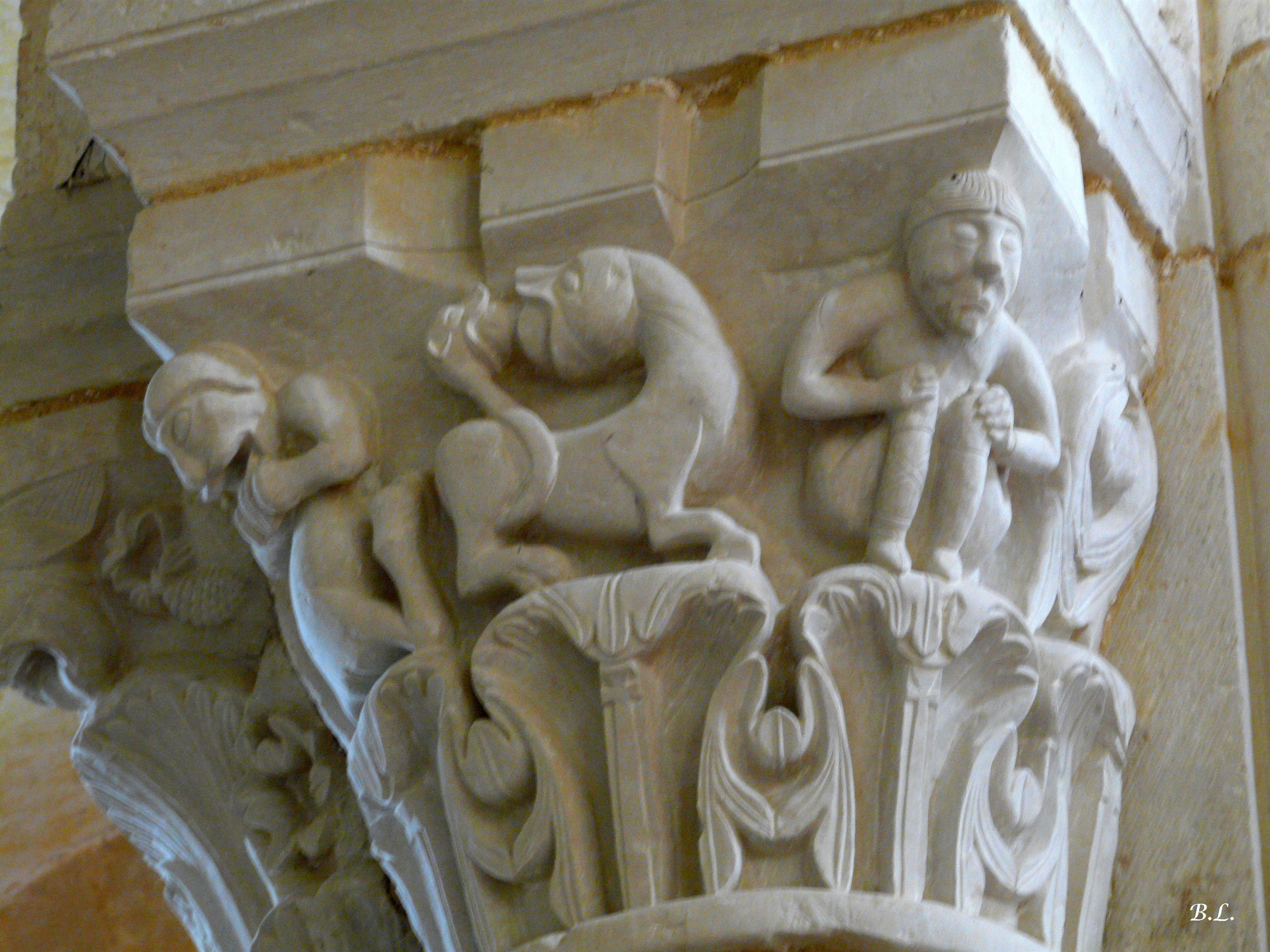
Plaimpied, Cher
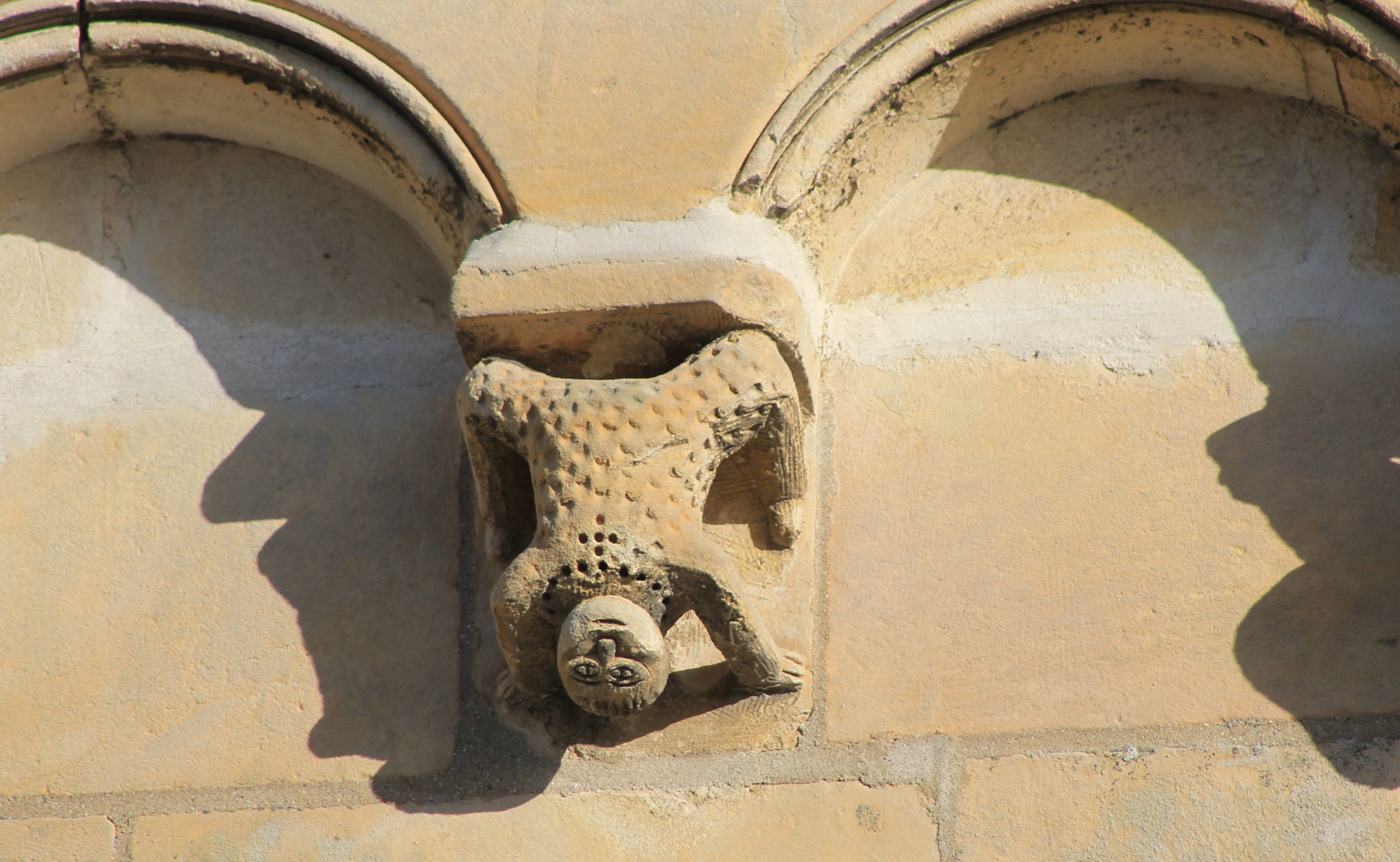
Carpiquet, Calvados
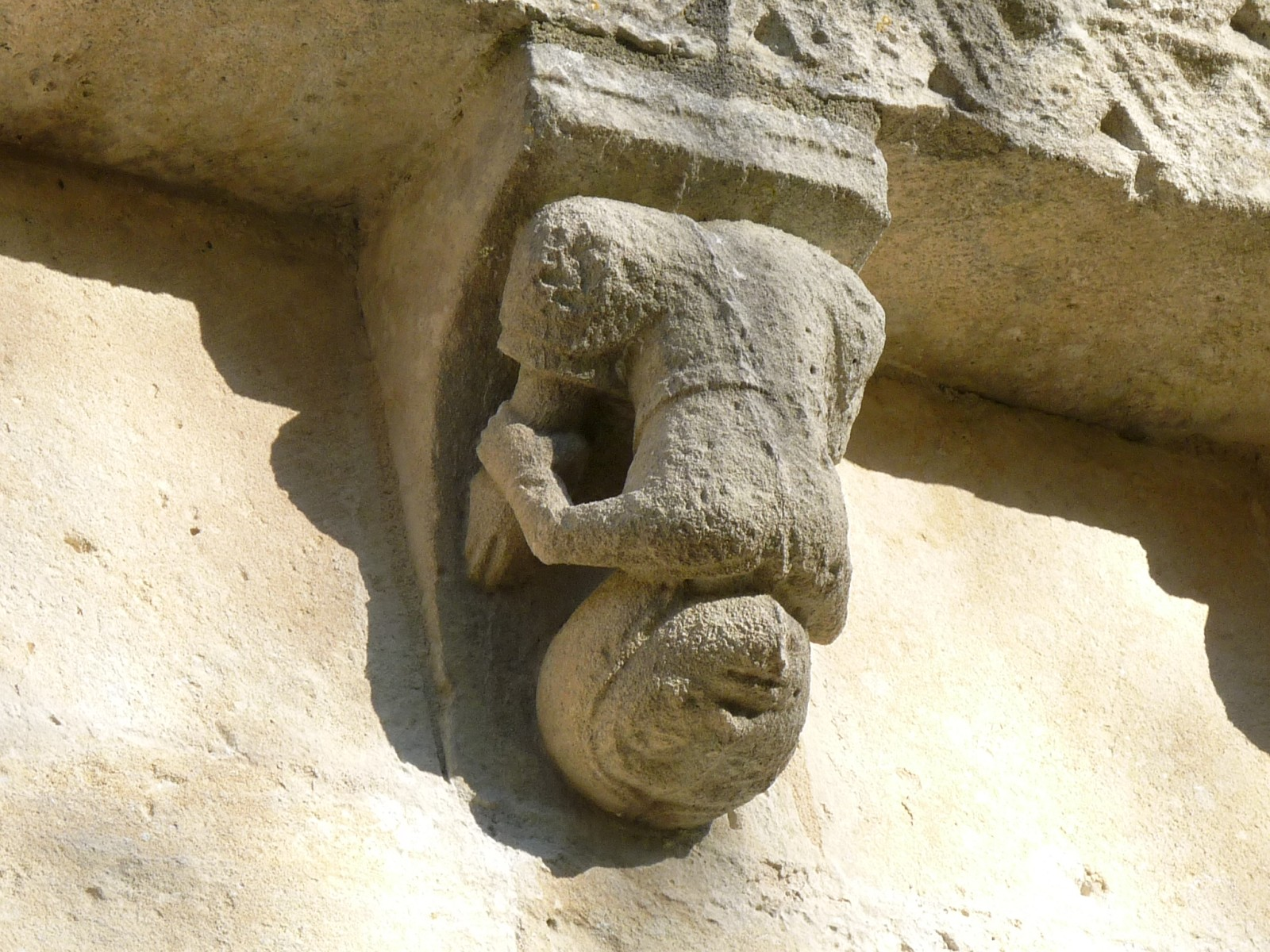
Bresdon, Charente-Maritime
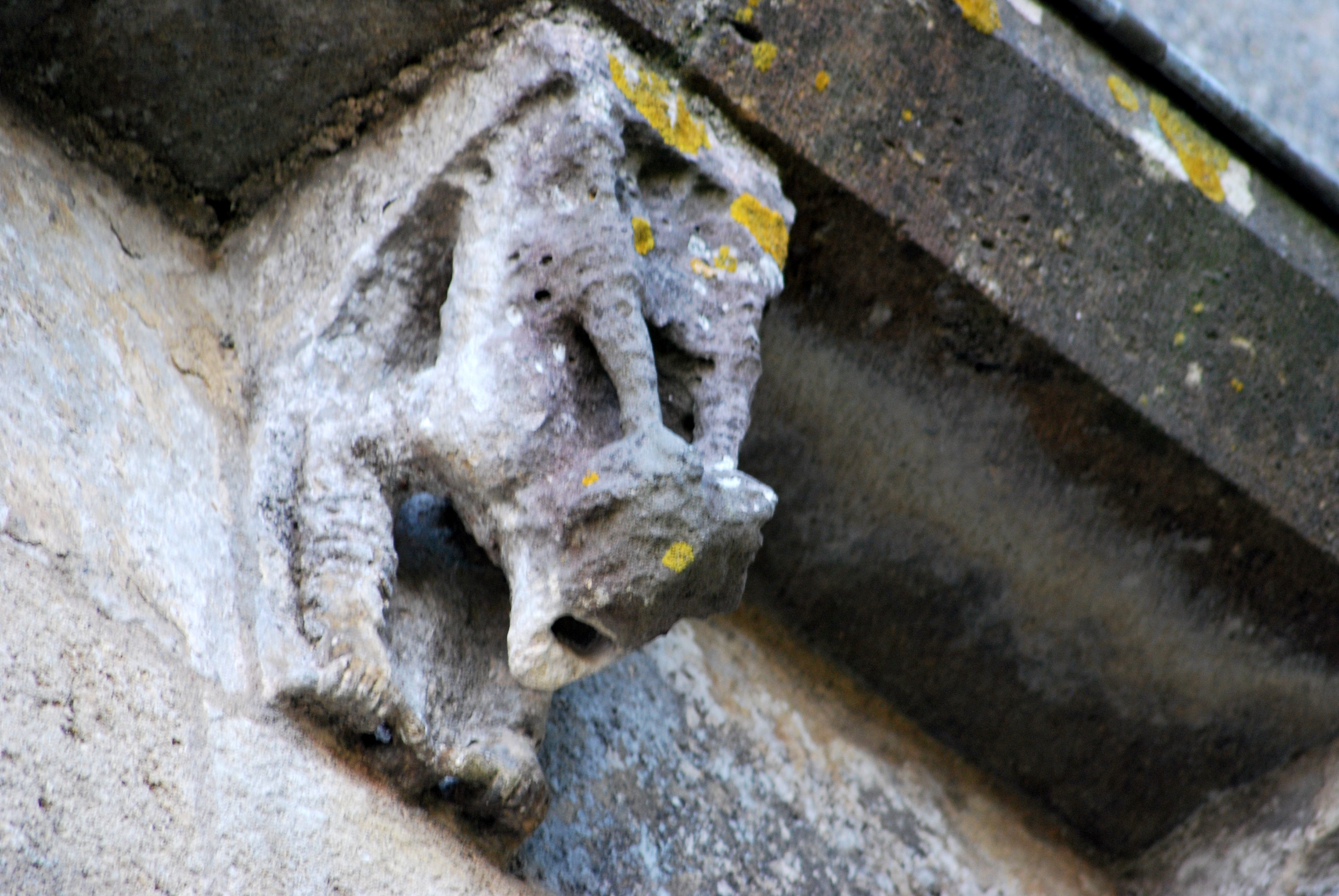
Bouliac, Gironde
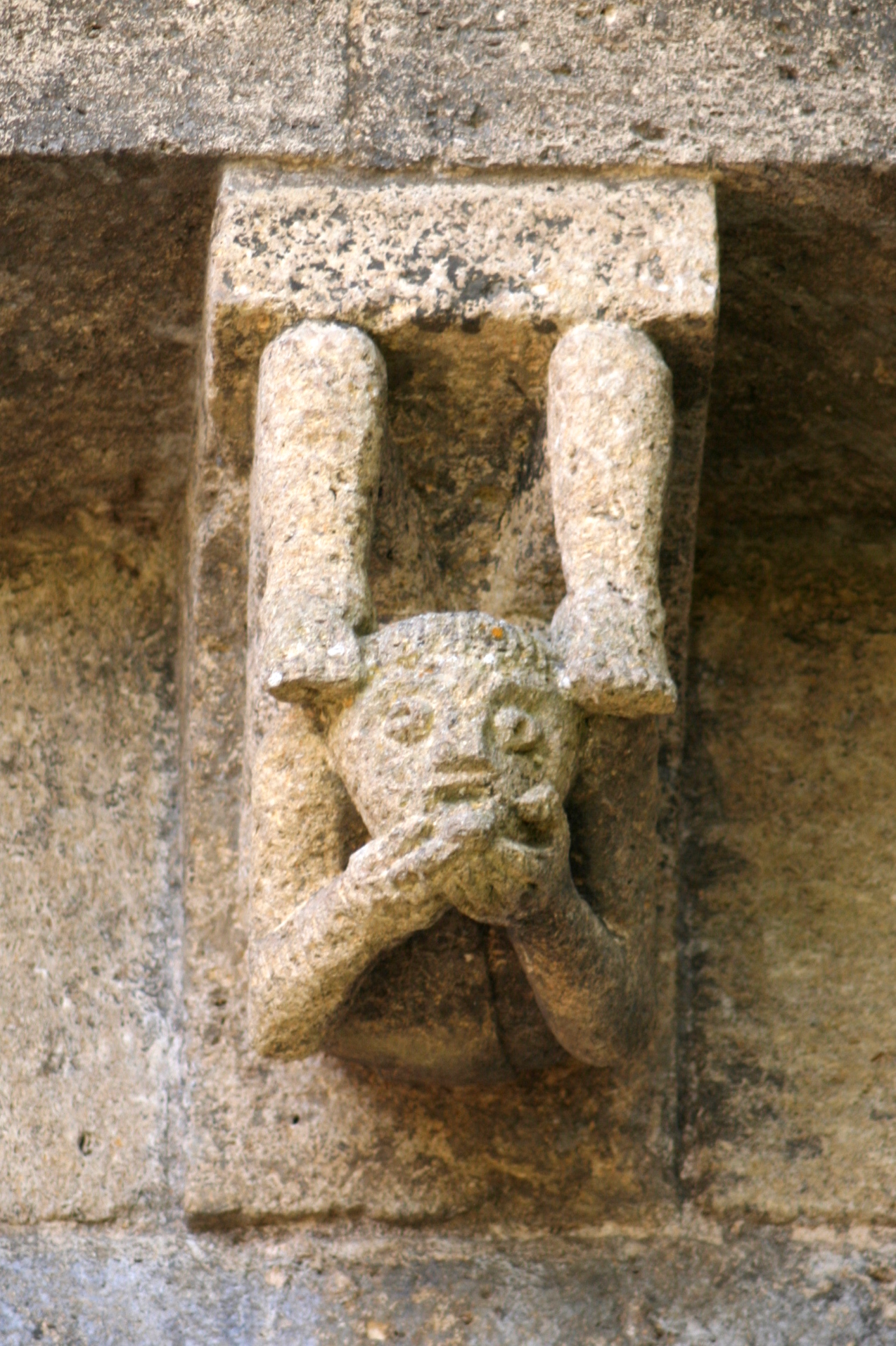
La Sauve-Majeure, Gironde
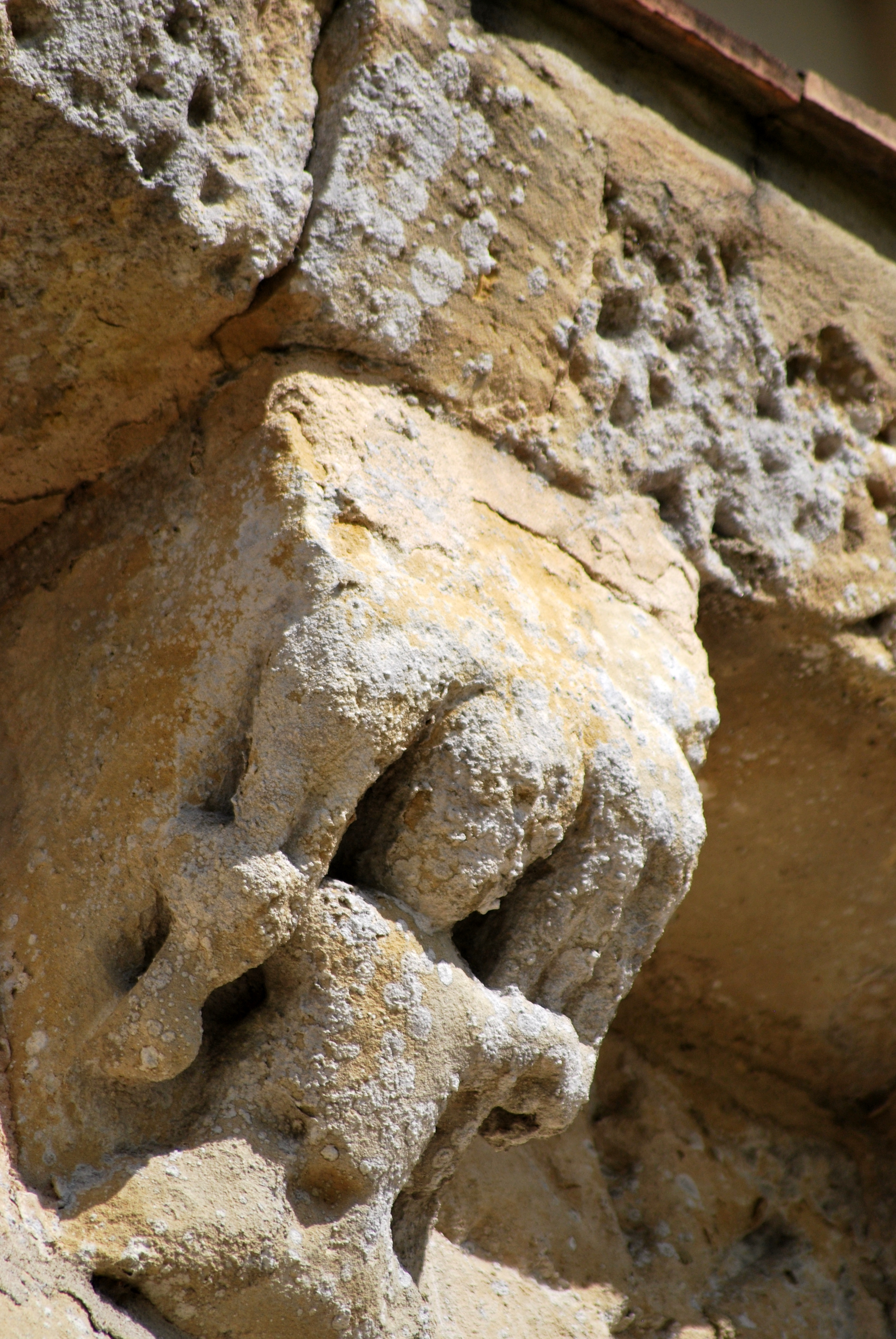
Saint-Martin-de-Sescas, Gironde

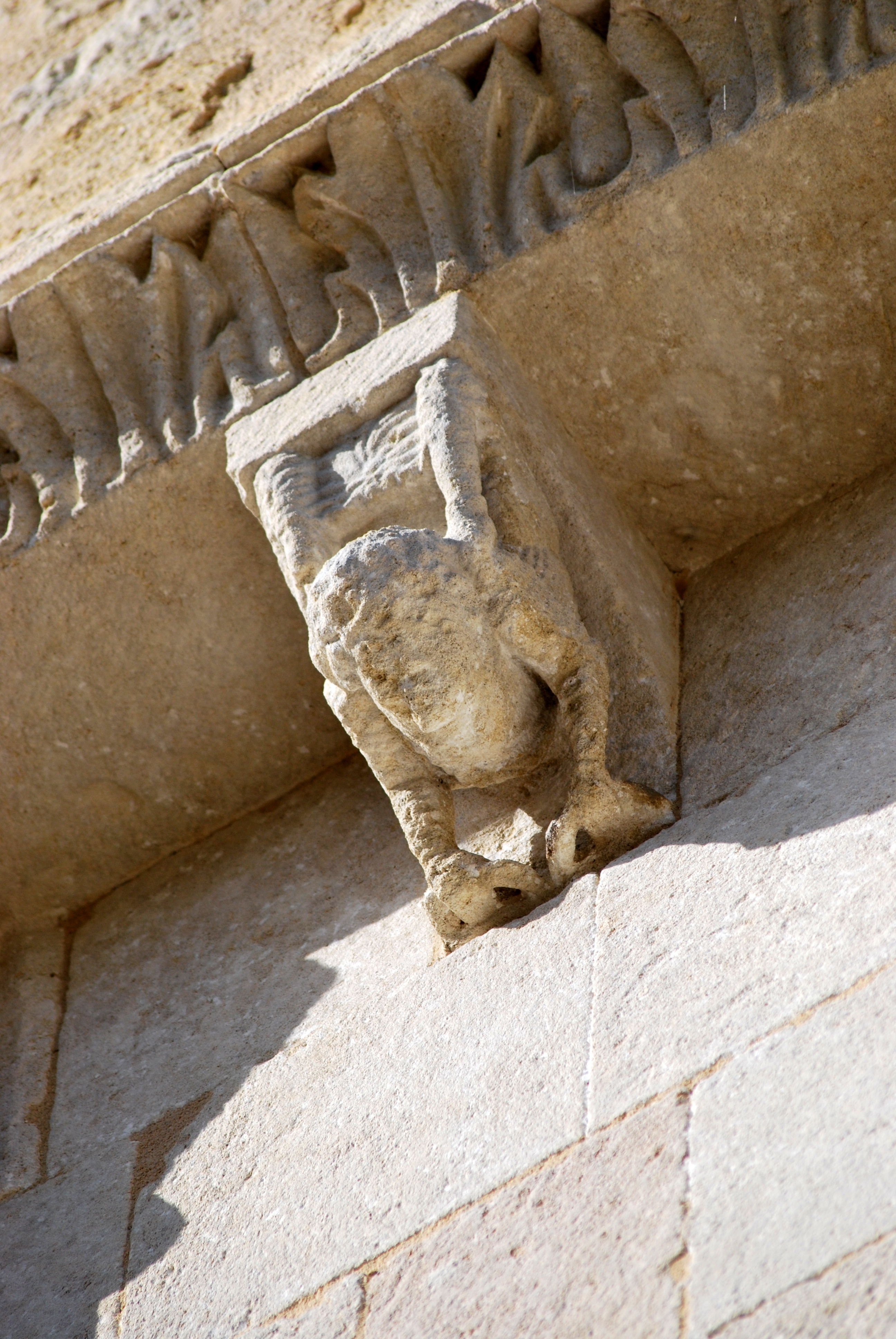
Saint-Quentin-de-Baron, Gironde
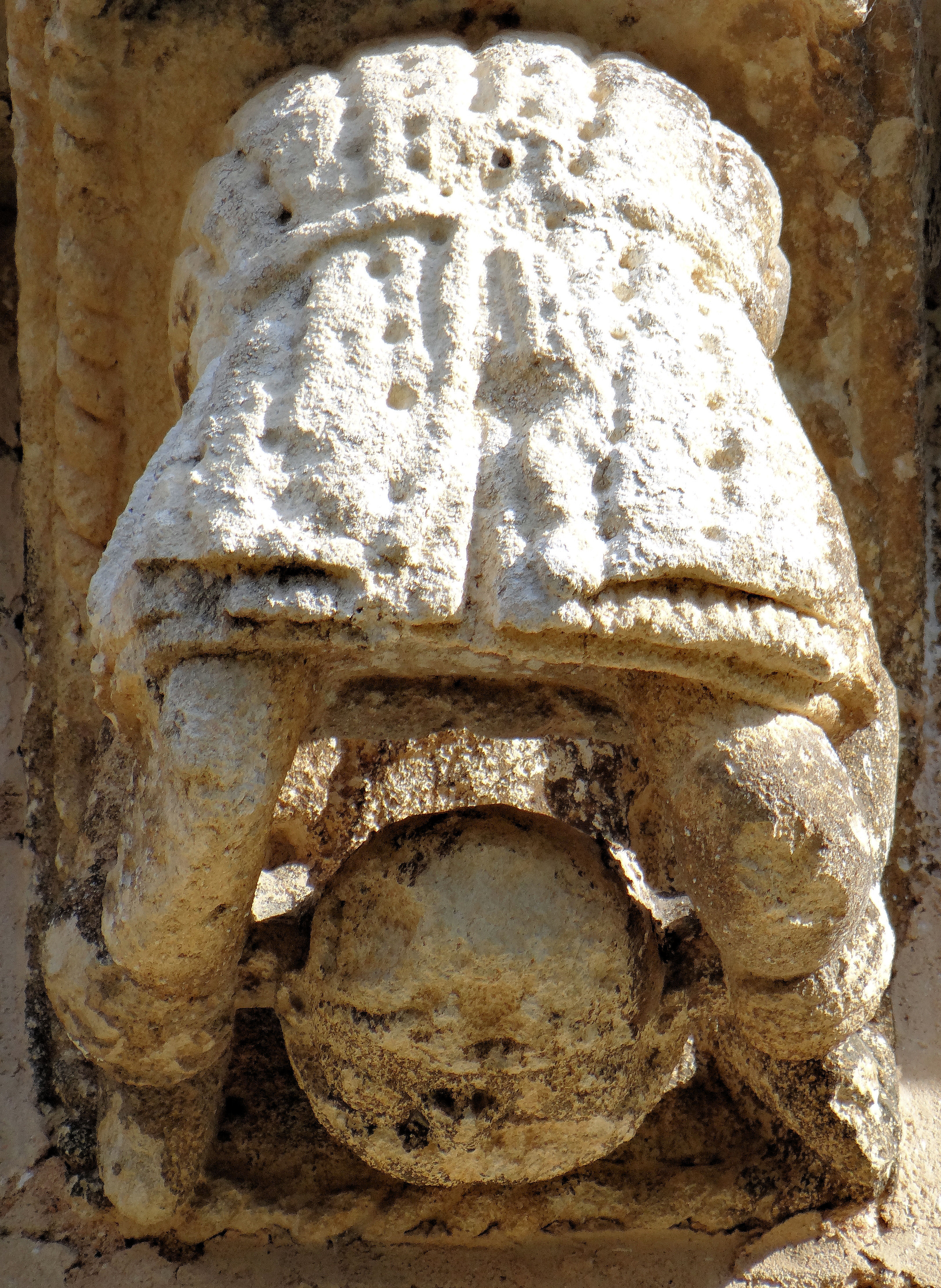
Besse, Dordogne
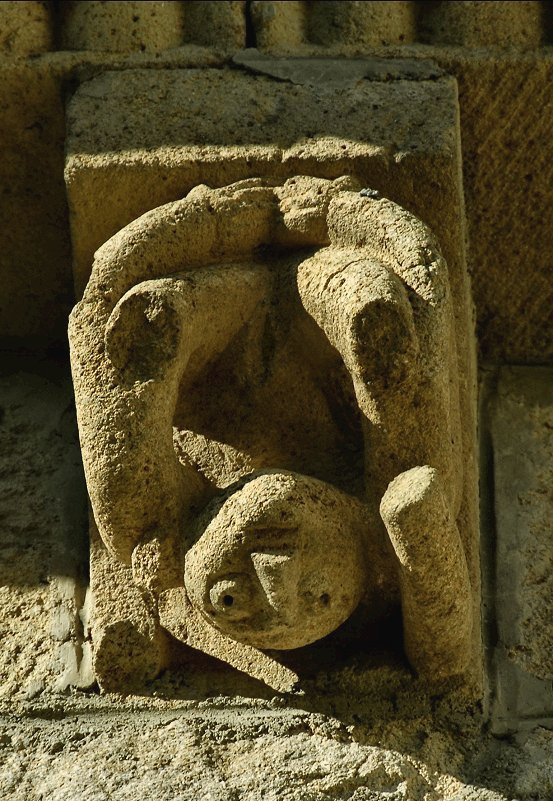
Lunac, Aveyron
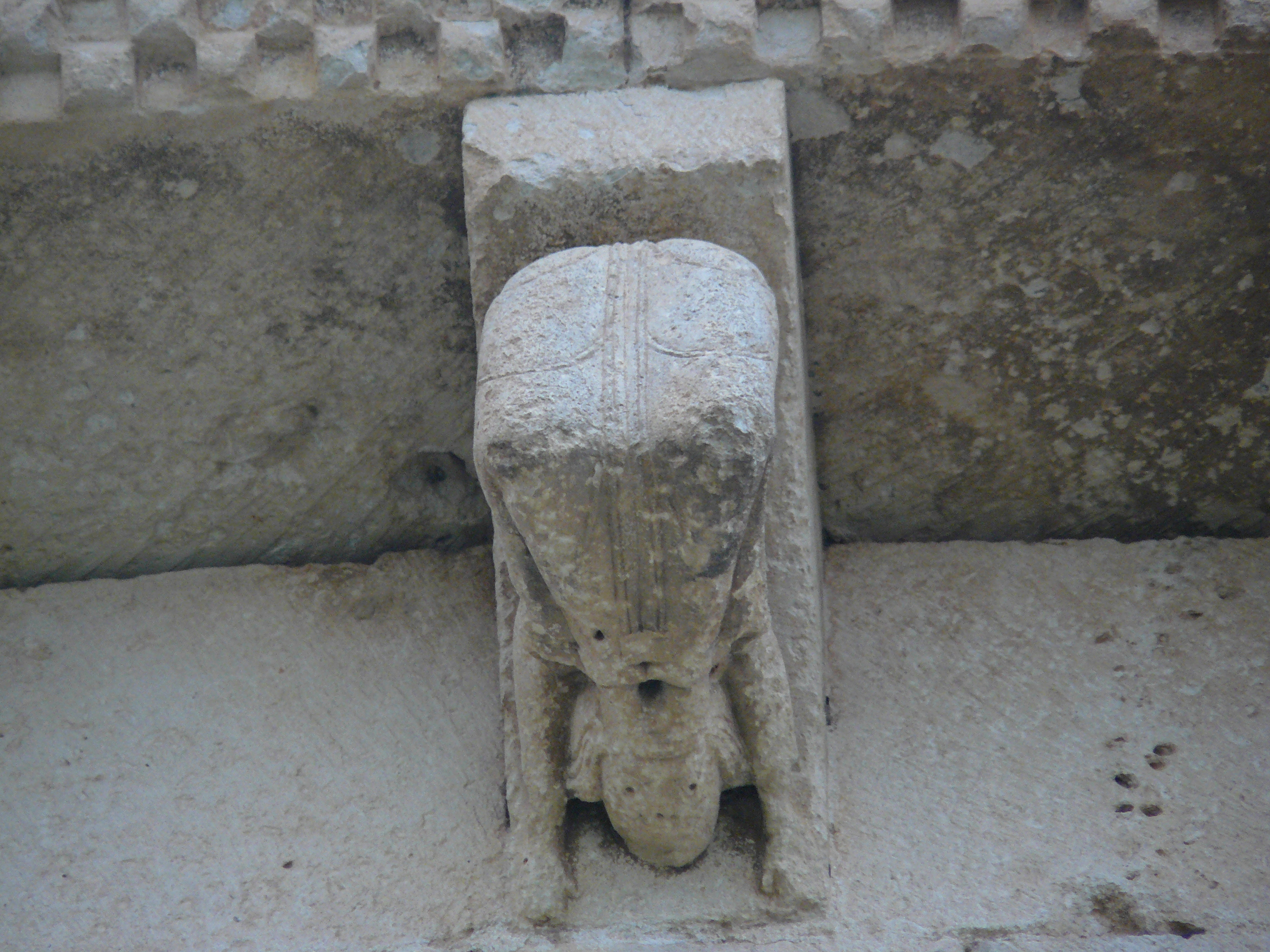
Fuentidueña, Espagne
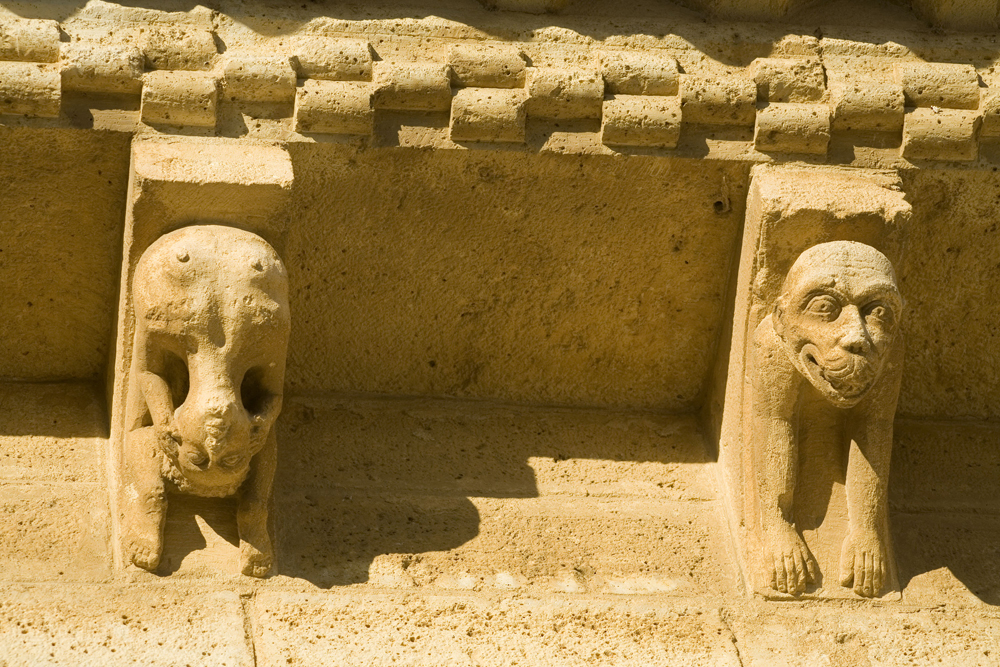
Frómista, Espagne
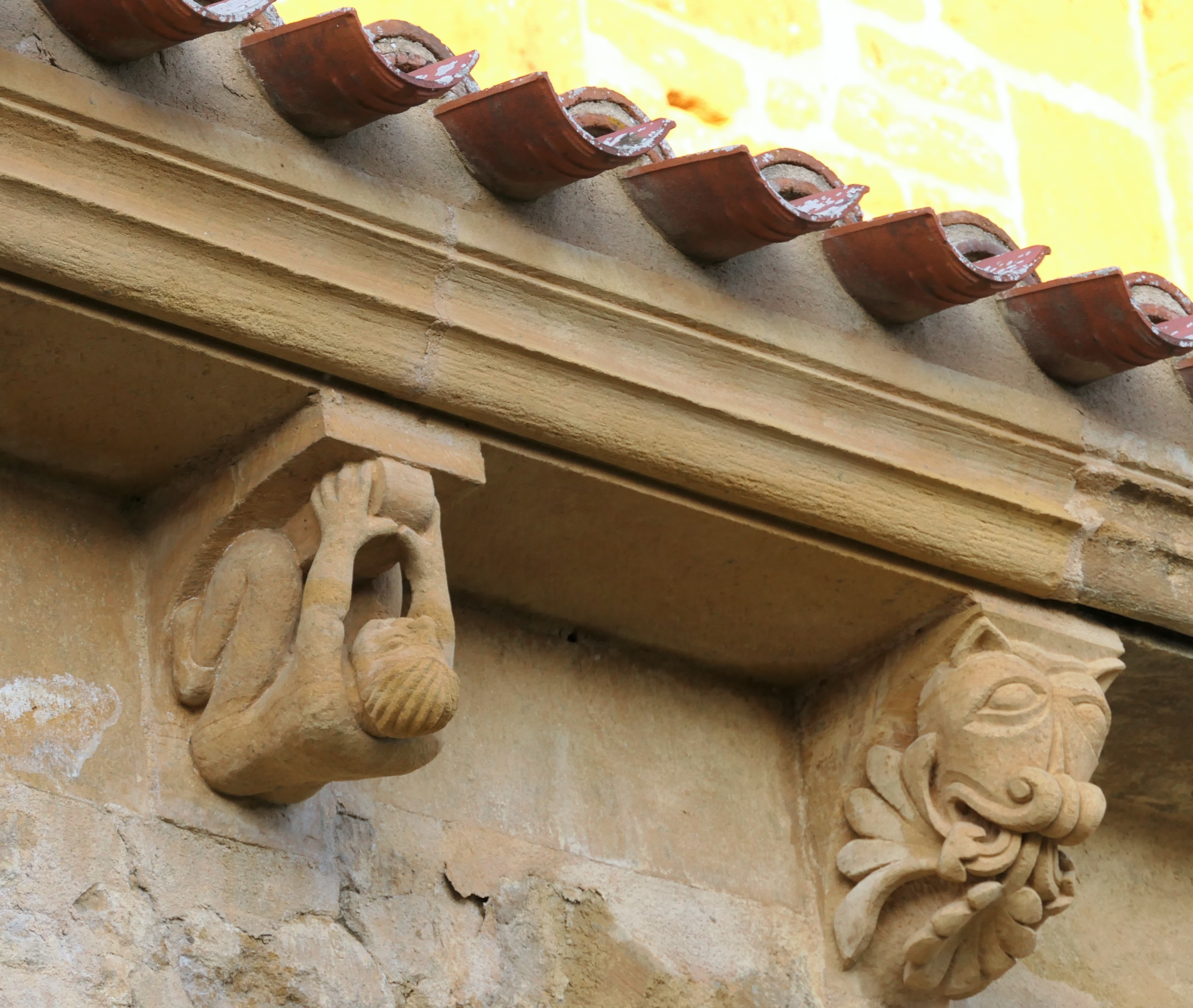
Anzy-le-Duc, Bourgogne, Saône-et-Loire

### Les masques démoniaques et humains

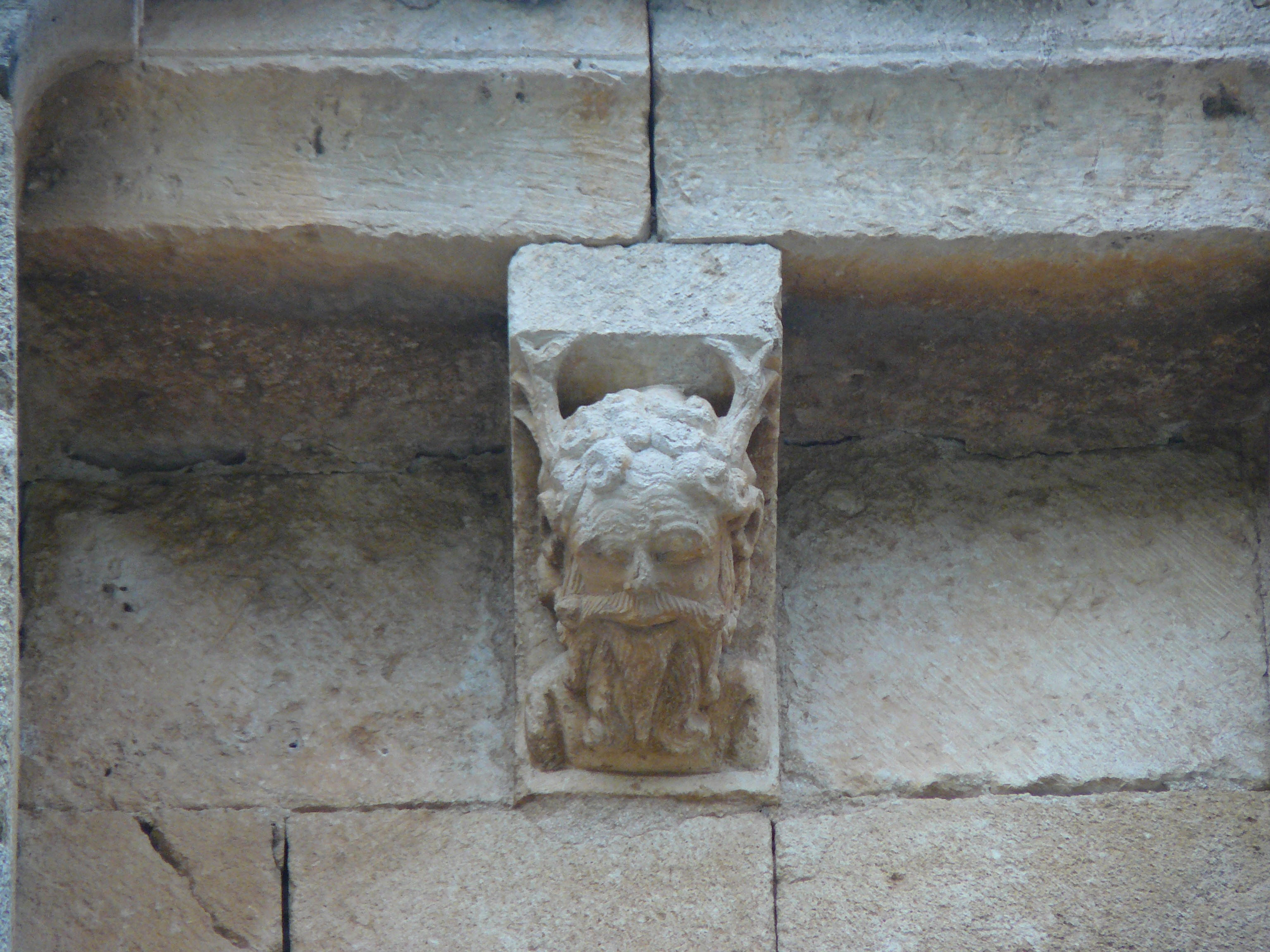
Pan ? : Espagne
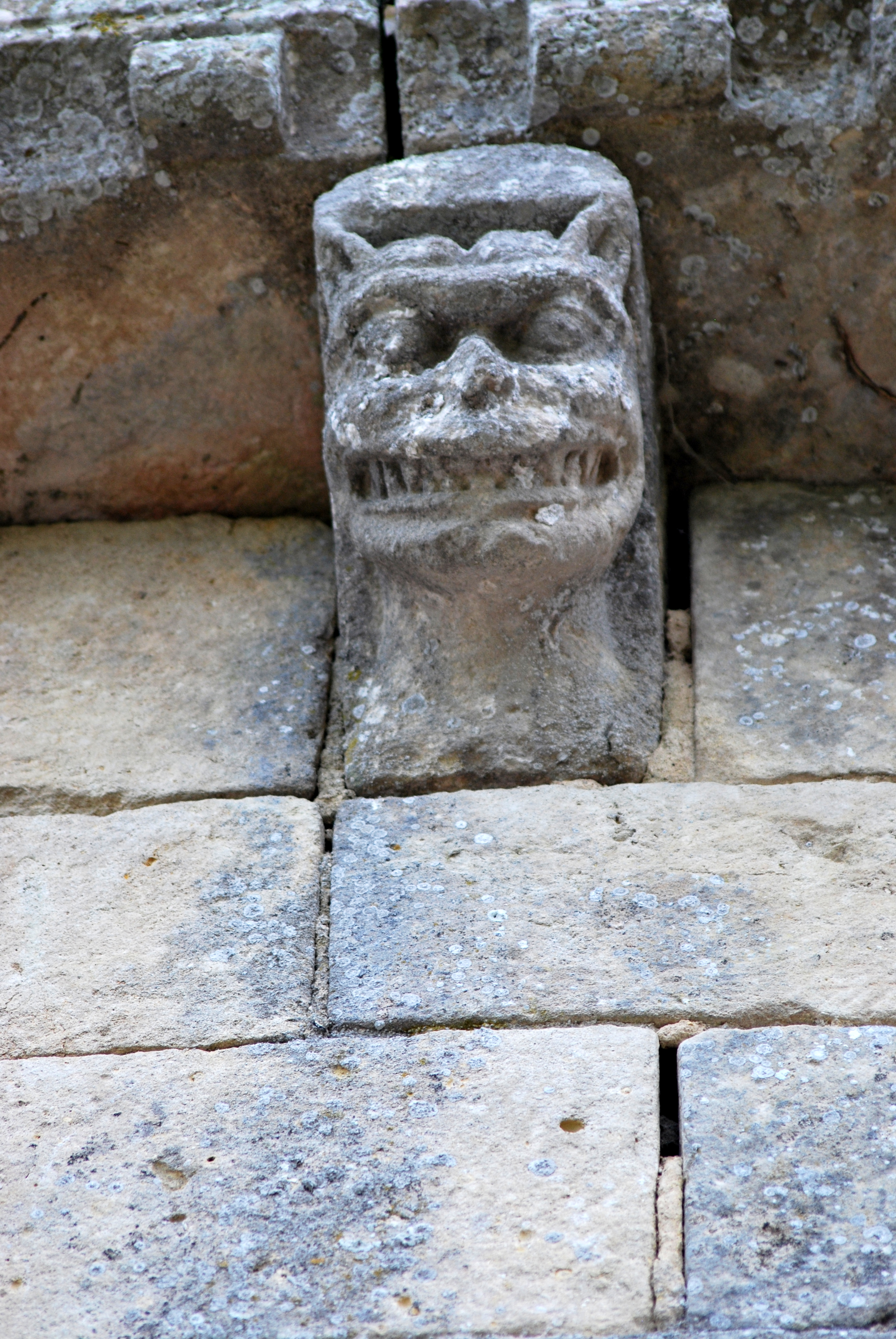
Démon :
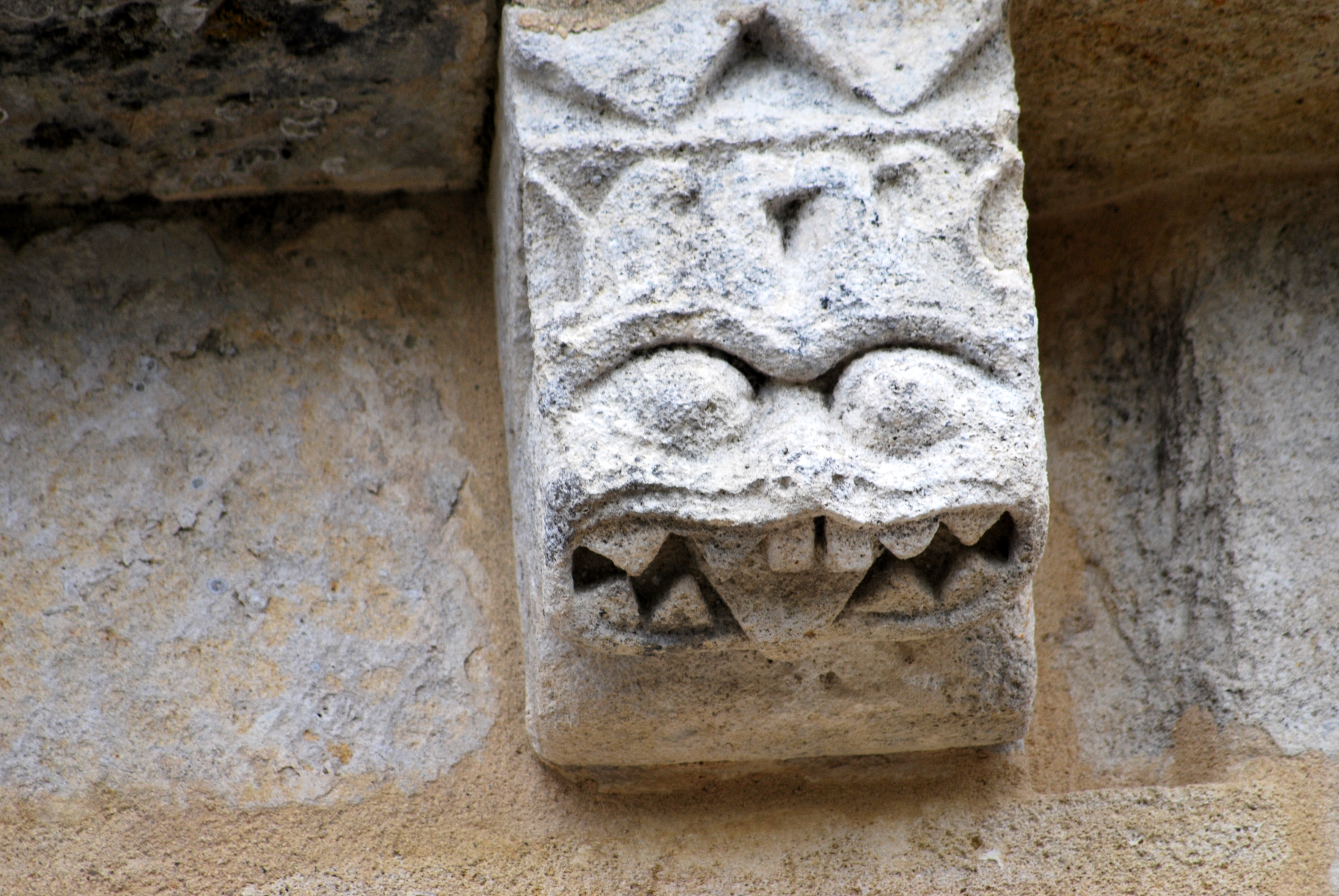
Démon : Lugaignac, Gironde
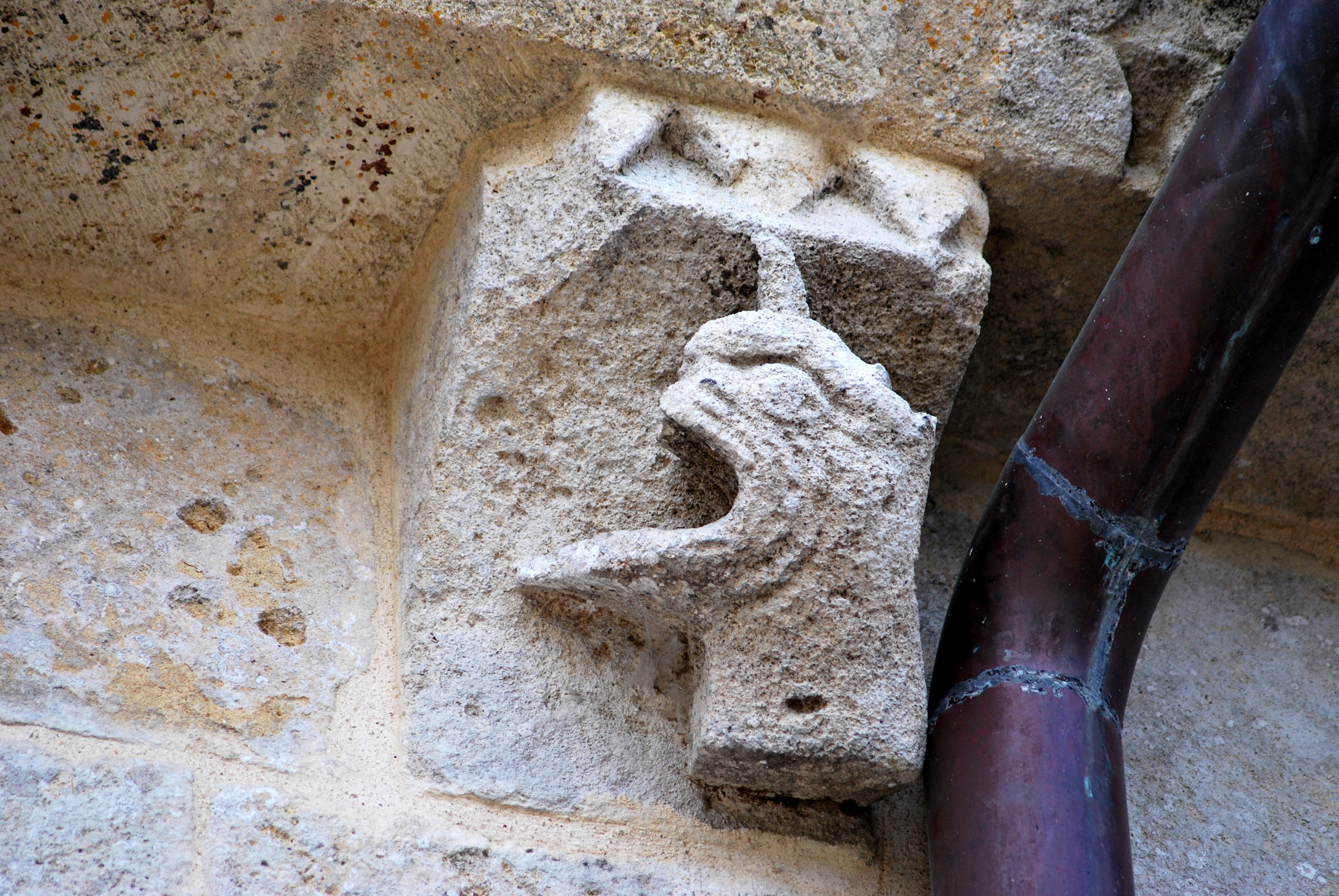
Monstre : Lugaignac, Gironde
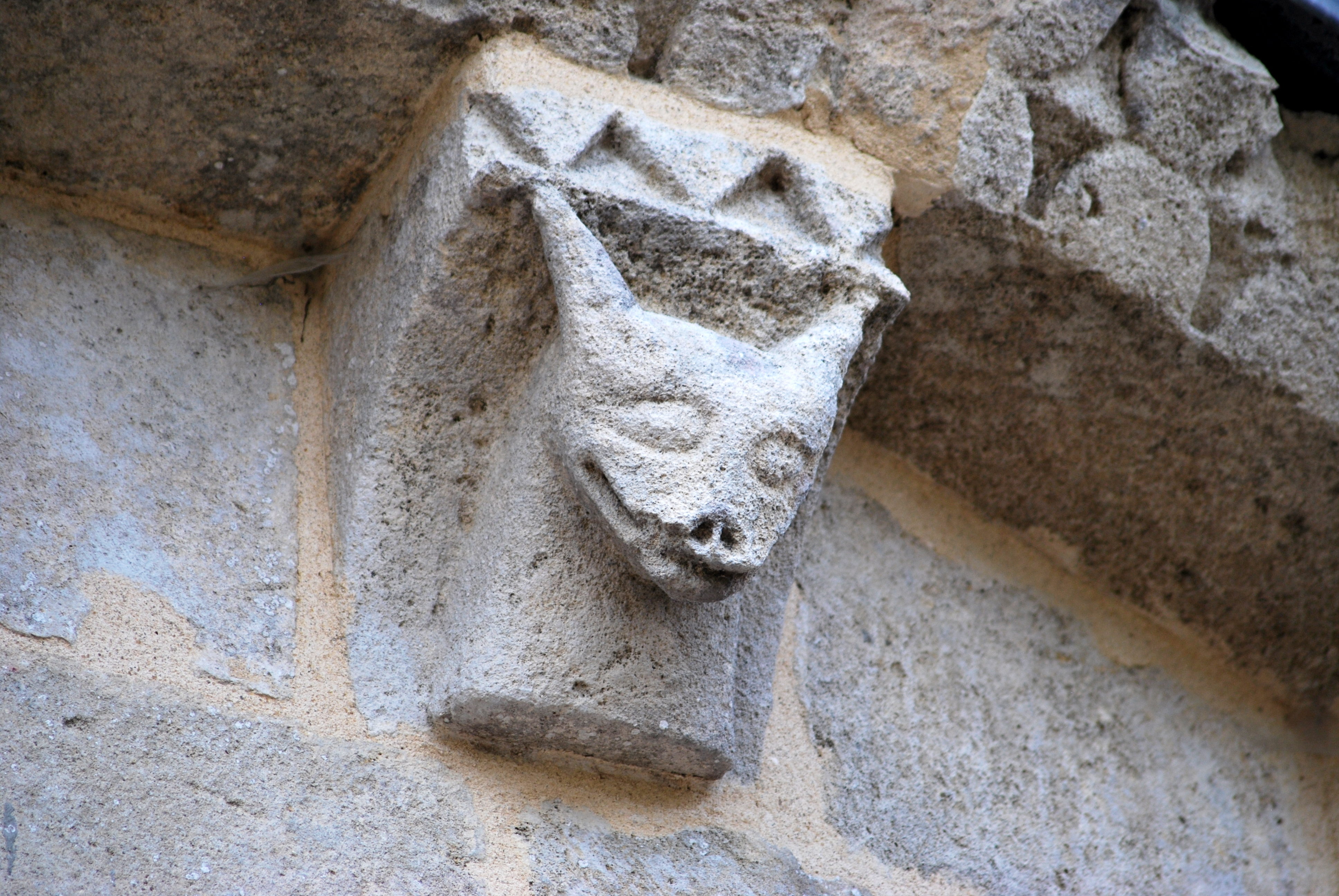
Monstre : Lugaignac, Gironde
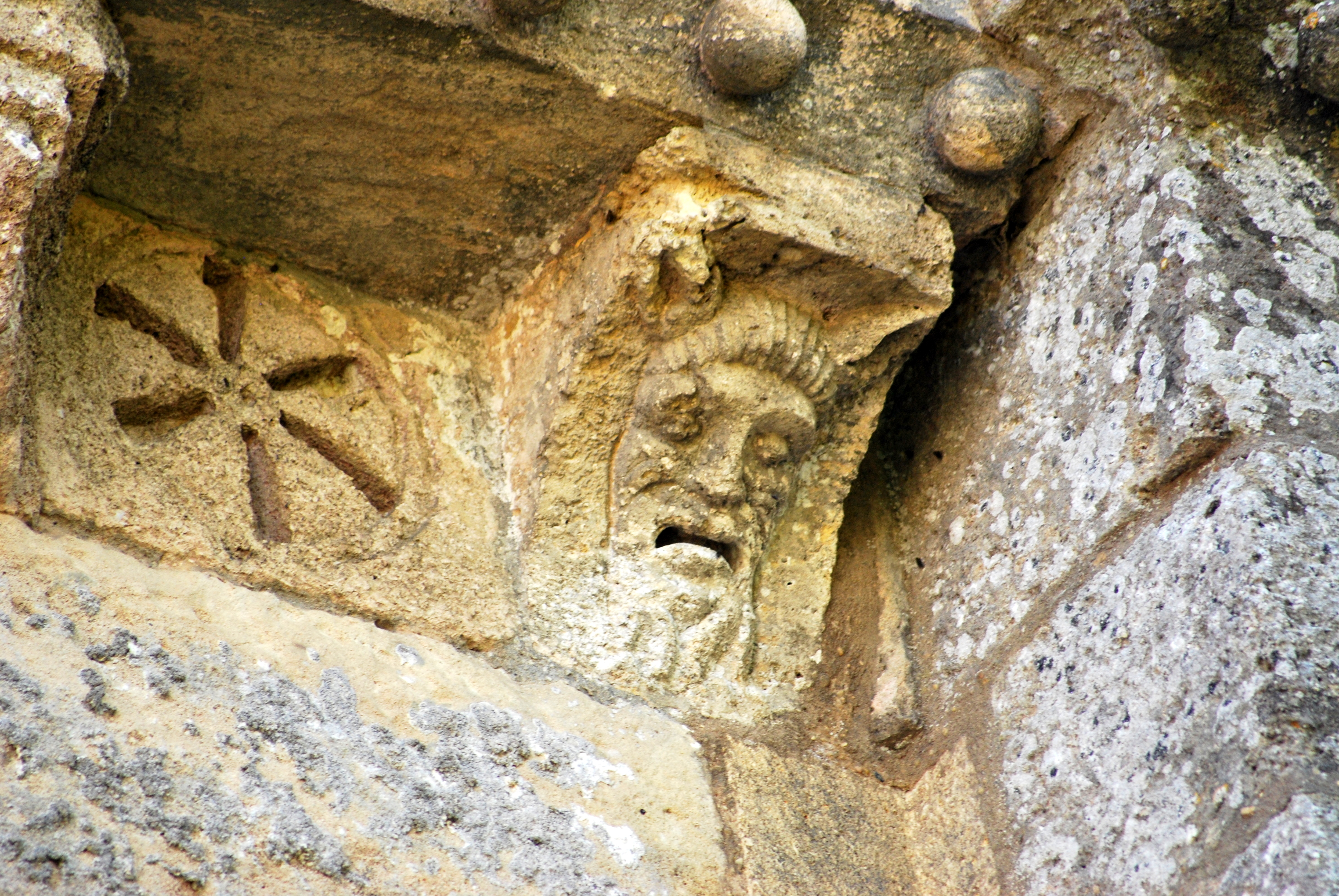
Démon : Loupiac, Gironde

Démon mangeant des hommes :
Ce type de modillon est très fréquent. Il est souvent à proximité des modillons qui illustrent des pécheurs. C'est un rappel que les êtres maléfiques nous guettent et la bouche du démon est la porte de l'Enfer.

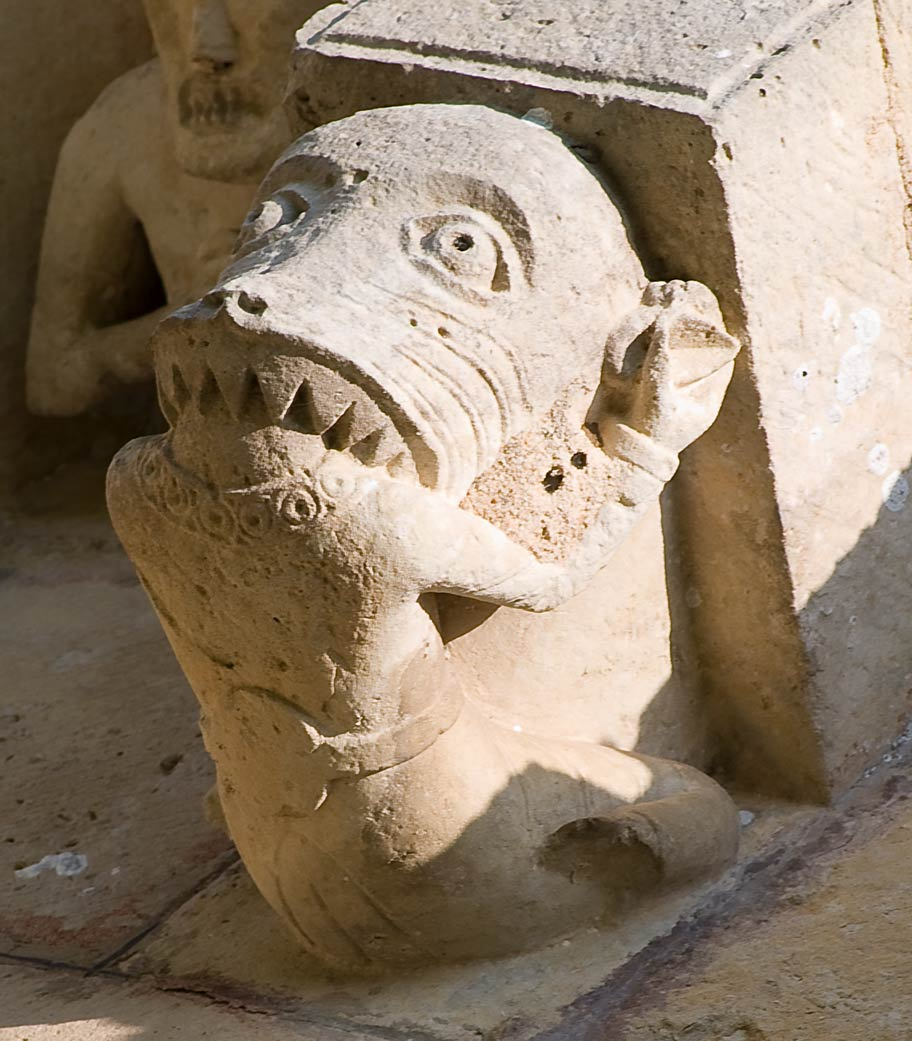
Aulnay, Charente-Maritime
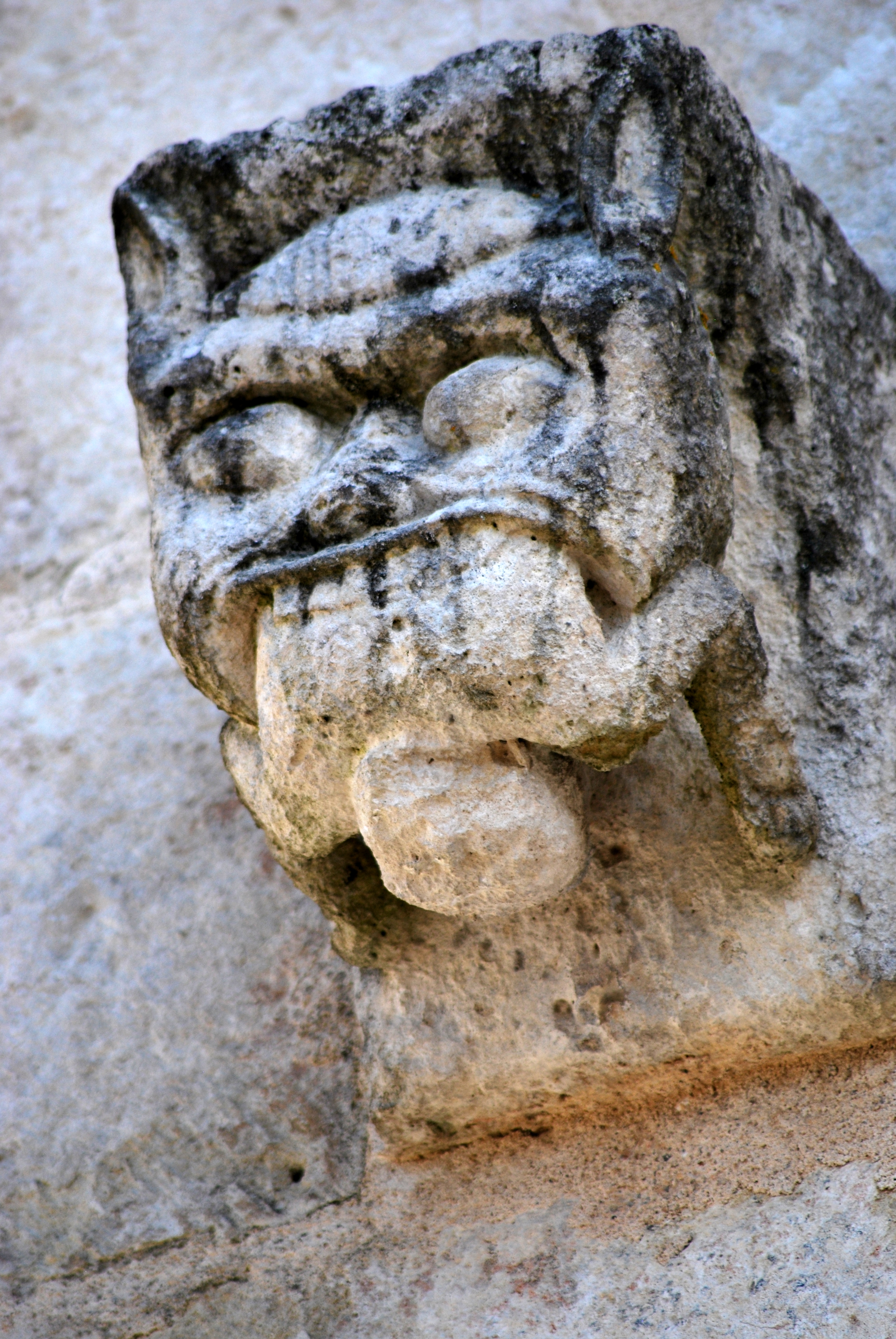
Saint-Quentin-de-Baron, Gironde
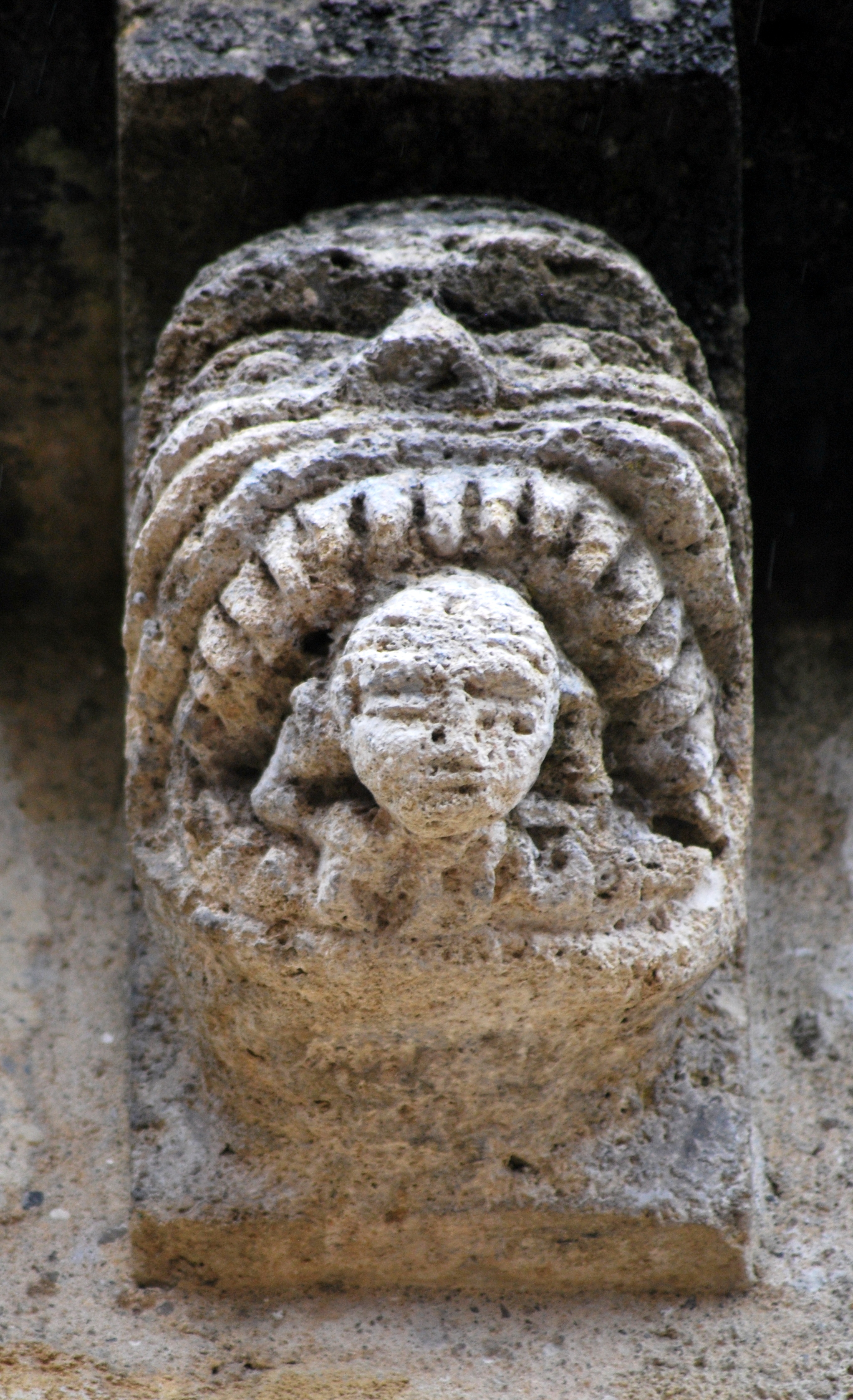
Carignan, Gironde
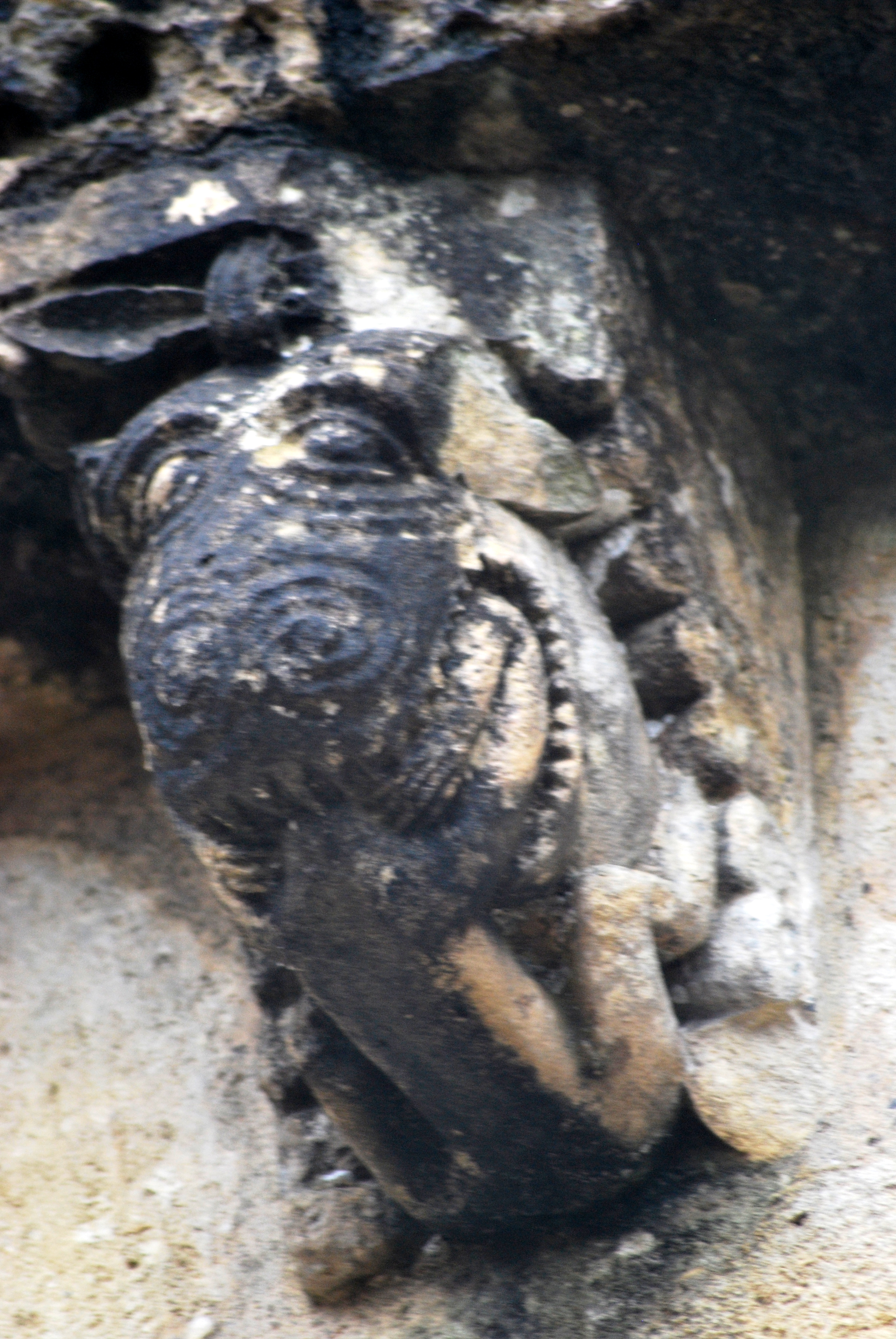
Carignan, Gironde
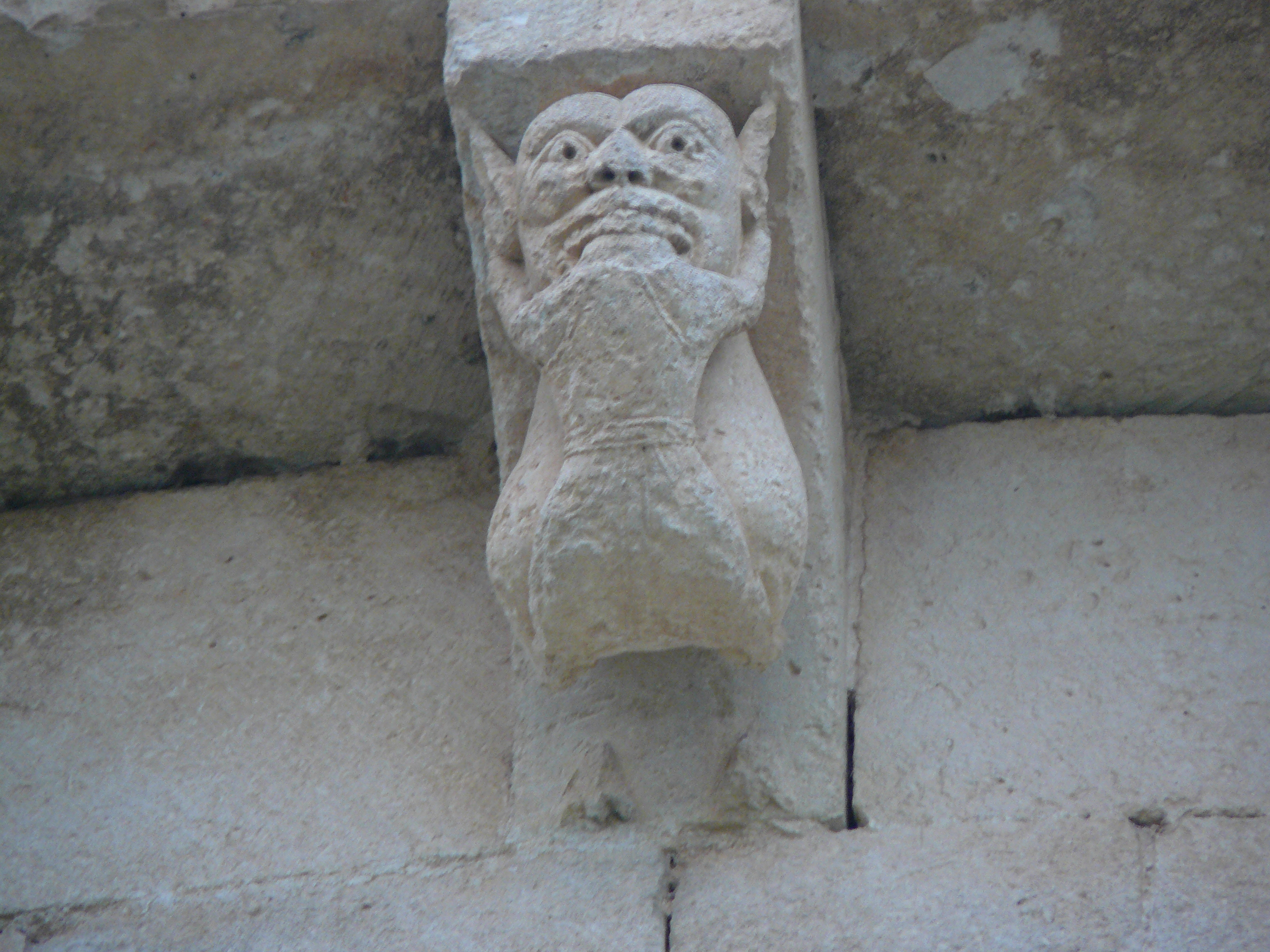
Fuentidueña, Espagne

Uncastillo, Espagne
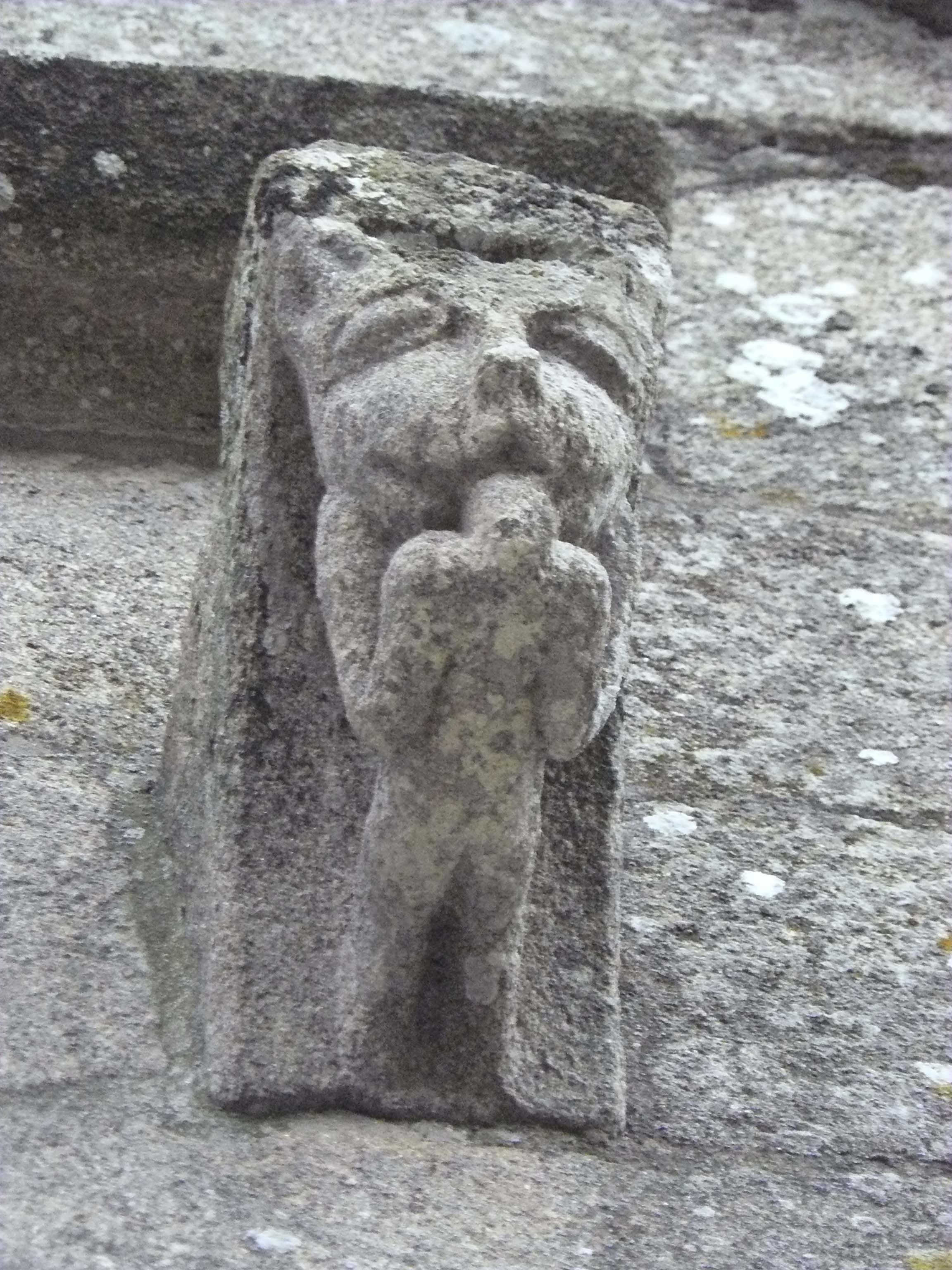
Ansemil, Espagne
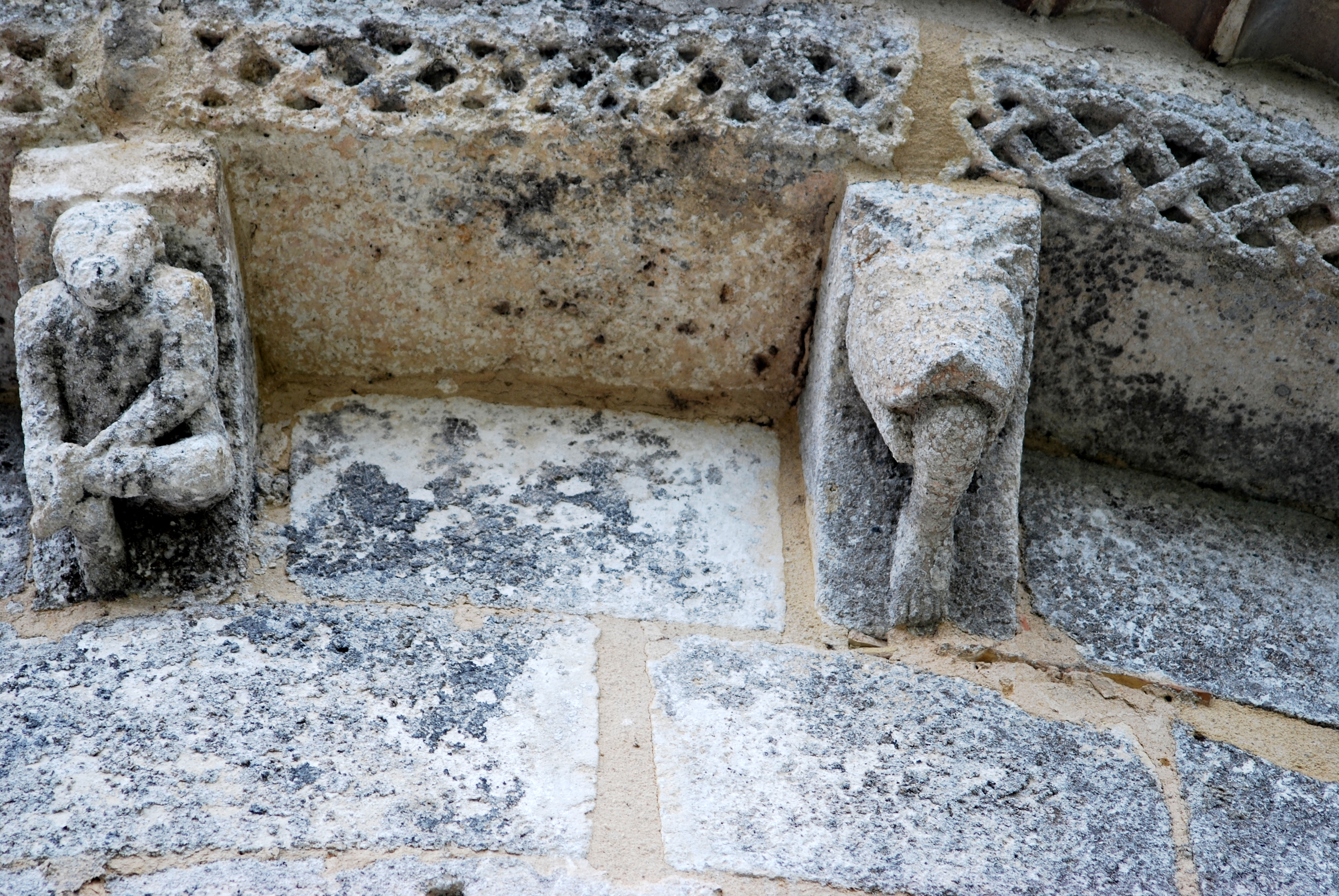
Saint-Étienne-de-Lisse, Gironde
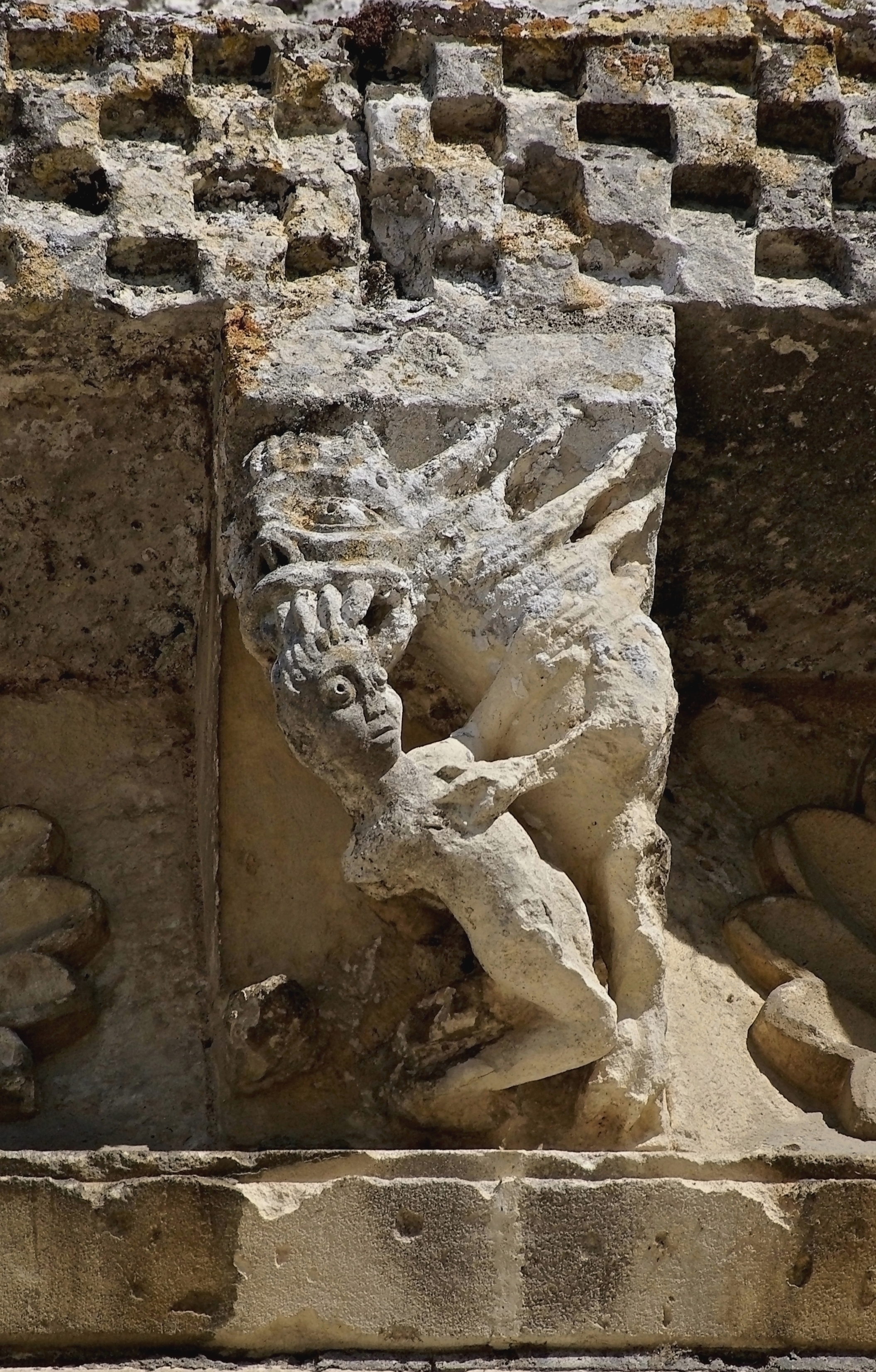
Châteauneuf-sur-Charente, Charente
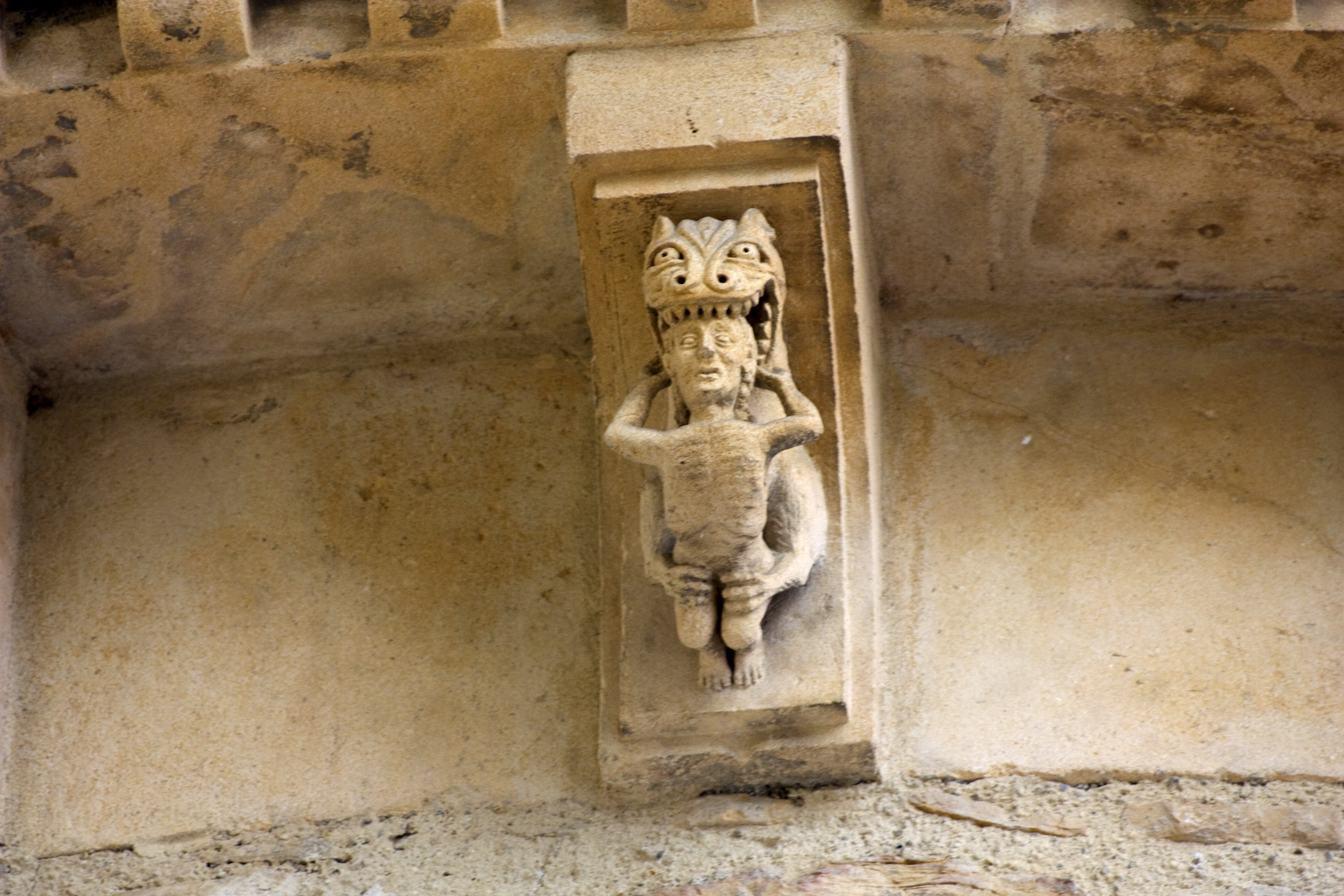
Saint-Gaudens, Haute-Garonne

Les cracheurs de lianes ou rinceaux :
L'être vivant qui 'crache des rinceaux' est un leitmotiv de l'art roman (Bougoux). On voit parfois les rinceaux entrer (ou sortir) par les oreilles ou le nez. Il y a évidemment un rapprochement avec l'Homme vert, un très ancien symbole de l'esprit de la Terre et de la Nature.
Le cracheur de rinceaux peut être dans un contexte diabolisé. Soit l'être est un démon ou un animal diabolique, soit un humain qui est pécheur. On ne voit jamais un saint personnage en train de rejeter des rinceaux par la bouche. Les martyrs, apôtres, vierges et les gens « bien » gardent toujours la bouche fermée; l’idéal chrétien de cette époque est le moine régulier qui a fait vœux de silence.
Ce qui sort de la bouche évoque la parole ou la pensée, le cracheur de rinceaux dont les rameaux remontent vers le ciel sans présence ou voisinage diabolique peut être compris comme une évocation positive.

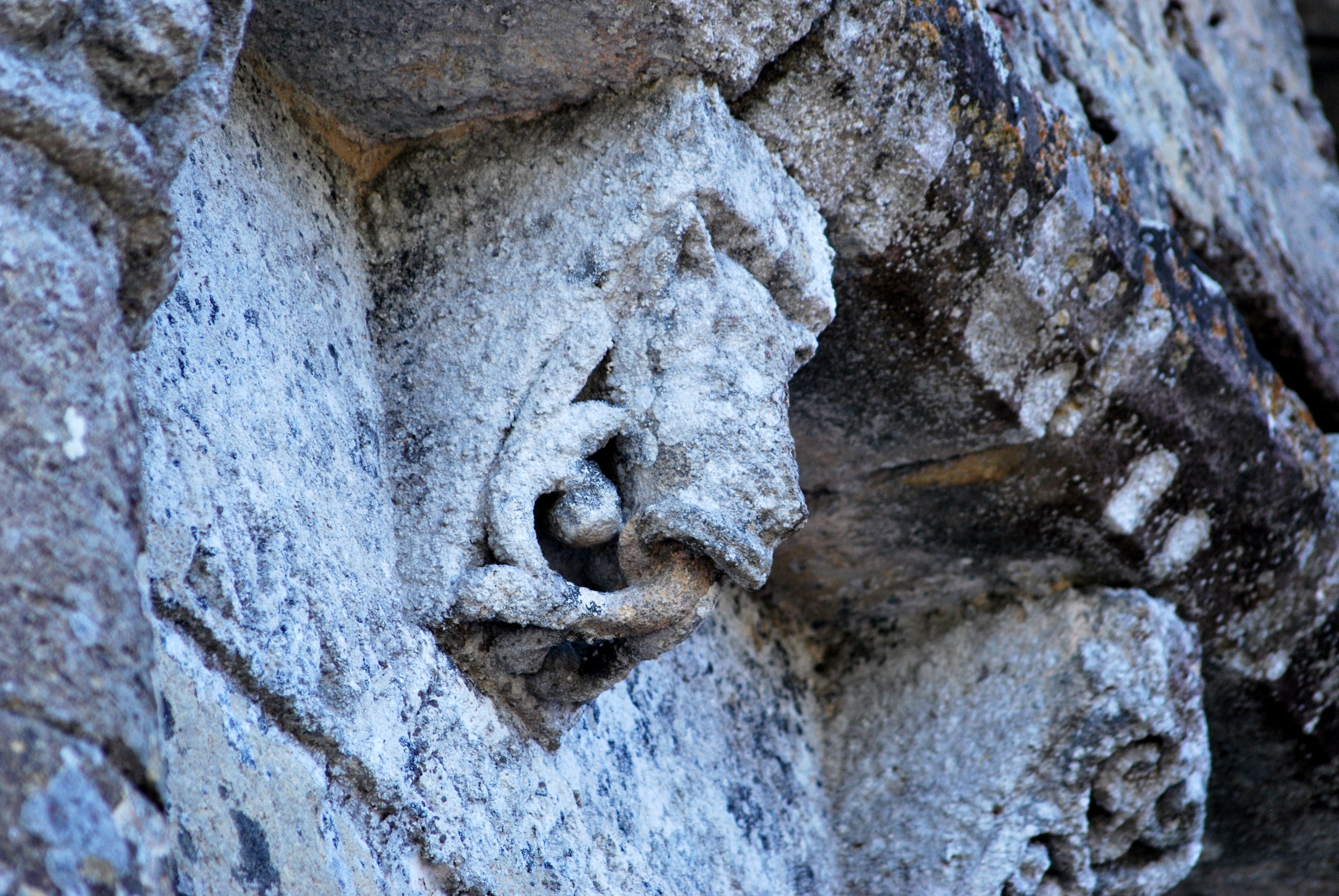
Saint-Maixant, Gironde
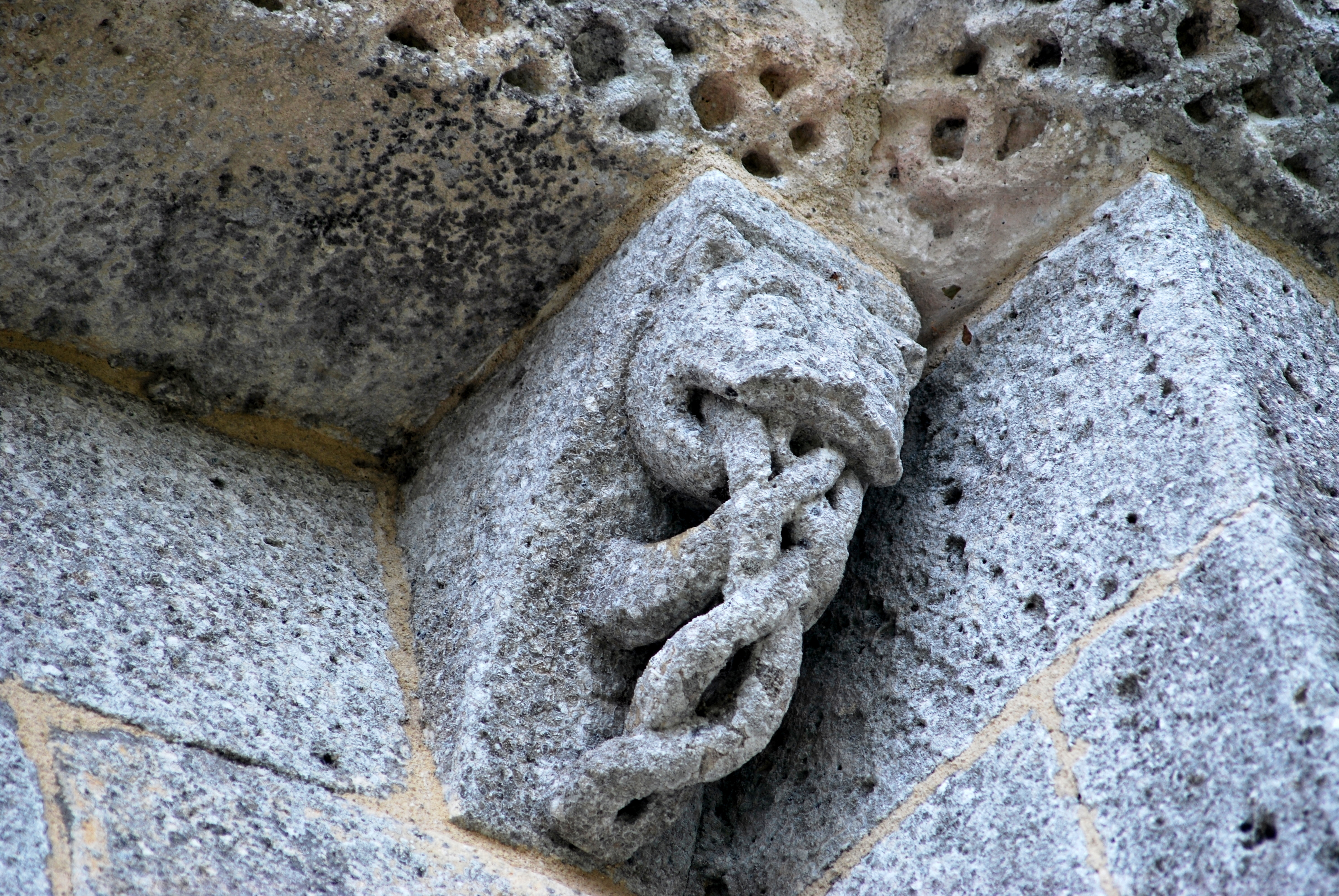
Saint-Étienne-de-Lisse, Gironde
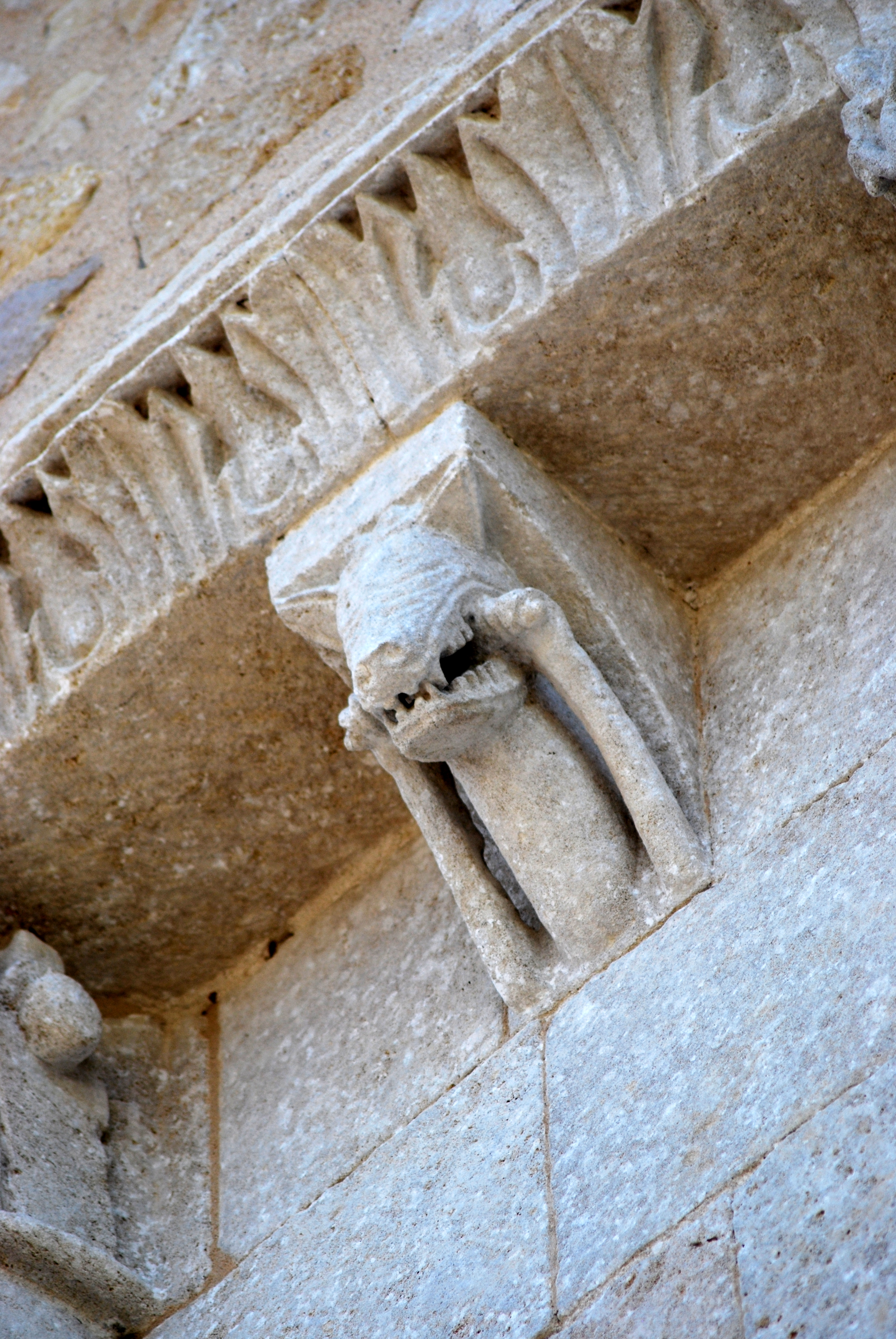
Bête avec tige entre crocs : Saint-Quentin-de-Baron, Gironde
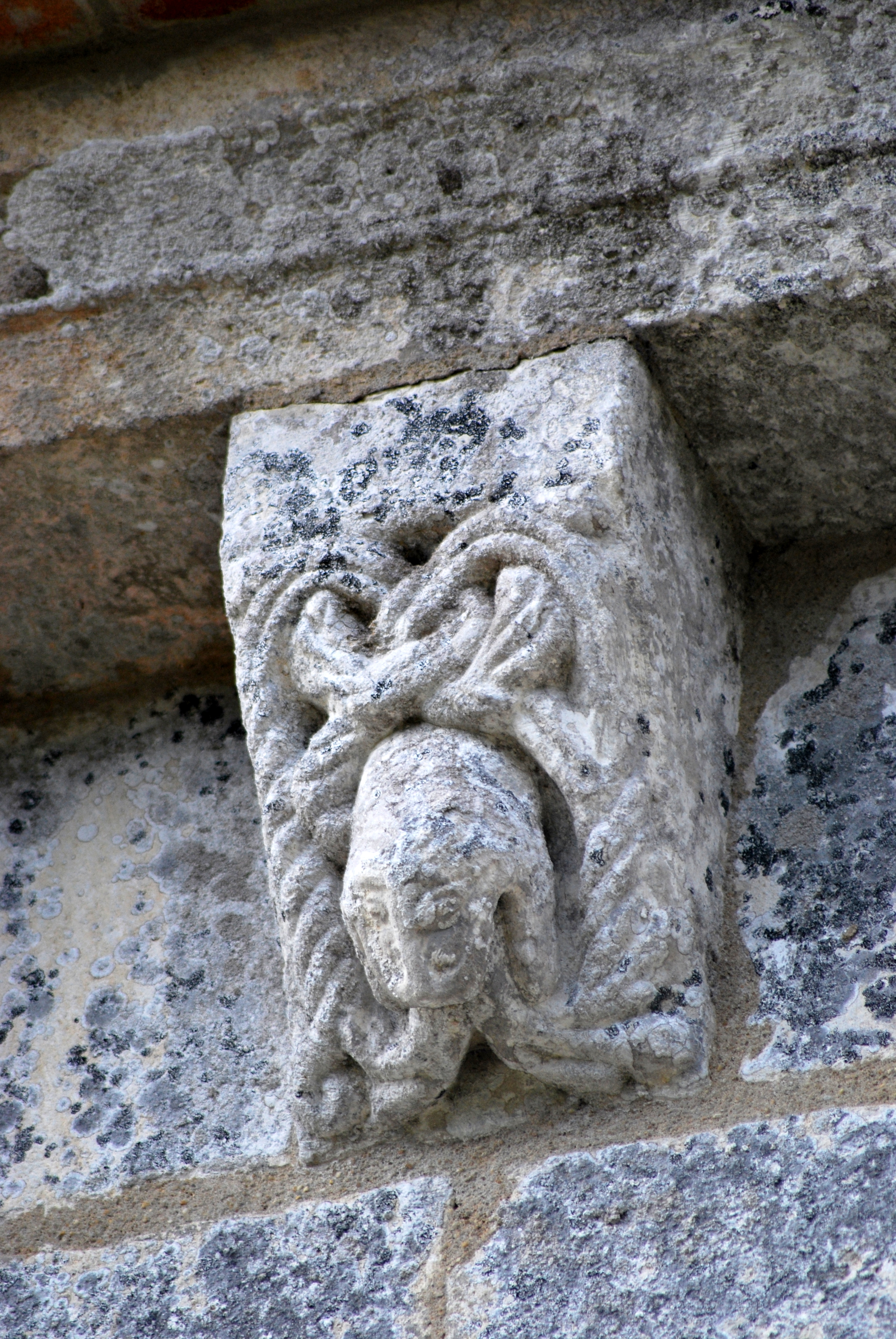
Lestiac, Gironde
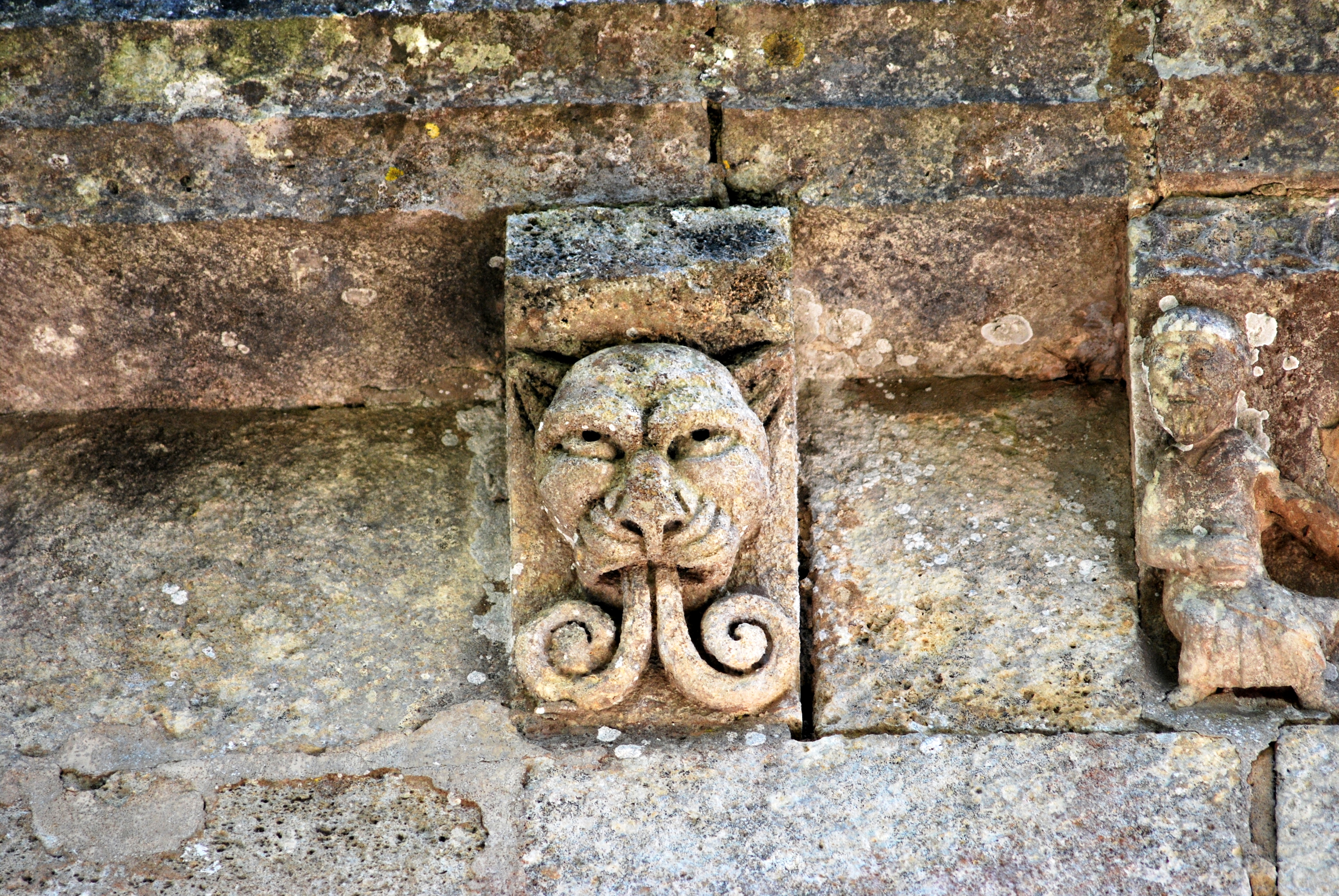
Cardan, Gironde

Têtes d'hommes :
Les masques humains ont des expressions de terreur ou font des grimaces. Dans leur voisinage, il y a toujours des êtres diaboliques. Lorsqu'il s'agit d'un masque de femme, elle est toujours laide, avec un visage ridé, montrant ses dents et portant un collier de perles. C'est peut être un symbole de la vanité et de l'aspect éphémère de la beauté et des richesses terrestres.

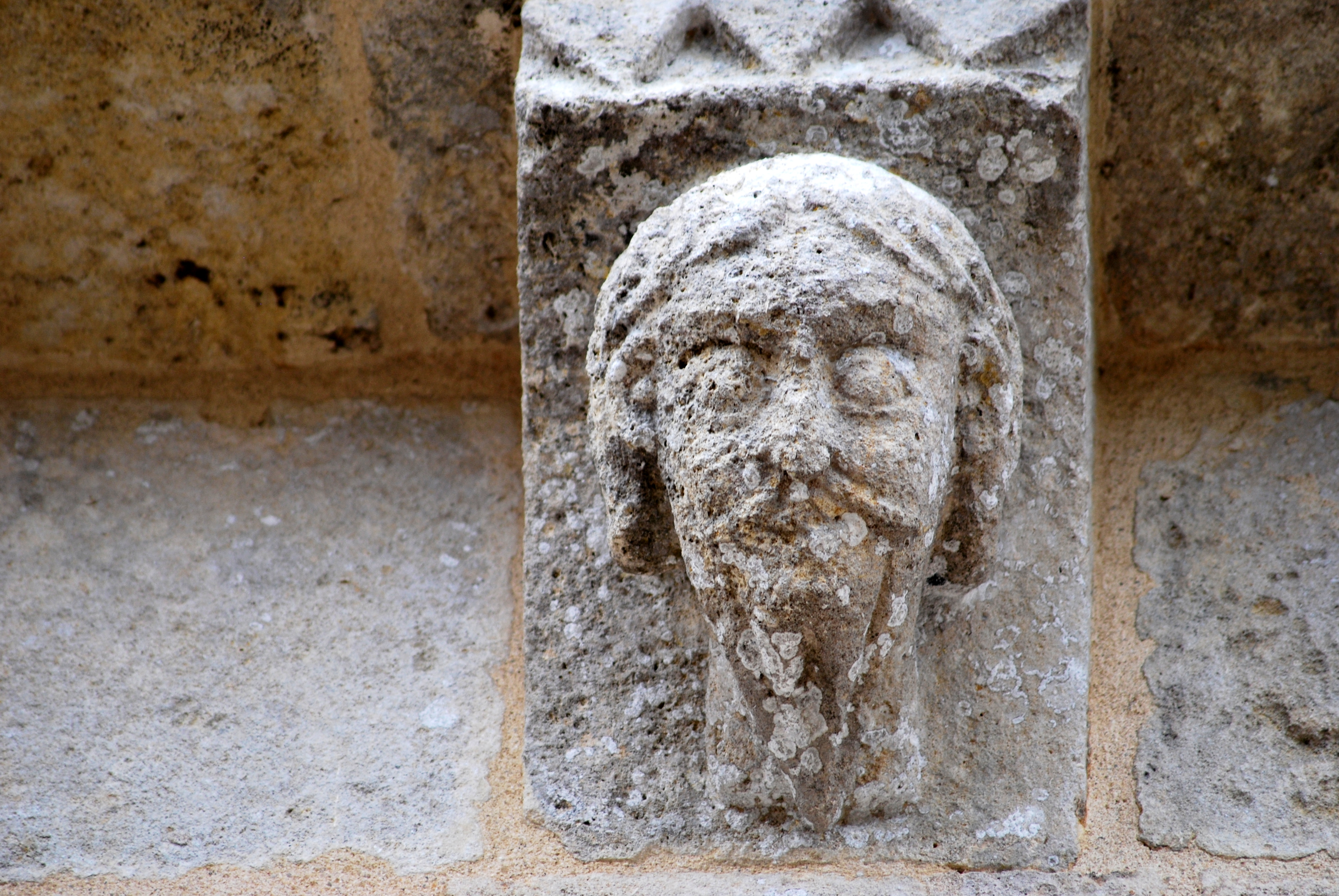
Lugaignac, Gironde
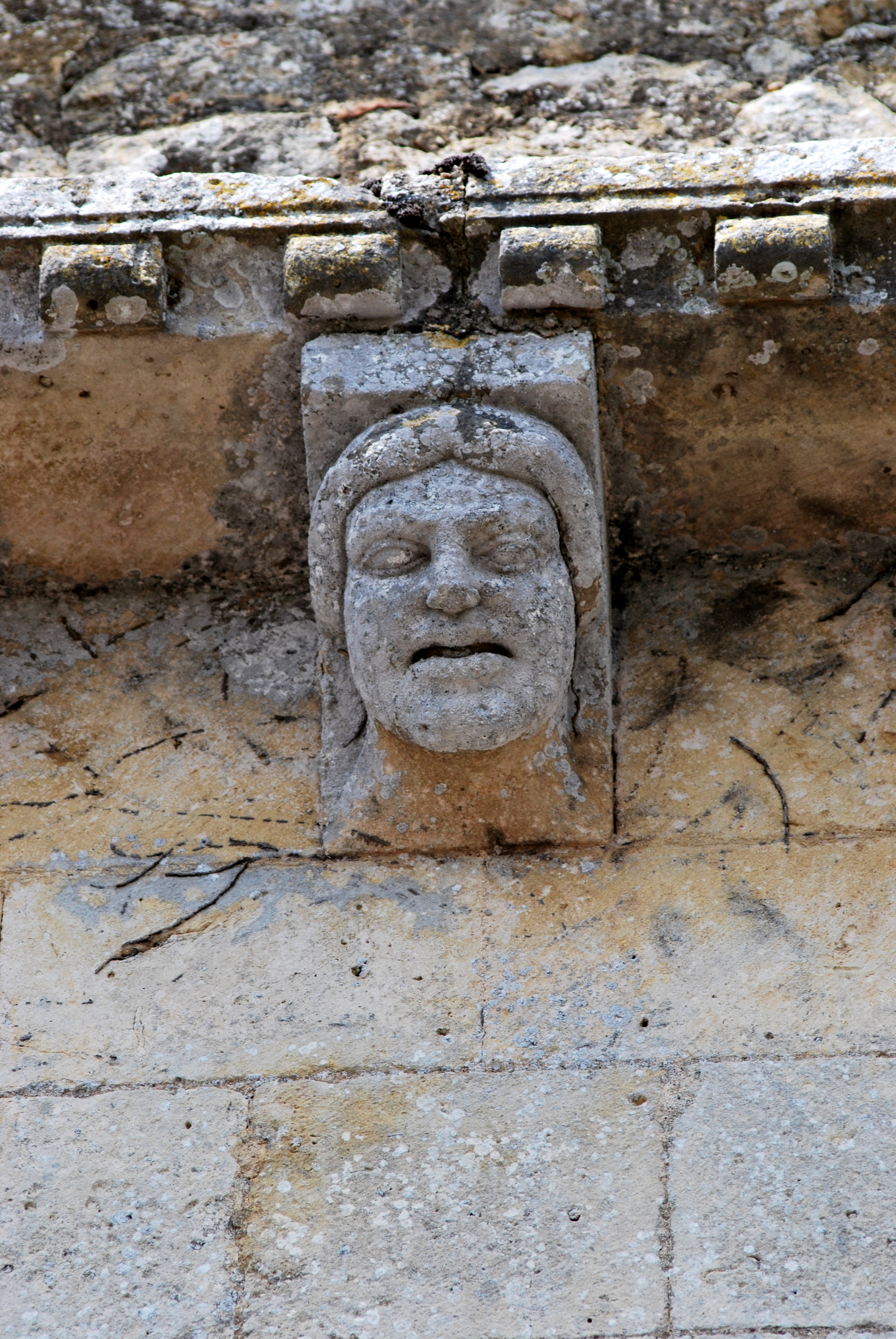
Doulezon, Gironde
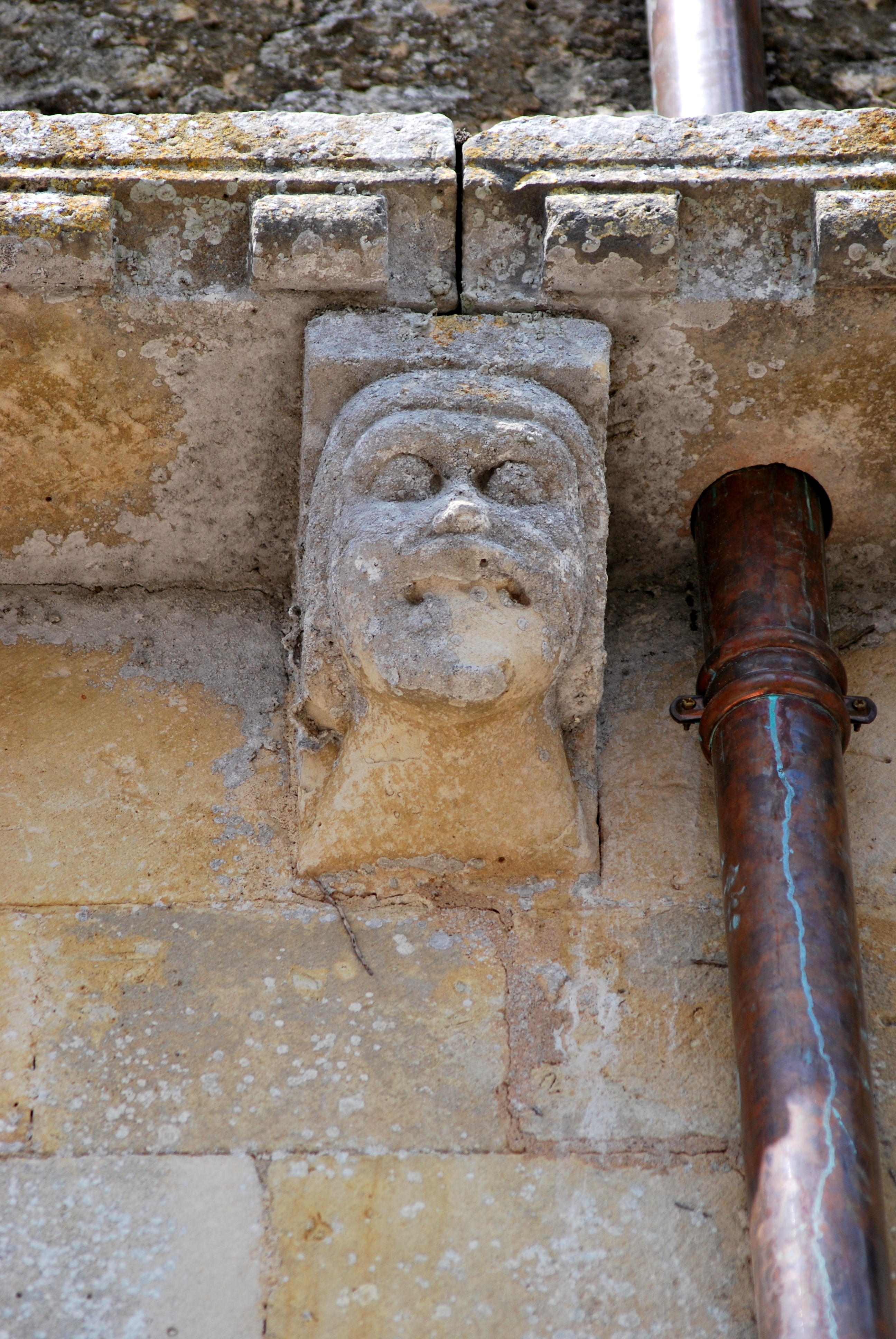
Doulezon, Gironde
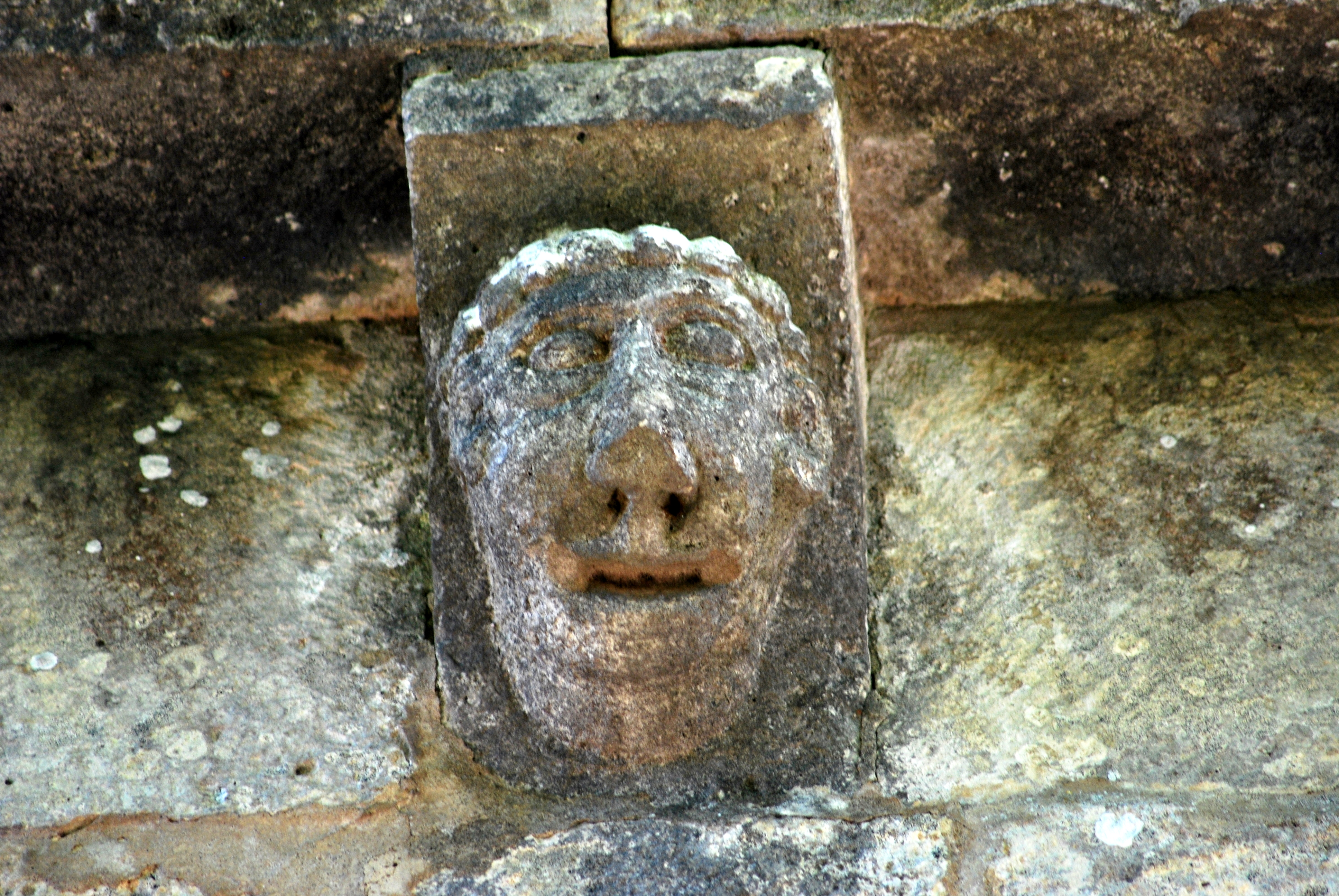
Cardan, Gironde
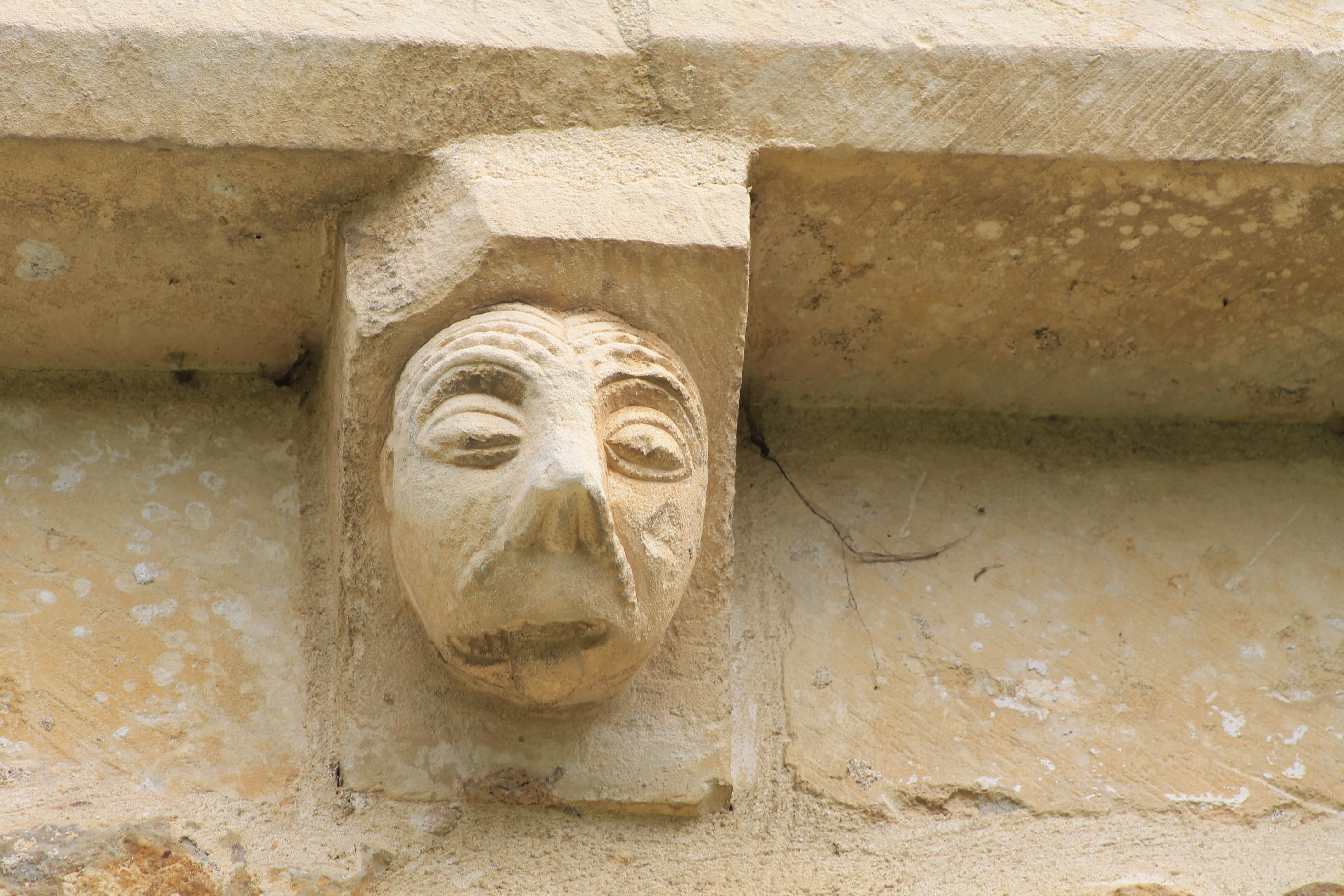
Clinchamps-sur-Orne, Calvados
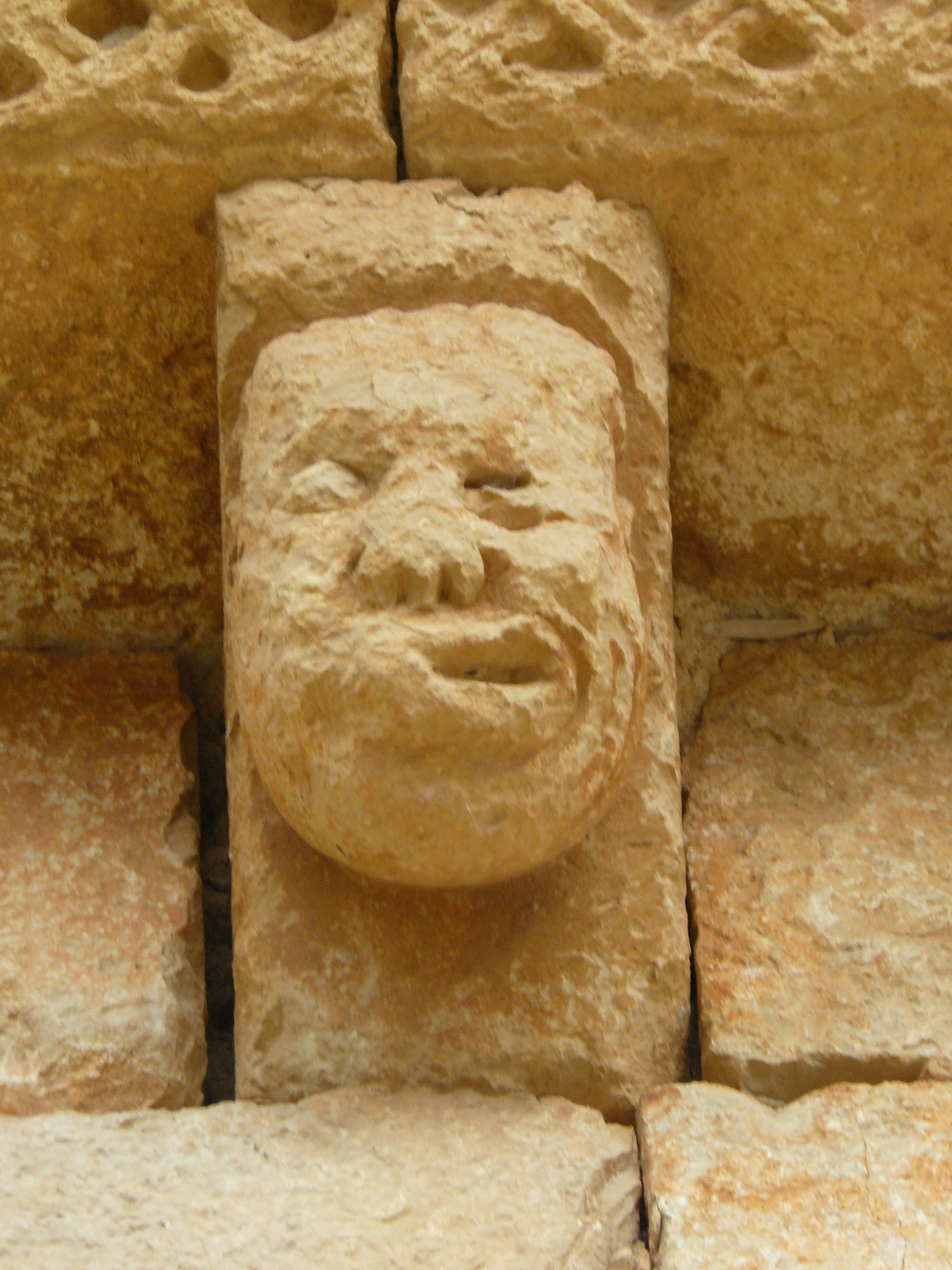
Caracena, Espagne
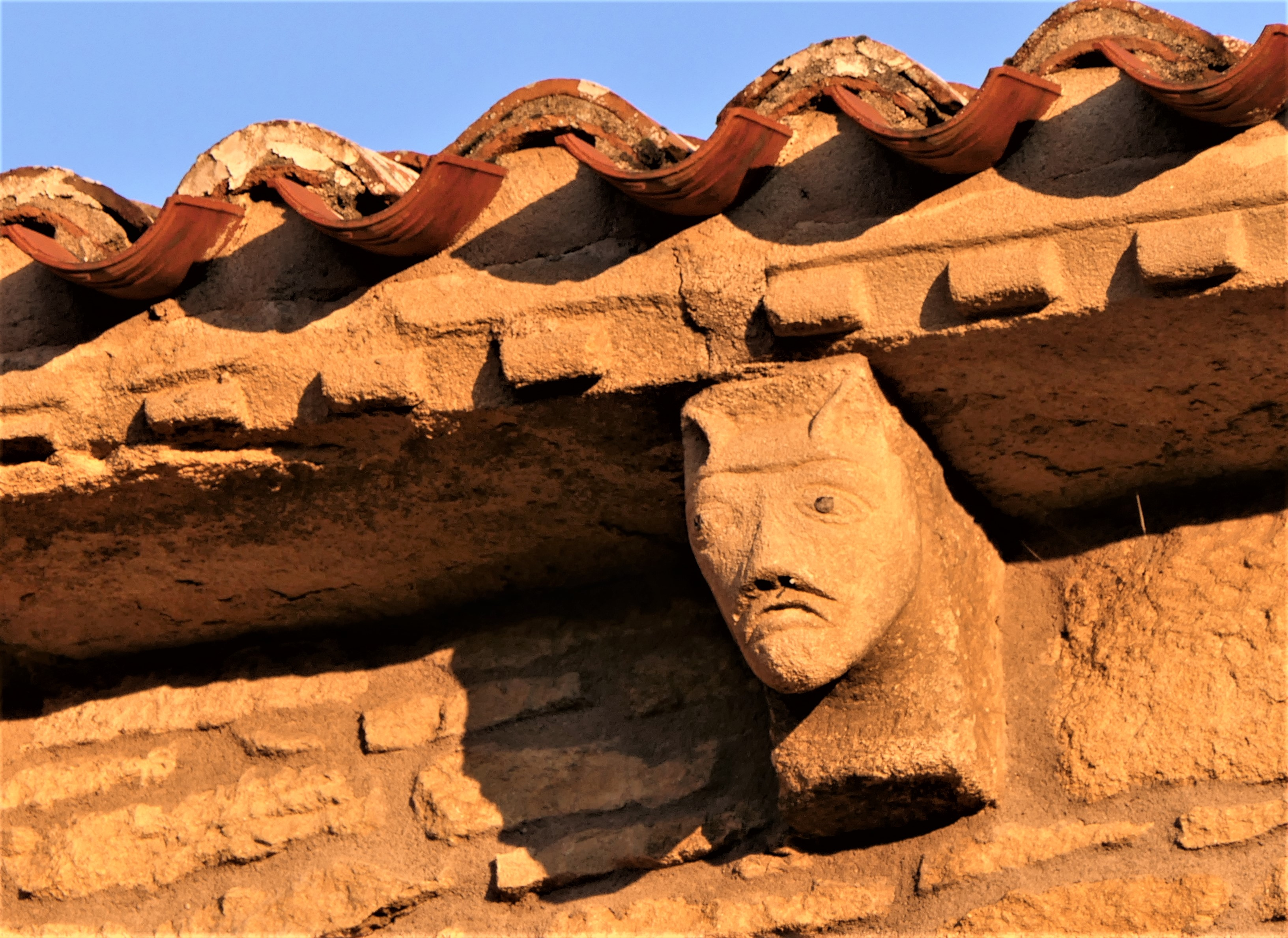
Anzy-le-Duc Bourgogne Saône-et-Loire

Il y a un certain nombre de masques humains, surtout en Charente-Maritime et en Charente, où les hommes sont jeunes et sans barbe, d'autres avec courte barbe et moustache, avec un visage allongé, regard hautain et bouche fermée. Ils sont sans grimaces ni autres attributs du Mal. Dans notre classification ci-dessous, c'est la catégorie 'homme paisible'. Kenaan-Kedar suggère que ces modillons sont les auto-représentations des sculpteurs.

### Les animaux réels avec connotation symbolique
La représentation d'un animal sur un modillon ne renvoie pas strictement à l'animal, elle se réfère toujours soit à l'animalité de l'Homme, soit aux métaphores des vices ou des comportements néfastes, conduisant à la chute de l'Homme. Le sujet est vaste, pour plus d'information voir Collins et Davy.
Cheval/Âne:
Il existe des modillons et métopes qui représentent un cheval ou un âne qui porte une hostie. L'interprétation évidente est que c'est une représentation du Christ des Rameaux (l’entrée du Jésus à Jérusalem sur le dos d'un âne). Une proposition alternative est une représentation de l'Agnus Dei, cependant, l'animal, avec ses grandes oreilles, ne peut être confondu avec un agneau.

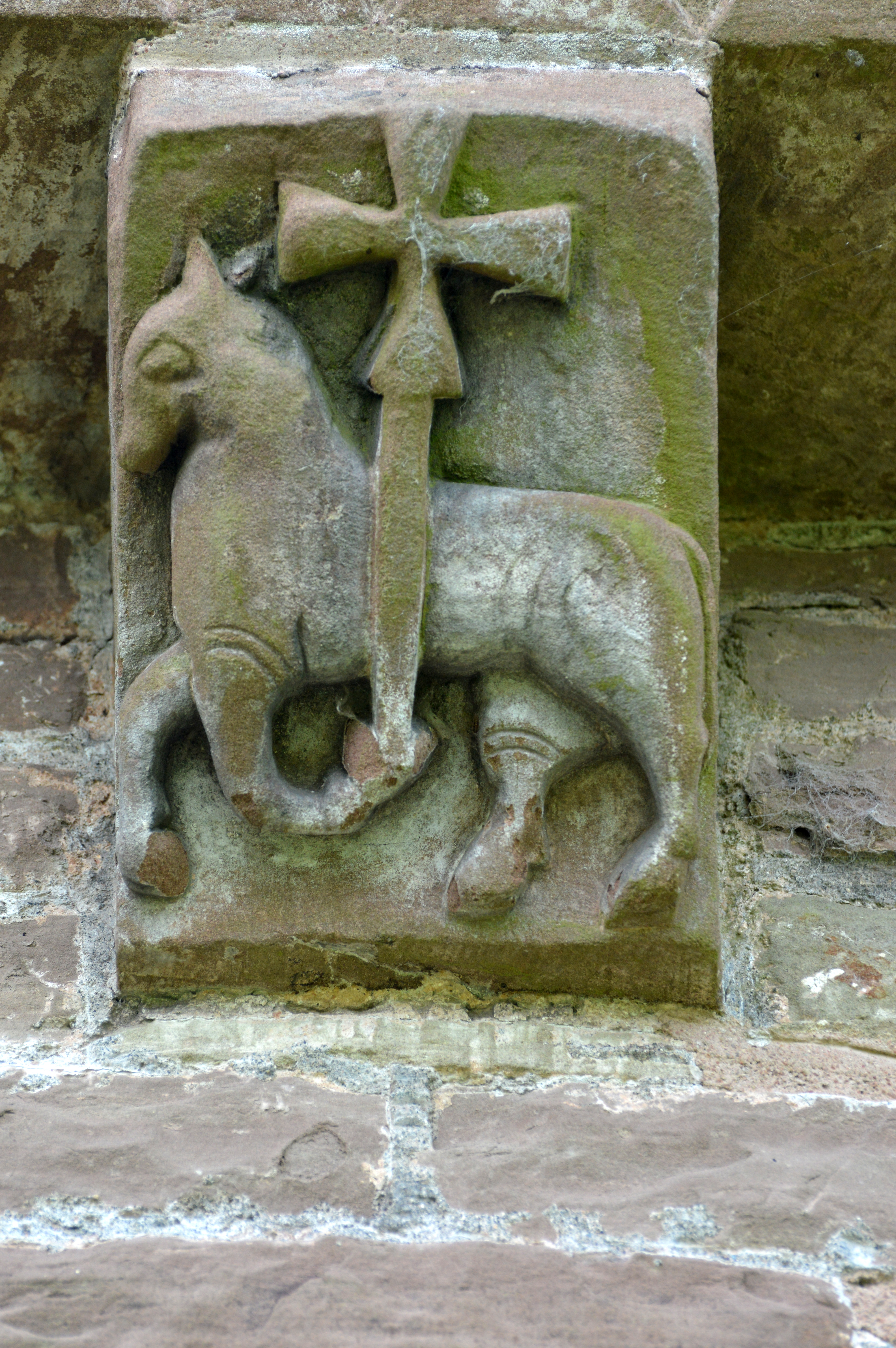
Kilpeck, Angleterre
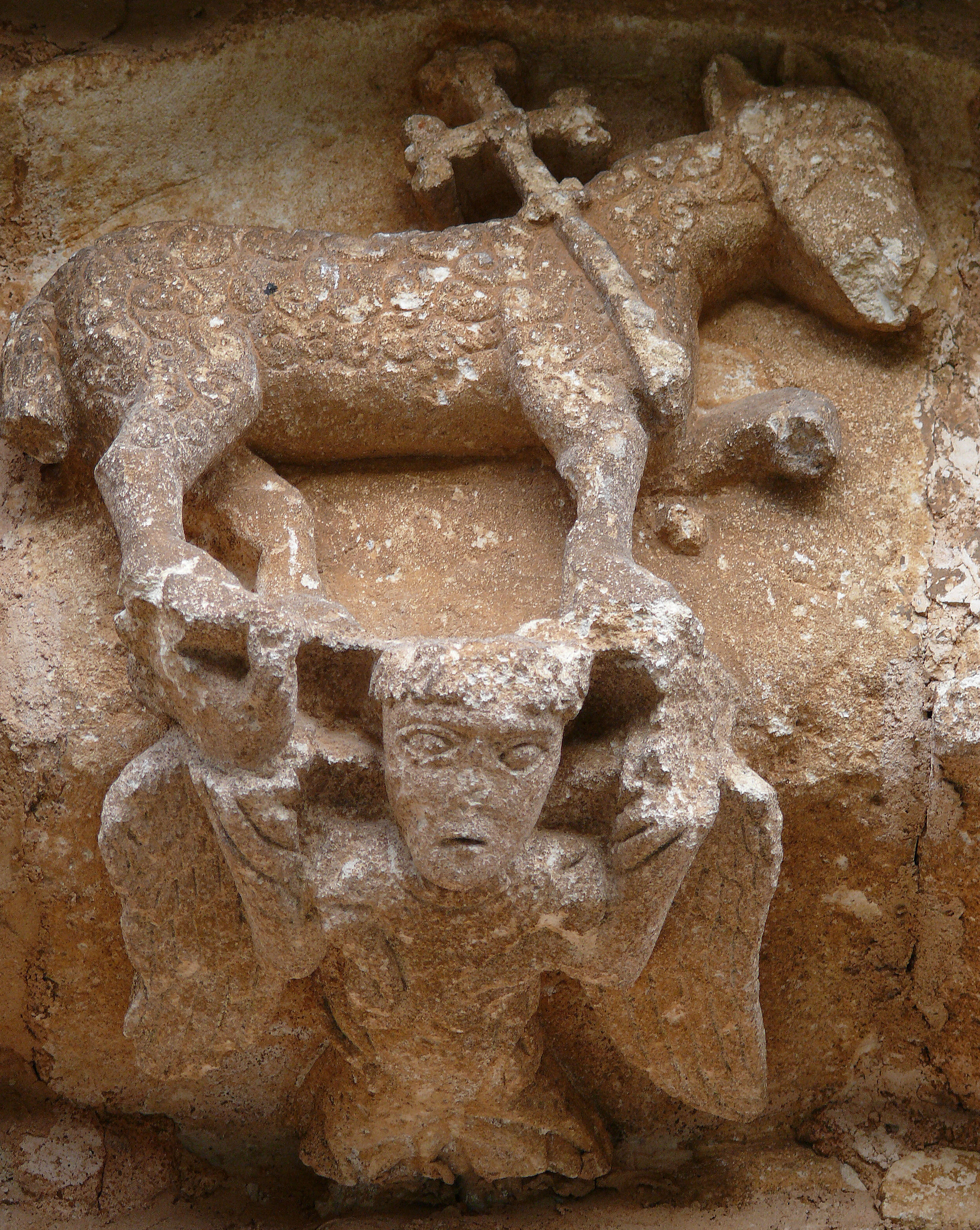
Besse, Dordogne
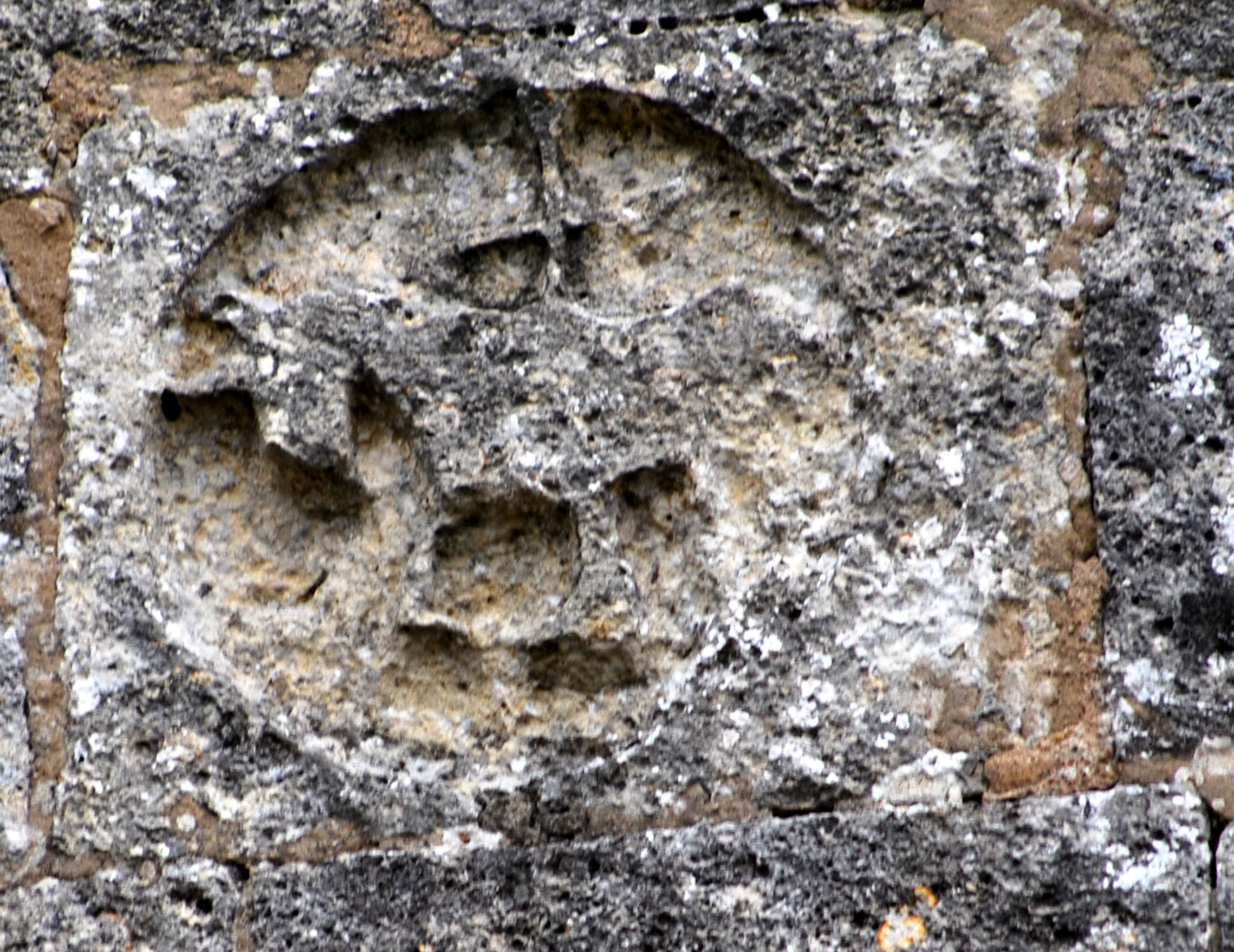
Métope : Âne avec hostie, Saint-Étienne-de-Lisse, Gironde

Ces représentations ne sont pas très fréquentes. Beaucoup plus communes sont celles qui montrent un équidé ou une bête indéterminée qui tient dans sa bouche ou sa gueule une hostie, souvent circulaire, parfois rectangulaire, mais toujours dans un contexte maléfique.
Une interprétation plausible de ces modillons est basée sur les écrits de saint Paul (Première épître aux Corinthiens, ch. 11, v. 27) : « … C'est pourquoi, celui qui mange le pain du Seigneur ou boit de sa coupe de façon indigne, se rend coupable de péché envers le corps et le sang du Seigneur. »
Le concile de Rome (1079) avait adopté la doctrine de la Transsubstantiation ou « Présence réelle ». Tout individu n'adoptant pas cette doctrine était condamné à l'excommunication pour hérésie — les divers conciles du Latran, dont le quatrième en 1215, ont renforcé les luttes contre les hérésies —, donc un animal qui mange une hostie est une représentation d'un blasphémateur hérésiarque.
On peut également penser à l'évocation d'une fête très populaire, la Fête de l'âne (festa asinaria) ou Fête des fous avec procession et messe-mascarade (Kurith Kenaan-Kedar).

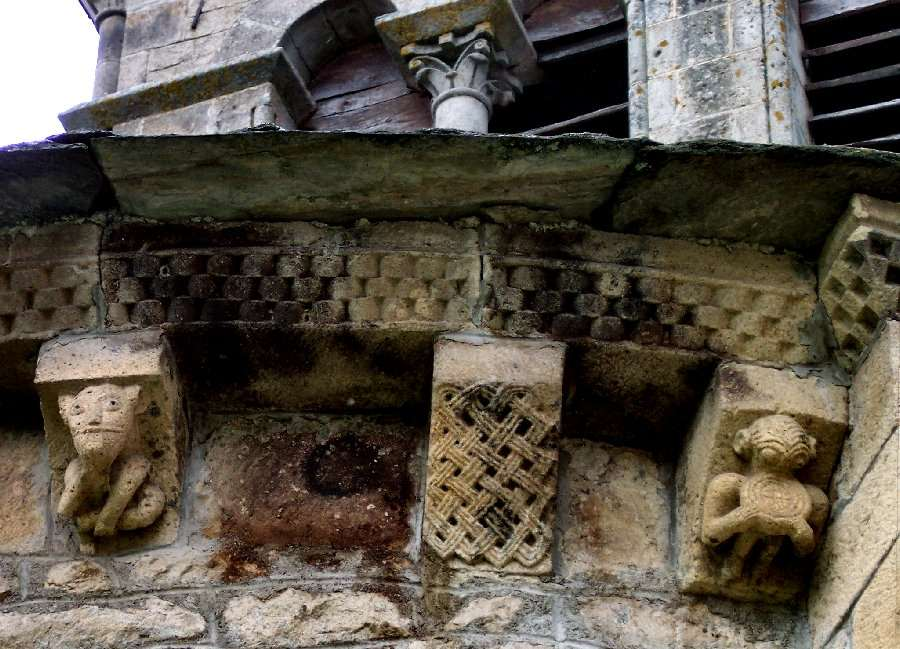
Lunac, Aveyron
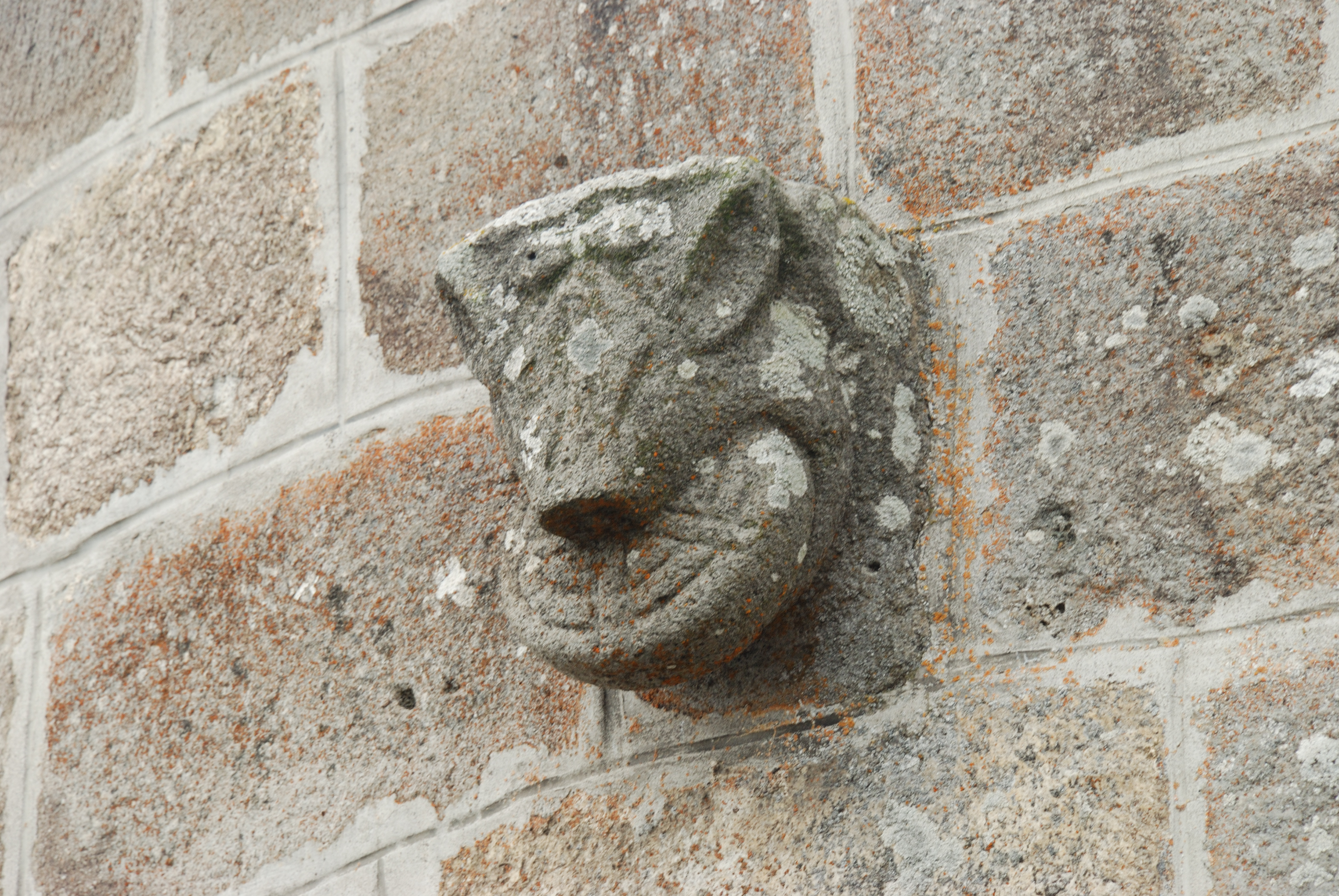
La Godivelle, Puy-de-Dôme
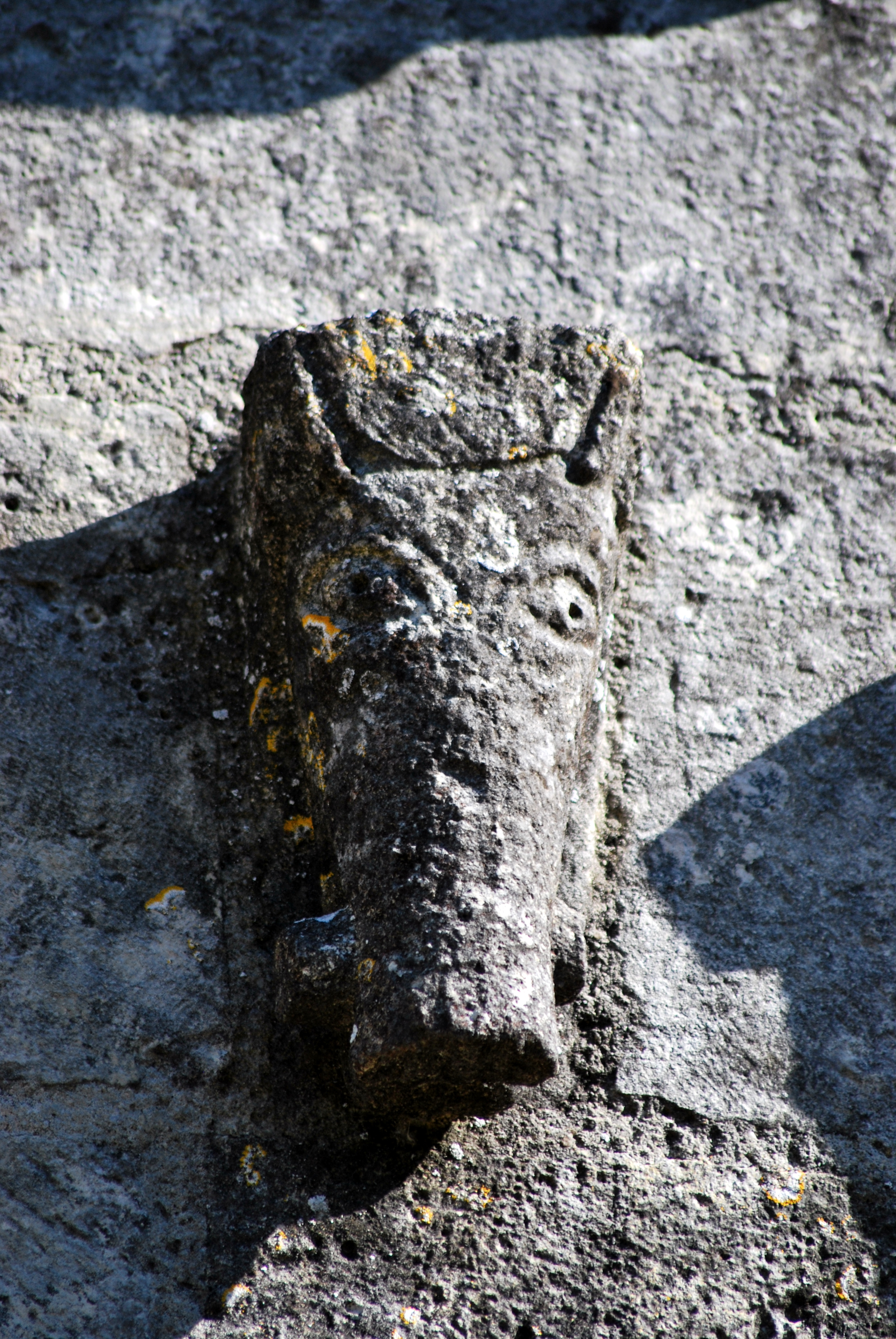
Tête de cheval avec mors, Saint-Quantin-de-Rançanne, Charente-Maritime
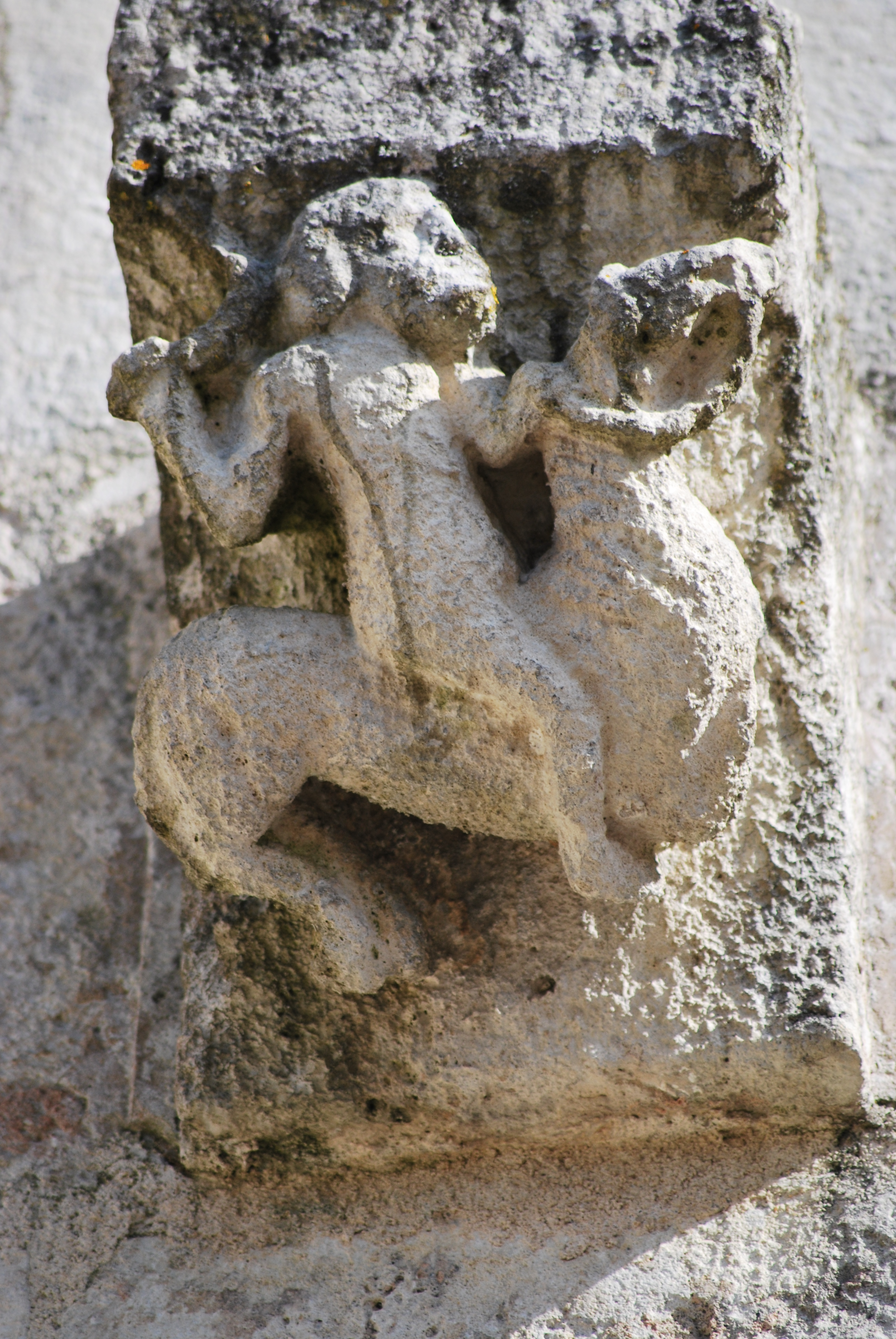
Un cavalier, Saint-Quentin-de-Baron Gironde

Dans quatre églises de la Charente-Maritime, Saint-Quantin-de-Rançanne, Saint-Fort-sur-Gironde, Pérignac et Saint-Germain-du-Seudre, on trouve des têtes de chevaux qui tiennent un mors dans la bouche. Il est possible que toutes ces sculptures soient l’œuvre du même atelier. Les modillons sont peut-être des claveaux d'une archivolte et le « mors » une partie de la décoration de l'archivolte, comme sur le portail de l'église Saint-Fortunat de Saint-Fort-sur-Gironde. Plus rares encore sont les modillons qui figurent un cavalier. Le seul exemplaire en Gironde se trouve à Saint-Quentin-de-Baron.
Bélier/Bouc :
Les deux espèces sont présentes sur les modillons. Il est parfois difficile de les distinguer. Le bélier, mâle du mouton, a des cornes en forme de spirale ; le bouc, mâle de la chèvre, a des cornes en forme de bras de lyre. Les jeunes animaux de chaque espèce sont des animaux de sacrifice dans les religions monothéistes (Ligature d'Isaac et Agneau pascal). Le bouc a, pour sa part, une connotation de maudit ou de diabolique d'après l'Évangile selon Matthieu (chapitre 25, v. 33) dans sa métaphore du Temps dernier : le « Juge » séparera les Bénis des Maudits comme le berger sépare les brebis des boucs.

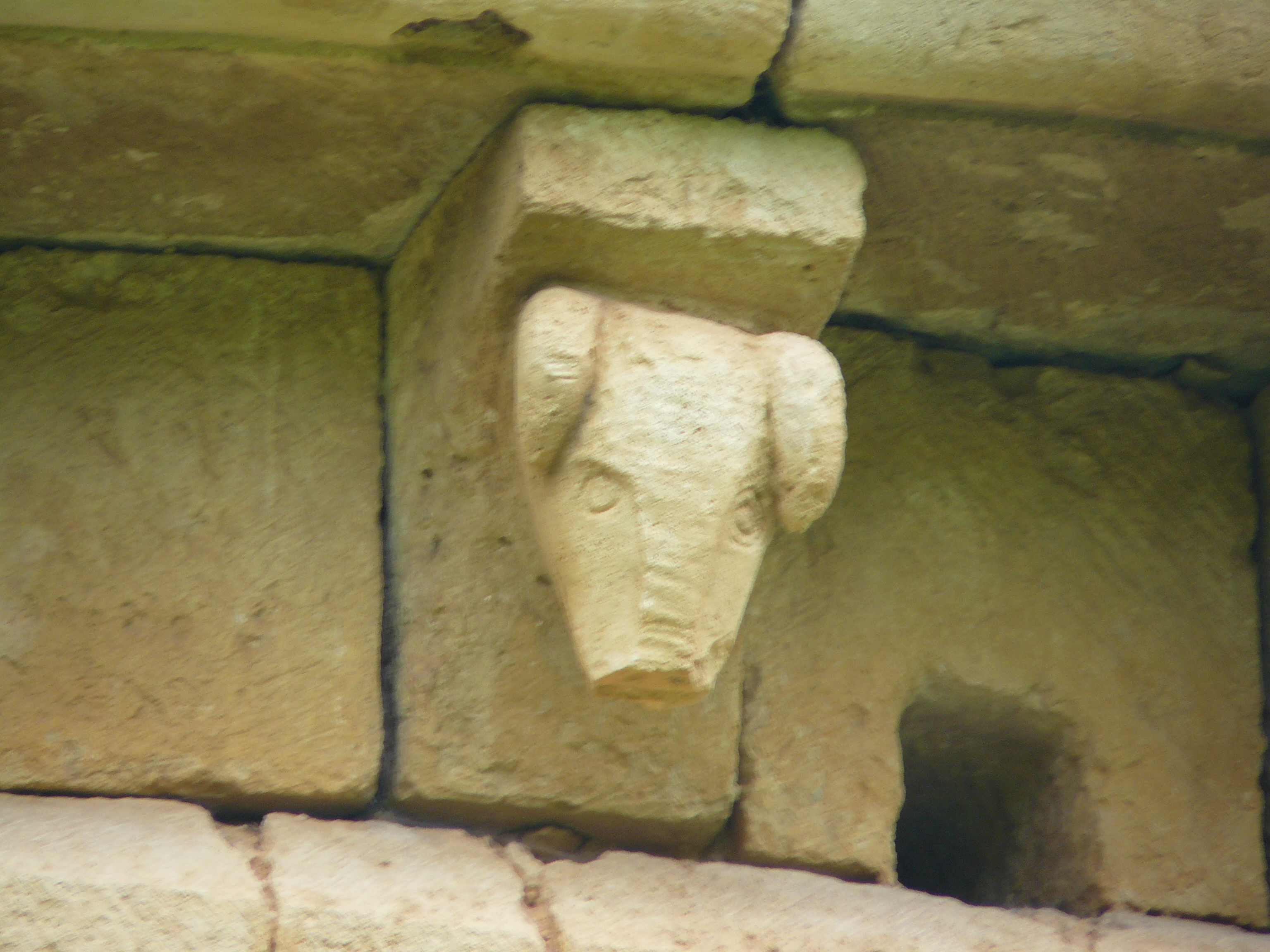
Cornezuelo, Espagne
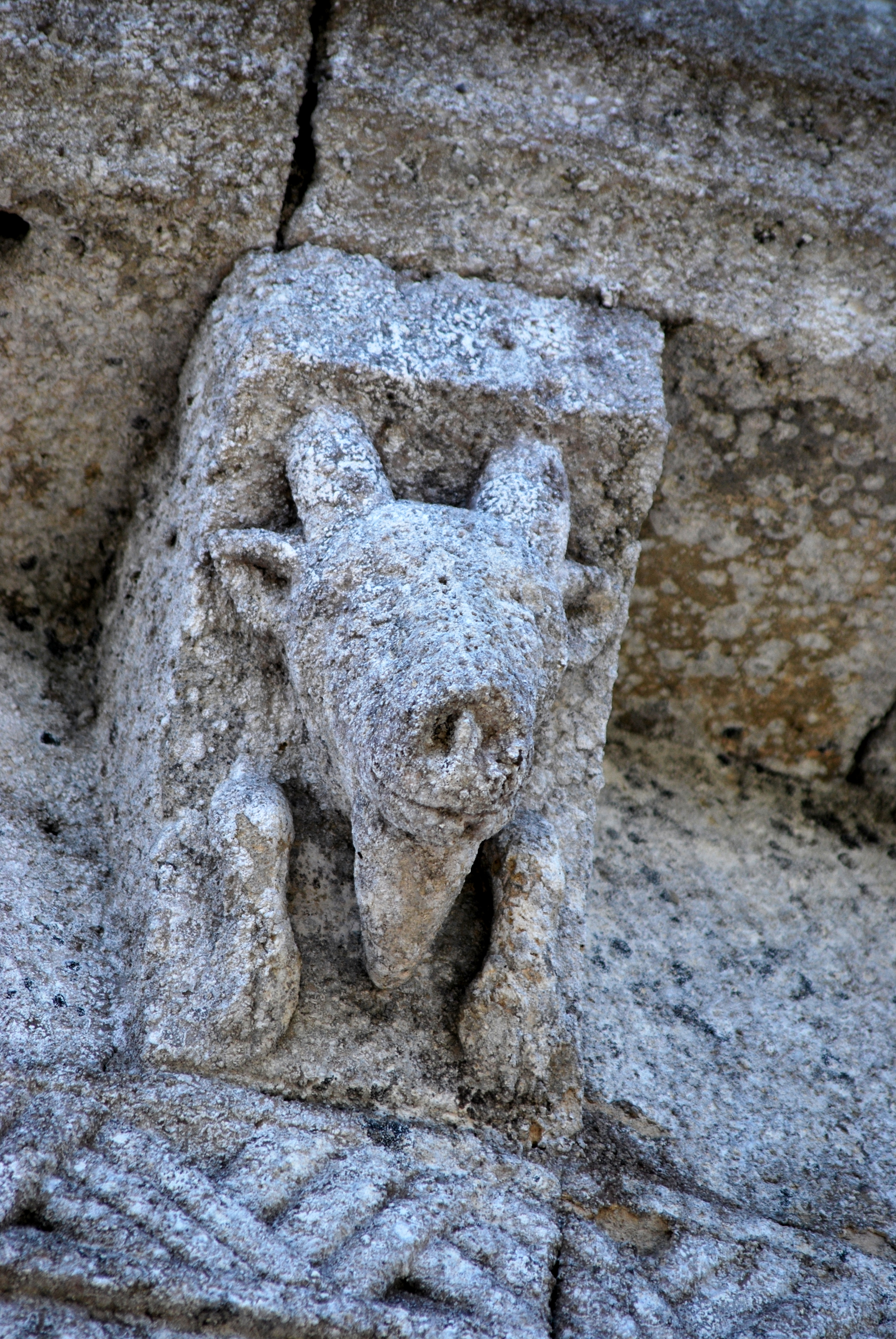
Saint-Maixant, Gironde
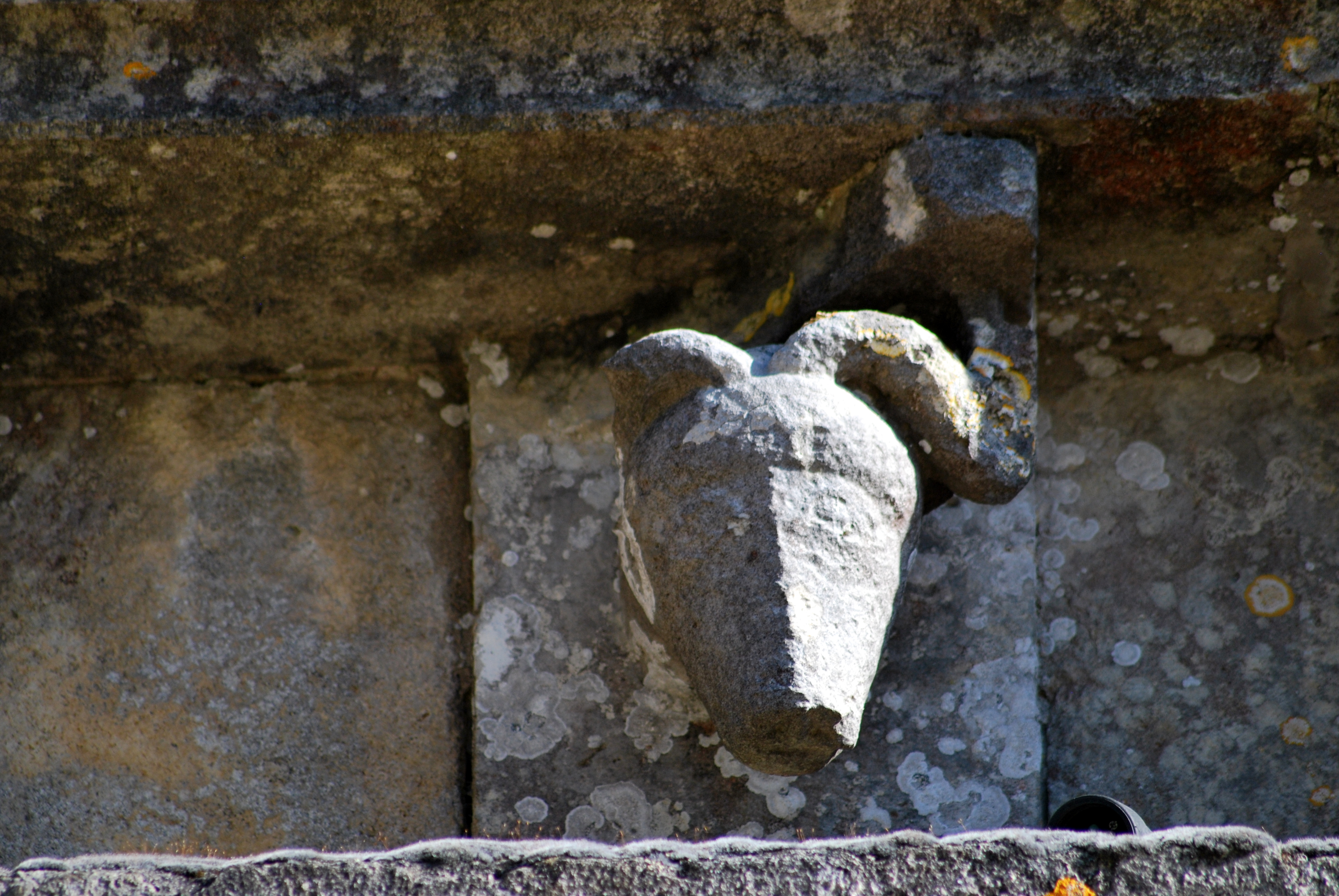
Langoiran, Gironde
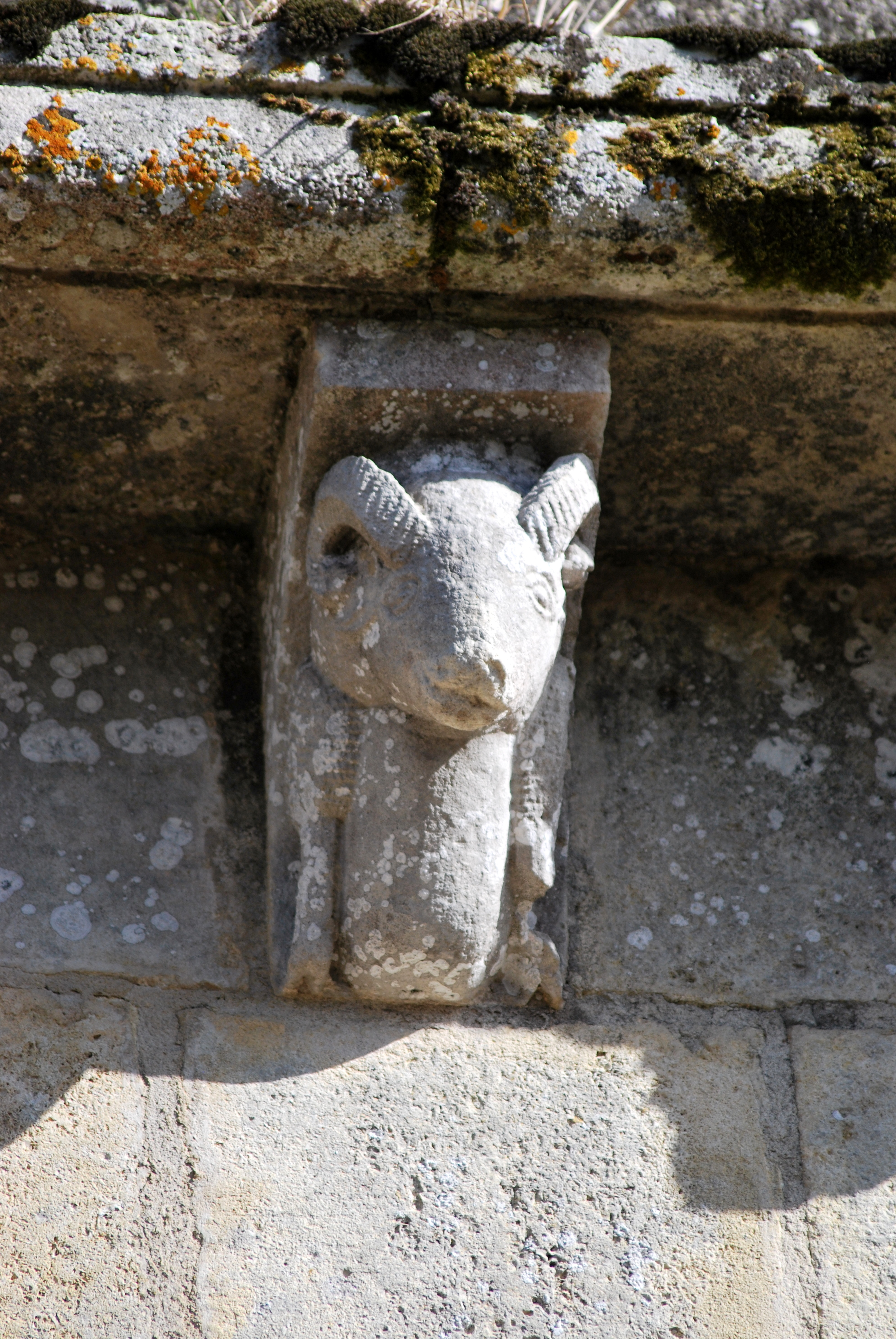
Coirac, Gironde

Bovidé :
On trouve des représentations de bœufs et de taureaux. Les premiers, animaux tranquilles, n'ont jamais une connotation négative. Le taureau, outre le symbole de saint Marc, peut être utilisé, comme l'ours, pour représenter la force animale dans l'homme et cela dans un contexte de « péché ».

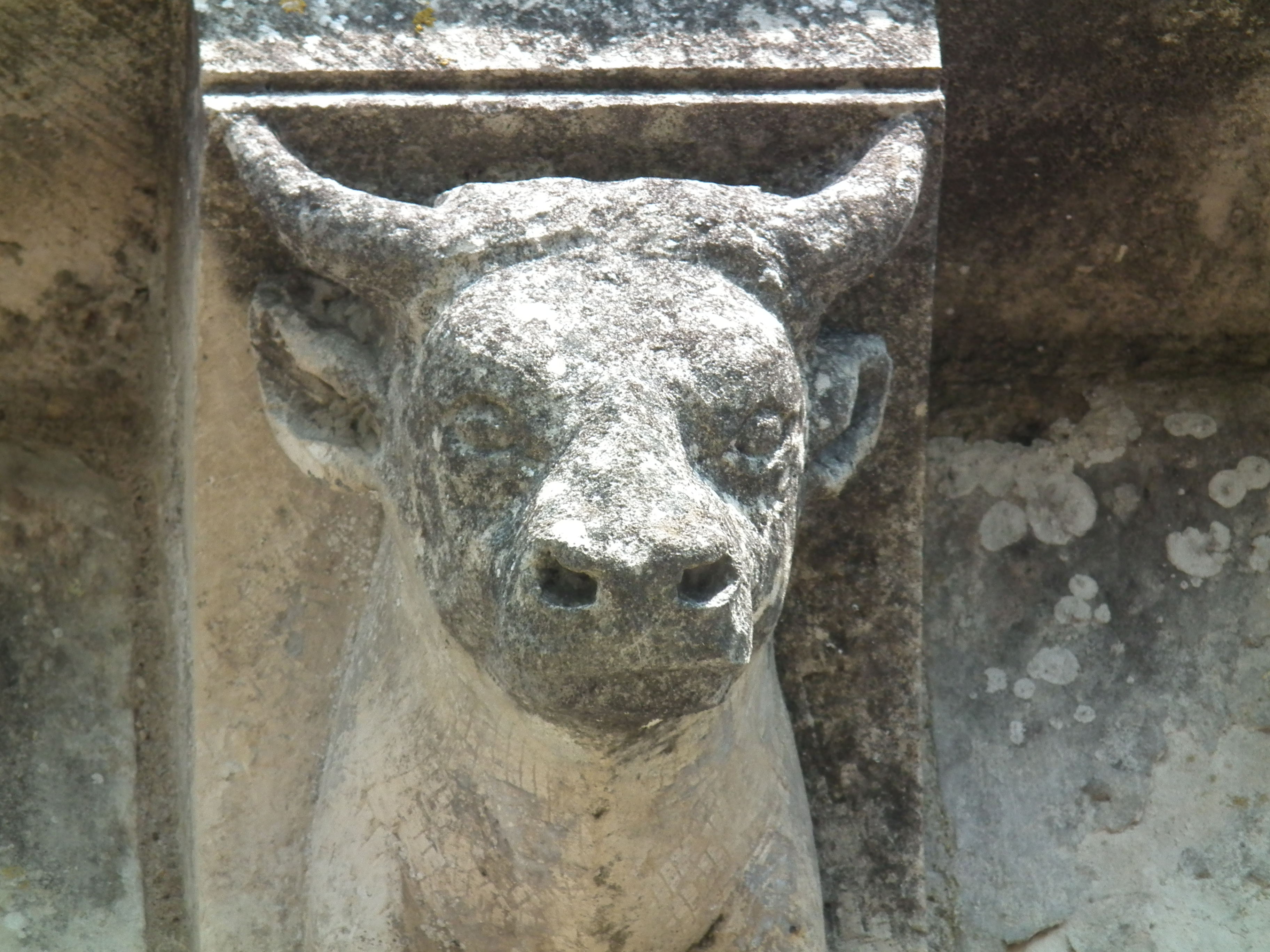
Echebrune, Charente-Maritime
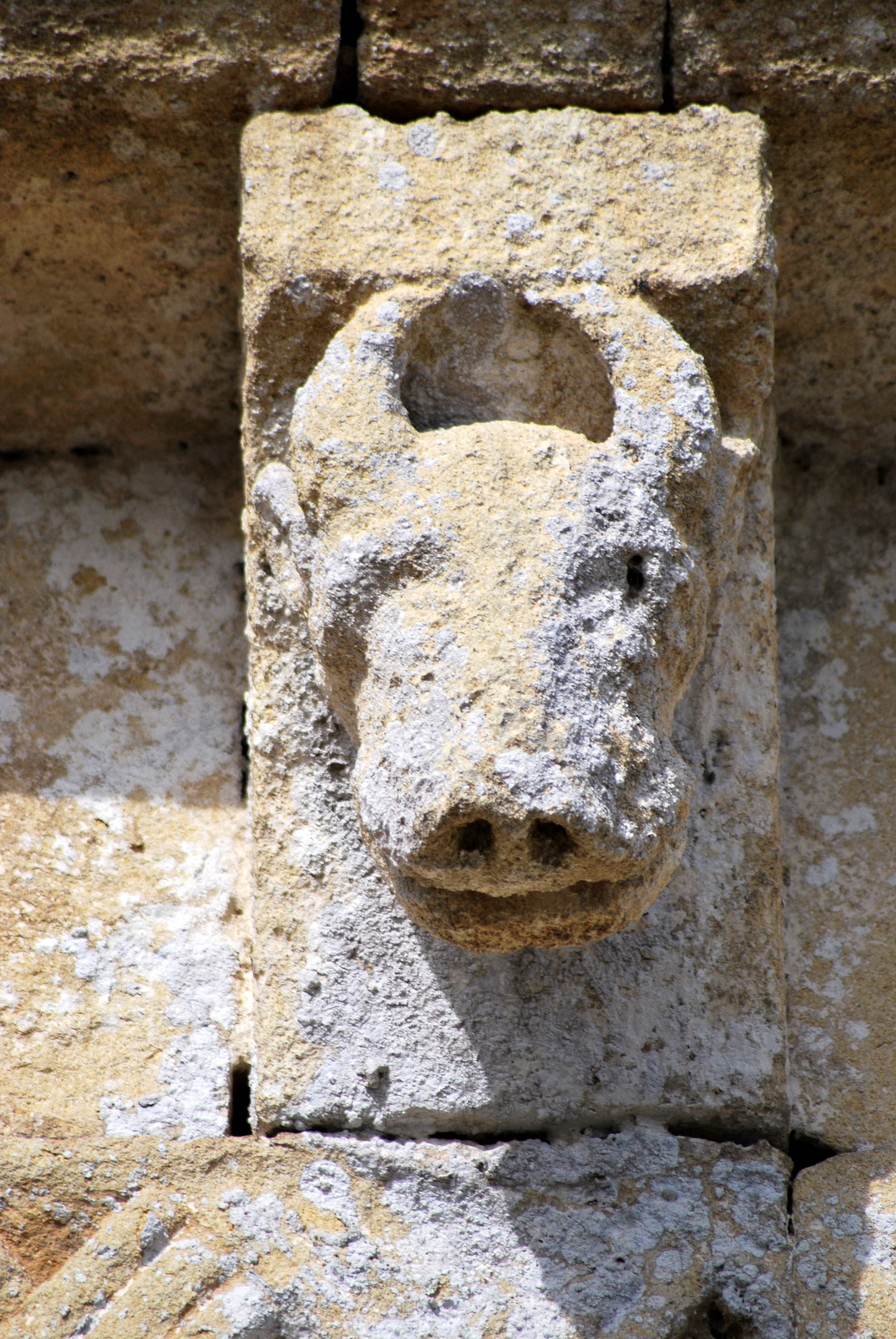
Saint-Maixant, Gironde
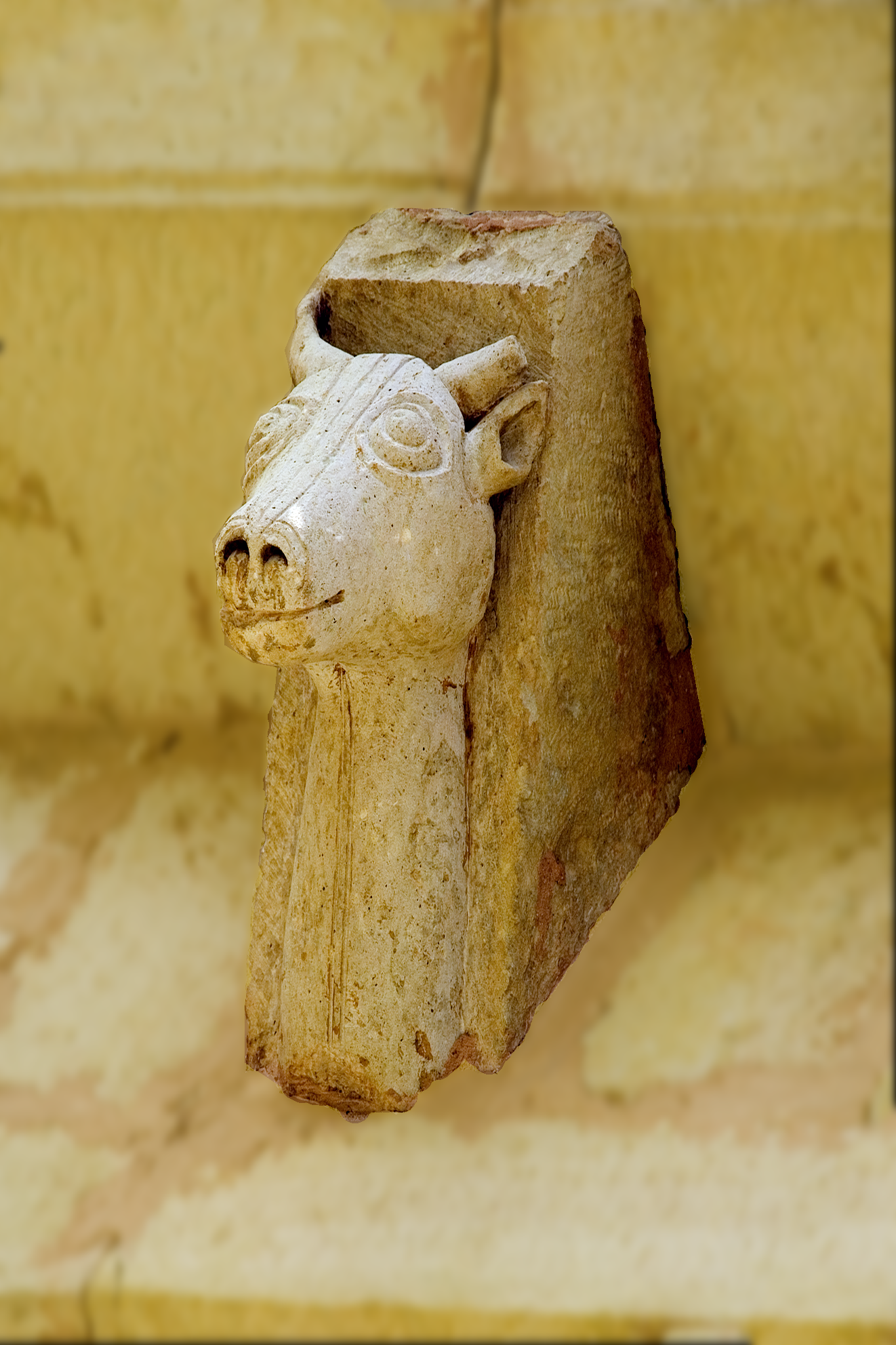
Moradillo de Sedano, Espagne

Canidé/Loup :
Il y a toute une gamme de représentations, qui va du « gentil toutou » de Kilpeck au loup féroce, en passant par les chiens de chasse. Cependant, la représentation majoritaire est celle du loup qui, en tant qu'animal féroce et vorace, symbolise le mal. Il représente les dangers du monde hostile dans lequel vivaient les paysans du Moyen Âge.

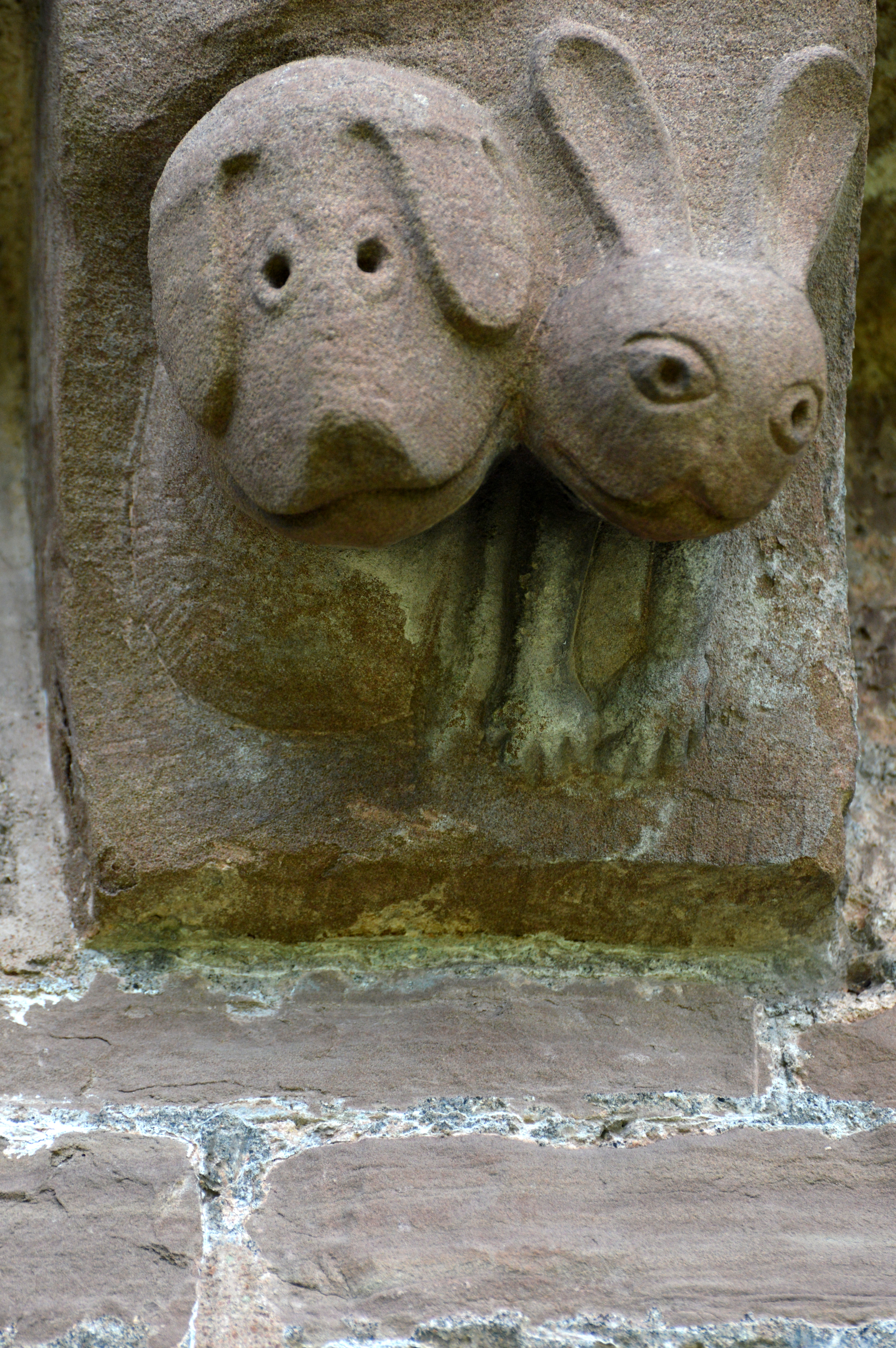
Kilpeck, Angleterre
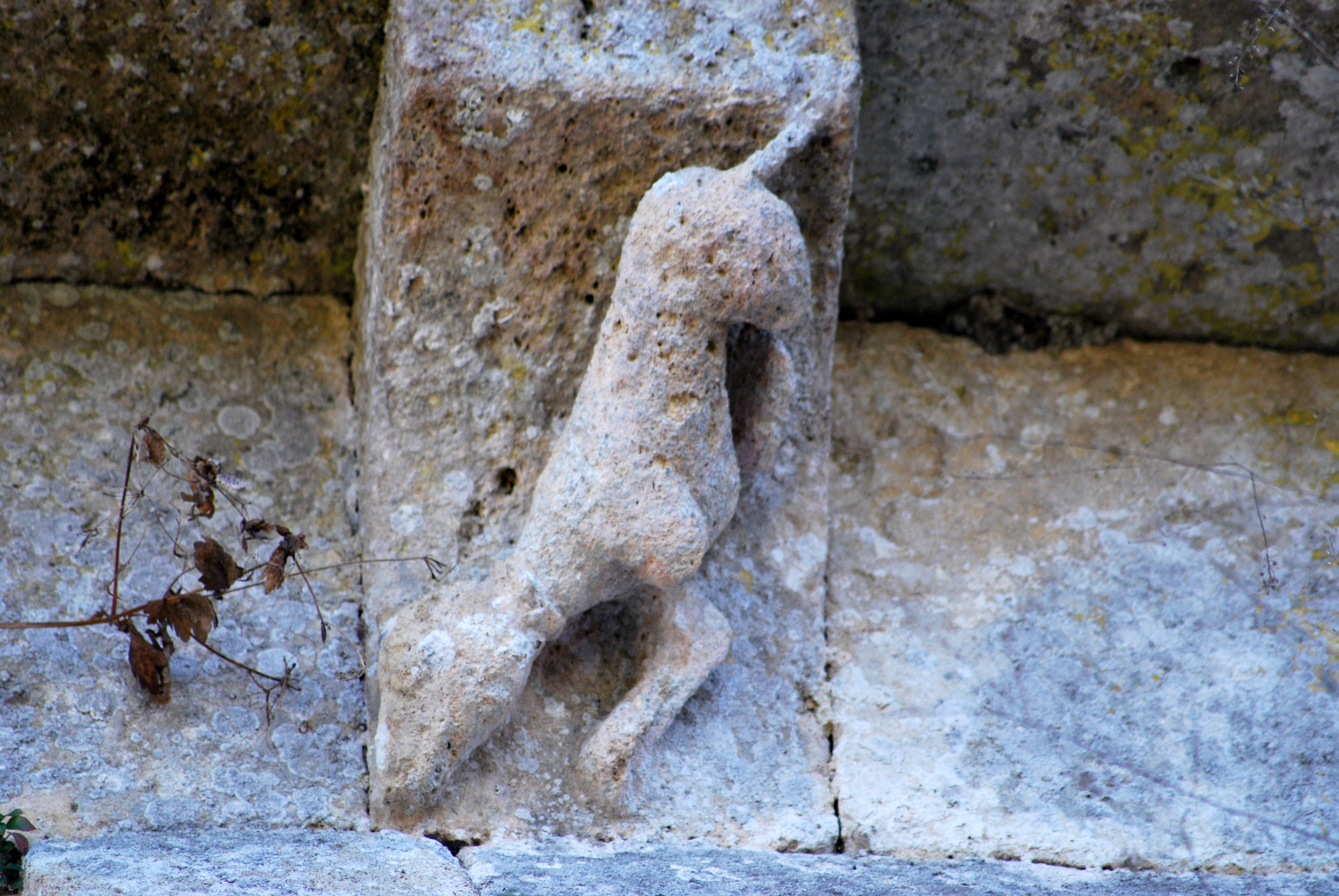
Saint-Pierre-de-Bat, Gironde
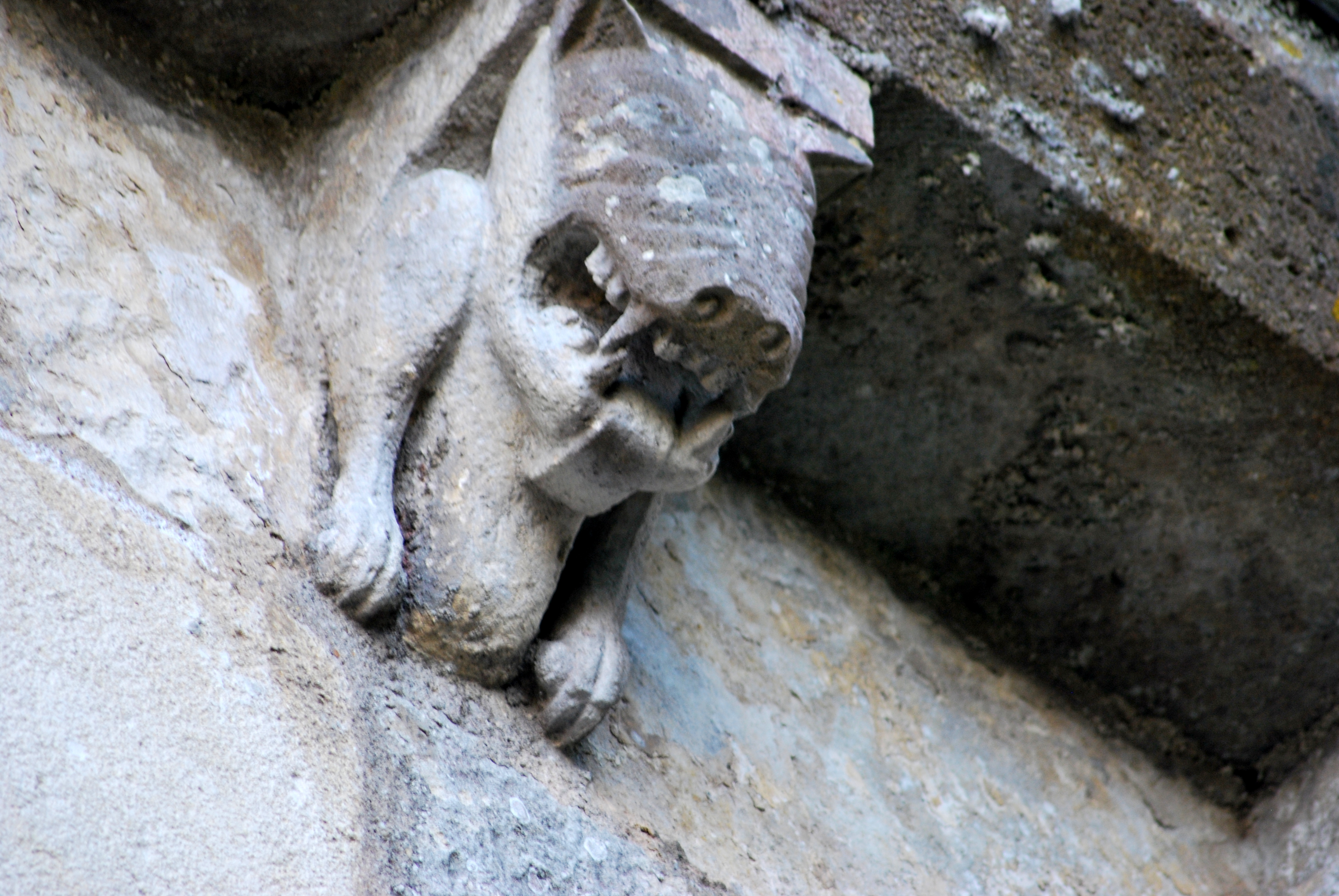
Bouliac, Gironde
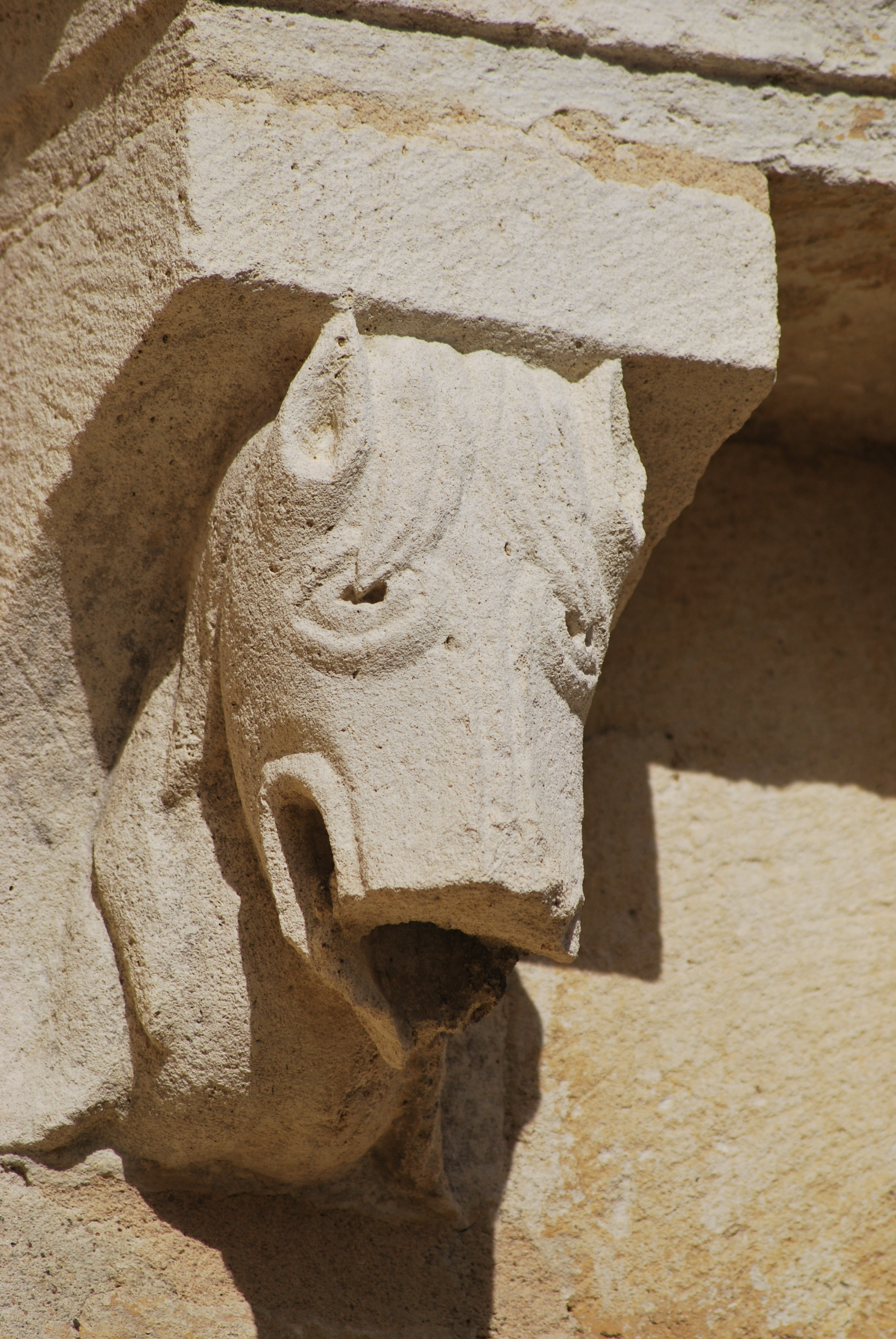
Saint-Quentin-de-Baron, Gironde

Cerf :
L'interprétation à donner à la représentation très abondante du cerf pose un problème. Pendant des siècles, le symbolisme rattaché au cerf était entièrement bénéfique ; symbole de la sainteté, il chasse les serpents par son souffle ; son nom latin est « cervus » et le Sauveur se dit « servus » au sens de celui qui sert; il porte la croix dans la légende de saint Eustache plus connue ensuite dans la Légende de Saint Hubert. Mais, comme, parmi les modillons romans, le cerf est d'importance après la sirène, victime de la rétribution du Centaure, il est impensable que cet être, originellement bénéfique, puisse être tué par un émissaire de Dieu, ce qui nous amène à penser que le Cerf a acquis une connotation maléfique associée à la libido : sur le portail de l'église Saint-Pierre d'Aulnay, le centaure vise des animaux ithyphalliques, un bouc, un cerf et un âne (Bougoux). Une autre interprétation est de voir dans l'arc et la flèche du centaure l'objectif spirituel de l'homme, ce qui rend au cerf son rôle de porteur de sainteté.

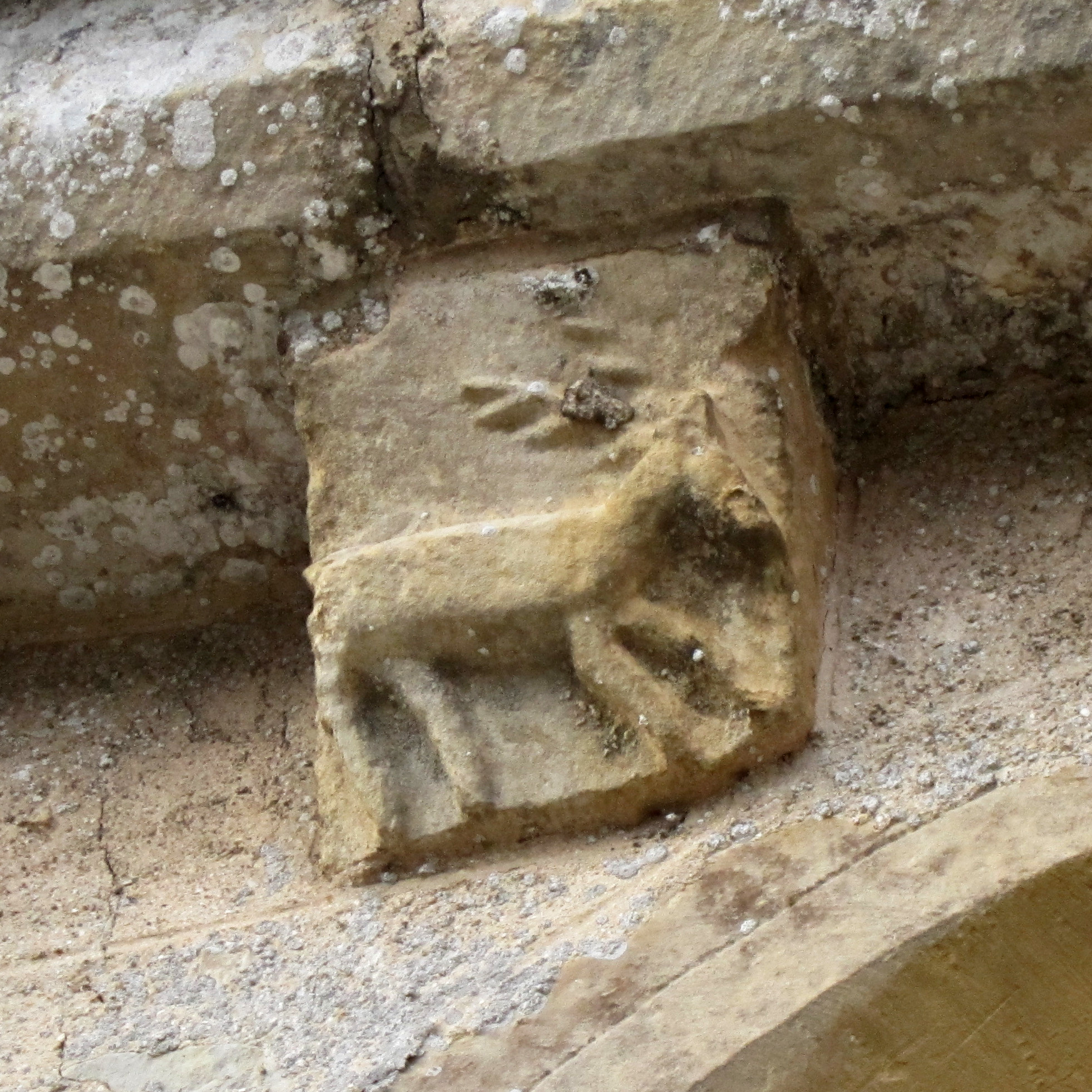
Saint-Martin-de-Varreville, Manche
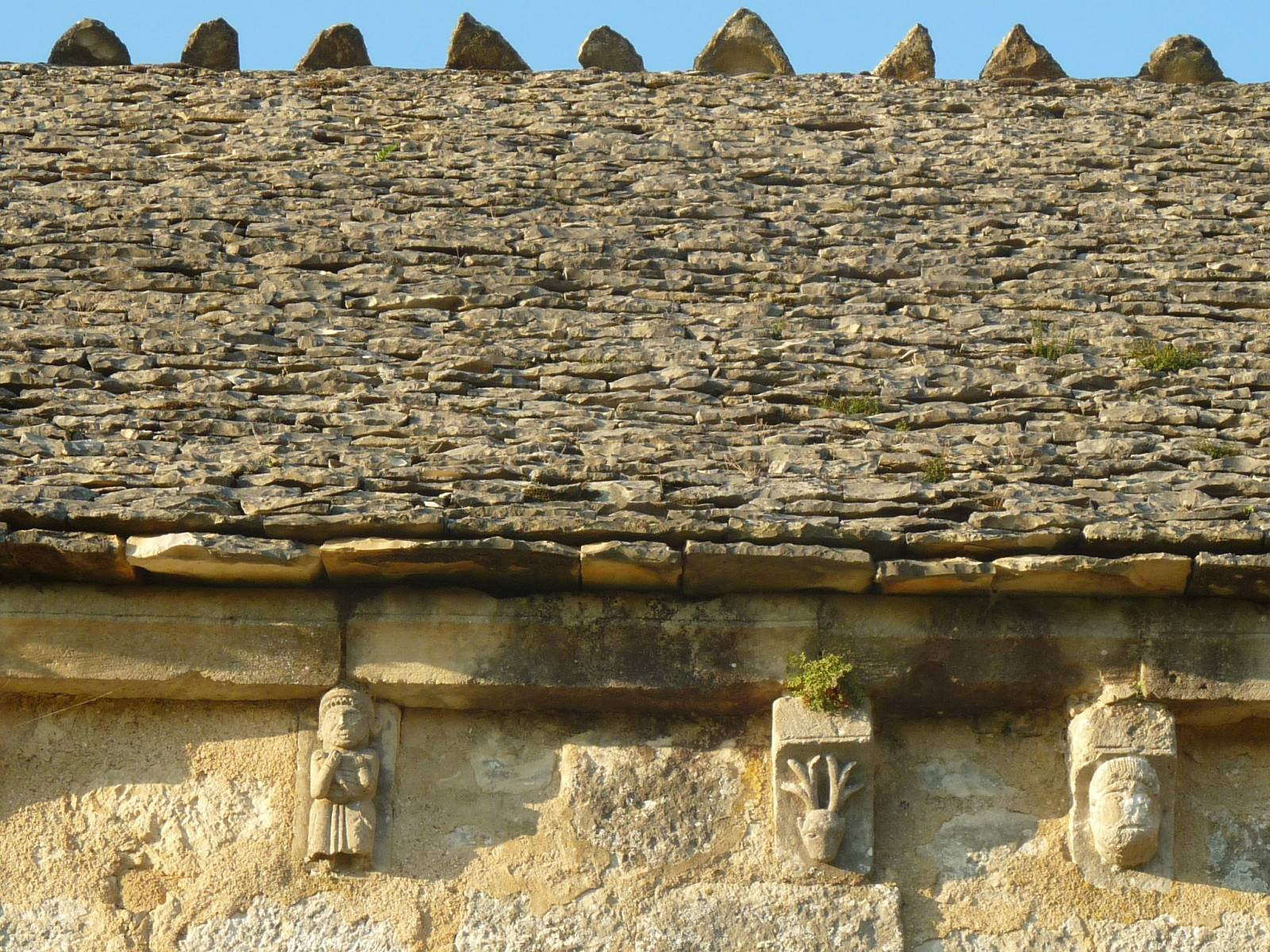
La Rochette, Charente
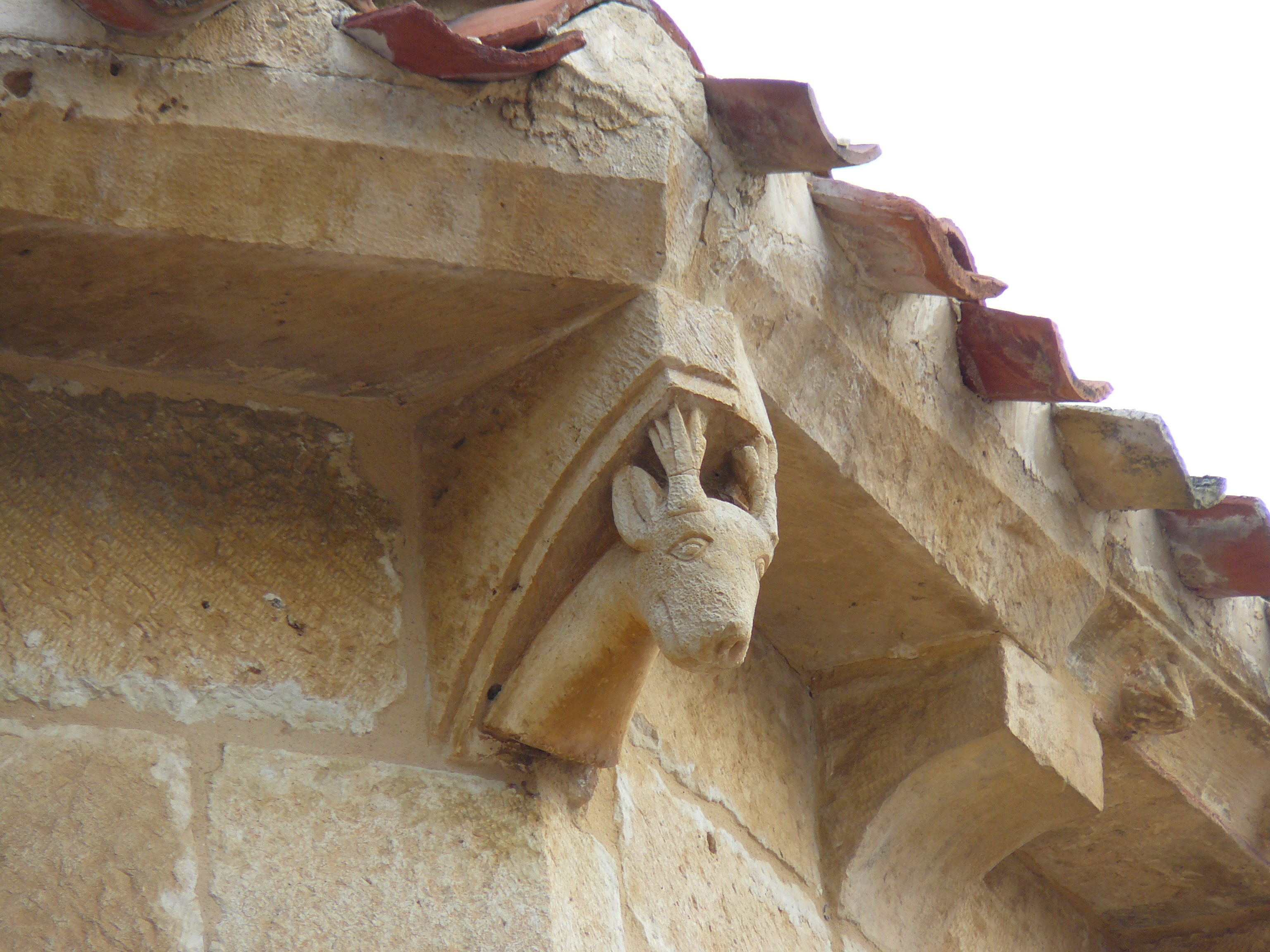
Cerf, El Almiñé, Espagne
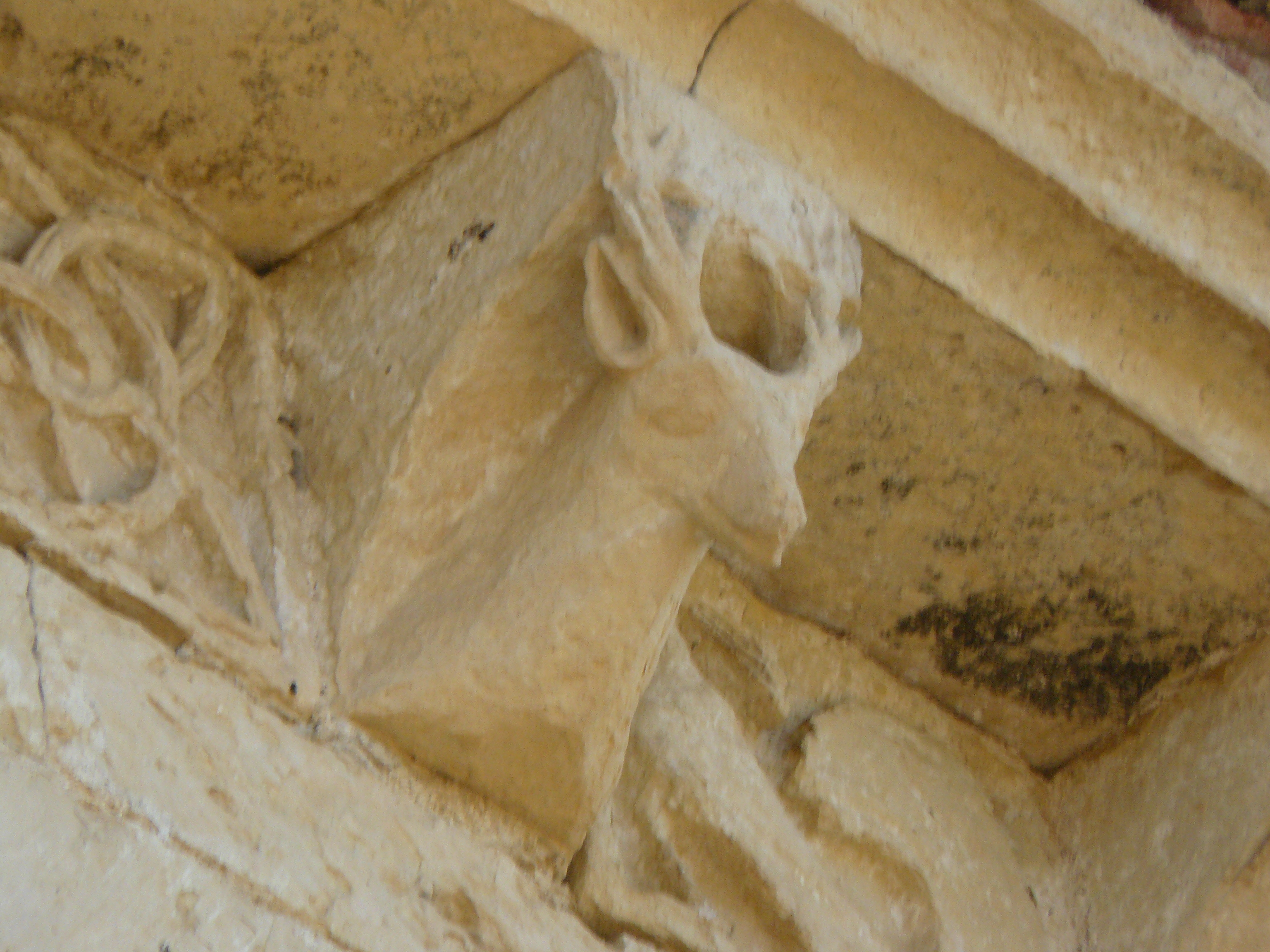
Cerf, Pelayos del Arroyo, Espagne

Félin :
Les chats sont les compagnons de sorcières et incarnent les forces maléfiques.

Les félins
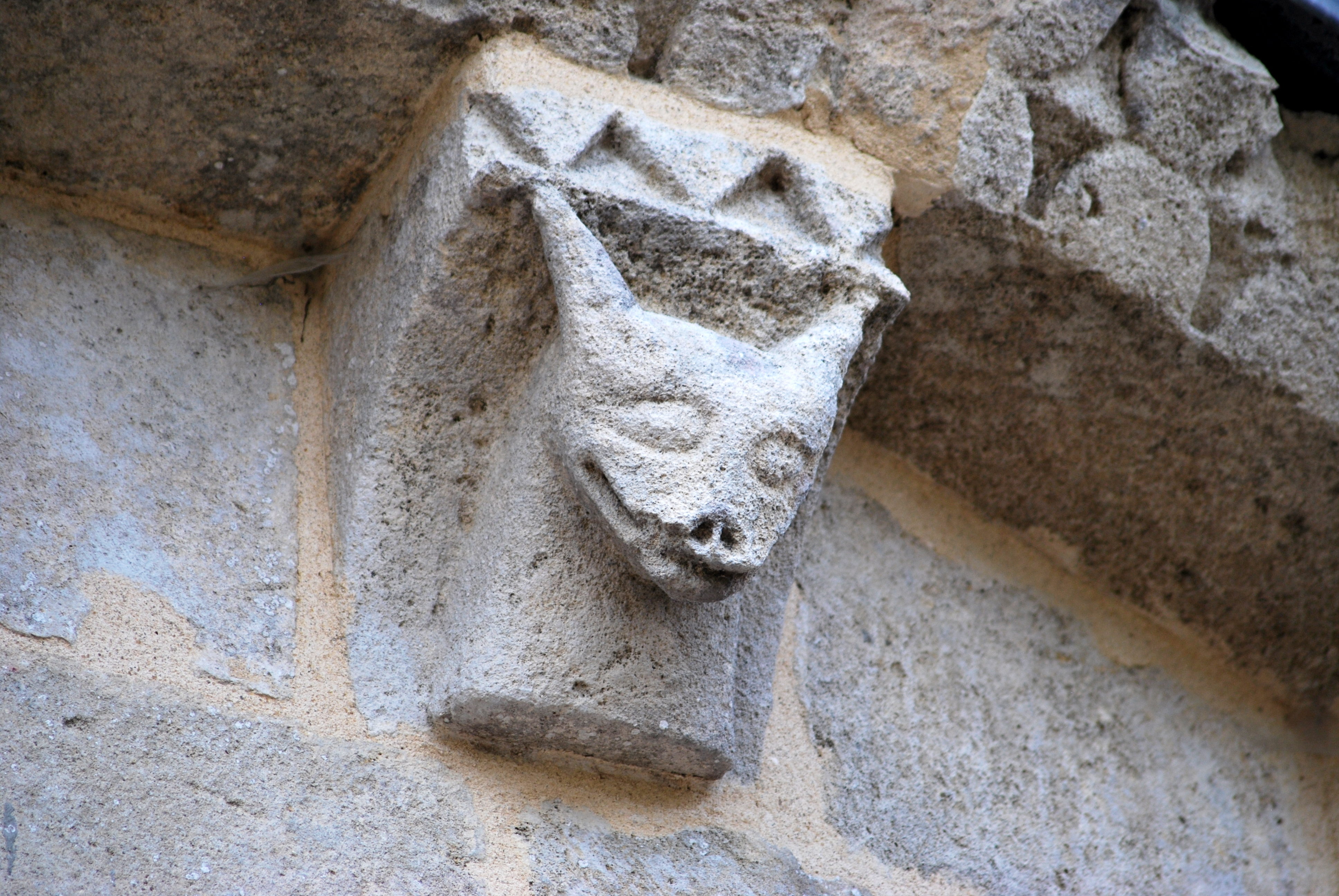
Lugaignac, Gironde
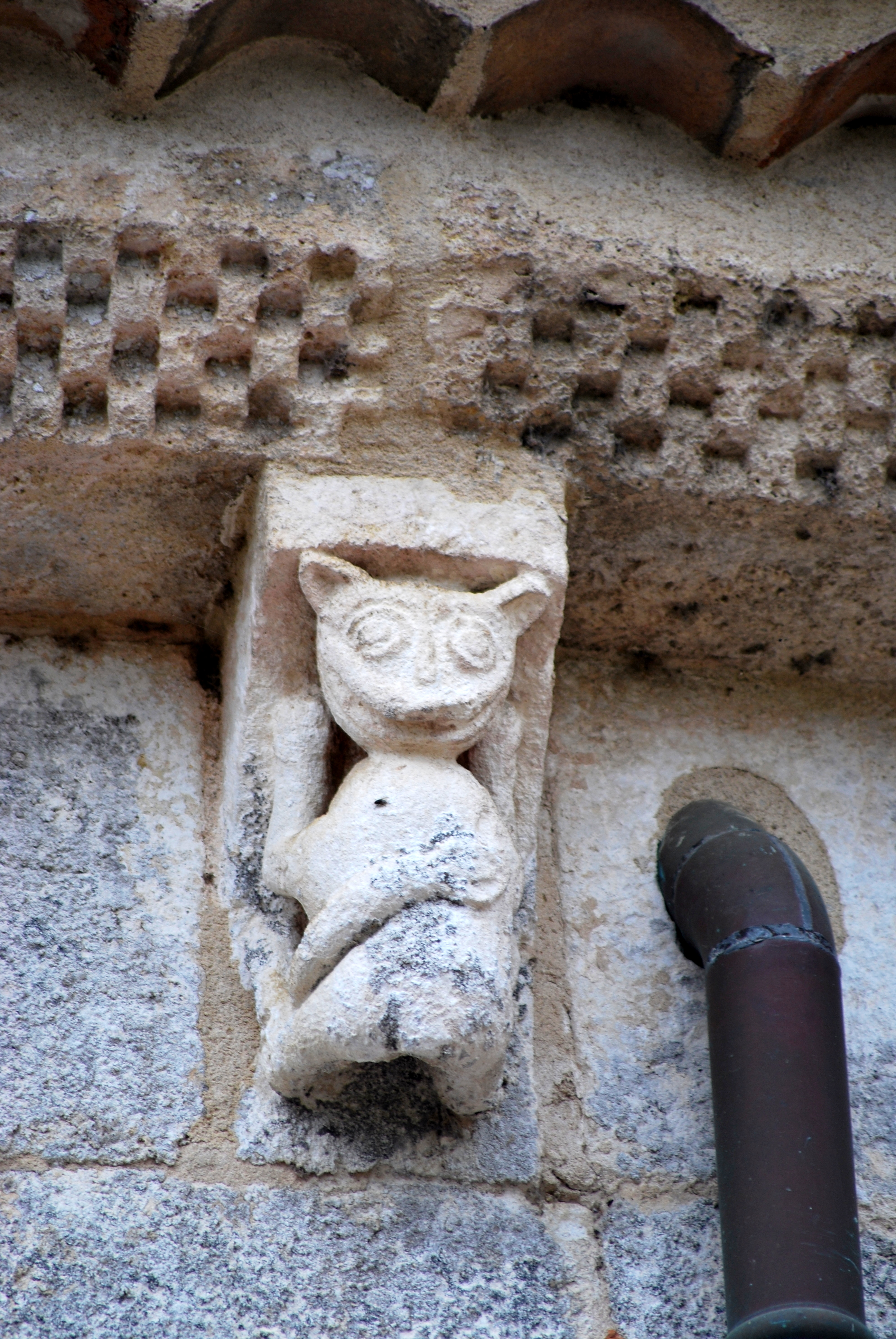
Saint-Étienne-de-Lisse, Gironde
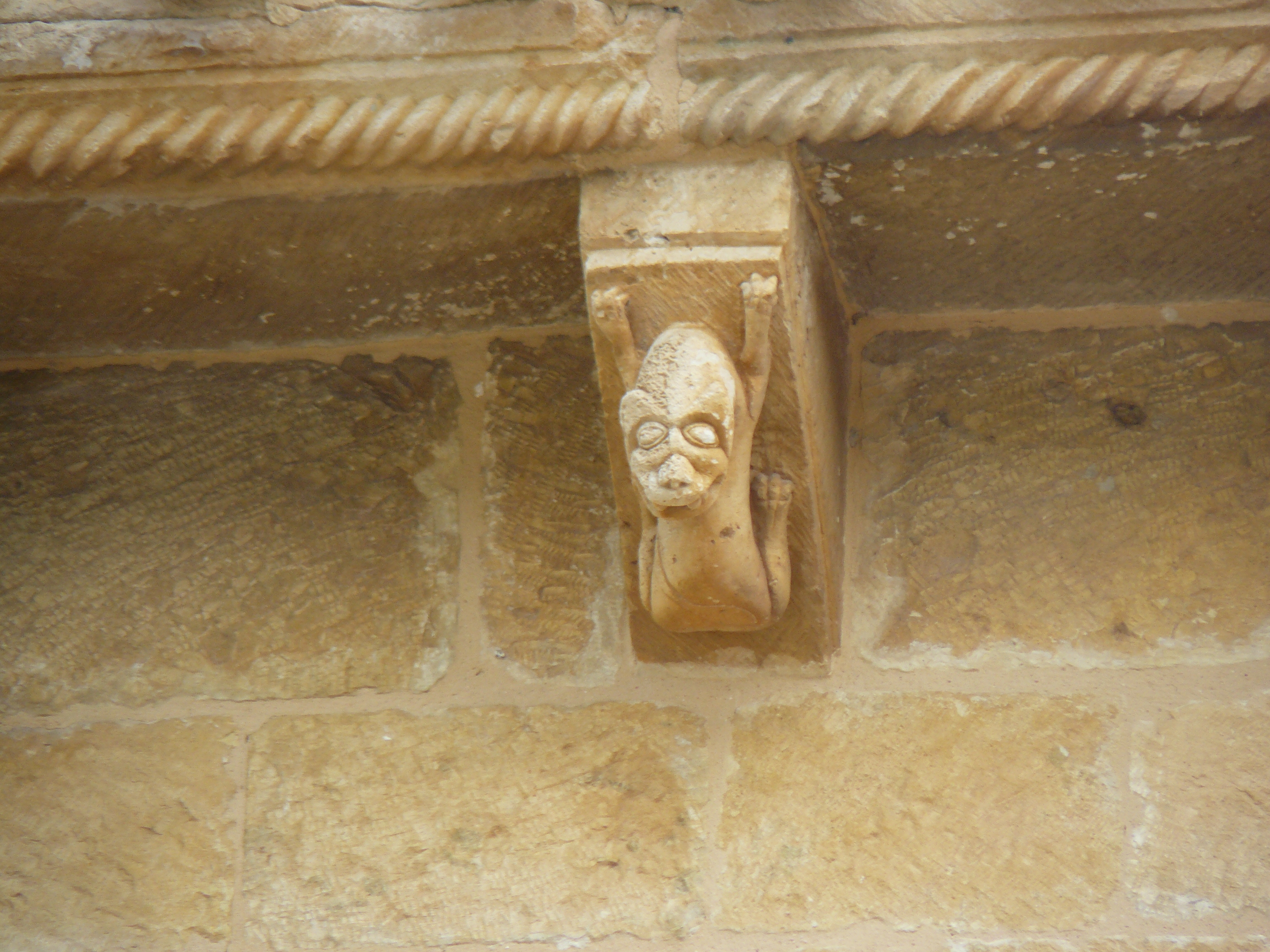
El Almiñé, Espagne
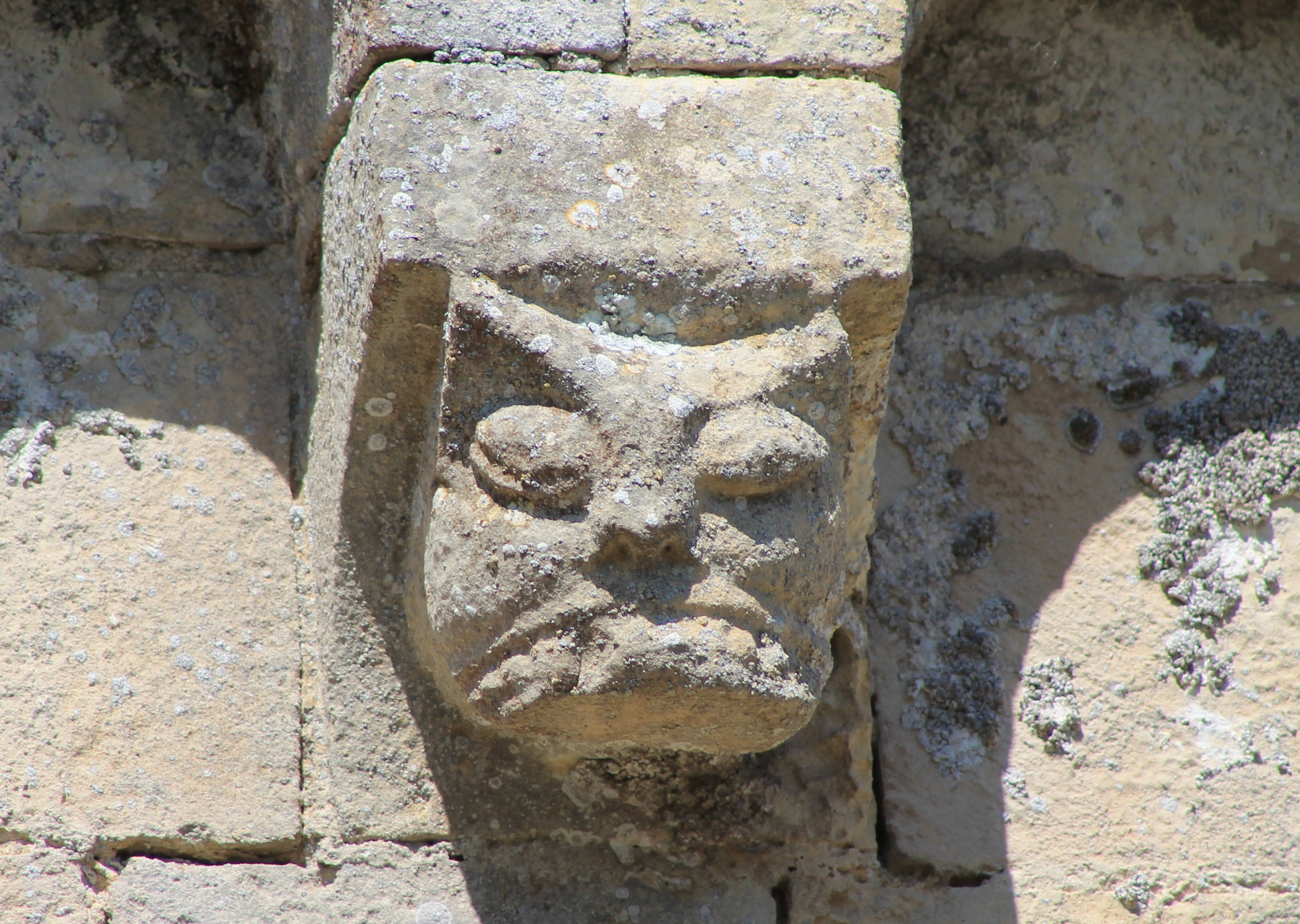
Cintheaux, Calvados
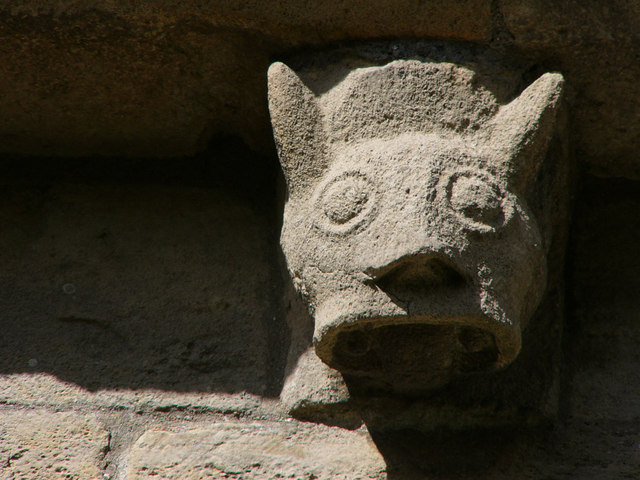
Studland, Angleterre

Lapin et Lièvre :
Le mot lièvre faisait partie du vocabulaire roman, mais la France romane, ignorant le mot lapin, parlait de conils, connins ou cunnins — C'est seulement au XVe siècle que le mot lapin remplace le mot conil —. Ces appellations, dérivées du mot latin cuniculus qui désigne également un tunnel, étaient sources de calembours avec le mot cunnus qui désignait le sexe féminin. Le comportement sexuel frénétique du lapin renforçait son image négative sur les modillons. On peut parfois confondre le lapin couché avec un symbole phallique ou le sexe d'une femme « lascive ».

Les lapins et lièvres
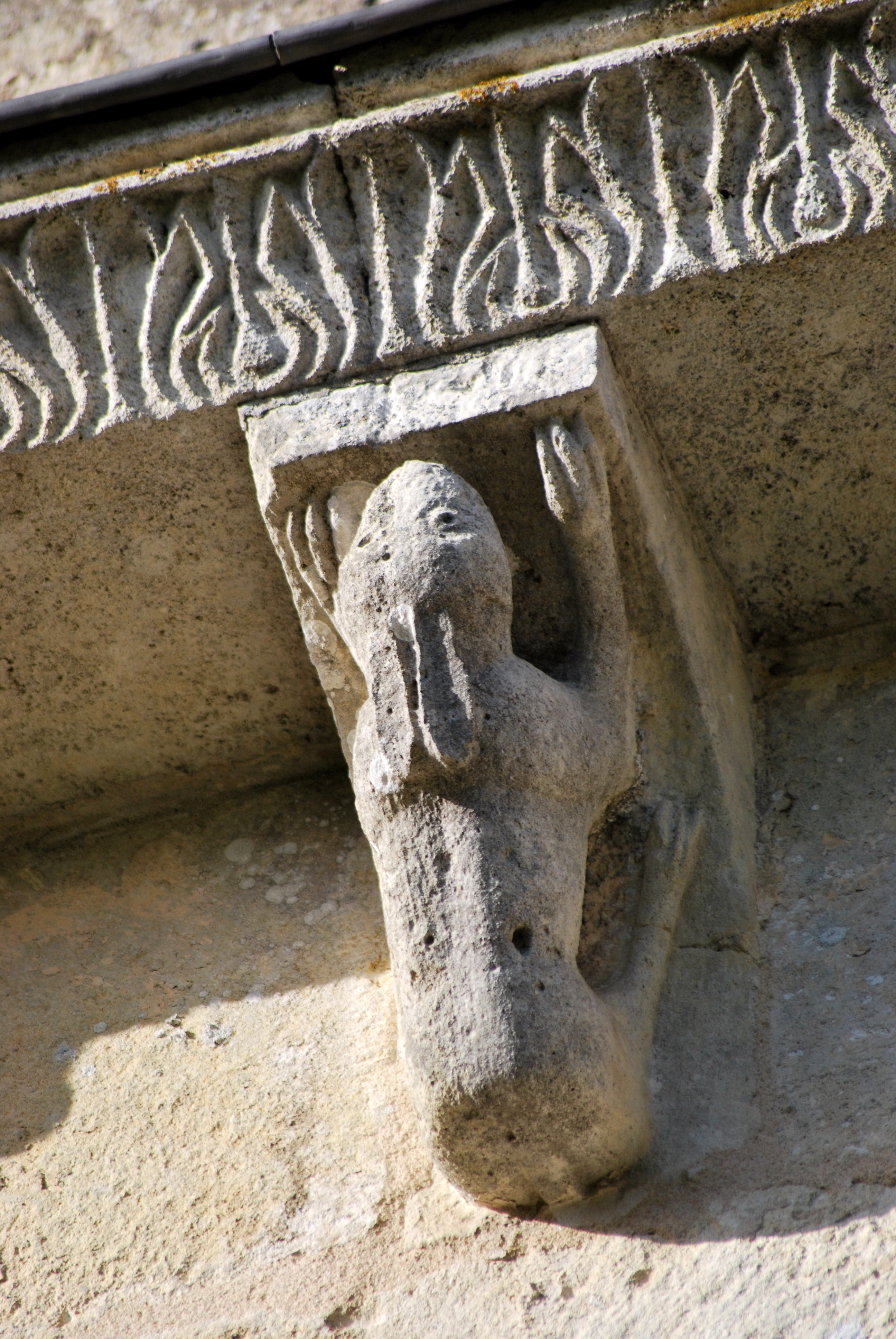
Bouliac, Gironde
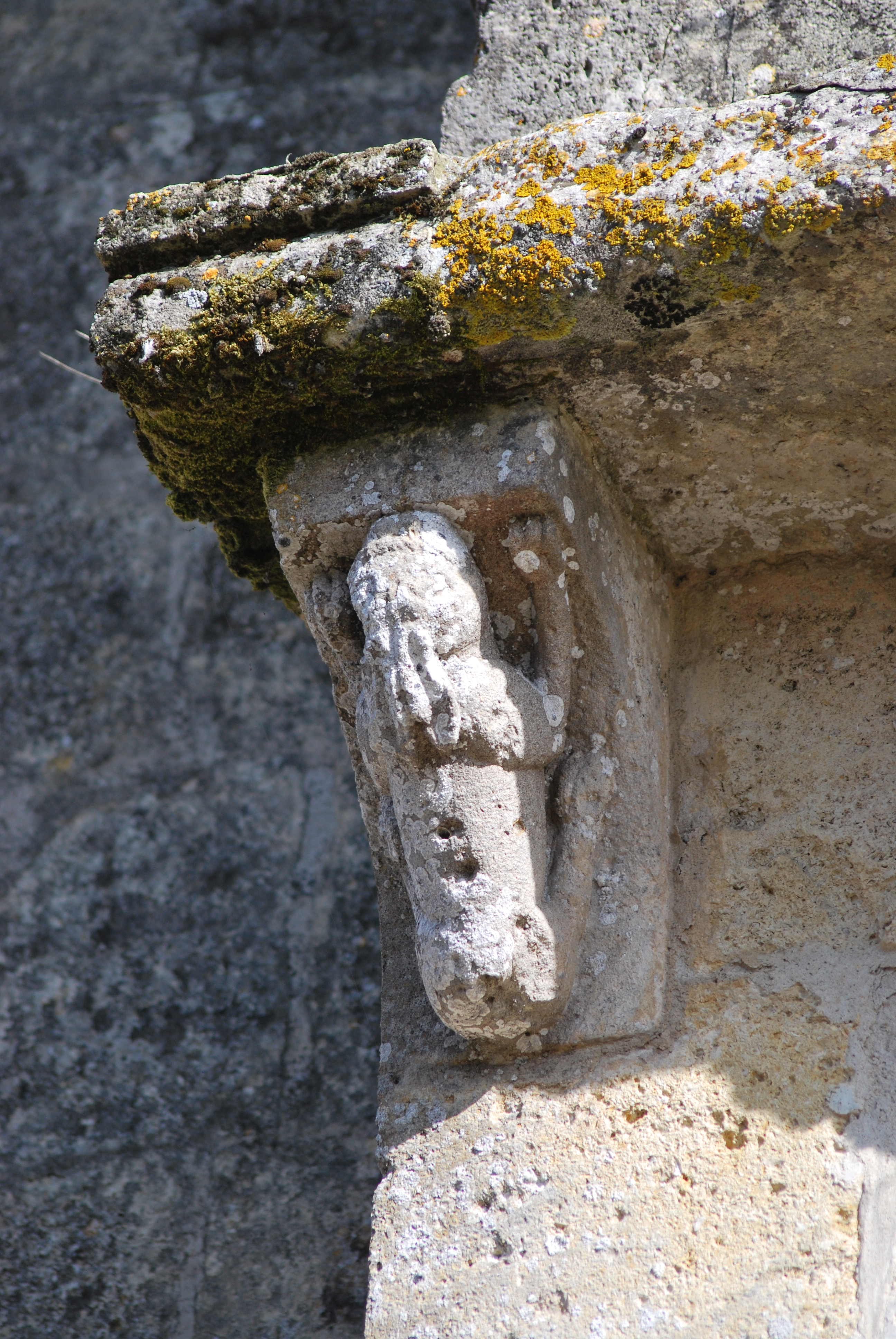
Coirac, Gironde
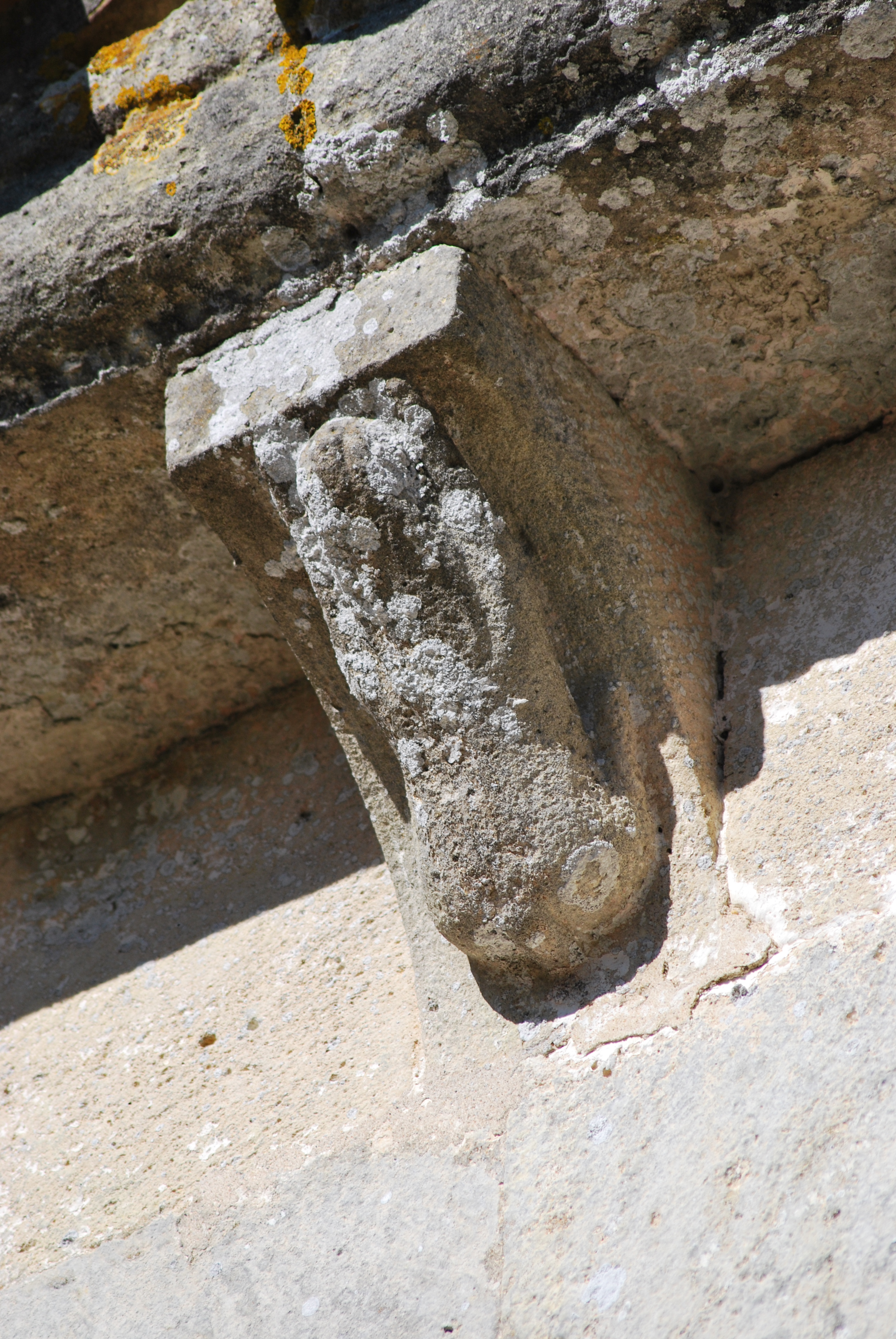
Haux, Gironde
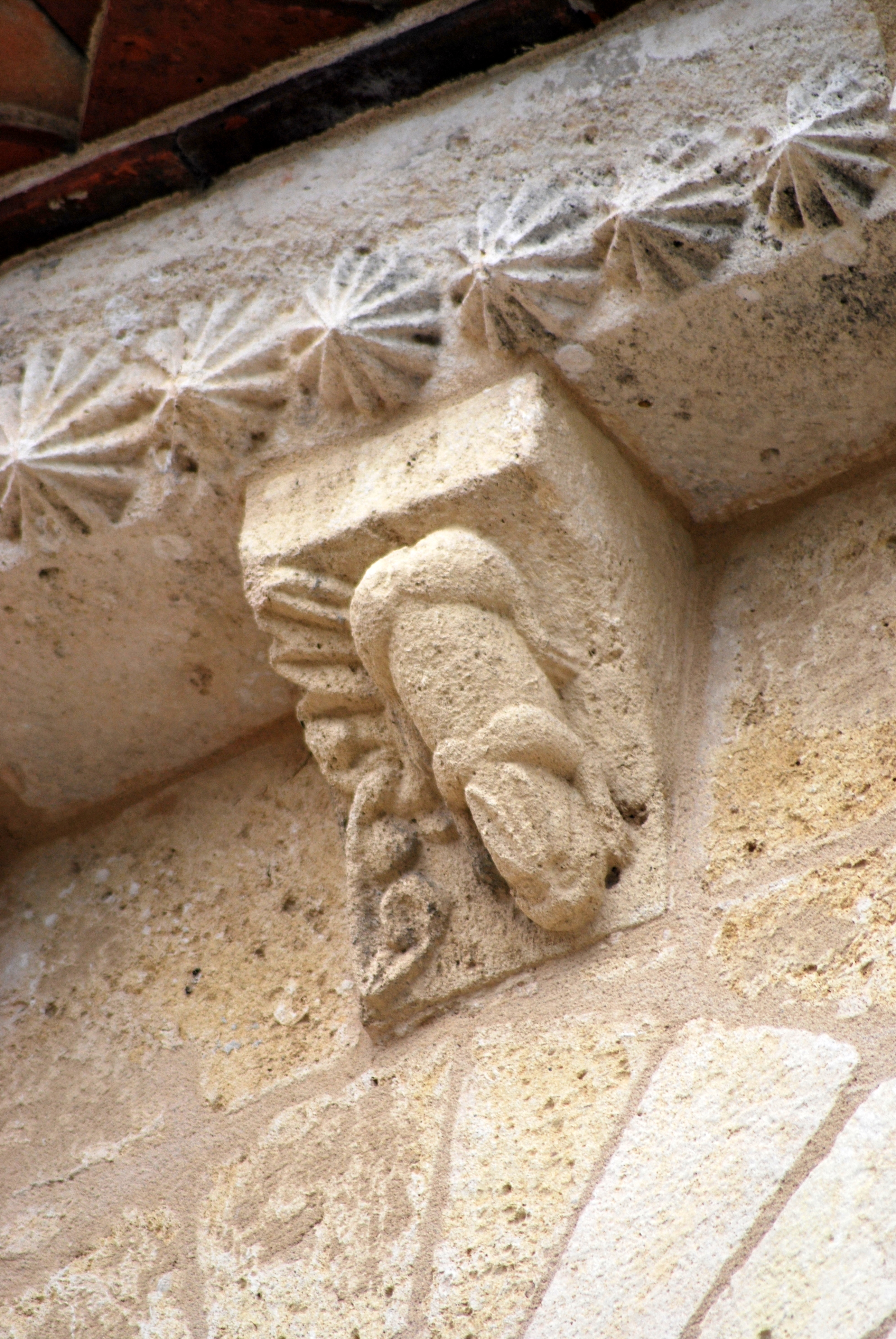
Léognan, Gironde
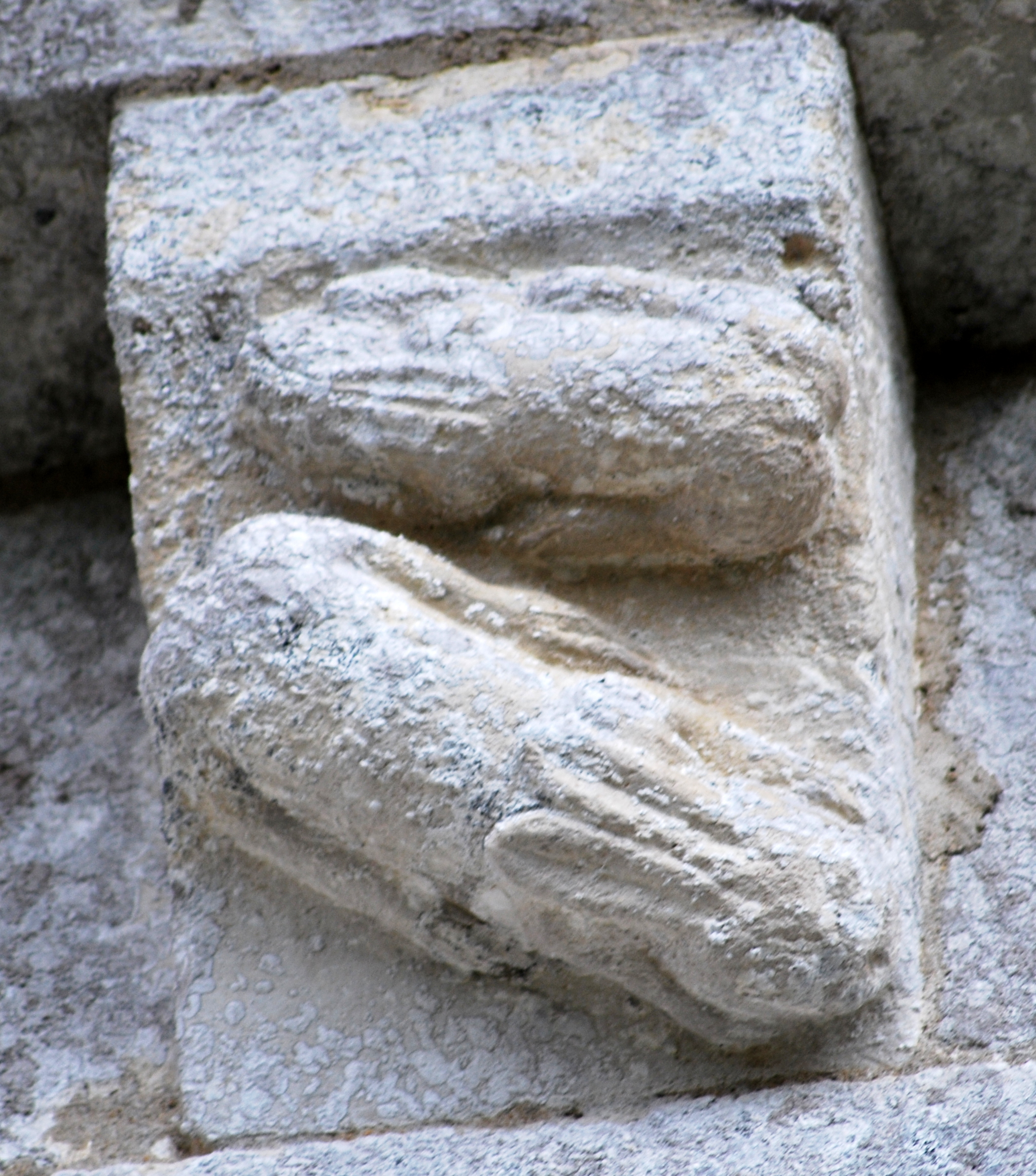
Lestiac, Gironde
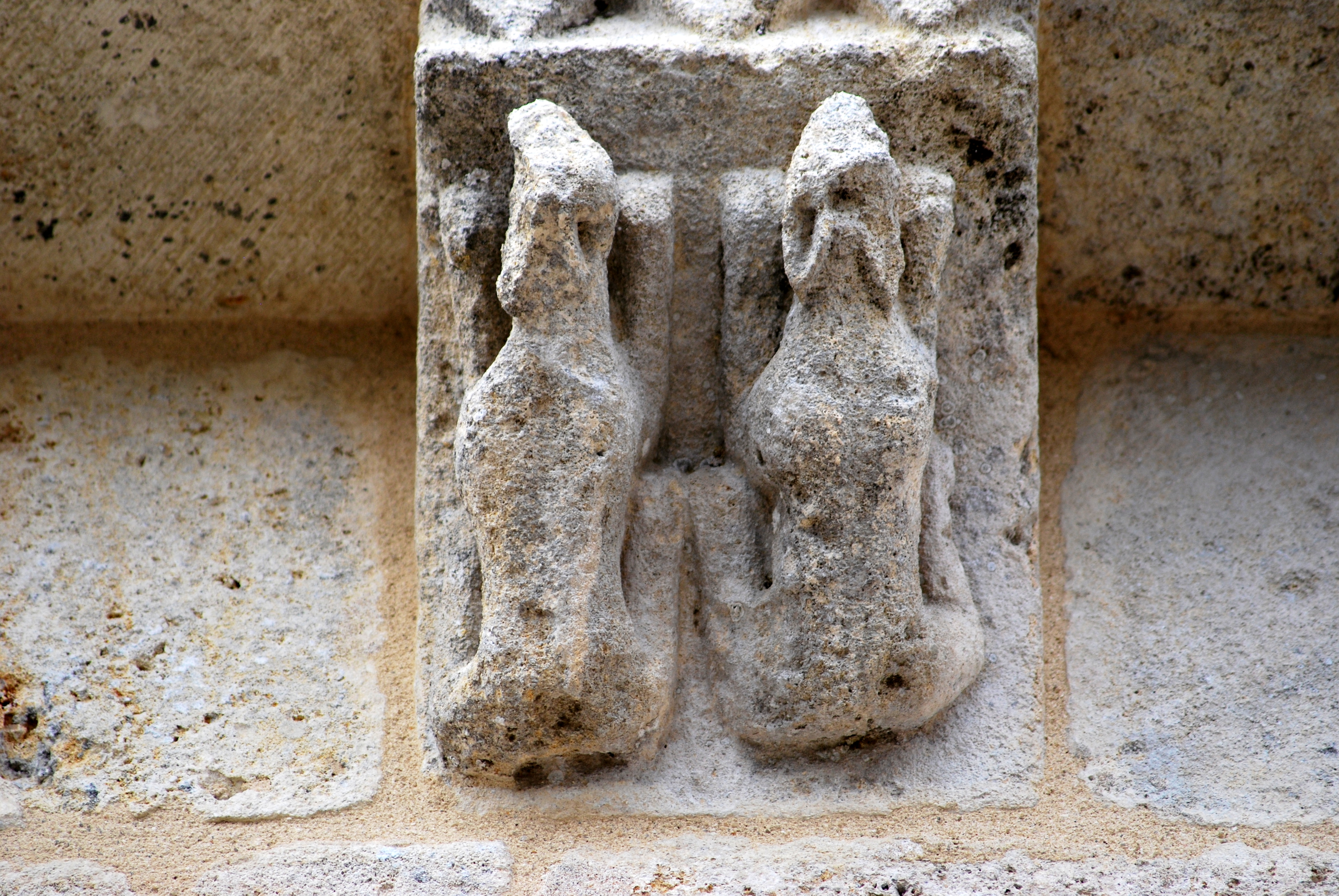
Lugaignac, Gironde

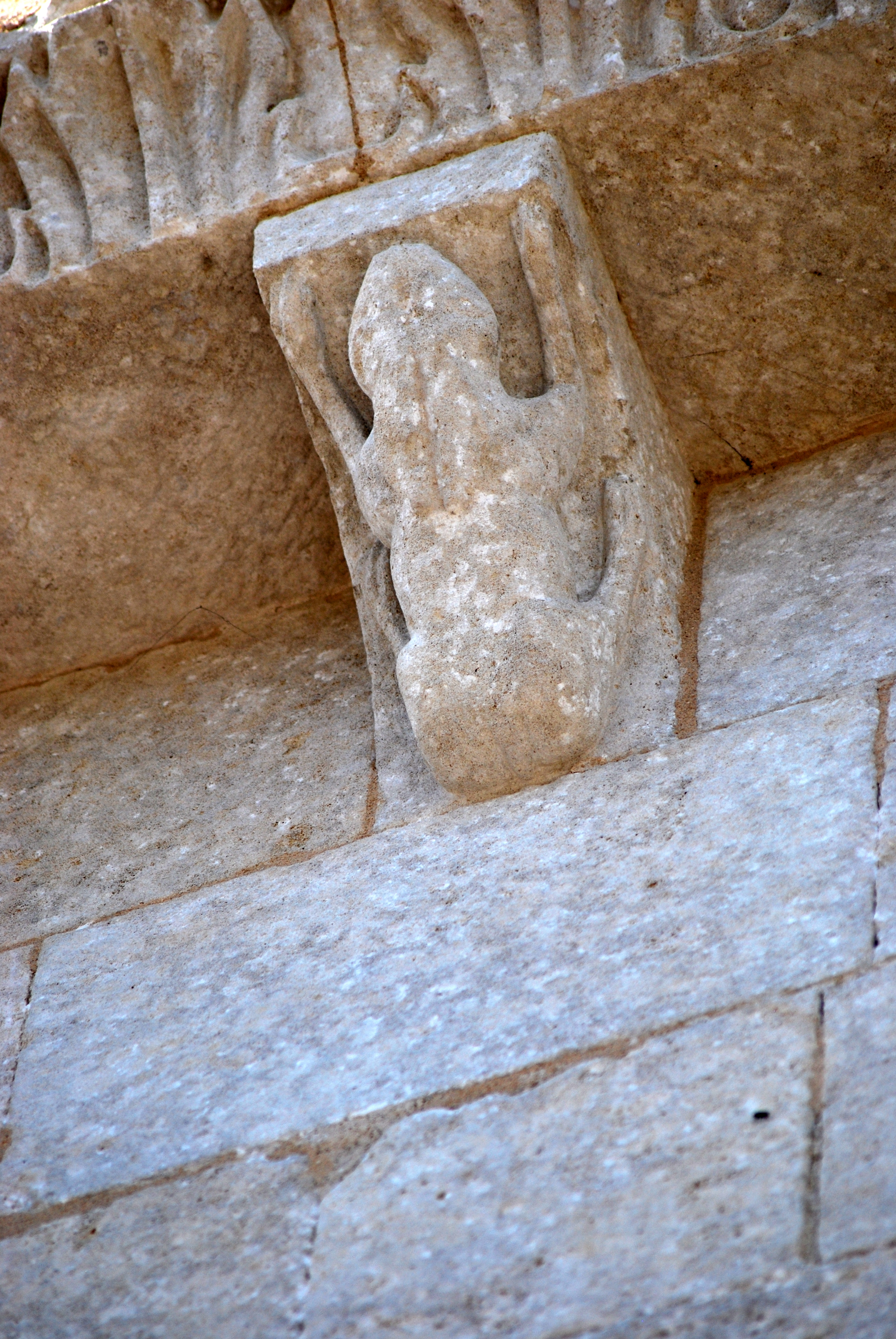
Saint-Quentin-de-Baron, Gironde
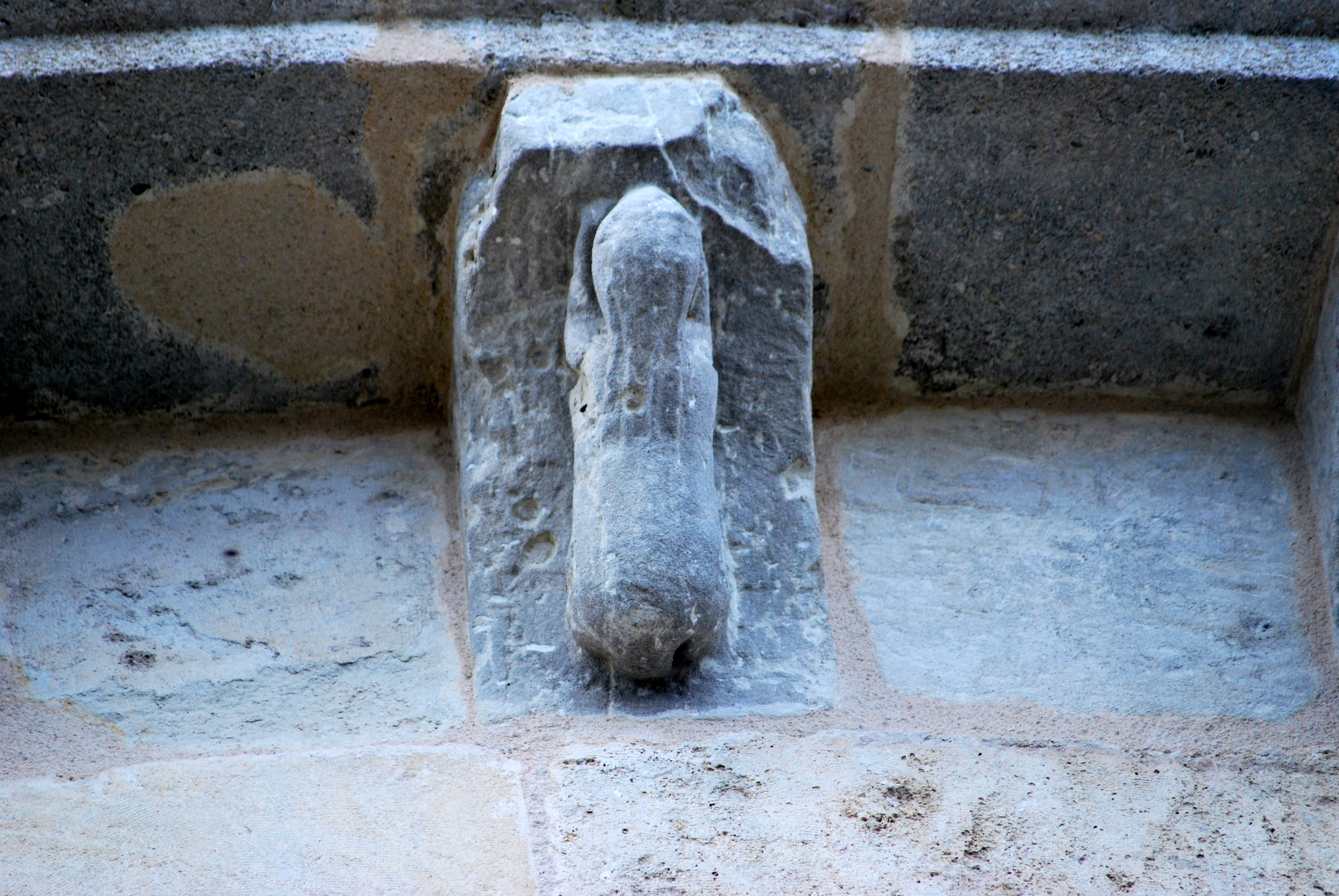
Targon, Gironde
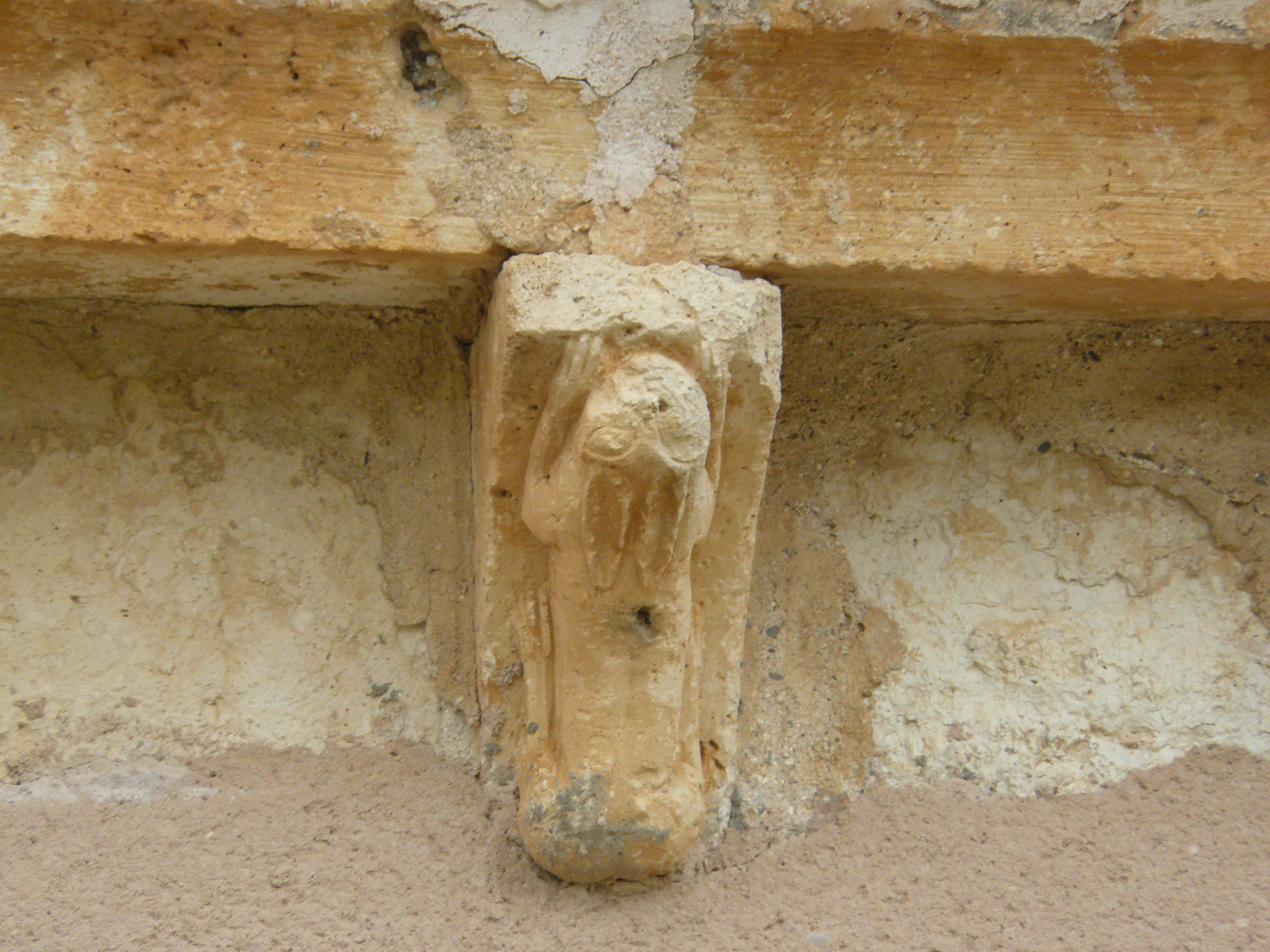
Aldealengua de San Maria, Espagne
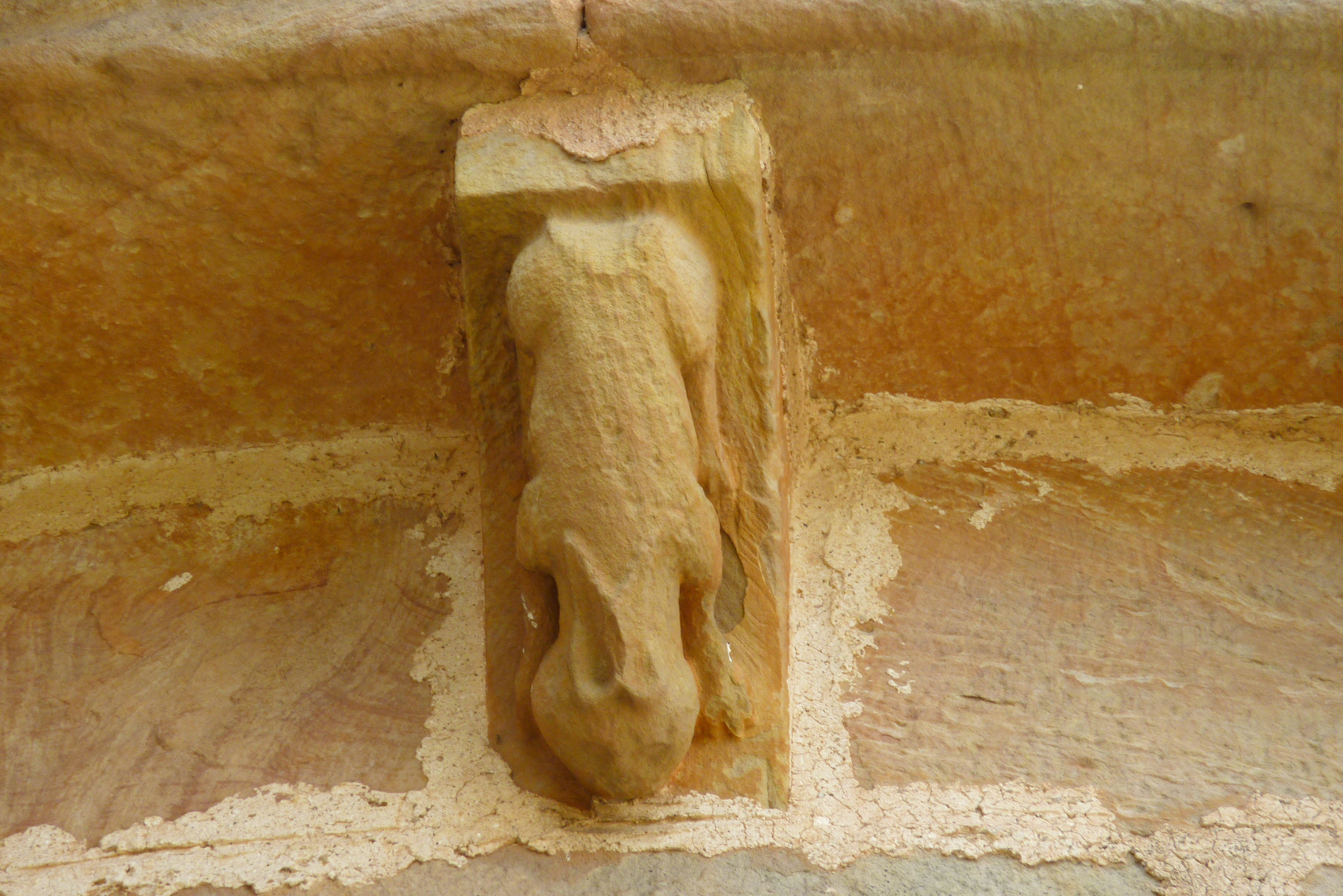
Lomilla, Espagne
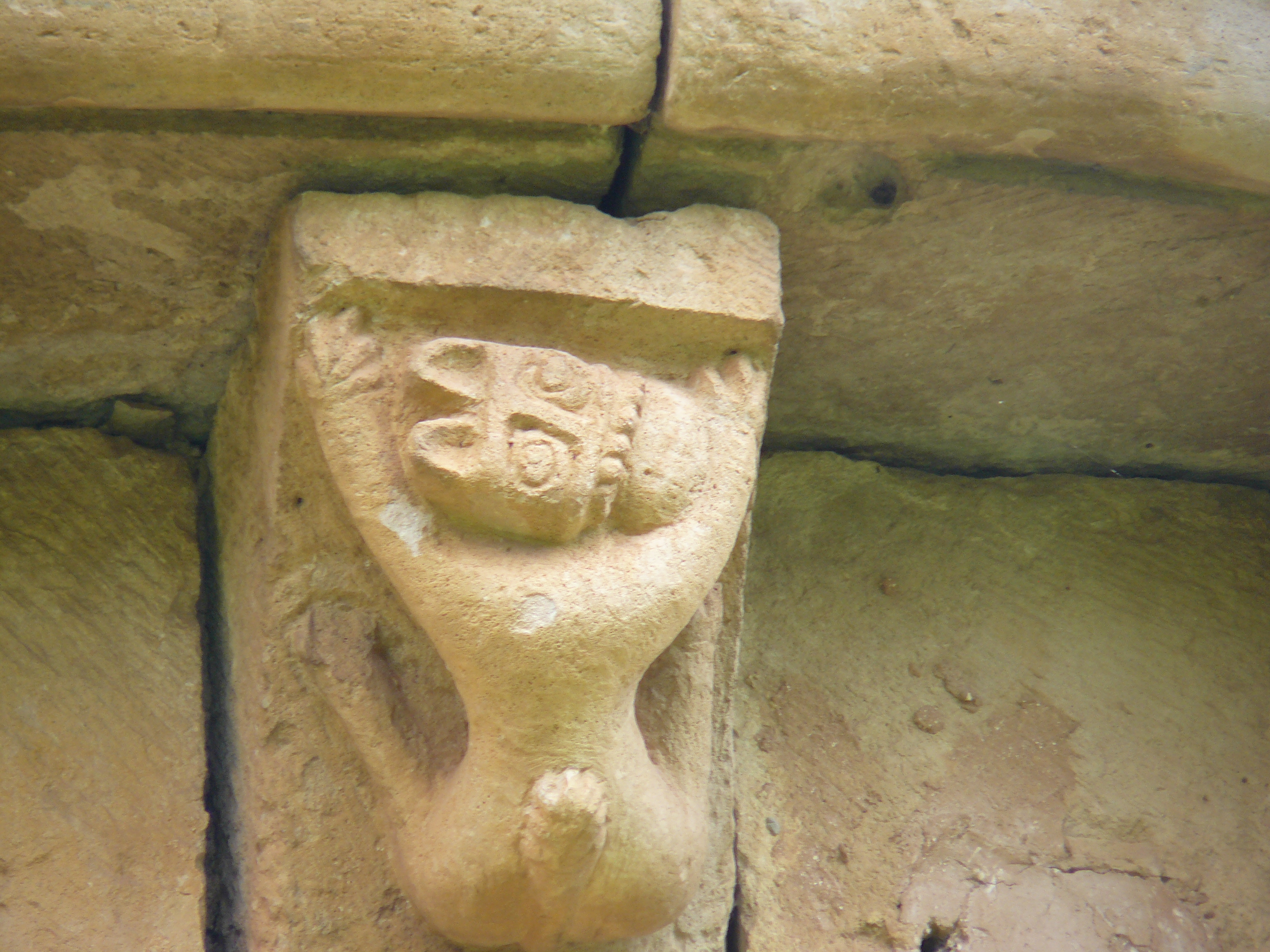
Cornezuelo, Espagne

Lion :
Le lion est l'animal le plus souvent représenté dans l'iconographie romane, surtout sur les chapiteaux historiés. Son identification sur les modillons est plus problématique, à cause du grand nombre de variantes : un quadrupède à tête d'homme ou un animal indéterminé est parfois classé comme « lion ». La caractéristique commune est sa queue. Elle est presque toujours rentrée et souvent sexuée. Sur les modillons, l'animal a une connotation négative, sinon maléfique (Bougoux).

Le lion
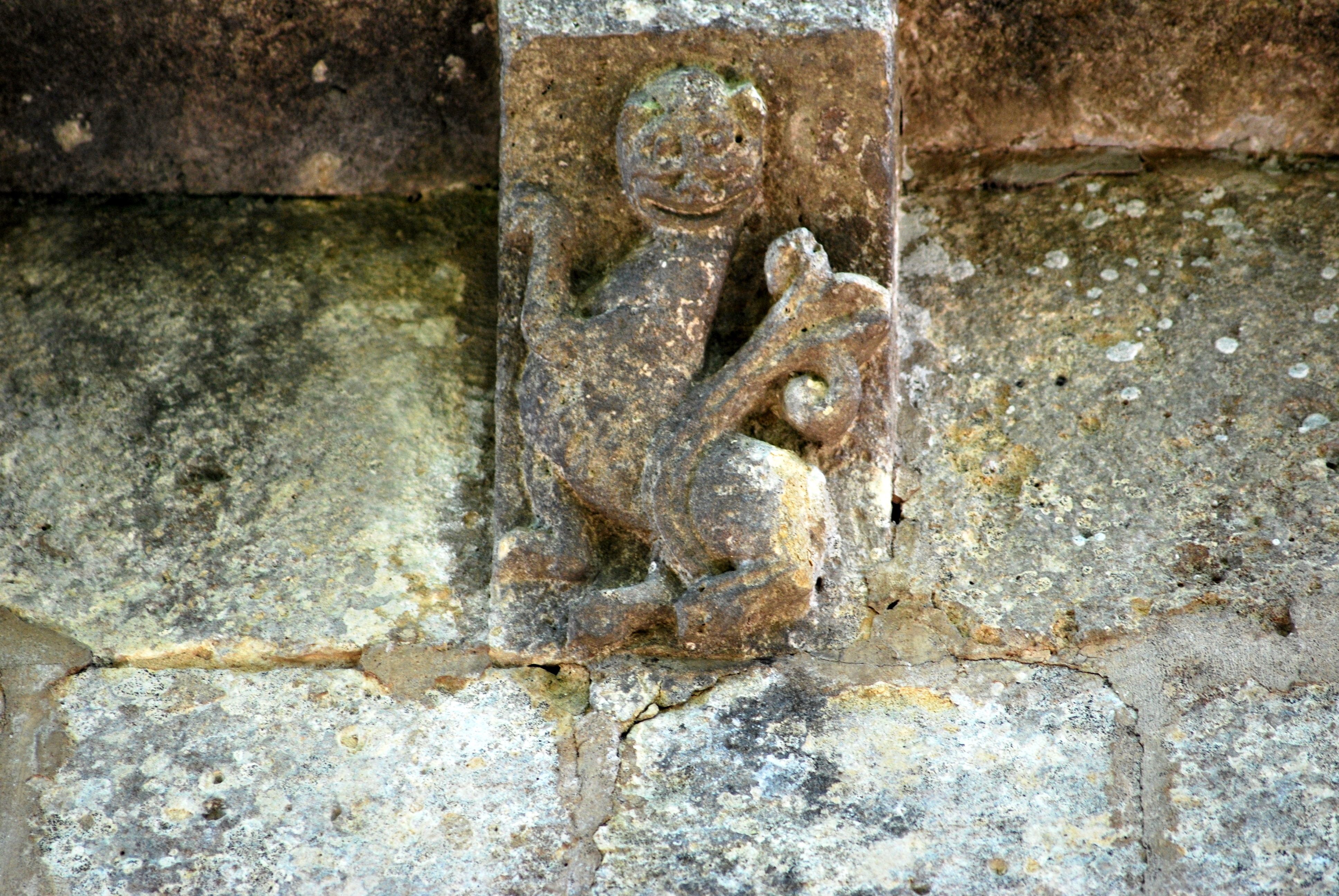
Cardan, Gironde
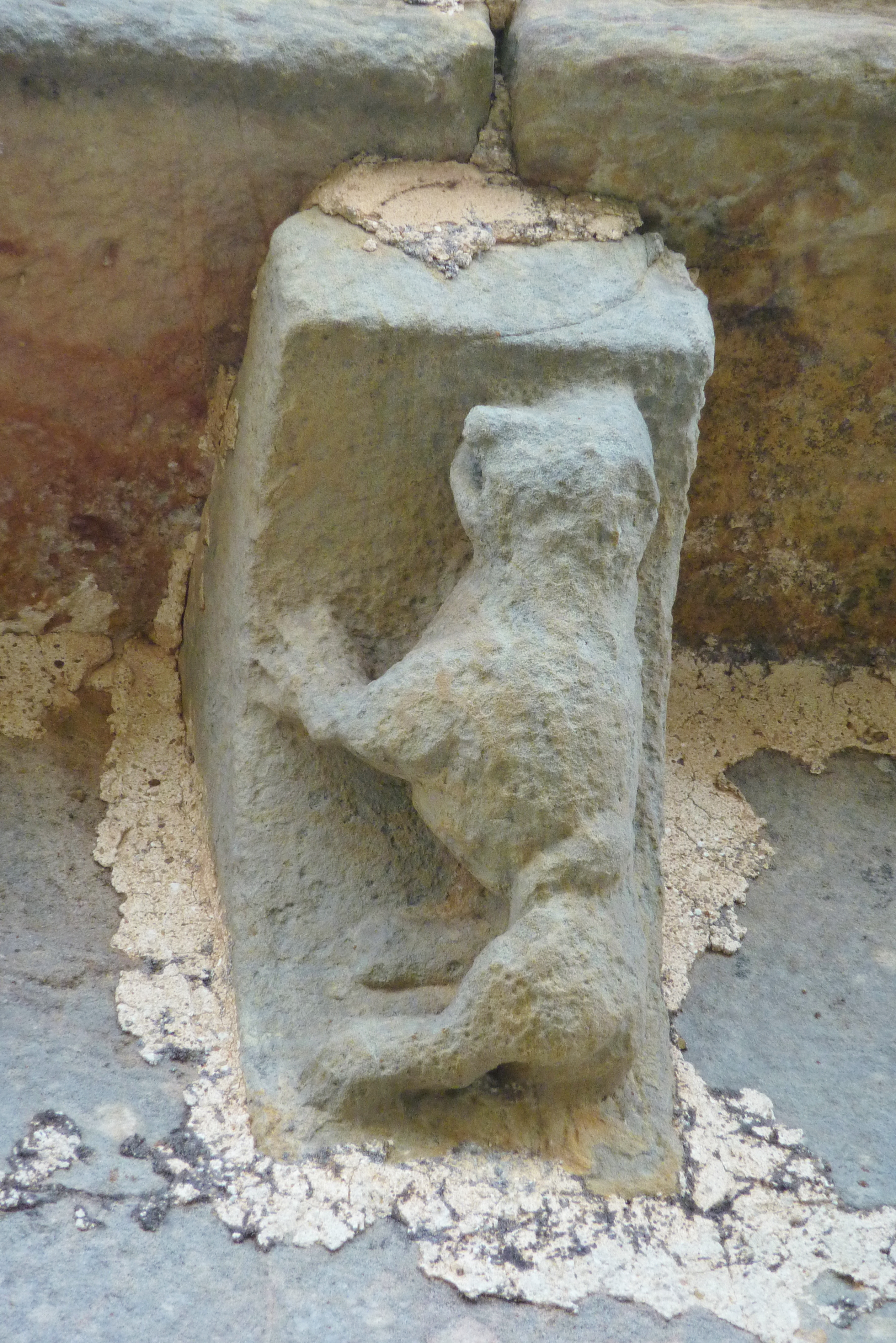
Lomilla, Espagne
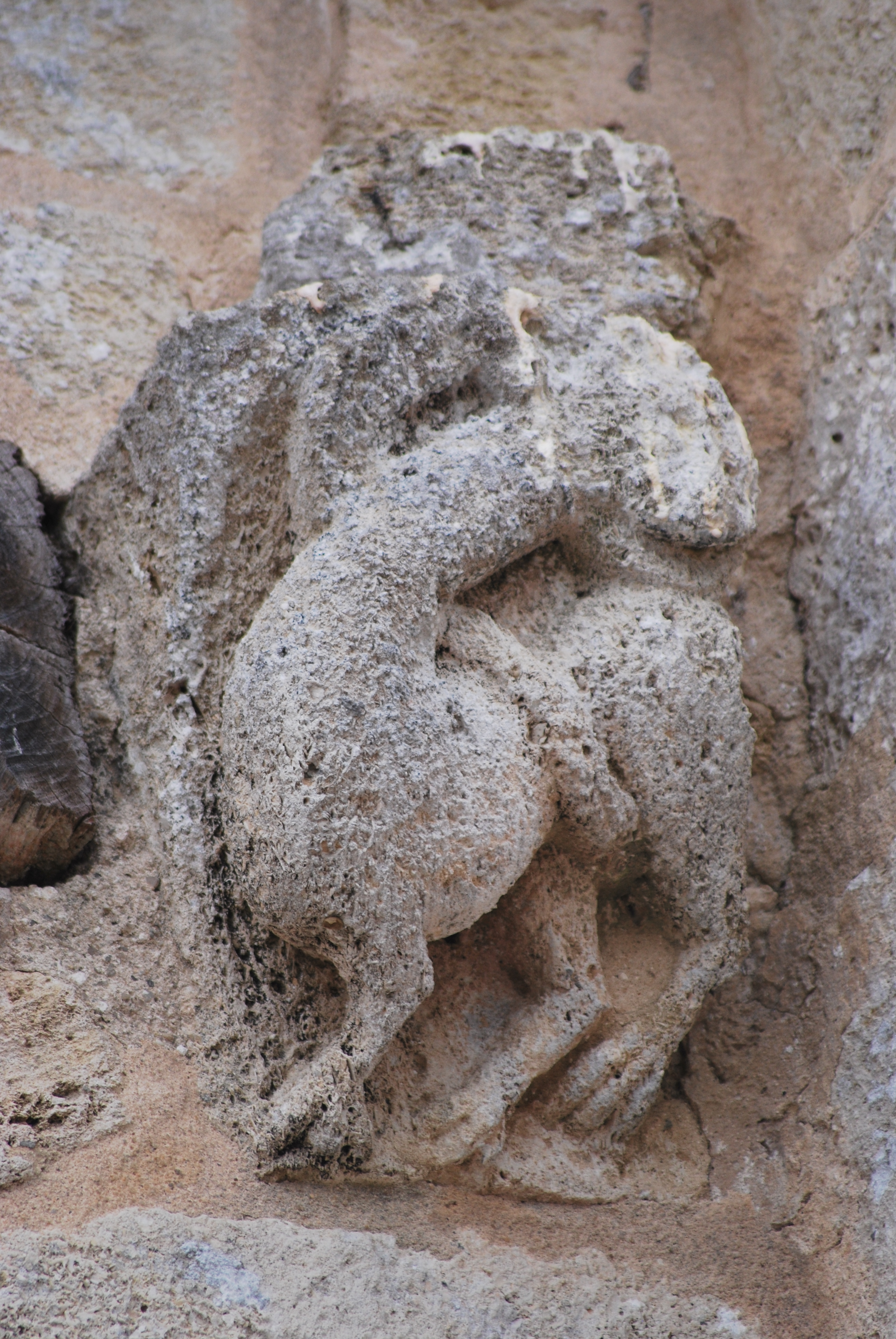
Lion sagitté, Tayac, Gironde

Oiseaux :
Les oiseaux occupent une place importante dans l'iconographie romane, le plus souvent de façon positive, les oiseaux ayant le privilège de voler dans le ciel ou vers le ciel : la colombe, seule, représente le Saint-Esprit ; sculptés en groupe, les oiseaux « positifs » peuvent être les colombes qui, buvant dans un même calice, représentent l’Eucharistie ou les pélicans au cou croisé qui symbolisent la famille. La première est quasiment absente des modillons mais les groupes d'oiseaux se rencontrent avec, parfois, un sens contraire. Les oiseaux ne sont plus des colombes mais des oiseaux maléfiques, des rapaces qui tiennent entre leurs serres le fruit sphérique de la Tentation. Il s'agit d'une représentation du sacrilège de l'Eucharistie par des êtres indignes. Les plus fréquents sont des oiseaux maléfiques, comme le hibou et d'autres rapaces, réprobateur comme le Caladrius ou des chimères comme la femme-oiseau ou l'homme-oiseau.

Les oiseaux
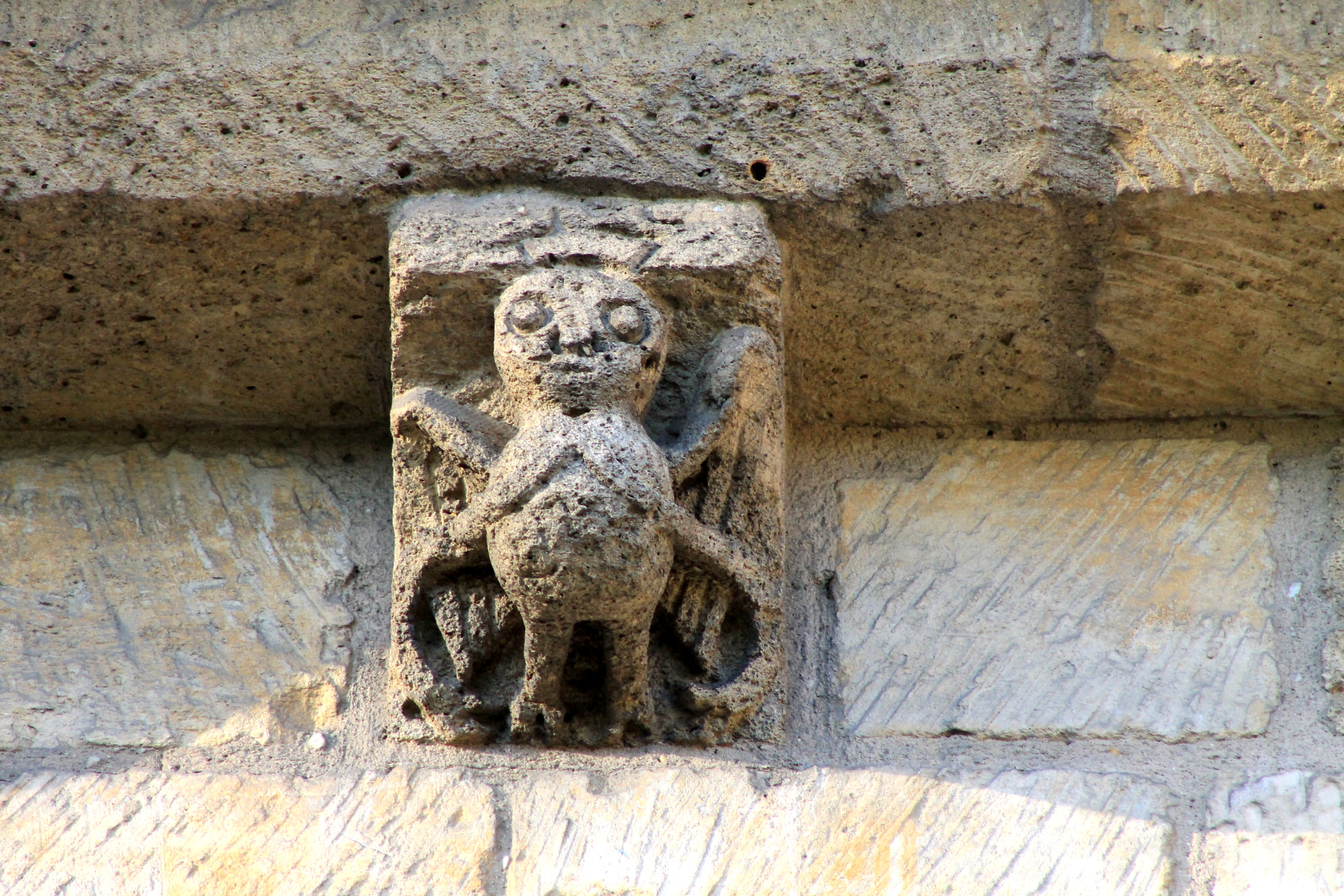
Caen, Calvados
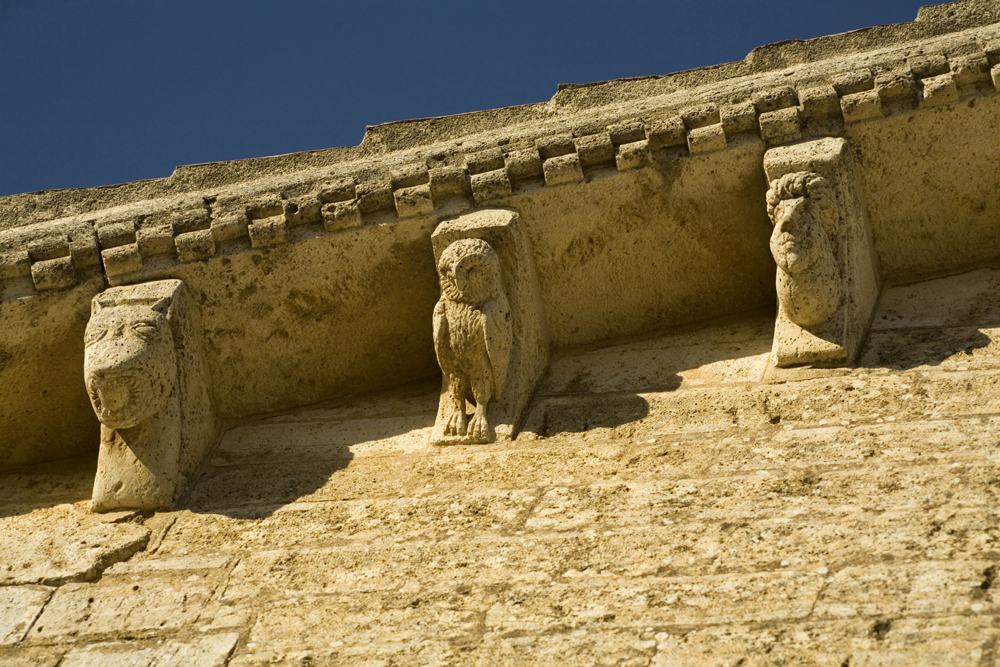
Frómista, Espagne
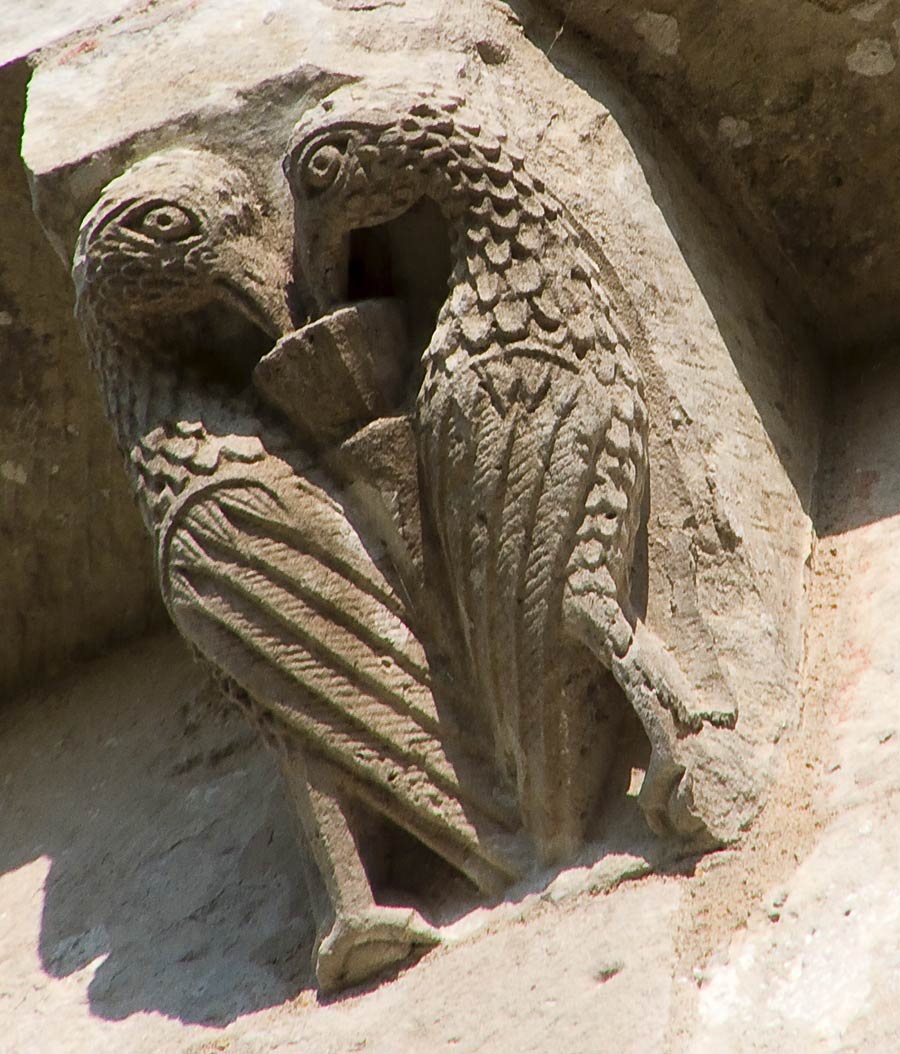
Aulnay, Charente-Maritime
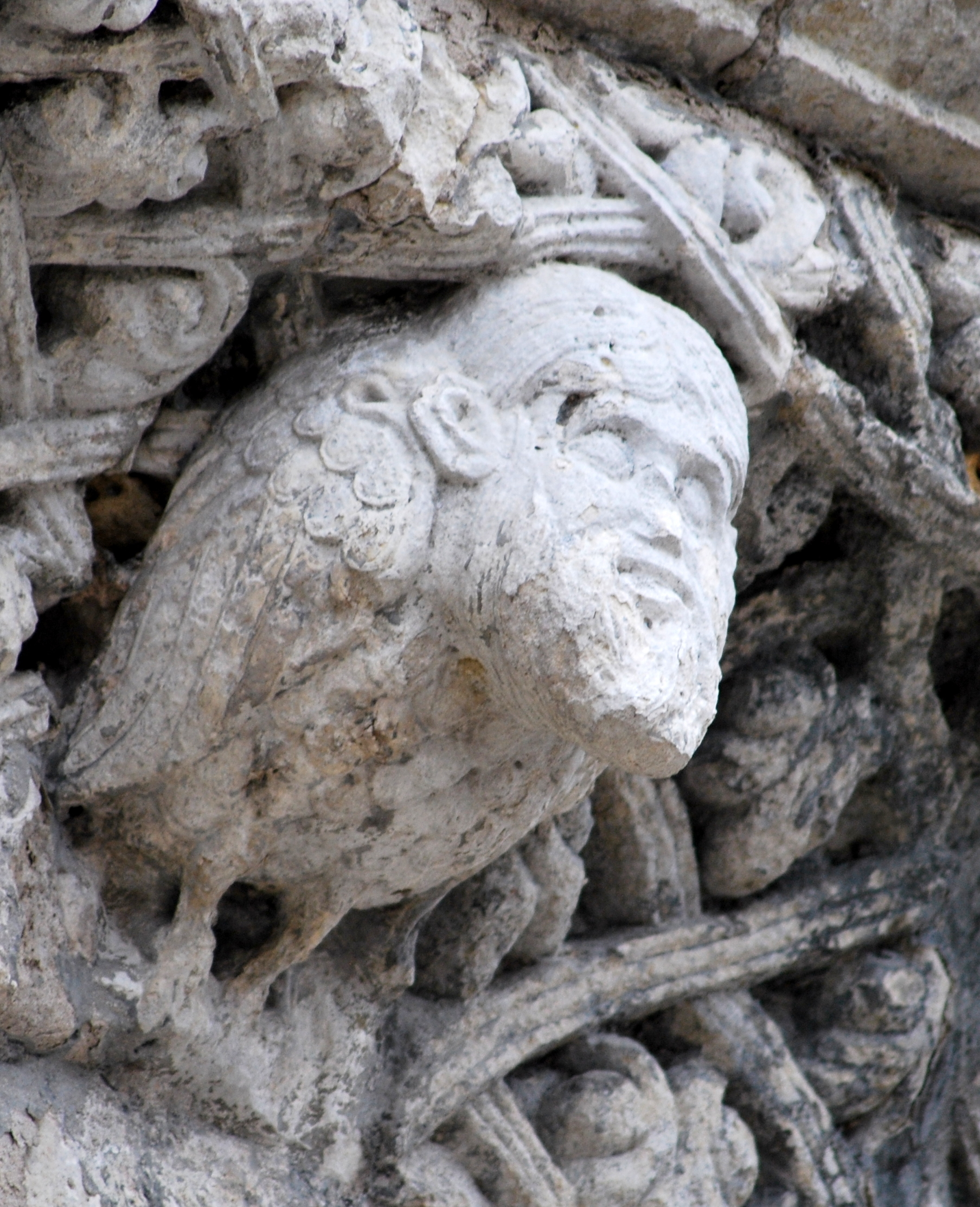
Cambes, Gironde

Sanglier/Cochon :
Il illustre la force primitive et démoniaque. Il symbolise aussi la goinfrerie, l'ignorance, la saleté, la luxure et l'égoïsme.

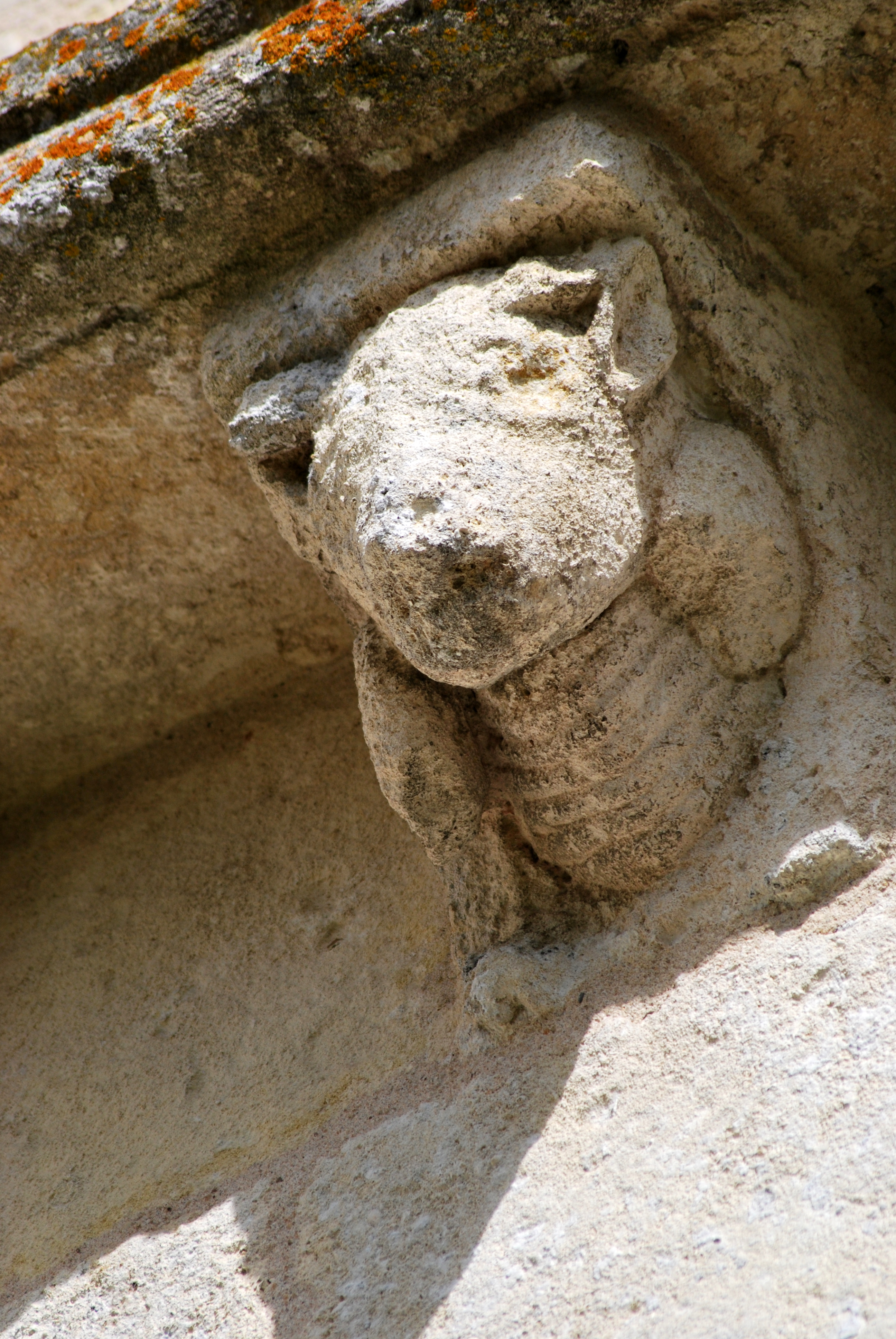
Saint-Sulpice-et-Cameyrac, Gironde

Serpent :
Le serpent est la créature maléfique par excellence depuis la tentation d'Ève par Nahash décrite dans le Livre de la Genèse. Il est souvent représenté soufflant de mauvais conseils dans les oreilles des humains ou enroulé autour de leurs corps, mais souvent, il est tout simplement là… pour surveiller. Sa forme phallique est aussi utilisée pour illustrer la luxure (Bougoux).

Le serpent
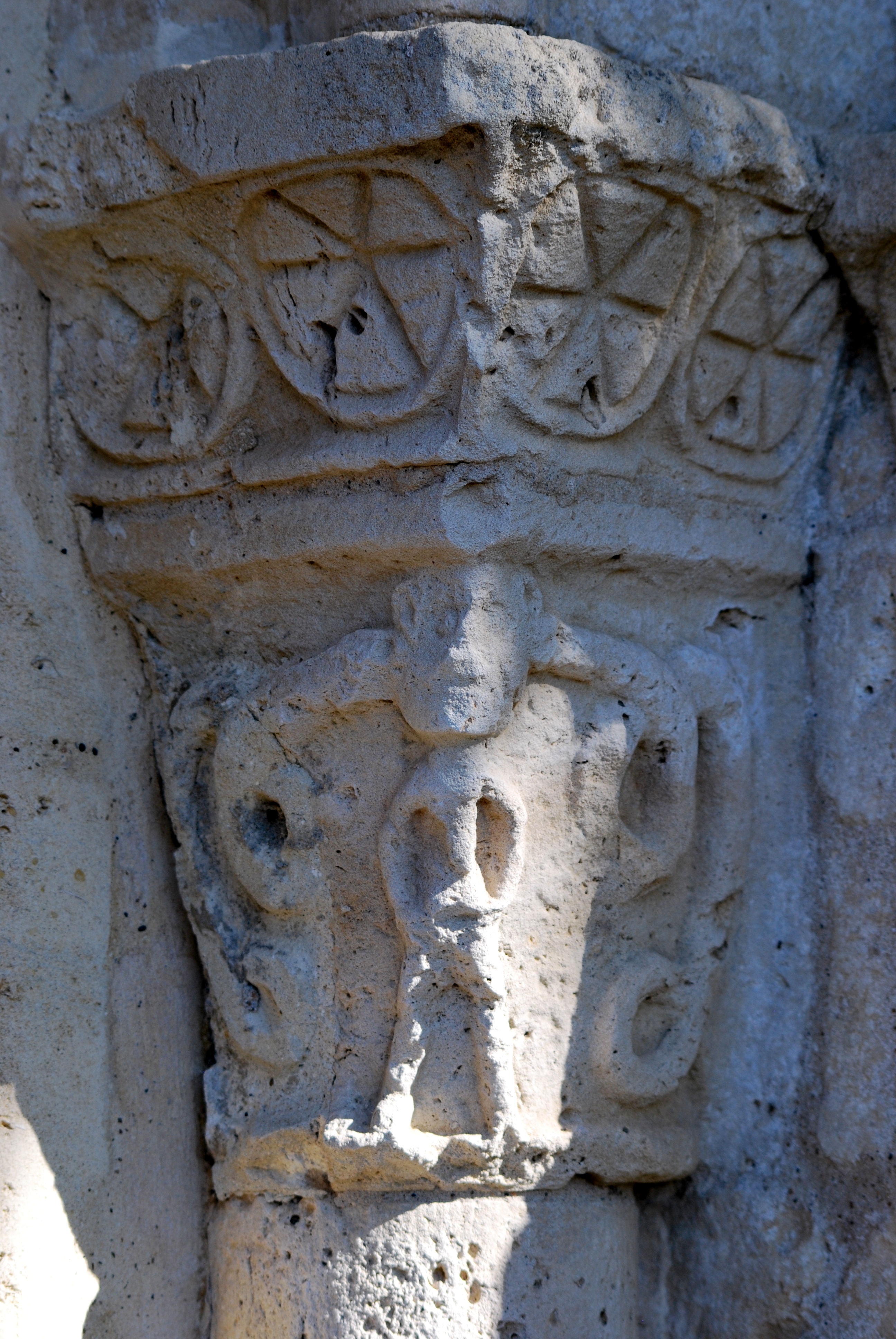
Gabarnac, Gironde
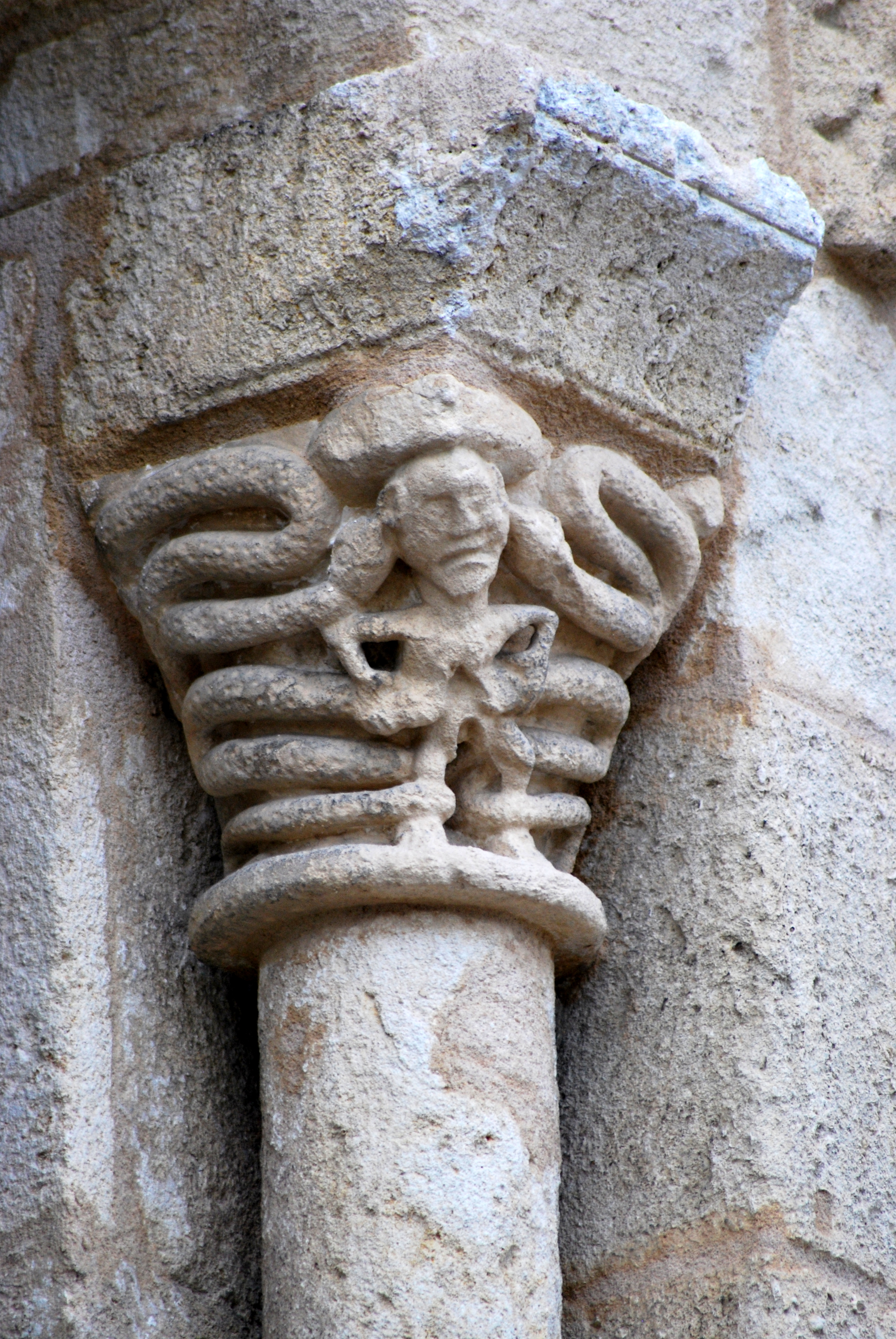
Léognan, Gironde
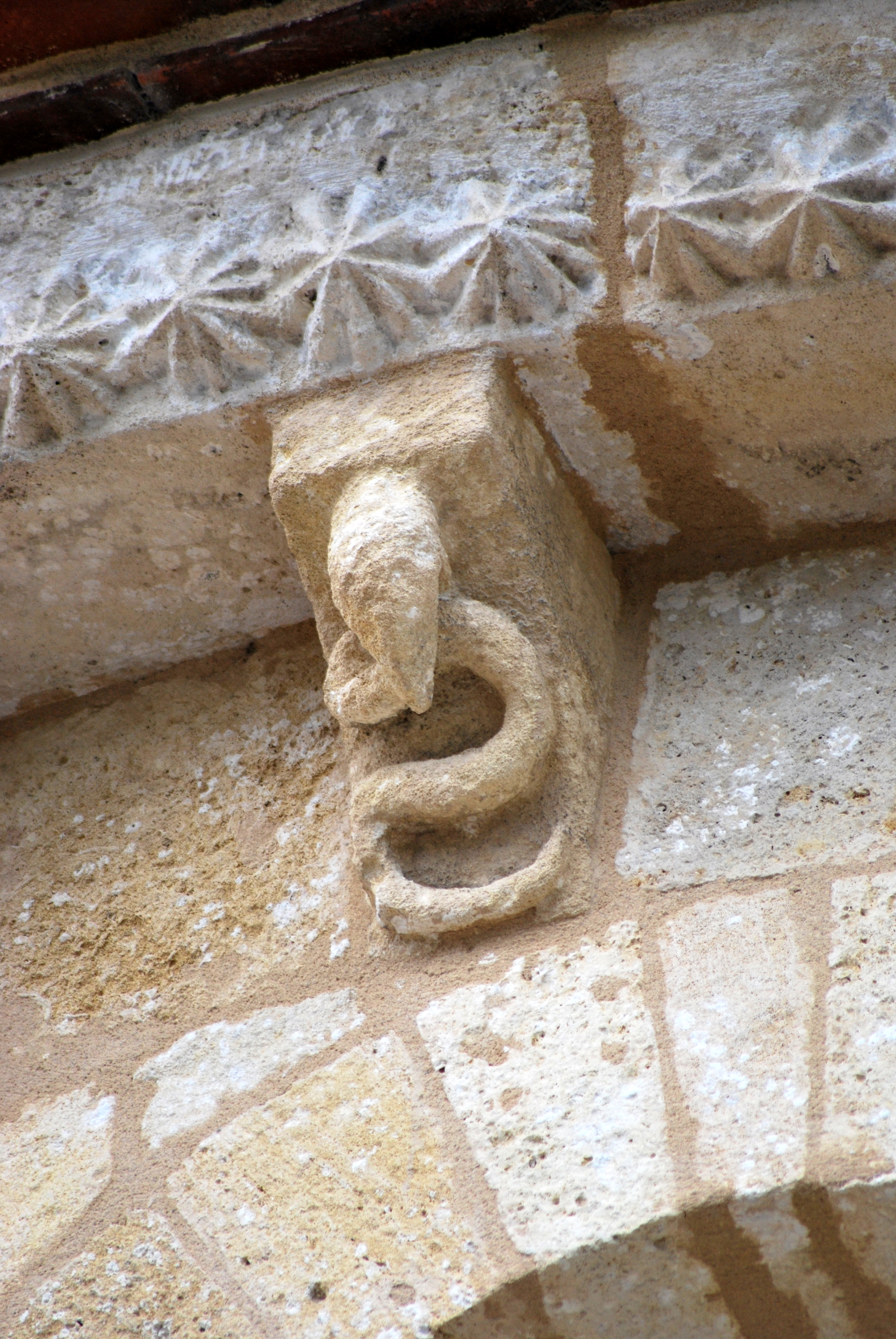
Léognan, Gironde
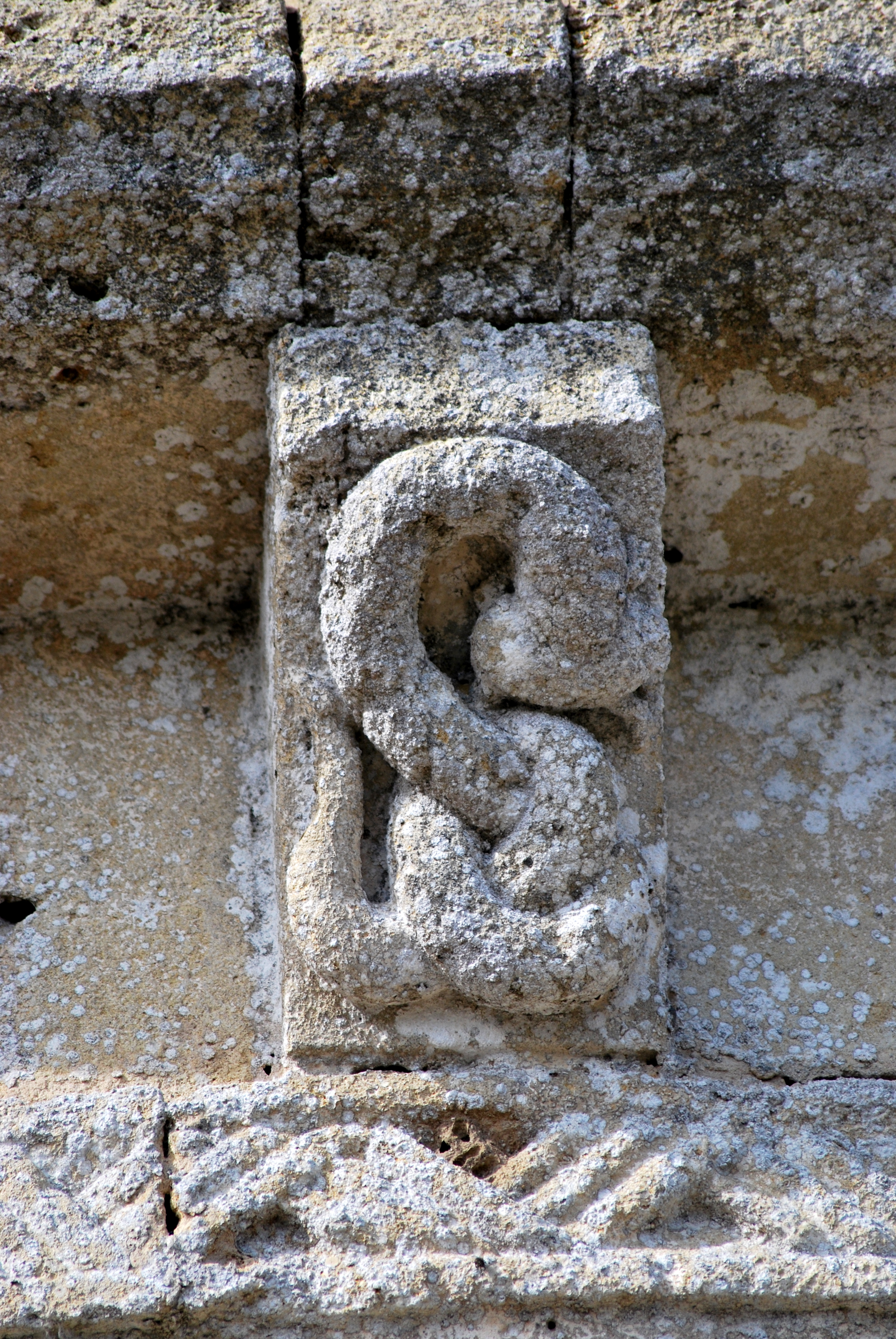
Saint-Maixant, Gironde
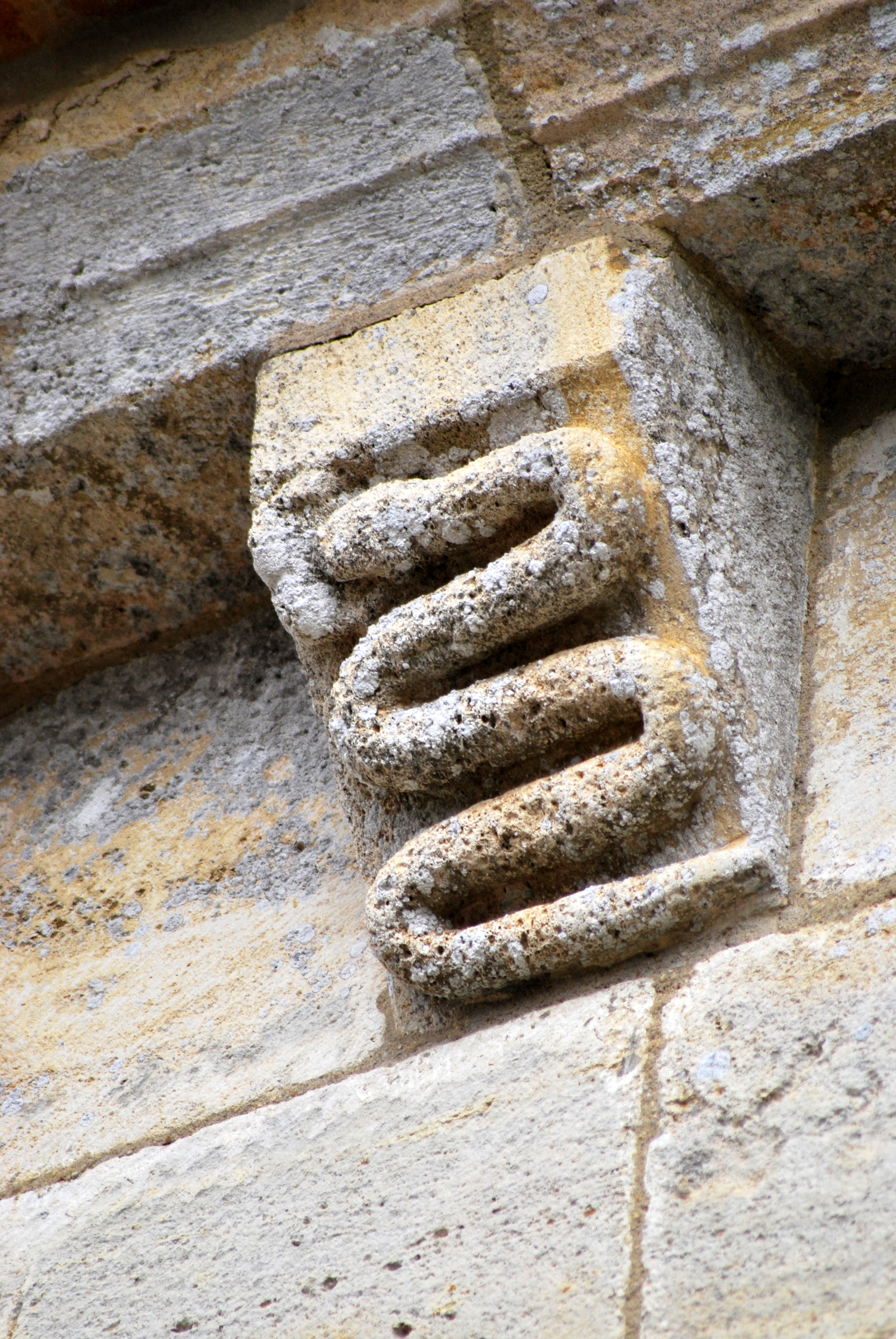
Lestiac, Gironde
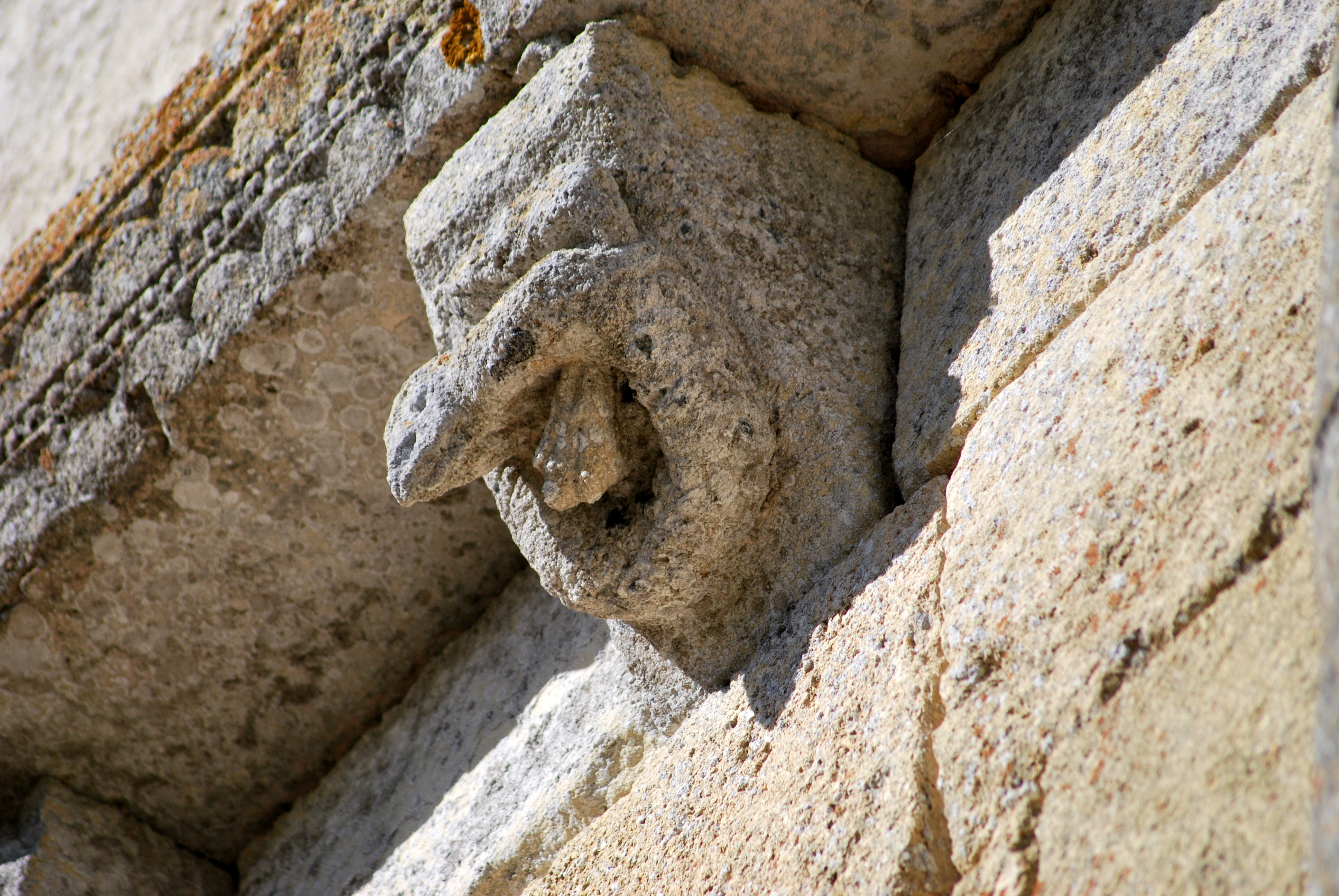
Bellefond, Gironde
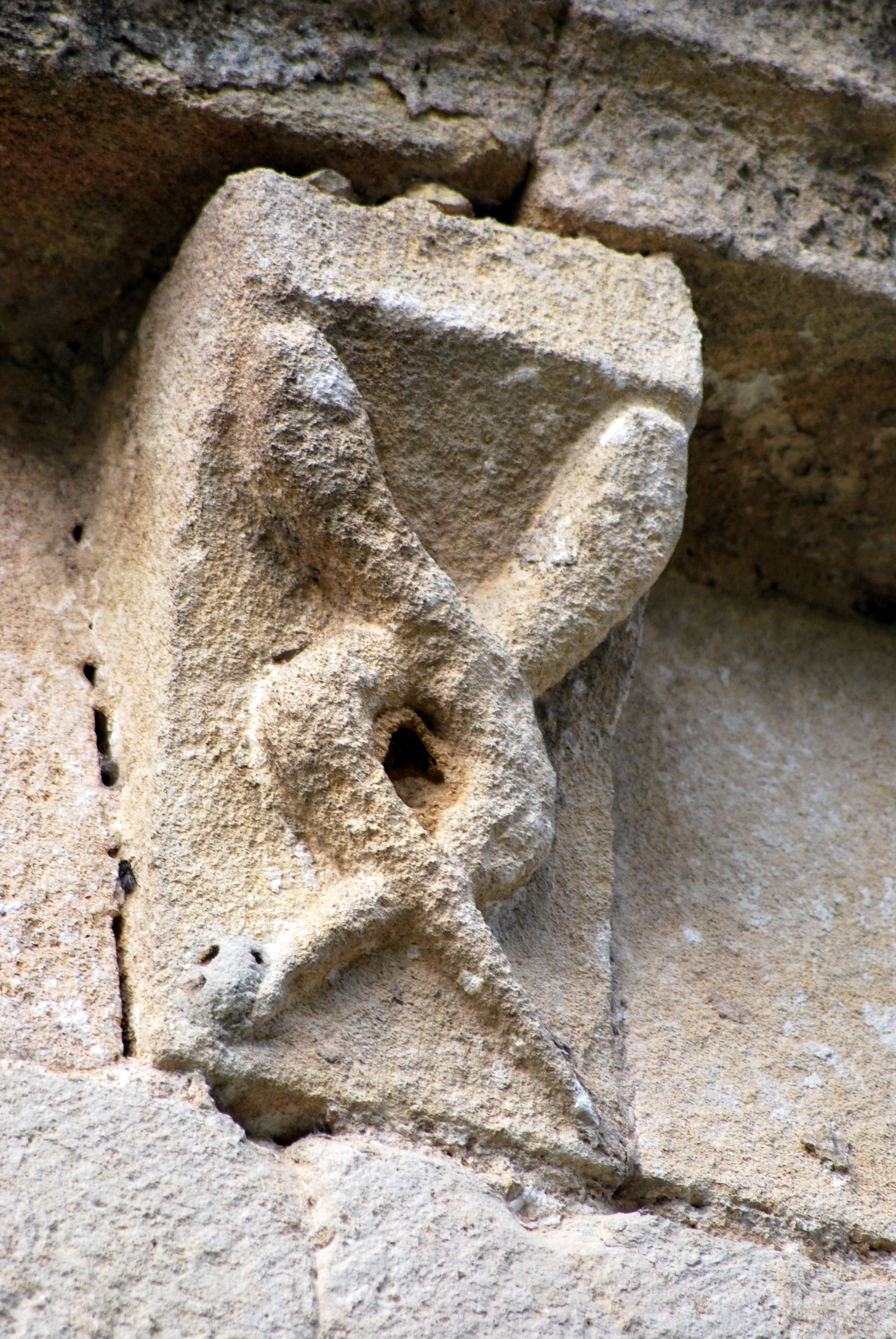
Beautiran, Gironde

Animaux rares ou exotiques :
On rencontre une tête d'éléphant à Mathieu et à Caen dans le Calvados, une salamandre à Bellefond en Gironde.

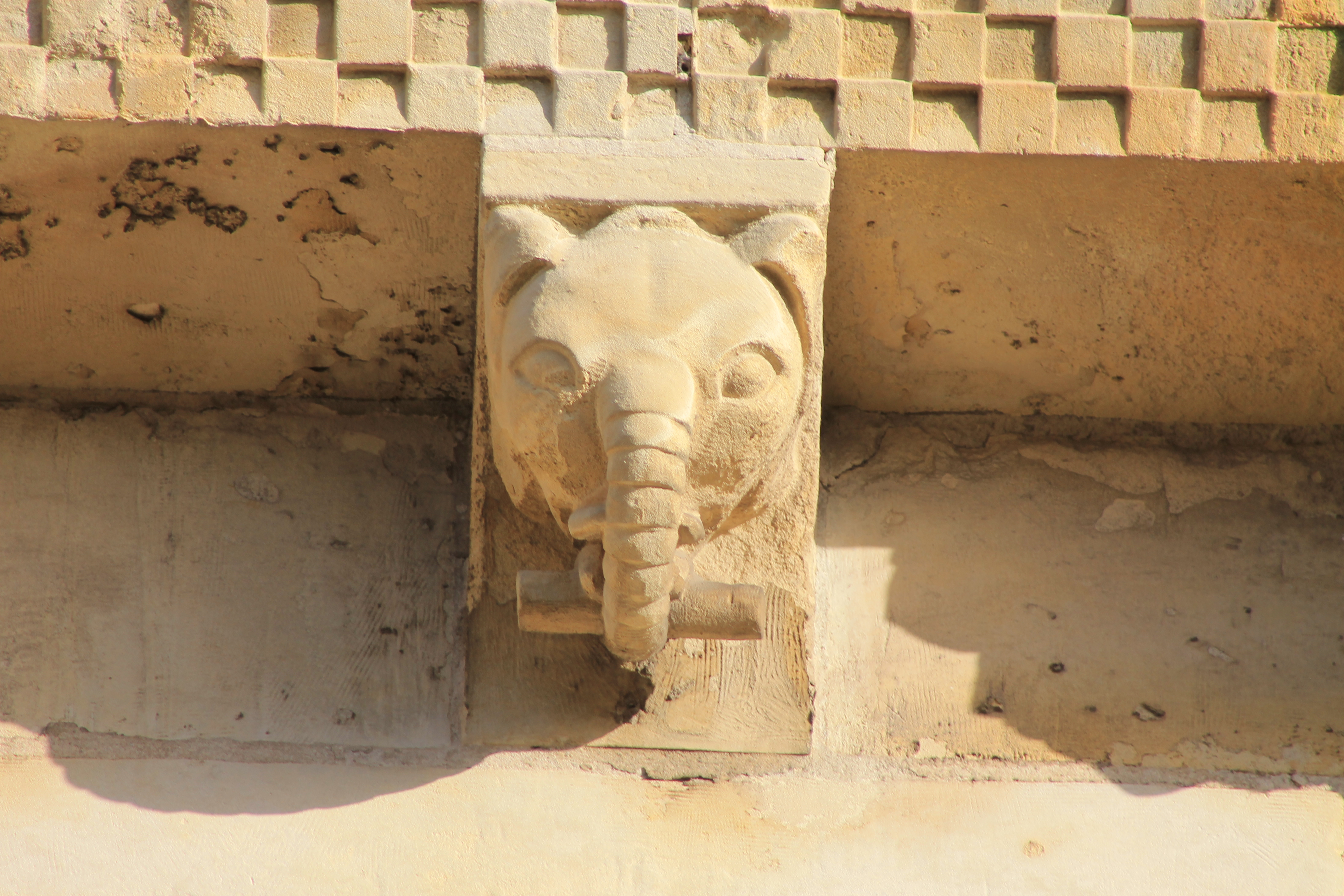
Mathieu, Calvados
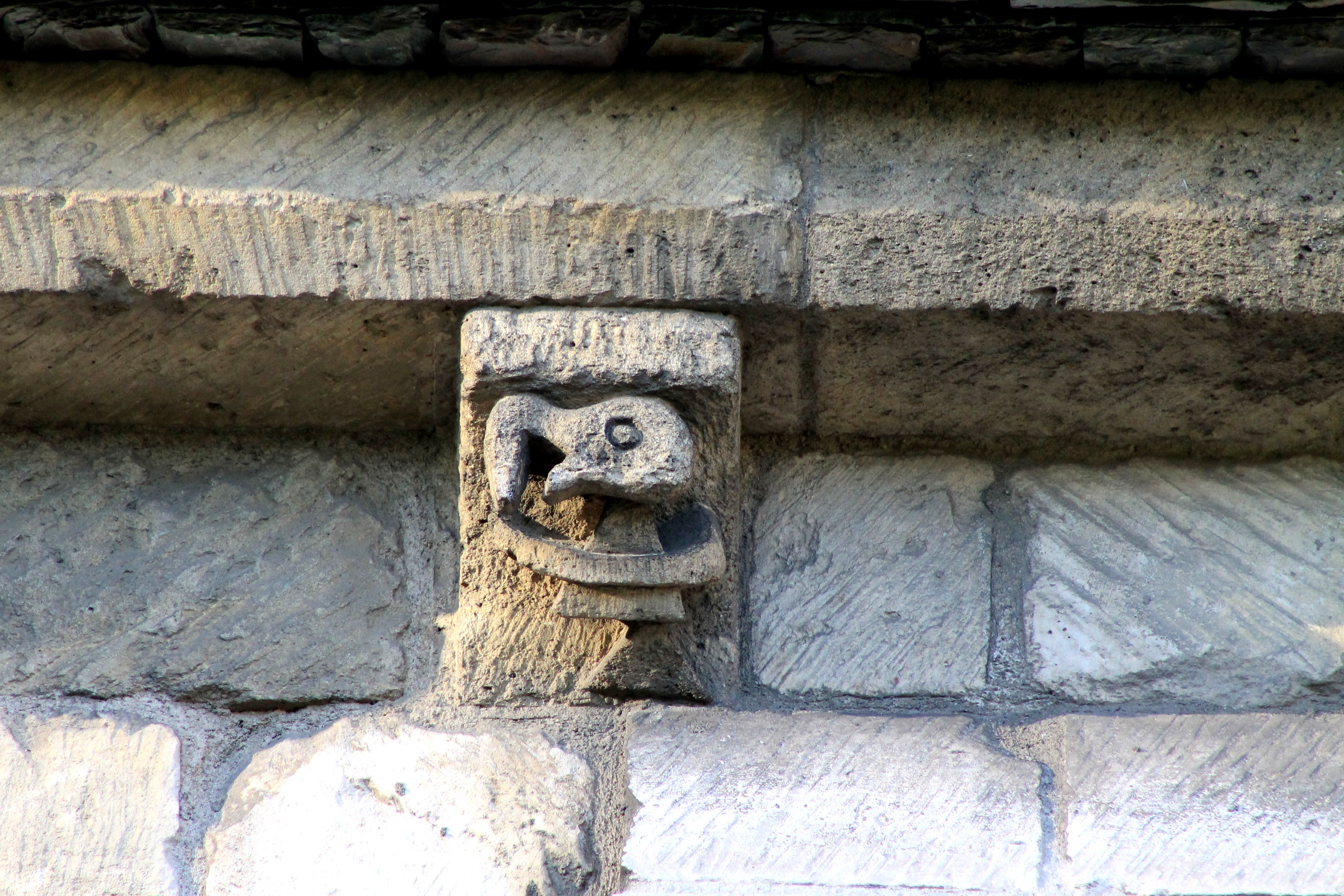
Caen, Calvados
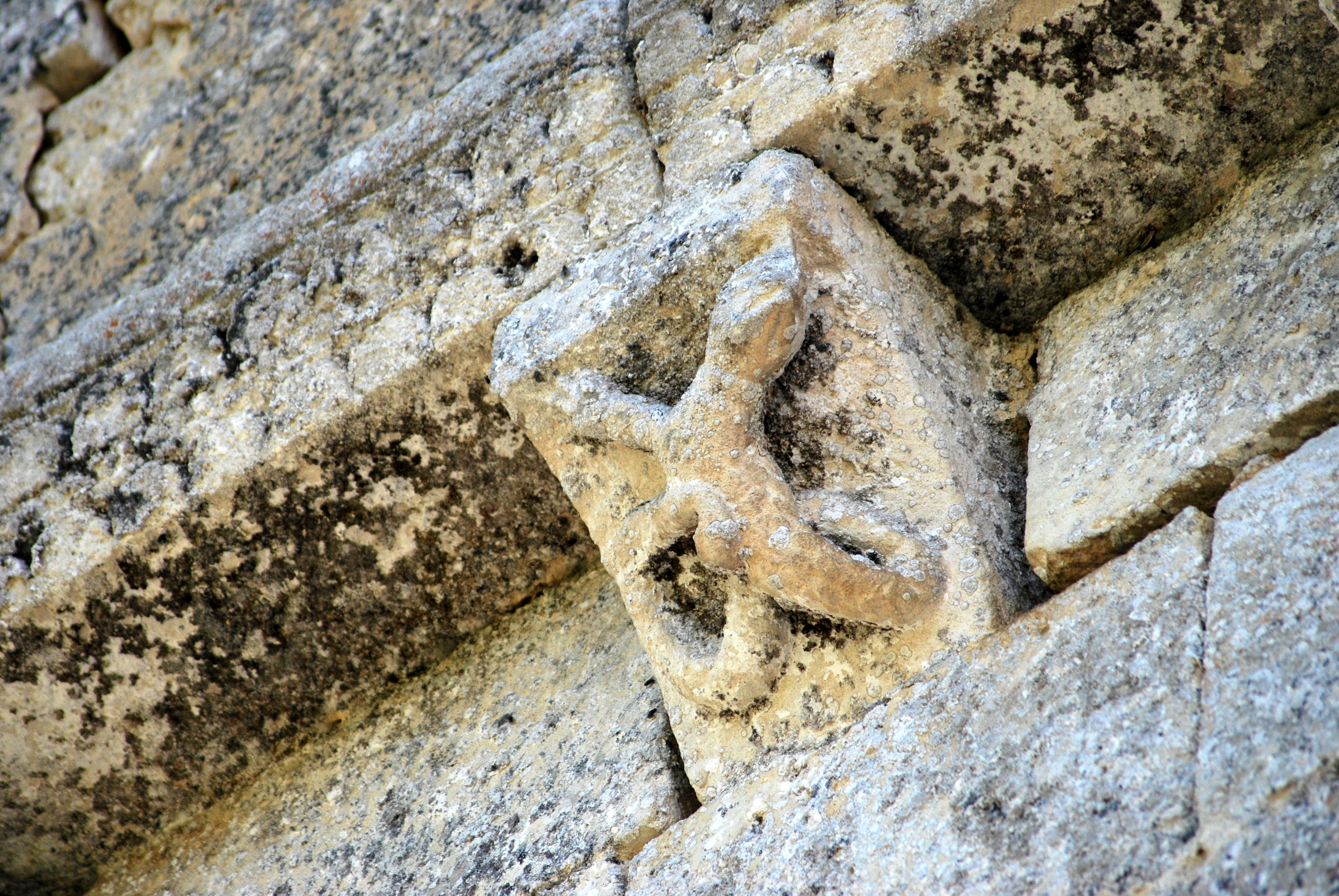
Bellefond, Gironde

### Les animaux mythologiques
Des créatures fantastiques font partie de notre mythologie depuis au moins quatre ou cinq mille ans (Blanc). Elles ont été utilisées par toutes les religions pour illustrer leurs concepts du Bien et du Mal. Dans l'iconographie romane on trouve :

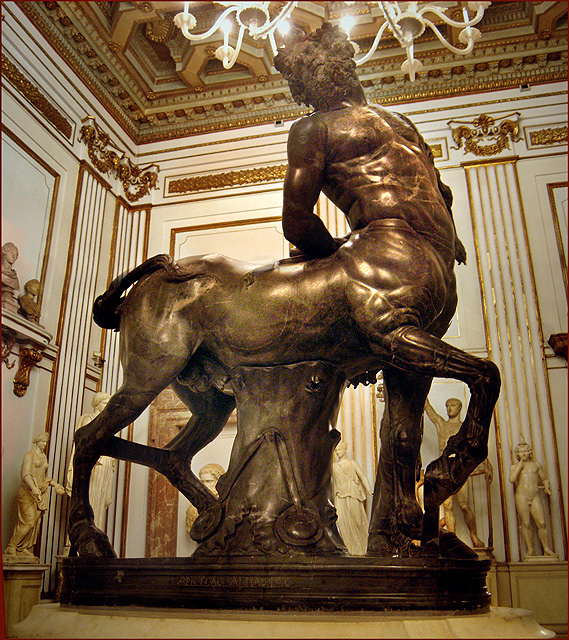
Centaure
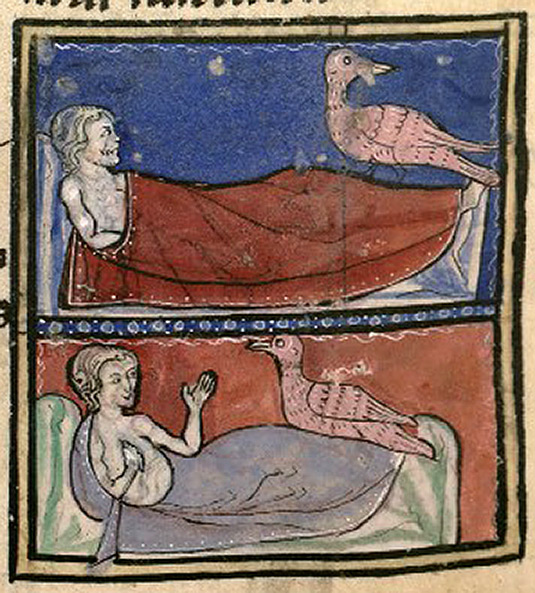
Caladrius
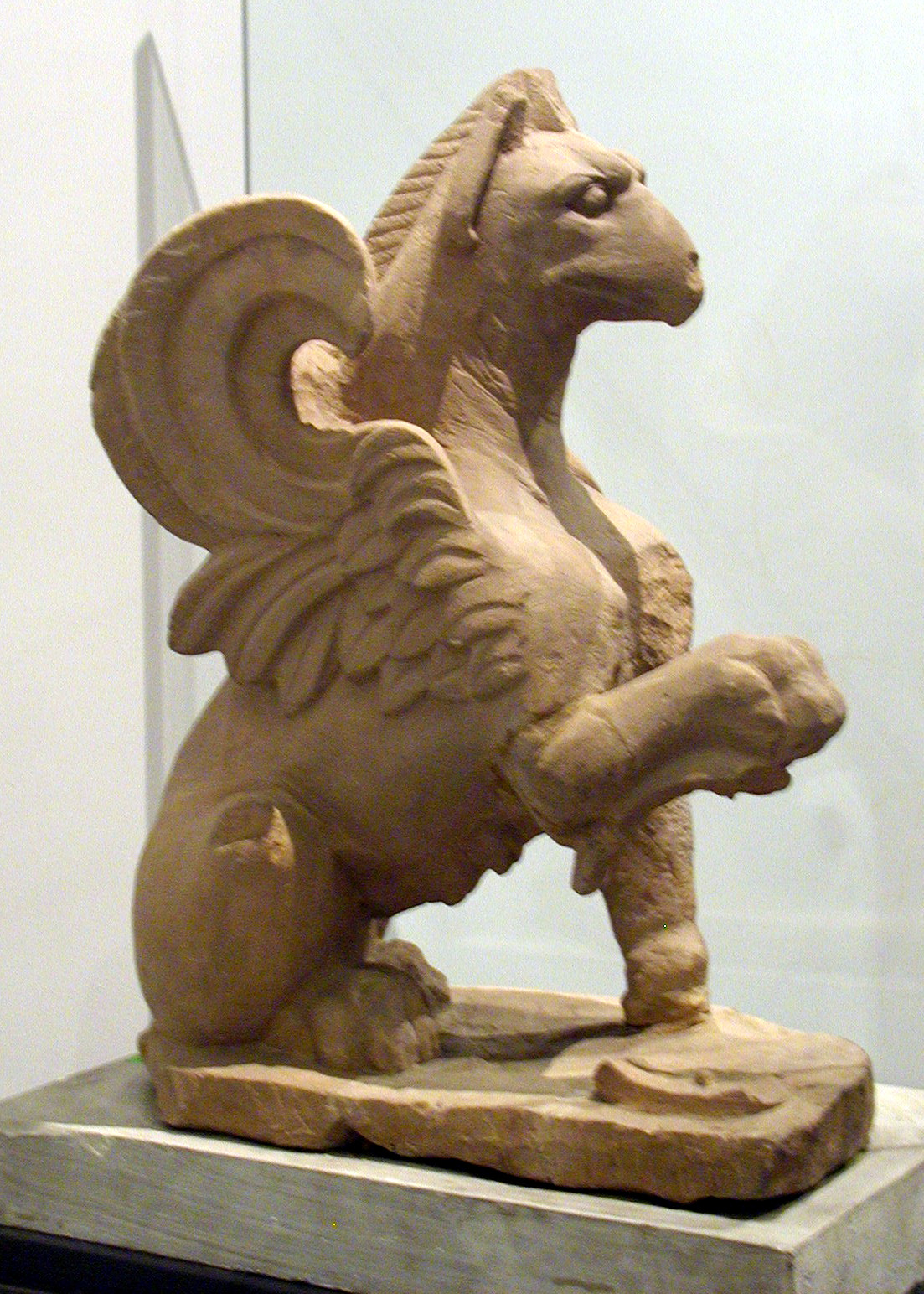
Griffon
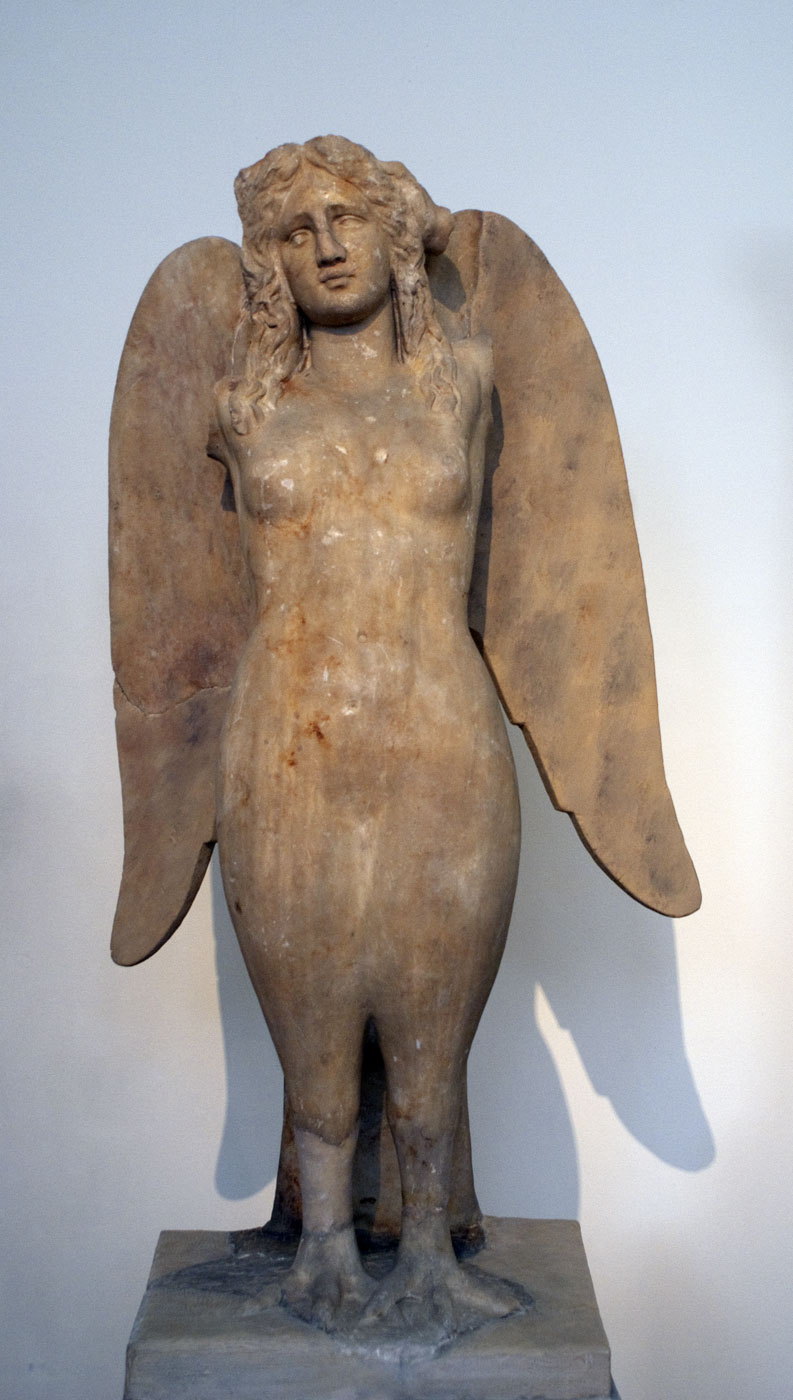
Sirène-oiseau
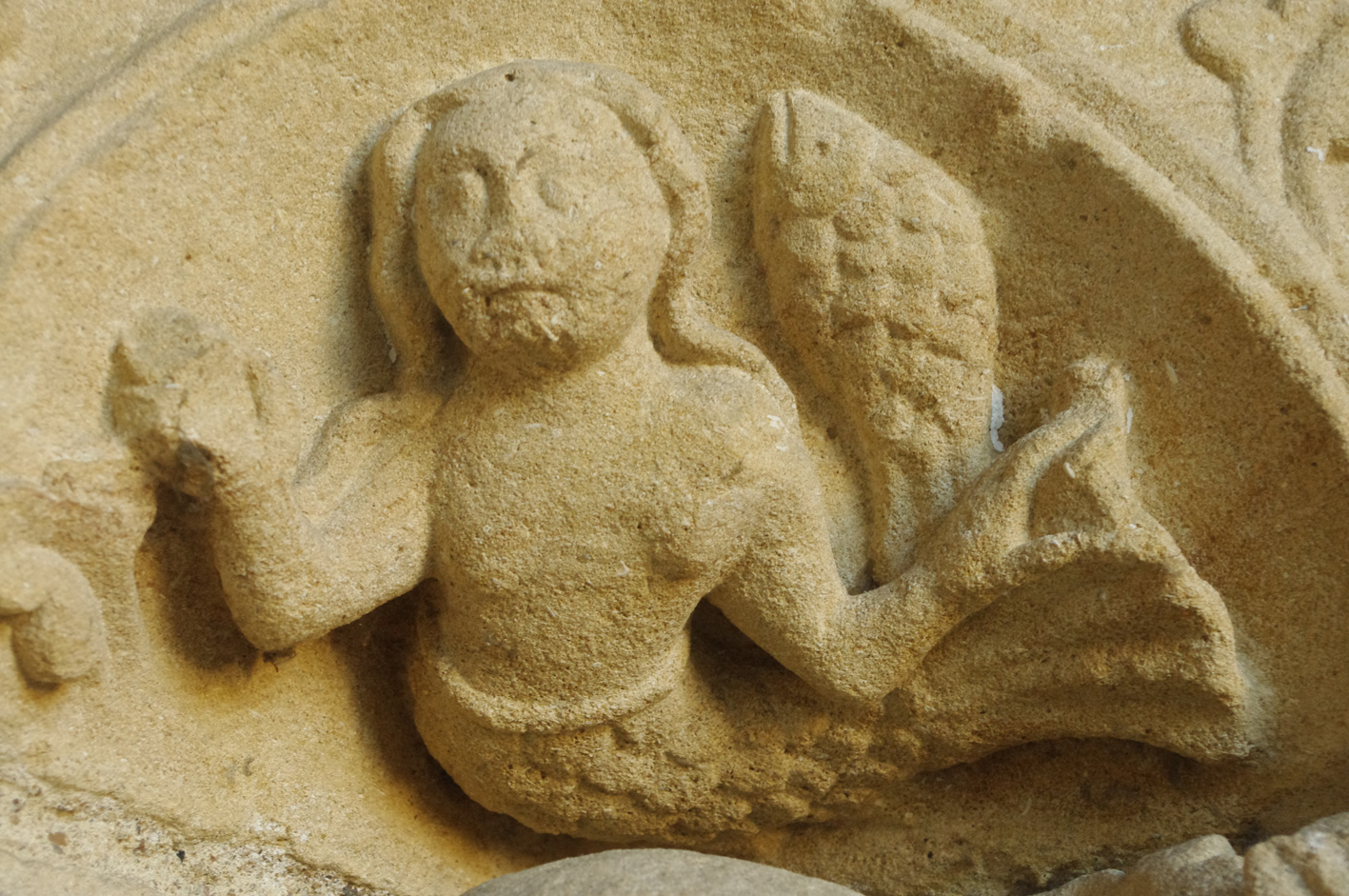
Sirène-poisson
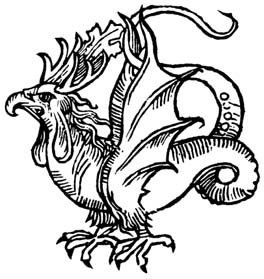
Basilic

Centaure :
Une créature mi-homme (partie supérieure) mi-cheval (partie inférieure).
Dans l'ensemble des modillons il y a un rapprochement, trop fréquent pour être fortuit, d'un Centaure avec des figures sataniques ou libidineuses (serpents, dragons, basilics, sirènes, obscènes et luxures traditionnelles) : le Centaure vise avec sa flèche, ou la flèche transperce un adversaire, comme à Rioux en Charente-Maritime. Sur les modillons et chapiteaux historiés, Chiron, un centaure réputé pour sa grande sagesse et ses nombreuses connaissances, est l'émissaire de la rétribution divine ! (Weir et Bougoux,).

Le Centaure
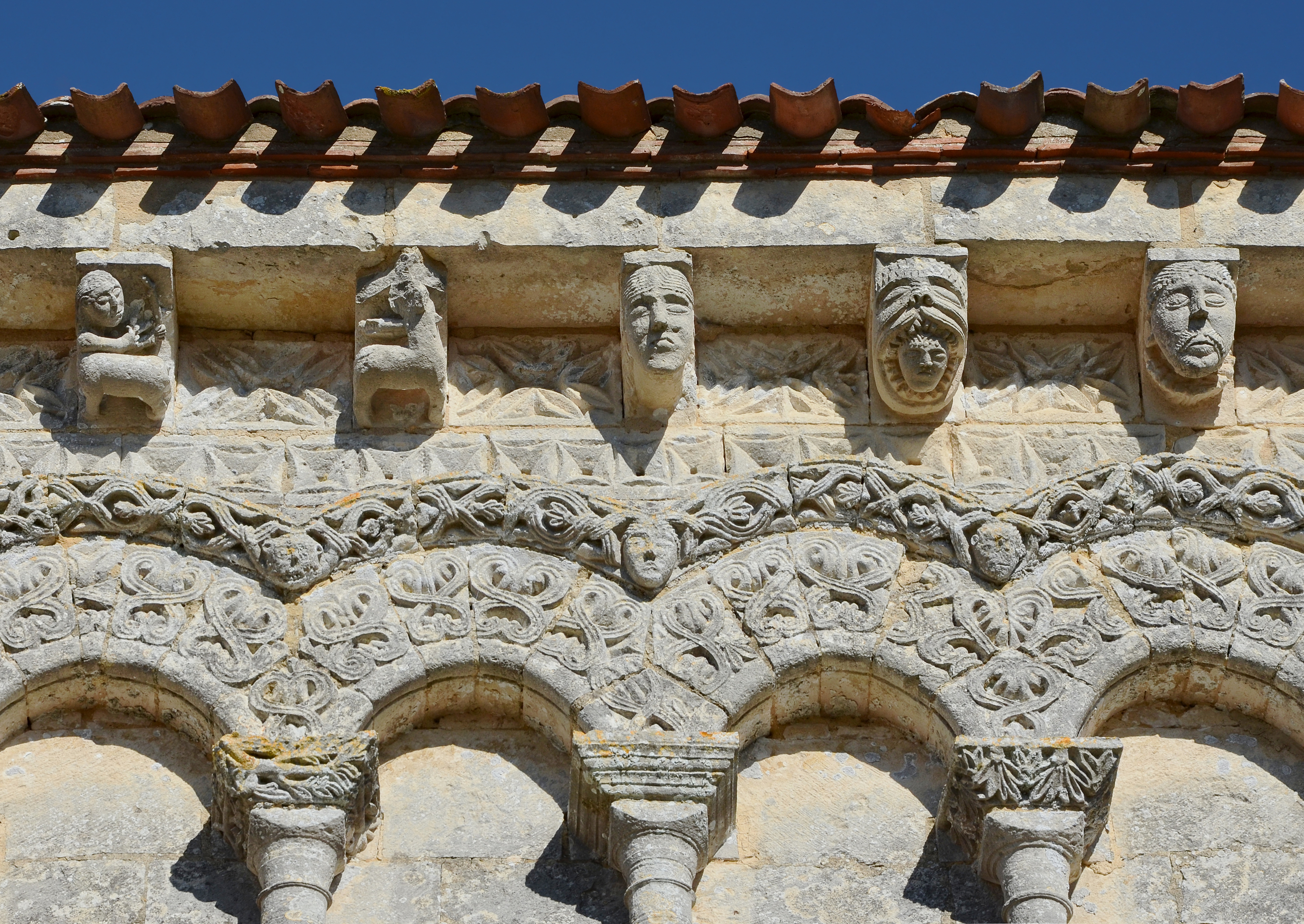
Rioux, Charente-Maritime
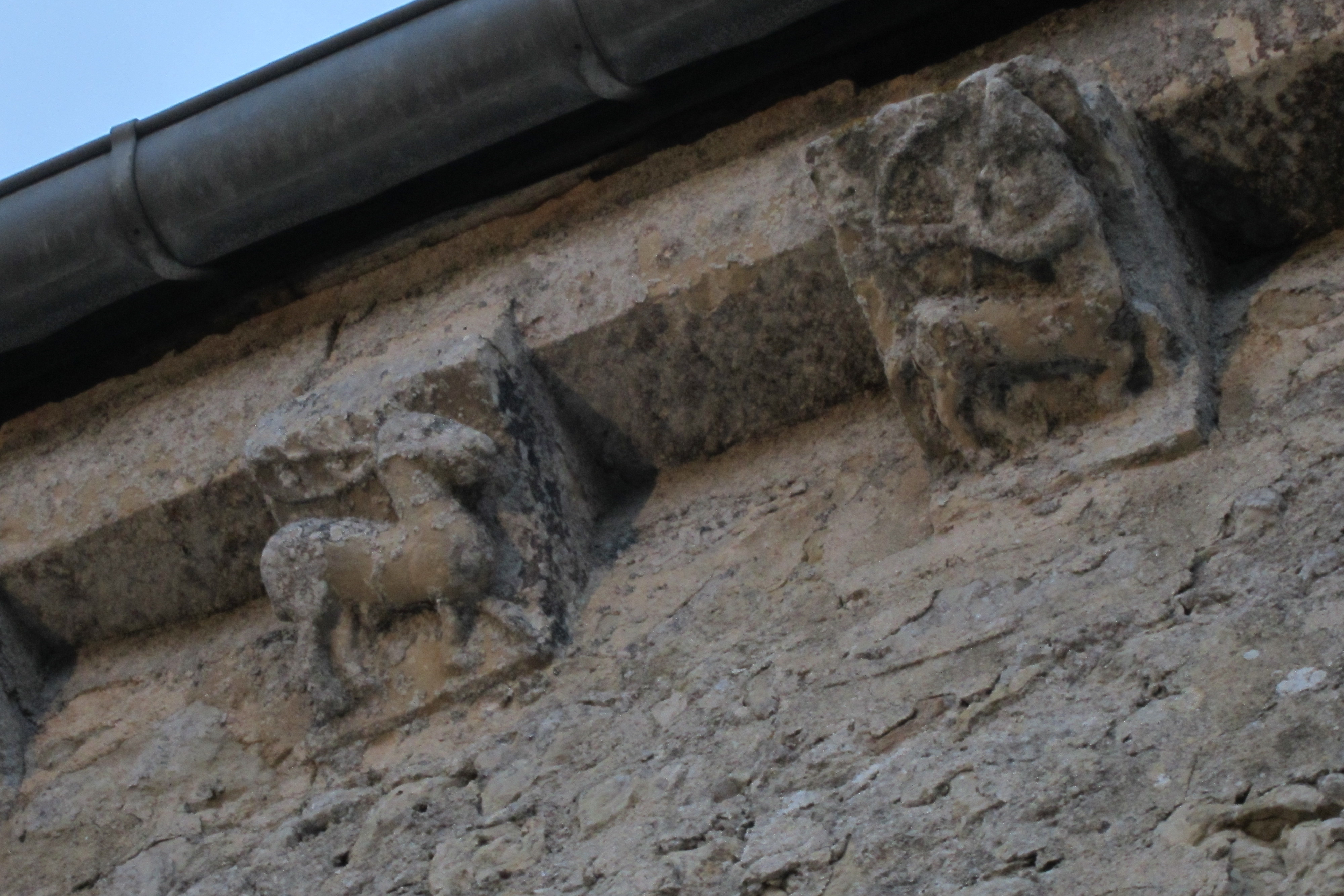
Foucarville (Manche)
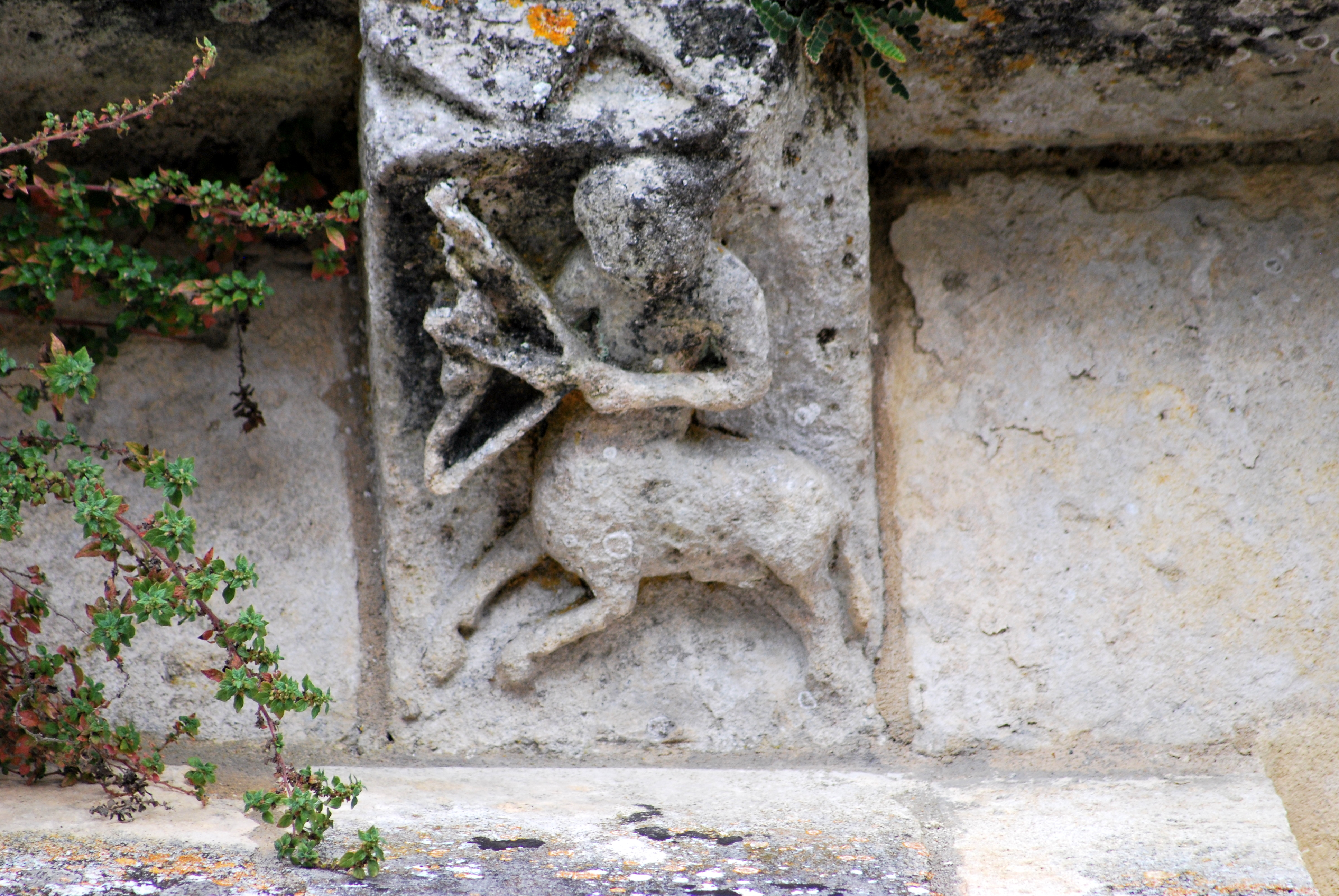
Lugaignac, Gironde
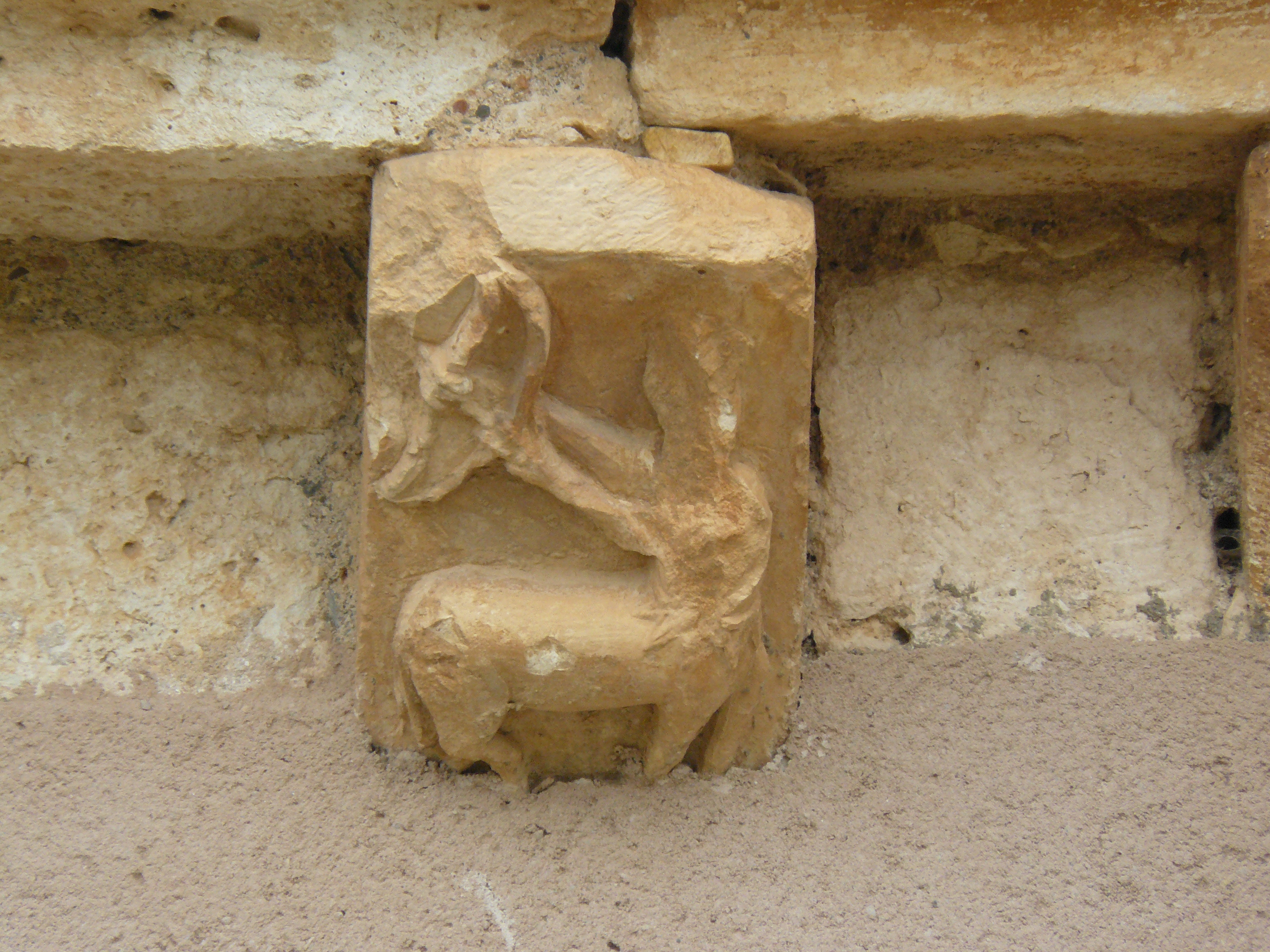
Aldealengua de San Maria, Espagne
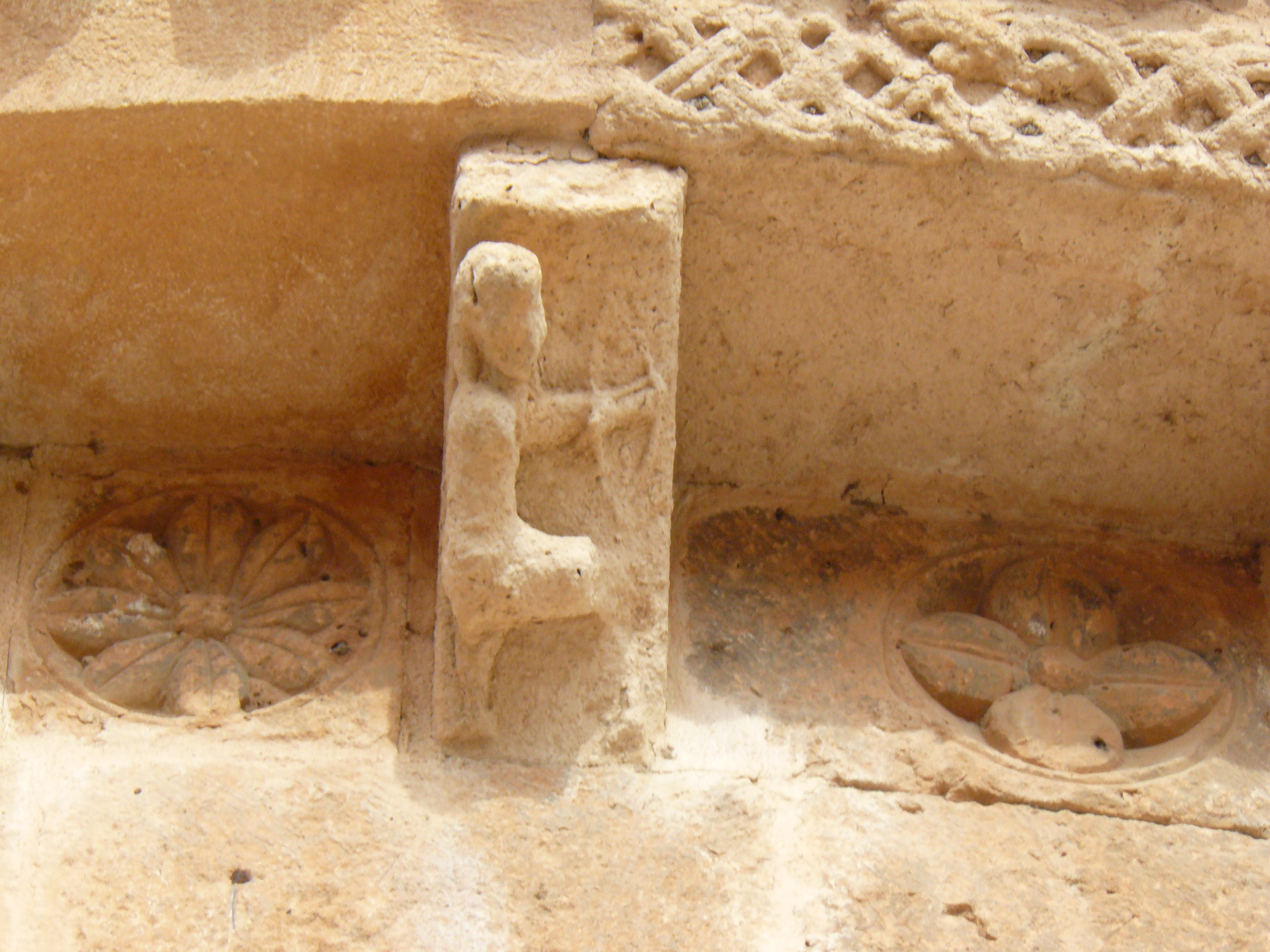
Ayllón, Espagne

C'est à partir du XIe siècle que le Centaure devient une figure centrale de l'imagerie de l'édification morale. Sa mission est d'exterminer le Mal (sirènes et autres démons), mais la différence avec les anges est qu'il est un habitant de la terre et semblable en cela à n'importe quel homme. De sorte que le message, implicite dans les images apparemment anodines, était « révolutionnaire », puisqu'il induisait, pour l'homme, la possibilité de se libérer seul du Mal, en faisant appel aux seules forces terrestres (Bougoux).
Des interprétations alternatives existent. Le centaure, mi homme mi cheval exprime l’homme qui s’extrait de son animalité, son arc et la flèche, symbole solaire d'après Davy désignent son but : détruire un monstre quand il vise vers le bas, spirituel quand la flèche est dirigée vers le haut,.
Caladrius :
Le Caladrius est un oiseau très présent dans les bestiaires du Moyen Âge.
Selon la légende, tout malade que le Caladrius fixait dans les yeux était destiné à vivre, tandis que ceux dont il détournait le regard étaient condamnés à mourir.
Comme pour le Centaure, le Caladrius est toujours près des modillons représentant des péchés et il détourne le regard. Le péché est une maladie mortelle.

Le Caladrius
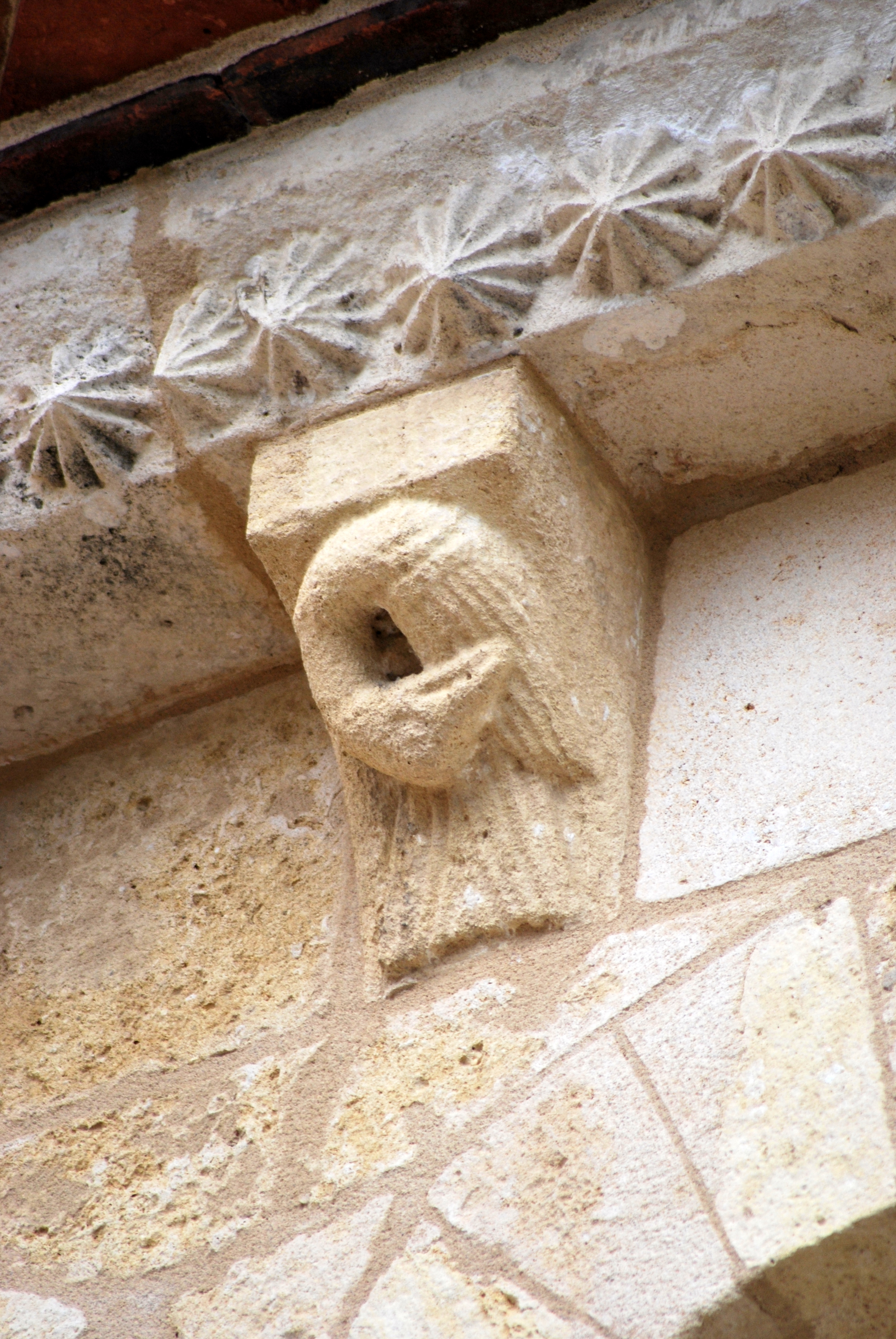
Léognan, Gironde
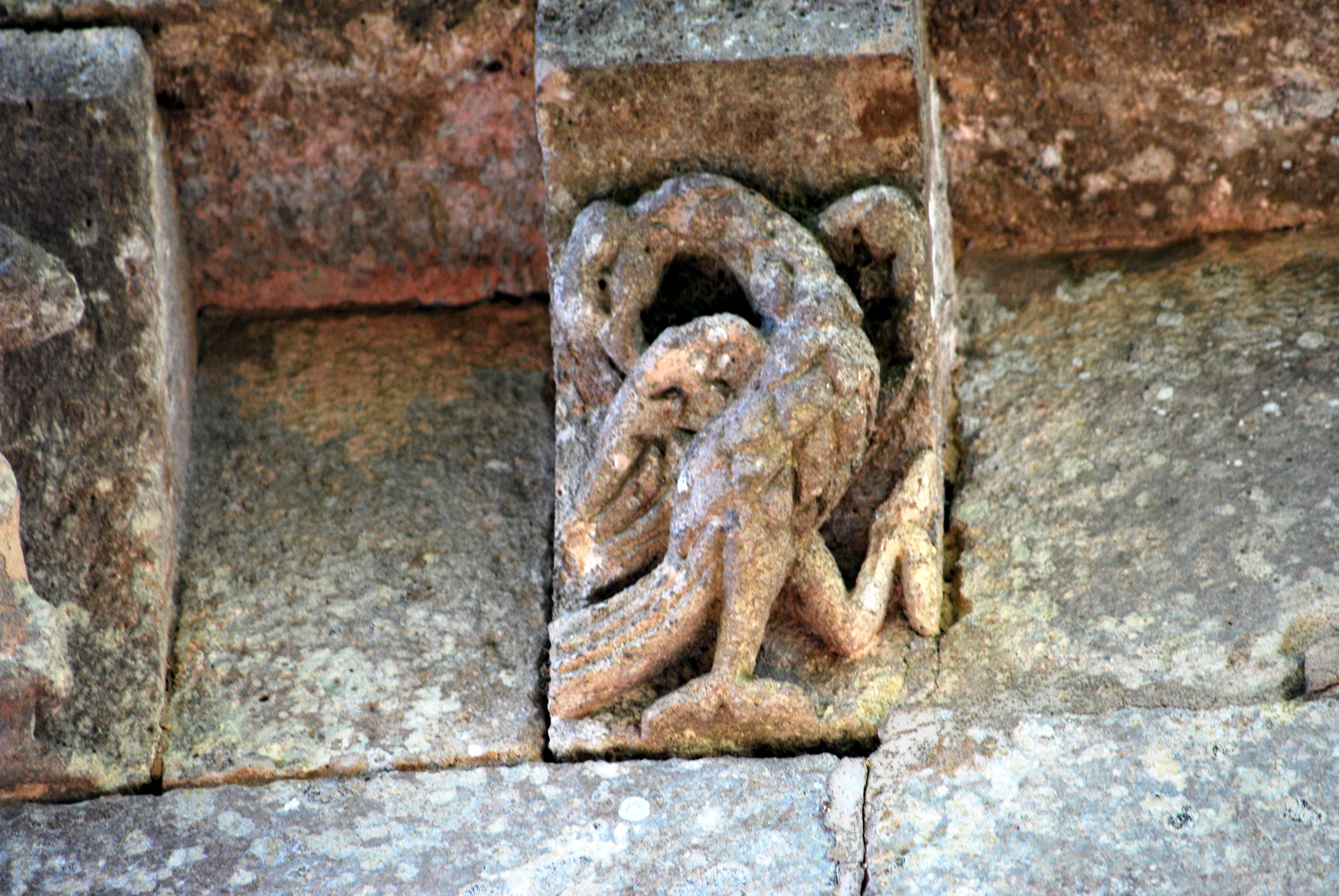
Cardan, Gironde
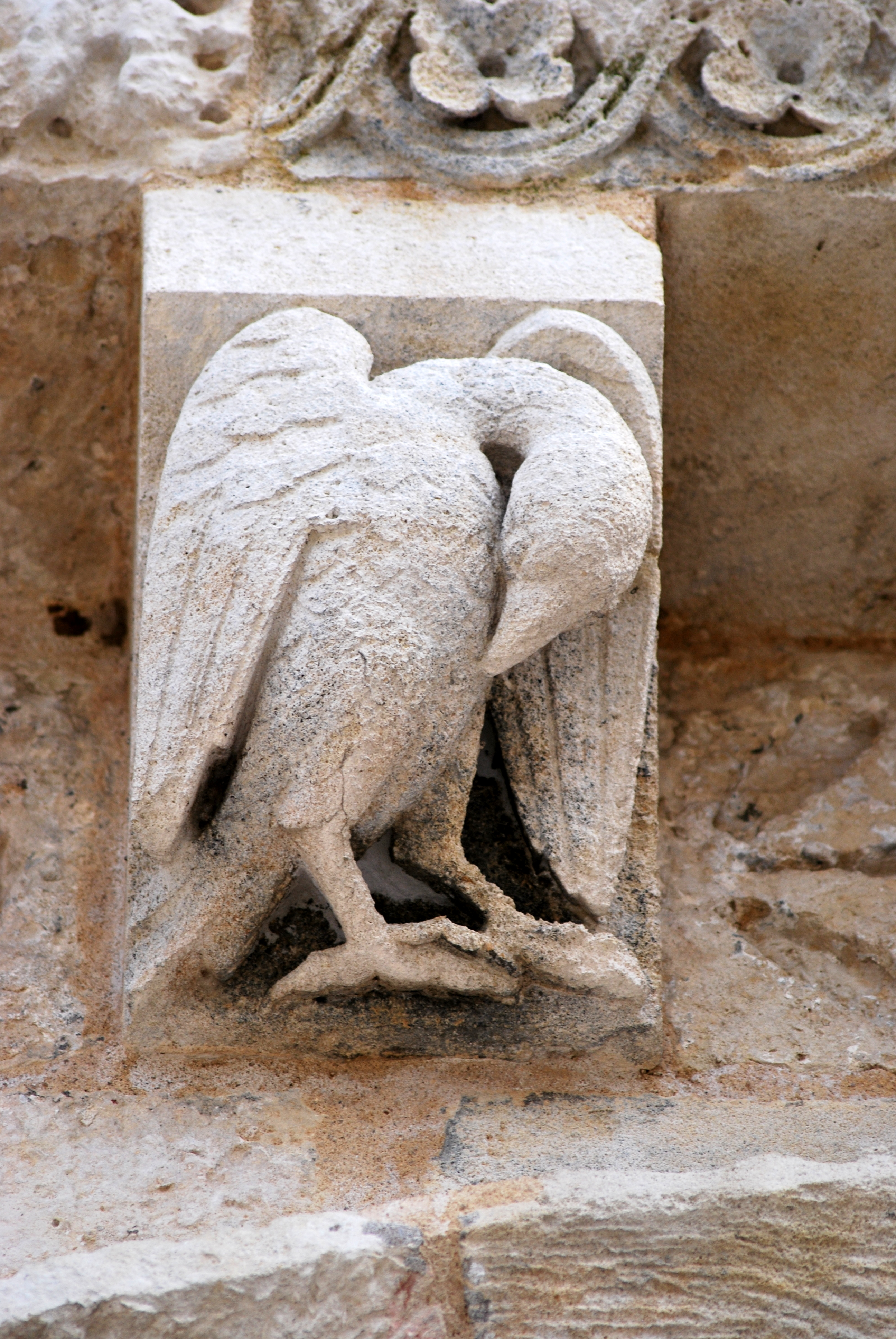
La Brède, Gironde
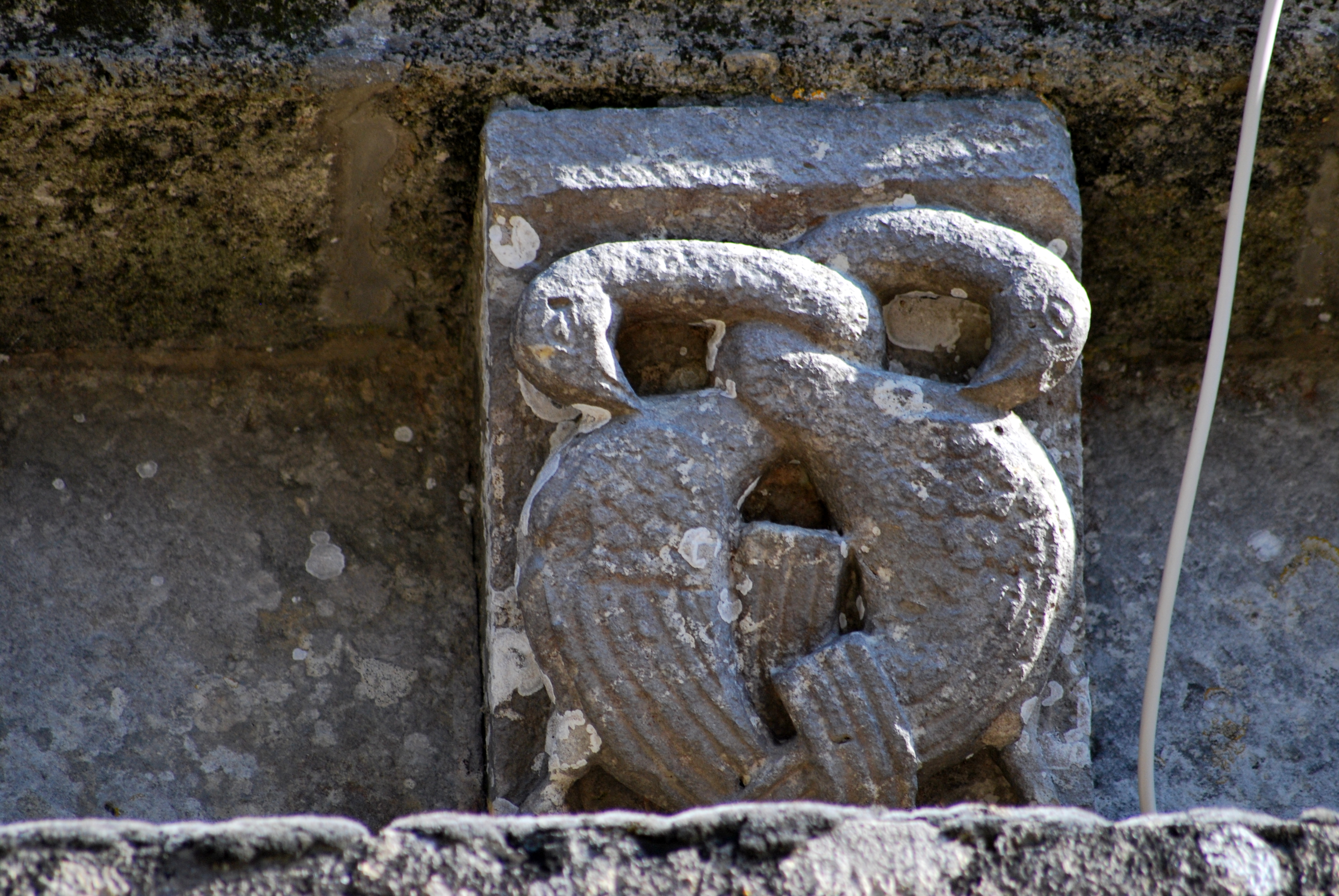
Langoiran, Gironde

Griffon :
Une créature mi-aigle mi-lion : le corps d'un aigle (tête, ailes, serres) greffé sur l'arrière d'un lion (abdomen, pattes, queue) et avec les oreilles d'un cheval. Cet animal fantastique est présent dans notre mythologie depuis au moins quatre mille ans, servant des dieux hittites, crétois, hébraïques et chrétiens. Dans la hiérarchie céleste chrétienne, un griffon est un chérubin, deuxième en rang après les séraphins. Son rôle est d'être le gardien du trône de Dieu et protecteur. Il monte le garde autour de l'arbre de la vie, il attaque des adversaires maléfiques comme des boucs, des dragons et des sirènes (Bougoux et Weir et Jerman).

Le Griffon
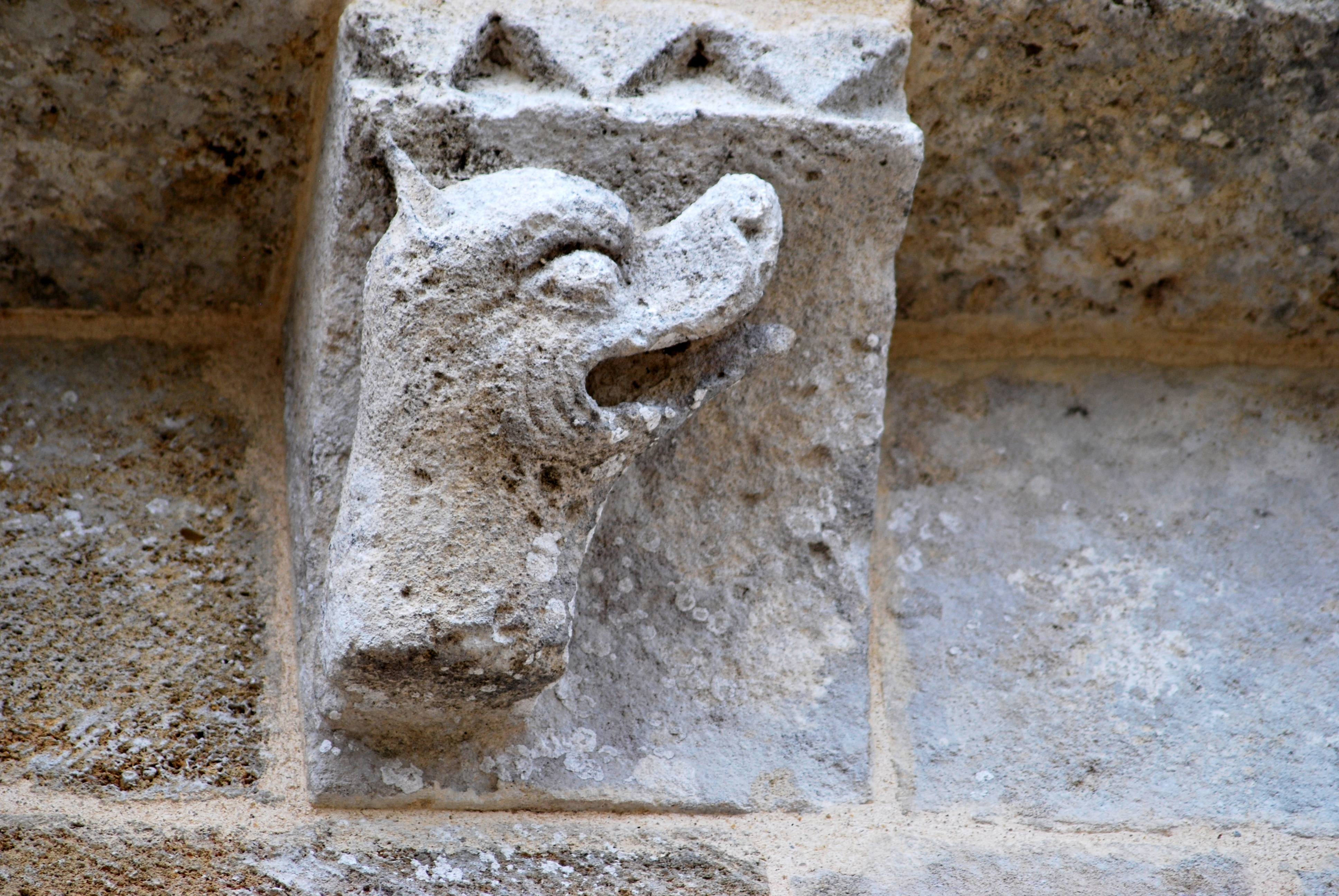
Lugaignac, Gironde
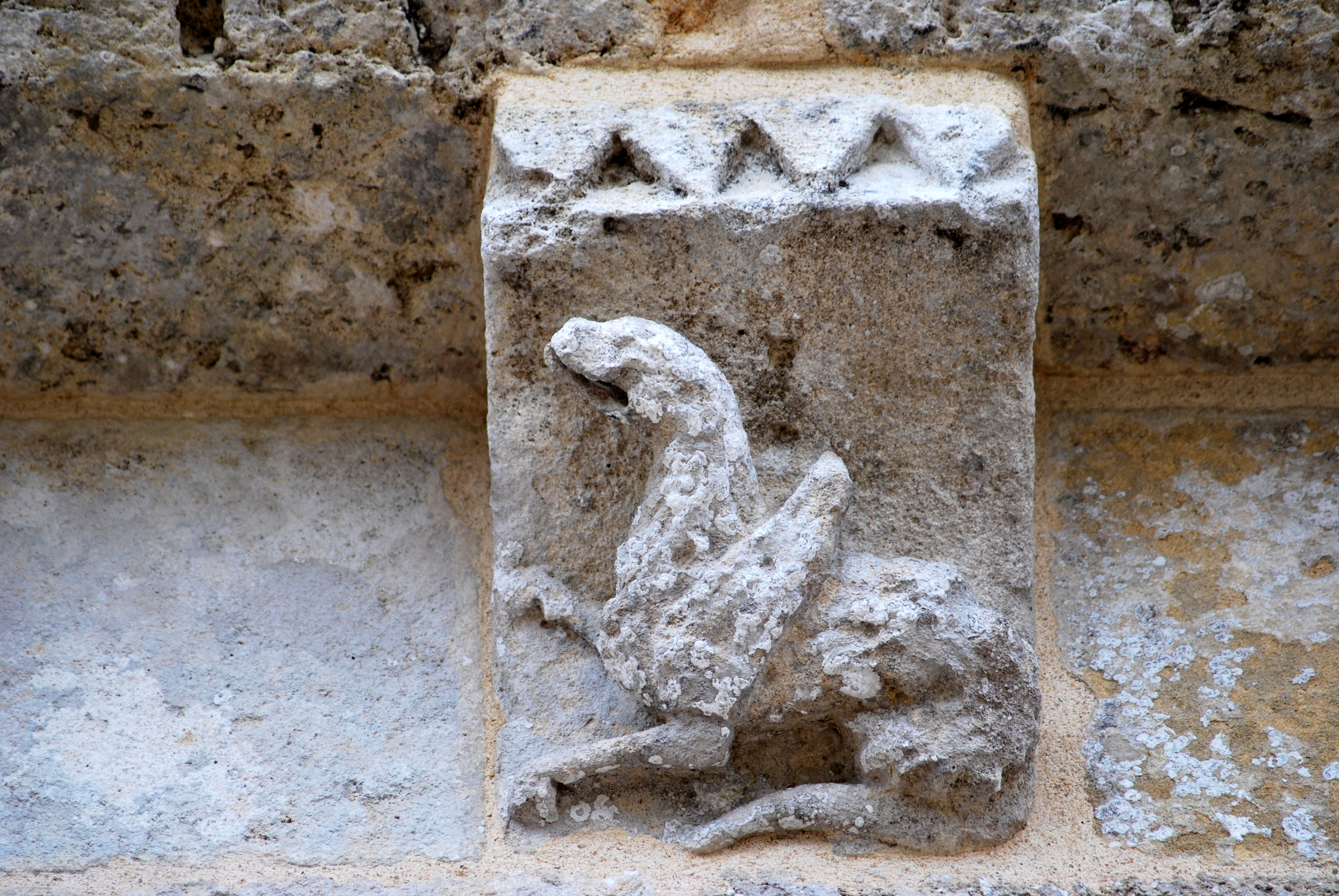
Lugaignac, Gironde
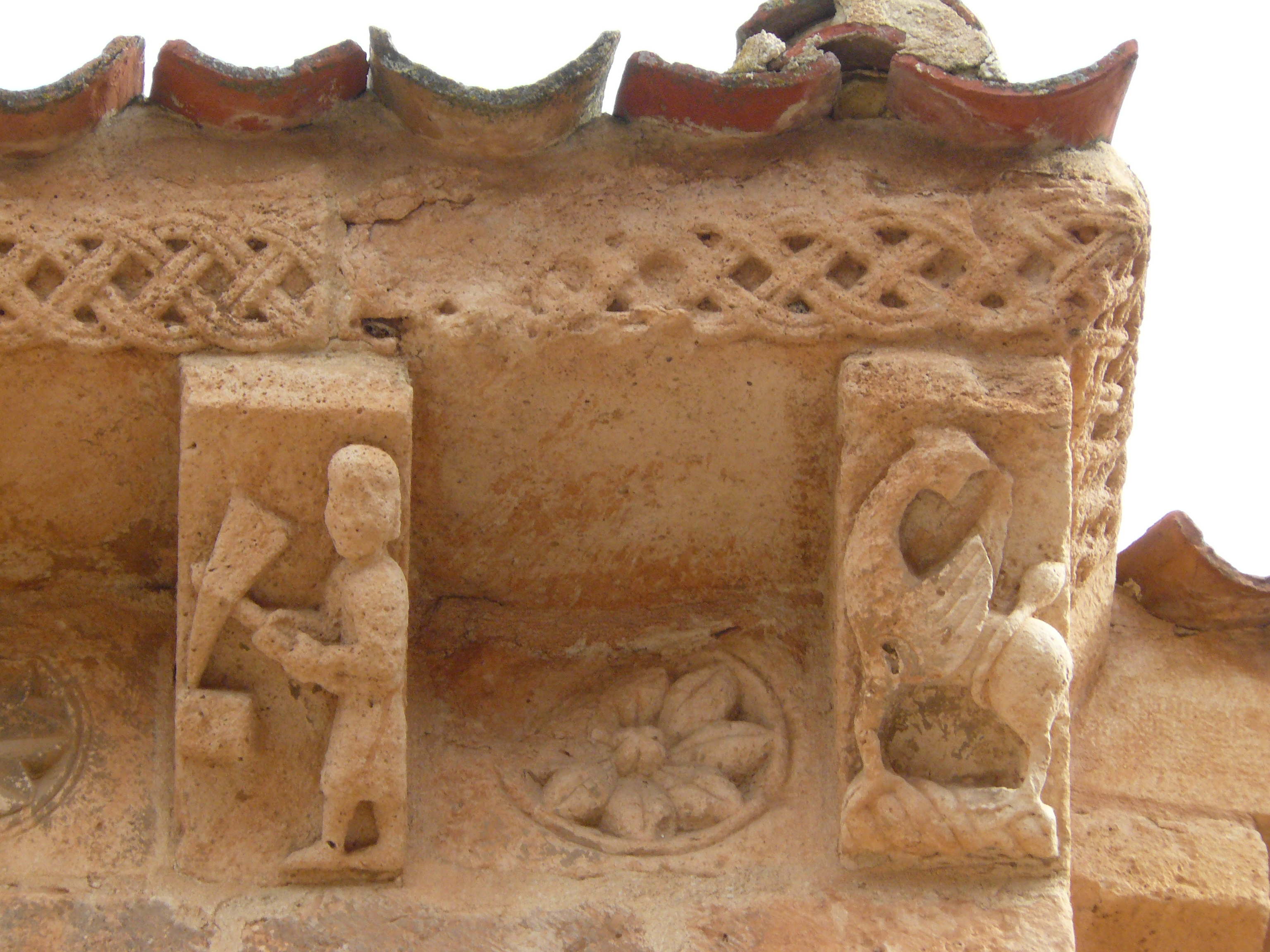
Ayllón, Espagne
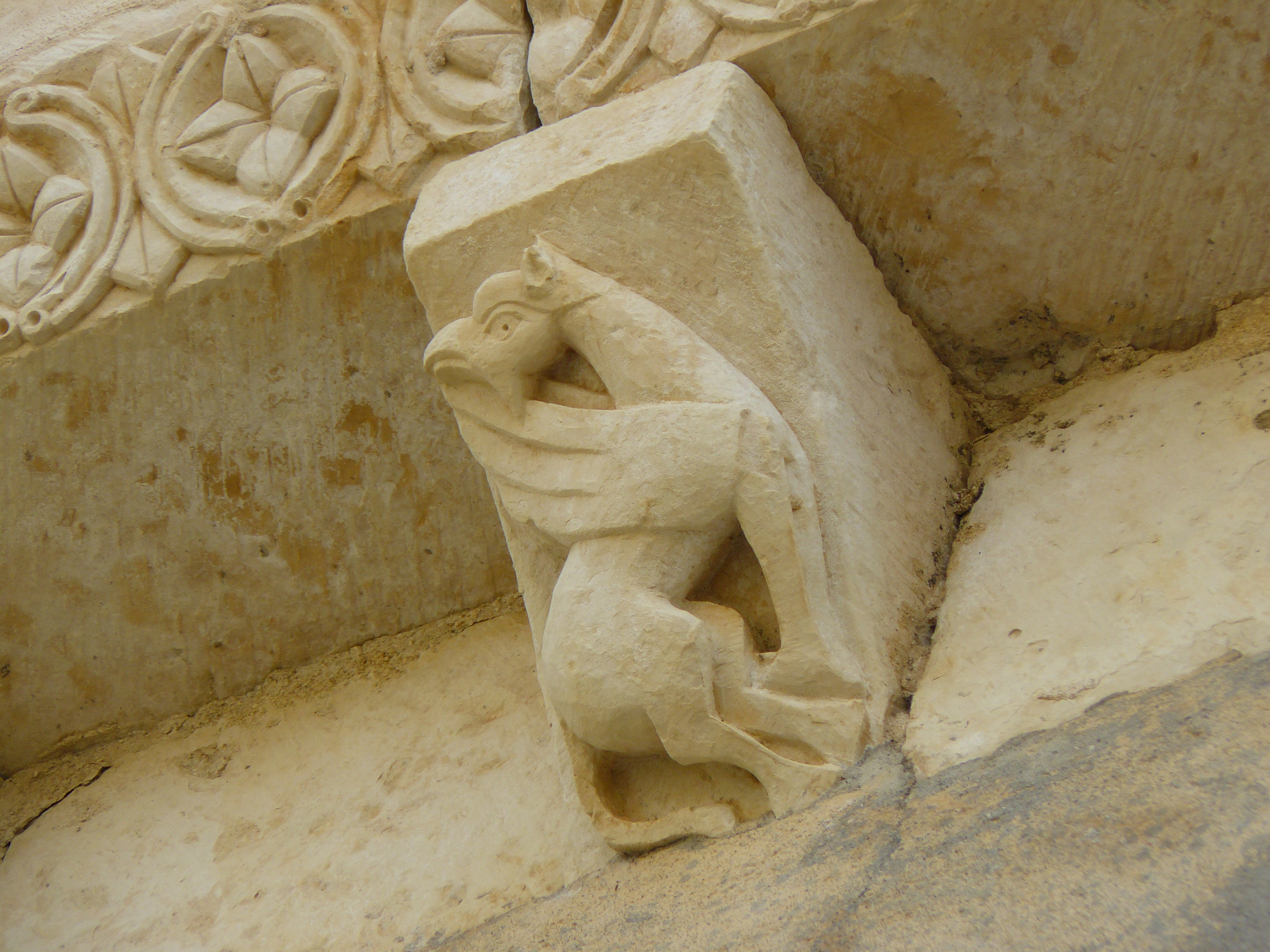
Duratón, Espagne
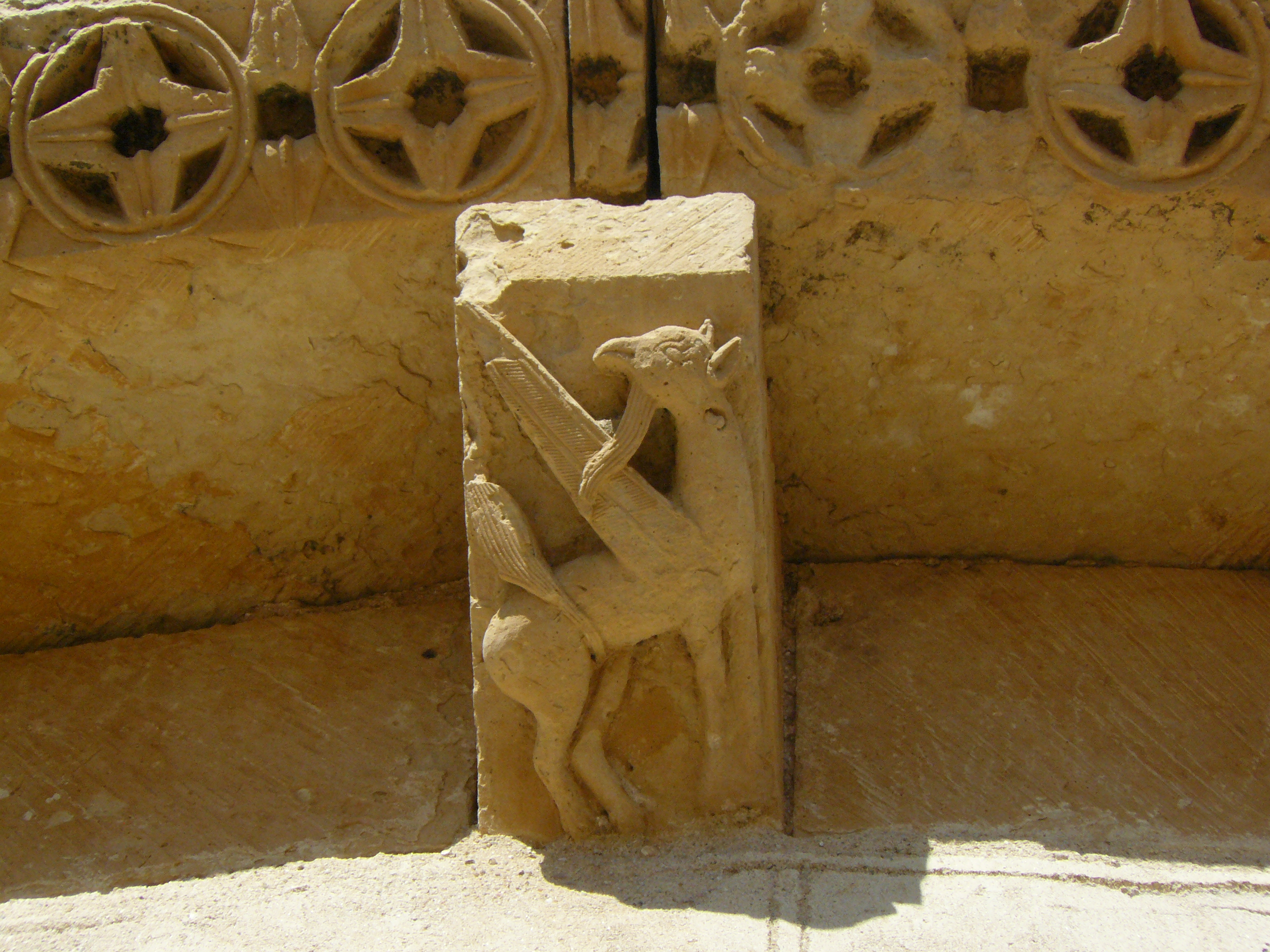
La Cuesta, Espagne

Sirène :
La Sirène est une créature hybride : mi-femme mi-oiseau dans la mythologie gréco-romaine ou mi-femme mi-poisson dans la mythologie scandinave.
Les deux formes existent sur les modillons et chapiteaux historiés, mais la plus fréquente est celle de la femme-poisson. Il y a deux variantes : la sirène bi-caudale, avec deux queues, comme des jambes, et la sirène avec une seule queue. La variante bi-caudale est la plus fréquente.
Dans l'exemple de Lusignan, la sirène n'a qu'une queue de poisson et non deux comme souvent dans l'imagerie romane. La sirène tient un miroir à la main. Le miroir est le symbole et l'instrument de l'orgueil. Il est aussi celui d'un vice, la vanité, qui consiste à contempler une beauté éphémère (Bougoux). La sirène est la tentatrice par excellence. L'analyse très détaillée de la transition de la sirène-oiseau à la sirène-poisson et son iconographie est donné par Jacqueline Leclerqc-Marx.
Malgré la tradition antique (Ulysse et les sirènes) et sa description dans les bestiaires comme être démoniaque tentatrice des hommes une autre interprétation, positive, de la sirène émerge au XIIe siècle malgré la misogynie de ce siècle. Leclercq-Marx évoque elle aussi la possibilité de cette sirène proche des anges guidant les âmes vers le ciel; Femme émergeant de son animalité, elle prodigue des conseils spirituels,;sur une fresque de l'intrados de l'Abbatiale Saint Chef, Isère décrite par Leclercq-Marx une sirène transperce avec sa lance un serpent; sur le tympan de Saint-Michel d'Aiguilhe, Puy de Dôme deux sirènes accueillent les paroissiens en se couvrant la tête avec un tissu, rappellent-elles l'injonction de cacher les cheveux féminins signe de séduction? Sur les modillons, laquelle voyons nous, l’être démoniaque ou la bonne conseillère ?

Sirène-oiseau
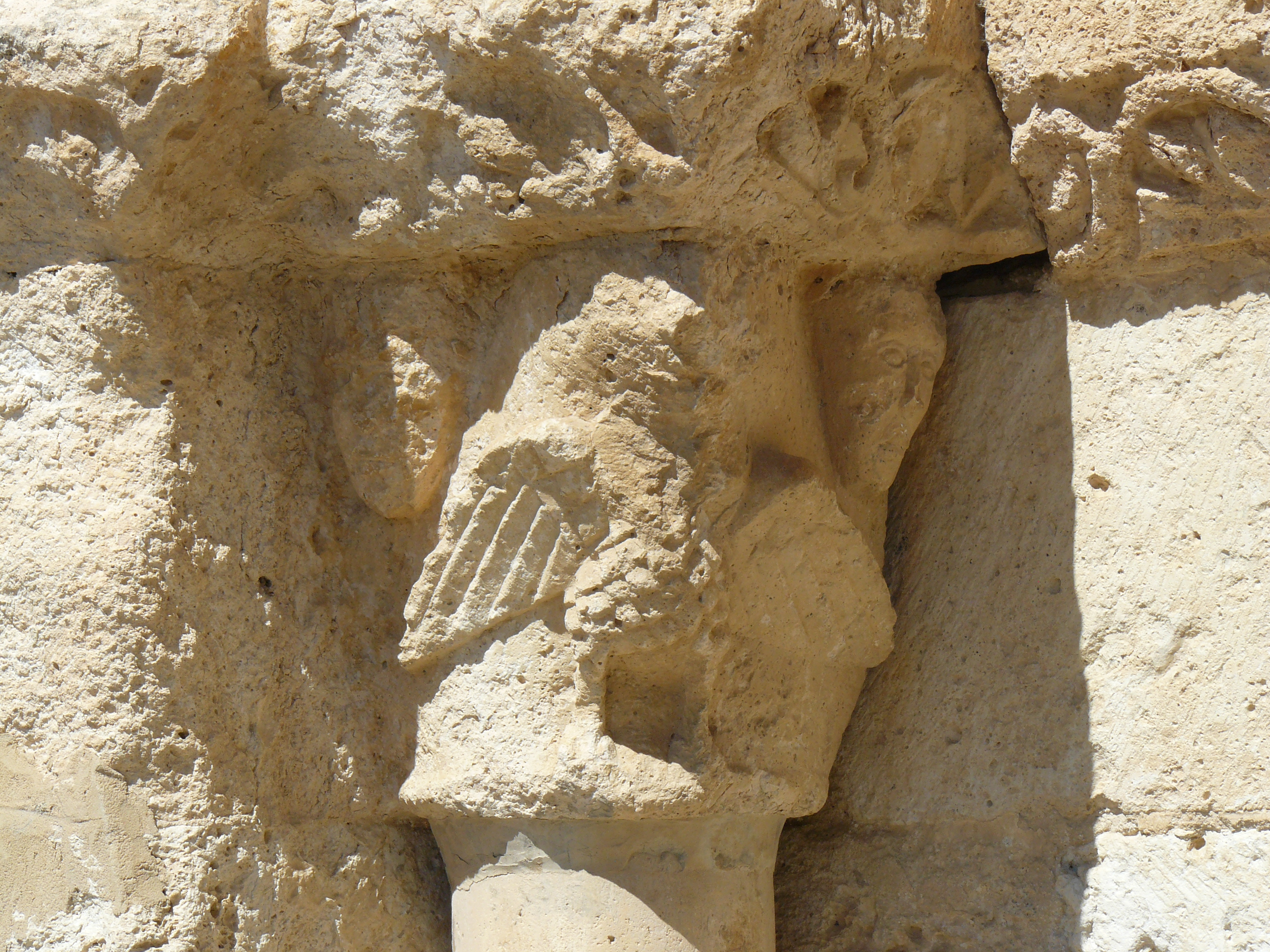
Esgueva, Espagne
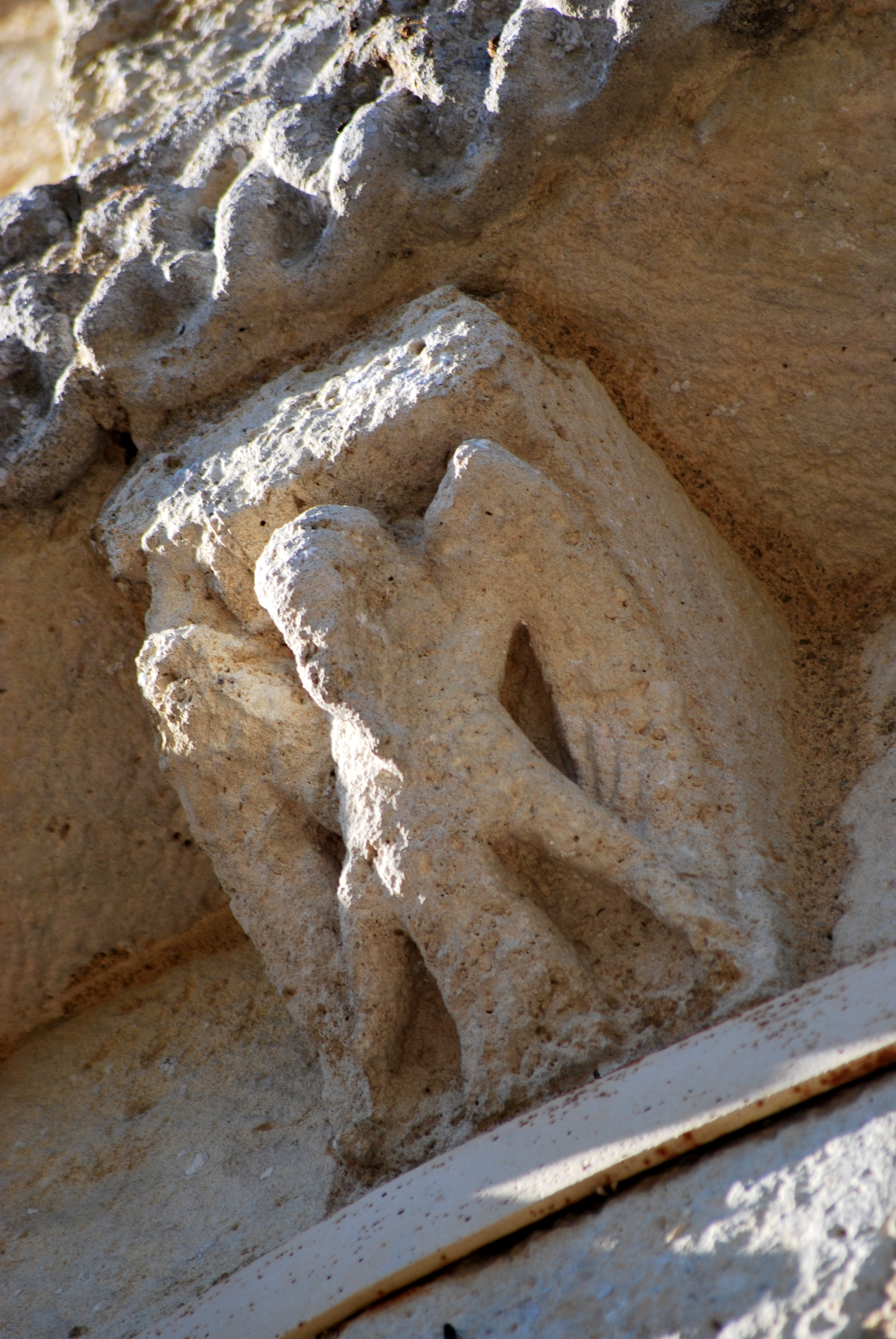
Saint-Caprais-de-Bordeaux, Gironde
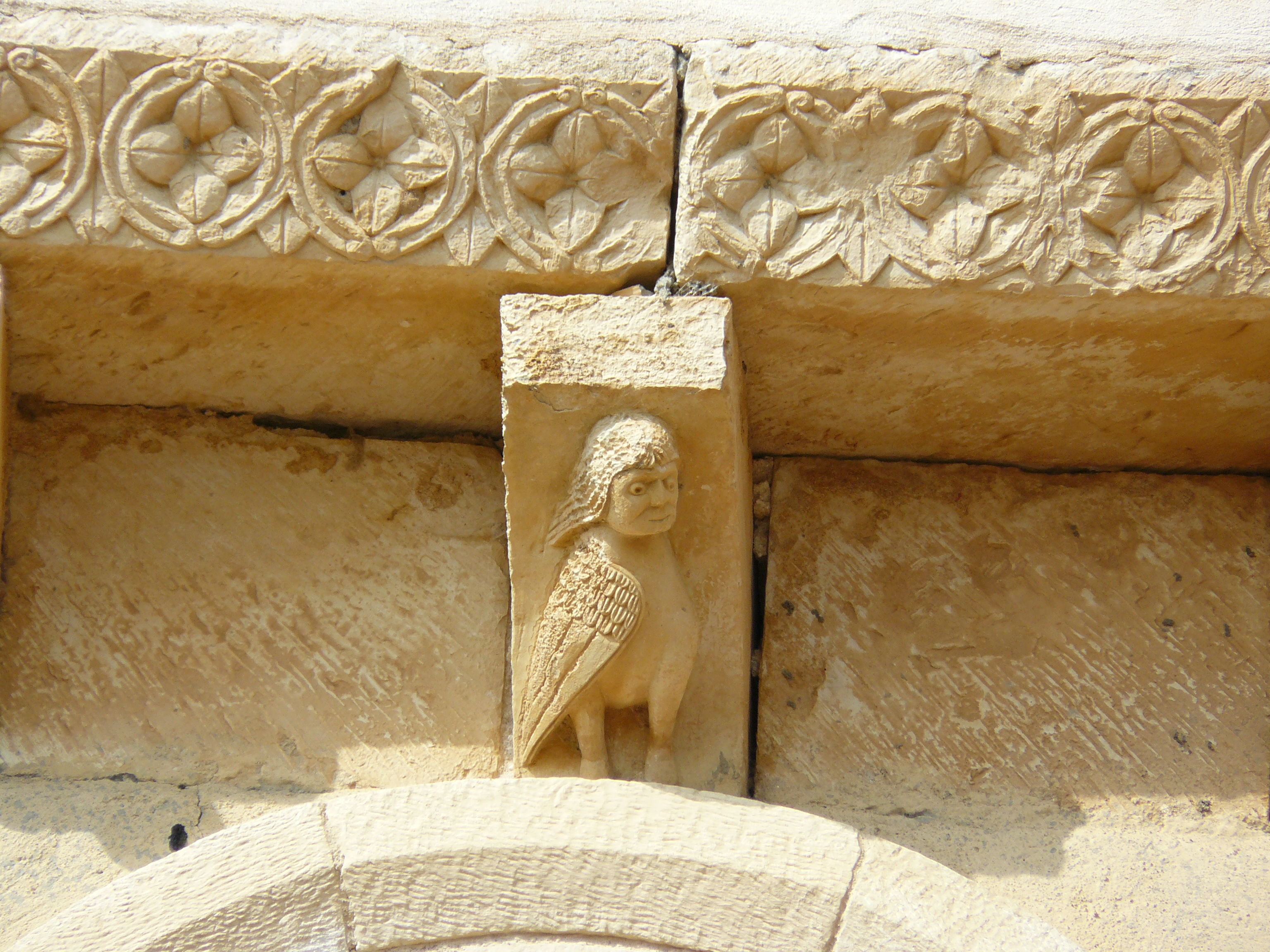
Duratón, Espagne
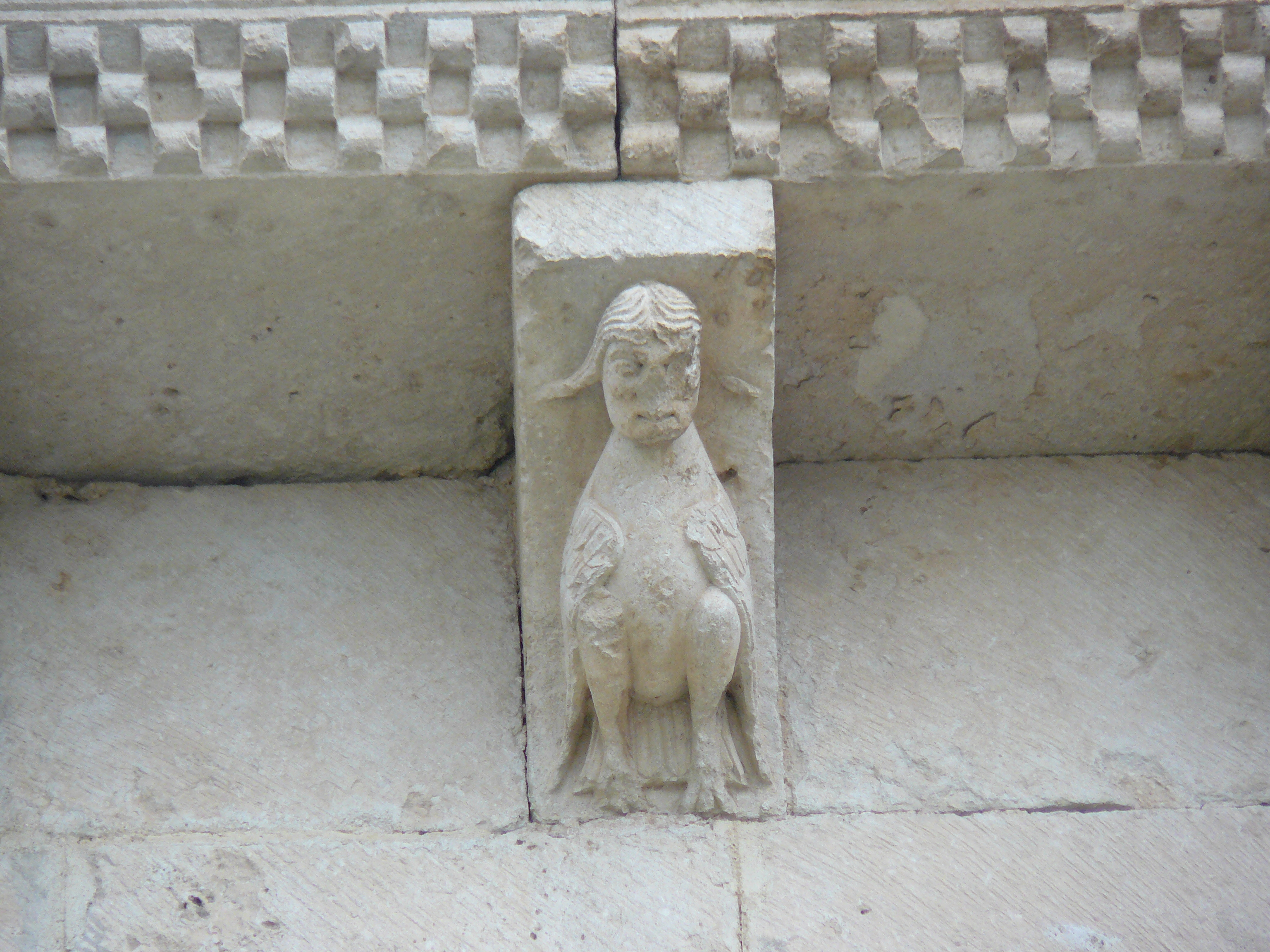
Fuentidueña, Espagne

Sirène-poisson
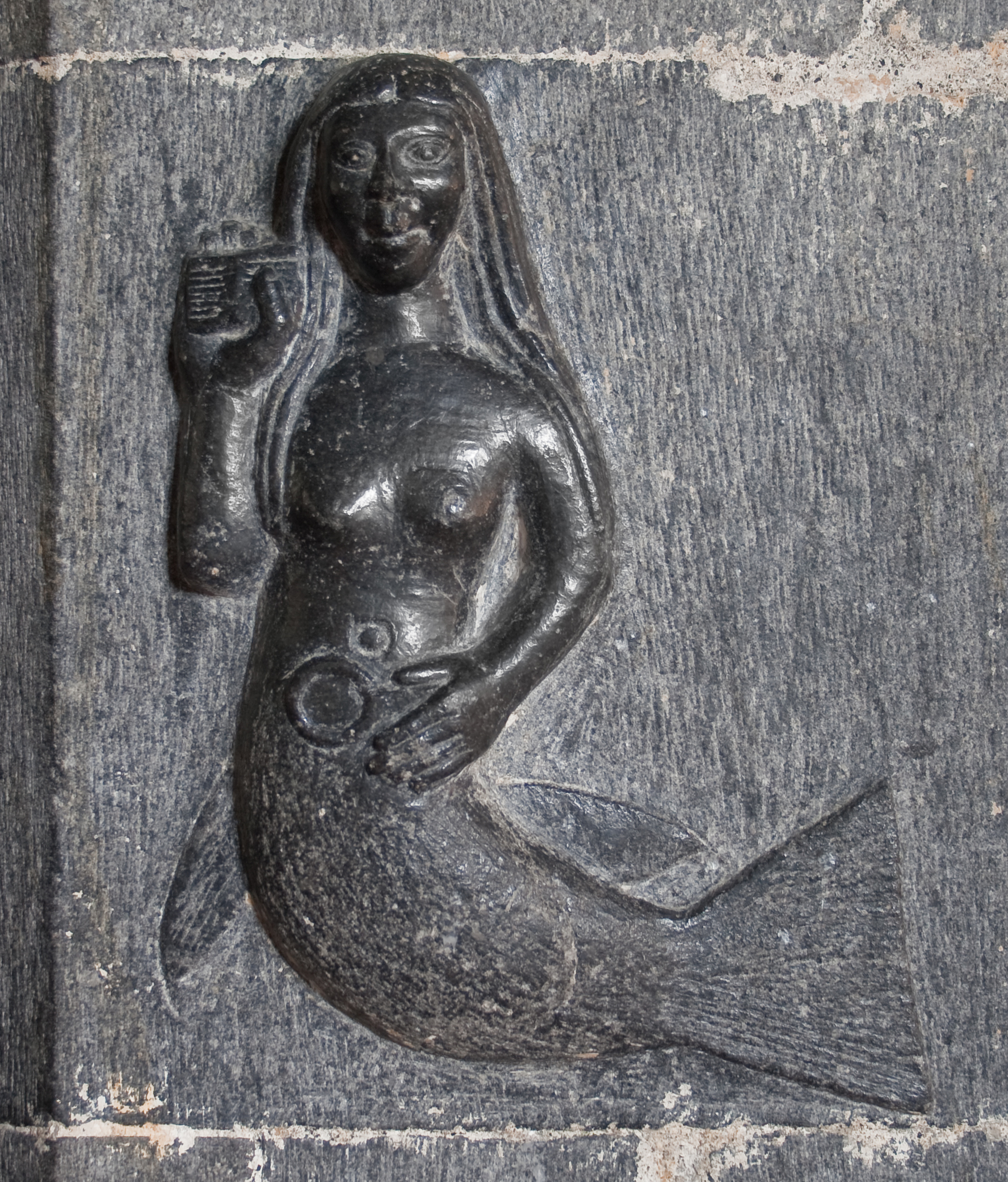
Clonfert, Irlande
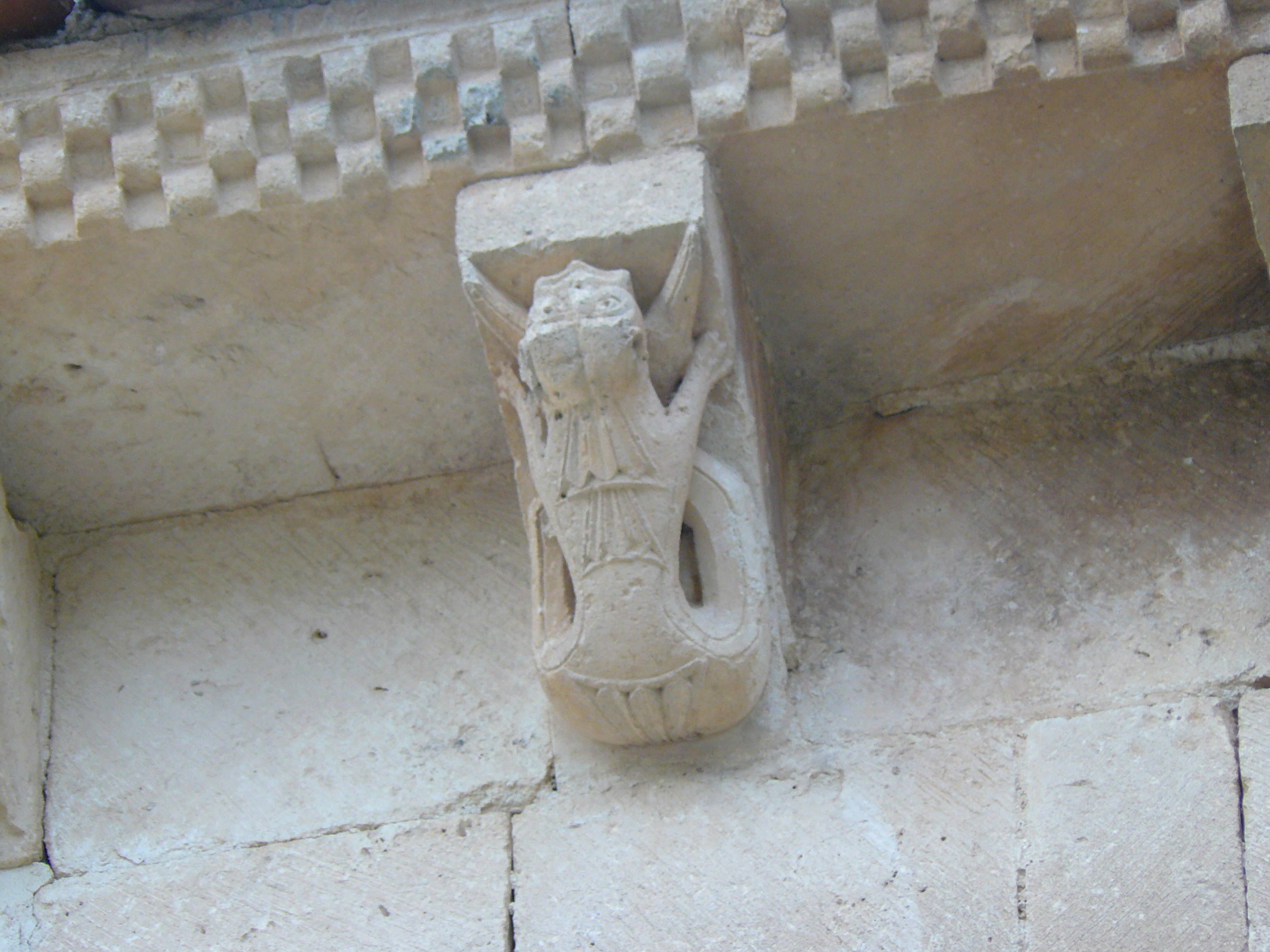
Fuentidueña, Espagne
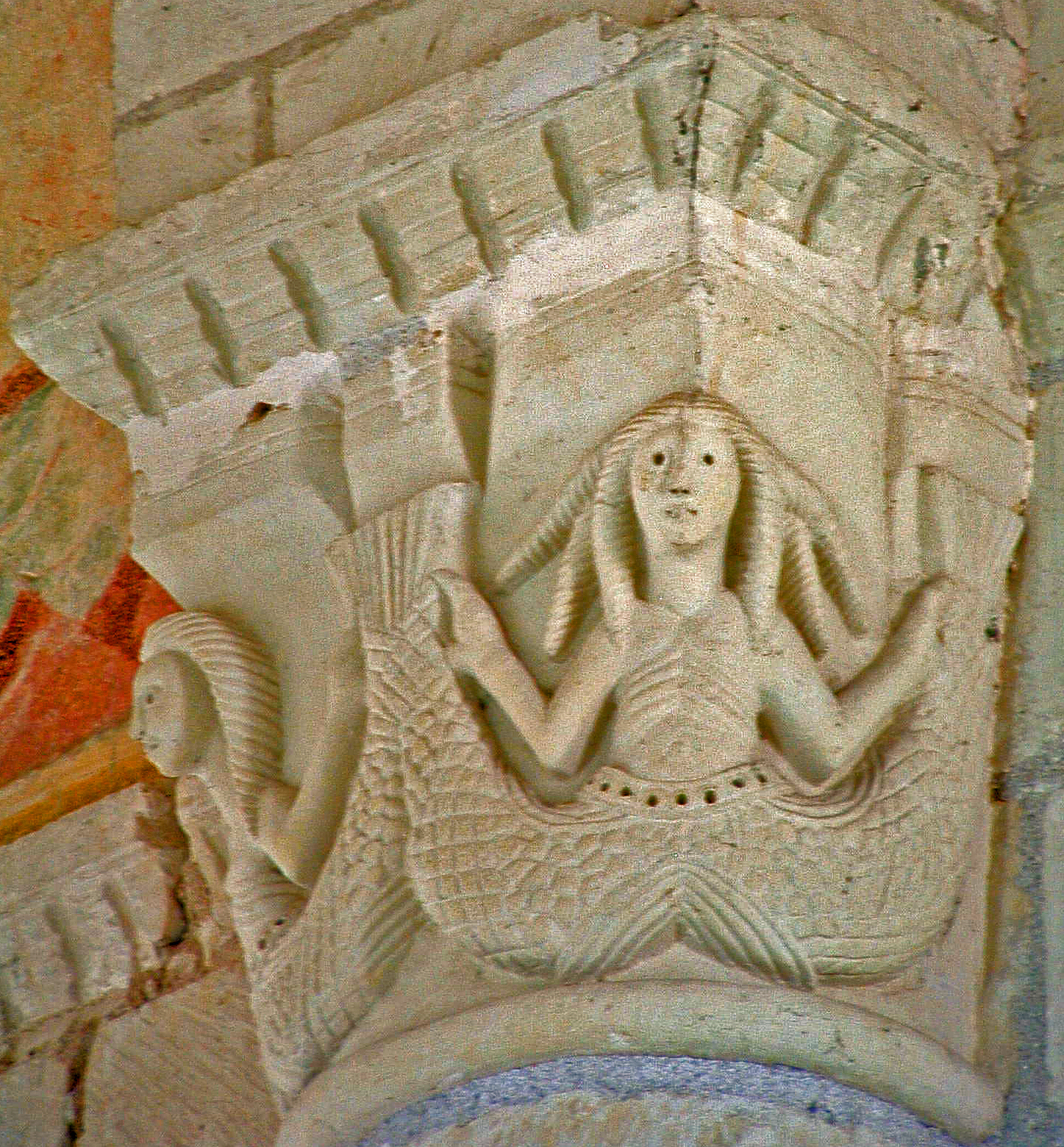
Tavant, Indre-et-Loire
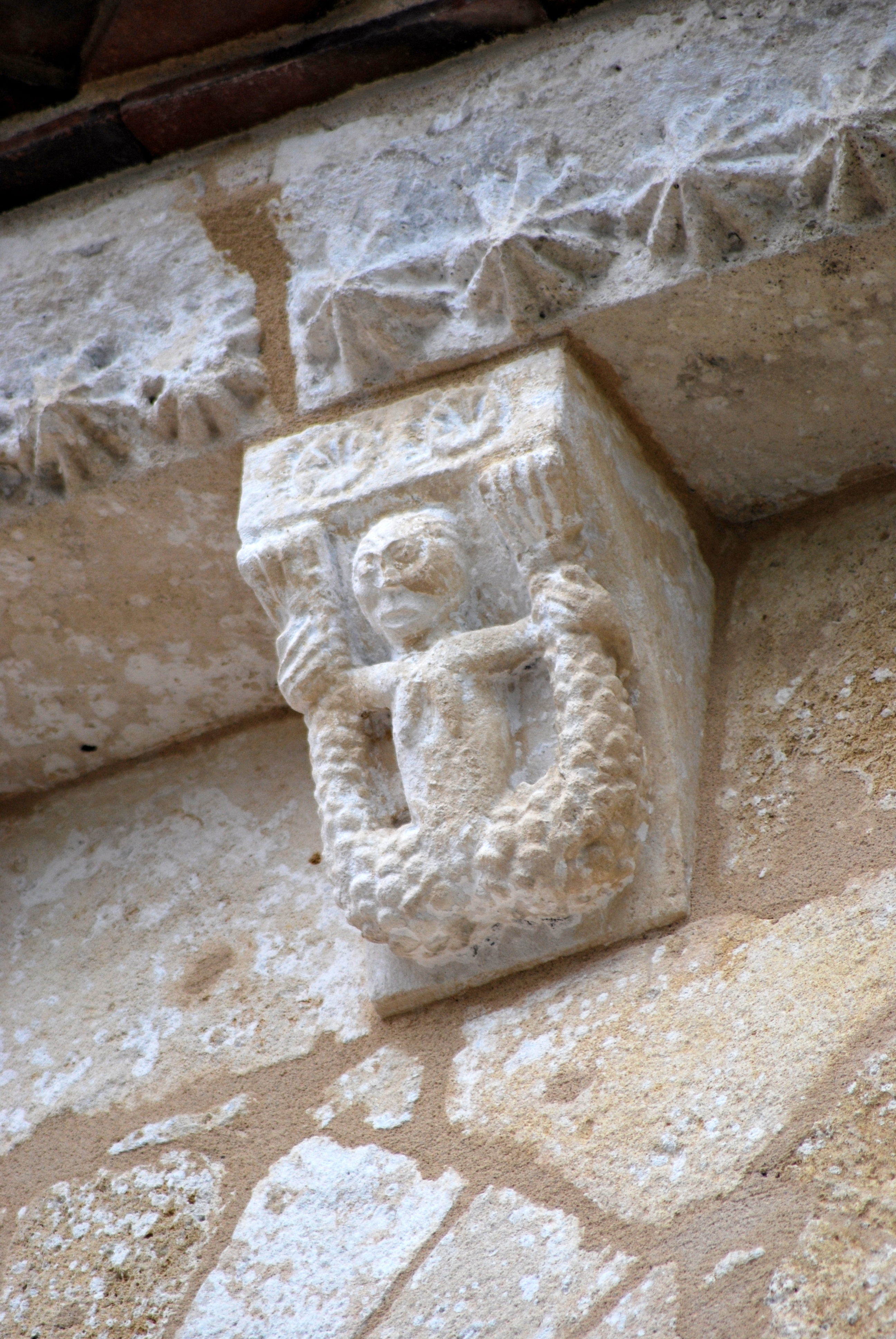
Léognan, Gironde
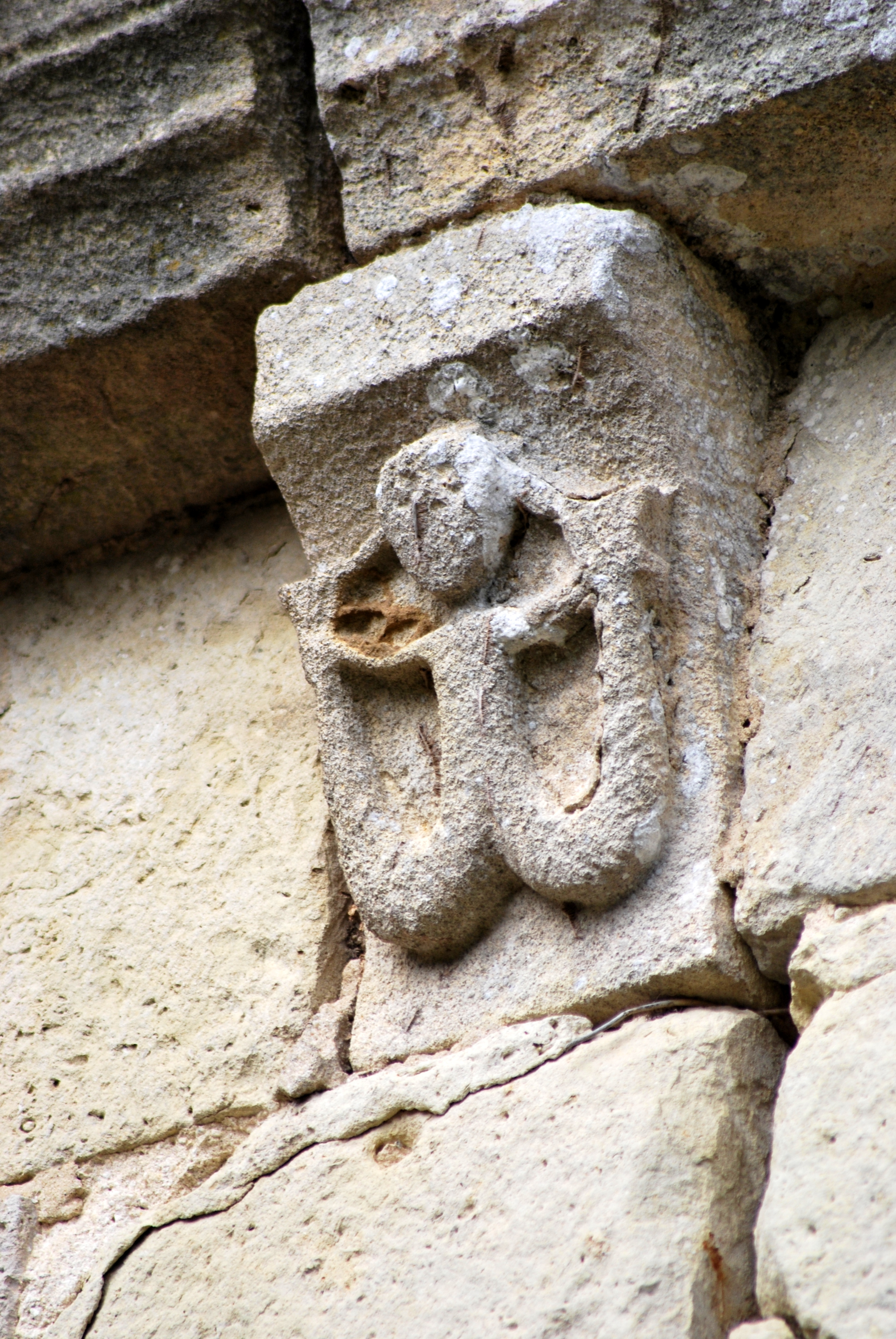
Beautiran, Gironde
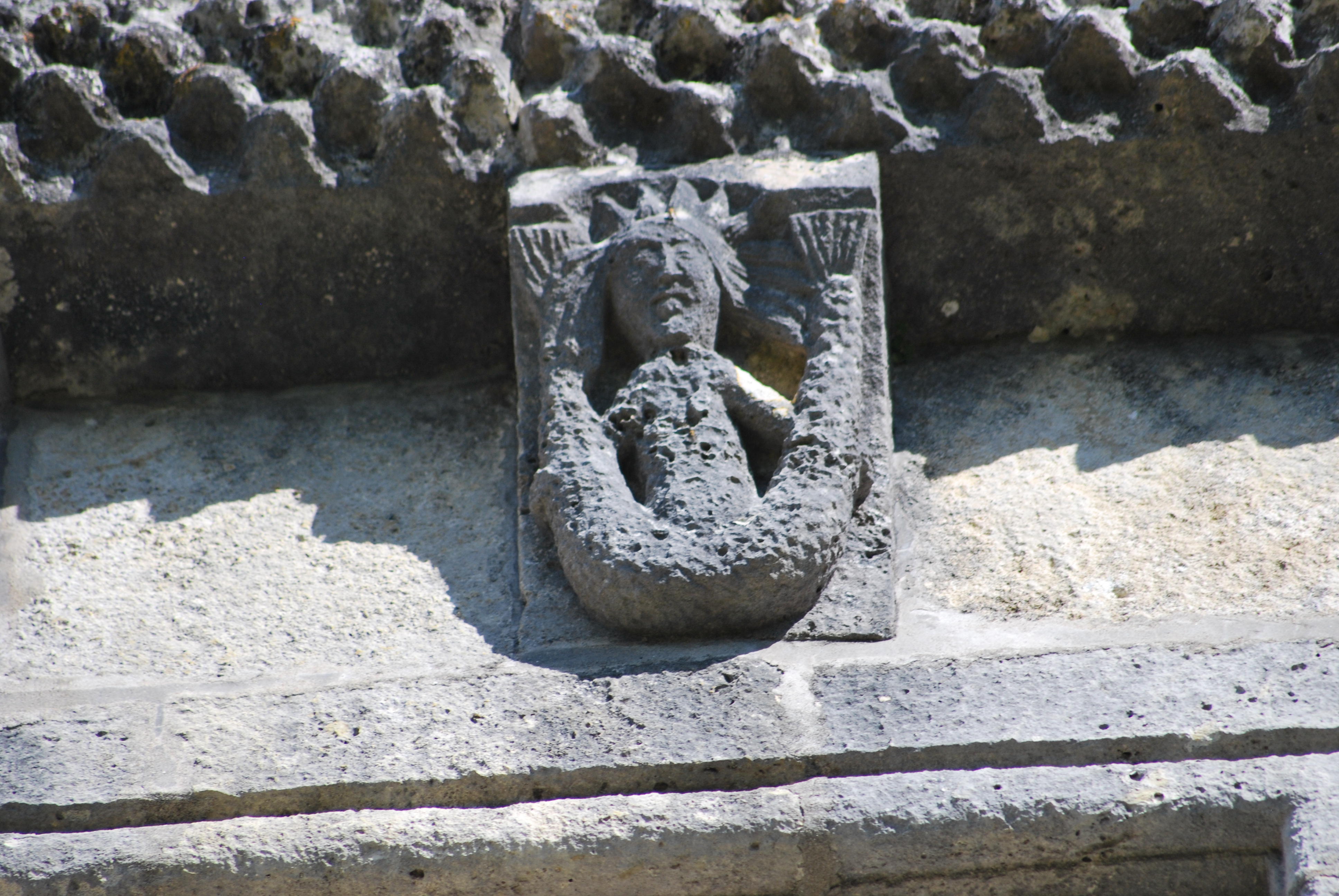
Loupiac, Gironde
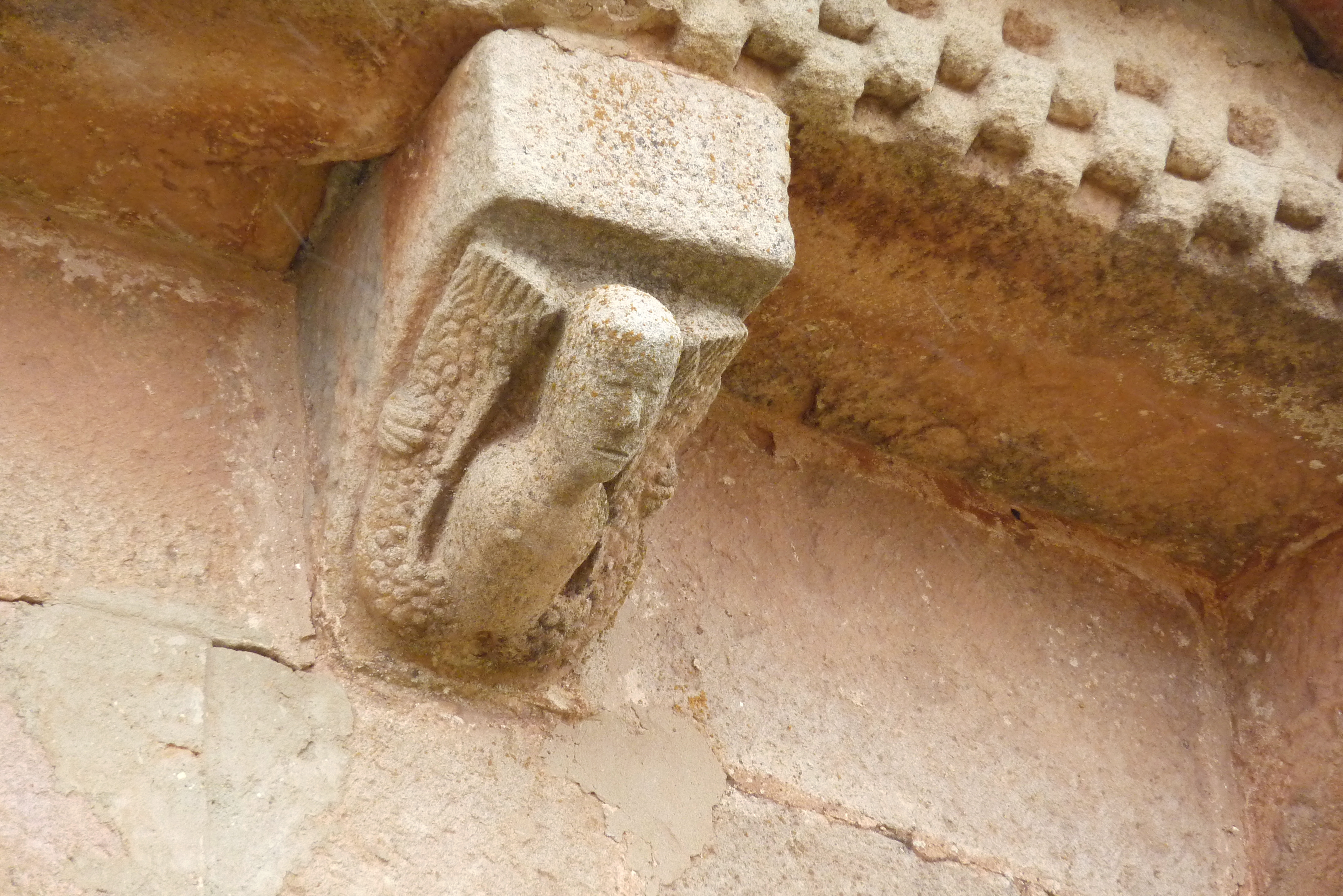
Tozalmoro, Espagne

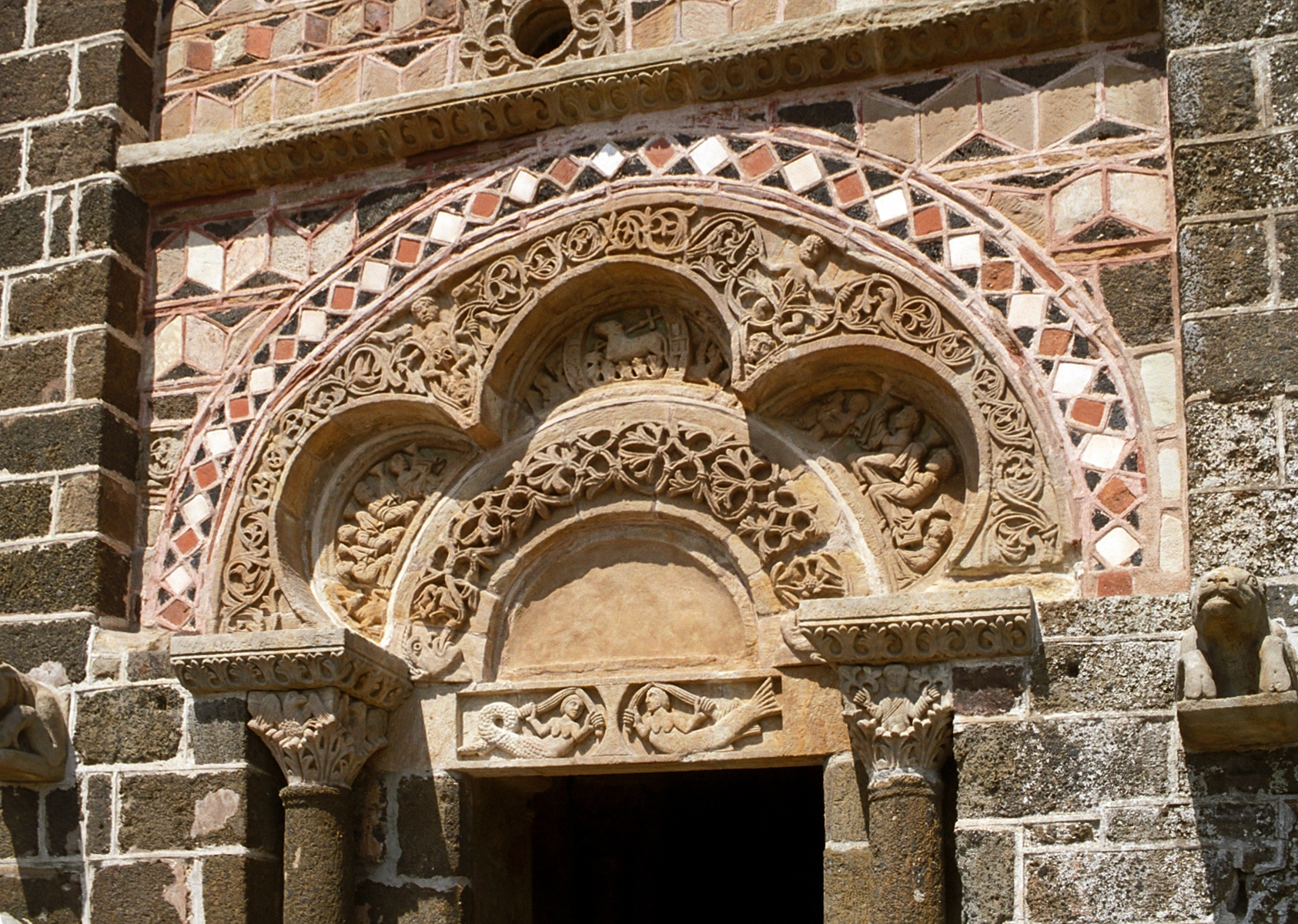
Saint-Michel d'Aiguilhe, Puy de Dôme
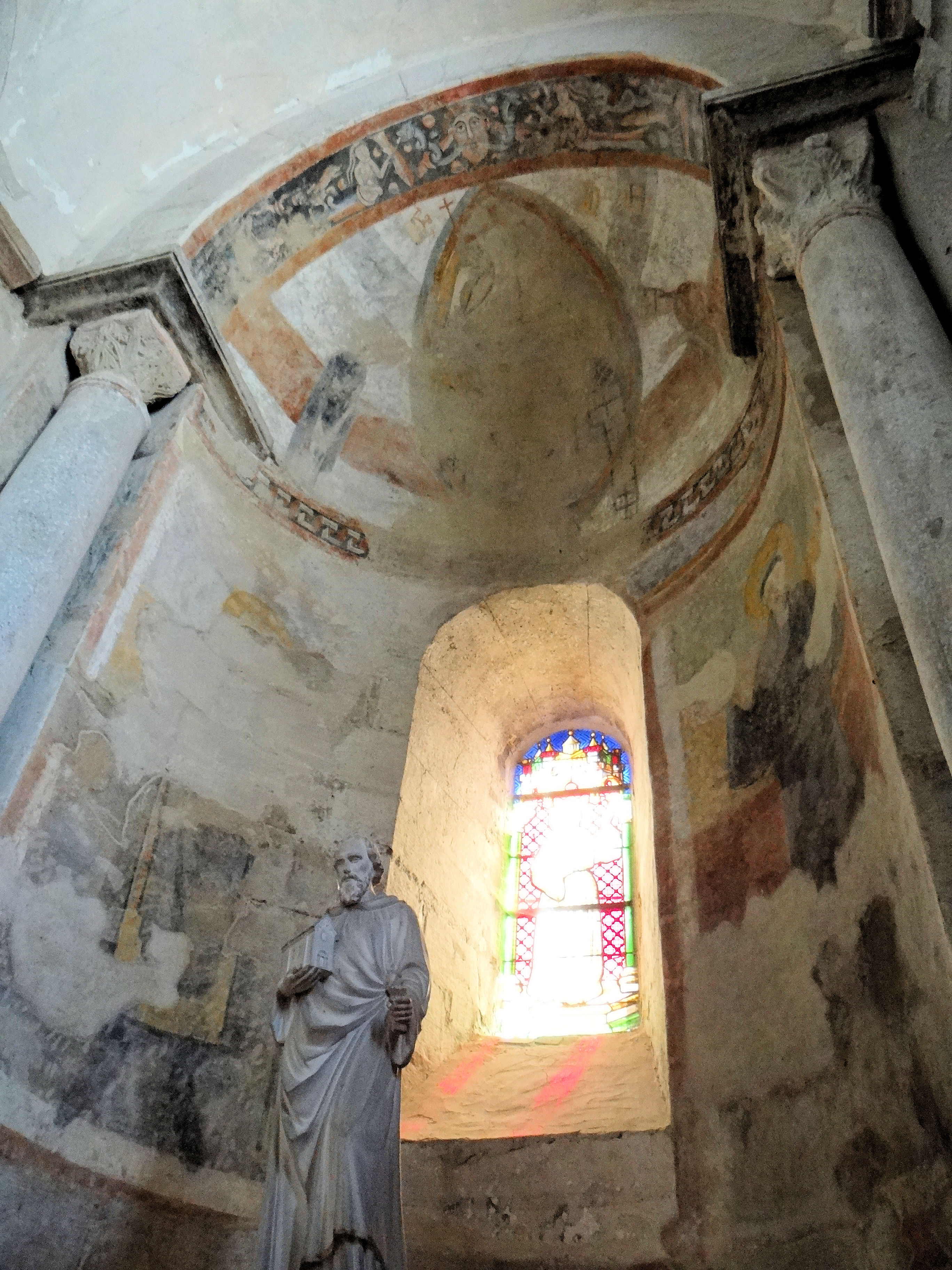
Saint Chef, Isère
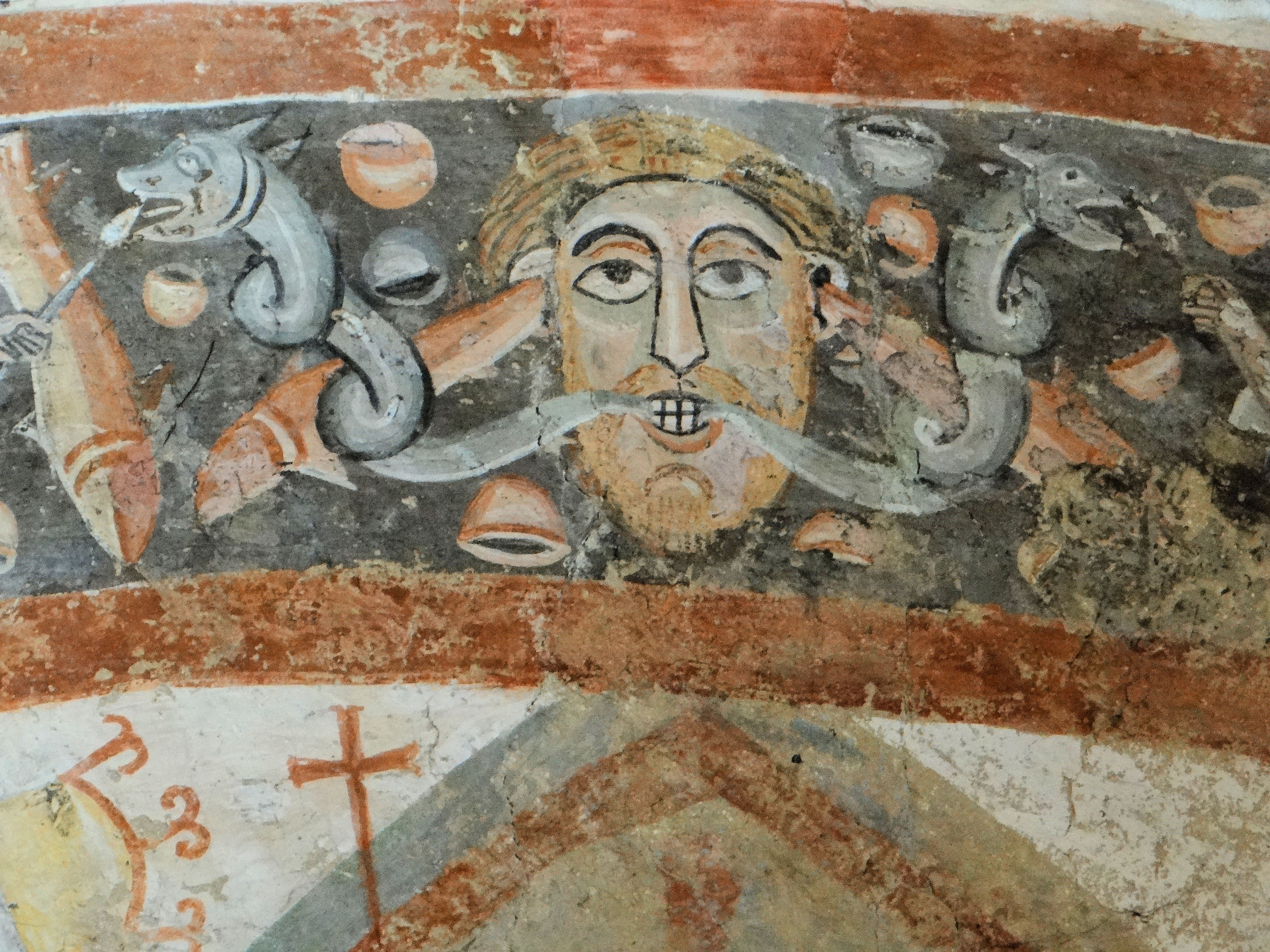
Saint Chef, détail, Isère

Les trois dernières vignettes évoquent la possibilité de l'interprétation d'un rôle "positif" de la sirène: couvrir les cheveux de la séduction et transpercer le "serpent".
Basilic :
La qualité princeps du Basilic est de pouvoir de tuer à distance tout ce qui vit, par son seul regard. Sa représentation est le fruit de l'imagination des poètes et des caprices des artistes. Au Moyen Âge il est parfois un mélange de coq et de serpent, aux ailes de chauve-souris. Cette forme est trouvée sur des chapiteaux historiés, comme à Saint-Sulpice-et-Cameyrac en Gironde. Sur les modillons, on trouve plutôt un reptile-serpent avec un regard maléfique (Bougoux).

Basilic
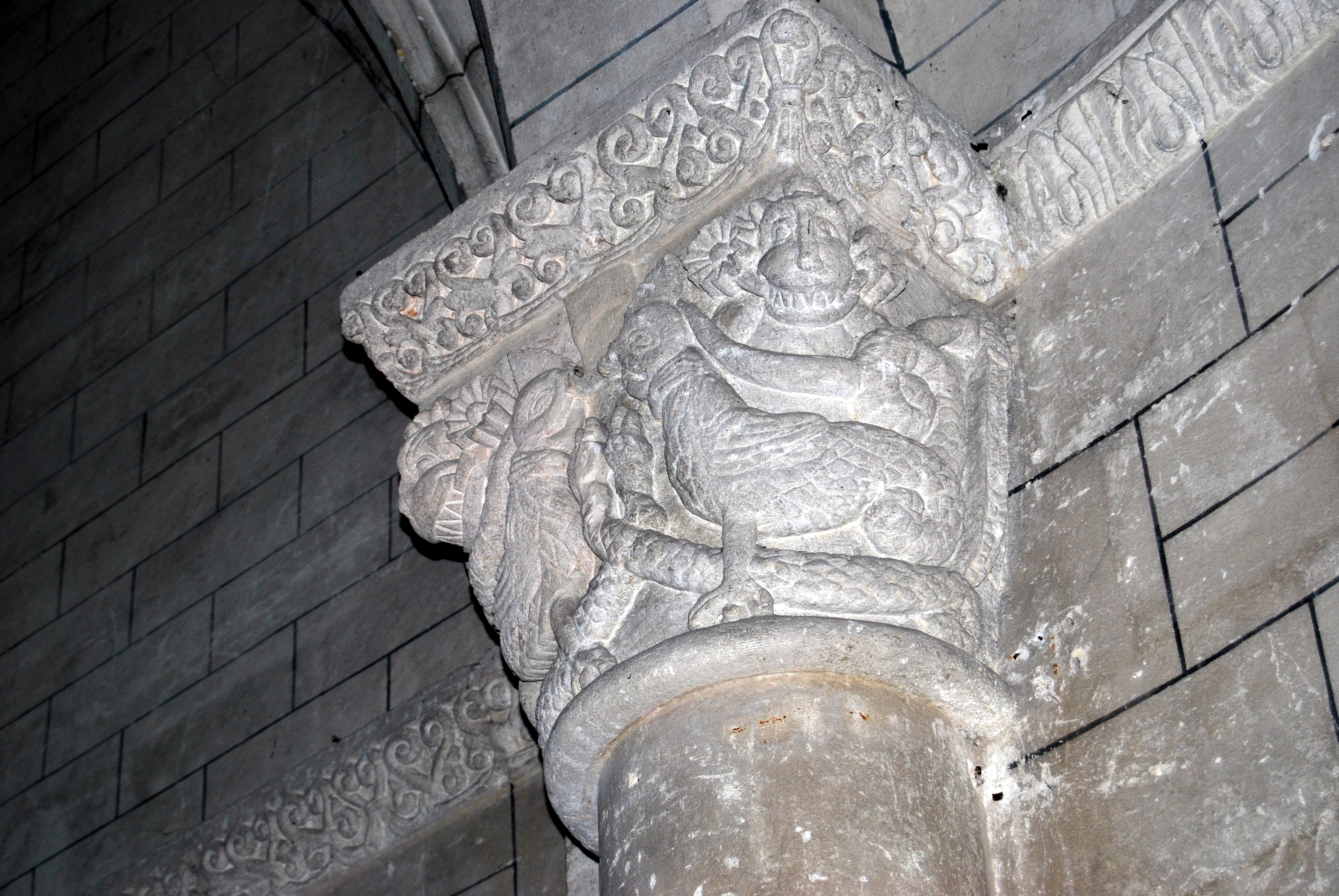
Saint-Sulpice-et-Cameyrac, Gironde
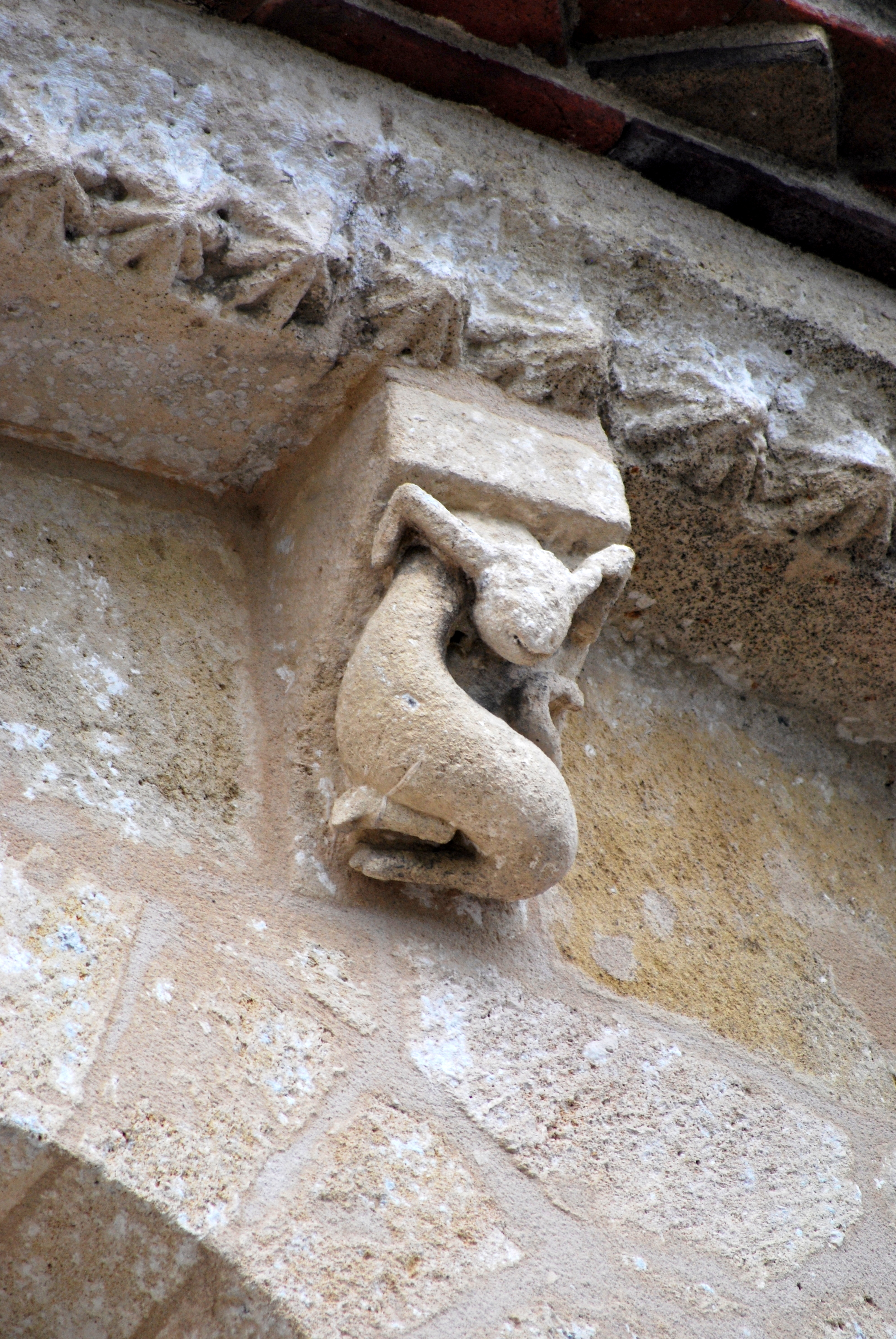
Léognan, Gironde
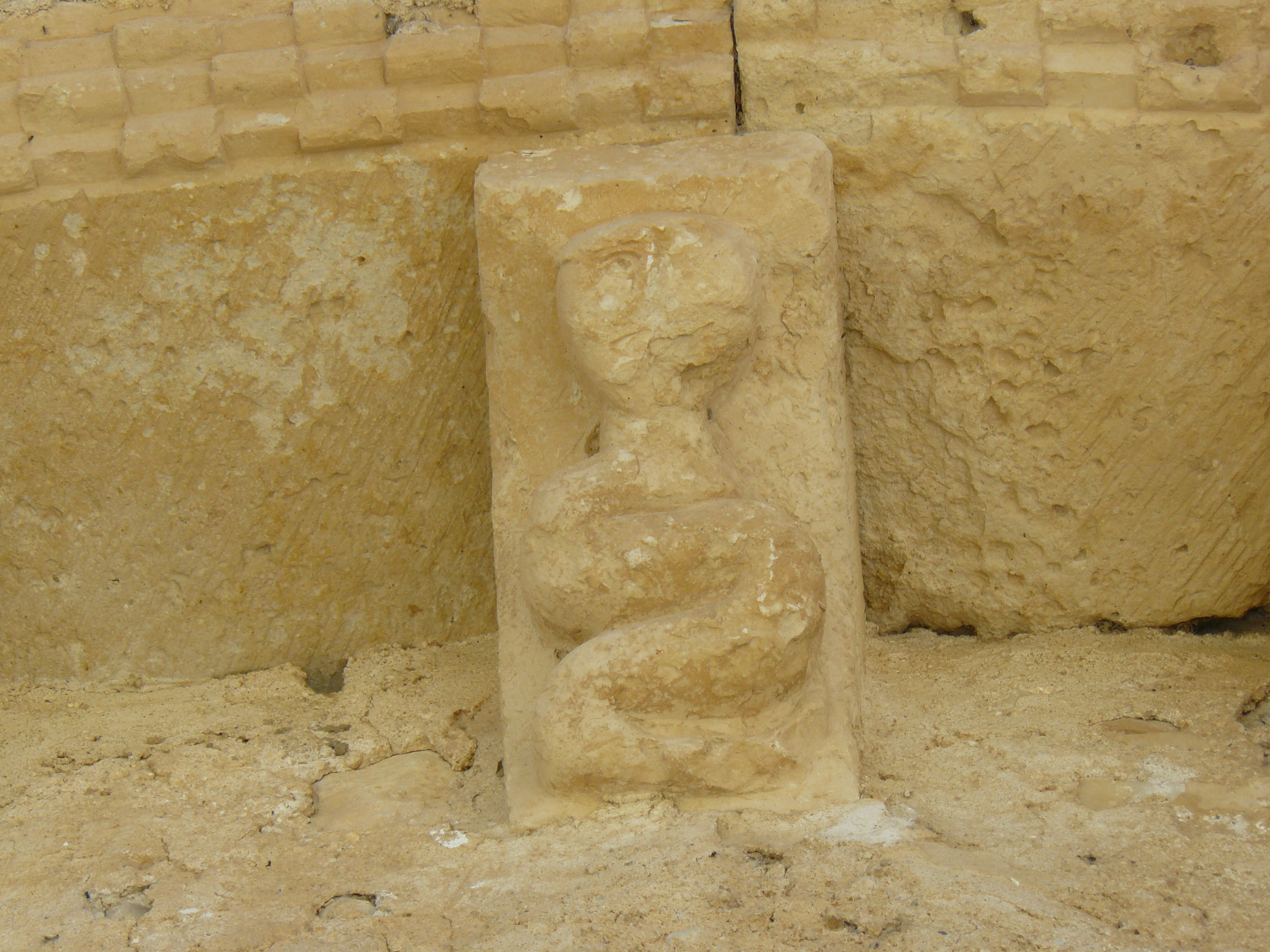
Cerro, Espagne
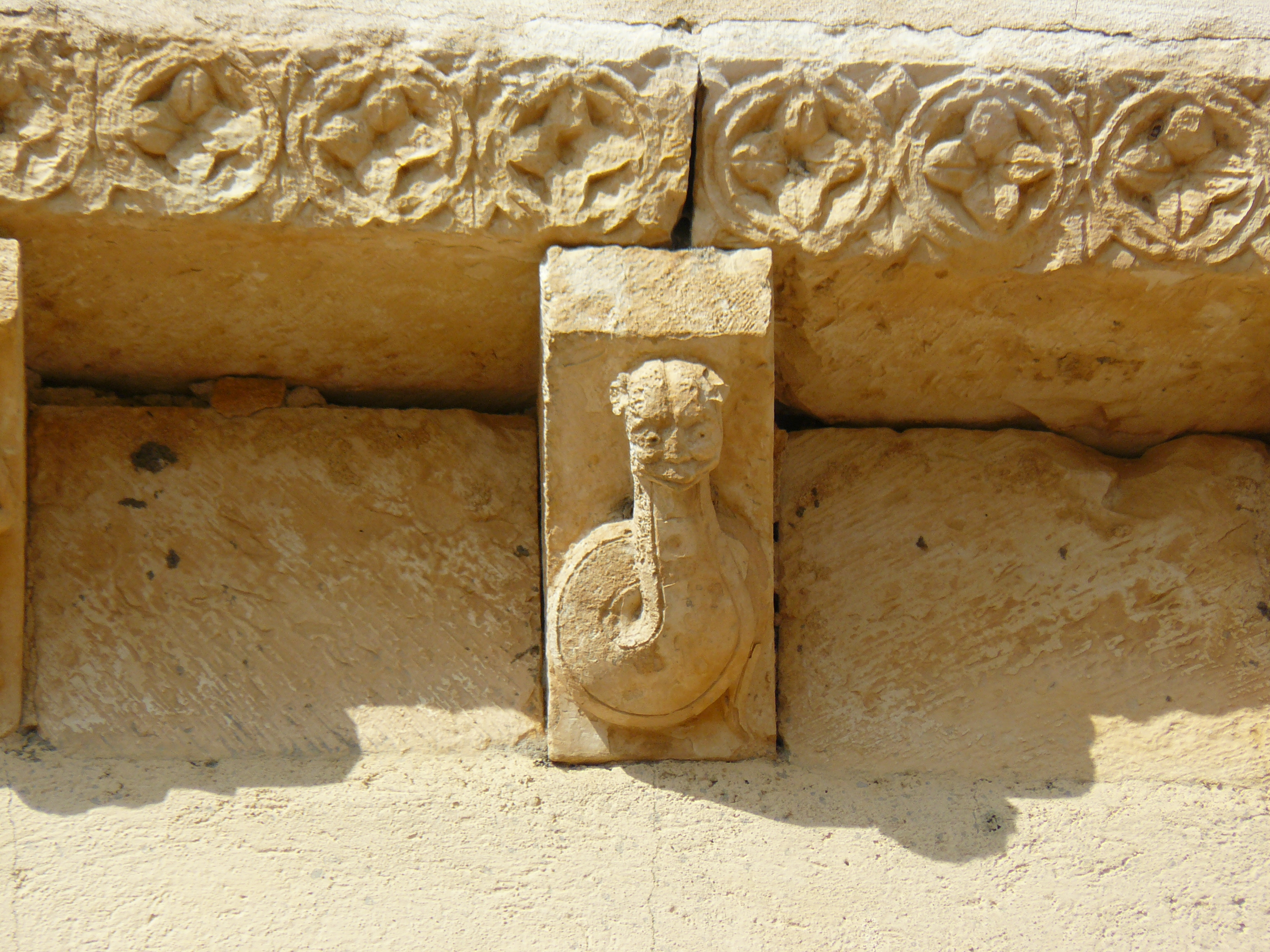
Duratón, Espagne

### Monstres et Démons
Dans ce domaine c'est l'imagination du sculpteur, guidé par les bestiaires, qui prime !

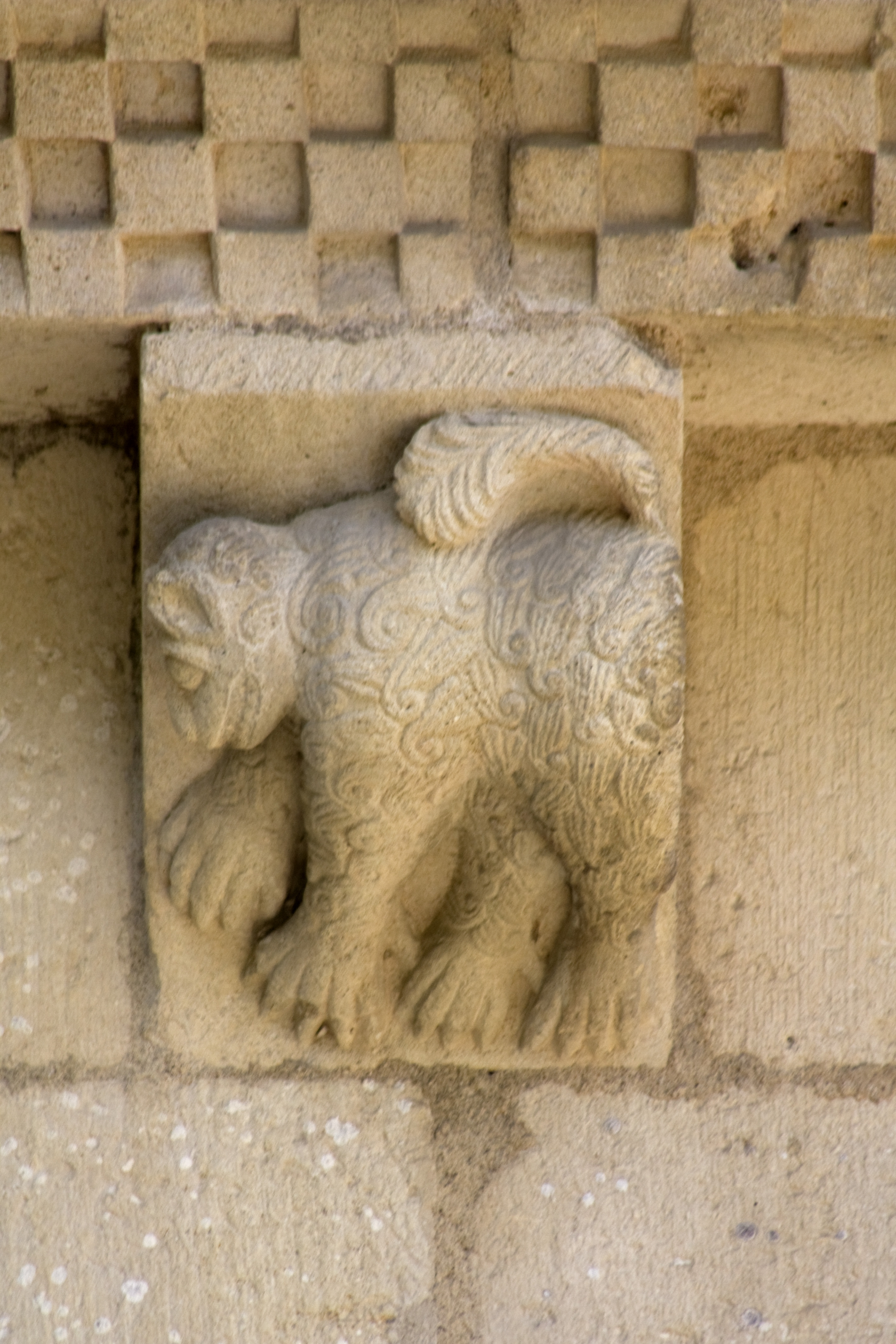
Arthous, Landes
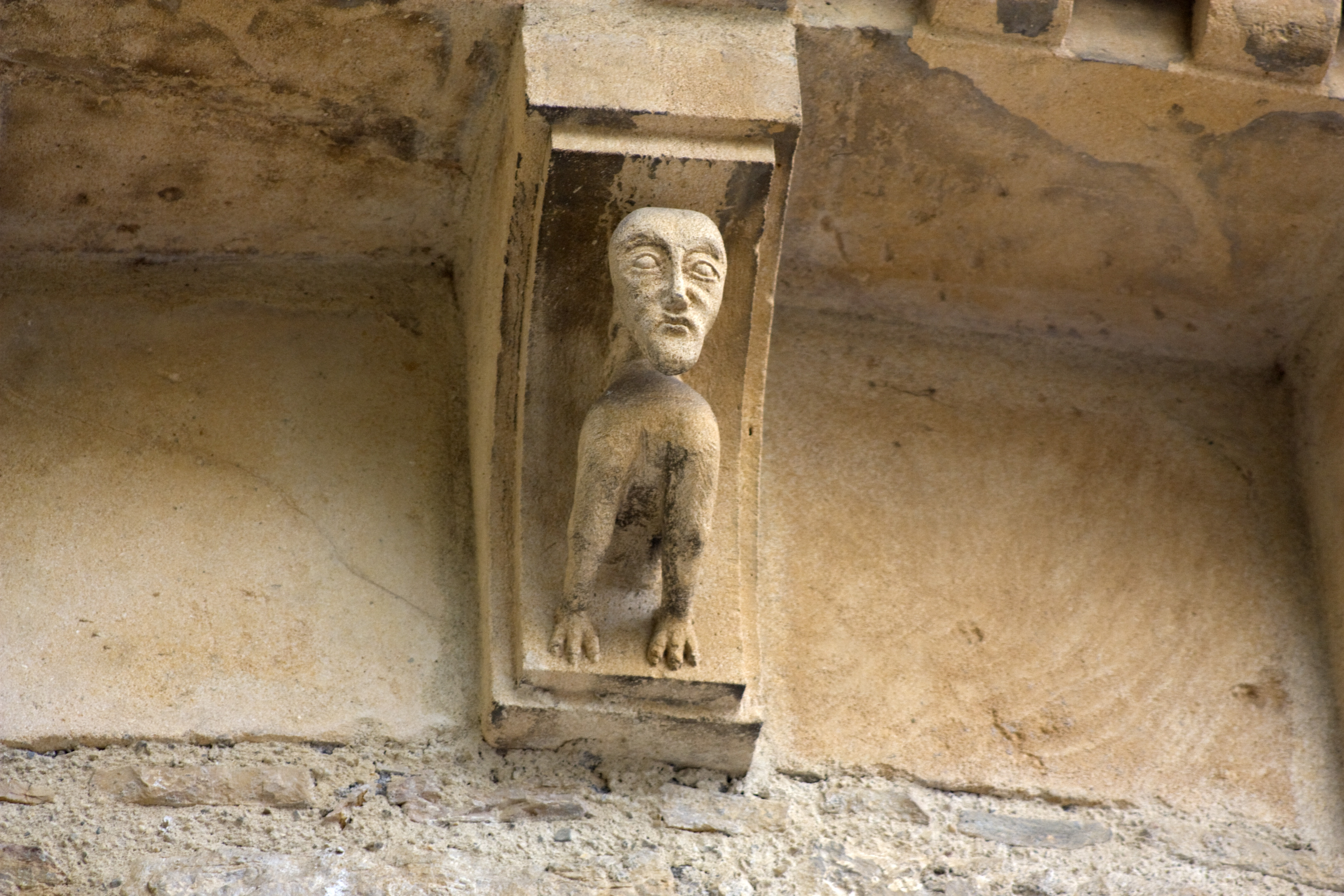
Saint-Gaudens, Haute-Garonne
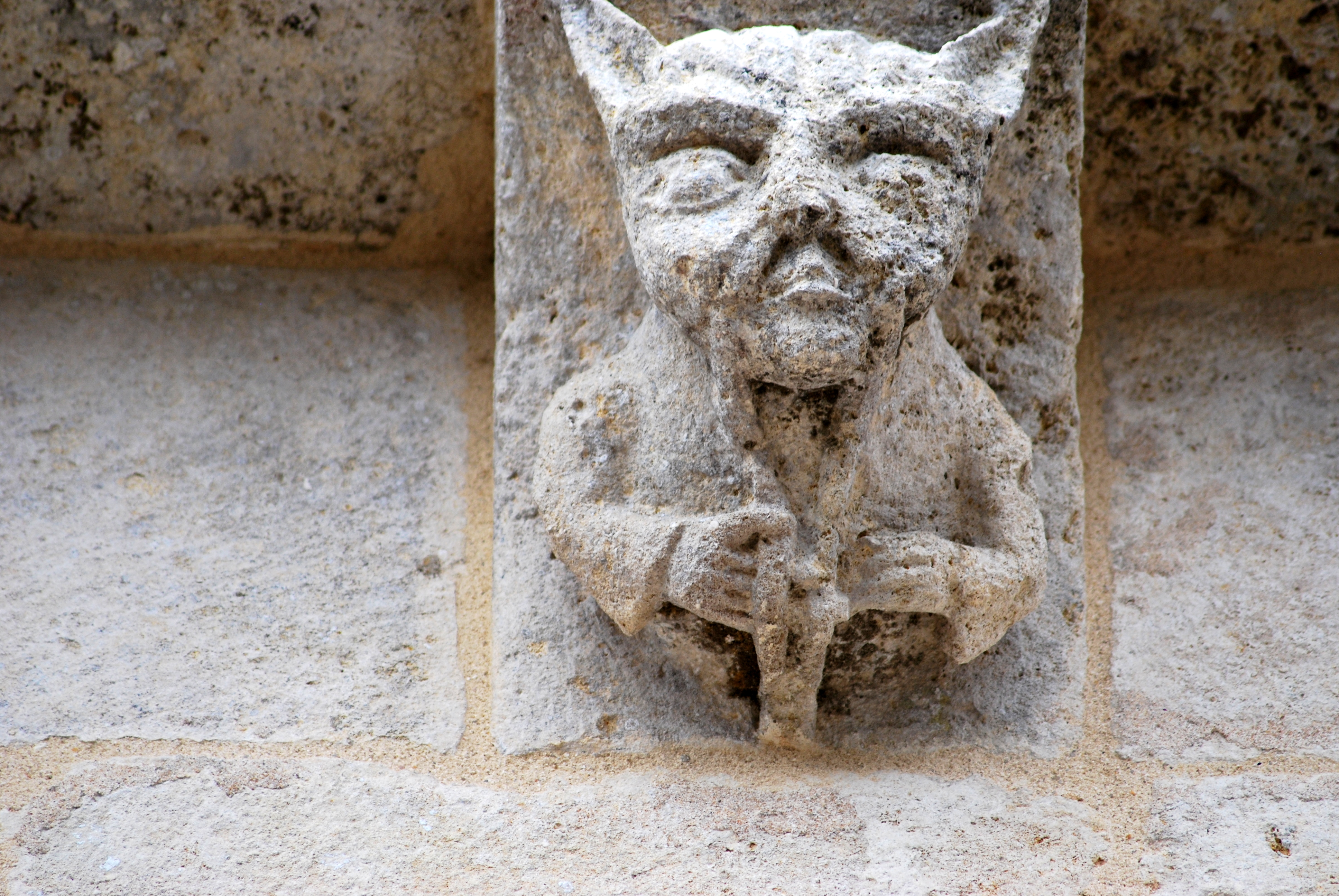
Lugaignac, Gironde
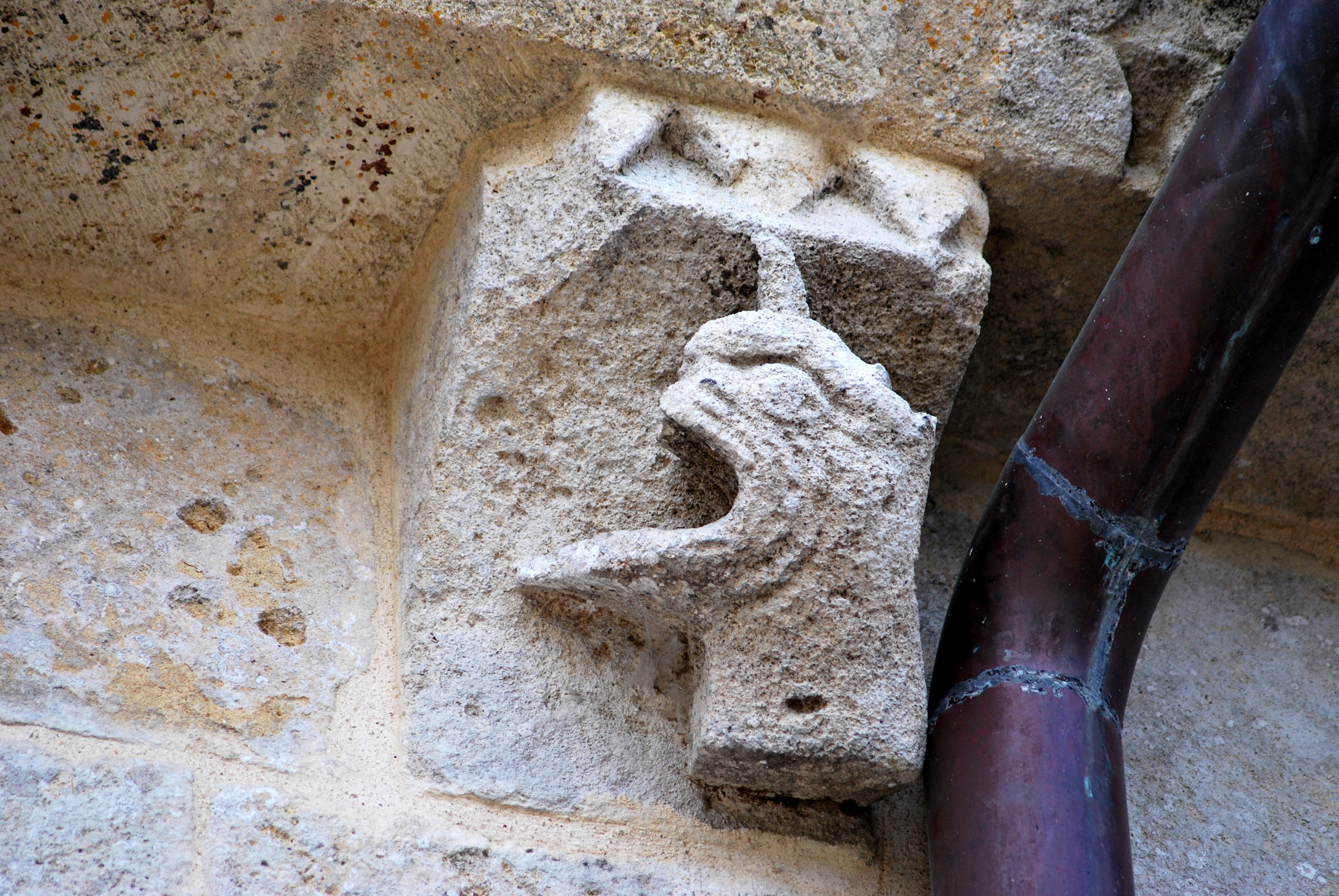
Lugaignac, Gironde
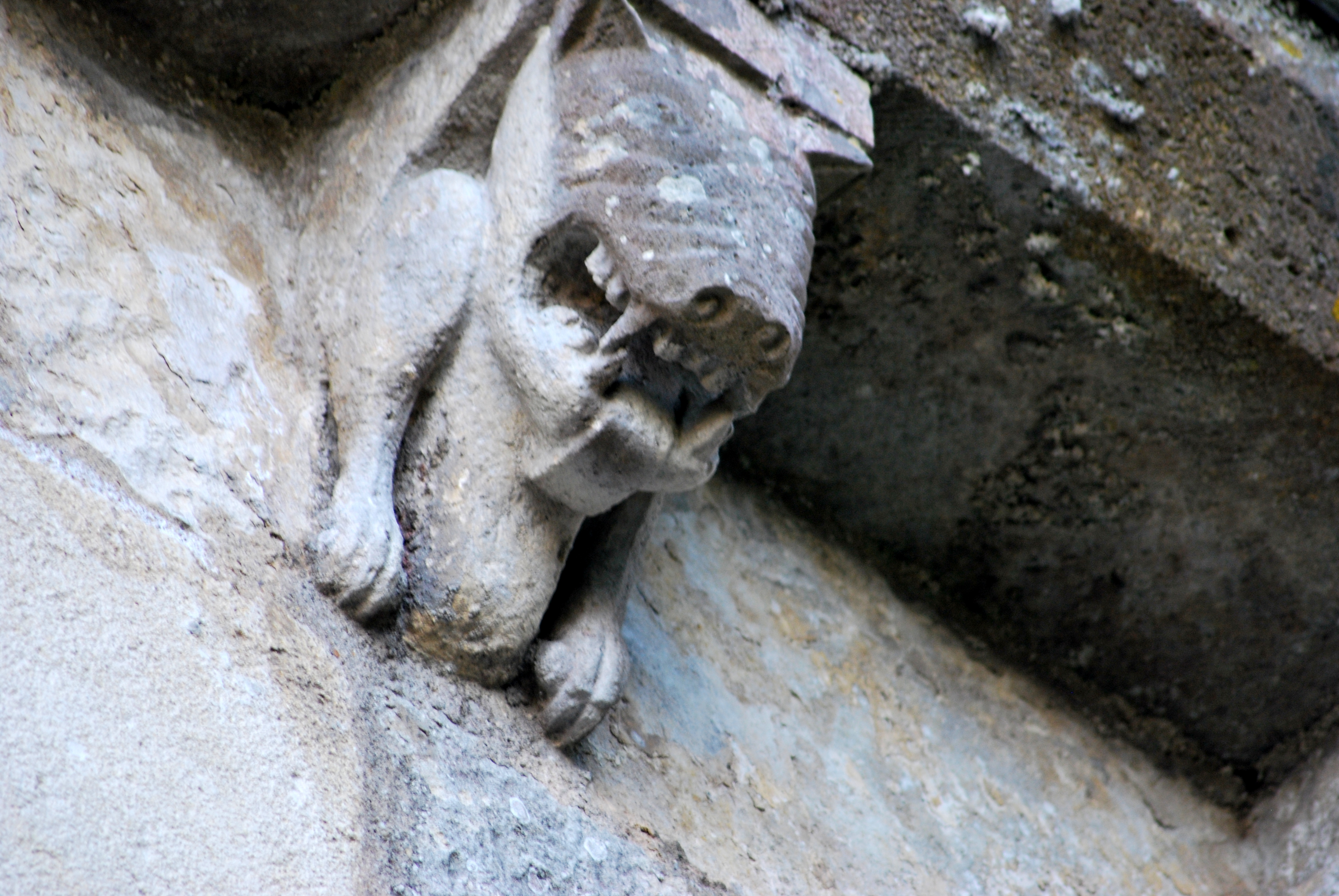
Bouliac, Gironde
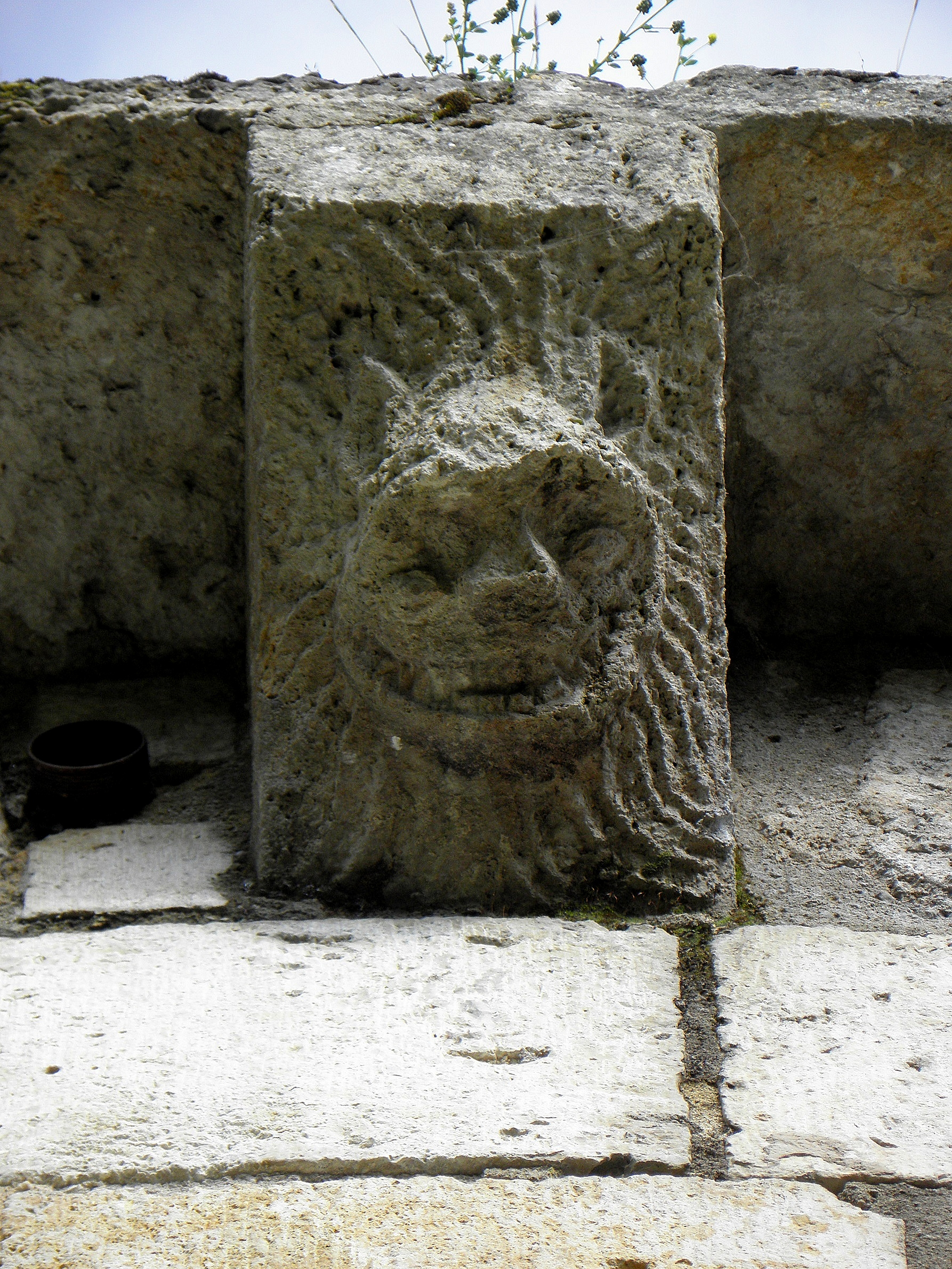
Aubiac, Lot-et-Garonne

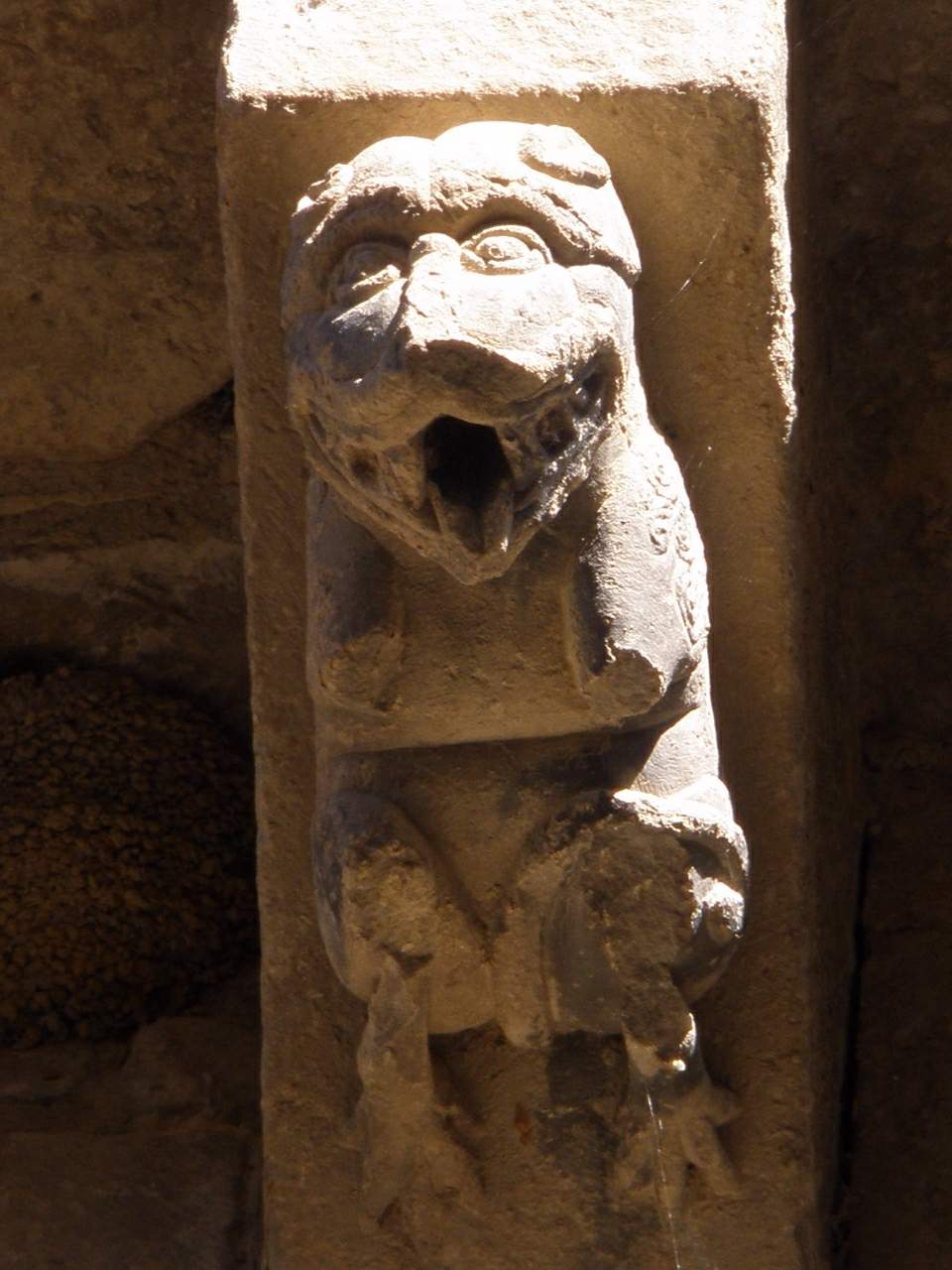
Santa Cruz de la Serós, Espagne
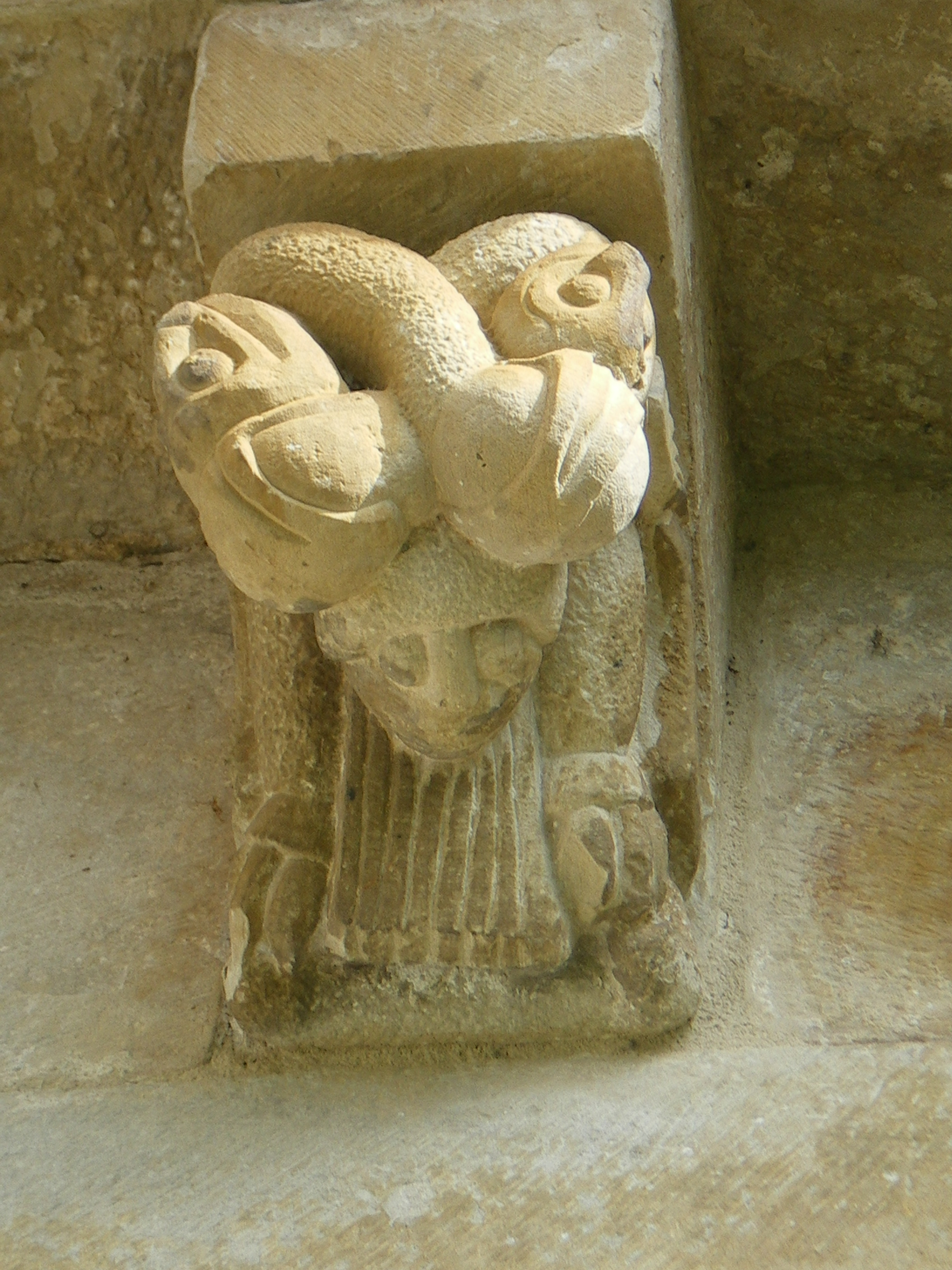
Villanueva, Espagne
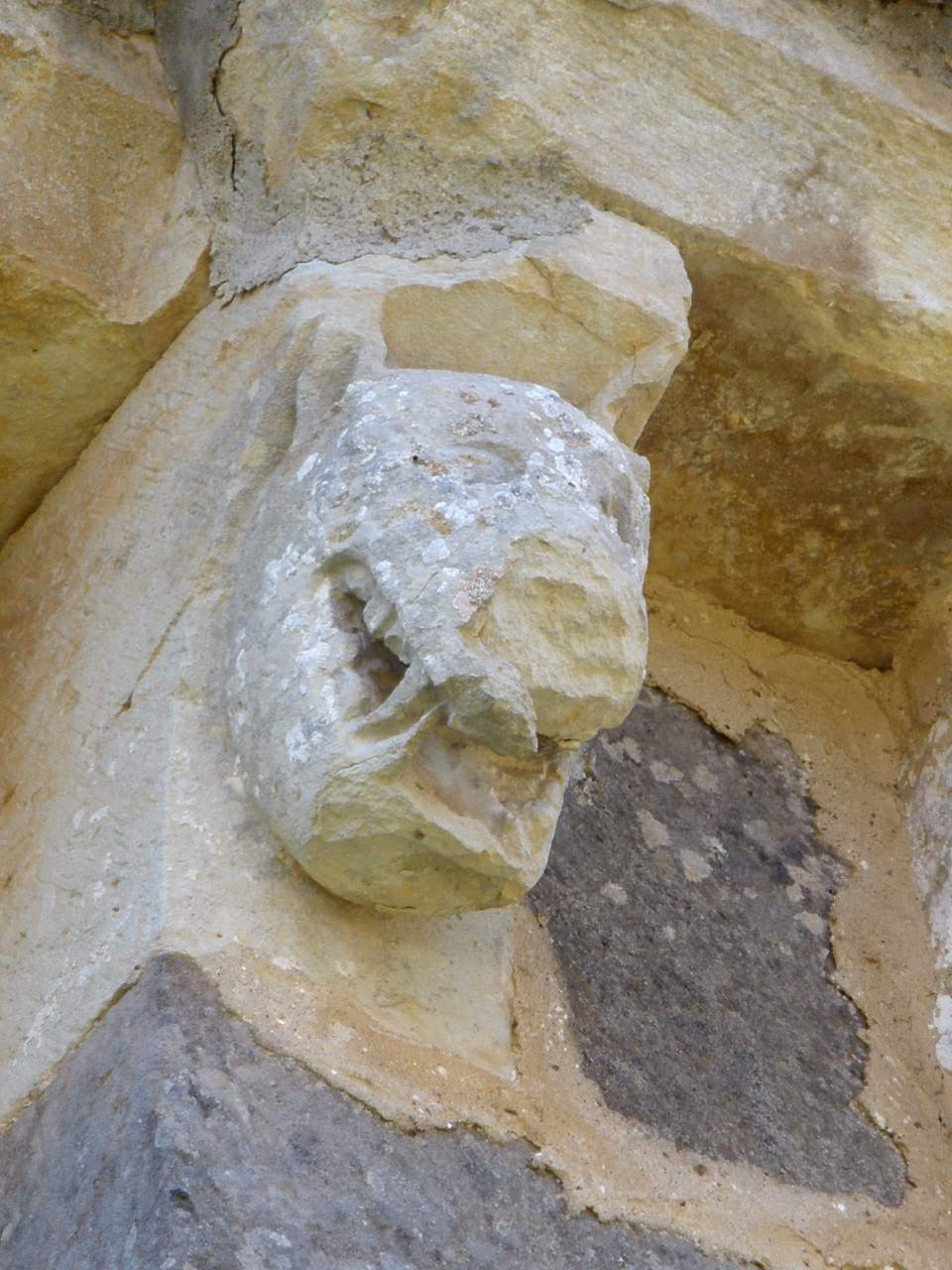
Fuente Úrbel, Espagne
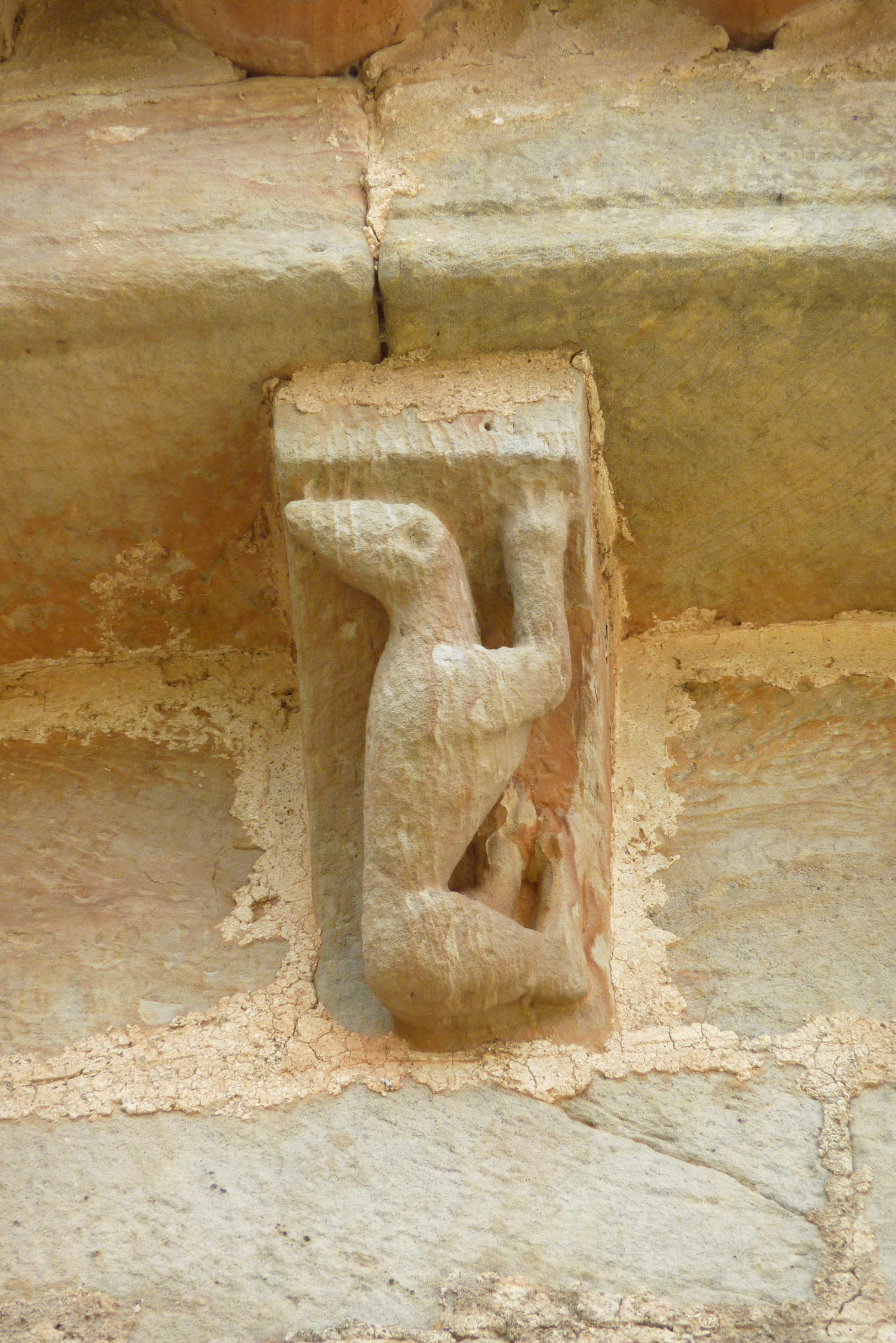
Lomilla, Espagne
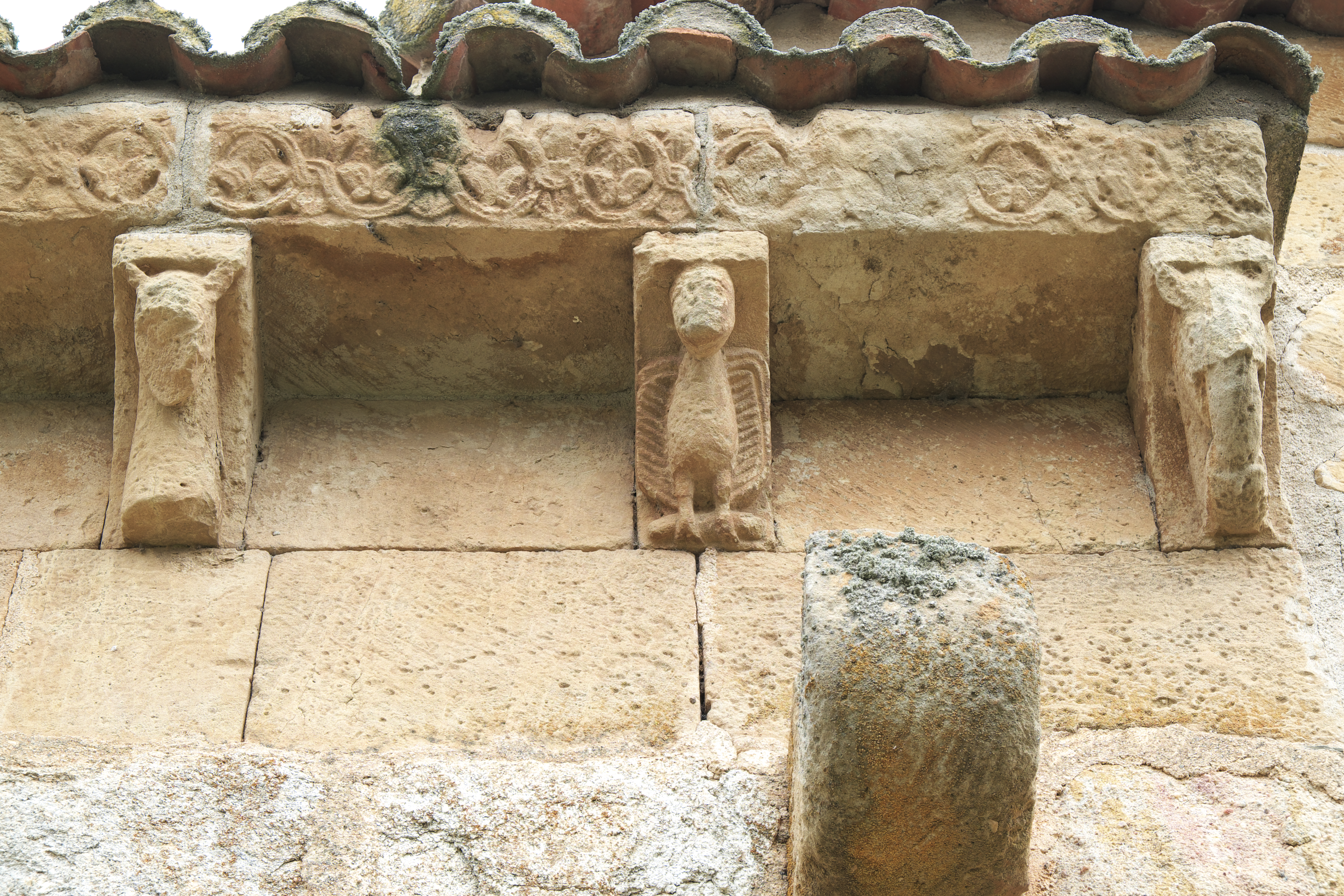
Santibáñez del Río, Espagne

### Les formes non figurées
Les modillons non figurés (entrelacs, effets de vannerie, billettes, cannelures, rudentures, dessins géométriques, copeaux, dents de scie, pointes de diamant / têtes de clous, coquillages, fleurettes, feuilles, etc.) sont purement décoratifs. On les retrouve sur toutes les églises romanes portant des modillons mais en proportion variable. Deux périodes principales sont reconnus, la période préromane exceptionnellement figurative et l'influence cistercienne après la diatribe de Saint Bernard contre le décor sculpté (vers 1125), ; malgré cette injonction le décor sculpté figuratif sur les modillons persistera jusqu'à l'époque gothique. Certains sont évidemment le travail des apprentis. Il y a parfois des représentations d'objets « familiers » (cloches, cruches, chaises) sans connotation évidente avec des vices ou des vertus. Dans ces figures se croisent des thèmes antiques et les styles celtiques (entrelacs appelé nœud celtique, spirales…). Les objets familiers peuvent évoquer des métiers ou corporations. Certains motifs sont porteurs de symboles : végétaux, vigne, hostie, pomme de pin.

Entrelacs
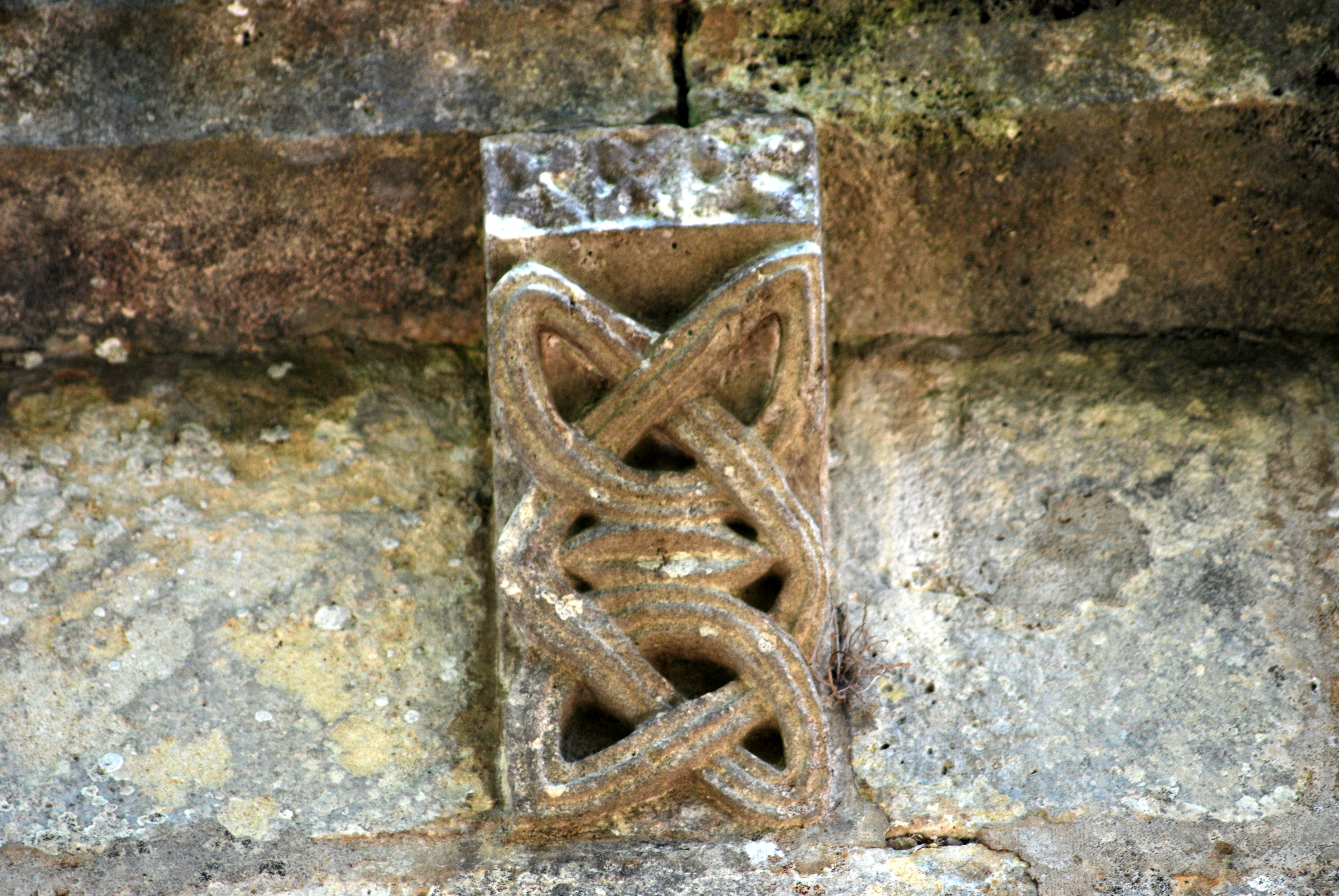
Cardan, Gironde
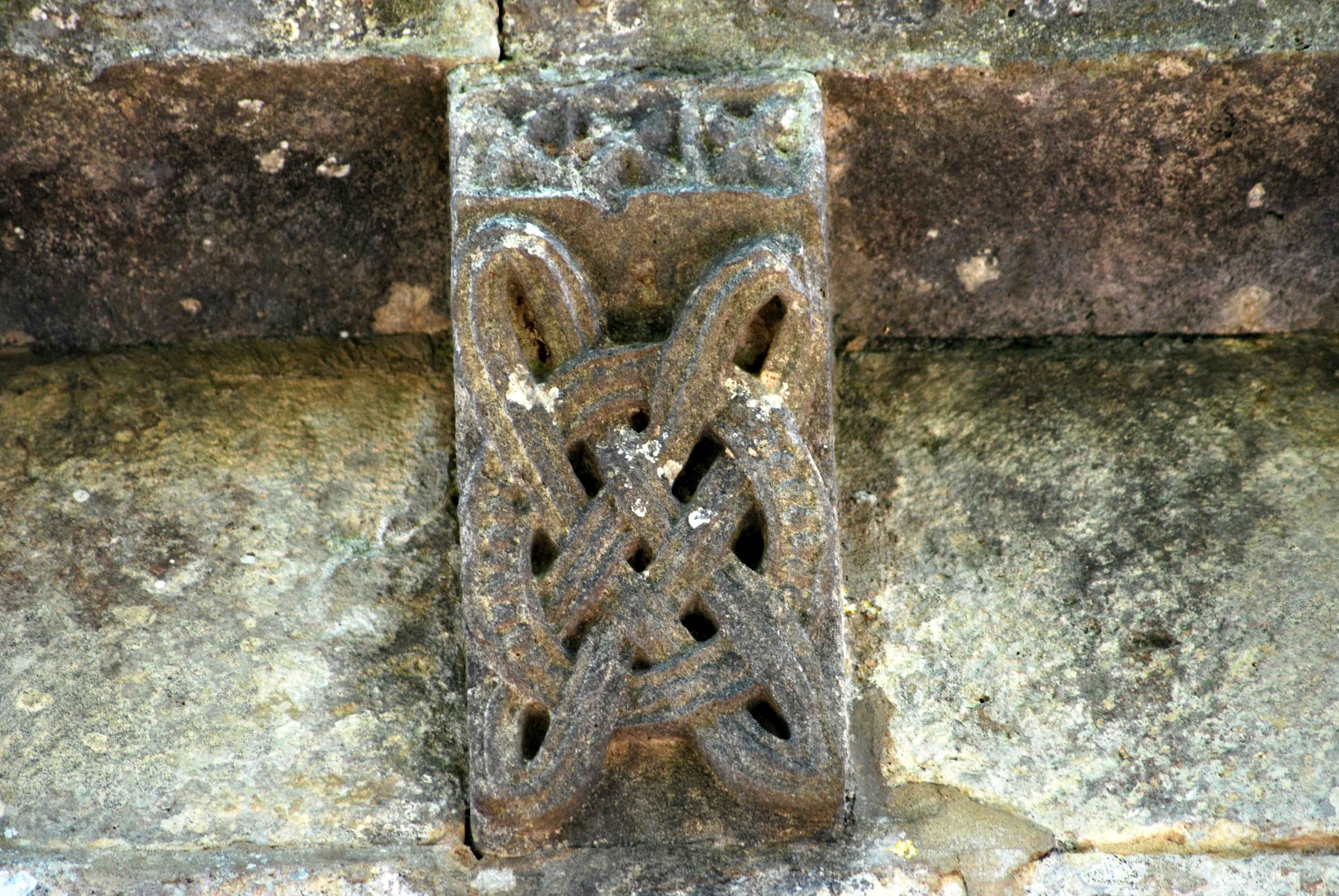
Cardan, Gironde
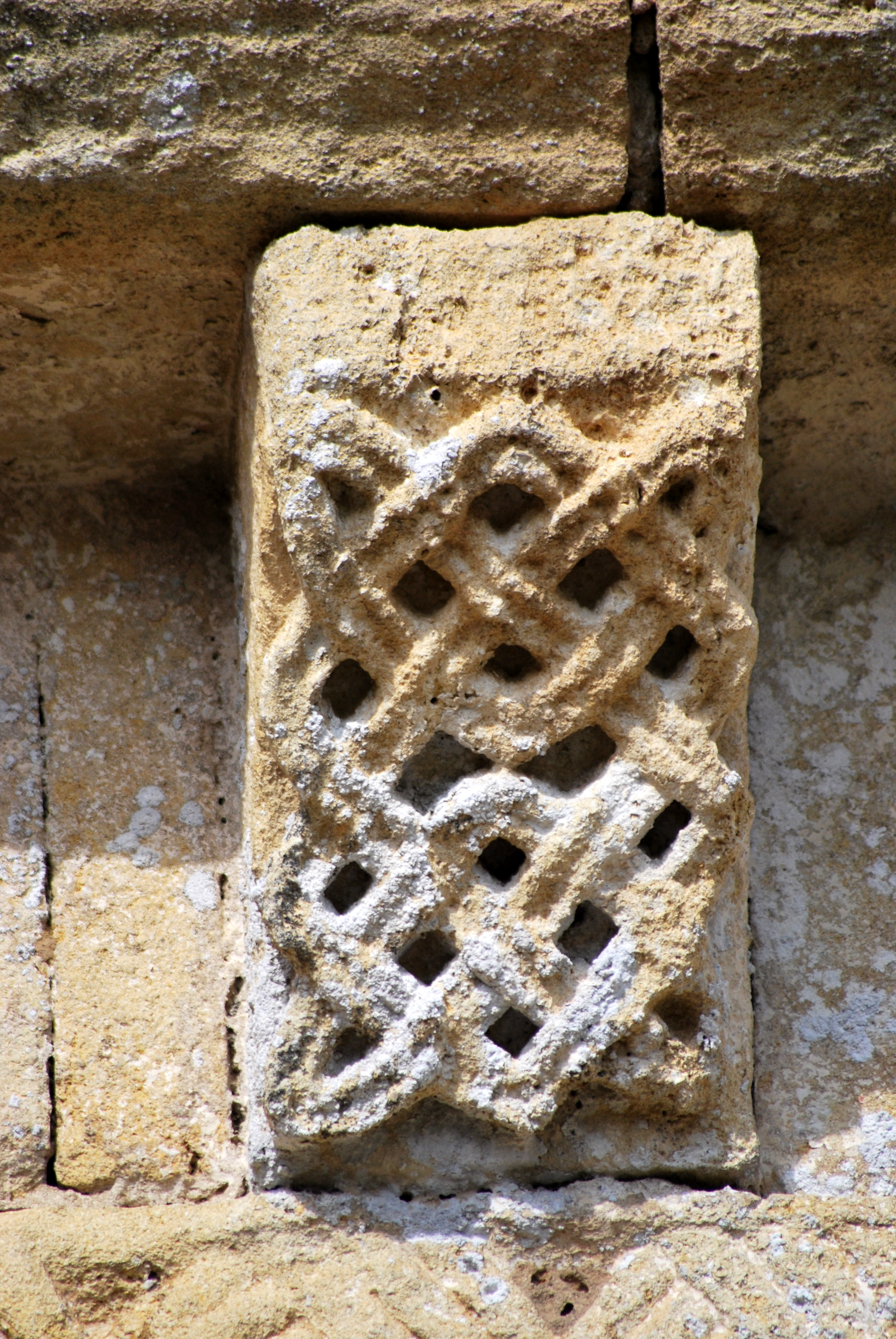
Saint-Maixant, Gironde
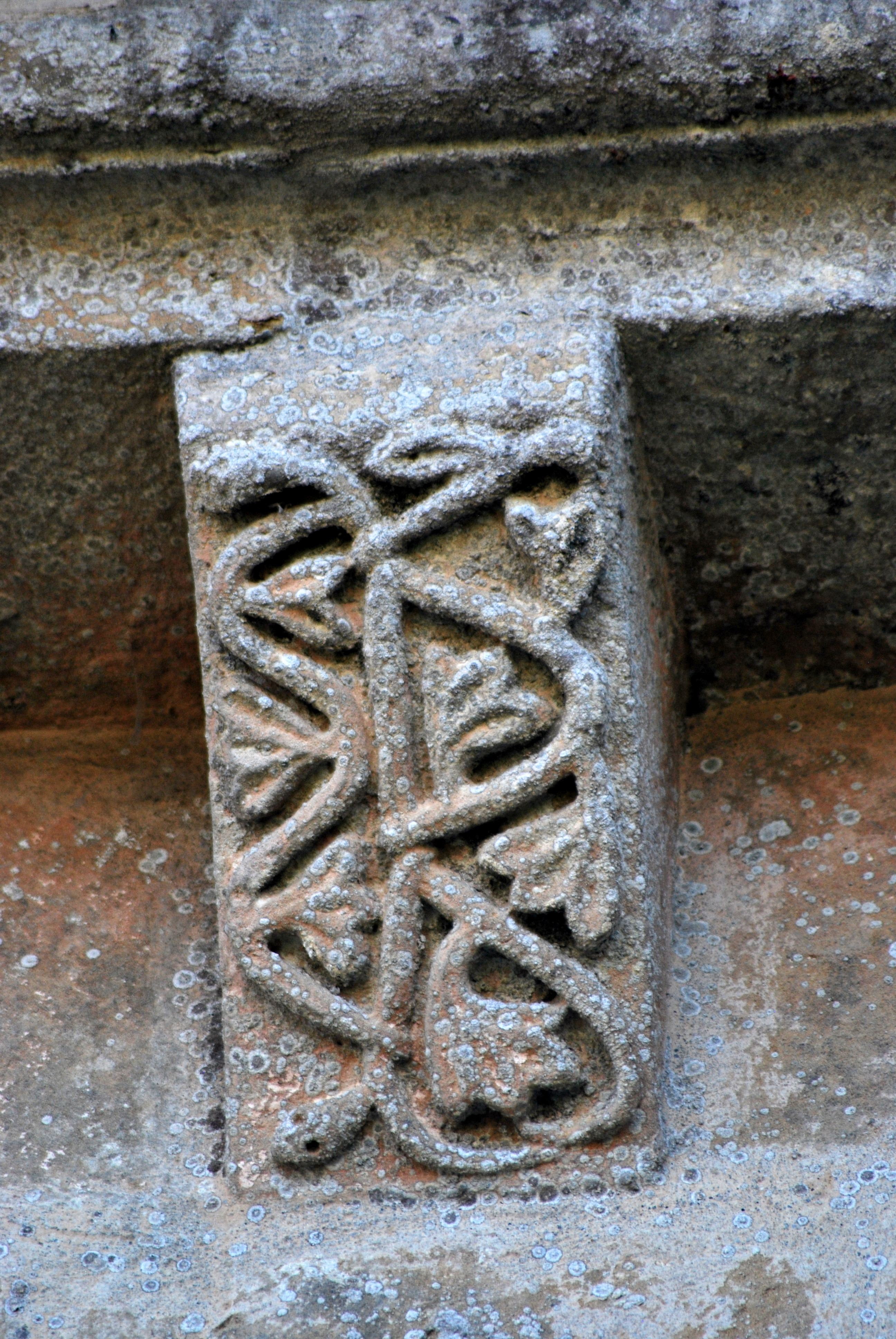
Saint-Martin-de-Sescas, Gironde
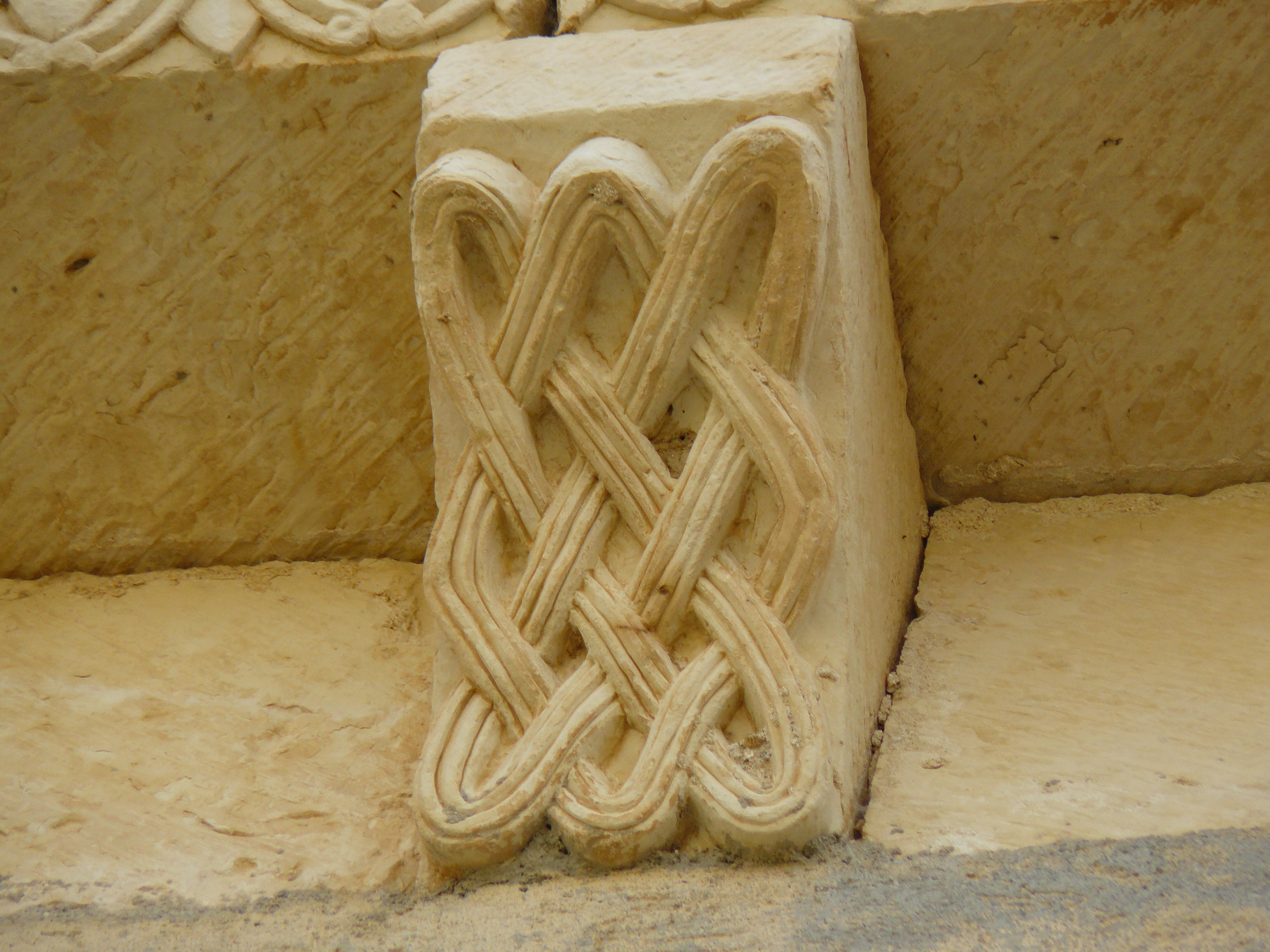
Duratón, Espagne

Dessin géométrique
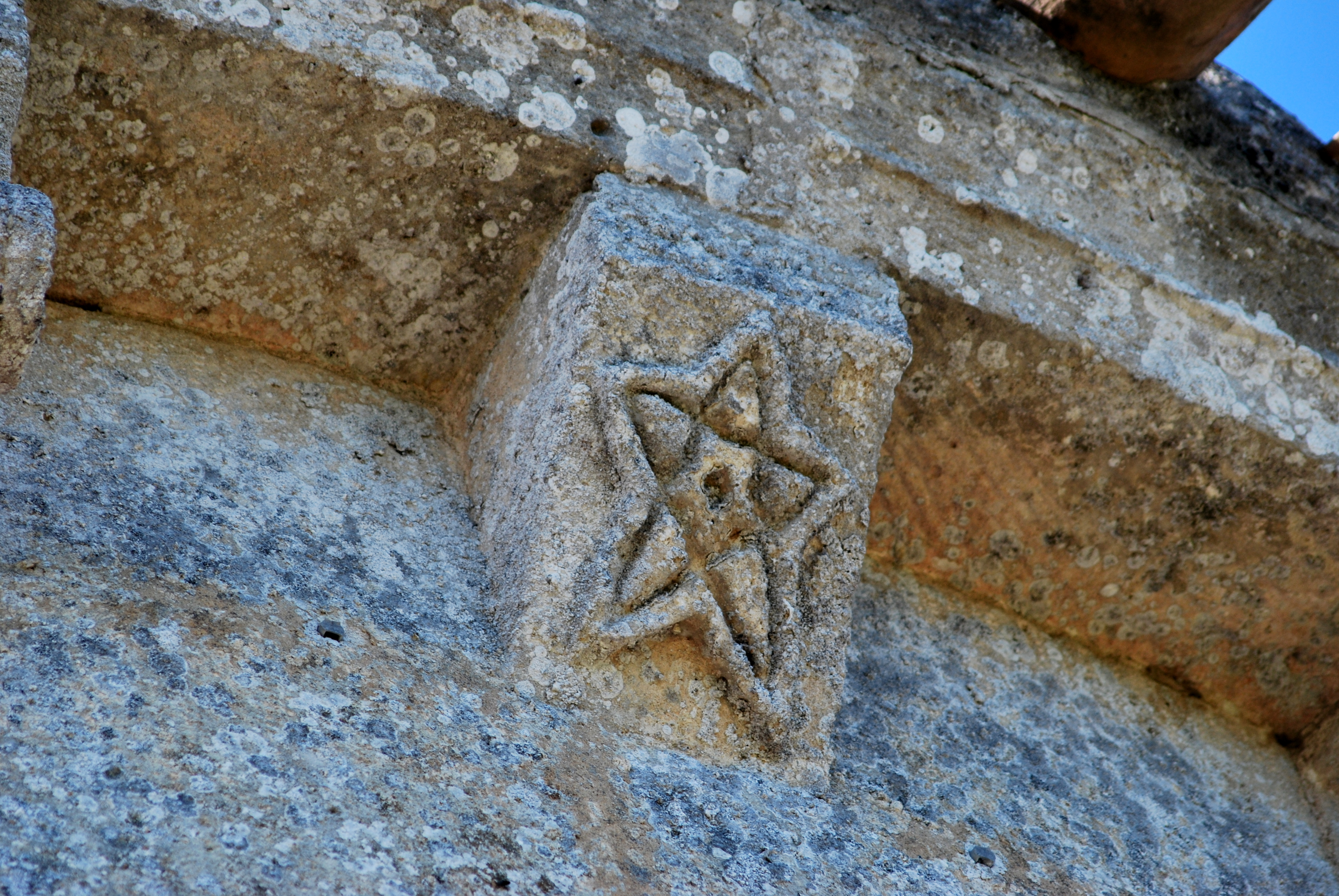
Cardan, Gironde
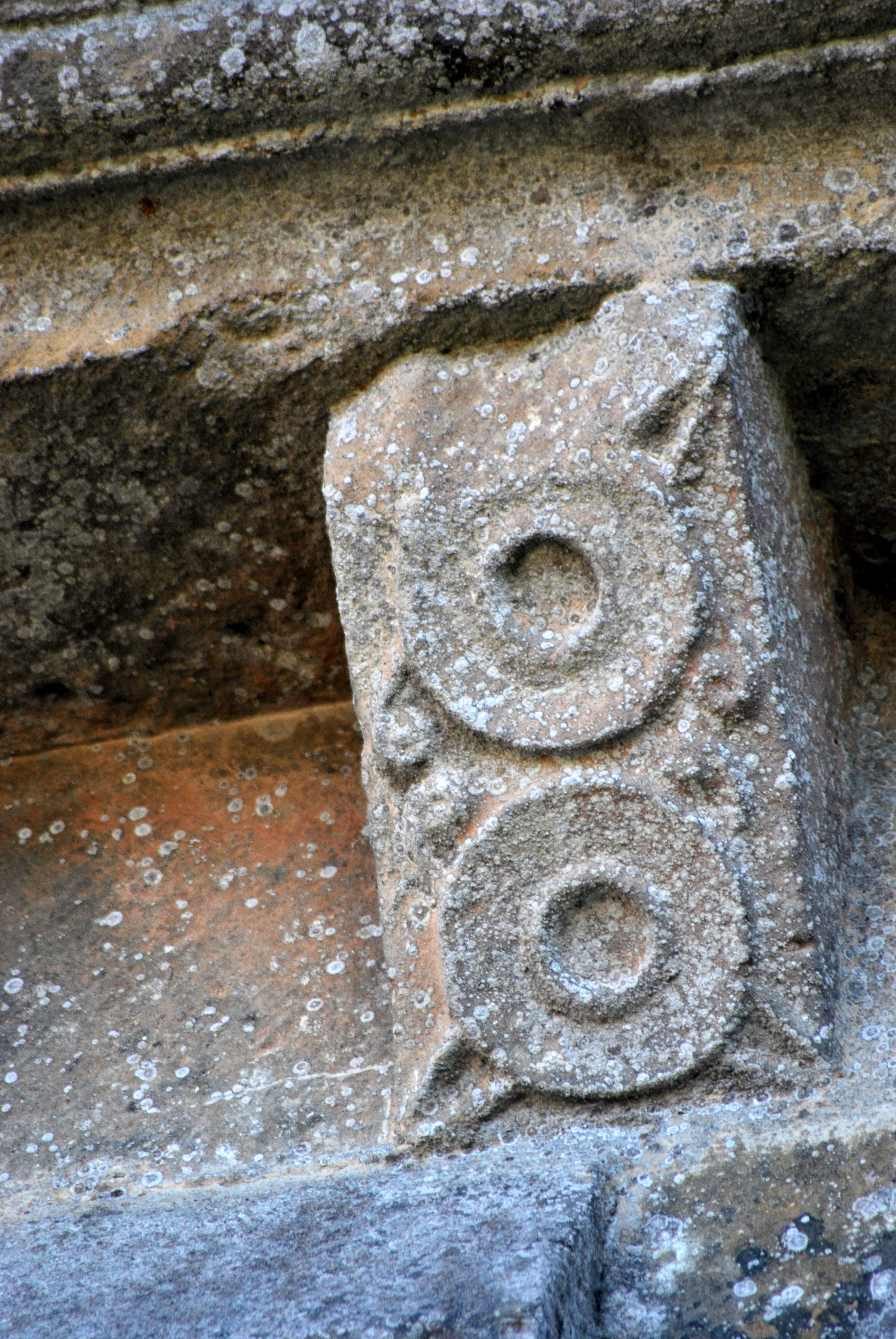
Saint-Martin-de-Sescas, Gironde
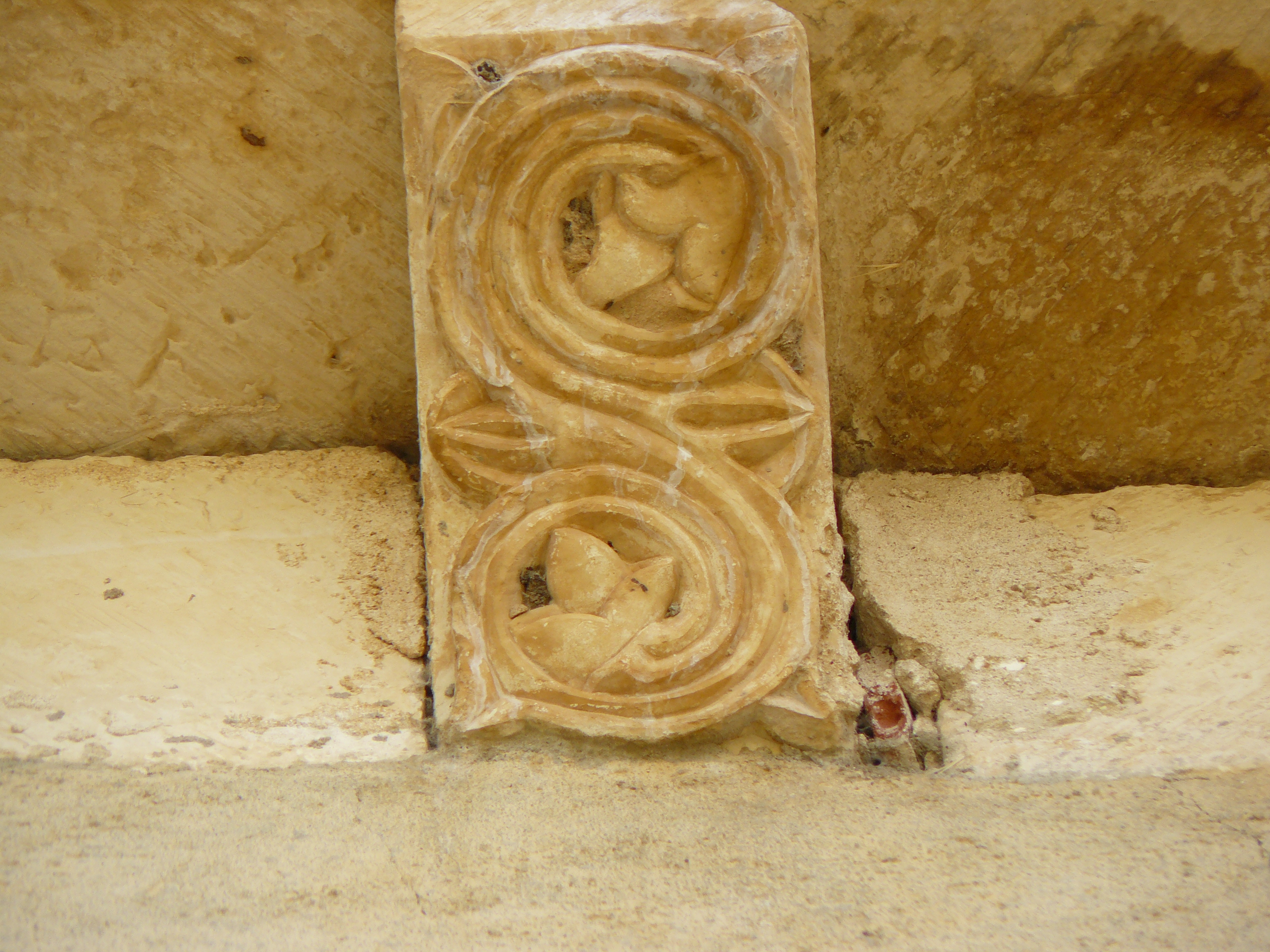
Duratón, Espagne

Feuillage
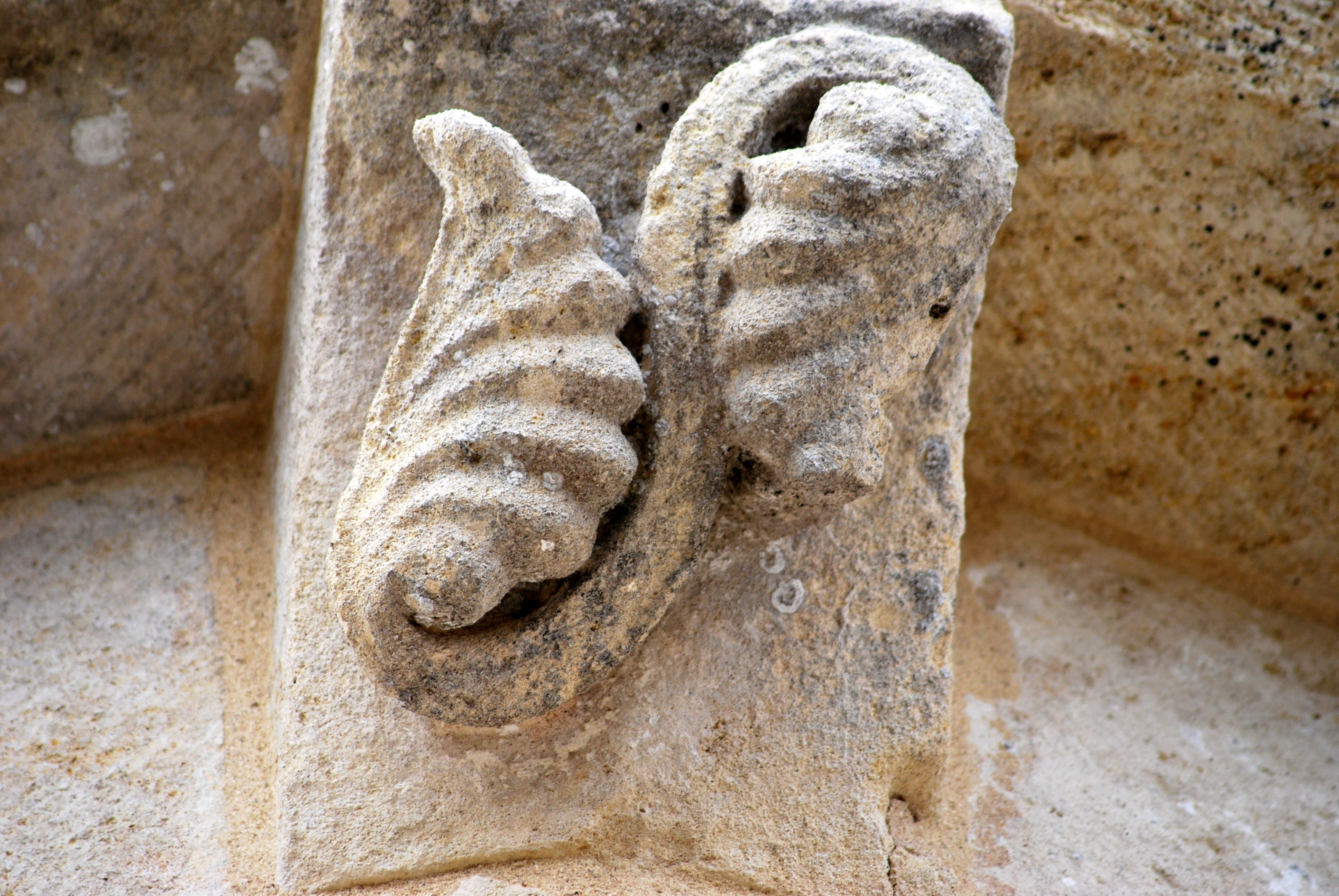
Lugaignac, Gironde
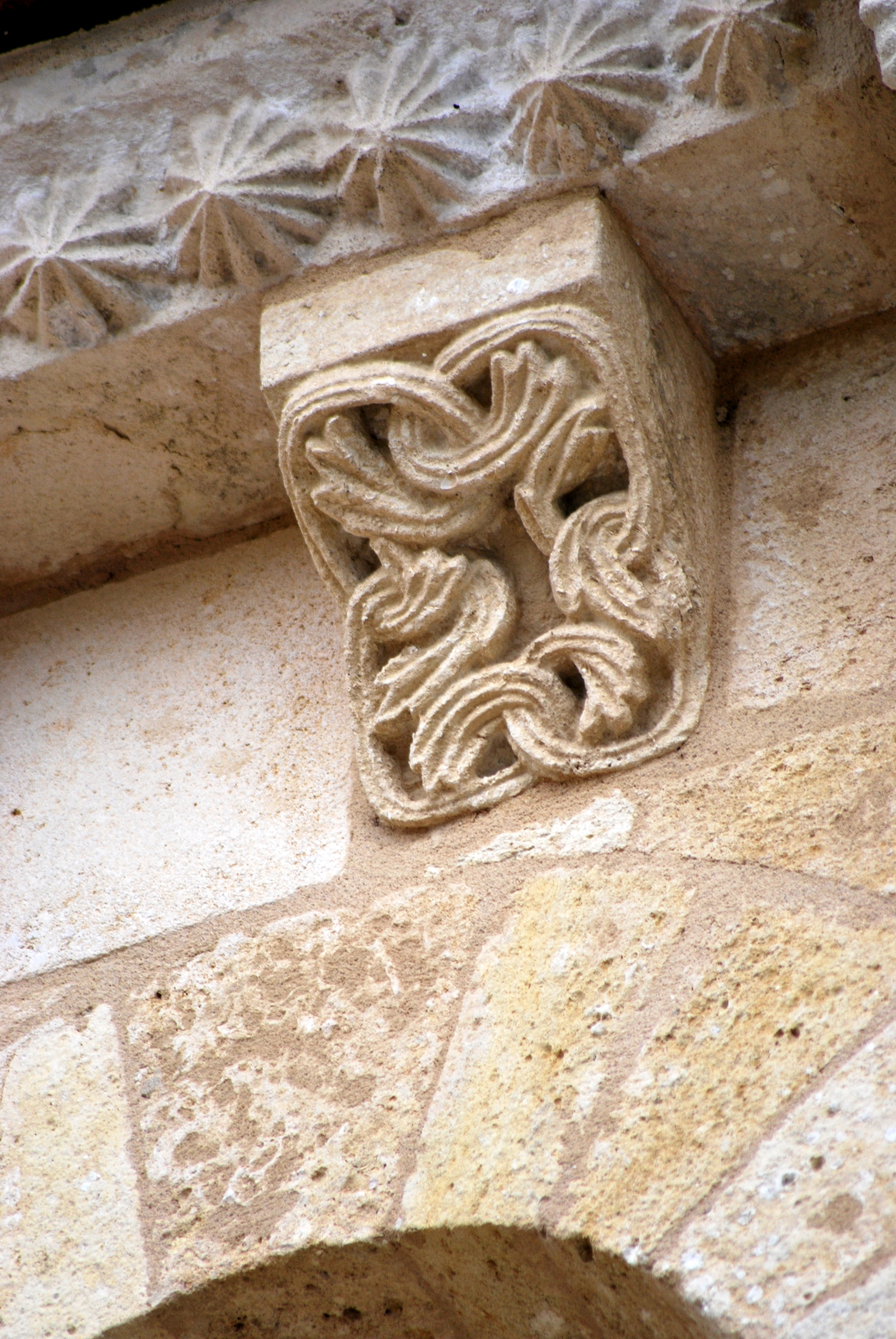
Léognan, Gironde
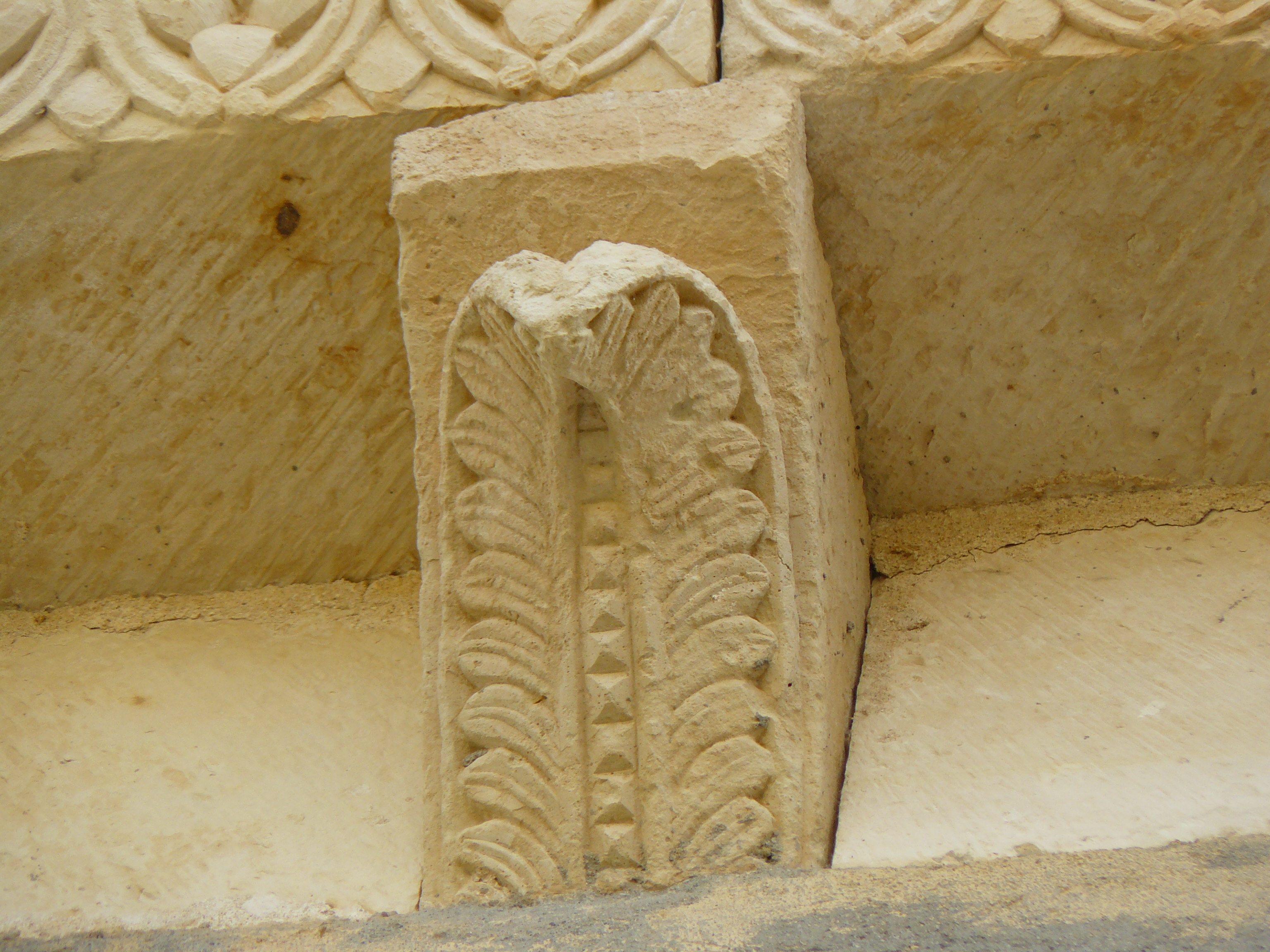
Duratón, Espagne

Objets familiers
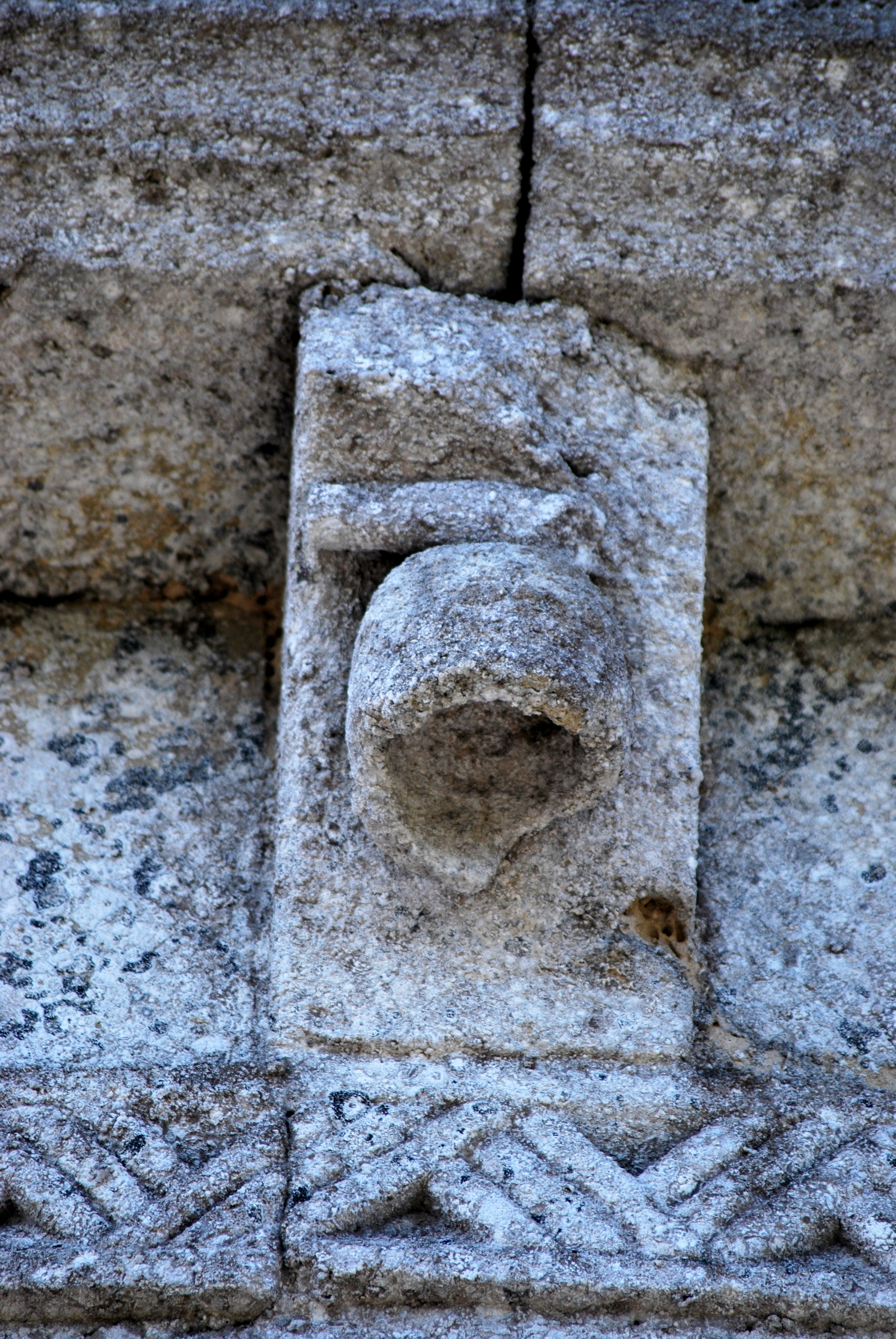
Saint-Maixant, Gironde
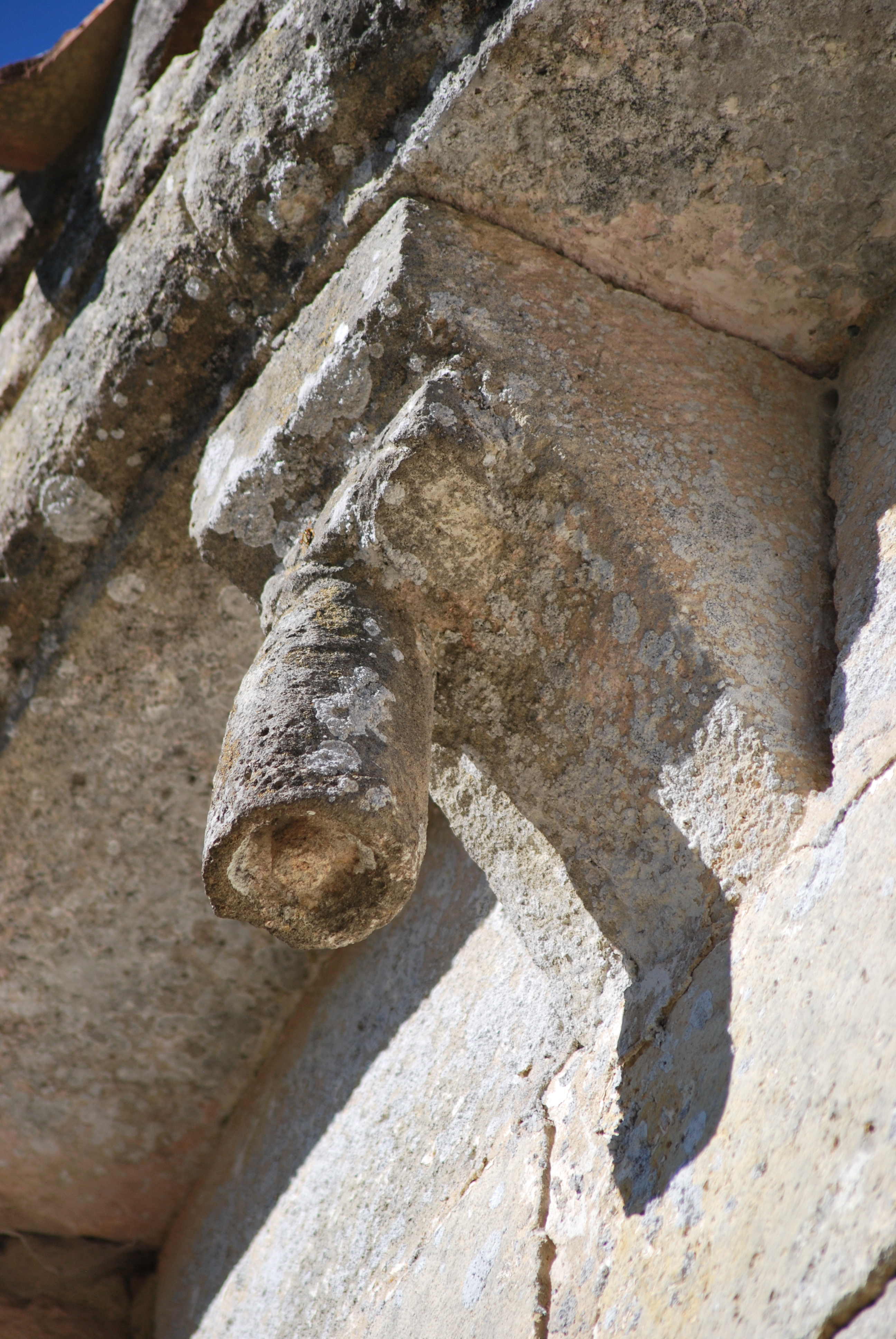
Haux, Gironde
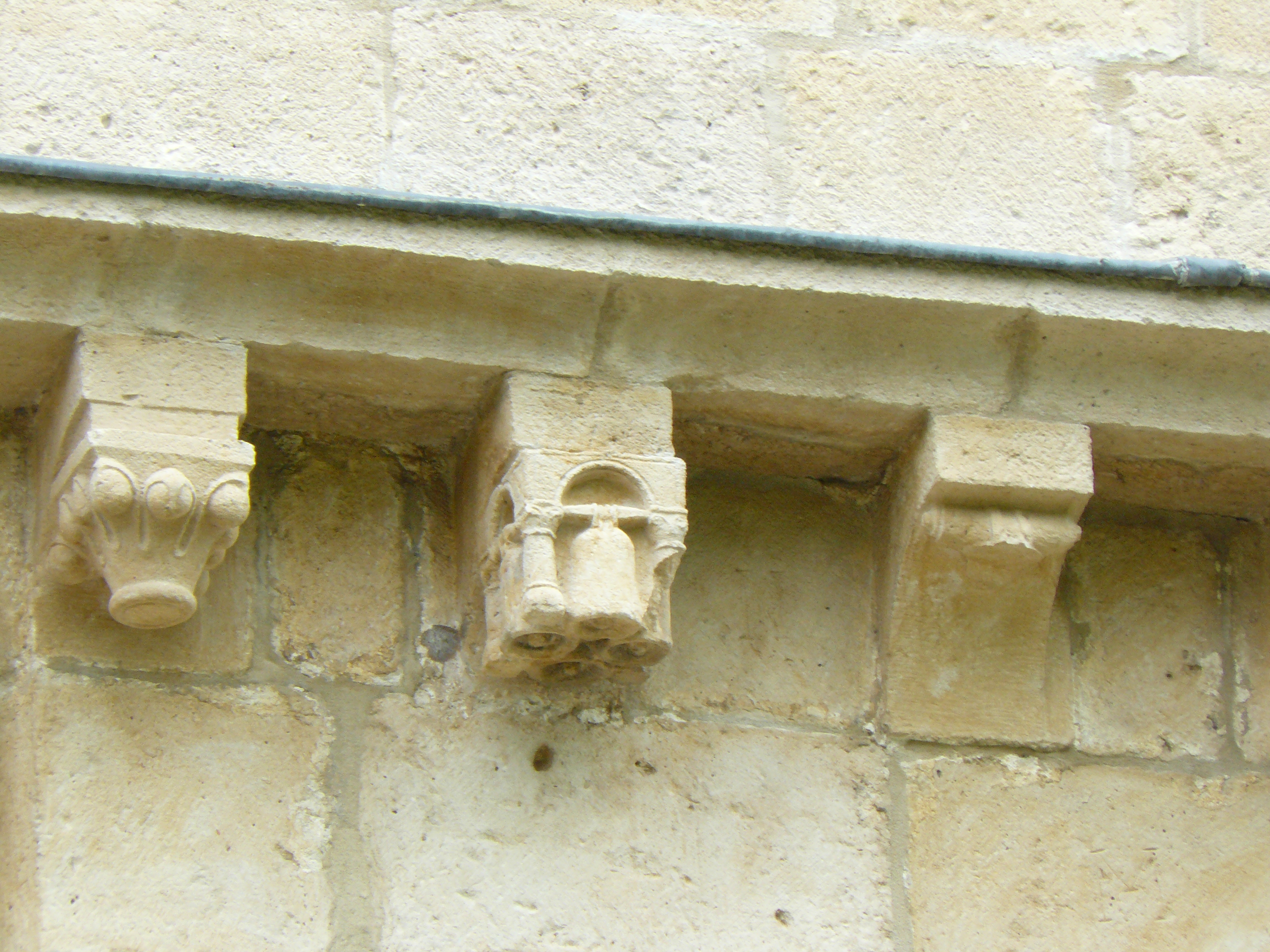
Vallejo de Mena, Espagne
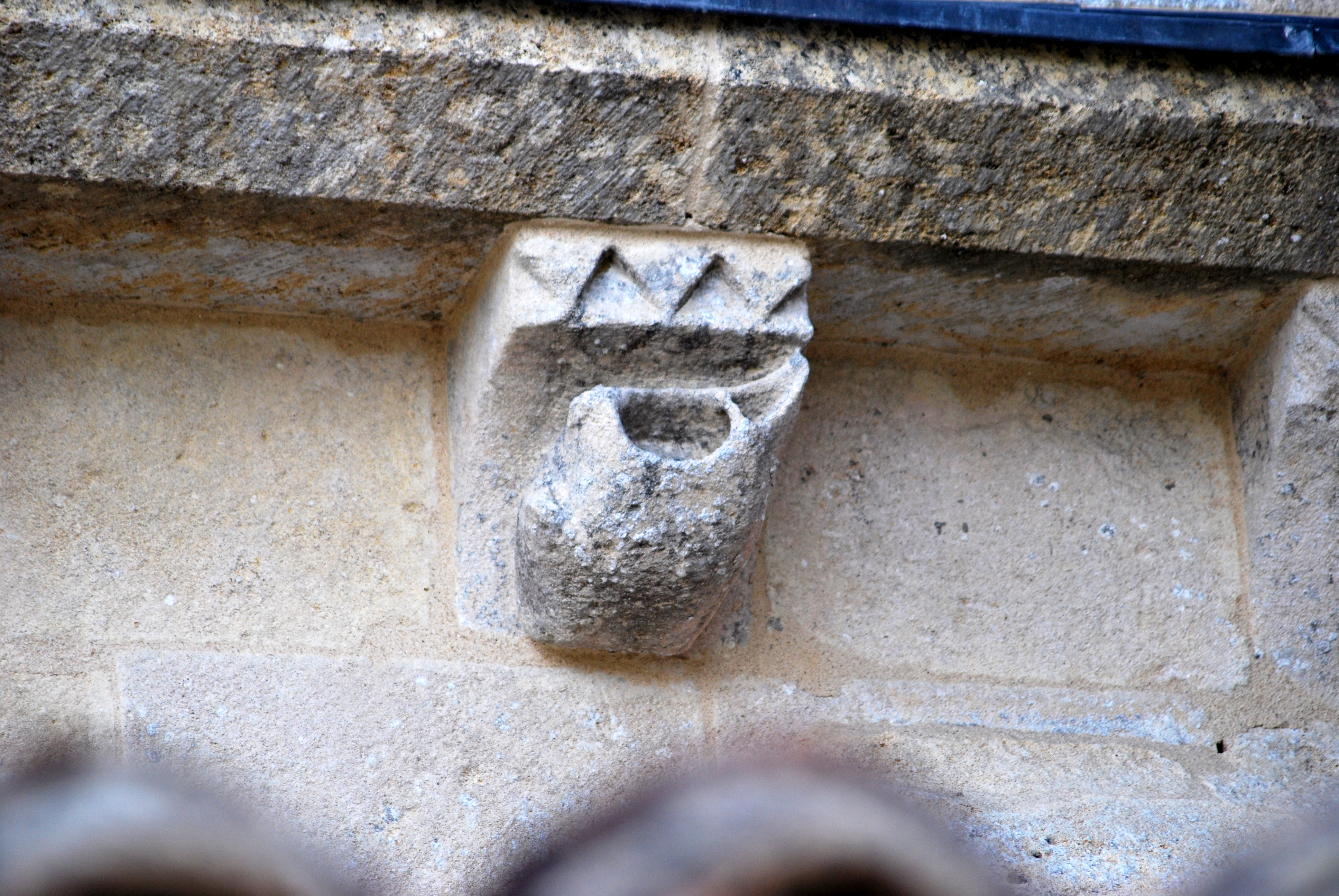
Lugaignac, Gironde
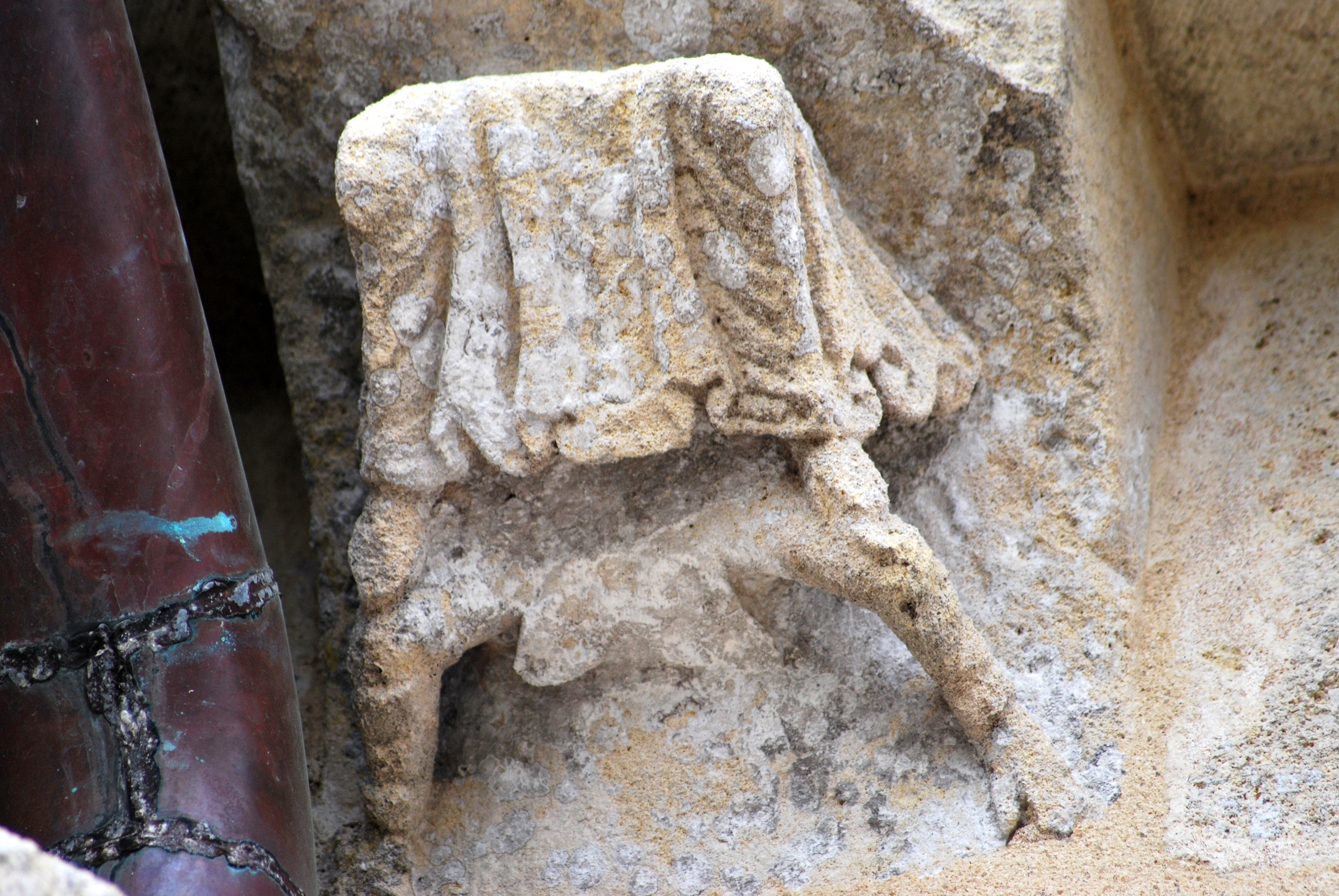
Lugaignac, Gironde

Divers
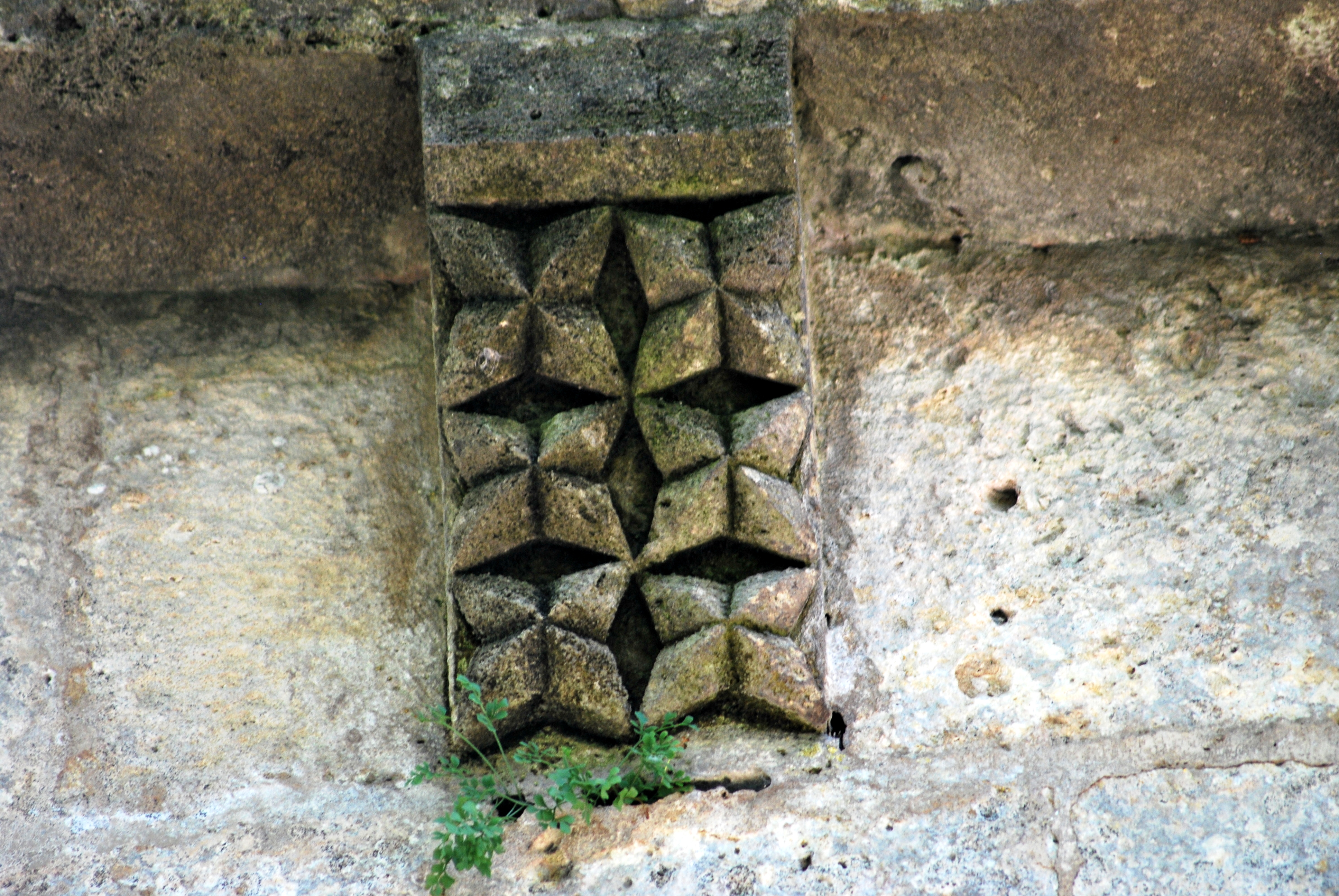
Cardan, Gironde
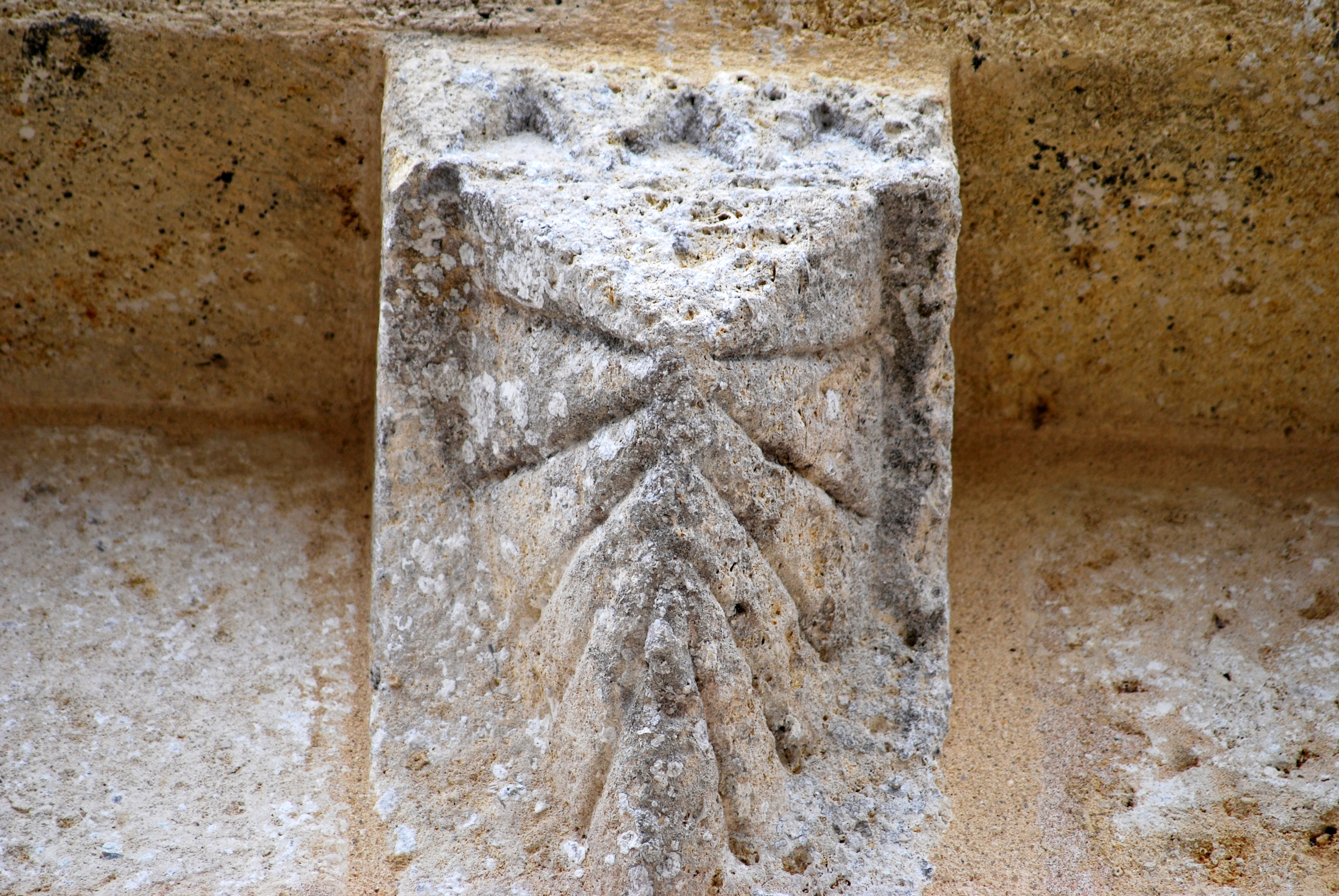
Lugaignac, Gironde
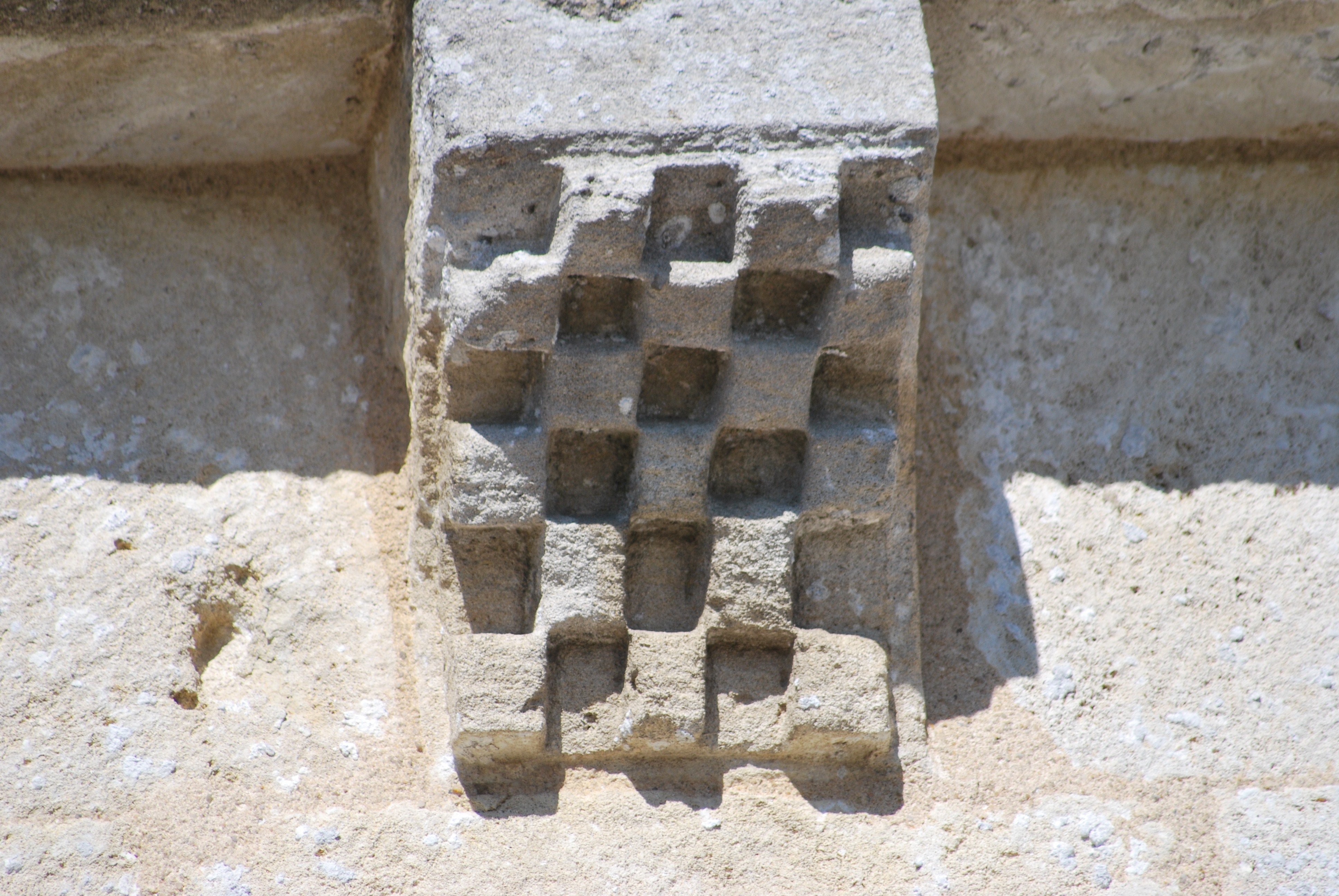
La Lande-de-Fronsac, Gironde
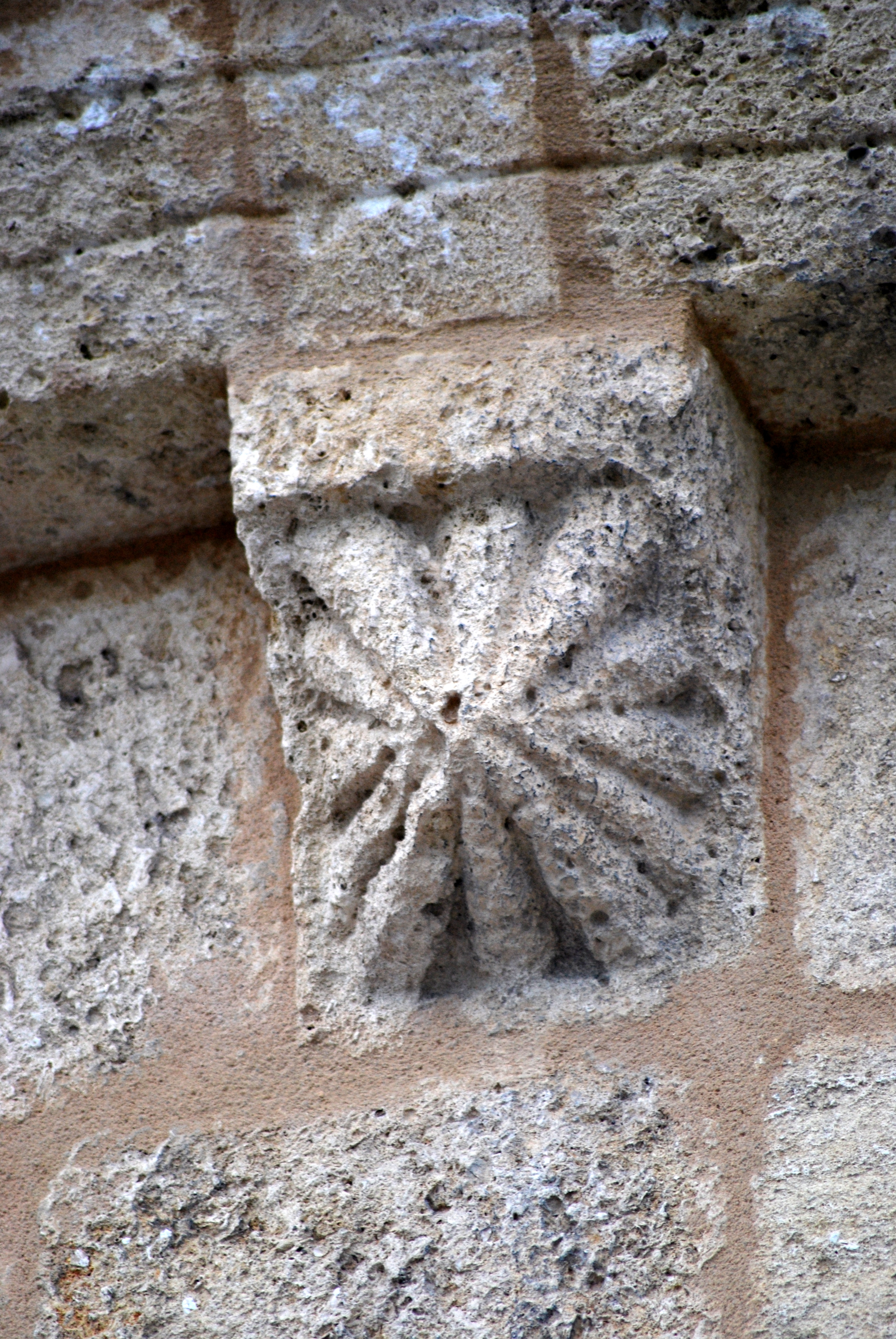
Léognan, Gironde

### Les symboles zodiacaux
Certains observateurs voient des symboles du zodiaque dans certains modillons.
Les symboles zodiacaux sont : Bélier (bélier volant ou bouc), Taureau, Gémeaux, Cancer (crabe), Lion, Vierge, Balance, Scorpion, Sagittaire (Centaure), Capricorne (Bouc avec queue de poisson), Verseau, Poissons (deux poissons).
Les symboles que l'on peut identifier comme étant purement zodiacaux ne sont pas très fréquents. Deux poissons sur un modillon peut être Pisces. Les signes comme Taureau, Lion, Bouc sont sujets à des interprétations plus simples et surtout conformes au contexte général des autres modillons sur l'édifice.
On ne retrouve pas les signes caractéristiques de Balance, Capricorne, Gémeaux, Vierge, Verseau. Il y a des églises romanes réputées pour abriter des signes du zodiaque, comme l'église de Saint-Maixant en Gironde. On voit « deux poissons », un taureau, lion et bouc, mais pas dans un contexte « zodiacal ».
On ne peut pas considérer que les signes du zodiaque figuraient per se parmi les représentations modillonaires. Par contre, sur certaines églises romanes, un zodiaque complet figure sur le portail comme à l'église Saint-Léger de Cognac, à l'église Notre-Dame-de-l'Assomption de Fenioux et à l'église Notre-Dame de Castelviel (Bougoux).

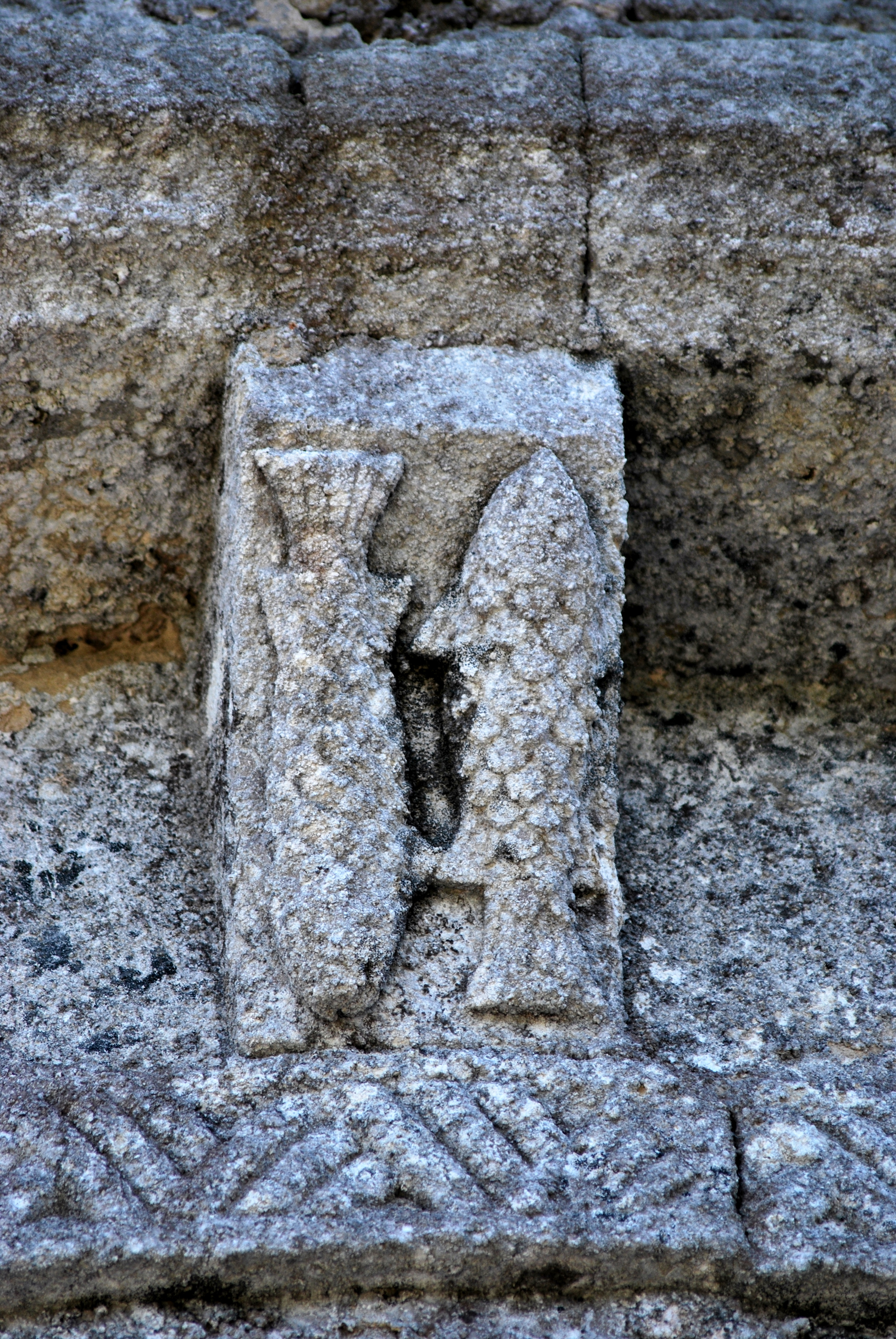
Saint-Maixant, Gironde
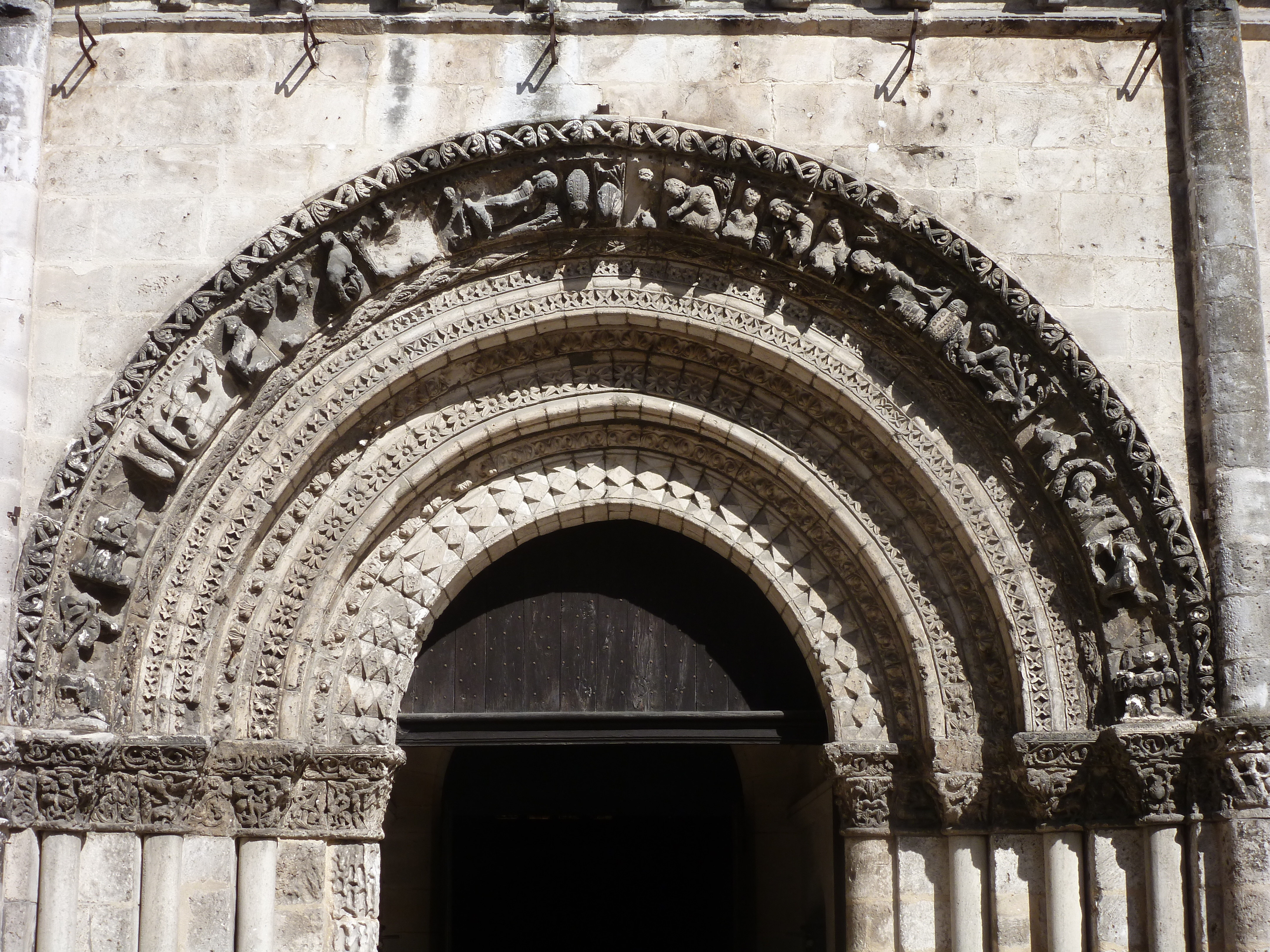
Cognac, Charente
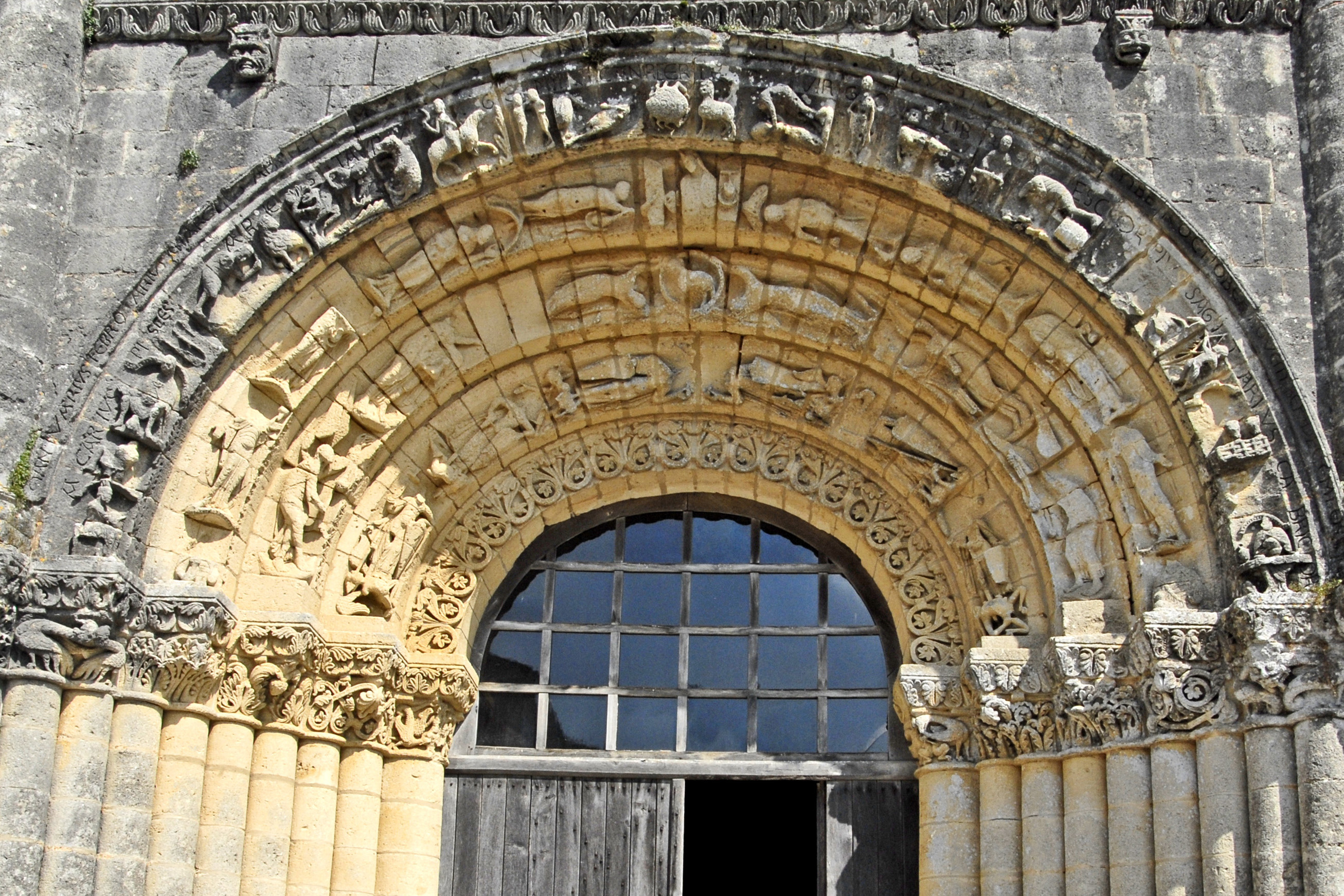
Fenioux, Charente-Maritime
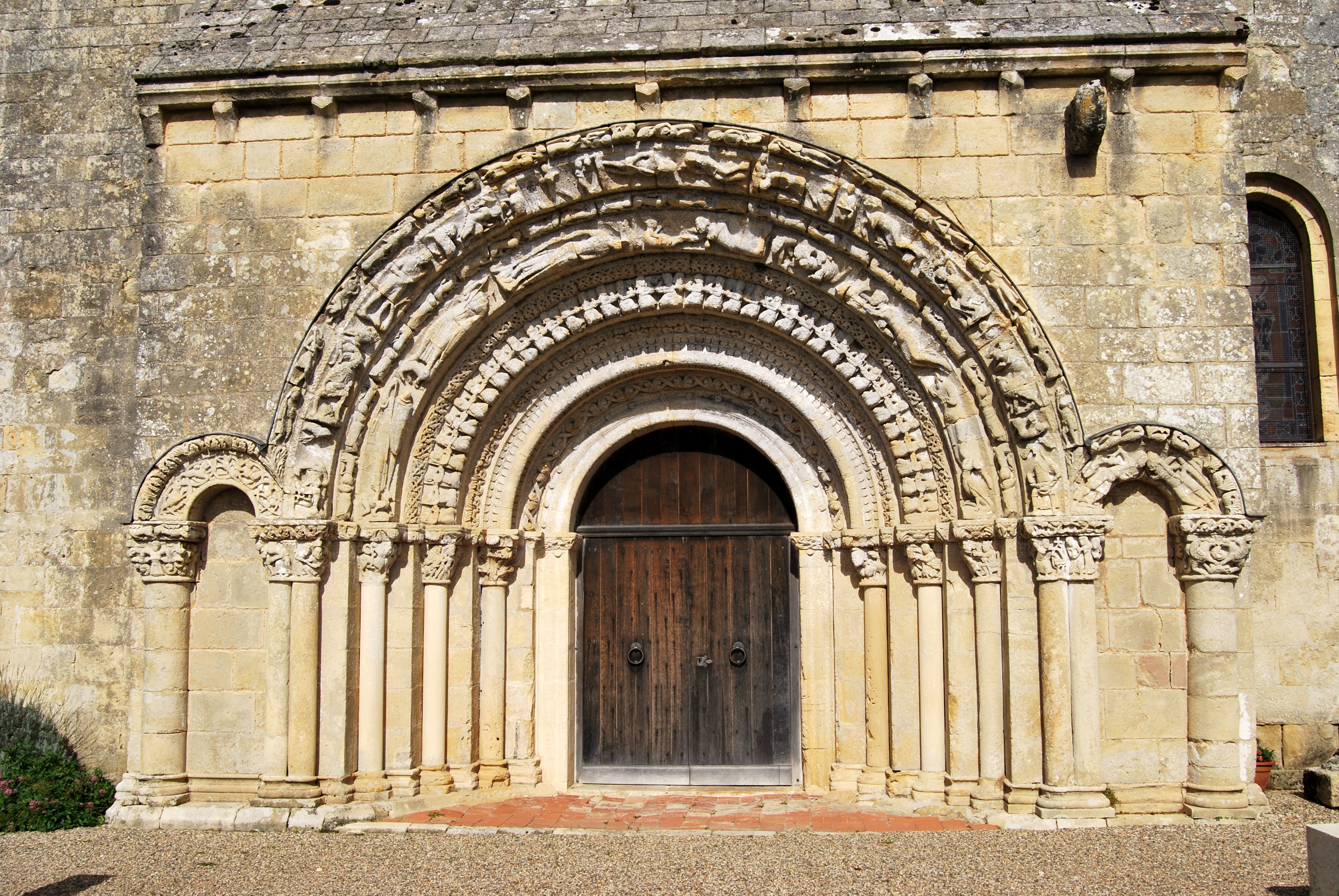
Castelviel, Gironde

Le zodiaque d'Amiens ou de Chartres sont aussi des calendriers complets, avec correspondances entre signe zodiacaux et saisons, mais ces édifices sont gothiques.

## Classification des modillons
Un certain nombre de sites proposent des informations et images de modillons, ils sont cités en liens externes.
Les tableaux ci-dessous listent, par pays, les églises romanes qui possèdent des modillons figurés.
On y trouve des liens vers l'article de Wikipédia sur la commune, l'église en question (parfois très sommaire) et, quand elles existent, vers les images dans Wikimédia Commons. Les types de figures sur les modillons d'une église sont classés grossièrement selon le code rudimentaire suivant : Lettre majuscule pour la classe, lettre minuscule pour le sujet dans la classe.
A	L’exhibitionniste
| Anal    | a - Vue de dos          | b - sur le dos | g - Défécation           | h - Animal inverti     |                  |
| Génital | c - Homme ithyphallique | d - Femme      | e - Animal ithyphallique | f - Phallus/testicules | g - Masturbation |

B	Les couples
| a - Homme/Femme | b - Homme/Homme | c - Femme/Femme | d - Humain/Démon | e - Humain/Ange |

C	Homme seul
| a - Lisseur de barbe | b - Épine au pied | c - Pieds dans la bouche | d - Main dans la bouche | e - Toucheur de cheveux      | f - Personne qui tombe | g - Tentateur/Tentarice     |
| h - Femme seule      | i - Homme seul    | v - Homme avec livre     | w - L'avare             | x - Porteur de poisson géant | y - Porteur de tonneau | z - Porteur d'un outil/arme |

D	Profession maudite
| Musicien | a - Psaltérion | b - Vièle  | c - Cor       | d - Flûte | e - Cornemuse | f - Dolio | g - Flûte de Pan | h - Harpe | i - « Baudruche » | j - Tambour |
| Acrobate | z - seul       | y - à deux | x - plusieurs |           | k -Danseuse   |           |                  |           |                   |             |

E	Masques : démoniaques et humains
| a - Démon                   | b - Visage paisible                  | c - Visage grimaçant | d - Visage avec volutes     |
| e - Bouche tirant la langue | f - Bouche tirée par les commissures | g - Angoisse         | h - Monstre mangeur d'homme |

F	Les animaux réels avec connotation symbolique
| a - Bouc/Chèvre/Bélier | b - Équidé     | c - Canidé          | d - Taureau         | e - Chouette           | f - Grenouille/Crapaud | g - Lapin/Lièvre | h - Félin   | i - Lion   |
| j - Ours               | k - Salamandre | l - Sanglier/cochon | m - Scorpion        | n - Serpent            | o - Tortue             | p - Poisson      | q - Oiseaux | r - Bovidé |
| s - Singe              | t - Cerf       | u - Éléphant        | y - Bête avec proie | z - animal indéterminé |                        |                  |             |            |

G	Les animaux mythologiques
| a - Sirène-poisson | b - Sirène-oiseau | c - Centaure | d - Caladrius          | e - Dragon |
| f - Basilic        | g - Griffon       | h - Ange     | z - animal indéterminé |            |

H	Les formes non figurées
| a - Entrelacs         | b - Feuilles   | c - Damier | d - Dessin géométrique | e - Croix | f - Étoile          |
| g - pointe de diamant | h - coquillage | i - Fleur  | j - cylindres          | k - Pigne | z - sans figuration |

I	Objets familiers
| a - Cloche | b - Cruche | c - Tonneau | d - Chaise | e - Fruit | f - Coupe de vin | g - Goupillon | h - Eucharistie sacrilège |